# Wuppertaler Schwebebahn
Die Wuppertaler Schwebebahn ist eine 1901 eröffnete Hochbahn in Wuppertal und steht seit 1997 unter Denkmalschutz. Die einschienige Hängebahn gilt als stadtbild-prägendes Wahrzeichen sowie wichtigste touristische Sehenswürdigkeit der Stadt, gleichzeitig als eines der bekanntesten Verkehrsmittel der Welt. Im Gegenzug verhalf das Alleinstellungsmerkmal Schwebebahn auch der Stadt selbst zu internationaler Bekanntheit. Betreibergesellschaft sind die WSW Wuppertaler Stadtwerke GmbH, beziehungsweise seit 2007 deren Tochtergesellschaft WSW mobil GmbH, die Infrastruktur gehört hingegen der Stadt Wuppertal selbst. Die Anlage ist die weltweit älteste noch betriebene Einschienenbahn überhaupt, ebenso die älteste noch betriebene Hängebahn.

## Beschreibung

### Technische Einordnung und Bezeichnung

Historisches Reklameplakat der damaligen „Schwebebahn Vohwinkel-Elberfeld-Barmen“, beworben als „erste öffentliche, elektrisch betriebene Schwebebahn für Personenbeförderung“. Als Motiv diente der für Aufnahmen populäre, sogenannte Treffpunkt der drei verschiedenen Bahnen an der Sonnborner Eisenbahnbrücke

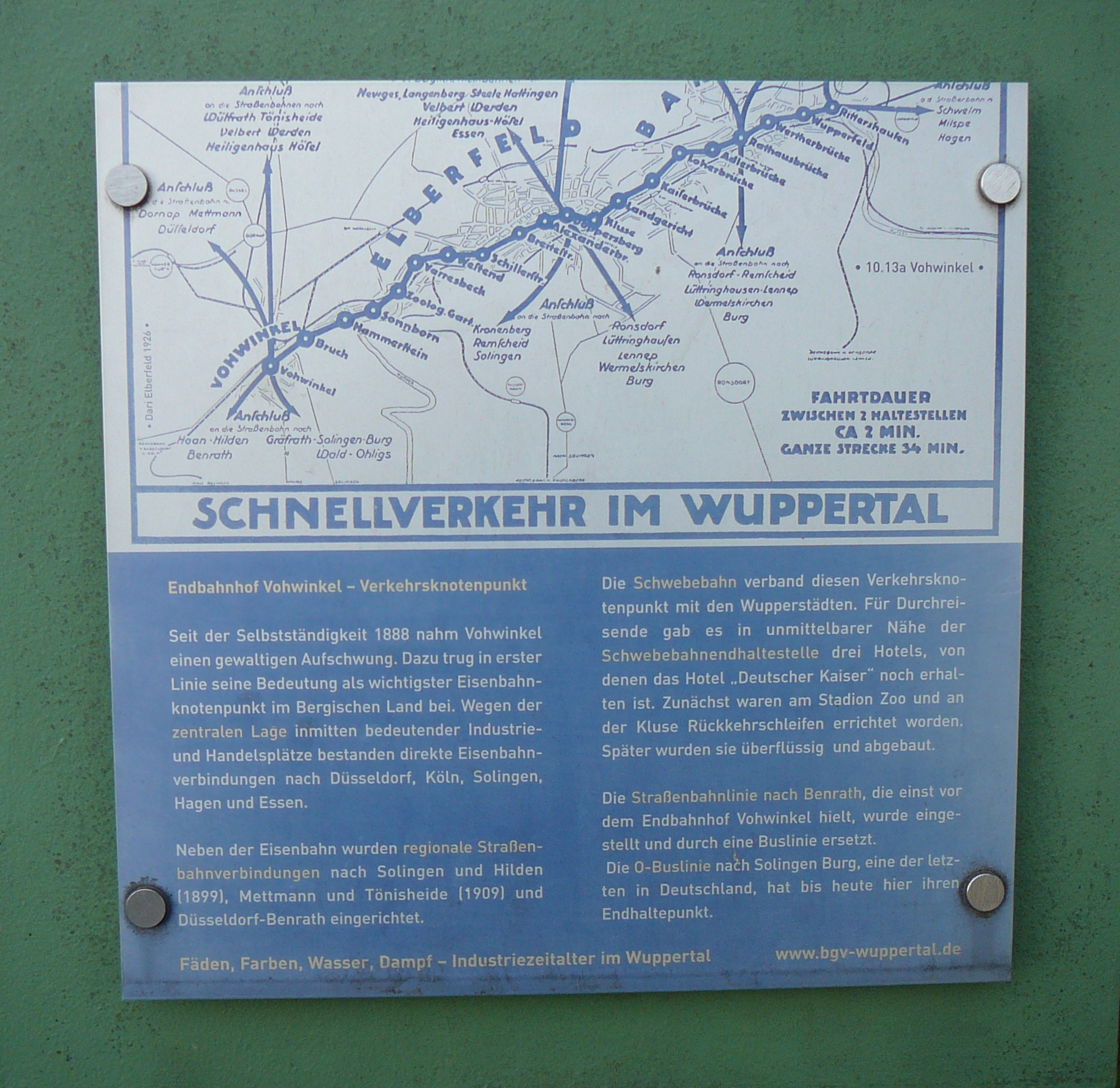
Übersichtsplan Schnellverkehr im Wuppertal, publiziert 1926 vom Deutschen Architektur- und Industrie-Verlag

Obgleich die Wuppertaler Schwebebahn technisch als Einschienenbahn respektive Hängebahn kategorisiert wird, zählt sie weder zu den im Bergbau üblichen Einschienenhängebahnen noch zu den in der Industrie verwendeten Elektrohängebahnen. Die Bezeichnung Schwebebahn ist hingegen technisch falsch, weil im Gegensatz zu einer Magnetschwebebahn ein ständiger Kontakt zwischen Fahrweg und Fahrzeug besteht und, im Gegensatz zu einer Seilschwebebahn, der Fahrweg einer Schienenschwebebahn starr ist.
Der offizielle Name lautet Einschienige Hängebahn System Eugen Langen, ihr Erfinder selbst kreierte hingegen die heute gebräuchliche Wortschöpfung. Langen schrieb hierzu schon 1892 in einem Brief an Georg Wilhelm von Siemens: „Ein System der hängenden Wagen. Ich habe das Ding einfach Schwebebahn getauft.“ Erst im 20. Jahrhundert entwickelte sich der Begriff Schwebebahn schließlich auch zum Synonym für Luftseilbahnen mit Personenbeförderung, die zu Lebzeiten Langens noch nicht existierten. Bekannte Beispiele hierfür sind die Fichtelberg-Schwebebahn (1924), die Schauinsland-Schwebebahn (1930) oder die Säntis-Schwebebahn (1933). Darüber hinaus setzt aber auch der deutsche Gesetzgeber Schwebebahn teilweise mit Luftseilbahn gleich, etwa im Strafgesetzbuch unter § 315 – Gefährliche Eingriffe in den Bahn-, Schiffs- und Luftverkehr. Anders hingegen im Personenbeförderungsgesetz (PBefG), wo es unter § 4, Absatz 2 heißt: „Als Straßenbahnen gelten auch Bahnen, die als Hoch- und Untergrundbahnen, Schwebebahnen oder ähnliche Bahnen besonderer Bauart angelegt sind oder angelegt werden, ausschließlich oder überwiegend der Beförderung von Personen im Orts- oder Nachbarschaftsbereich dienen und nicht Bergbahnen oder Seilbahnen sind.“
Bis zur Gründung der Stadt Wuppertal im Jahr 1929 waren zunächst die Bezeichnungen Elberfelder Schwebebahn, Schwebebahn Elberfeld-Barmen, Schwebebahn Barmen-Elberfeld, Schwebebahn Vohwinkel-Elberfeld-Barmen oder Schwebebahn Barmen-Elberfeld-Vohwinkel geläufig. Häufig wurde den frühen Bezeichnungen, insbesondere rund um die Eröffnung, noch der Zusatz Elektrische vorangestellt, um auf die damals moderne Antriebsart hinzuweisen. Weitere Alternativbezeichnungen aus der Frühphase waren Stadtbahn oder Stadthochbahn.
Zwischen den 1920er und 1950er Jahren war mitunter vom Schnellverkehr im Wuppertal die Rede, zwischen dem Zweiten Weltkrieg und der am 1. Januar 1980 erfolgten Integration in den, damals in Kraft getretenen, Verkehrsverbund Rhein-Ruhr (VRR) verwendete der Betreiber außerdem die Abkürzung S-Bahn für Schnellbahn respektive Stadtschnellbahn. In den 1970er Jahren war ferner die Bezeichnung Schwebebahn-Schnellverkehr geläufig, in heutigen Fahrplanmedien wird mitunter das Kürzel Schw-B gewählt.
Umgangssprachliche Bezeichnungen sind alte Dame, eiserner Lindwurm, Tausendfüßler, stählerner Tausendfüßler, stählernes Rückgrat, eisernes Rückgrat, schwebender Paternoster, fliegender Bus, Puls Wuppertals, aufgehängte Straßenbahn, achtes Weltwunder oder technisches Ei des Kolumbus. Populäre englischsprachige Bezeichnungen sind Wuppertal floating tram, übersetzt Wuppertaler schwebende Straßenbahn, oder Danglebahn. Letzterer Begriff ist dabei eine deutsch-englische Komposition, wobei das Verb to dangle – außer für schweben – auch für baumeln, schlenkern, schlottern, wackeln, hängen oder herunterhängen stehen kann.

### Rechtslage
Ursprünglich war die Wuppertaler Schwebebahn gemäß preußischem Gesetz über Kleinbahnen und Privatanschlußbahnen vom 28. Juli 1892 als nebenbahnähnliche Kleinbahn klassifiziert und somit verkehrsrechtlich betrachtet eine private Eisenbahn. So hatten die Wagen früher im Rahmen der Kleinbahnordnung beispielsweise als beleuchtetes Zugschlusssignal eine Petroleumlampe mit roter Farbscheibe.
Infolge der Verordnung über den Bau und Betrieb von Kleinbahnen und den ihnen gleich zu erachtenden Eisenbahnen vom 7. Juli 1942 änderte der Gesetzgeber auch die Konzession der Schwebebahn 1943 in die einer Straßenbahn ab. Anschließend unterlag sie somit der Verordnung über den Bau und Betrieb der Straßenbahnen (BOStrab) mit gewissen Einschränkungen gemäß § 10, das heißt die Wuppertaler Anlage wurde den „Bahnen besonderer Bauart“ nach § 2 zugeordnet. Die Klassifizierung nach BOStrab machte sich äußerlich unter anderem daran bemerkbar, dass die 1950 eingeführte Wagengeneration in den ersten zehn Betriebsjahren mit Zugzielanzeigern über der Frontscheibe ausgestattet war, obwohl die Reisendenlenkung bei der Schwebebahn bereits hinreichend über die entsprechende Beschilderung der beiden Richtungsbahnsteige erfolgt.
Am 20. Januar 1969 wurde diese Regelung schließlich, im Hinblick auf die Inbetriebnahme der neuen Gelenkwagen, durch die speziell auf die Wuppertaler Schwebebahn zugeschnittene Richtlinie BOSchweb ergänzt. Diese sah Sonderregelungen bezüglich Überspannungsschutz, Steuerungstechnik und Bremsen vor. Infolge der BOSchweb konnten die neuen Gelenkwagen nicht mehr als einfache Straßenbahnwagen zugelassen werden. Deshalb mussten sie ferner auch den höheren Brandschutzbestimmungen gemäß Brandbuch B der Deutschen Bundesbahn (DB) genügen.
Seit Novellierung der BOStrab im Jahr 1987 gilt die Schwebebahn wiederum, analog einer U-Bahn, als „unabhängige Bahn“ – das heißt sie ist „durch ihre Bauart oder Lage auf der gesamten Streckenlänge vom Straßenverkehr oder anderen Verkehrssystemen getrennt“. Abgesehen von der vollständigen Trennung vom Individualverkehr hat die Schwebebahn mit einer U-Bahn dabei das signalgesicherte Fahren im festen Raumabstand sowie die Verwendung eines Makrofons statt einer Klingel oder Glocke gemeinsam.
Als zuständige Technische Aufsichtsbehörde (TAB) für die Schwebebahn fungiert entsprechend, analog zu den Straßenbahnbetrieben in Nordrhein-Westfalen, die Bezirksregierung Düsseldorf.
Der 1949 gegründete Verband öffentlicher Verkehrsbetriebe (VÖV) wiederum bezeichnete die Wuppertaler Schwebebahn schon in den 1950er Jahren als eine von drei deutschen „Stadtschnellbahnen“. Im Gegensatz dazu zählt der Internationale Verband für öffentliches Verkehrswesen (UITP) Einschienenbahnen nur dann zu den U-Bahnen, wenn es sich um sogenannte Sattelbahnen handelt.

### Piktogramm

Seit 1980 verwendetes Piktogramm der Schwebebahn, das unter anderem an den Haltestellenzugängen anzutreffen ist

Ursprünglich verfügte die Schwebebahn über keine besondere Kennzeichnung. Erst in der Zwischenkriegszeit führte der Betreiber, nicht zuletzt zwecks Abgrenzung zur Straßenbahn, ein spezielles Logo ein. Hierbei handelte es sich um ein rotes S auf einem weißen, randlosen Hintergrund, der rechteckig war und hochkant stand. Nach dem Zweiten Weltkrieg erhielt das rote S schließlich einen kreisrunden Hintergrund, der weiterhin randlos war. Im Zuge der 1967 erfolgten Einführung der S-Bahn Rhein-Ruhr, die damals allerdings noch nicht durch Wuppertal fuhr, passten auch die Wuppertaler Stadtwerke ihr Schwebebahn-Logo farblich entsprechend an. Das S wurde fortan in weißer Schrift auf grünem Hintergrund dargestellt, der mit einem weißen Rand eingefasst war. Die Schriftart entsprach allerdings nicht dem Signet, das der Grafiker Fritz Rosen 1930 offiziell für die damalige Deutsche Reichsbahn entwarf.
Seit der Integration in den Verkehrsverbund Rhein-Ruhr wird die Schwebebahn hingegen mit einem individuellen Piktogramm gekennzeichnet. Hierbei handelt es sich um eine quadratische Grafik mit stilisiertem Schwebebahnzug, der auf dem Stadtlogo Wupperwurm aus den 1960er Jahren basiert, in weißer Farbe auf blauem Hintergrund samt dem Schriftzug schwebebahn über der Fahrschiene. Die Kleinschreibung erfolgt dabei analog zur Aufschrift stadtbahn auf dem, ebenfalls weiß-blauen, Logo der Stadtbahn Rhein-Ruhr.

### Liniennummer
Ursprünglich hatte die Schwebebahn keine Liniennummer. Erst im Zuge der Integration in den Verkehrsverbund Rhein-Ruhr wurde die Schwebebahn dessen Fahrplanbereich 6 zugeordnet und wird als Linie 60 der Stadtbahn Rhein-Ruhr geführt. Anders als bei deren sonstigen Linien wird jedoch auf das Präfix U verzichtet. Die Liniennummer wird nur in Fahrplanpublikationen und auf Liniennetzplänen angegeben. An den Wagen wurde sie nur kurzzeitig ab der Inbetriebnahme der Generation 15 am 18. Dezember 2016 angezeigt, schon wenige Tage später aber durch das Schwebebahn-Piktogramm ersetzt.

### Wagenklassen und Raucherabteile

Klassentrennung bei der ersten Fahrzeuggeneration: im Vordergrund die teurere „Polsterklasse“, hinter der Durchgangstür die günstigere „Holzklasse“

Zug der Baureihe 03 mit Hinweispfeilen, die Tür am linken Bildrand gehörte zur 3. Klasse, diejenige rechts daneben zur 2. Klasse

Analog zur Eisenbahn bot früher auch die Schwebebahn zwei Wagenklassen an, abgeteilt durch eine Trennwand mit Durchgangstür. Unterschiedliche Sitzteiler gab es dabei nicht, aber im Vergleich zur günstigeren „Holzklasse“ sollte die teurere „Polsterklasse“ mehr Sitzkomfort bieten. Sie war im Regelfall weniger stark ausgelastet und bot somit größere Chancen auf einen Sitzplatz. Der komfortablere Bereich war dabei wie folgt angeordnet:
| Baureihe 98:         | beim Wagen I vorne und beim Wagen II hinten |
| Baureihe 00/12:      | bei den Hauptwagen im hinteren Viertel und bei den Nebenwagen im vorderen Viertel                                                                |
| Baureihe 03:         | bei den Wagen mit Türen in der zweiten Wagenhälfte im hinteren Drittel und bei den Wagen mit Türen in der ersten Wagenhälfte im vorderen Drittel |
| Baureihen 30 und 50: | im hinteren Drittel |

Während es sich bei Eröffnung im Jahr 1901 noch um die I. und II. Klasse handelte, so sind heute auch die historischen Wagen 5 und 22 beschriftet, setzten sich schließlich mit der Vollendung des Verkehrsmittels im Jahr 1903 – sowie der damit verbundenen Inbetriebnahme der Baureihe 03 – die Bezeichnungen II. und III. Klasse durch. Damit orientierte sich die Schwebebahn an den damaligen Gepflogenheiten der Eisenbahn, bei der die besonders komfortable I. Klasse nur in wenigen Zügen vorhanden war. Darüber hinaus waren auch die Wagen der 1902 eröffneten Berliner U-Bahn entsprechend in eine II. und III. Klasse unterteilt. Bei der Baureihe 03 waren die Wageneinstiege bereits mit den arabischen Ziffern 2 und 3 beschriftet, während sich die römischen Ziffern auf den Fahrkarten teilweise noch bis in die 1950er Jahre hielten. Mit der Eisenbahn-Klassenreform vom 3. Juni 1956 wurde schließlich auch bei der Schwebebahn aus der dritten die zweite und aus der zweiten die erste Klasse, womit der Zustand aus dem Eröffnungsjahr wiederhergestellt war.
Bereits 1931 ging erstmals ein Zug in Betrieb, der in beiden Klassen nur noch gepolsterte Sitze aufwies. Diese waren in der dritten Klasse mit Leder und in der zweiten Klasse mit Plüsch bezogen, abgesehen davon dominierten helle Eichenhölzer in der dritten und Mahagoniwände in der zweiten Klasse. Nachdem die Klassenteilung bei Indienststellung der neuen Wagengeneration des Jahres 1950, die wiederum nur noch Polstersitze aufwies, in der Öffentlichkeit kontrovers diskutiert wurde, gelangte mit dem am 14. Dezember 1962 in Betrieb genommenen Umbauwagen 101 erstmals ein klassenloser Wagen zum Einsatz. Daraufhin gab der Betreiber die Aufteilung nach Wagenklassen zum 1. Januar 1963 gänzlich auf, deutlich nachdem dies bereits 1920 bei der U-Bahn Hamburg und 1927 bei der U-Bahn Berlin erfolgte.
Zudem durfte ursprünglich in der Schwebebahn auch geraucht werden, jedoch ausschließlich in der günstigeren Wagenklasse. Die teurere war jeweils Nichtrauchern vorbehalten. Infolge der bevorstehenden vollständigen Umstellung auf Gelenkwagen, die im Innenraum keine Zwischenwände mehr aufwiesen, führte der Betreiber schließlich 1971 ein generelles Rauchverbot ein. Dies gilt heute auch für die Bahnsteige.
Die Beförderung von Kinderwagen mit der Schwebebahn war bis in die 1960er Jahre explizit verboten. Erst nach Schaffung entsprechenden Stauraums in den Wagen erteilte der Betreiber die Erlaubnis hierfür.

### Tarif

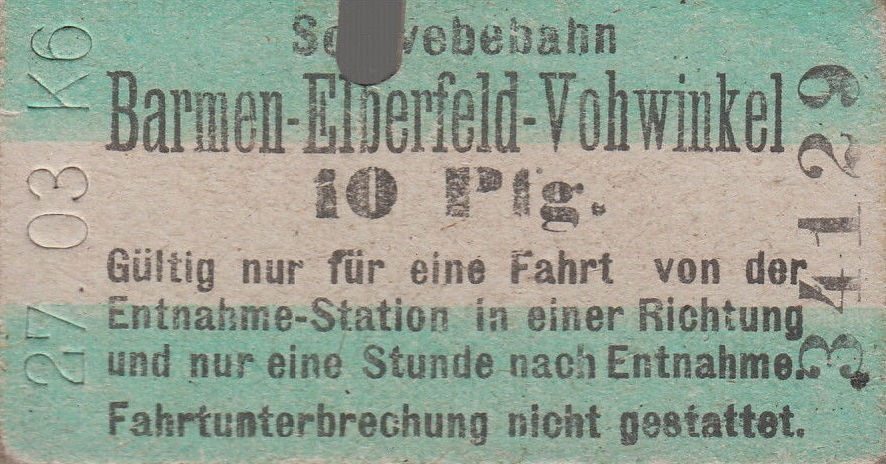
Edmondsonsche Fahrkarte Fahrkarte zu zehn Pfennig für eine Teilstrecke aus der Anfangszeit, damals noch mit der Bezeichnung Schwebebahn Barmen-Elberfeld-Vohwinkel

Bei ihrer Fertigstellung war die Schwebebahn tariflich in die sieben Teilstrecken Rittershausen, Rathausbrücke, Kaiserbrücke, Döppersberg, Schillerstraße, Sonnborn und Vohwinkel aufgeteilt. Der Fahrpreis für den 1901 eröffneten ersten Teilabschnitt Zoologischer Garten–Kluse betrug dabei je nach Klasse zehn beziehungsweise 20 Pfennig, für die 1903 vollendete Gesamtstrecke waren schließlich 30 beziehungsweise 40 Pfennig zu entrichten. Für eine Fahrt mit der Schwebebahn musste ein Arbeiter somit 1901 anderthalb Stunden arbeiten, während ein Durchschnittsverdiener im Jahr 2020 eine Schwebebahnfahrt in 15 Minuten Arbeitszeit verdiente. Außerdem wurden Bahnsteigkarten zu später zehn Pfennig angeboten.
Am 1. November 1951 führte der Betreiber für Fahrten mit der Schwebebahn einen generellen Zuschlag von fünf Pfennig gegenüber dem regulären Straßenbahn-Fahrpreis ein. Aufgrund der Ungerechtigkeit dieser sogenannten „Höhensteuer“ gegenüber den nicht mehr von der Straßenbahn erschlossenen Stadtteilen entfiel diese jedoch schon 1953 zwischen Sonnborn und Vohwinkel. Gleichzeitig mit der Abschaffung der Wagenklassen strich der Betreiber die „Höhensteuer“ zum 1. Januar 1963 schließlich ganz aus dem Tarif.
Fahrkarten können heute nur noch an den Automaten oder in den Kundencentern der Wuppertaler Stadtwerke gekauft werden. Fahrkartenentwerter stehen bei der Schwebebahn nur auf den Bahnsteigen zur Verfügung, eine Entwertung in den Wagen ist nicht möglich. Gemäß VRR-Tarif durchfährt die Schwebebahn die Tarifgebiete 65 Wuppertal West und 66 Wuppertal Ost, womit eine Einzelfahrkarte für die Schwebebahn – unabhängig von der tatsächlich zurückgelegten Entfernung – immer gleich viel kostet. Bis zur Tarifreform vom 1. März 2025 zählte der VRR dabei aufgrund der Schwebebahn auch Wuppertal zu den „fünf Großstädten mit sehr dichtem und qualitativ besonders hochwertigem Nahverkehrsangebot“. Analog zu Bochum, Dortmund, Essen und Düsseldorf galt bis dahin deshalb auch für Fahrten innerhalb Wuppertals die damals teuerste Preisstufe A3. Seit der Vereinfachung gilt auch in Wuppertal die, etwas günstigere, einheitliche Preisstufe A.

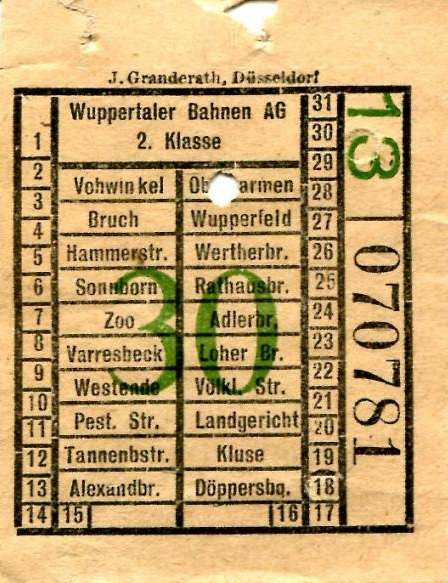
Schwebebahn-Abrissfahrschein der Wuppertaler Bahnen AG aus den 1940er Jahren, damals noch ohne „Höhensteuer“
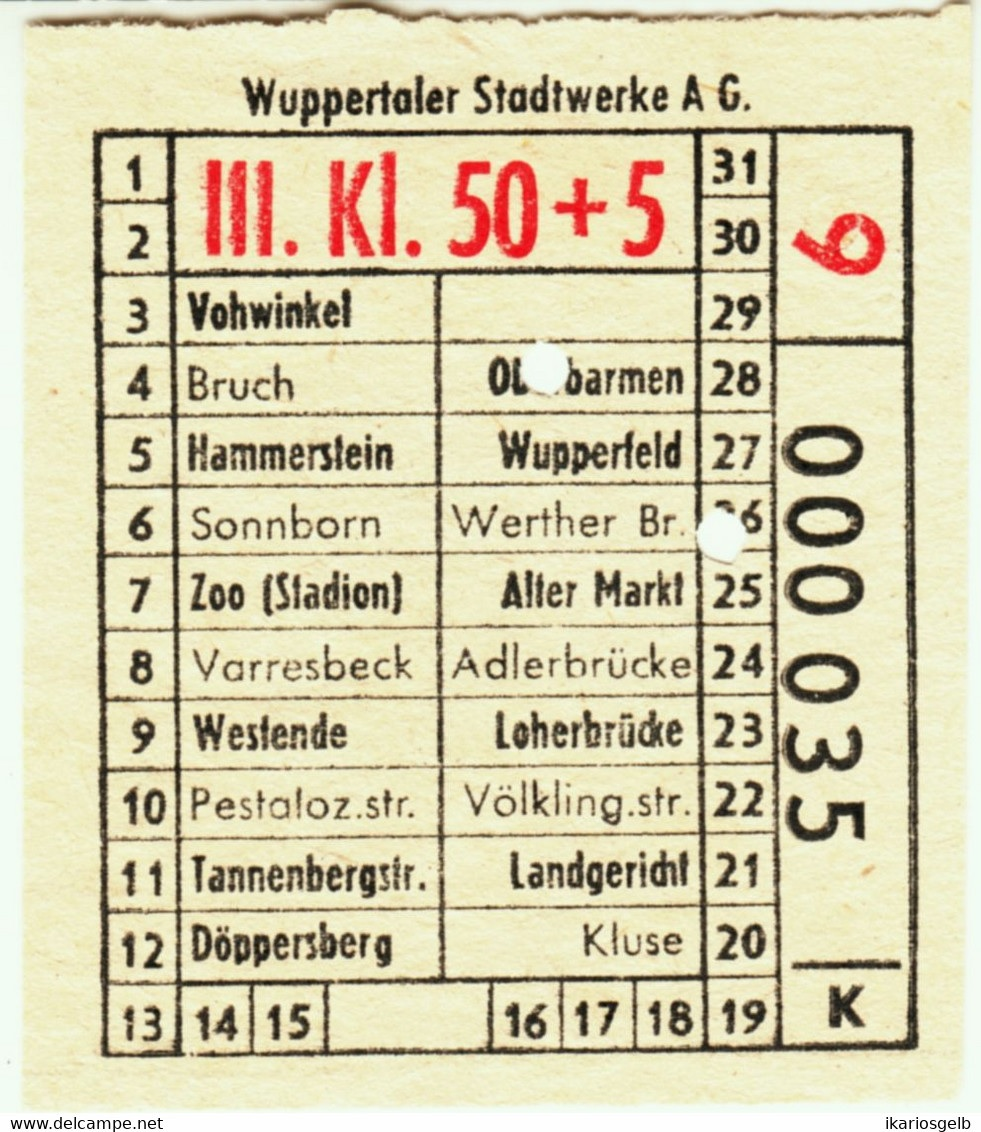
Fahrschein der III. Klasse von 1951 zu 50 Pfennig, zuzüglich der getrennt ausgewiesenen „Höhensteuer“ von fünf Pfennig
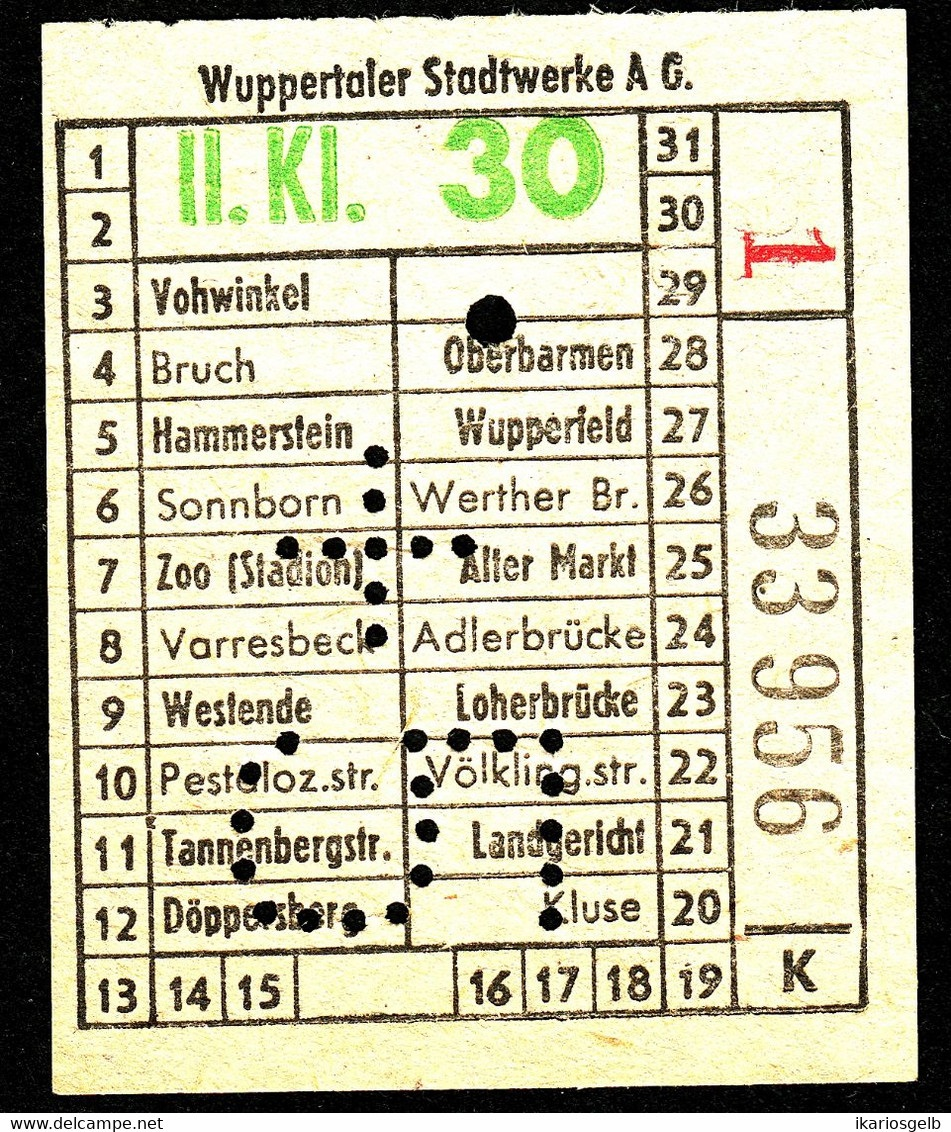
Fahrschein der II. Klasse von 1951 zu 30 Pfennig, die „Höhensteuer“ von fünf Pfennig ist einperforiert
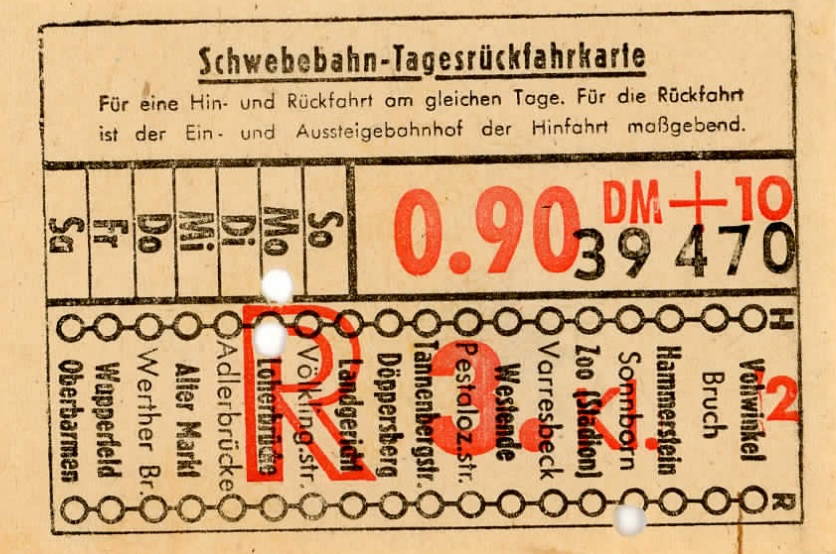
Tagesrückfahrkarte der 3. Klasse zu 90 Pfennig, die „Höhensteuer“ ist entsprechend doppelt ausgewiesen
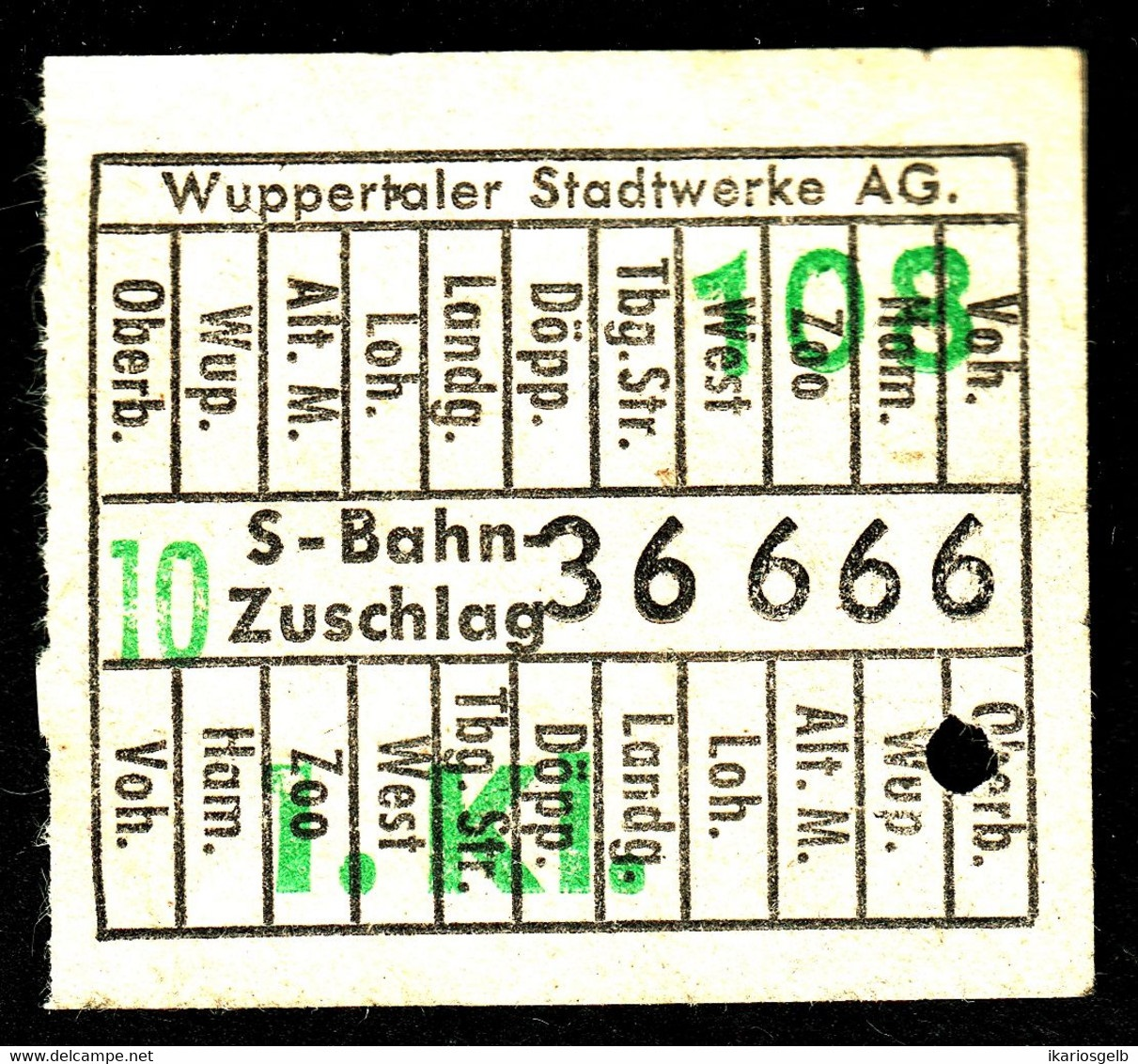
Nach der Klassenreform von 1956 ausgegebener S-Bahn-Zuschlag für die 1. Klasse zum Preis von zehn Pfennig
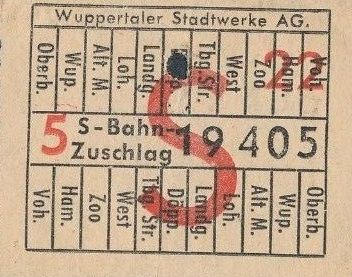
S-Bahn-Zuschlag zu fünf Pfennig für Fahrgäste die bereits im Besitz einer Straßenbahn-Fahrkarte waren
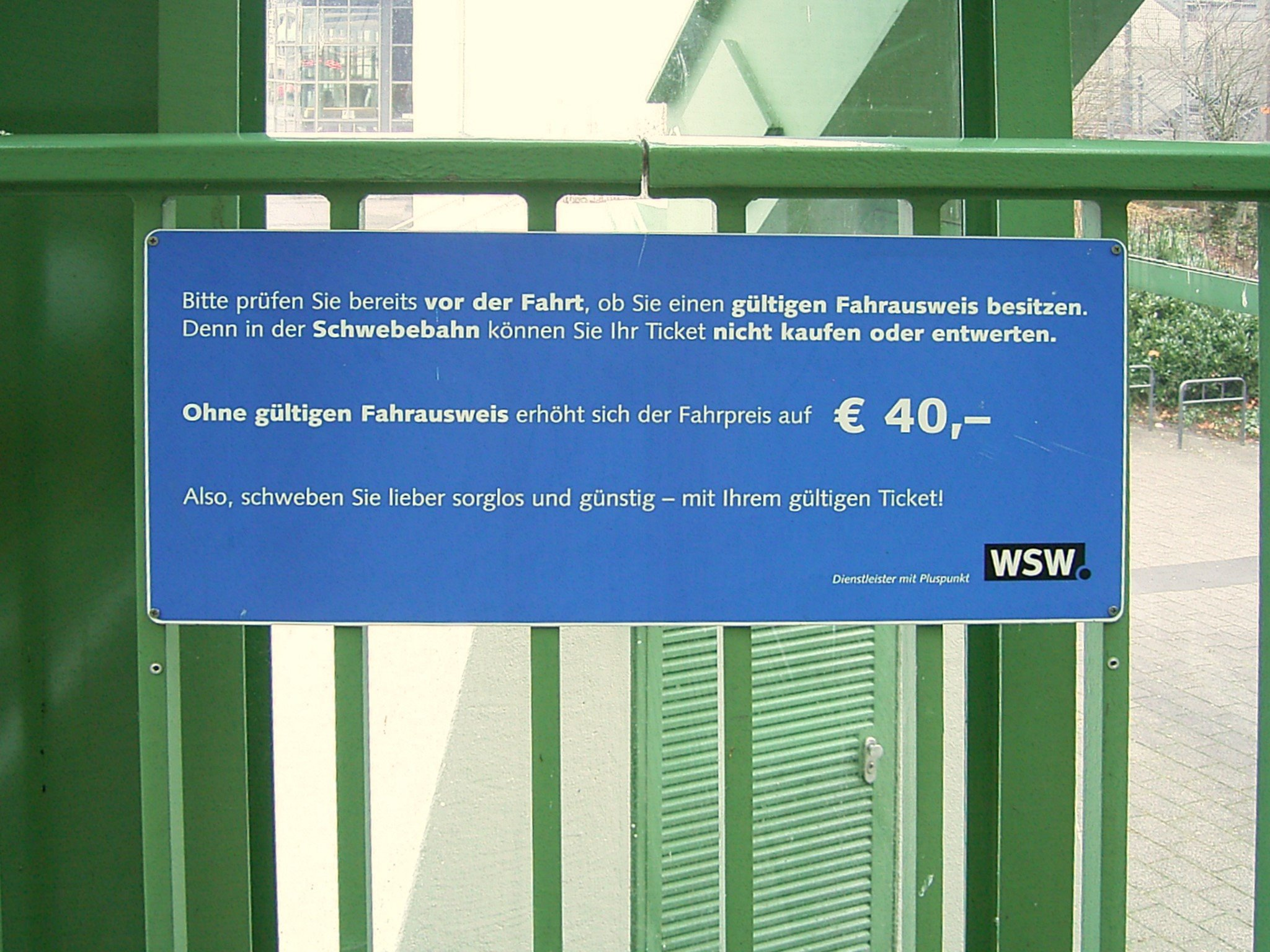
Auf die Schwebebahn abgestimmter Schwarzfahrer-Hinweis der WSW, 2007
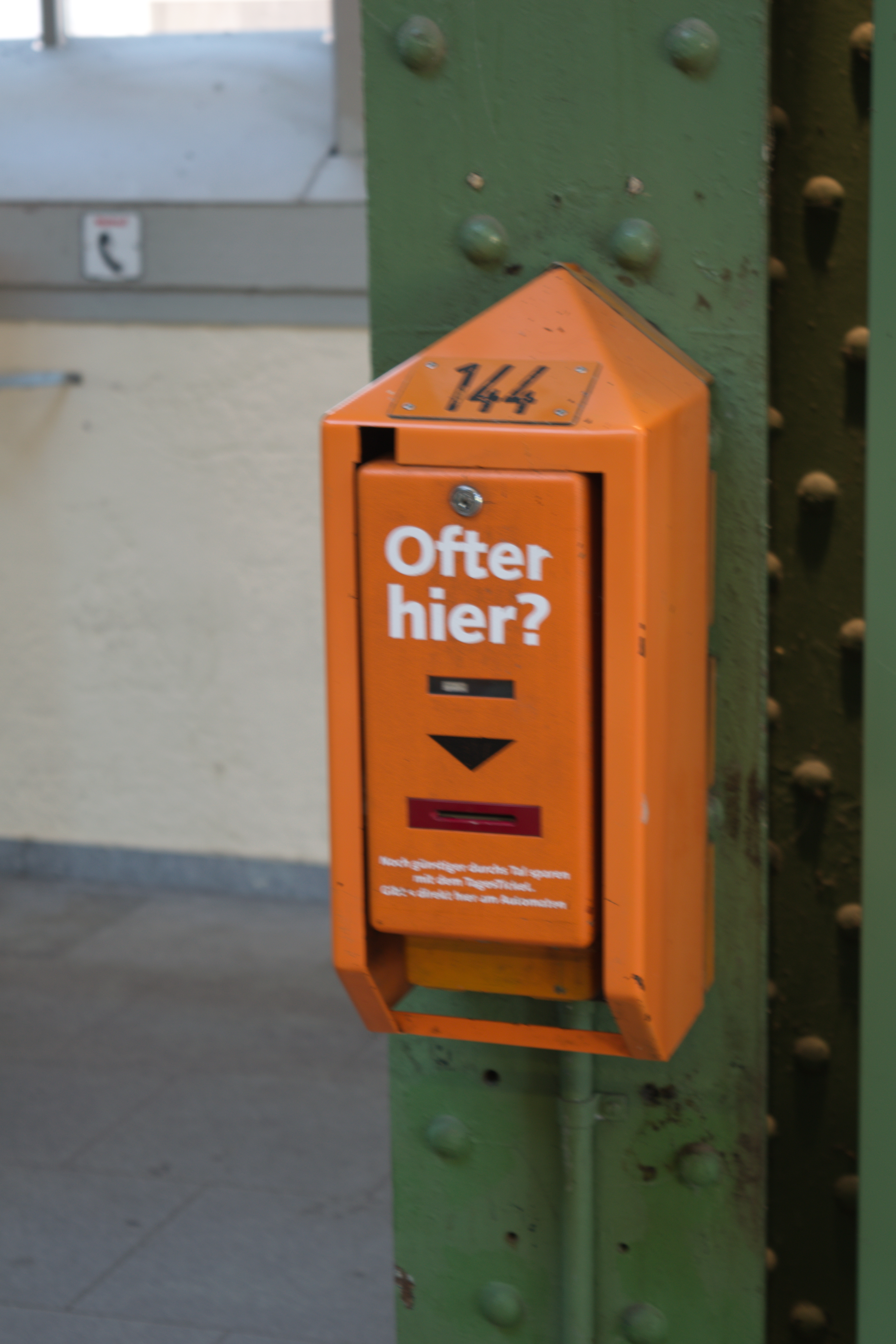
Direkt am Gerüst befestigter Entwerter

### Strecke

#### Länge und Verlauf

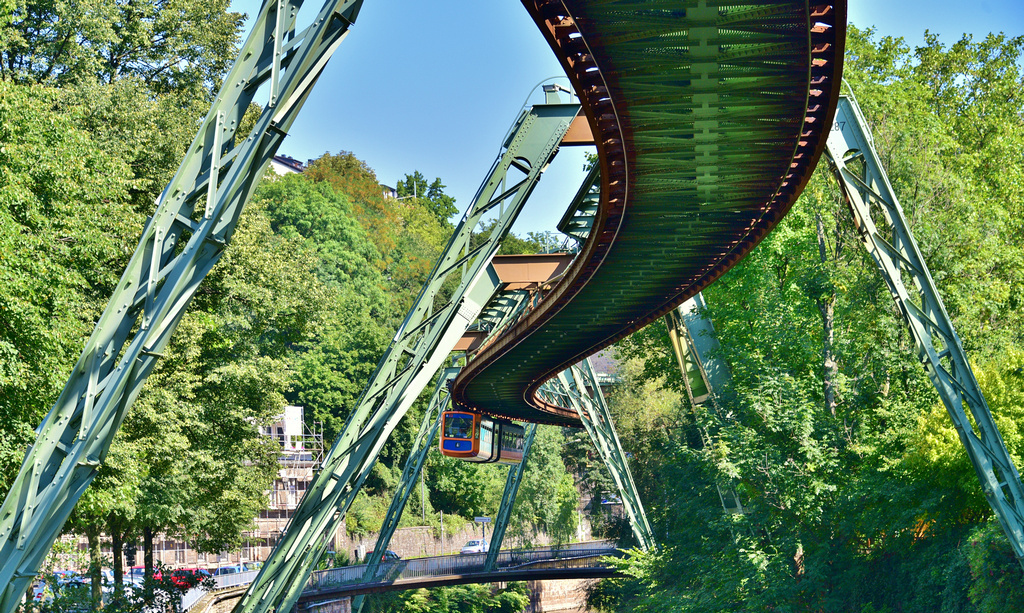
Typische Trassierung auf der Wasserstrecke; weil diese stets exakt dem Flusslauf folgt, sind gerade Abschnitte selten

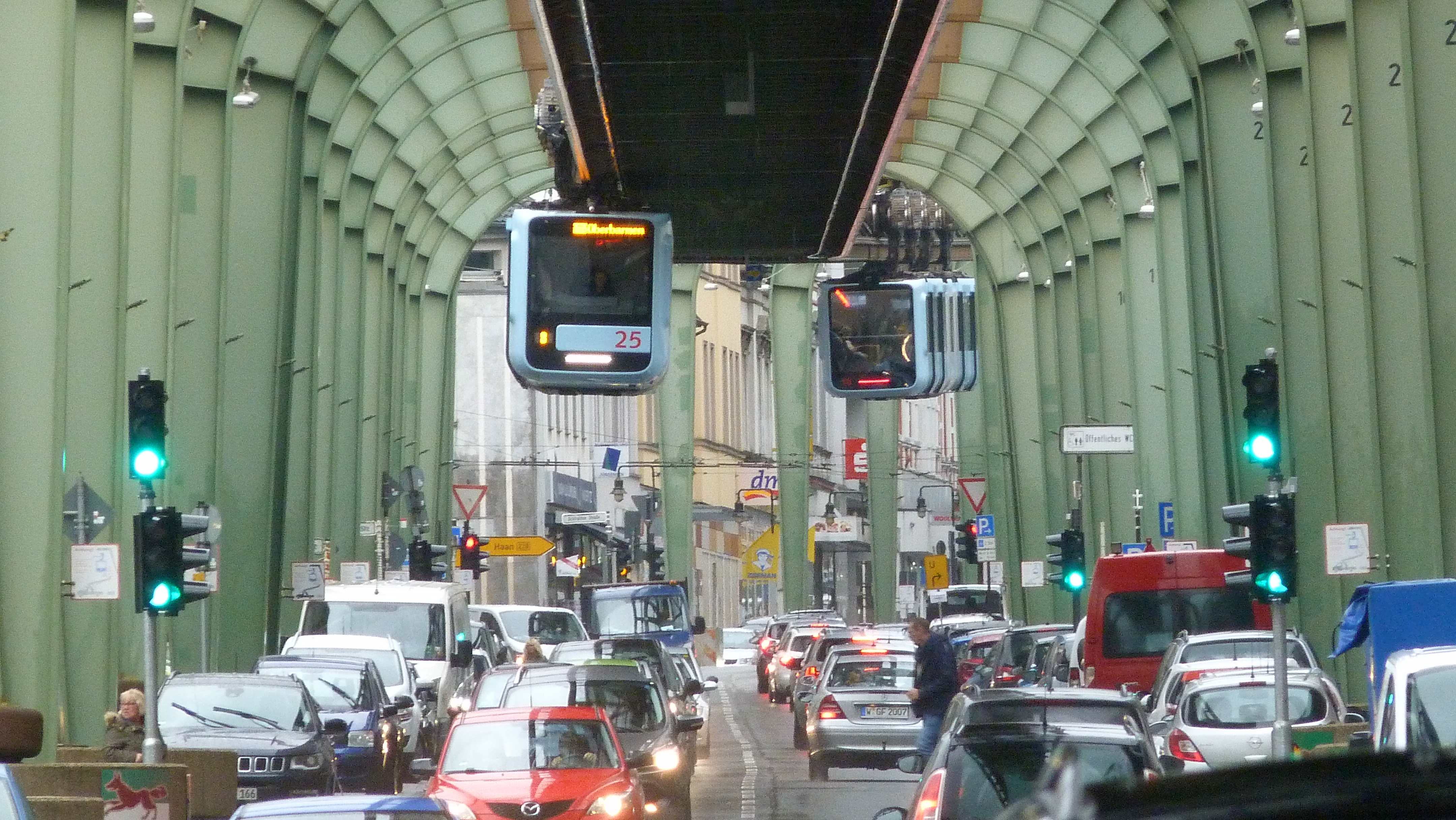
Zwei Wagen der Generation 15 begegnen sich auf der Landstrecke, 2020

Die Wuppertaler Schwebebahn führt als Durchmesserlinie von Wuppertal-Vohwinkel über Elberfeld-West, Elberfeld und Barmen nach Wuppertal-Oberbarmen; sie durchquert die Stadt von Südwesten nach Nordosten. Bedingt durch die Tallage und die daraus resultierende bandstadtartige Topographie Wuppertals erschließt die Schwebebahn den Großteil der publikumsstarken Ziele der Stadt. Außerdem wurde für sie fast keine wertvolle ebenerdige Verkehrsfläche in Anspruch genommen. Der Nullpunkt der Streckenkilometrierung befindet sich entsprechend in Vohwinkel, die früher am Gerüst angebrachten Hektometertafeln sind mittlerweile entfallen. Sie waren entbehrlich, weil mit Hilfe der durchnummerierten Stützen auch so stets eine genaue Positionsangabe möglich ist.
Die Baulänge der Schwebebahn beträgt 13,5 Kilometer, die Betriebslänge inklusive der beiden Wendeschleifen 13,280 Kilometer. Die reine Bahnlänge von Endstation zu Endstation wurde 1986 mit 13,171 Kilometern angegeben, heute beträgt sie 13,231 Kilometer. Die Gleislänge beläuft sich auf 28 Kilometer, davon sind 26,6 Kilometer Streckengleise und 1,4 Kilometer Betriebsgleise. Auf den ersten 2,7 Kilometern ab der Endhaltestelle Vohwinkel Schwebebahn folgt die Bahn der Vohwinkeler Straße, der Kaiserstraße, der Eugen-Langen-Straße und der Sonnborner Straße. Am Ende dieser überquert sie die Bundesstraße 228 um anschließend auf den verbleibenden 10,5 oder 10,6 Kilometern dem Lauf der Wupper flussaufwärts zu folgen.
Der erstgenannte Abschnitt bis zur Hauptkirche Sonnborn wird als Landstrecke bezeichnet, seltener auch Straßenstrecke oder umgangssprachlich Gardinenstangenstrecke. Im Gegensatz dazu wird der weitere Verlauf Wasserstrecke genannt, seltener auch Flussstrecke oder Wupperstrecke. Die Schwebebahn ist durchgehend zweigleisig und wird im Rechtsverkehr betrieben.
In Sonnborn im Stadtbezirk Elberfeld-West überquert die Schwebebahn in Höhe des Sonnborner Kreuzes die Bundesautobahn 46. Unmittelbar nach dem Streckenbeginn in Vohwinkel verläuft bis zum Kaiserplatz ein kurzer Abschnitt des Solinger Oberleitungsbusnetzes unterhalb des Schwebebahngerüsts. Seit der Verlängerung der Linie 683 zum Vohwinkeler Bahnhof wird dort die, mit Querdrähten an den Portalstützen aufgehängte, Oberleitung jedoch planmäßig nicht mehr benutzt, da die Wagen bereits vorher auf ihren Hilfsantrieb umschalten. Ein weiterer markanter Punkt der Strecke ist die Sonnborner Eisenbahnbrücke, dort überquert die Bahnstrecke Düsseldorf–Elberfeld die Schwebebahn. Heute handelt es sich um die einzige Überführung der Schwebebahntrasse. Bis zum Zweiten Weltkrieg existierte jedoch mit dem Fußgängersteg im Bereich der alten Station Kluse eine weitere Überführung der Trasse. Gleichfalls markant ist die, über einen Kilometer lange, Durchfahrt durch das Wuppertaler Werksgelände der Bayer AG, welche sich von der Sonnborner Eisenbahnbrücke bis zur Station Westende erstreckt. Kurz danach passiert die Bahn den Nützenberger Querriegel, die engste Stelle des Flusstals im Stadtgebiet. Eine weitere bekannte Stelle ist der sogenannte Klusebogen zwischen den Stationen Kluse und Landgericht, dort befindet sich die einzige Stelle, an welcher Wupper und Schwebebahn direkt an die durch das Tal führende Eisenbahnstrecke heranreichen, in diesem Fall die Bahnstrecke Elberfeld–Dortmund.

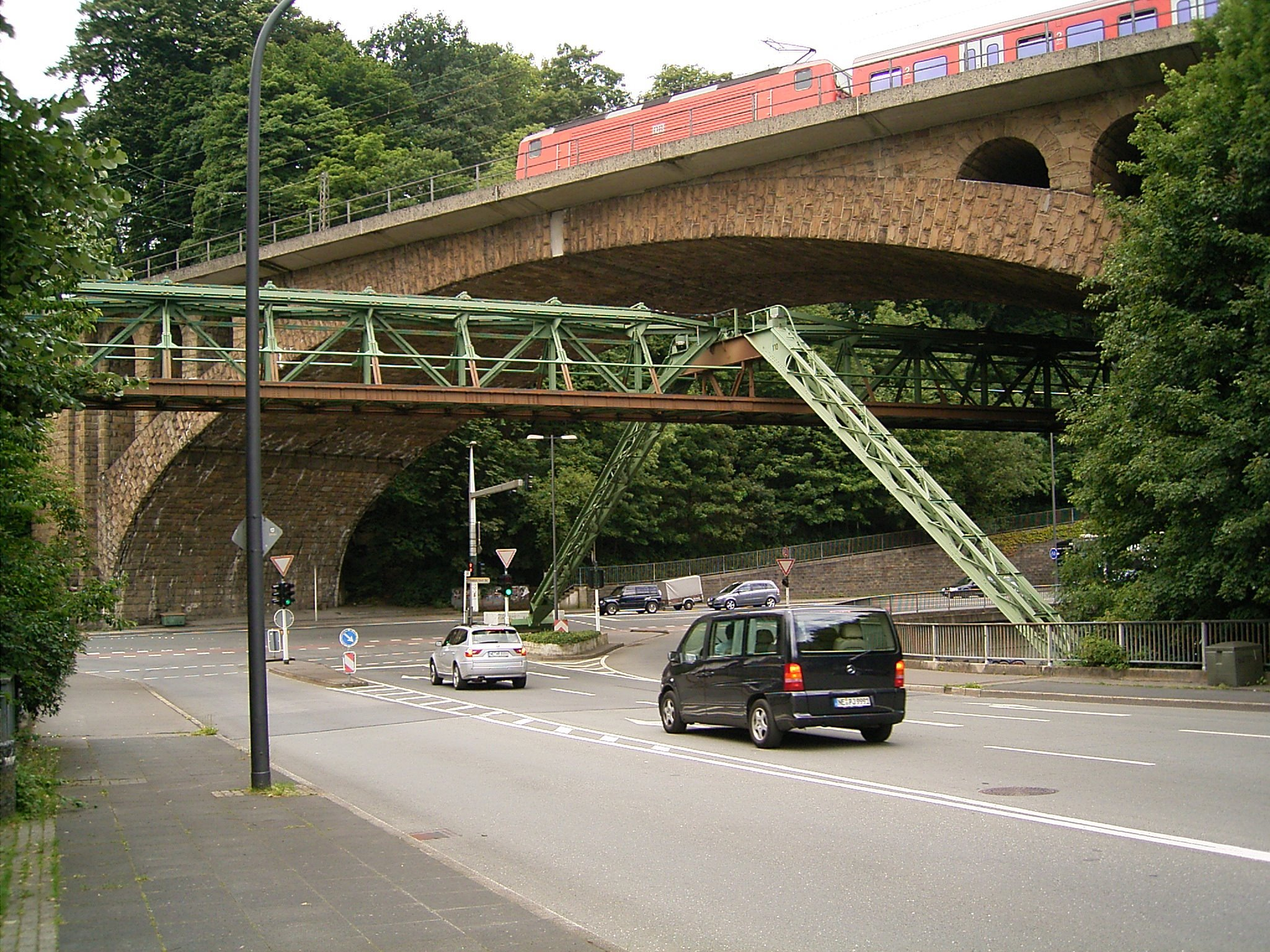
Sonnborner Eisenbahnbrücke; einzige Stelle, an der die Schwebebahn überquert wird
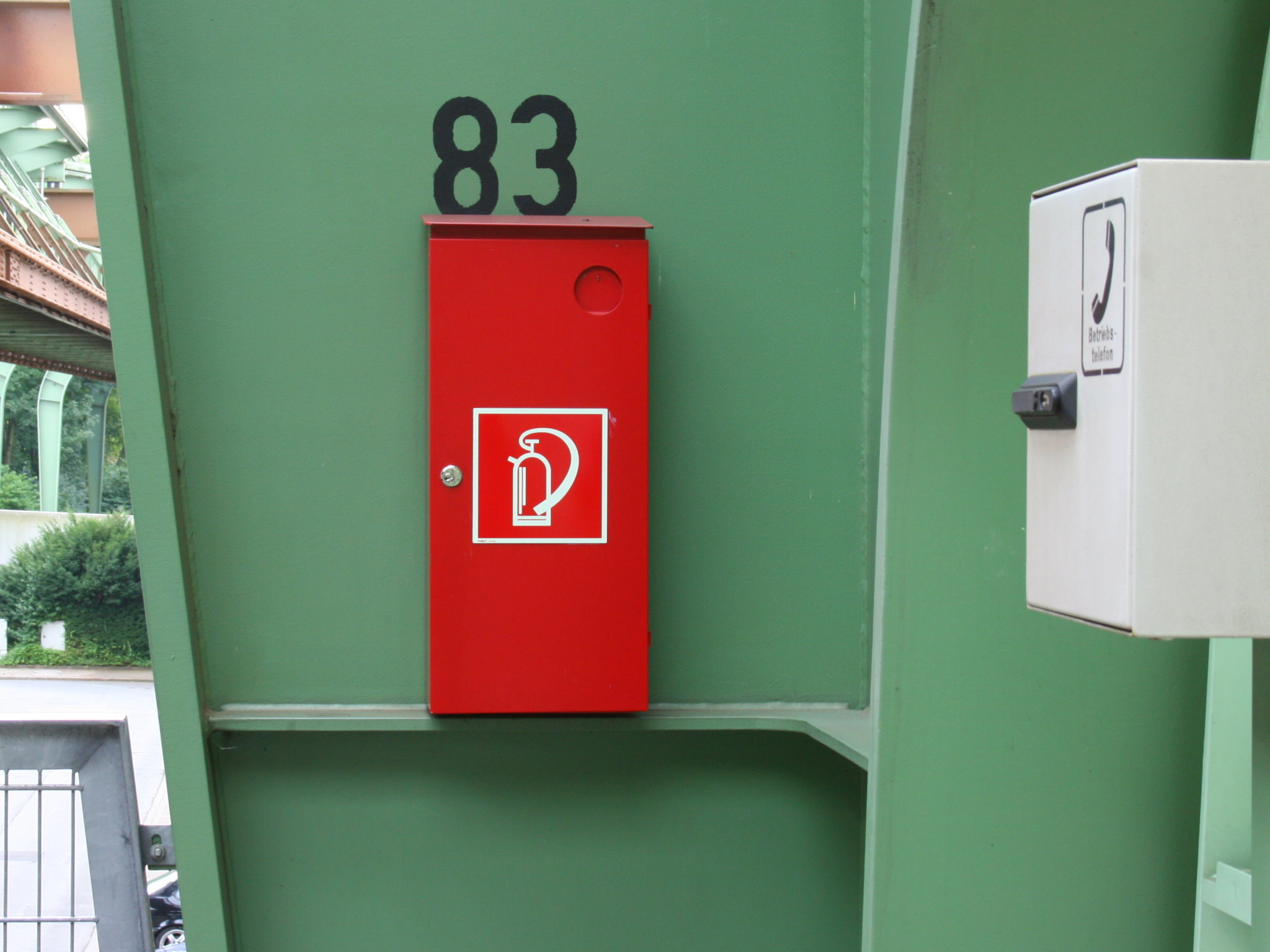
Die Stützen sind ab Vohwinkel aufwärts durchnummeriert
Durchfahrt durch das Bayer-Werk zwischen den Stationen Varresbecker Straße und Westende

#### Gradiente
Höchster Punkt der Gesamtstrecke ist die Endstation in Vohwinkel. Sie befindet sich, bezogen auf die Schienenoberkante, auf 179,970 Metern über Normalhöhennull. Anschließend fällt die Trasse bis zur niedrigsten Stelle beim Sonnborner Kreuz auf 132,180 Meter über dem Meeresspiegel ab und steigt dann wiederum bis Oberbarmen auf 171,961 Meter an. Im Gegensatz zur Wasserstrecke weist die Landstrecke somit eine nennenswerte Steigung auf, die Höhendifferenz von 47,790 Metern ist dabei auf einer Länge von 2.100 Metern zu bewältigen. Die Steigung beträgt dabei bis zu 1:37, das heißt 2,7 Prozent, kurz vor der Endstation sind es dann zwischen den Stützen 8 und 5 sogar 4,0 Prozent. Der Betreiber selbst gibt 3,02 Prozent als höchsten Wert an. Eine noch größere Steigung wies die ehemalige Wendeschleife Zoo auf, auf dieser Steilstrecke waren 1:22 beziehungsweise 4,53 Prozent zu bewältigen. Auf der Wasserstrecke wiederum wurde die Gradiente der Schwebebahntrasse durch die Hochwasserlinie der Wupper exakt vorgegeben. Diese steigt im betreffenden Bereich um 25,05 Meter an, das heißt von 136,05 Meter auf Höhe der Sonnborner Hauptkirche auf 161,10 Meter über Normalnull in Oberbarmen.

#### Höhenlage über Geländeniveau

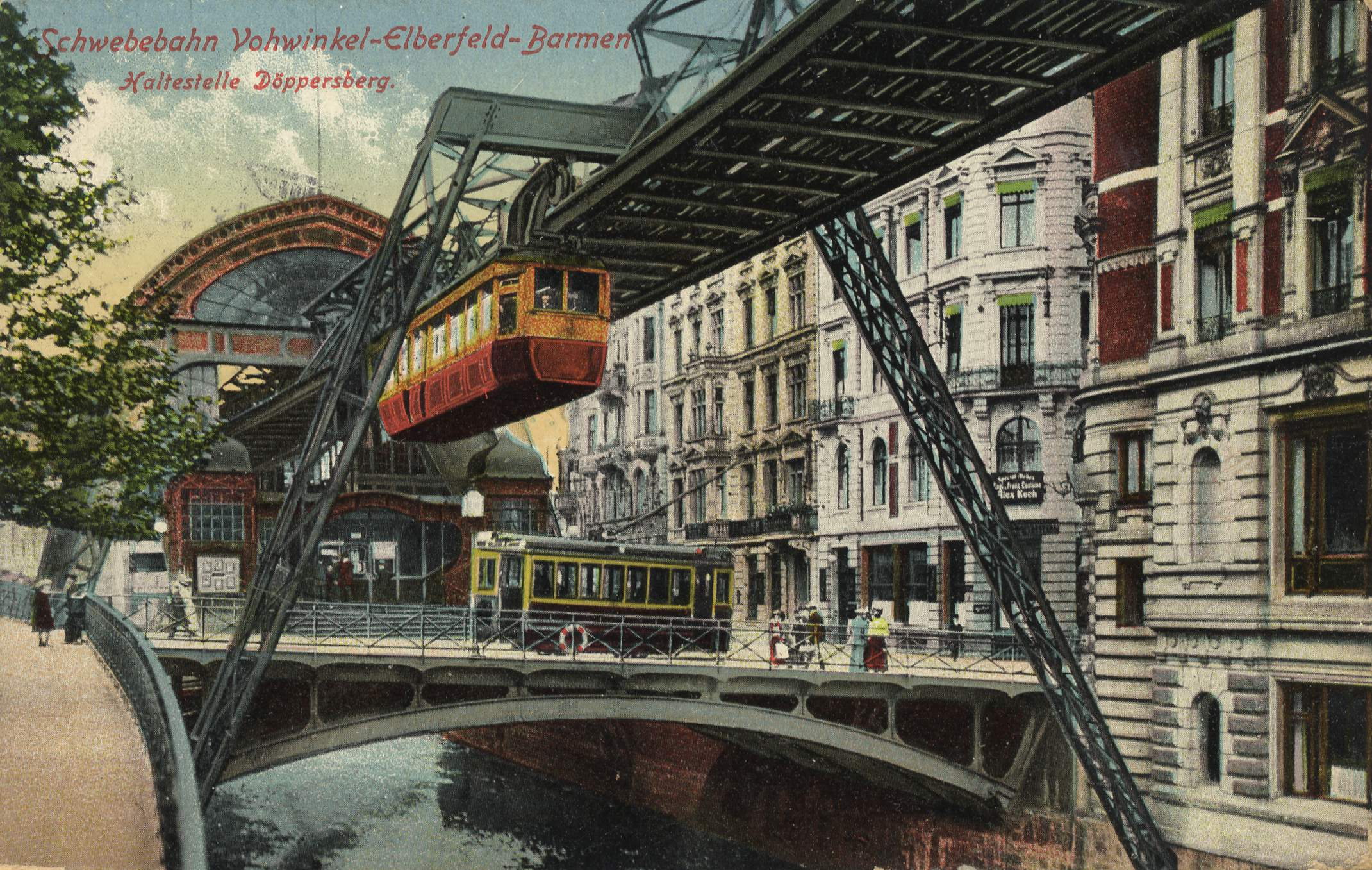
Die zahlreichen Kreuzungen mit dem elektrischen Straßenbahnnetz und dessen Oberleitung gaben die Höhe des Gerüsts vor, so wie hier bei der Station Döppersberg

Die durchschnittliche Höhe der Schienenoberkante beträgt zwölf bis 14 Meter über dem normalen Pegel der Wupper, einer anderen Quelle zufolge sind es sogar 14 bis 16 Meter, und acht Meter über Land. Auf der Wasserstrecke ergab sich dieses Maß mit Rücksicht auf die sehr verschiedene Höhenlage der Straßenbrücken über die Wupper, wobei die Schwebebahn bei Bogenbrücken etwas höher trassiert werden musste als bei Balkenbrücken. Generell sollte zwischen dem Planum der über die Brücke führenden Straße und dem Wagenboden ein freier Raum von mindestens 4,50 Metern lichter Höhe erhalten bleiben, teilweise wurden gleich 5,0 Meter angesetzt. Hinzu kommt der Höhenunterschied zwischen Schienenoberkante und Wagenunterkante, der 3,5 Meter beträgt. An Kreuzungen mit der elektrischen Straßenbahn wurde dieses Maß mit Rücksicht auf deren Oberleitung um 0,25 Meter erhöht. Auf der Landstrecke, wo die Schwebebahn früher auf längerer Strecke über der ehemals dort verkehrenden Straßenbahn fuhr, entsprechend um 0,80 Meter. Dort lag die Wagenunterkante somit 5,30 Meter über der Straßenoberfläche.

#### Übergangsbögen und Radien
Zwar kann eine Hängebahn viel kleinere Bogenradien durchfahren als eine Standbahn, doch muss die Form der Schienenkrümmungen besonders sorgfältig beachtet werden. Im Augenblick des Übergangs des Fahrzeugs von einer Geraden in einen Bogen mit bestimmtem Halbmesser tritt sofort eine Gleichgewichtsänderung ein, deren Folge ein Pendeln des Wagens um den doppelten Winkel der Gleichgewichtslage ist. Die Schwingung des Schwerpunkts soll dabei möglichst so gering ausfallen, dass der Fahrgast sie nicht bemerkt. Dies wird durch allmähliche Drehung der Gleichgewichtslage erreicht. Umfassende Versuche mit verschiedenen Krümmungen ab 9,5 Metern Radius aufwärts ergaben dabei, dass dazu mindestens eine solche Länge des Kreisbogens als Übergangsbogen hergestellt werden muss, dass das Fahrzeug darin eine doppelte Schwingung ausführen kann, womit die Schaukelbewegung bis zum Eintritt in die neue Gleichgewichtslage auf Null zurückgeht. Werden die Übergangsbögen länger ausgeführt, so werden die Pendelbewegungen so klein, dass die Reisenden sie überhaupt nicht mehr wahrnehmen. Die Länge der Übergangsbögen ist bei der Schwebebahn dabei mit 50 Metern erheblich größer als bei gewöhnlichen Bahnen, bei denen der Übergangsbogen nach der kubischen Parabel gestaltet wird. Dies wird bei der Schwebebahn durch eine Vereinigung von kubischer und einfacher Parabel erreicht. Die Berechnung der Bögen bedeutete für die Planer dabei im Vorfeld einen erheblichen rechnerischen Aufwand.
Allgemein konnte bei der Schwebebahn ein Bogenhalbmesser von mindestens 90 Metern gebaut werden, der noch keine Reduzierung der Fahrgeschwindigkeit erfordert und mit dem es gelang, die Bahnachse annähernd in der Mitte des Flussbetts beziehungsweise der Straße zu halten. Der kleinste Bogenradius auf freier Strecke beträgt 75 Meter, dieser kommt lediglich an zwei Stellen vor und ist jeweils mit einer Geschwindigkeitsbeschränkung verbunden. Der 337 Meter lange Klusebogen hat an seiner engsten Stelle einen Radius von 105 Metern, der 277 Meter lange Bogen im Bereich Wupperfeld wiederum weist einen Radius von nur 88,5 Metern auf. An der Einfahrt in die Endstation Vohwinkel, wo die ankommenden Schwebebahnzüge das Gebäude Vohwinkeler Straße 14 – das ehemalige kaiserliche Postamt – mit geringem Abstand passieren, musste der Bogenhalbmesser darüber hinaus auf 30 Meter reduziert werden. In den Nebengleisen der Endstationen betrug der kleinste Krümmungshalbmesser ursprünglich acht Meter, war allerdings nur von Einzelwagen passierbar und unterlag somit dem Verbot für Zwei-Wagen-Züge und Gelenkwagen. Seit Sperrung dieser Gleise beträgt der Mindestradius auch dort neun Meter.

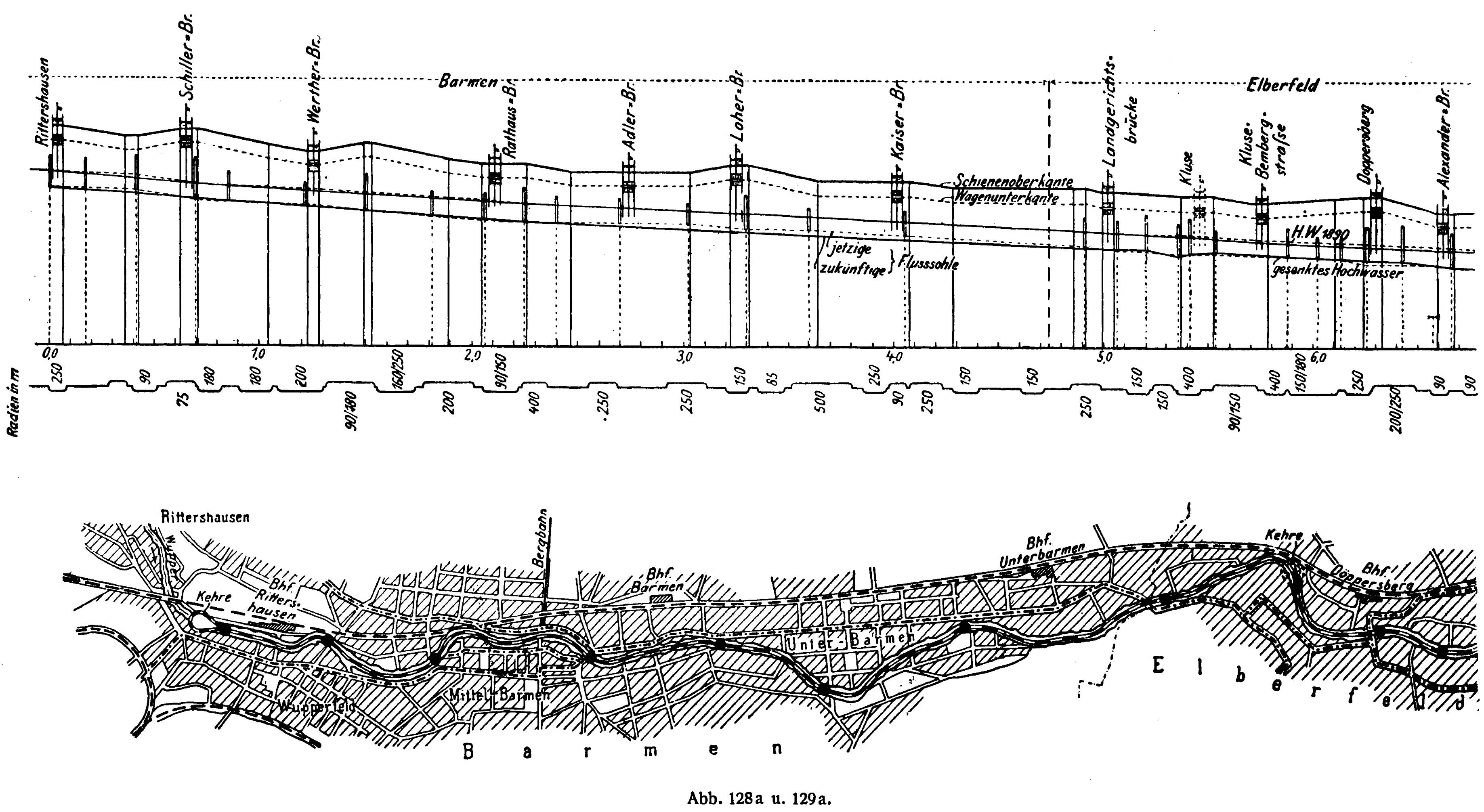
Höhenprofil und Radien zwischen Ohligsmühle/Stadthalle und Oberbarmen
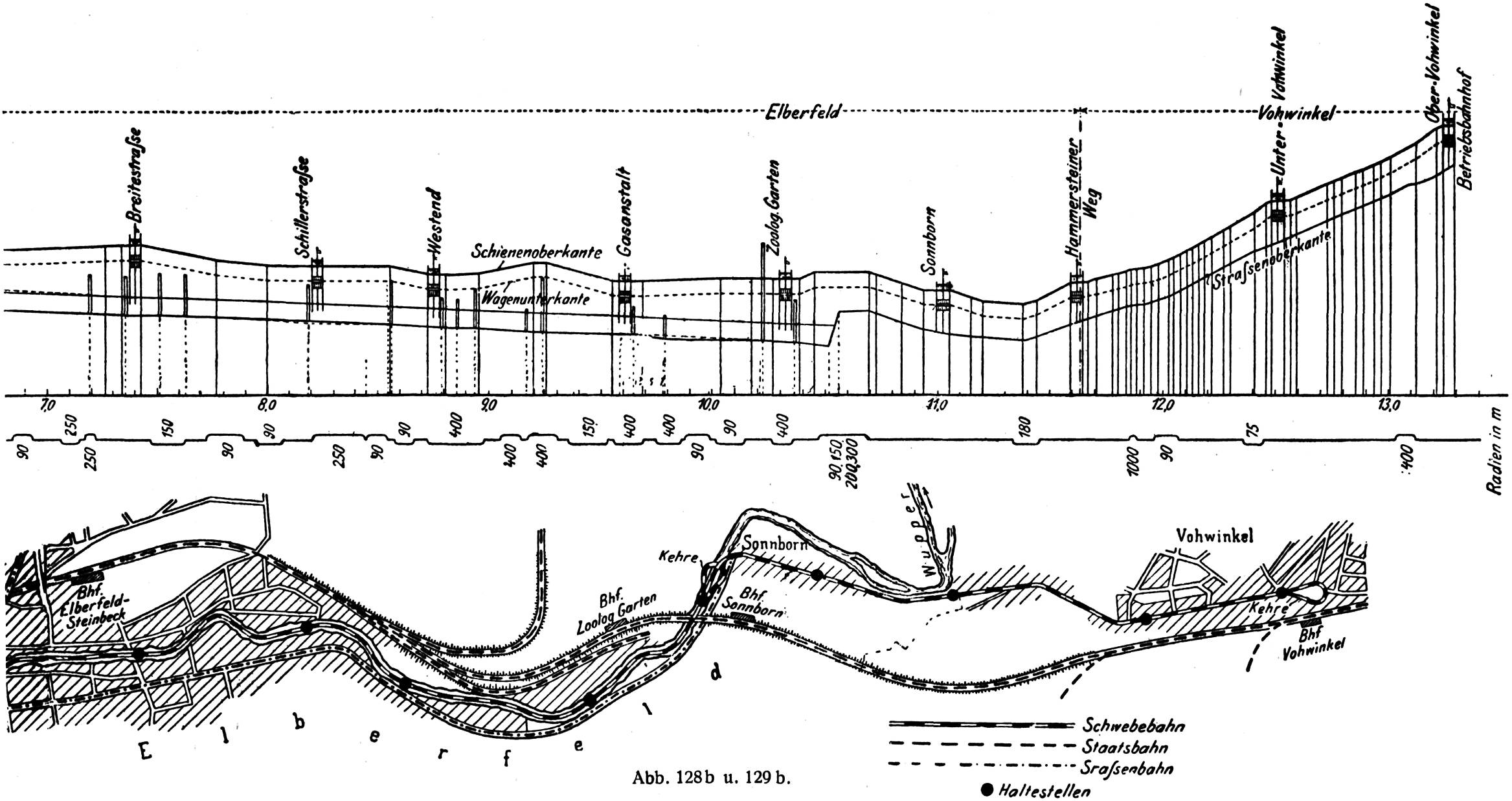
Höhenprofil und Radien zwischen Vohwinkel und Robert-Daum-Platz
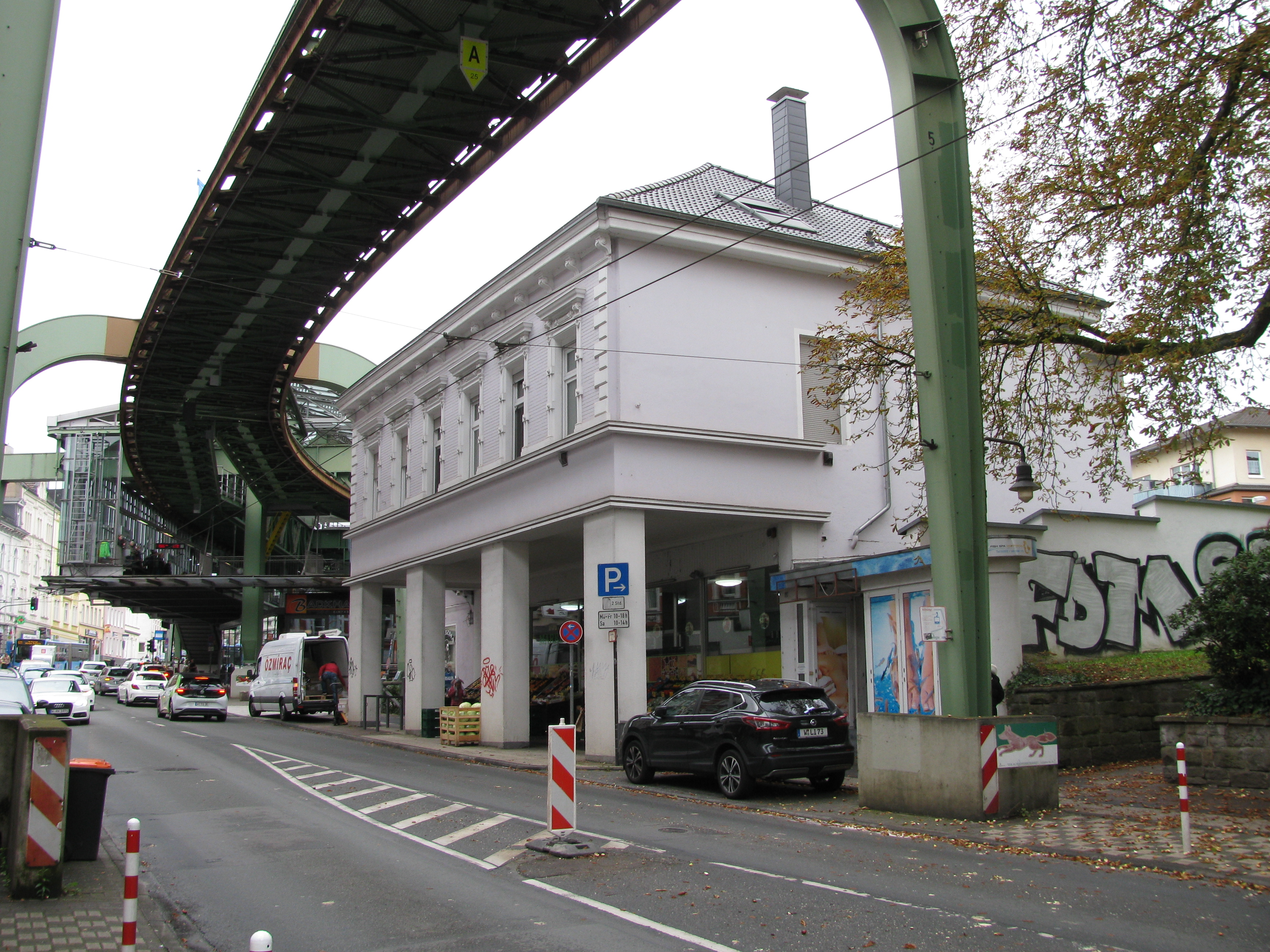
Die Umfahrung des Gebäudes Vohwinkeler Straße 14 erfordert einen Bogenhalbmesser von nur 30 Metern

### Traggerüst

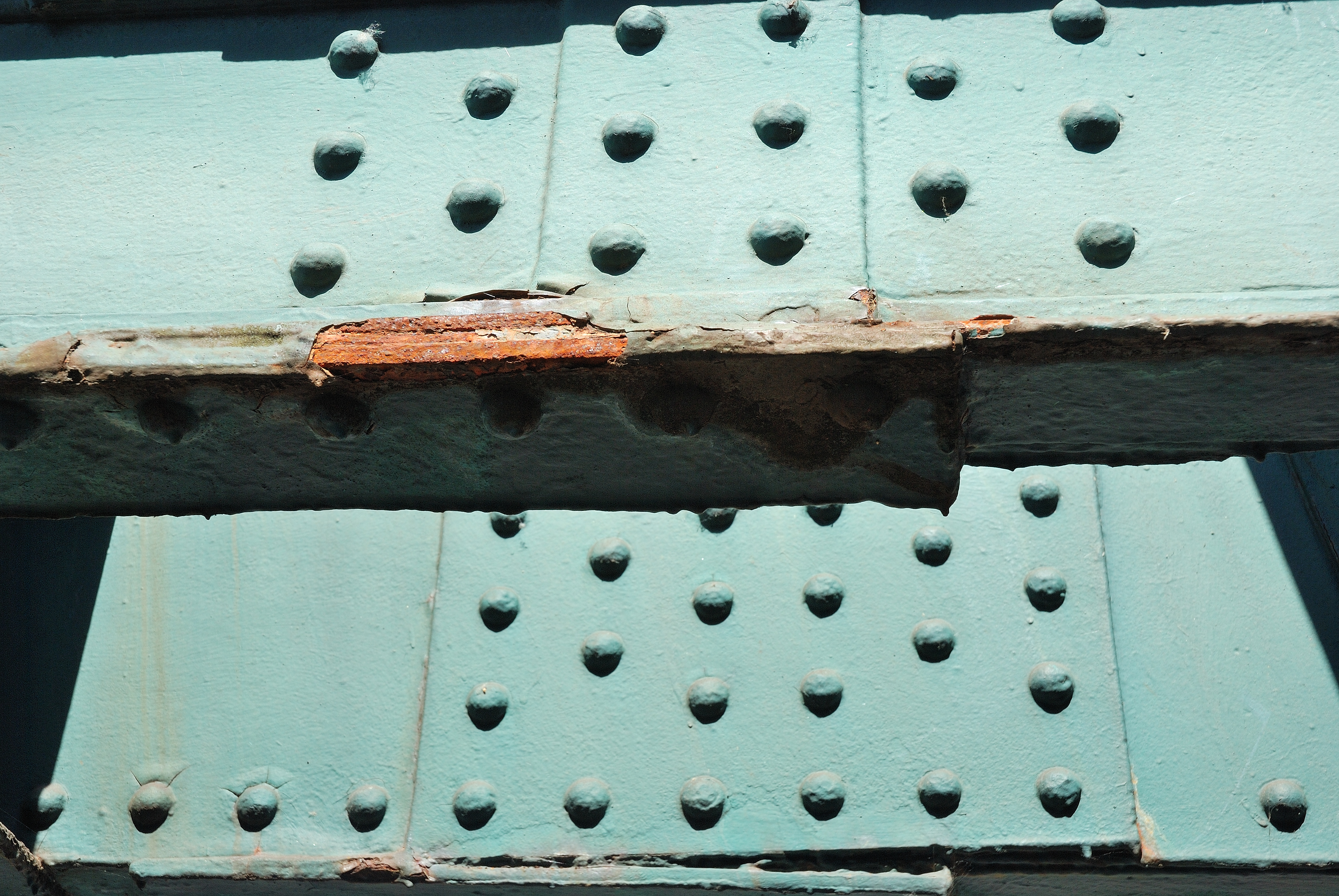
Detailansicht der das Traggerüst zusammenhaltenden Nieten sowie der immer wieder auftretenden Korrosionsschäden

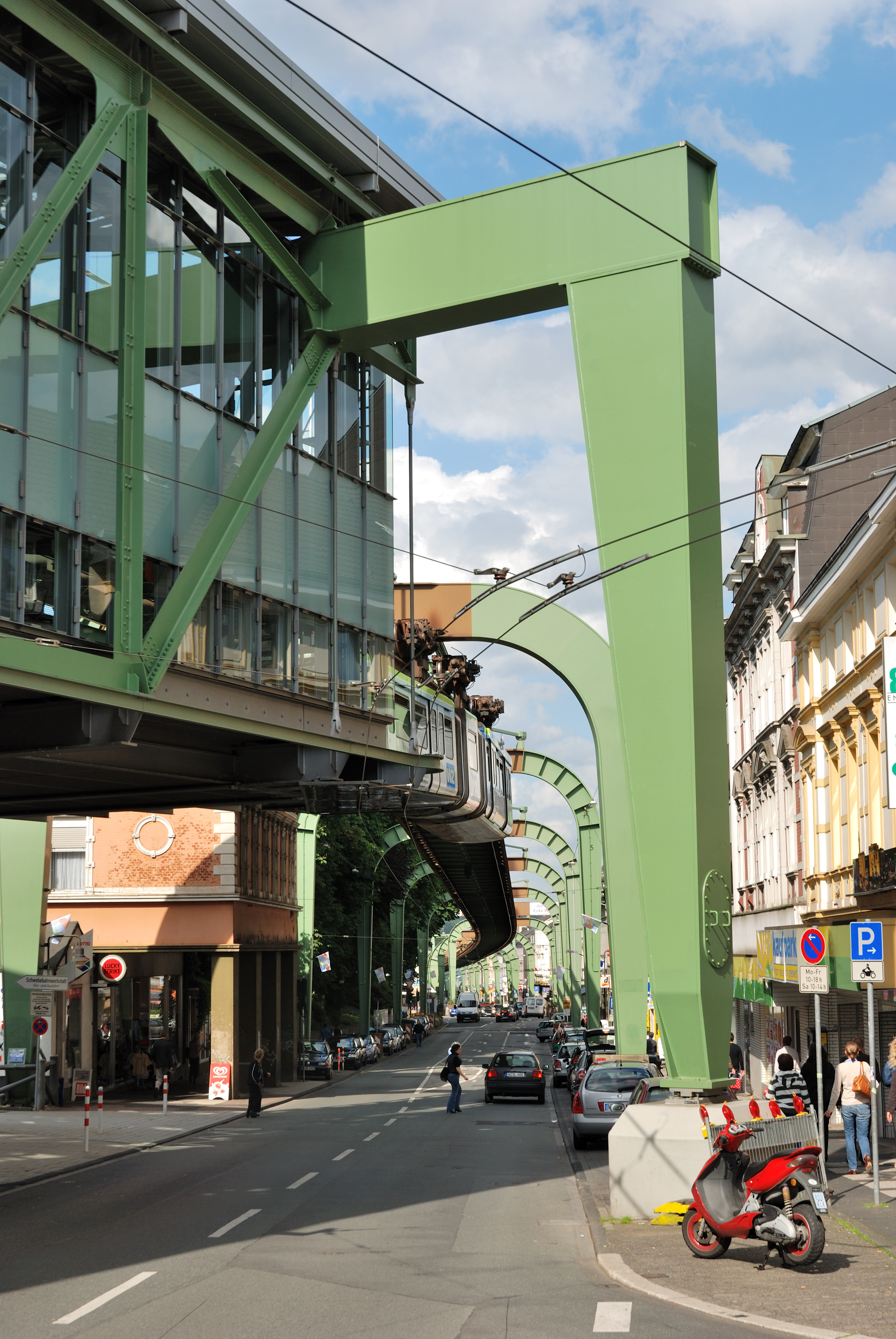
Die rechtwinklige Stütze Nummer 3 ist Teil der Endstation Vohwinkel und stellt eine der zahlreichen Sonderkonstruktionen des Gerüsts dar

Aufgrund der Einzigartigkeit des Systems der Schwebebahn mussten die Erbauer den Fahrweg, das sogenannte Traggerüst, Fahrgerüst oder Schienengerüst, als eine neue Struktur konstruieren. Zu berücksichtigen waren dabei statische Notwendigkeiten, die komplizierte Streckenführung über der hochwassergefährdeten Wupper, das Fahrverhalten der Züge mit der Möglichkeit des Pendelns, das Freihalten eines ausreichenden Lichtraums unterhalb der Schwebebahnfahrzeuge, städtebauliche Aspekte, die komplizierte Stromversorgung sowie die Konstruktion und Erschließung der Stationen. Es entstand ein System aus ursprünglich 472 oder 473 ab Vohwinkel durchnummerierten Stützen, seltener auch Stützrahmen, Joch, Tragejoch, Bahnjoch, Stützjoch, Stützpfeiler oder Pfeiler genannt.
Trotz des Bemühens der ausführenden Planer der Maschinenbau-Actien-Gesellschaft Nürnberg, Bauteile zu normieren, sind zahlreiche Elemente des Schwebebahngerüstes Unikate; sie können nur an einer Stelle verwendet werden. Viele der Bauteile wurden ferner durch Patent geschützt. Insgesamt wird das Stahlgerüst von, je nach Quelle, 2,5 Millionen oder 2,6 Millionen Nieten zusammengehalten. Beim Gerüstbau fand ausschließlich Flußeisen Verwendung, das heißt, es wurden zwecks besserer Aufnahme von Zugkräften gewalzte Teile genietet und geschraubt. Gusseisen fand lediglich für die Verzierungen und Geländer Verwendung. In den ersten Jahren nach ihrem Bau galt die Schwebebahn dabei ferner als längste Brückenkonstruktion der Welt. Für Deutschland hielt sie diesen Rekord bis zum Bau der Transrapid-Versuchsanlage Emsland in den 1980er Jahren, die jedoch seit 2011 stillgelegt ist.
Wegen ausgeprägter Seigerungszonen durfte am ursprünglichen Gerüst nicht geschweißt werden. Dadurch waren nur Niet- und Schraubverbindungen möglich, die an konstruktive Ausbildung (Querschnittsschwächung), Sorgfalt der Montage (Passung) und Material besondere Anforderungen stellten. Insbesondere durften keine gerissenen Bolzen oder gelöste Schrauben, beispielsweise der Schienenbefestigung, vom Gerüst herabfallen. Bei anderen aufgeständerten Bahnen, die in der Regel ein geschlossenes Gleisbett haben, ist dies hingegen weniger problematisch.
Für die Berechnung der Hauptträger wurde eine Belastung der Fahrschienenträger durch einen Zug von je 14 Tonnen schweren und über Kupplung zwölf Meter langen Triebwagen zugrunde gelegt. Als Drehschemel-Abstand von Mitte zu Mitte wurden acht Meter festgelegt, für die – mit je dreieinhalb Tonnen belasteten – Achsen jedes Drehgestells ein Abstand von 1,15 Metern zueinander. Für die Belastung durch Winddruck wurden 150 Kilogramm pro Quadratmeter senkrechter Fläche angenommen, entsprechend der zulässigen Beanspruchung gemäß den beim Bau gültigen ministeriellen Bestimmungen aus dem Jahr 1895. Die Windangriffsfläche des Tragwerks beträgt nur einen m²/m, der Winddruck auf den Wagenkasten bei einer Höhe von 2,6 Metern und einer Länge von 11,3 Metern beläuft sich auf rund 1,1 Tonnen für das Rad. Die beim Bau maximal zulässigen Inanspruchnahmen betrugen ohne Wind 850 Kilogramm je Quadratzentimeter und mit Wind 1100 bis 1300 Kilogramm je Quadratzentimeter. Bei den Drückgliedern war außerdem eine fünffache Knicksicherheit nachzuweisen, wobei die Knicklänge der Wandglieder zu vier Fünfteln der geometrischen Stablänge angenommen wurde.
Das Gewicht des Gerüsts einschließlich Stützen ist dabei, basierend auf einem Stützenabstand von rund 30 Metern, mit 1065 Kilogramm pro laufendem Meter auf der Landstrecke und 1140 Kilogramm pro laufendem Meter auf der Wasserstrecke, verglichen mit konventionellen Hochbahnen, außerordentlich gering. So kam die parallel gebaute elektrische Hochbahn in Berlin beispielsweise, ohne Gleismaterial, bei 16,5 Metern Stützenweite auf ein Eisengewicht von 1400 Kilogramm und bei 21 Metern Stützenweite auf ein solches von 1800 Kilogramm. Zudem wirkt dadurch der ganze Eisenbau der Schwebebahn klar und leicht.

#### Pendelstützen allgemein
Der Großteil der Stützen sind einfache Pendelstützen, auch Zwischenpfeiler, Pendeljoche oder Pendelrahmen genannt. Diese schlanken und beweglich ausgeführten Gerüstteile sind mit Fundament und Träger jeweils über Gelenke verbunden, weshalb sie auch Zweigelenkträger oder Zweigelenkbogen genannt werden. Damit ermöglichen sie die Abtragung der Vertikallasten und Querkräfte, das heißt, sie folgen den Längsverschiebungen aus den Brems- und Beschleunigungskräften der Fahrzeuge sowie der Wärmeausdehnung. Die Pendelstützen stehen auf gusseisernen Fundamentplatten mit einem kugelförmigen Lager, ein entsprechendes schalenförmiges Gegenstück ermöglicht das Pendeln.

#### Ankerstützen allgemein
Zur Längsaussteifung des Gerüsts, das heißt der Aufnahme der Längskräfte, wurden in Abständen von 200 bis 250 beziehungsweise 300 Metern sogenannte Ankerstützen eingefügt. Diese stehen fest und werden auch als Ankerjoche, Standjoche oder Doppelstützen bezeichnet. Sie geben dem System Stabilität, das heißt, sie verhindern ein Kippen in Längsrichtung. Die Ankerstützen sind auf Spreizfüßen installiert und tragen zur Unterscheidung der beiden Bauteile zusätzliche Kleinbuchstaben, so beispielsweise die Nummer 417a/b. Jedoch sind die Kleinbuchstaben auf den Stützen selbst nicht angeschrieben. Bei Eröffnung der Schwebebahn, als die Stützen zudem noch in entgegengesetzter Richtung durchnummeriert waren, hatte hingegen jede Ankerstütze zwei Nummern. So existierte beispielsweise das Ankerjoch 134/135.

#### Pendelstützen auf der Landstrecke

Skizze einer Pendelstütze auf der Landstrecke

Für die insgesamt 99 Stützen auf der, relativ eng bebauten, Landstrecke im Zuge der Kaiserstraße, der Eugen-Langen-Straße und der Sonnborner Straße, fanden sogenannte Portal-Rahmen Verwendung. Sie tragen die Nummern 1 bis 99, sind nach Art eines Torbogens ausgeführt und werden auch Bogenträger, Bogenstützen, Bogenpendelstützen, Portalstützen oder kurz Portale genannt. Die Stützen auf der Landstrecke sind meist als einwandige Blechträger ausgebildet und bestehen aus dem oberen horizontalen Jochbalken, den senkrecht stehenden Stelzen sowie einem dazwischen liegenden gekrümmten Teil. Die Stützenfüße sind hinter den Bordsteinen der berührten Straßen angeordnet, um den Straßenverkehr auf der Fahrbahn nicht zu behindern. Um die Optik der Straße möglichst wenig zu beeinträchtigen, stehen sie ferner in der Flucht der Baumreihen.
Mit den gebogenen Vollwandträgern auf der Landstrecke war die Wuppertaler Schwebebahn Vorreiter einer Technik, die sich ansonsten erst in den 1920er Jahren durchsetzte und seit Heinrich Wilhelm Behrens und Walter Gropius als Gestaltungsmittel der klassischen Moderne im Stahlbau gilt. Die Portale auf den geraden Abschnitten haben eine reguläre Stützweite von 11,4 Metern. Der Jochbalken ist bei ihnen mit den senkrechten Schenkeln durch Viertelkreise von 3,75 Metern Halbmesser verbunden. Es wechseln nur die Höhen der Schenkel, welche bis 6,86 Meter steigen. Da die höchsten Schenkel als Schablonen für sämtliche Stützen gedient haben, werden die Stützen am Fuße umso breiter, je niedriger die Schenkel sind. Die kürzeren Stelzen haben daher einen breiteren Fuß, was bei der Ausbildung der Lager zu berücksichtigen war. Mit der verschiedenen Höhe und Belastung ändert sich nur die Länge des Stehbleches der Schenkel und einiges Gurtungsmaterial, während alles übrige unverändert bleibt. Da jedoch die Breite des Fußes mit der Höhe abnimmt, variiert der Oberteil des Auflagerkörpers in Breiten von 330 bis 440 Millimetern. Inmitten des Übergangskreises zwischen Jochbalken und Schenkel ist wegen der Aufstellung ein Universalstoß angeordnet. Die Stützen an den Längenausgleichstellen des Tragwerks unterscheiden sich nicht von den übrigen.
Einwandige Stützen konnten aufgrund der seitlichen Knicksicherheit nur bei Stützweiten von weniger als zwölf Metern verwendet werden, das heißt sie kamen nur bei der Straßenstrecke in Frage. Indes wurde der Torsionswiderstand so gering, dass am Übergang des Jochbalkens in den Viertelkreis feste Punkte durch Strebenverbindung des Ober- und des Untergurts einerseits mit den Stützpunkten des oberen Flachträgers anderseits geschaffen werden mussten.
Zudem dienen die Stützen auf der Landstrecke der Straßenbeleuchtung. Hierzu sind in Längsrichtung Drähte gespannt, an denen die Leuchtkörper hängen. Bis zur Station Bruch werden die Portale bei Bedarf außerdem zur Beflaggung genutzt, wozu sie zur Fahrbahn hin beidseitig mit dreiarmigen Halterungen für Fahnenstangen ausgestattet sind.

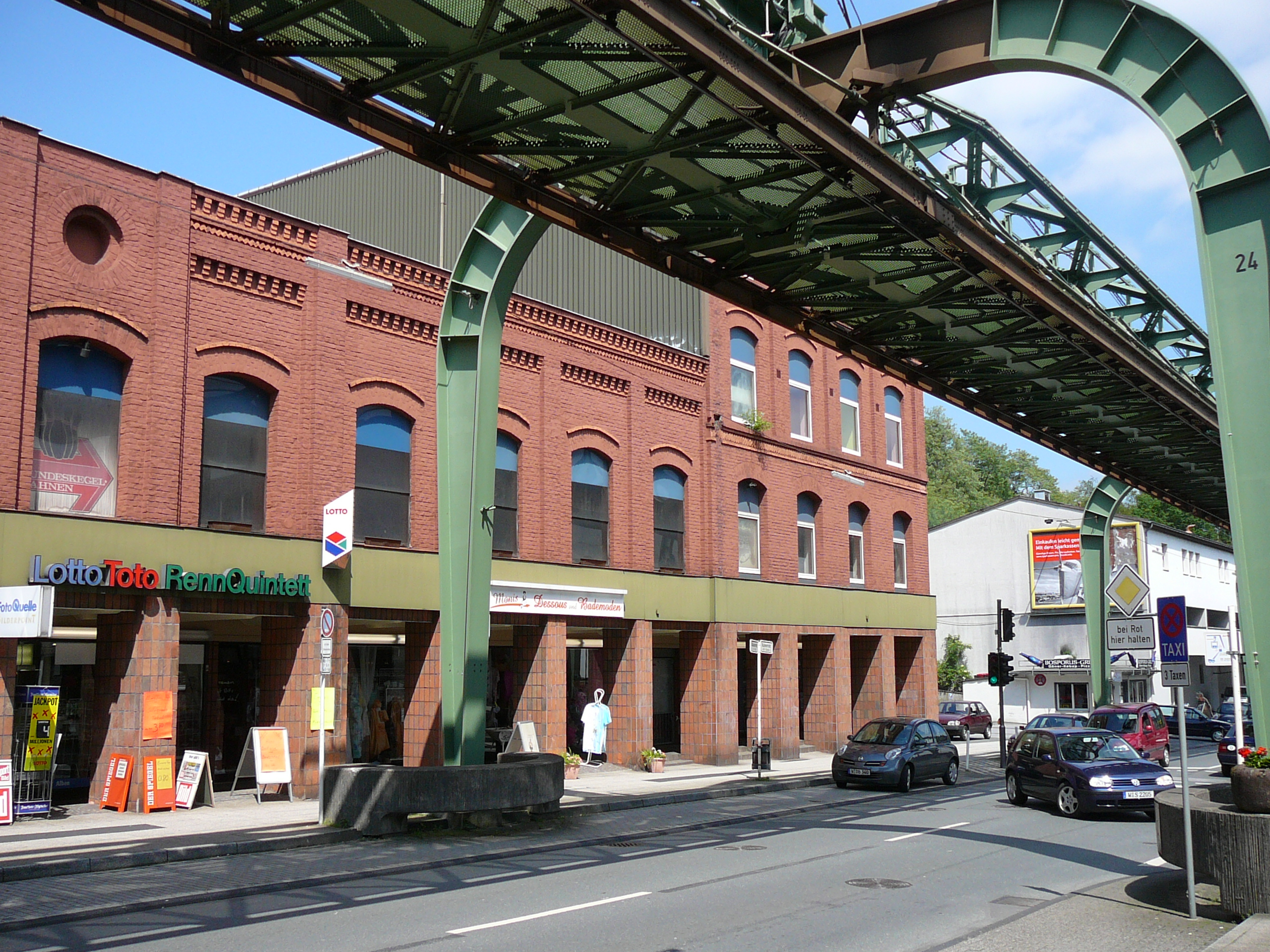
Pendelstütze Nummer 24 auf der Landstrecke
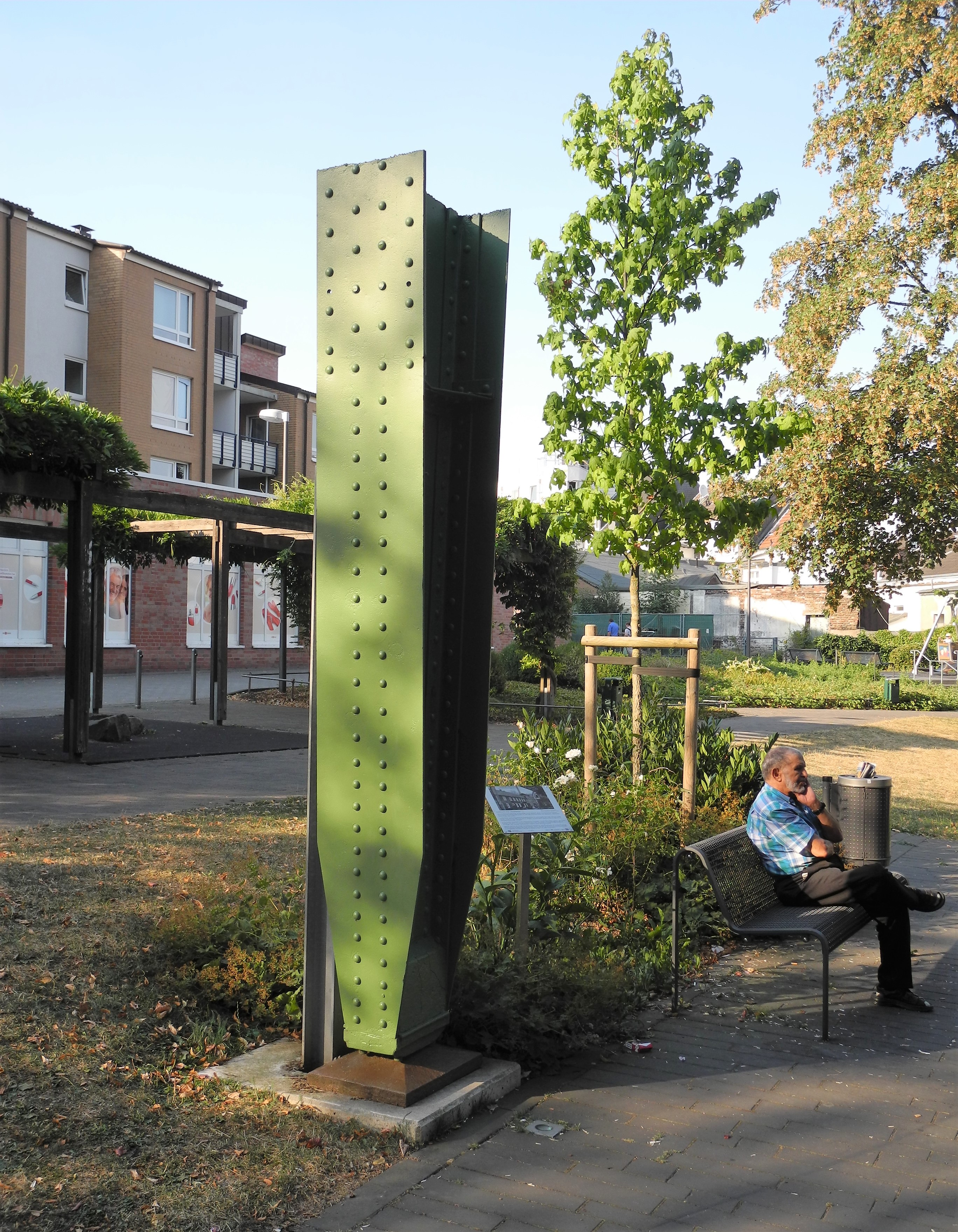
Fußbereich einer als Denkmal erhaltenen Pendelstütze im Schwebebahnpark
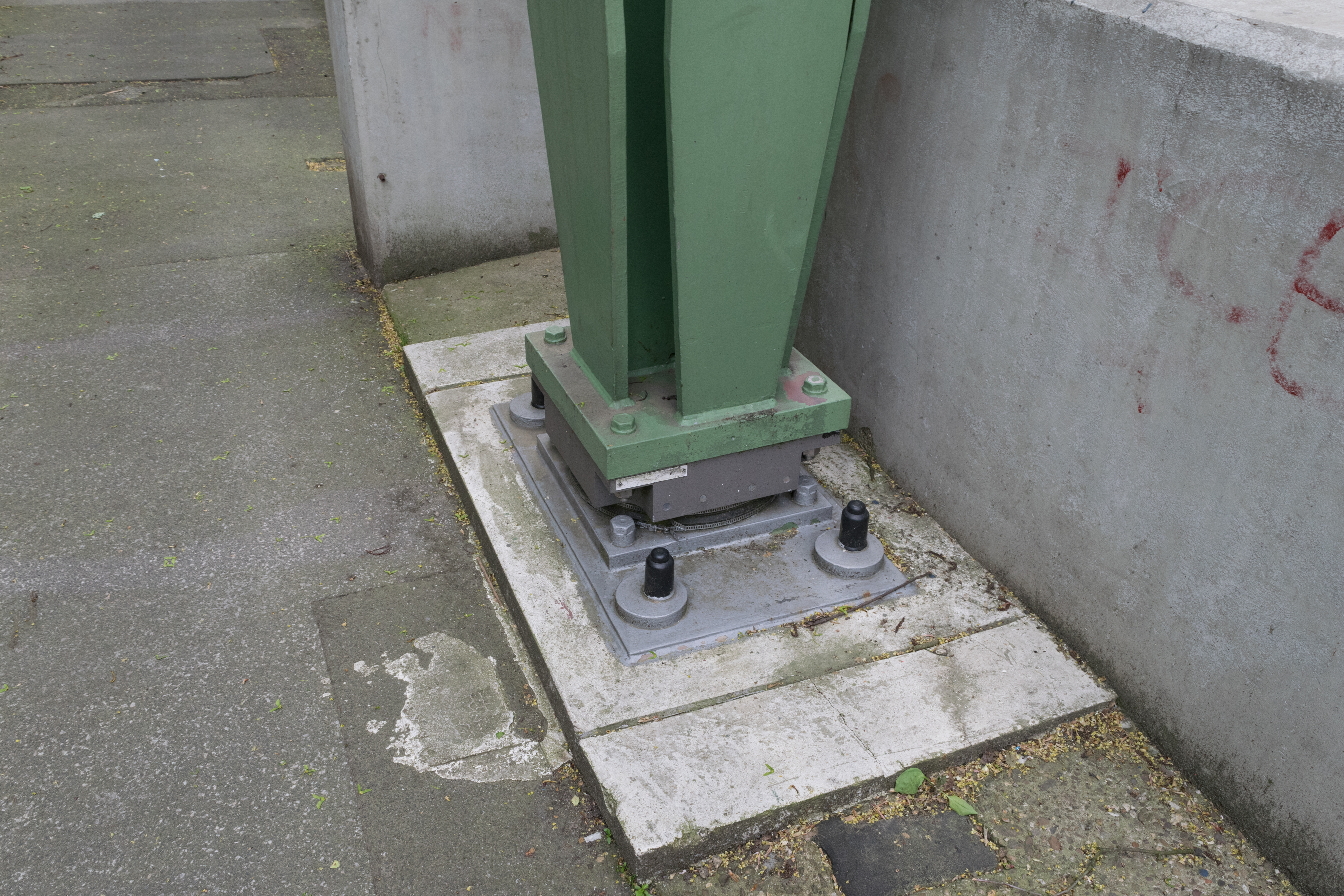
Detailansicht der Fundamentplatte einer Pendelstütze

#### Ankerstützen auf der Landstrecke
Die Ankerstützen auf der Landstrecke werden auch Gruppenpfeiler, Bremsbogen oder Bogenankerstützen genannt. Hierbei handelt es sich um dieselben Portale wie bei den gewöhnlichen Pendelstützen, sie weisen jedoch anders als jene einen Abstand von nur neun Metern zueinander auf und sind durch den sogenannten Rundträger respektive Portalrahmen, ein bogenförmiges parallel zur Fahrtrichtung stehendes Bauteil, fest miteinander verbunden. Auf der Landstrecke existieren zusammen acht Ankerstützen, sie tragen die Bezeichnungen 12a/b, 20a/b, 36a/b, 46a/b, 52a/b, 70a/b, 91a/b und 97a/b.

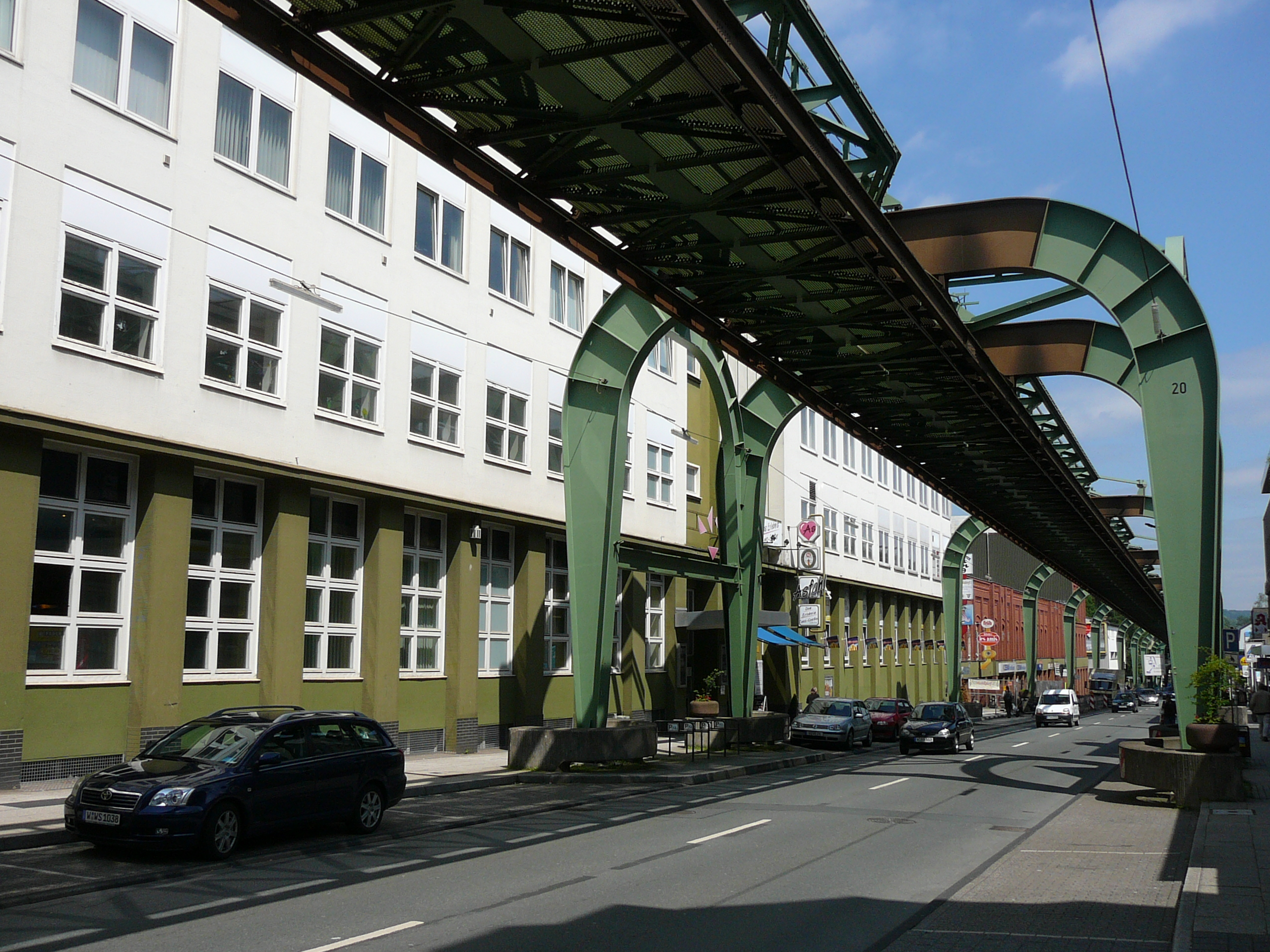
Portal Nummer 20a/b auf der Landstrecke ist ein stabilisierendes Ankerjoch
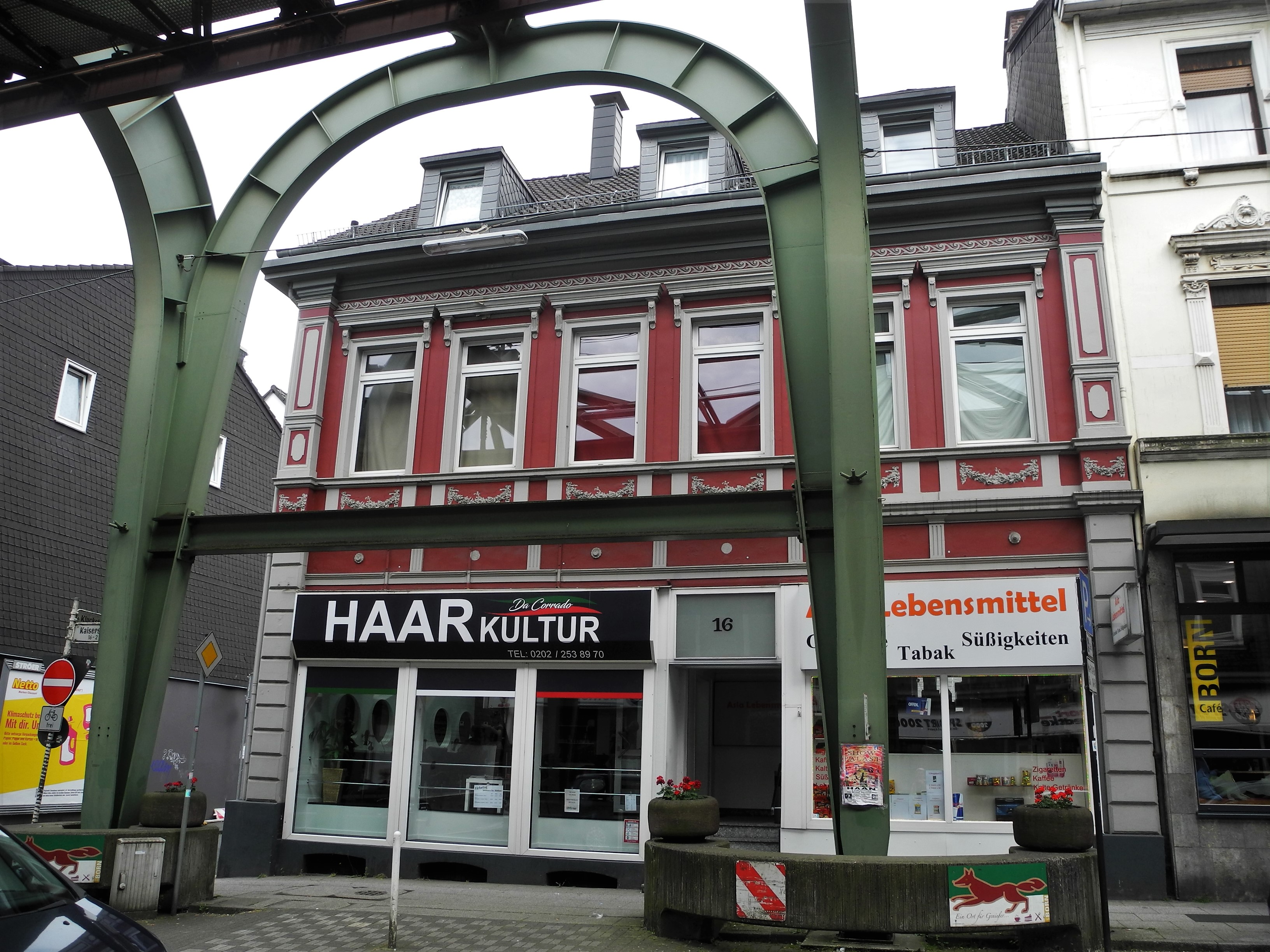
Detailansicht eines Ankerjochs mit dem zusätzlichen Portalrahmen parallel zur Fahrtrichtung

#### Stützen auf der Wasserstrecke

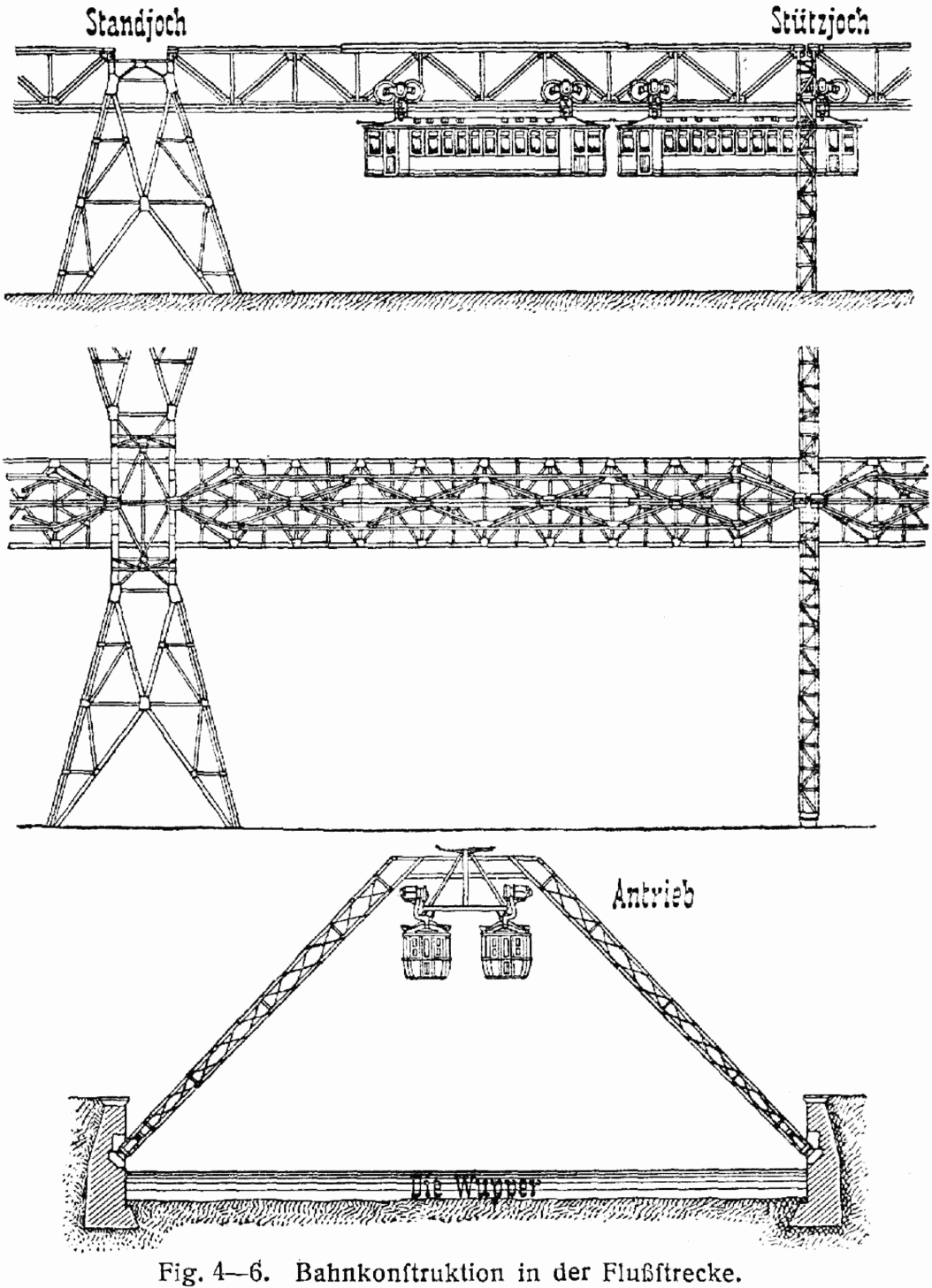
Schematische Darstellung der Gerüstkonstruktion auf der Wasserstrecke

Die ursprünglich 372 Stützen auf der Wasserstrecke, einst durchgehend nummeriert von 101 bis 472, überspannen das Flussbett der Wupper. Dieses ist im Bereich der Schwebebahn je nach Quelle zwischen 15 und 40 Meter beziehungsweise zwischen 25 und 30 Meter breit. Hierzu wählten die Ingenieure ein System aus schräggestellten, eisernen Stützenpaaren, die einem Zirkel ähneln. Sie stützen sich spreizbeinig gegen die Ufereinfassungen des Flusslaufes, sind vereinzelt aber auch direkt am Prallhang verankert. Auf jeder Flussseite steht dabei je ein filigraner Stahlfachwerk-Schenkel aus vier ausgefachten Winkeleisen. Zusammen tragen die beiden Schenkel einen, biegungssteif angeschlossenen, waagerechten Jochbalken beziehungsweise Jochträger, der als kastenförmiger Vollwandträger ausgeführt ist. Die obere normale Breite der Jochbalken beträgt sechs Meter, variiert aber in Abhängigkeit von der jeweiligen Flussbreite. Einige besonders stark beanspruchte, weiter gespannte Joche sind zum Teil auch in den Schenkeln als Vollwandträger konstruiert. Eine nennenswerte Ausrundung des stumpfen Winkels zwischen Jochbalken und Schenkel, wie sie aus optischen Gründen wünschenswert gewesen wäre, war dabei nicht möglich, weil das Lichtraumprofil für den oberen Teil der ausschwingenden Wagen gewährleistet werden musste.
Aus der Höhe und dem Abstand der Bahnachse vom Trägerauflager ergibt sich die Form des Schenkels, dessen Gurtungen im oberen Stück parallel und 800 Millimeter voneinander entfernt sind. Nur das Normalstück des Schenkels verjüngt sich nach unten. Hierfür sind die vier Standardlängen 11,25 Meter, 13,8 Meter, 16,0 Meter und 19,2 Meter vorhanden. Bei den Fußstücken existieren wiederum verschiedene Typen. Die Zwischenfache zwischen Fuß- und Normalstück weisen Längen bis 5201 Millimeter mit Abstufungen von 100 zu 100 Millimeter auf. Die Endfache wiederum sind in Längen von 300 bis 1500 Millimetern ausgebildet.
Darüber hinaus waren auch in der statischen Berechnung der Joche als Zweigelenkbogen gewisse Vereinfachungen erforderlich, um auch die Schwierigkeiten dieser Arbeiten zu reduzieren. Für die verschiedenen Belastungsarten der Joche, nämlich für Eigengewicht, für Verkehr links, für Verkehr rechts, für vollen Verkehr und Winddruck, waren zunächst die Längen der in der betreffenden Stütze gemeinsam gelagerten Tragwerke ausschlaggebend. Dabei waren alle tatsächlich vorkommenden Fälle zu berücksichtigen, wonach jede der fünf Stützweiten von 21 bis 33 Metern mit einer beliebigen anderen Stützweite zusammentreffen konnte. Für die Lage der Angriffspunkte der verschiedenen äußeren Kräfte am Jochbalken war die Form des Endrahmens maßgebend, die sich aber je nach Bahnkrümmung anders gestaltet. Für die verschiedenen Exzentrizitäten des Trägerauflagers verändert sich wiederum auch die Angriffsweise des Endrahmens. Die Exzentrizität, das heißt die Entfernung des Tragerauflagers von der Bahnachse, also der Jochbalkenmitte, wechselt von 575 Millimeter links bis 575 Millimeter rechts, je nach Größe und Sinn der Achsenkrümmung. Für diese Exzentrizität wurden 13 Fälle in Abstufungen von 100 zu 100 Millimetern zugrunde gelegt. Die Berechnung musste anschließend für alle vorgenannten möglichen Trägerkonstruktionen durchgeführt werden. Die auf diese Weise ermittelten Rechnungswerte der äußeren Kräfte wurden schließlich in Heftform so zusammengetragen, dass jede vorkommende Trägerkombination ein eigenes Blatt ausfüllte, auf dem in den Reihen die Werte für die verschiedenen Exzentrizitäten und in den Spalten die verschiedenen Belastungsarten unterschieden wurden. Die Wirkungen infolge von Wärmeschwankungen wurden vernachlässigt. Mit Hilfe der Einflusslinien für den Horizontalschub eines Zweigelenkbogens wurden dann in bekannter Weise die Kämpferdrücke bestimmt und danach schließlich die Querschnitte der Jochbalken und die Winkelstärken für die verschiedenen Teile der Schenkel festgelegt.
Die sogenannten Spreizen stützen sich mit einfachen Kugellagern gegen die Ufermauern, welche an diesen Stellen beim Bau der Schwebebahn entsprechende Verstärkungen erhielten. Die Stützen auf dem nicht regulierten Abschnitt der Wupper sind hingegen als Einzel-Fundamente ausgeführt. Durch diese Anordnung des Unterbaus vermieden die Ingenieure Einbauten im Flussbett selbst, weil die Wupper zwar bei Niedrigwasser fast wasserlos war, bei Hochwasser aber mit ihrem Längengefälle von 1:420 zu einem reißenden Gewässer werden konnte. Pfeiler innerhalb des Flusslaufs waren nicht ausführbar, solche Einbauten wurden damals als unzulässig betrachtet beziehungsweise hätten hohe Gründungskosten erfordert. Allerdings fallen die Füße der Spreizen noch in das Hochwasserprofil der Wupper, deren höchste Wasserstände stellenweise sogar die Mauerkrone des Ufers überstiegen. Da der eintauchende Querschnitt aber nur gering ist, die Stützen dürfen maximal zwei Meter tief in das Hochwasserprofil eintauchen, und diese außerdem in ausreichender Entfernung zueinander liegen, wurde keine nennenswerte Verklausung erzeugt.
Die Konstruktion der Fachwerk-Stützen für die Wasserstrecke geht auf Wilhelm Feldmann zurück. Er entschied sich damit gegen die bei seinen ersten Projektbearbeitungen in den Jahren 1893 und 1894 noch von ihm vorgeschlagenen genieteten Kastenträger, wie sie erst wenige Jahre zuvor für die Eckständer des Pariser Eiffelturms verwendet wurden.
Der Stützenbau über der Wupper, deren Uferlinien nicht parallel sind und somit sehr verschiedene Entfernungen aufweisen, gestaltete sich dabei deutlich schwieriger als auf der Landstrecke. Hinzu kam, dass zum einen Bahnachse und Flussmitte nicht immer zusammenfielen sowie zum anderen die Höhenunterschiede zwischen den Fußpunkten der Stützen und den Auflagern des Tragwerks mit dem Längengefälle der Bahn fortwährend wechseln. Dadurch ergaben sich für die Jochschenkel sehr verschiedene Neigungen und Längen. Durch den Einbau von Normalmittelstücken für verschiedene Schenkellängen und dem Ausgleich der Längenunterschiede in den Endstücken konnten die Ingenieure den ungeheuren Rechen-, Zeichen- und Herstellungsaufwand jedoch etwas verringern. Bei der Ausarbeitung der Entwürfe der Stützen wurde daher eine gewisse Normalisierung angestrebt, um bis zum Beginn der Werkstättenarbeit Zeit und Arbeit zu sparen. Insbesondere wählten die Konstrukteure deshalb bei den Jochen über der Wupper nur geradlinige Formen. Um die zeichnerische Arbeit für die verschiedenen Joche zu vermindern, wurde zunächst eine Übersichtsskizze im Maßstab 1:50 hergestellt und nur für den Jochbalken ein besonderer Entwurf im Maßstab 1:10 angefertigt, da alle übrigen Teile, namentlich die Schenkel und Endrahmen, aus Normalien zusammengesetzt werden konnten. Eine allgemeine Übersicht gab hierfür die Höhen, Stützweiten und Entfernungen des Auflagers der Vertikalträger (VT) von der Bahnachse an, welche stets mit der Jochbalkenmitte zusammengelegt wurde. Die Gurtprofile der Jochwinkel, die Stoßdeckungen, die Stablängen, das Netz der Ausfachung, die Längen der Normalstücke, der unteren und der oberen Fußstücke sowie die Fußlängen gingen aus dieser Übersicht klar hervor. Mit ihr konnten anschließend, anhand einer Reihe von Typenzeichnungen, die für die Ausführung erforderlichen Angaben für das Werk zusammengestellt werden.
51 Stützen auf der Wasserstrecke sind dabei als Ankerstützen ausgeführt, sie tragen die Bezeichnungen 103a/b, 105a/b, 107a/b, 112a/b, 118a/b, 124a/b, 132a/b, 140a/b, 146a/b, 154a/b, 161a/b, 171a/b, 180a/b, 188a/b, 198a/b, 203a/b, 210a/b, 216a/b, 224a/b, 235a/b, 238a/b, 243a/b, 249a/b, 256a/b, 269a/b, 280a/b, 288a/b, 295a/b, 302a/b, 309a/b, 314a/b, 322a/b, 329a/b, 336a/b, 342a/b, 348a/b, 356a/b, 363a/b, 369a/b, 374a/b, 381a/b, 388a/b, 403a/b, 409a/b, 417a/b, 425a/b, 432a/b, 439a/b, 445a/b, 452a/b und 459a/b.

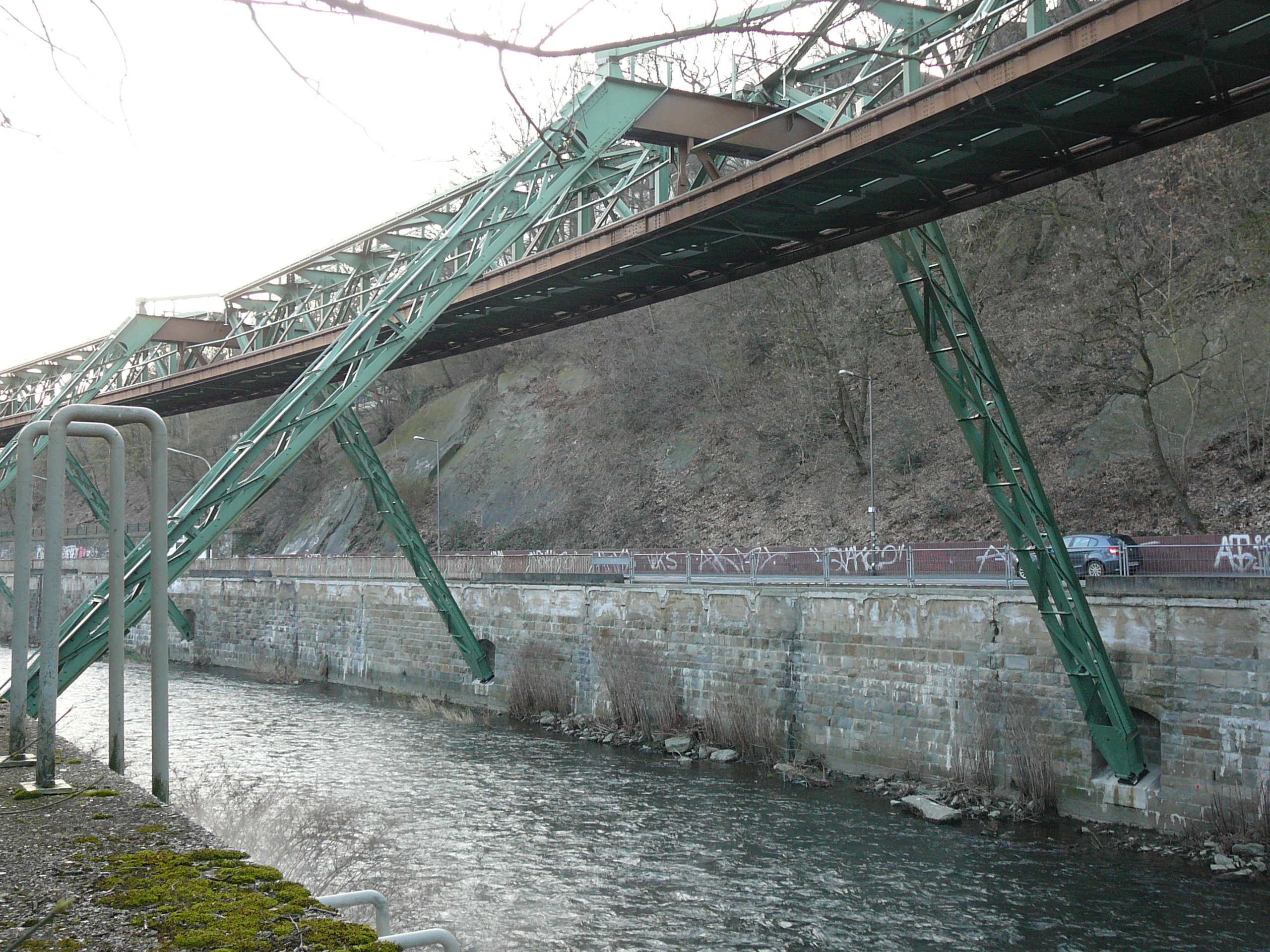
Gewöhnliche Pendelstützen auf der Wasserstrecke
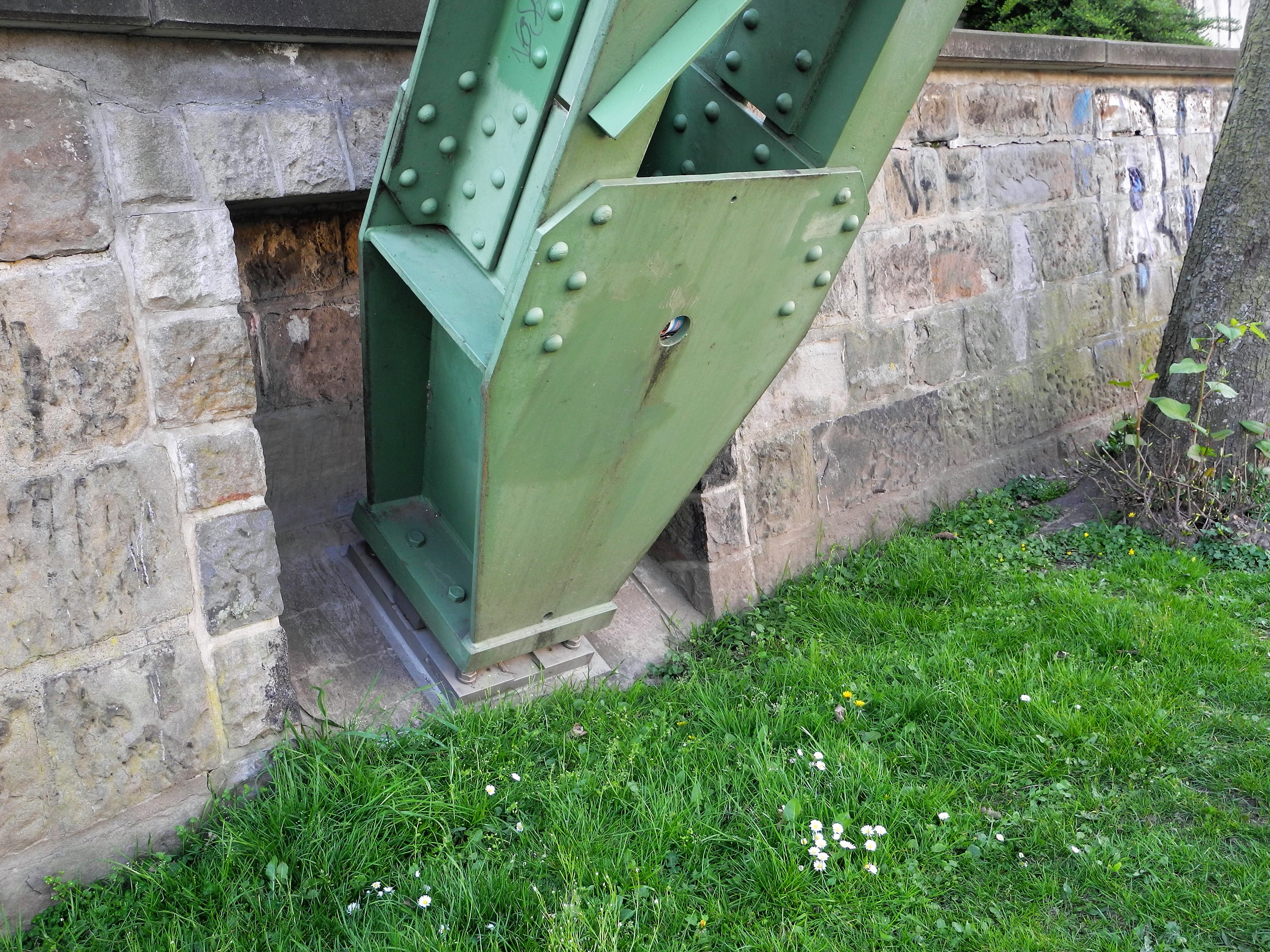
Verankerung der Pendelstütze Nummer 382 am Ufer
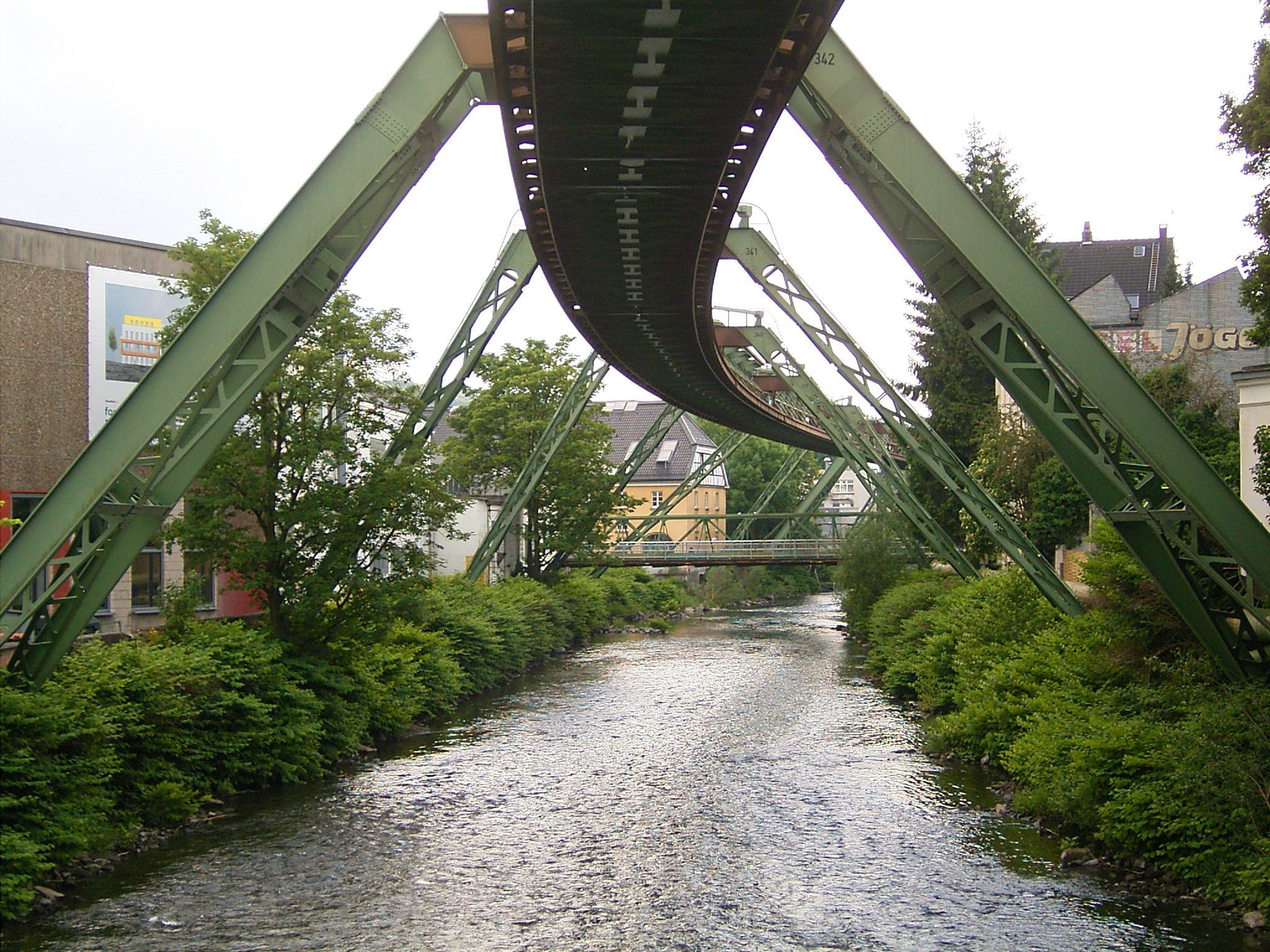
Stütze Nummer 342a/b auf der Wasserstrecke ist eine stabilisierende Ankerstütze
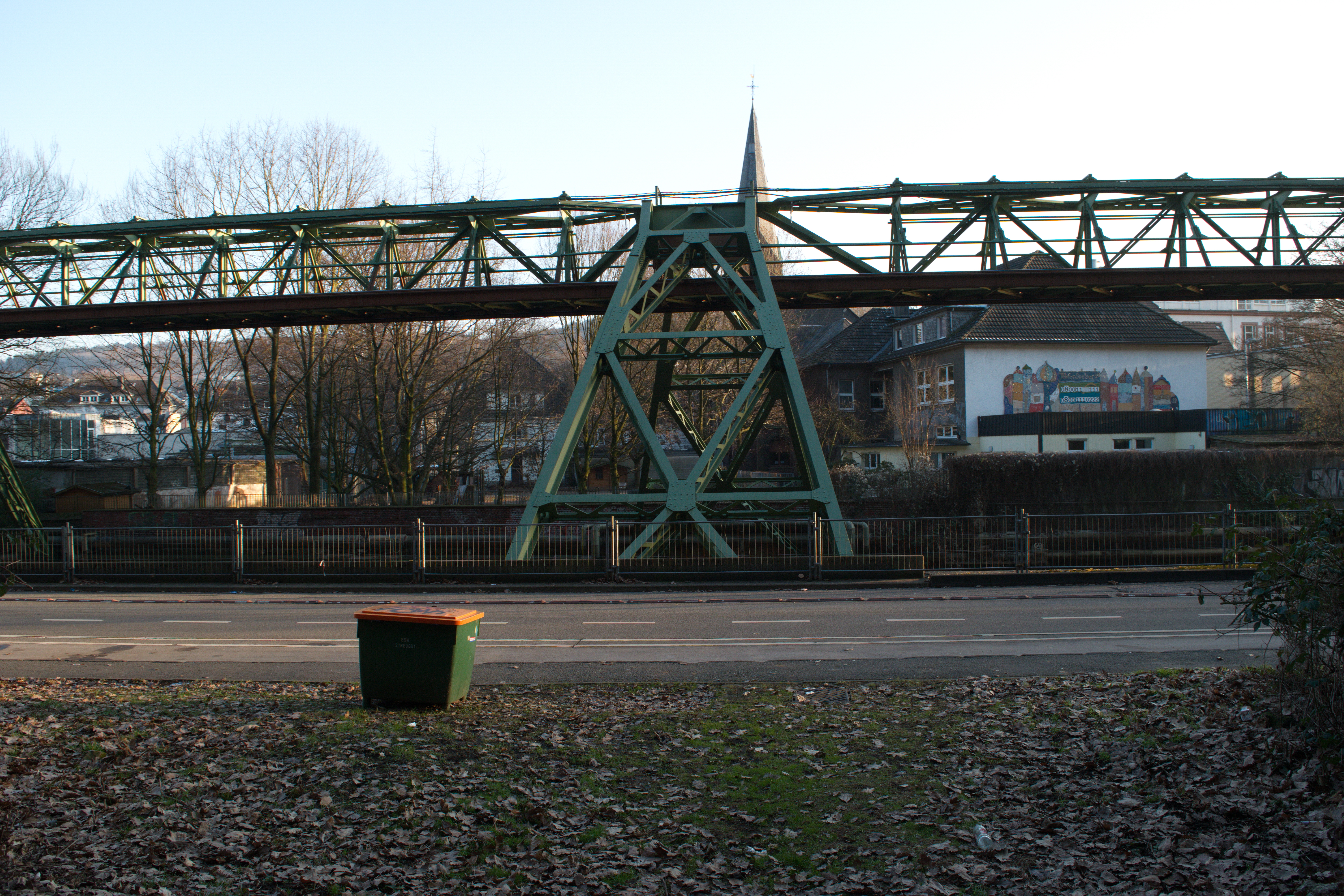
Seitenansicht einer Ankerstütze
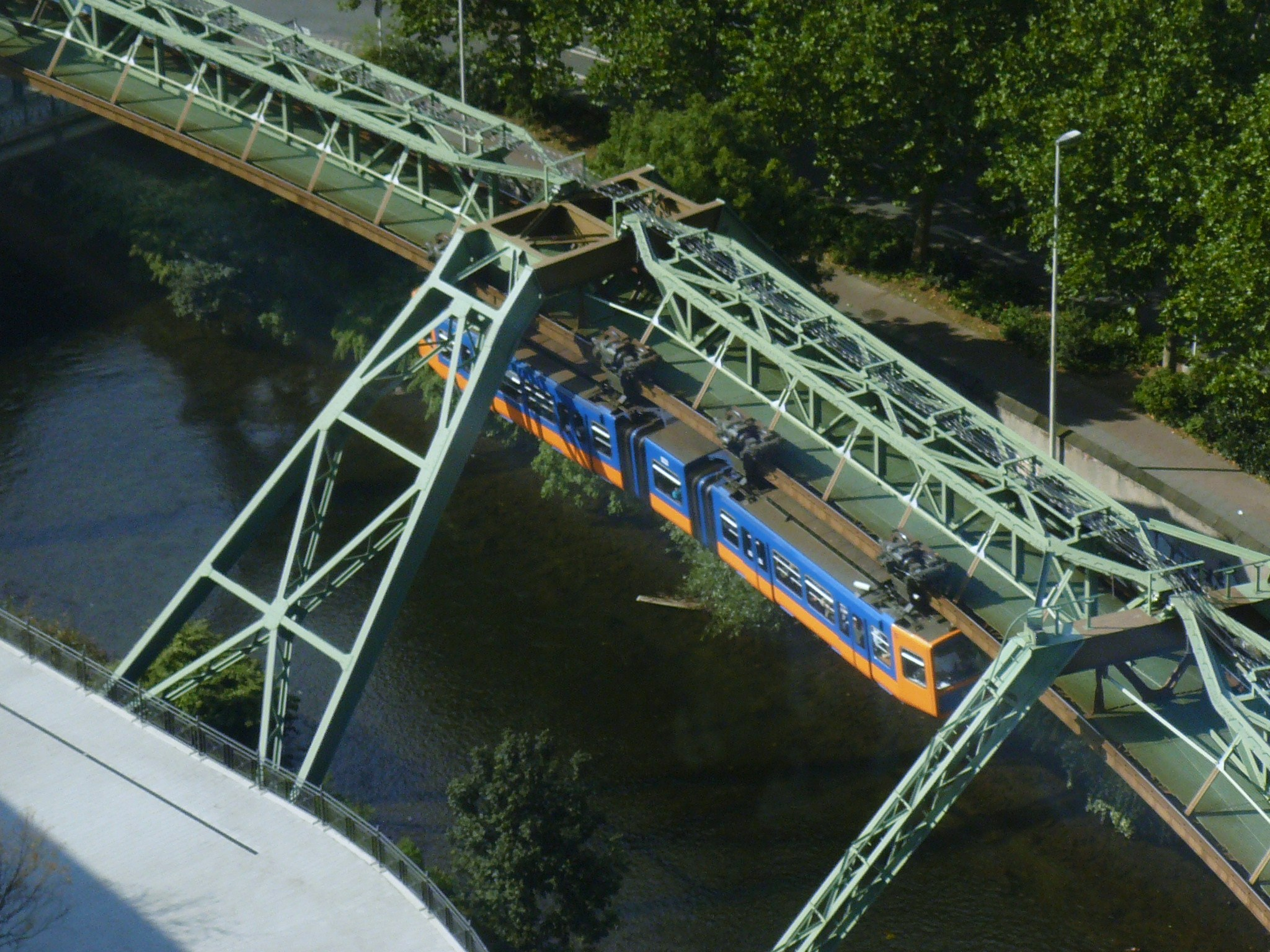
Luftaufnahme einer Ankerstütze

#### Stütze 100

Die Stütze 100 vermittelt den Übergang von der Landstrecke zur Wasserstrecke, hier die ursprüngliche Konstruktion um 1900

Eine Sonderkonstruktion stellt die Pendelstütze Nummer 100 dar, nach anfänglicher Zählung Nummer 227. Sie markiert als sogenannte Übergangsstütze den Wechsel von der Land- zur Wasserstrecke und befindet sich am rechten Wupperufer. Ursprünglich war sie als zweiwandiges Bogenfachwerk mit einem Ausleger ausgebildet, an welchem das Tragwerk hing. Da die Schenkel nur Zugkräfte aufzunehmen hatten, waren sie stark mit dem Mauerwerk verankert. Diese Verankerung war, um die Pendelbewegung zu ermöglichen, durch Blattgelenke mit den Schenkeln verbunden. Die auch Kragstütze genannte Konstruktion war somit mit einem Fuß in der Uferböschung befestigt und trug an ihrem Ausleger den Fahrschienenträger, während der zweite, hinter der Bordsteinkante der Straße stehende Schenkel des Jochs, der mit seinem Fundament verankert war, ein Überkippen verhinderte. Seit ihrem Umbau im Rahmen der Erneuerung der Stützen 93 bis 102 mit den dazugehörigen Brücken im Sommer 2010 ist die Stütze 100 die einzige Einzelstütze der Anlage und steht deshalb ausnahmsweise zwischen den beiden Fahrschienen.

#### Stützen 9, 10, 98, 99, 283 und 284
Einzelne, Kreuzungsbereiche überspannende, Stützen sind deutlich breiter ausgeführt als allgemein üblich. Hierbei handelt es sich um die Stütze 9 am Kaiserplatz, die Stützen 98 und 99 an der Kreuzung Sonnborner Straße/Sonnborner Ufer sowie die Stützen 283 und 284 im Kreuzungsbereich mit der Bundesstraße 7. Letztere beide, eine Hohlkastenkonstruktion mit besonders auffälligen Schrägriegeln, entstanden dabei erst 1962 nachträglich für die erforderliche größere Durchfahrtsweite dort. Dennoch musste die Straßenbahn einst im Bereich der Stütze 99 aus Platzgründen eingleisig geführt werden. Eine weitere Sonderkonstruktion ist die Stütze 10, sie ist im oberen Bereich weniger stark abgerundet, weil die Rieppel-Träger an ihr wegen der anschließenden Platzüberfahrt nicht exakt mittig angebracht sind. Aus architektonischen Gründen waren ferner auch im Bereich der ehemaligen Station Rathausbrücke früher drei Portalstützen verbaut. Diese standen jeweils auf einer, die Wupper überquerende, Gerüstbrücke.

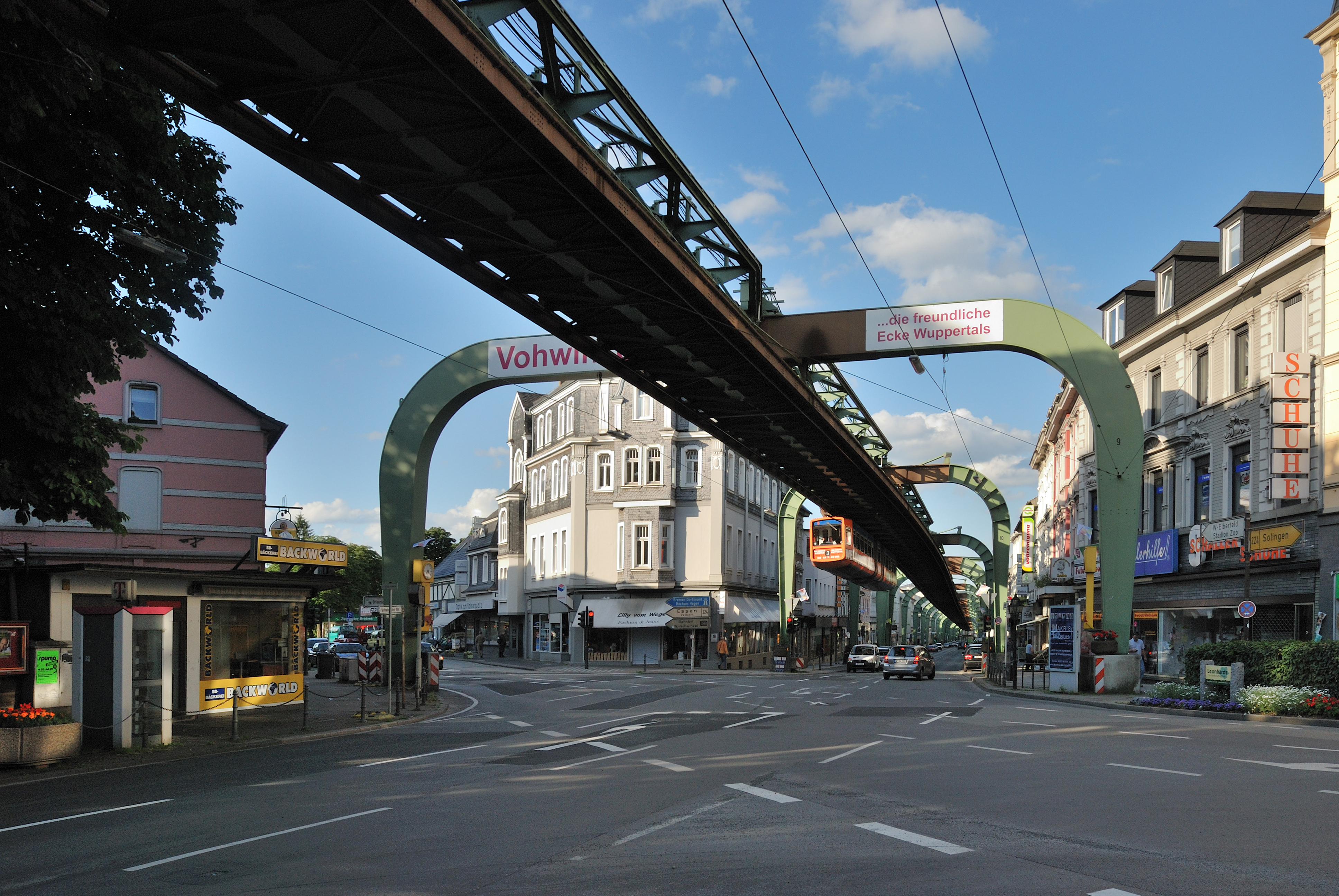
Die überbreite Stütze Nummer 9 überspannt den Kaiserplatz
An der weniger stark abgerundeten Stütze 10 verläuft der Rieppel-Träger etwas links der Mitte
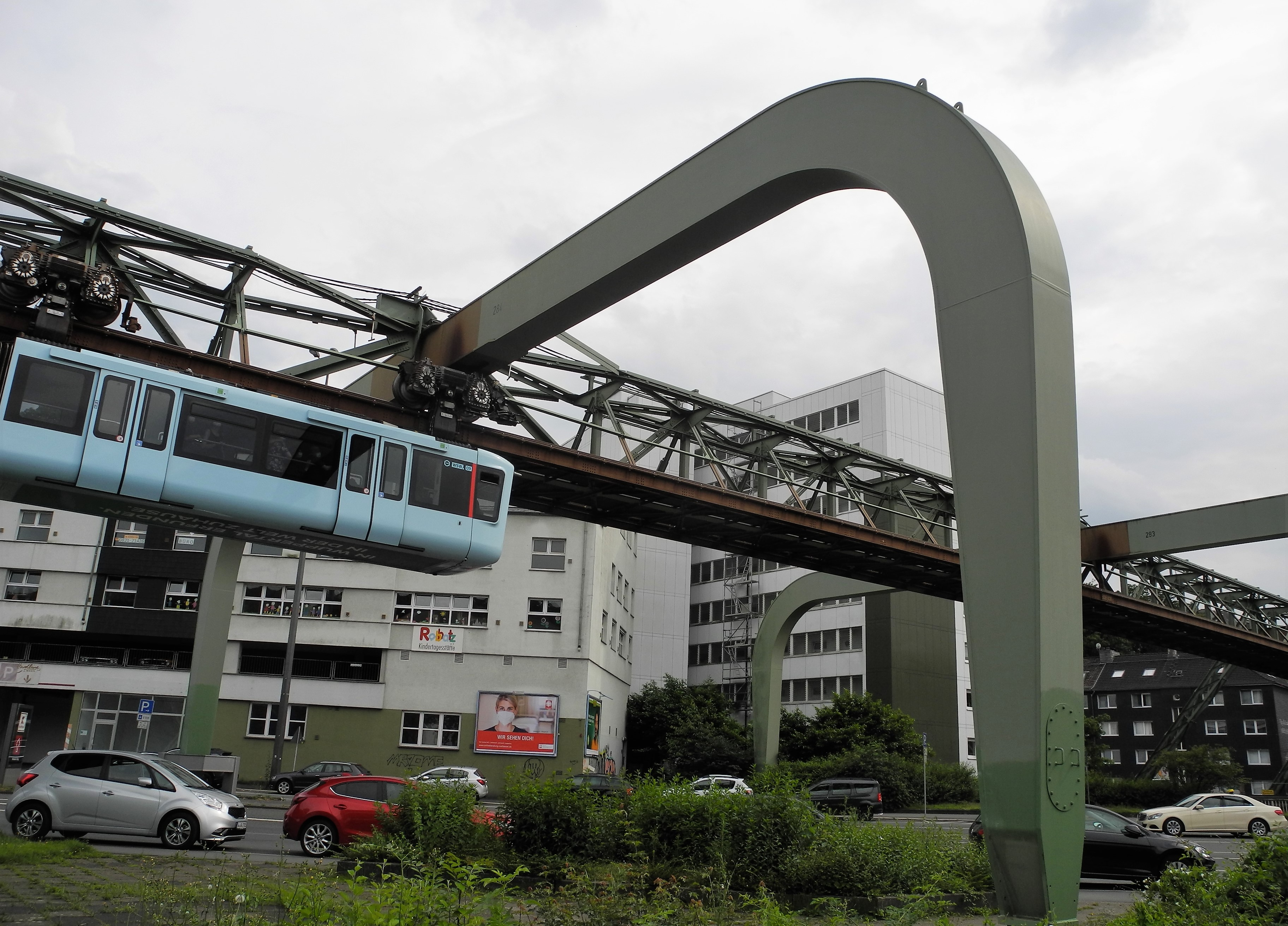
Die überbreiten Stützen 284 vorne und 283 hinten sind trotz ihrer Verwendung auf der Wasserstrecke als Portale ausgeführt, sie überspannen den Kreuzungsbereich mit der Bundesstraße 7
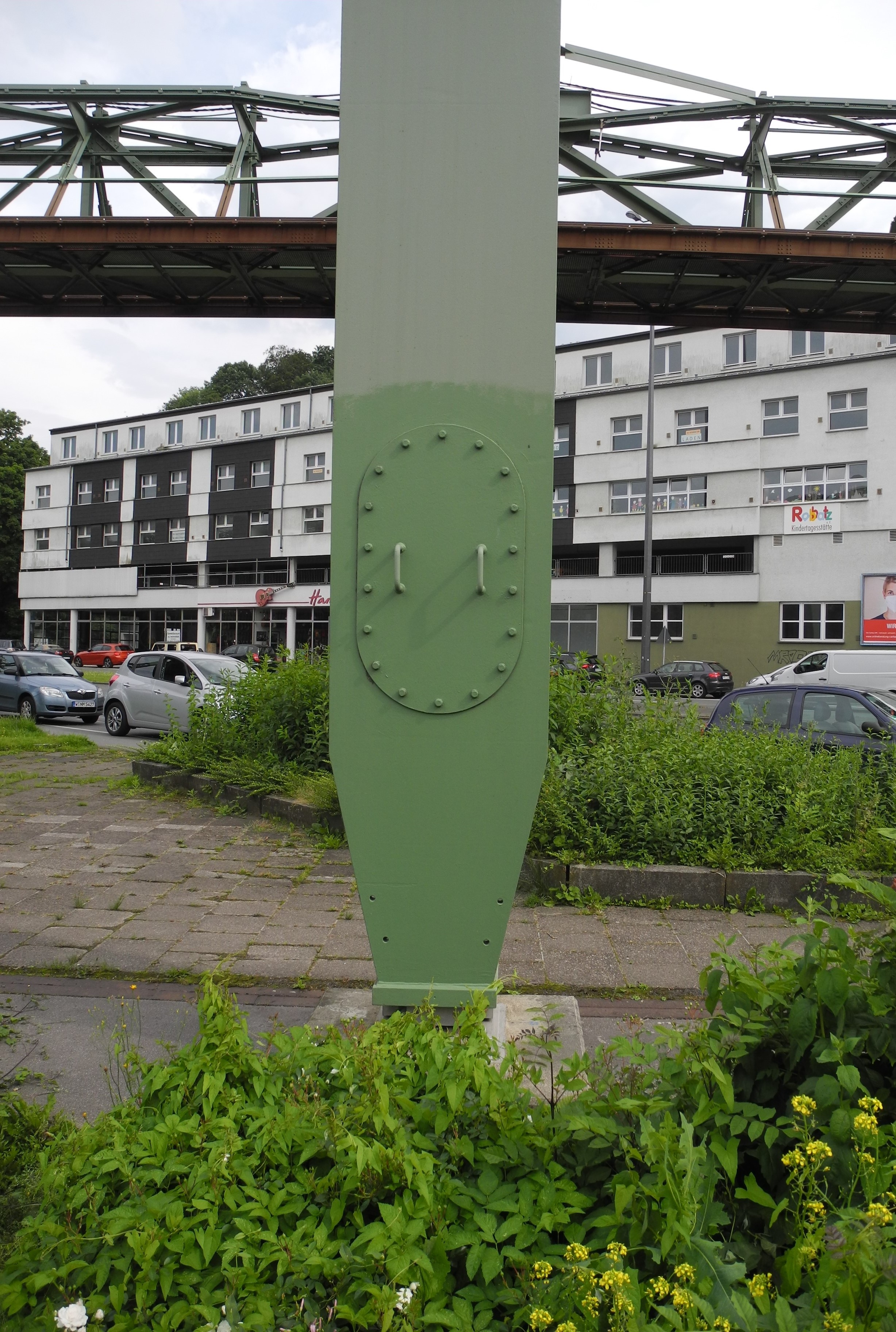
Detailansicht der Stütze 284

#### Stützen 235a/b, 400 und 428
Weitere Sonderbauarten stellen die Stützen 235a/b, 400 und 428 dar. Erstere ist ein aus Stahlrohren konstruiertes Bahnhofsjoch im Bereich Ohligsmühle, zweitere ist relativ niedrig und an die Decke der Station Alter Markt montiert, sie stellt den Übergang vom normalen Gerüst zur dortigen Schrägseilbrücke dar. Letztere wiederum musste stärker als gewöhnlich ausgebildet werden, weil vor und hinter ihr jeweils eine 26,7 Tonnen schwere 33-Meter-Brücke liegt.

#### Brücken respektive Rieppel-Träger

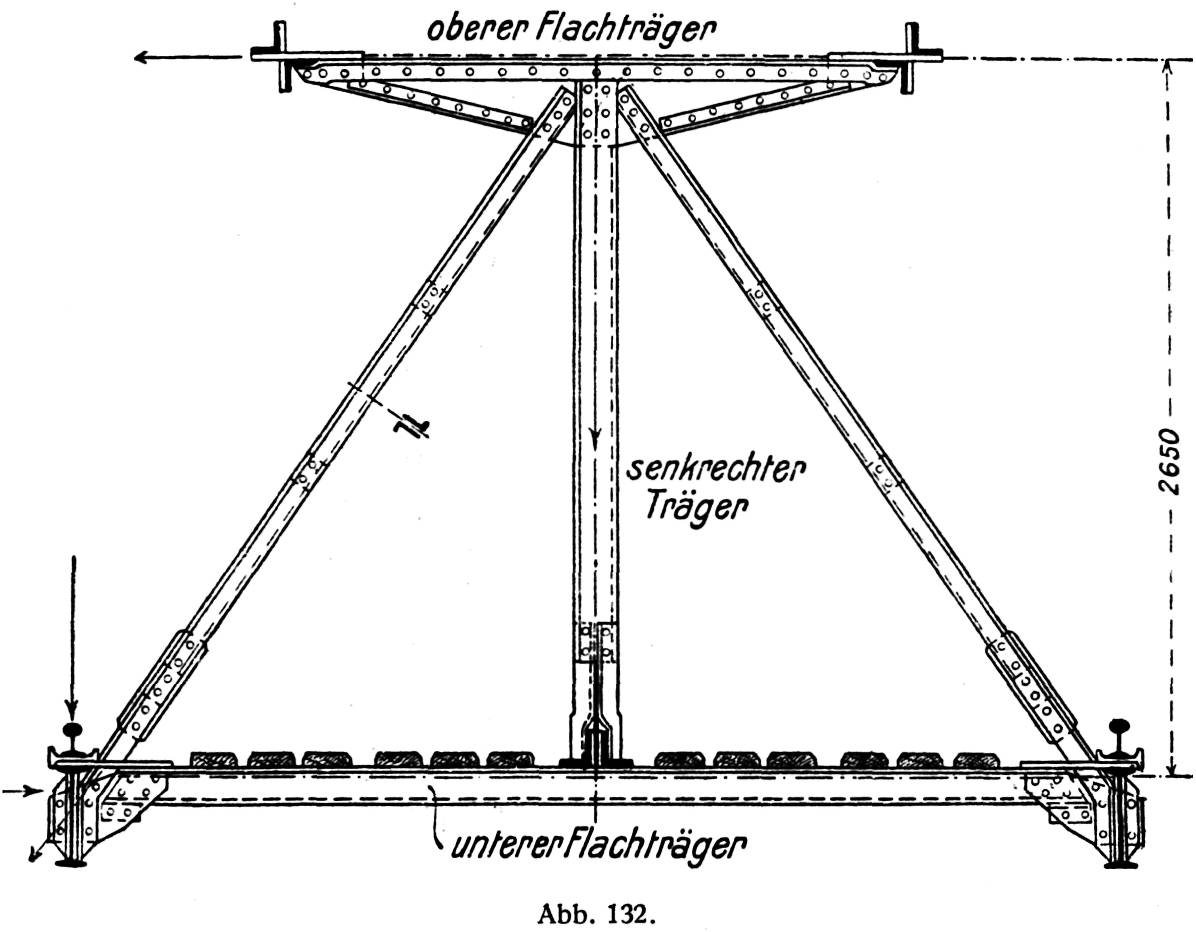
Querschnitt des Fahrträgers

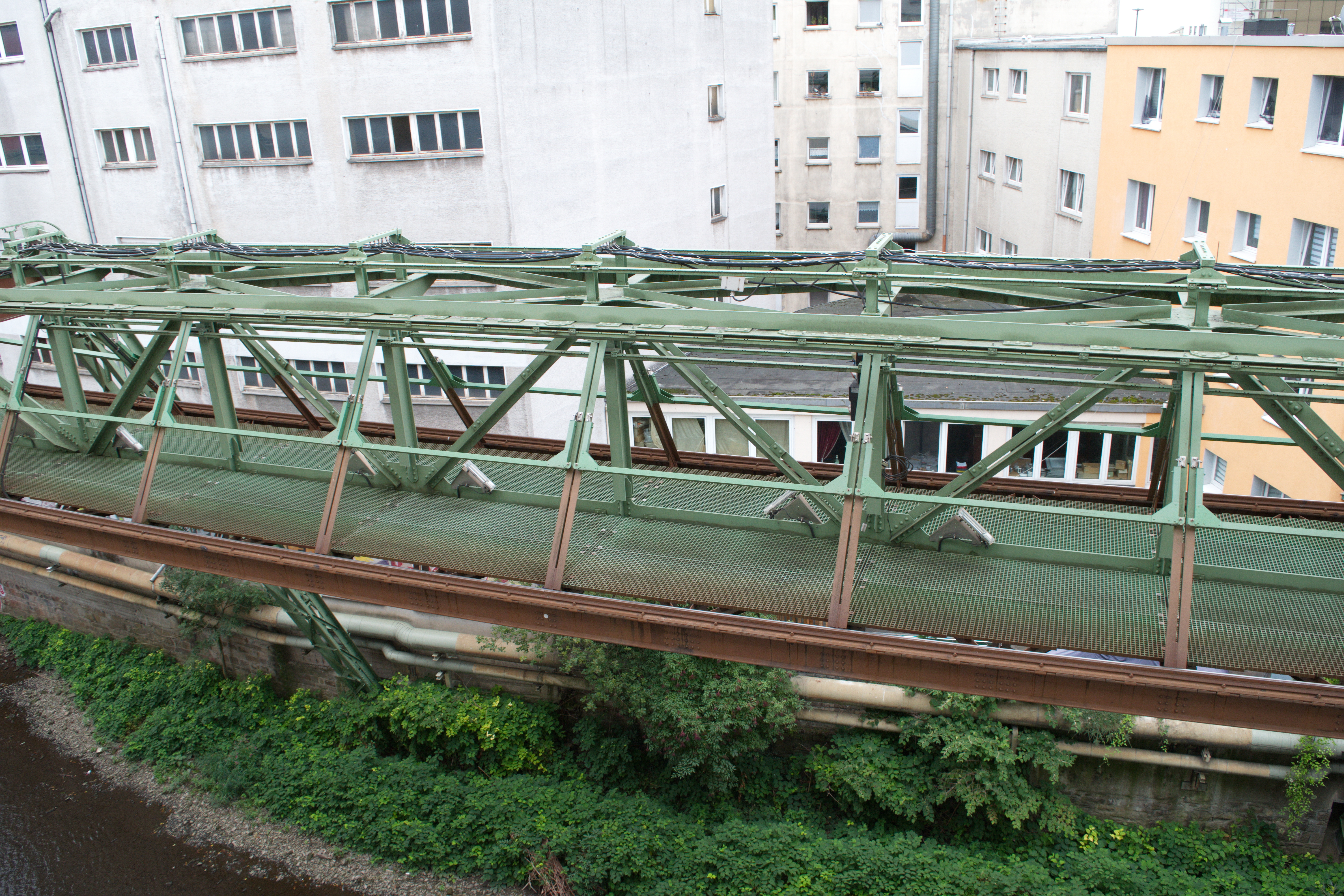
Zwischen zwei Stützen befindet sich je eine Brücke, der sogenannte Rieppel-Träger

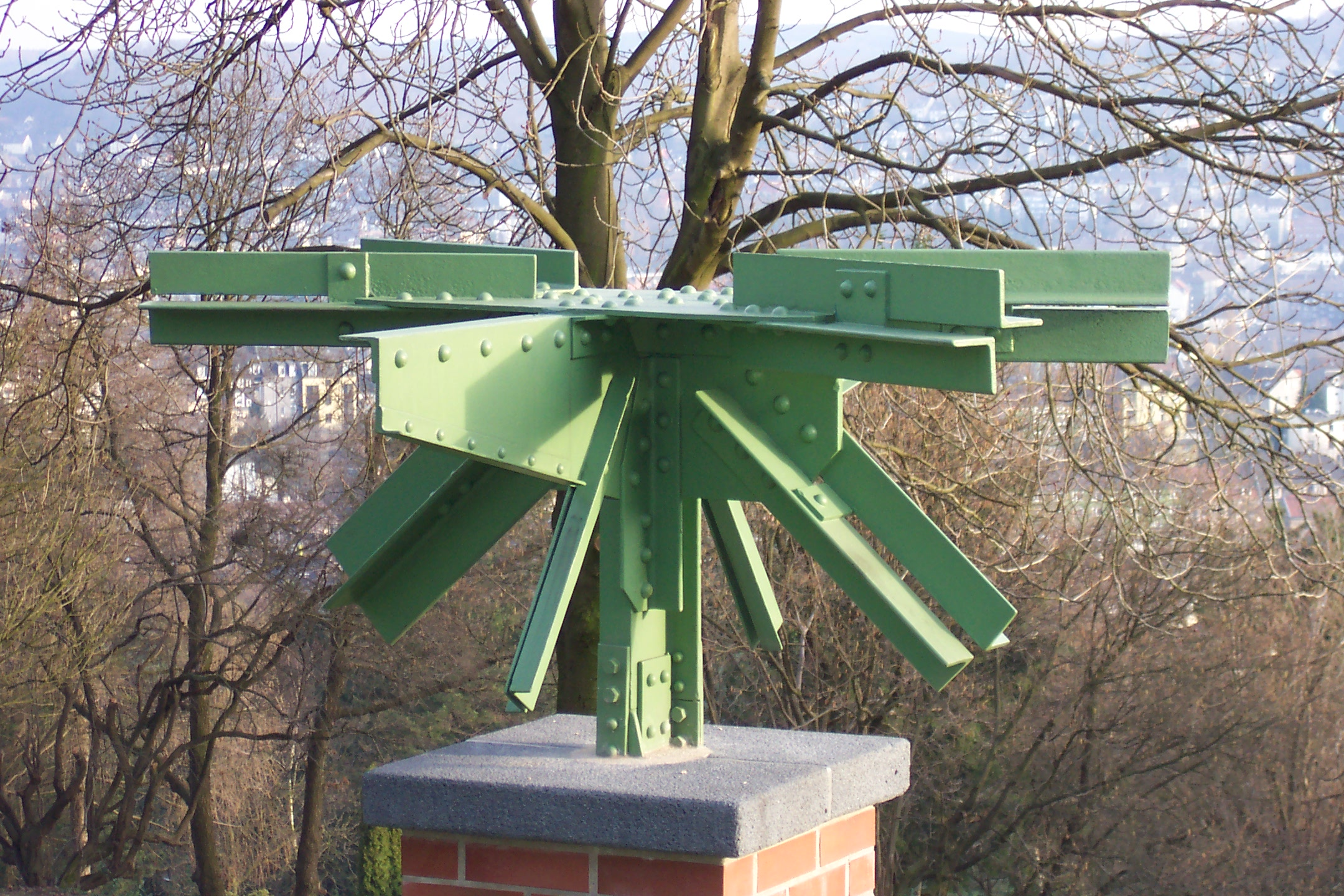
Als Denkmal erhaltener Obergurtknoten aus der oberen Horizontalen im Nordpark, patentiert auf Anton Rieppel am 8. Mai 1896

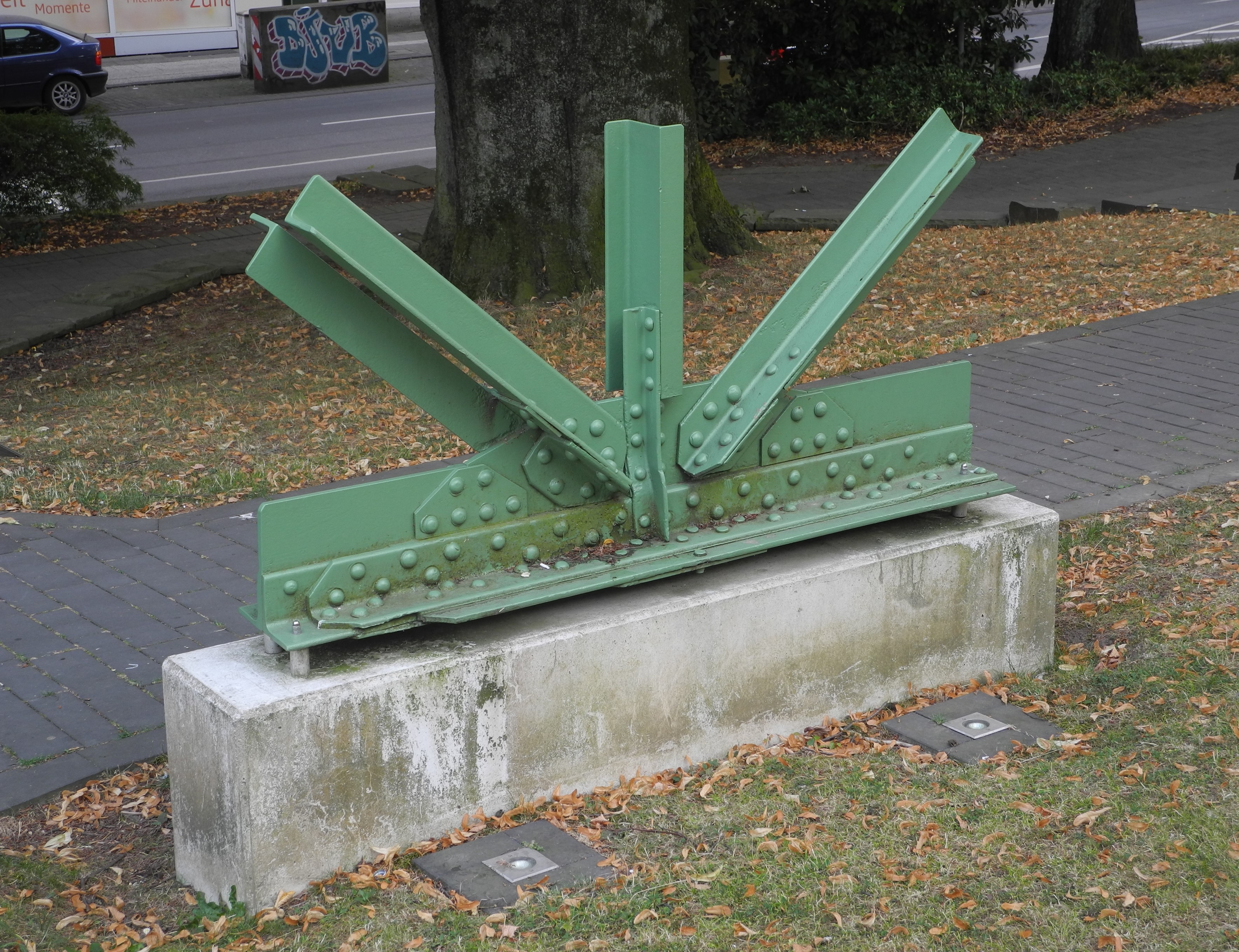
Sogenannter UH-Knoten, ausgebaut aus dem unteren Horizontalträger des Gerüsts

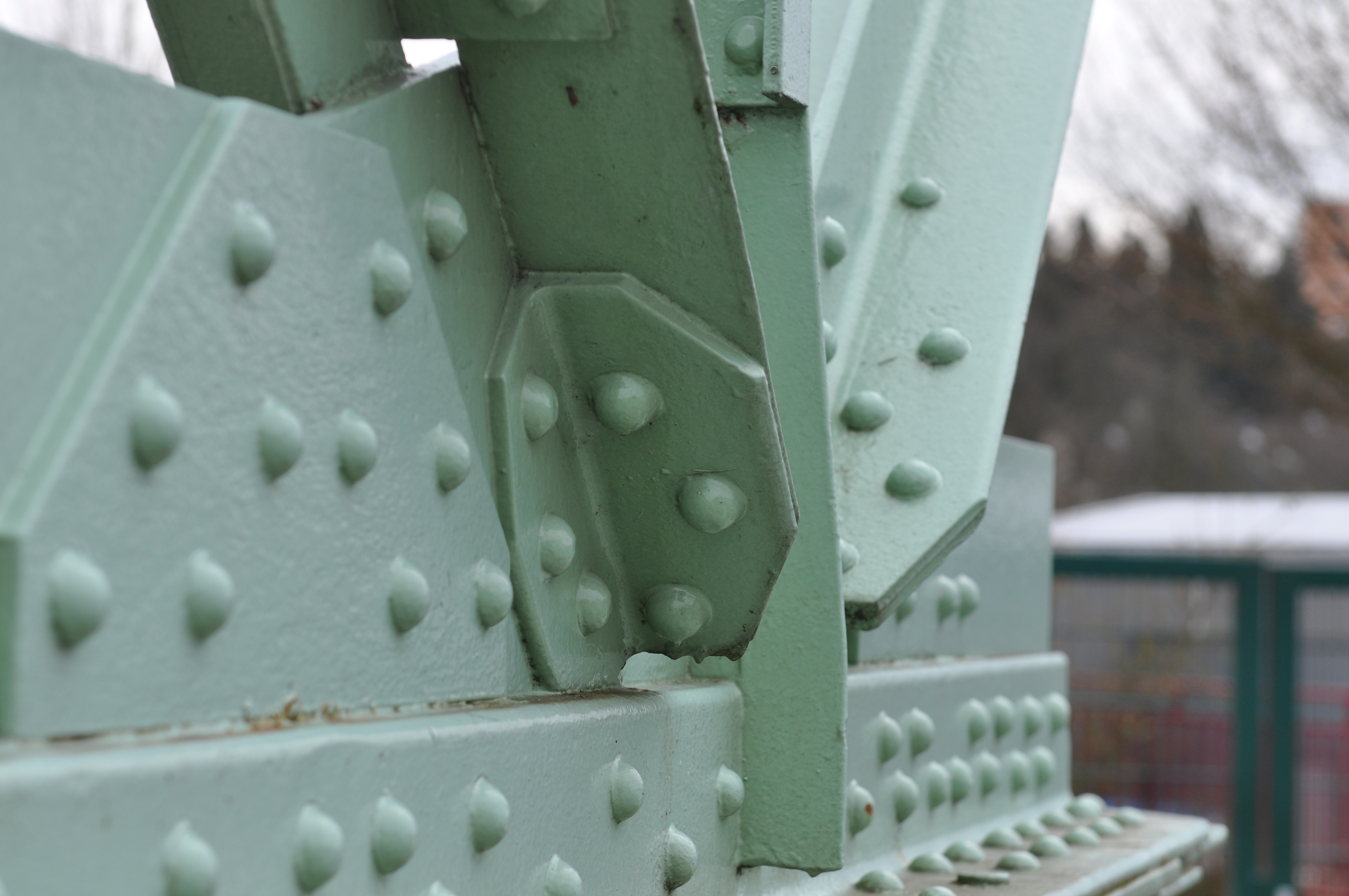
Detailansicht eines UH-Knotens

Zwischen zwei Stützen ist jeweils eine, überwiegend aus Thomasstahl hergestellte, dreiwandige Gerüstbrücke eingehängt, auch Fahrträger, Tragwerk, Tragewerk, Trägerwerk, Fachwerkträger oder Fachwerkträgerbrücke genannt. Jede Brücke ist ein Raumtragwerk, das aus drei Flächentragwerken und verbindenden Diagonalstäben besteht. Analog zu den Stützen sind auch die, ursprünglich 469, Brücken durchnummeriert, ebenfalls von Vohwinkel ausgehend. Hierbei trägt die Brücke in der Regel die Nummer der, in Richtung Oberbarmen betrachtet, folgenden Stütze. Die normierten Dreigurtbrücken heißen nach ihrem Erfinder, Baurat Anton von Rieppel, auch Rieppel-Träger. Diese Bezeichnung findet sich bereits in der zeitgenössischen Literatur aus der Entstehungszeit der Schwebebahn.
In seiner äußeren Erscheinung stellt das Tragwerk dabei ein einheitlich fortlaufendes, räumliches Fachwerk dar, das in Wirklichkeit aber aus einer Folge von gegliederten Trägern besteht. Die einzelnen Brückenelemente sind ähnlich einer Fischgräte konstruiert und weisen eine Spannweite von 33, 30, 27, 24 oder 21 Metern auf. Eine andere Quelle gibt für die Landstrecke 18 bis 24 Meter und für die Wasserstrecke 24 bis 30 Meter an. Lediglich die Brücke 273 zwischen den Stützen 272 und 273 ist mit nur acht Metern Länge noch einmal deutlich kürzer ausgeführt, hierbei handelt es sich um ein Längsträger-Paßstück. Die Teilung der Brücken beträgt nur bei den beiden Endfeldern der Träger mit ungerader Längenzahl viereinhalb Meter, sonst durchweg drei Meter.
Bei den drei Trägern handelt es sich um einen senkrechten Hauptträger sowie einen oberen und einen unteren waagerechten Flachträger. Der senkrechte Träger hat keinen eigenen Obergurt, als solcher dient ihm der obere Flachträger. Beide zusammen sind nur in zwei Punkten gemeinschaftlich gelagert, wo sowohl waagerechte wie senkrechte Kräfte übertragen werden können. Die Gurte des unteren Flachträgers werden bis auf die Endfelder durch die Schienenträger gebildet, welche durch ein Stabwerk aus einfachen Schrägstäben, die in der Normalebene zu den Trägern liegen, mit der Mitte des oberen Flachträgers verbunden sind. In den Endfeldern sind die Gurte zum Auflagerpunkt zusammengeführt und in ausgefachten, mit Blattgelenken an den Stützen hängenden Querrahmen, derart gelagert, dass diese Stützpunkte genau senkrecht unter den Lagern des senkrechten Trägers liegen. Infolge der eigenartigen Verbindung der drei Hauptbestandteile ist das ganze System im lotrechten Sinn an zwei Stellen, im waagerechten Sinn an vier Stellen gestützt. Hierdurch wird eine hohe Widerstandsfähigkeit des Tragwerks gegen die einseitigen, durch seitliche Aufhängung der Wagen veranlassten, Drehungen erreicht. Die Spannkräfte für den einzelnen Träger wurden nach folgenden Gesichtspunkten ermittelt:
- Im senkrechten Träger existiert ein statisch bestimmter Fachwerkträger, dessen Obergurt von den Gurten des oberen Flachträgers gebildet wird, und dessen trapezförmiger Untergurt in den mittleren Feldern parallel zu den Schienen liegt, in den Endfeldern jedoch nach den oben liegenden Auflagern hin geführt ist. Die Wandglieder sind Schrägstreben, deren mittlere wechselnd auf Zug und Druck beansprucht werden. Die Ermittlung der Spannkräfte erfolgte dabei mit Hilfe von Einflusslinien.[43]

- Der obere Flachträger wird durch symmetrisch zum senkrechten Hauptträger gelegene Lasten – also durch ständige Last und beiderseitige gleichartige Verkehrslast – nicht auf Biegung beansprucht. In den vier Knotenpunkten greifen nämlich in der Längsachse am oberen Flachträger als äußere Kräfte die Differenzen der Obergurtstabkräfte vom senkrechten Hauptträger an. Nur sobald die Lasten auf beiden Seiten nicht ganz gleich sind, also durch einseitige Verkehrslast und durch Winddruck, entstehen querwirkende Belastungen. Betrachtet man den oberen Flachträger als Obergurt des senkrechten Hauptträgers, so ist augenscheinlich, dass er zweifach statisch unbestimmt ist, weil er zwei überflüssige Stäbe besitzt. In zweiter Linie wird der obere Träger durch die waagerechte Seitenkraft der einseitigen Verkehrslast beansprucht, in dritter Linie schließlich durch die Winddrücke.[43]

- Der untere Flachträger wird durch symmetrisch zum Hauptträger gelegene Lasten – also durch ständige Last und beiderseitige Verkehrslast – nur insofern beansprucht, als die Dehnungen des Untergurtes des senkrechten Trägers Spannungen hervorrufen. Außerdem erhält er durch einseitige Verkehrslasten eine Querbeanspruchung, entgegengesetzt derjenigen des oberen Flachträgers. Ferner wird er durch den Winddruck in waagerechtem Sinn belastet. Der Träger ist gleichfalls infolge der überzähligen Querpfosten, und wegen der Einwirkung des in der Achse des Trägers liegenden Vertikalträger-Untergurts, mehrfach statisch unbestimmt. Der genaue Verfolg ist jedoch hier deshalb nicht erforderlich, weil die als Gurtungen wirkenden Schienenträger infolge ihrer unmittelbaren Belastung auf Biegung bei drei und viereinhalb Metern Spannweite zwischen den einzelnen Knotenpunkten zu berechnen und zu gestalten, also für die axiale Belastung ausreichend stark sind. Infolgedessen war nur die Berechnung der Schrägkräfte erforderlich, da auch die Querpfosten als Querrahmenteile überstark ausgebildet werden mussten. Für die Schrägen konnten daher sehr wohl die vereinfachenden Annahmen gemacht werden, dass jede der beiden Schrägen eines Feldes die Hälfte der Querkraft aufnimmt. Bei der Querschnittgestaltung ergab sich für diese beiden Schrägen je ein gleichschenkliges Winkeleisen von 100 x 100 x 10 bis 70 x 70 x 9.[43]

Das Tragwerk besteht somit nur aus einem einzigen trapezförmigen Fachwerkträger auf zwei Stützen in der Vertikalebene mit einem L-förmigen Untergurt und dem besonderen waagerechten Fachwerkträger als Obergurt. Mit den Knotenpunkten des Untergurtes des senkrechten Trägers verbunden und mit Schrägstäben an den Knotenpunkten des Obergurtes desselben aufgehängt ist schließlich der dritte, ebenfalls waagerechte, Fachwerkträger, dessen I-förmige Gurte unmittelbar die Fahrschiene tragen. Das ganze System ist nur in zwei Punkten lotrecht gestützt und zwar in der Zusammenführung des Untergurtes des Vertikalträgers mit den zusammen gezogenen beiden Gurten des oberen Horizontalträgers. Diese Stützpunkte besitzen Kugellager. Zur Aufnahme seitlicher Kräfte stützt sich ein am Trägerwerk angebrachtes kurzes Querhaupt außerdem noch auf kleine Nebenlager, die rechts und links vom Stützlager, mit Keilen in der Höhenlage regulierbar, angeordnet sind.
Um das Trägersystem außerdem wirksam gegen die, bei einseitiger Belastung auftretenden, Drehkräfte festzulegen, sind im letzten Trägerfeld des unteren Horizontalträgers (UH) außer den Fahrschienenträgern noch besondere, ebenfalls in einen Punkt zusammengezogene Gurte eingelegt. Sie sind durch einen, an den Jochbalken in der Längsrichtung federnd aufgehängten sowie seitlich steifen, Rahmen mit ihrem Ende hindurch gesteckt und seitlich, aber nicht lotrecht, gestützt. Die Fahrschienenträger, die bis auf die zwischen je zwei Ankerjochen eingelegten Dehnungsfugen zum Längenausgleich ununterbrochen und durchgehend sind, sind ebenfalls an dem vorgenannten Rahmen befestigt. Im waagerechten Sinne hat das Trägersystem also vier Stützpunkte. Diese Ausbildung der Hauptträger sichert die freie Pendelbewegung der Joche auch in den Bögen und gestattet bei letzteren eine verhältnismäßig einfache Konstruktion, da nur die Gurtungen des unteren Horizontalträgers der Krümmung der Strecke folgen, während der senkrechte Träger und der obere Flachträger stets mit geradlinigen Stäben ausgeführt sind.
Das senkrechte Flächentragwerk aus Ständern und Streben nimmt nur vertikale Lasten auf. Das vertikale und das obere Flächentragwerk werden an den Stützen zu einem Auflagerpunkt mit Kugelauflager spitz zusammengeführt. Der untere Horizontalträger, dessen beide Gurte zugleich als Fahrschienenträger fungieren, ist im Bereich der Stützen auf einer Jochkonstruktion aufgelagert.
Die Verankerung der Schrägstäbe am Fahrschienenträger erfolgte auf zwei Methoden. Bei der anfangs auf dem Elberfelder Streckenabschnitt ausgeführten Variante wurde das Kopfende des Schrägstabes über ein Knotenblech wie bei einem Ankerschloss in der Fachwerkarchitektur durch Schlitze im Fahrschienenträger durchgesteckt und vernietet. Diese herstellungstechnisch aufwendige Variante wurde auf dem Barmer Streckenabschnitt zugunsten eines vertikal aufgesetzten Knotenbleches aufgegeben, das nicht mehr mit dem Fahrschienenträger verbunden war, sondern zwischen Schrägstab und Fahrschienenträger vermittelte. Das kostenträchtige und mühsame Aufschlitzen entfiel demnach.
Der Rieppel-Träger ist, je nach Länge, 36- bis 42-fach statisch unbestimmt. Es handelt sich hierbei um eine konstruktive Lösung, die zu Beginn des 20. Jahrhunderts noch nicht statisch erfassbar und berechenbar war. Erst Jahrzehnte später verfügbare Berechnungsmethoden erlaubten eine Simulation und bewiesen quantitativ – was den Praktikern schon beim Bau qualitativ bekannt war – eine hohe Kraftumlagerungsmöglichkeit des Fachwerksystems, wodurch Überbeanspruchungen einzelner Konstruktionsglieder ausgeglichen werden. An bestimmte Rieppel-Träger an Stellen mit hohem Publikumsverkehr wurde nach dem Zweiten Weltkrieg ferner Leuchtreklame angebracht. Das Metergewicht der Rieppel-Träger variiert je nach Länge, zuzüglich 142 Kilogramm je Meter für Schienen und Bedielung:
| 33 Meter      | 30 Meter      | 27 Meter      | 24 Meter      | 21 Meter      |
| 786 Kilogramm | 713 Kilogramm | 653 Kilogramm | 614 Kilogramm | 580 Kilogramm |

#### Auflager

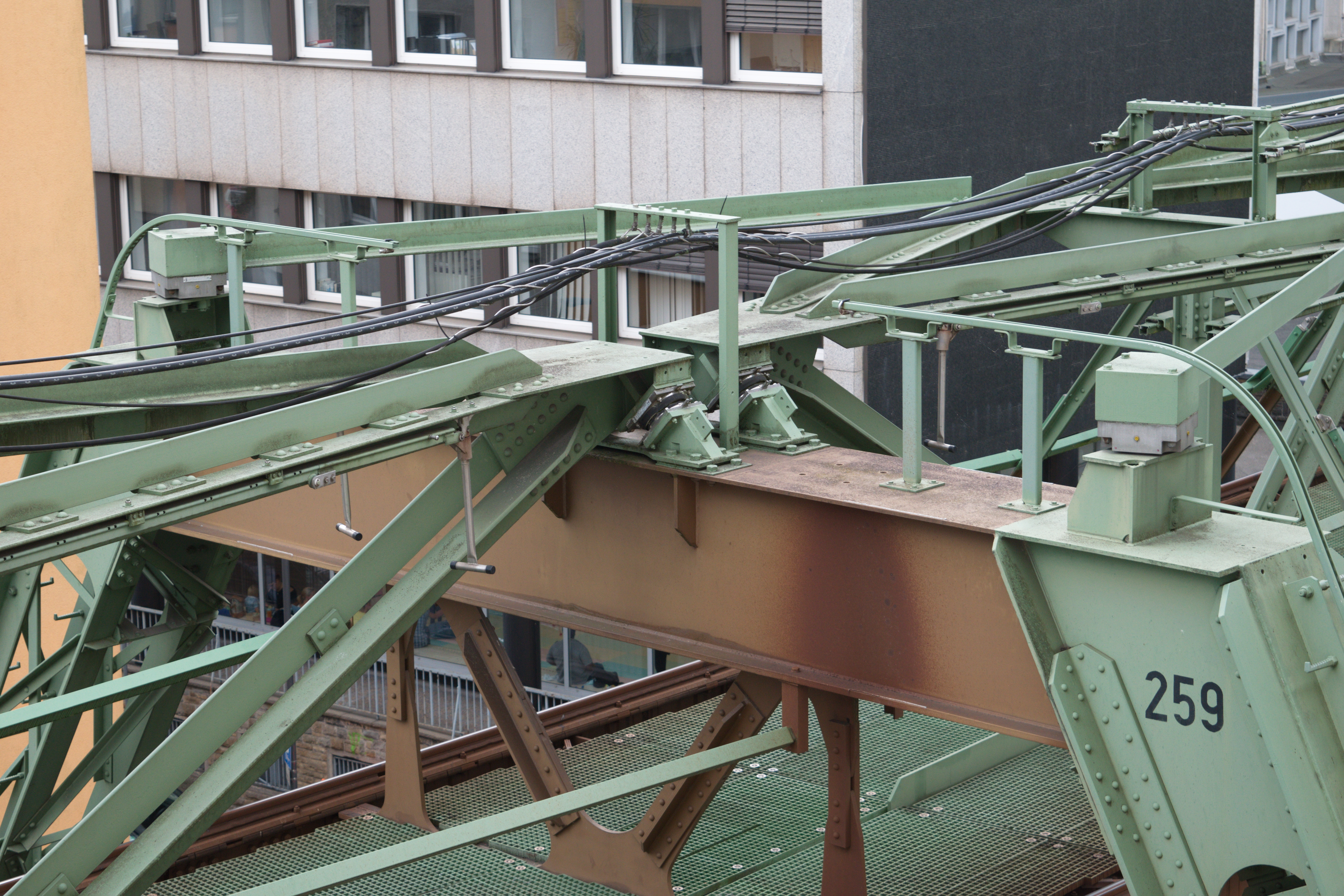
Detailansicht der Lagerung zweier Brücken auf einer Stütze, braun abgesetzt der Gefahrenbereich des Fahrprofils

Die Knotenpunkte der Rieppel-Träger wurden als Gelenke ausgebildet, so konnte das einfache statische System eines Balken-Trägers auf zwei Auflagern verwendet werden. Jede einzelne Brücke ist dabei auf dem Obergurt der Pendelstützen mittels Stahlguss-Lager mit kugeligen Zapfen gelagert. Bei den ersten Ausführungen ruhten die Tragwerke bis zur Ausgleichstelle sämtlich mit festen Lagern auf den Pendelstützen, sodass die Längskräfte von den Schienenträgern aus über das benachbarte Lager durch die oberen Flachträger auf die Ankerjoche übertragen werden. Später wichen die Ingenieure hiervon ab und ordneten auf jeder Pendelstütze ein festes und ein bewegliches Lager an, wovon letzteres als einfaches Gleitlager ausgebildet ist. Hierbei werden die Längskräfte durch den unteren Flachträger in das feste Auflager des senkrechten Trägers am Ankerjoch übertragen. Die Beweglichkeit des Pendeljochs wird dadurch nicht beeinträchtigt. Bei zweiwandigen Pendelstützen ruhen die Auflager in gleicher Höhe nebeneinander. Dort, wo einwandige Pendelstützen ausgeführt wurden, mussten alternativ die Endknotenpunkte des einen Trägers so ausgeführt werden, dass sie auf dem Obergurt des anderen Trägers auflagern. Bei den Ankerjochen weicht die Auflagerung infolge der Schrägstellung der Jochwände etwas ab. Die Lagerteile des Trägers und der Stützen sind durch kegelförmige Stifte befestigt.
Damit auch die waagerechten Seitenkräfte auf den oberen Flachträger, der 455 Millimeter über der Oberkante des Jochs liegt, übertragen werden, sind am Ende des Tragwerks kurze Querstücke angebracht, die durch Seitenlager abgestützt sind. Vom Hauptlager sind sie 310 Millimeter entfernt und werden durch Keile zum genauen Anliegen gebracht. Bei Verkehrslast links entsteht somit eine waagerechte Kraft am Auflager von rechts nach links, die oben wirkt und das Lager links belastet, gleichzeitig aber das Hauptlager um dieselbe Kraft entlastet. Durch den senkrechten Auflagerdruck wird dabei nur das Hauptlager belastet.
Um mit der gewählten Tragwerkskonstruktion beim Bau auch sicher auszukommen, musste schon vor der Errichtung des Gerüsts beachtet werden, dass – trotz sorgfältigster Messungen mittels Polygonzügen – Fehler in den Längen nicht zu vermeiden waren. Zum Ausgleich dieser Fehler sind die Endknoten an den Ankerjochen so gestaltet, dass die Auflagerung nach Bedarf eingerichtet werden konnte.

#### Schienenträger
Die seitlichen Fahrschienenträger, auch kurz Schienenträger oder Fahrbalken genannt, sind 340 Millimeter hoch und bestehen aus Walzprofilen in Form eines Doppel-T. Der glatte obere Flansch ist für die Auflage der Schiene bestimmt und mit Rücksicht auf die Schienenbefestigung 180 Millimeter breit, während unten der leicht bogenförmige Flansch das Umgreifen des Drehgestell-Auffangbügels mit entsprechenden Ausschwingungen garantiert und zulässt. Die unterschiedlichen Ausführungen von Elberfelder und Barmer Konstruktion sind die zu Elberfeld aufgeschlitzten Fahrschienenträger mit durchgesteckten Knotenblechen, während in Barmen die Schrägstäbe nicht mehr mit dem Fahrschienenträger verbunden sind, sondern an einem vertikal angebrachten Knotenblech. Bei letzterer Ausführung wird der Verdrehung bei seitlicher Beanspruchung infolge Schrägstellung der Wagen, Winddruck oder dergleichen durch den Querriegel entgegengewirkt, dessen oberer Flansch mit dem des Schienenträgers durch ein Flacheisen verbunden ist. Die Ausdehnung der Fahrschienenträger und der Fahrschienen wird durch sogenannte Ausgleichsstöße zwischen zwei Doppelstützen aufgefangen, um eine Einspannung des Tragwerks zu verhindern.

#### Nachträglich eingefügte Überbauten
An vier Stellen entfielen über die Jahre Stützen und Brücken infolge von Straßenausbauten, sie wurden durch sogenannte Überbauten ersetzt:
- 1952/1953 die Stützen 263, 264 und 265 auf Höhe der Einmündung der Bembergstraße zugunsten eines fast 70 Meter langen Überbaus in Form einer Fachwerkbrücke mit abgehängter Fahrbahntafel über die Bundesallee, der wiederum 2001 komplett erneuert wurde
- 1955 die Stützen 229, 230 und 231 nahe der heutigen Station Ohligsmühle/Stadthalle zugunsten eines 25 Meter hohen, 30 Meter breiten und 95 Meter langen Überbaus in Form einer Bogenbrücke mit aufgehängter, unten liegender Fahrbahn,[63] im Volksmund bald darauf als Kleiderbügel[54] oder Kofferträger[45] bezeichnet und 2002 komplett erneuert
- zwischen August 1966 und 17. April 1967, bei kompletter Unterbrechung des Fahrbetriebs vom 2. bis zum 16. April 1967, die Stützen 394 bis 400. Hierbei wurden sechs Rieppel-Träger mit einer Gesamtlänge von 172 Metern durch eine durchgehende Neukonstruktion in Form einer Schrägseilbrücke mit Harfensystem respektive Schrägseilbrücke mit gekrümmtem Träger ersetzt. Ihre Schrägseile sind dabei an zwei, im Abstand von 112,5 Metern aufgestellten und 38 Meter hohen, Pylonen befestigt.[64] Die ab September 1966 gleichfalls neu gebaute Station Alter Markt dient dabei konstruktiv als Gegengewicht. Das Gesamtgewicht des Neubaus, einschließlich des neuen Bahnhofes, beträgt circa 1.700 Tonnen.
- 1973 die Stützen 73 bis 76, ersetzt durch den 99 Meter langen Überbau Sonnborner Kreuz, eine Balkenbrücke mit abgehängter Fahrbahntafel, ergänzend erhielten die benachbarten Stützen 66 bis 72 sowie 77 bis 82 durch Einfügen einer Quertraverse zusätzliche Stabilität

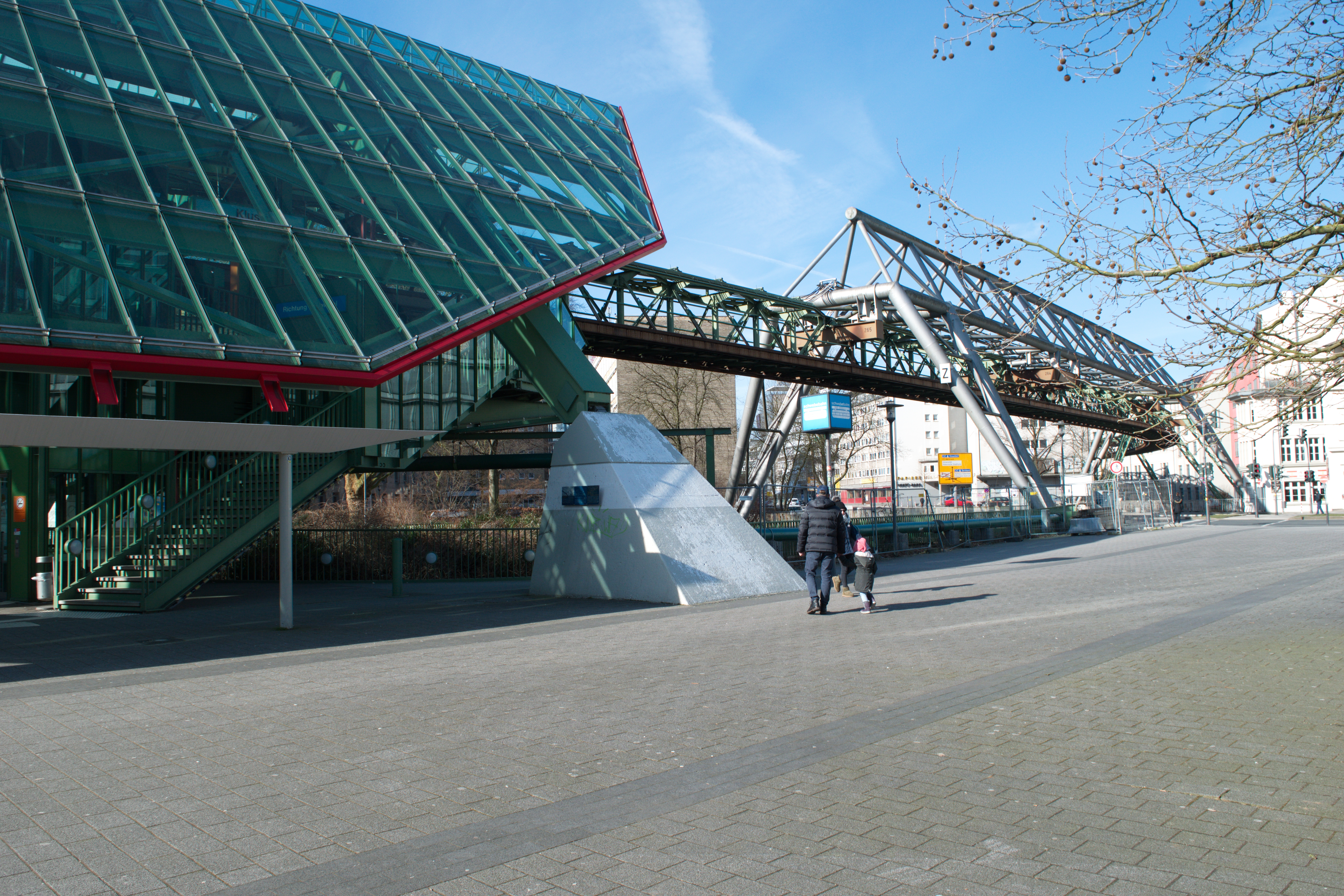
Der Überbau Bembergstraße über die Bundesallee, errichtet 1952/1953
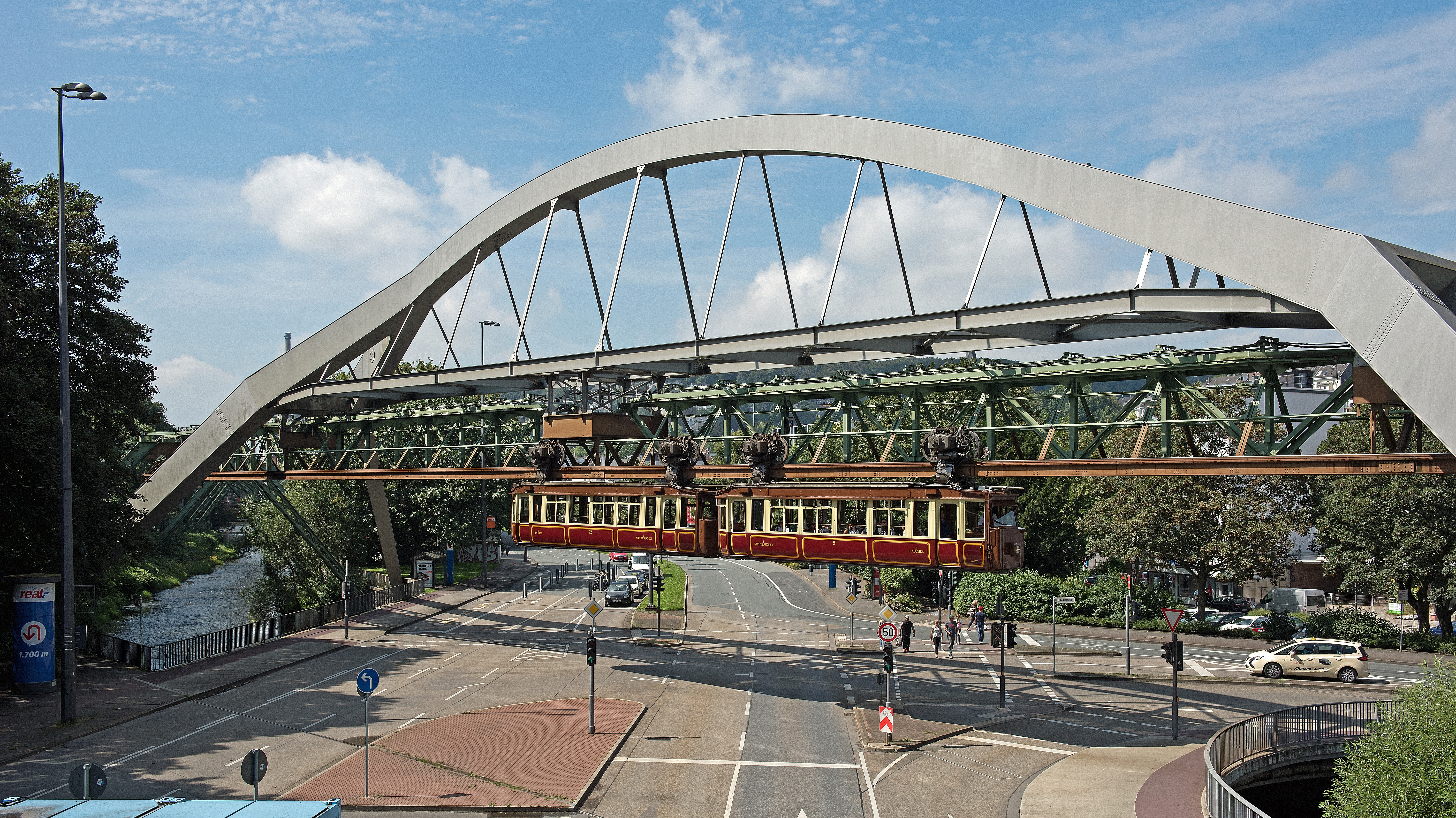
Der 1955 entstandene Überbau Ohligsmühle, auch Kleiderbügel oder Kofferträger genannt
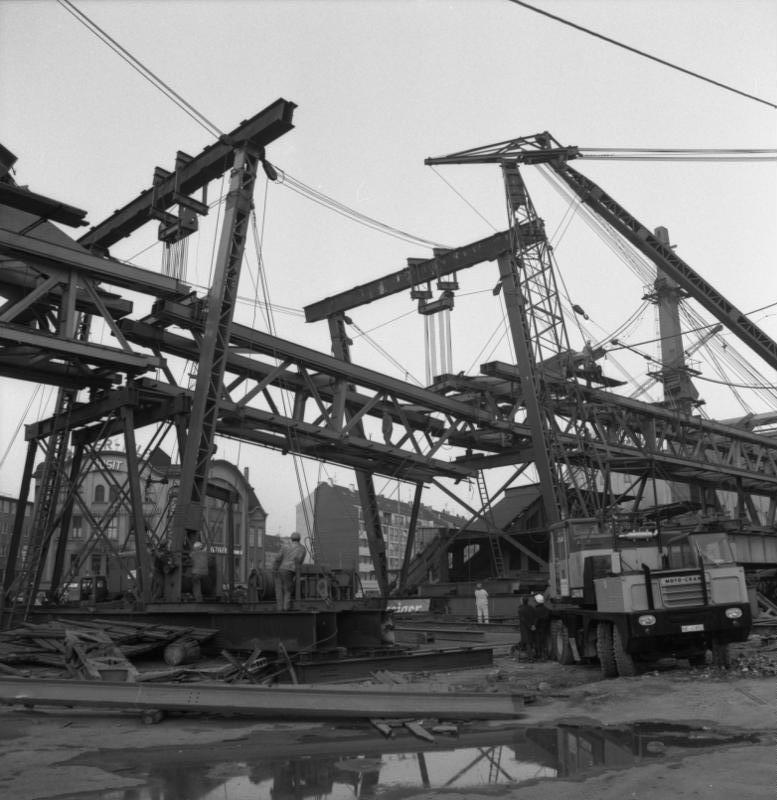
Errichtung des Überbaus Alter Markt, 9. April 1967
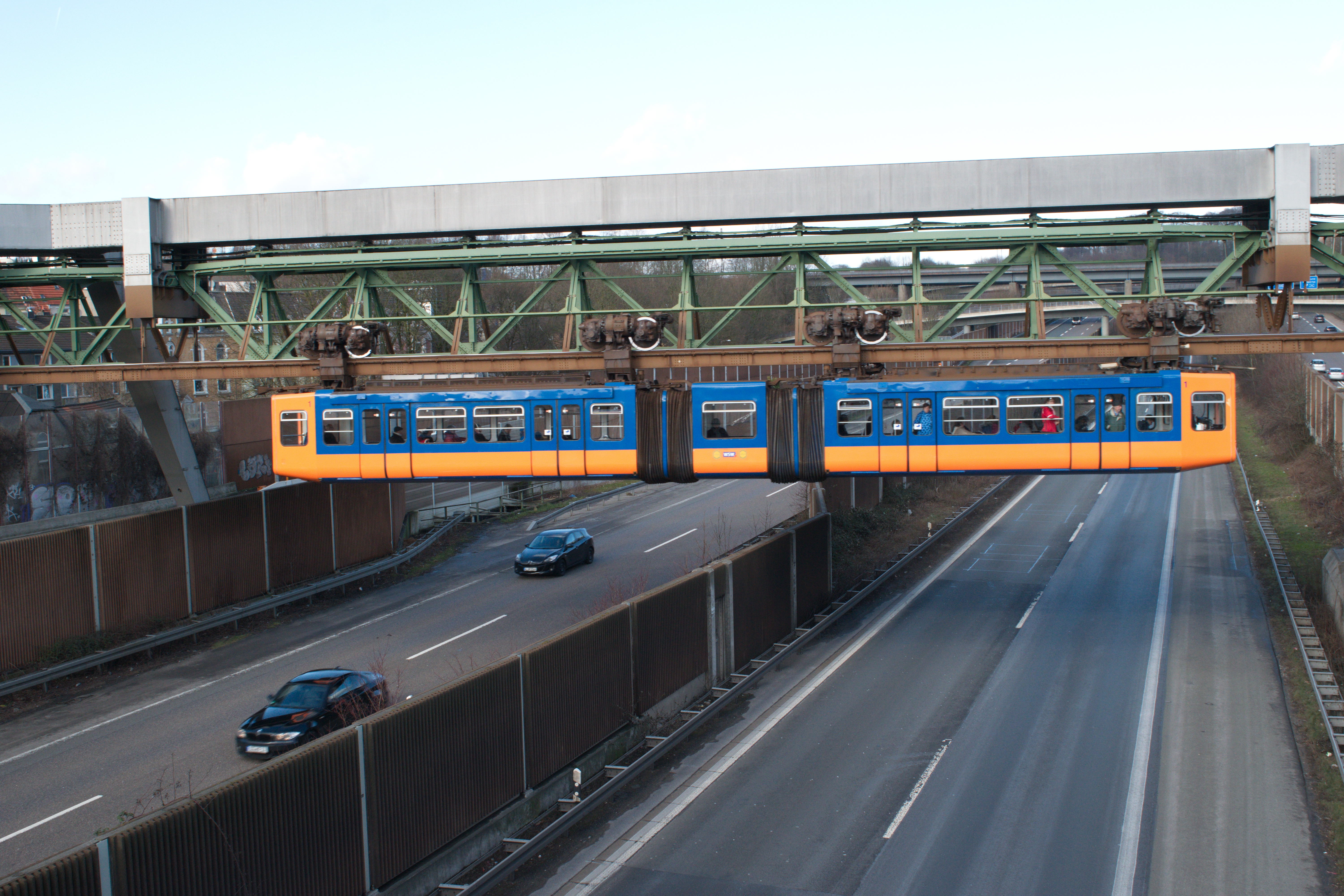
Der seit 1973 existierende Überbau Sonnborner Kreuz

#### Revisionssteg
Der untere Horizontalträger ist flächendeckend beplankt und bildet somit einen Revisions-Steg auf Schienenhöhe, auch Prüfungssteig genannt. Dieser ist für Gleis- und sonstige Arbeiten am Tragwerk bestimmt und kann von den Stationen aus per Leiter betreten werden. Auch wurde darauf geachtet, dass der Revisionssteg im Notfall, das heißt bei Betriebsstörungen, auch vom Wagen aus erreichbar ist. Die Beplankung bestand ursprünglich aus Bohlen oder Latten. Diese sollten nach Plänen des Jahres 1899 eigentlich nur zwei von vier Metern Breite abdecken, um die darunter liegenden Straßenzüge nicht zu sehr zu verdunkeln. Auf die, technisch mögliche, Zurückhaltung des Regenwassers wurde beim Gerüst in Wuppertal bewusst verzichtet, wobei unmittelbar nach dem Regen auch der Tropfenfall von der Bahn aufhört.
Seit dem Neubau des Gerüsts besteht der Revisionssteg aus einem, ebenfalls stählernen, Gitterrost. Die Anweisungen für Arbeiten an der Tragwerkskonstruktion untersagen ein Begehen des oberen Horizontalträgers und des Gleisbereichs. Ohne Sicherungsposten darf im Gleisbereich nicht gearbeitet werden, das Hinunterwerfen von Gegenständen sowie die Erledigung körperlicher Bedürfnisse sind gleichfalls untersagt. Zum Arbeitsschutz verlaufen entlang der Brücken zudem spezielle Schienen, in die sich die Arbeiter zwecks Absturzsicherung einhaken.

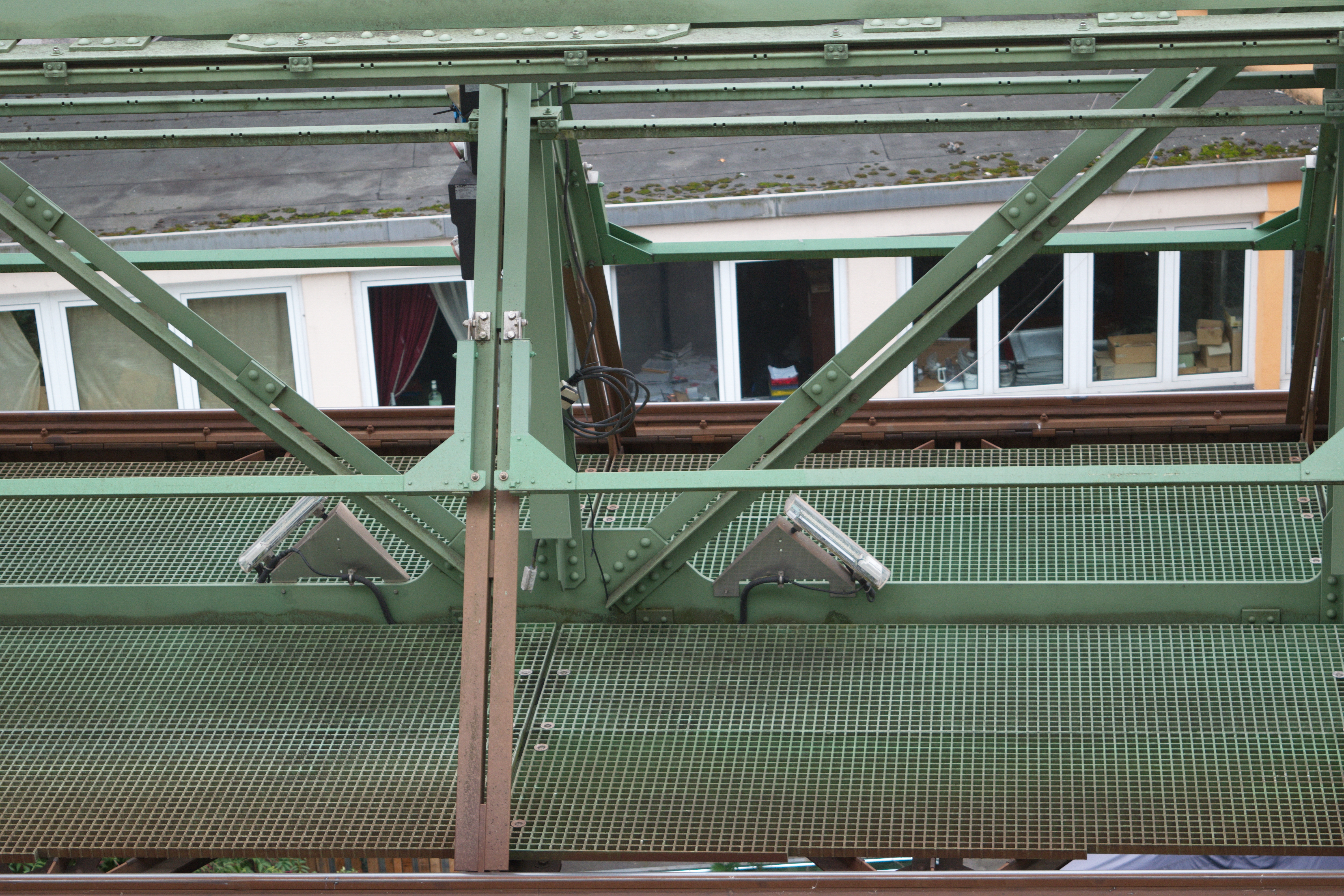
Detailansicht des aus Gitterrosten bestehenden Revisionsstegs
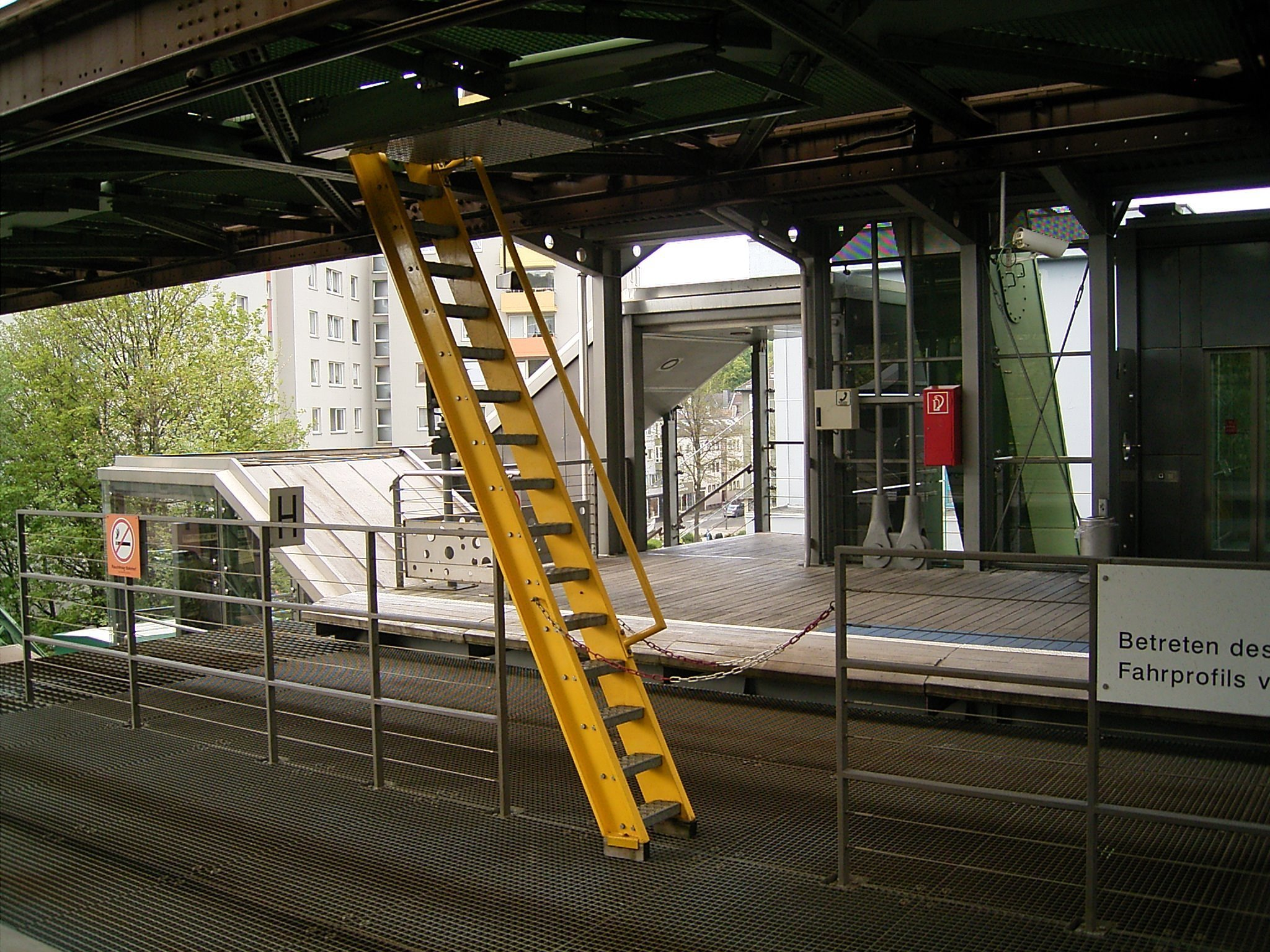
Die Revisionsstege sind von den Haltestellen aus per Leiter zugänglich

#### Fahrschiene
Die heute verwendete Fahrschiene stellte Thyssen her. In früheren Jahren kamen dabei auch andere Hersteller zum Zuge, namentlich das Stahlwerk Osnabrück, die Friedrich Krupp AG, die Stahlwerke Bochum sowie die Union, AG für Bergbau, Eisen- und Stahl-Industrie. Die Schwebebahnschiene ist eine 15 Meter lange, 115 Millimeter hohe und durchgehend verschweißte Wechselstegschiene mit Verblatt-Stoß, wobei die Überblattung 200 Millimeter lang ist. Sie wird auch Haarmann’sche Blattstoßschiene oder Haarmann’sche Wechselstegverblattschiene genannt. Anders als die klassische Vignolschiene ist die Schwebebahn-Schiene somit asymmetrisch ausgeführt, das heißt sie ist auf der in Fahrtrichtung rechts gelegenen Seite stärker konstruiert als links. Das Patent für die Schwebebahn-Fahrschiene und ihre Verlaschungen liegt bei der Georgsmarienhütte, die entsprechende Reichspatentnummer lautet 66385.
Die, auf dem oberen Flansch des Fahrschienenträgers aufgeschraubte, Fahrschiene ruht im Abstand von 753 Millimetern auf zehn Millimeter dicken Unterlagsplatten. Die Befestigung erfolgt durch zwei Schraubenbolzen mit Klemmplatten. Die Schiene ist dabei so gelagert, dass sie zur Kompensation der Wärmeausdehnung längsbeweglich bleibt. Die Längsbewegungen werden in sogenannten Dilatationsstößen aufgenommen. Das Material besteht aus einem Stahl, dessen mechanische Eigenschaften dem des heutigen St 37 gleichen, das heißt er verfügt über eine Zugfestigkeit von 37 Kilopond je Quadratmillimeter. Die einzelnen Schienen sind, wie bei anderen elektrischen Bahnen, durch kupferne Schienenverbinder miteinander verbunden, um einen guten Stromübergang von Schiene zu Schiene zu sichern. Mit Rücksicht auf die Längenänderungen der Stromschiene bei verschiedenen Temperaturen müssen auch diese mit einer gewissen Bewegungsfreiheit eingebaut werden.
Das Metergewicht der Fahrschiene betrug ursprünglich 24 Kilogramm, am Schienenstoß entsprechend 28,8 Kilogramm, inklusive Unterlagsplatten und Schrauben letztlich 30,9 Kilogramm. In späteren Jahren wurde das Metergewicht schließlich auf 29 Kilogramm erhöht. Die Kopfbreite der Schiene bemisst sich auf 50 Millimeter, in den Wendeschleifen auf 30 Millimeter verjüngt. Um das Auspendeln der Wagen zu ermöglichen, beträgt der Gleisabstand sowohl auf freier Strecke, wie auch in Haltestellen und im Bereich der Wagenhallen 4000 Millimeter, während die Gesamtbreite des Bahnkörpers auf freier Strecke 4180 Millimeter misst.

#### Stromschiene

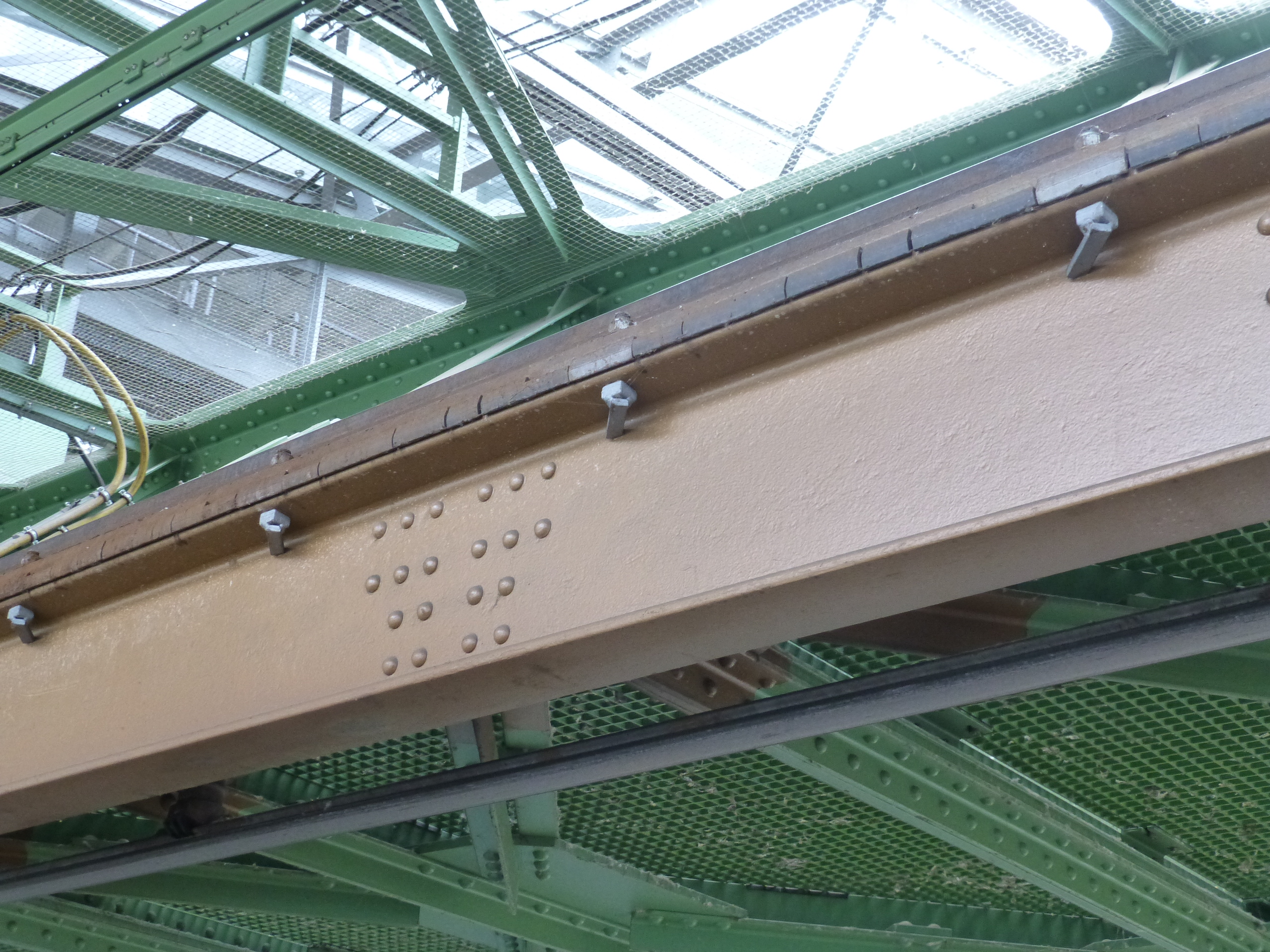
Fahrschienenträger mit dahinter liegender Stromschiene

Die Stromschiene ist, nebst Halterung und Isolatoren, links unterhalb der Fahrschiene angeordnet, das heißt auf Höhe der Unterseite des Fahrschienenträgers. Die Wagen greifen den Fahrstrom dabei über einen federnden Stromschienen-Stromabnehmer mit Schleifstück ab, der oben auf dem Wagenkasten angebracht ist. Stromabnehmerschuhe und Kniehebel unterliegen dabei einem relativ hohen Anpressdruck. Die Stromschiene hatte 1986 ein Metergewicht von zwölf Kilogramm sowie einen Querschnitt von 1710 Quadratmillimetern, davon 250 Quadratmillimeter Kupfer.
Die ersten Stromschienen bestanden aus acht bis zehn Meter langen Feldbahn-Schienen. Diese waren mit zwei Verstärkungsleitungen versehen, an den Stößen fest miteinander verblattet und mittels Doppelisolatoren aufgehängt. In Abständen von etwa 150 bis 200 Metern wurden auch bei der Stromschiene Dilatationsstöße eingelegt. Auf dem 1903 eröffneten letzten Abschnitt fanden dann gleich besondere Kontaktschienen mit stärkerem, pilzförmigen Querschnitt Verwendung, sodass auf die Verstärkungsleitungen verzichtet werden konnte. Die Stromschiene liegt dabei geschützt innerhalb der Längsträger, womit den Konstrukteuren Unglücke durch Herabfallen ausgeschlossen erschienen.

#### Korrosionsschutz und Lackierung
Von Beginn an traten im engen, feuchten und mit industriellen Emissionen belasteten Tal der Wupper am Schwebebahngerüst Korrosionsschäden auf. So musste bereits in den Jahren 1904 bis 1914 ein erster Erneuerungsanstrich durchgeführt werden. Bis 1964 wurden schon insgesamt 1,2 Millionen Kilogramm Farbe aufgetragen. Als Korrosionsschutz für das alte, in den Jahren 1995 bis 2014 ausgetauschte, Gerüst diente Eisenmennige respektive Bleimennige, ein spezieller Anstrich auf Ölbasis. Bis zu ihrem Neubau wurde die gesamte Konstruktion schließlich elfmal einer Generalüberholung unterzogen, kritische Stellen mussten dabei permanent per Handentrostung und Reparaturanstrich nachgebessert werden. Zuletzt erfolgte dies sogar alle fünf Jahre, dennoch zeigten sich um die 1990er und 2000er Jahre insbesondere auf dem Abschnitt Wupperfeld–Oberbarmen großflächige Abplatzungen und ein engmaschiges Netz feiner Risse, wobei die Farbschicht mittlerweile eine Dicke von circa einem bis eineinhalb Millimeter erreicht hatte. Eine großflächige Entrostung des Gerüsts unter Verwendung von Chemikalien oder durch Sandstrahlung schied aus vielfältigen Gründen aus, unter anderem weil dadurch auf der Wasserstrecke die Wupper verunreinigt worden wäre. Bereits im Juni 1988 begann darüber hinaus ein Feldversuch zur vollständigen Entlackung des gesamten Gerüsts zwischen Elberfeld und Oberbarmen.
Über die Jahre wechselte die Farbe des Korrosionsschutzanstriches. Zunächst war das Gerüst Seegrün lackiert, auch Kölner Brückengrün genannt. Nach dem Zweiten Weltkrieg brachte man zunächst provisorisch rote Farbe auf, die dann über mehrere Jahre einem hellen Grau wich. Heute zeigt sich die Anlage wieder in ihrem typischen Seegrün. Die braun abgesetzten Teile kennzeichnen den Gefahrenbereich des Lichtraumprofils, bei der Schwebebahn Fahrprofil genannt, den die Antriebssätze der Fahrzeuge benötigen und der im Betrieb nicht betreten werden darf.
Das heutige Gerüst besteht aus Baustahl nach den DIN-Normen Ust 36-2 genietet und, wo statisch erforderlich, St 52-3. Als Korrosionsschutz ist es von Grund auf feuerverzinkt.

#### Beleuchtung

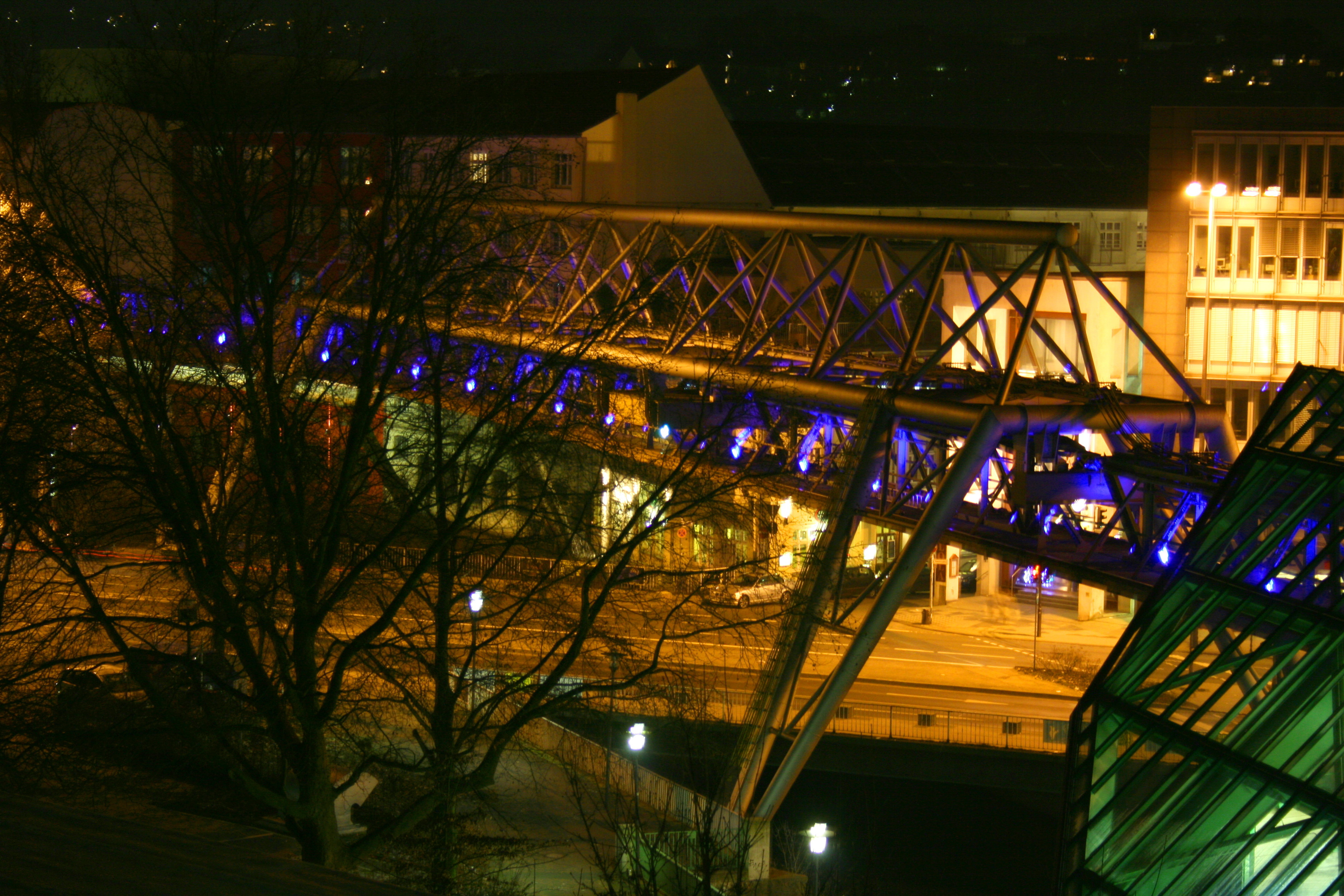
Beleuchtetes Schwebebahngerüst im Rahmen des Projekts Lampenfieber

Im Rahmen des Projekts Lampenfieber konzipierte der Lichtdesigner Johannes Dinnebier im Jahr 2003 außerdem eine Illumination des Gerüsts zwischen Hauptbahnhof und Kluse. Dieses konnte somit nachts als städtebauliches Verbindungsband wahrgenommen werden. Die LED-Beleuchtung interagierte mit den fahrenden Zügen. Diese schoben eine helle, sogenannte Lichtwelle vor sich her, während sie hinter sich einen, langsam erlöschenden, Lichtschweif herzogen. Die, teilweise mit Spendengeldern finanzierte, Installation existierte bis Sommer 2019. Anfang 2020 fiel die Entscheidung, sie aus finanziellen Gründen nicht wieder in Betrieb zu nehmen.

### Funktionsprinzip

Darstellung des Pendelverhaltens

Bei der Wuppertaler Schwebebahn dient eine einzige durchlaufende Fahrschiene allen Zügen als Fahrbahn, die Wagenkästen hängen darunter. Im Gegensatz zu normalen Eisenbahnrädern haben die Räder der Schwebebahn Prinzip-bedingt zwei Spurkränze, auch Doppelspurkranz genannt. Diese sind 30 Millimeter hoch und haben einen Abstand von 60 Millimetern zueinander. Die Schwebebahnzüge sind Einrichtungsfahrzeuge mit einseitigen Türen auf der in Fahrtrichtung rechten Seite und einem regulären Führerstand vorne, besitzen am Heck jedoch ein Hilfsfahrpult für Rangierfahrten in den Depots oder zur Verwendung bei Betriebsstörungen. An den Streckenenden befinden sich Wendeschleifen, die Wagen befahren somit einen ununterbrochenen, geschlossenen Schienenring, auch Einrichtungs-Karussell-Betrieb, Rundbetrieb oder Rundverkehr genannt. Nachteilig hierbei ist, dass selbst punktuell auftretende Defekte an Fahrzeugen, Signalen oder Weichen, ebenso wie Personen die sich illegal im Fahrprofil aufhalten, in der Regel zu einer temporären Einstellung des Gesamtbetriebs führen. Diese soll verhindern, dass die eingesetzten Kurse alle an der betreffenden Störungsstelle auflaufen.
Unter dem Einfluss der Zentrifugalkraft pendeln die Züge der Schwebebahn während der Fahrt durch Beschleunigen, Bremsen, unterschiedliche Beladung, Seitenwind und Bogenfahrt. Der maximale Pendelwinkel auf freier Strecke beträgt dabei – gemessen ab dem sogenannten Radaufstandspunkt – 15°. Während dies auf freier Strecke aus fahrdynamischer Sicht erwünscht ist, wird das Auspendeln in den Stationen durch die sogenannten Pendelbegrenzer auf einen Wert zwischen 4° und 7° reduziert. Bei den Pendelbegrenzern handelt es sich um spezielle Nocken am Aufhängebügel, angebracht auf beiden Seiten des Fahrschienenträgers. Die Pendelbegrenzung erfolgt einerseits um den Fahrgastwechsel nicht zu gefährden, andererseits um nach Halt des Zuges mit der Türöffnung nicht warten zu müssen, bis der Wagen von alleine fertig ausgependelt hat.
In den Fahrzeugen weisen ferner spezielle Aufkleber mit dem Text „Vorsicht Wagen pendelt“ die Fahrgäste auf diesen besonderen Umstand hin, bei der Baureihe 72 hieß es analog dazu „Vorsicht beim Aussteigen – Bahn pendelt“. In den Stationen lautet die Beschilderung entsprechend „Vorsicht beim Ein- und Aussteigen! Wagen pendelt!“ Die Warnhinweise wurden erst infolge eines Verletzungsfalls im Jahr 2000 angebracht, aufgrund dessen die Wuppertaler Stadtwerke knapp 30.000 D-Mark Schadensersatz bezahlen mussten.
In der Anfangszeit der Schwebebahn waren hingegen, zur Vermeidung des Schaukelns beim Ein- und Aussteigen, unten an den Wagen spezielle Federn angebracht. Diese schleiften an hölzernen, am Bahnsteig befestigten, Führungsbalken.

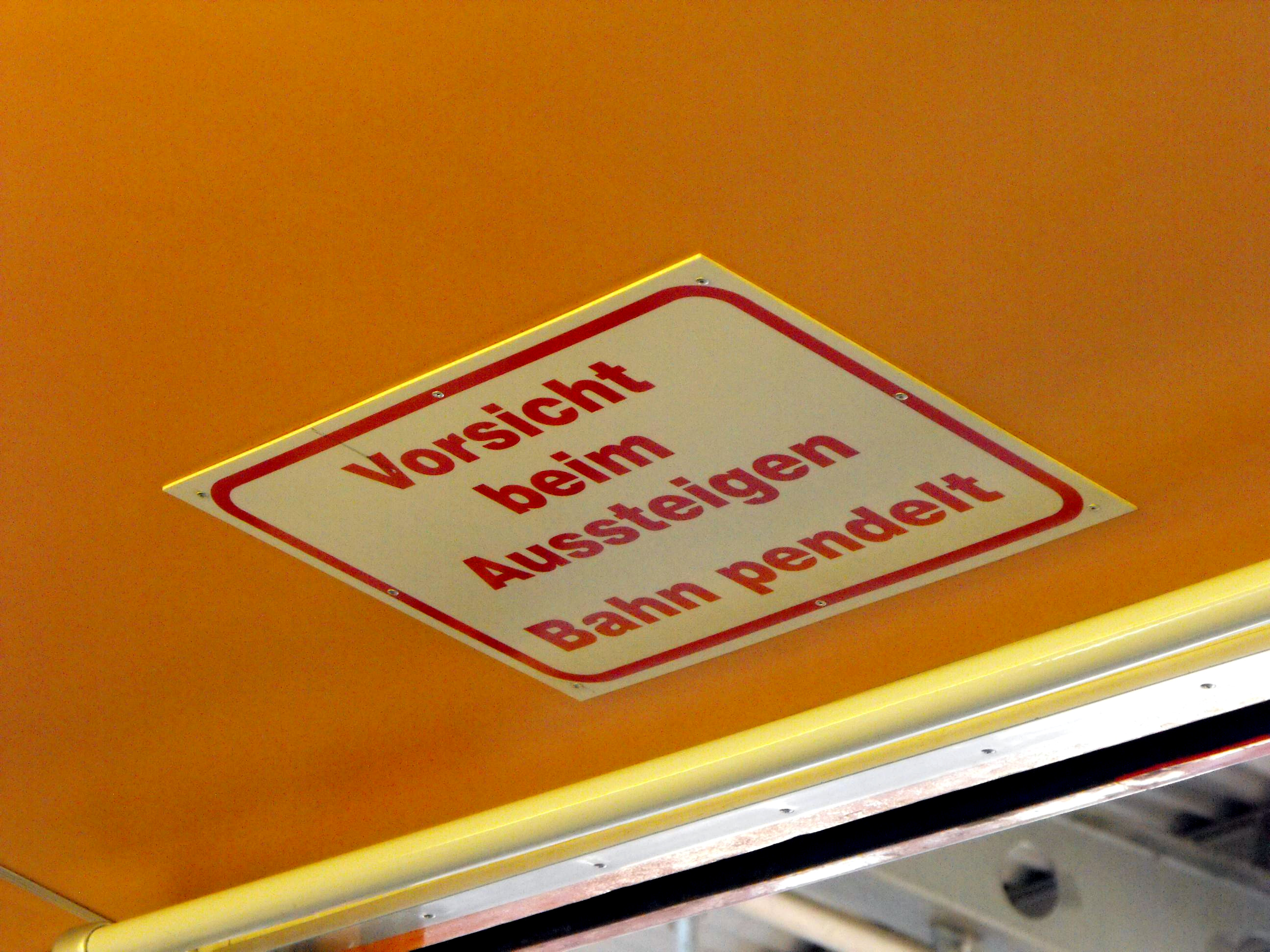
Hinweisschild im Wageninneren
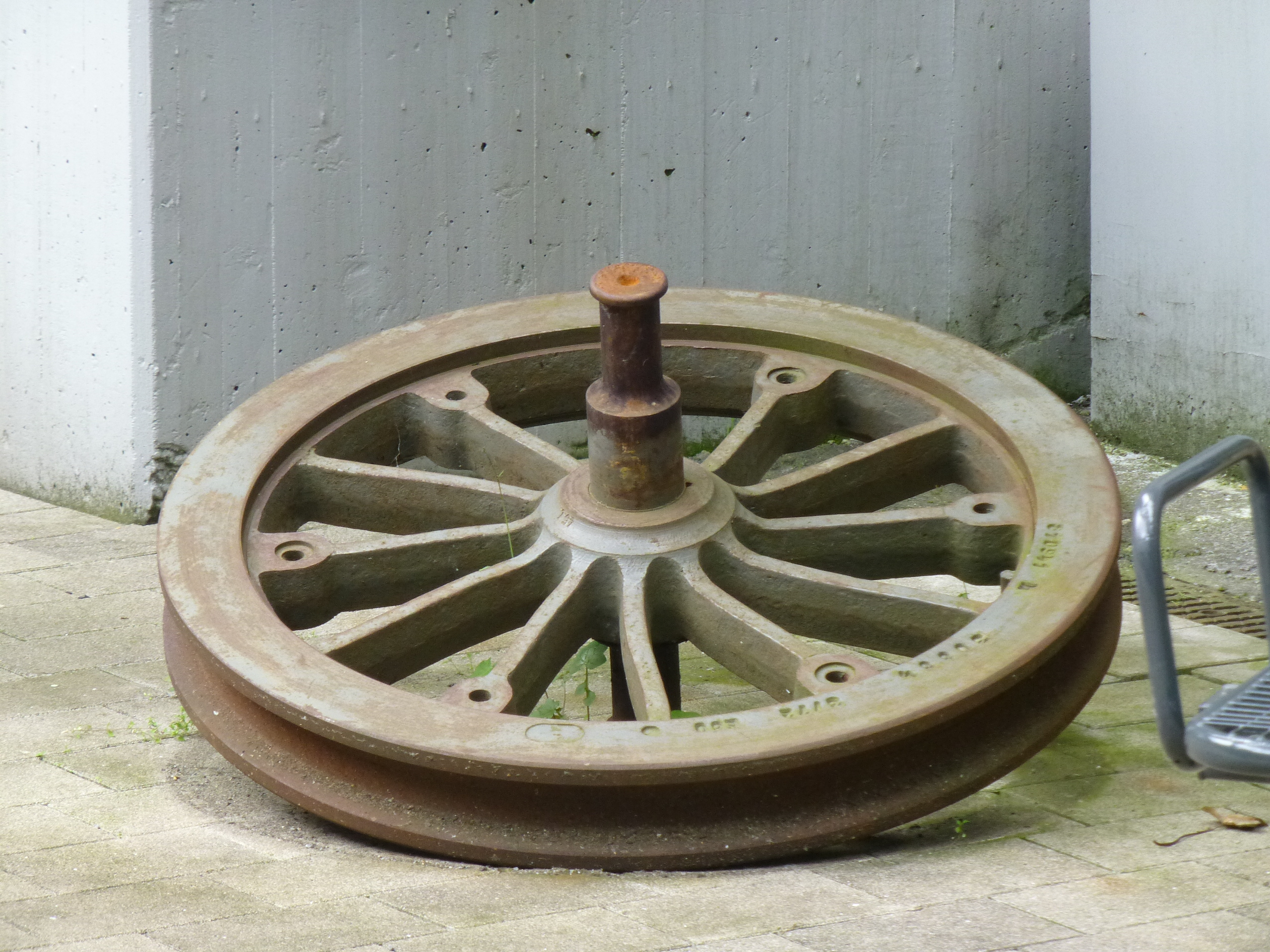
Schwebebahnrad mit Doppelspurkranz
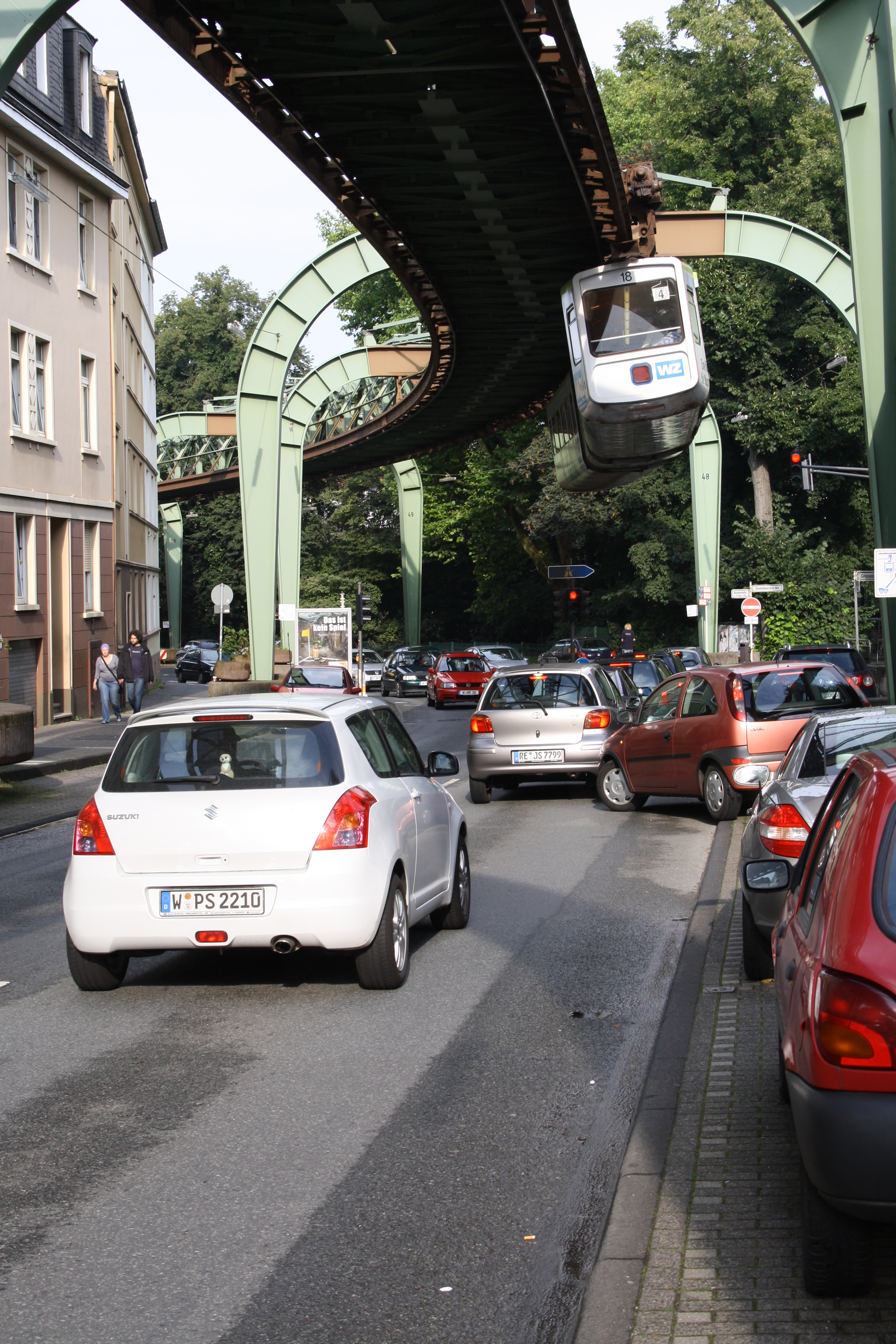
In einem Bogen ausschwingender Zug

### Weichen
Die insgesamt neun Weichen der Schwebebahn sind wie folgt ausgeführt:
- Zwei Vierwegweichen in Vohwinkel: drehbare, Schleppweichen-artige Träger,[10] auch Schwenkarm,[44] Dreharm,[72] oder Schwenkbiegeweiche genannt, Funktionsweise ähnlich einer Segmentdrehscheibe
- Sieben Zweiwegweichen, davon fünf in Oberbarmen und zwei in Vohwinkel: auch Schiebeweiche[72] oder Weichenwagen genannt, Funktionsweise analog einer Schiebebühne

Um Abstürze an den Weichen zu verhindern, sind diese so konstruiert, dass nur die Stromschienen der jeweils eingestellten Fahrstraße Strom führen.

### Stromversorgung und Spannung

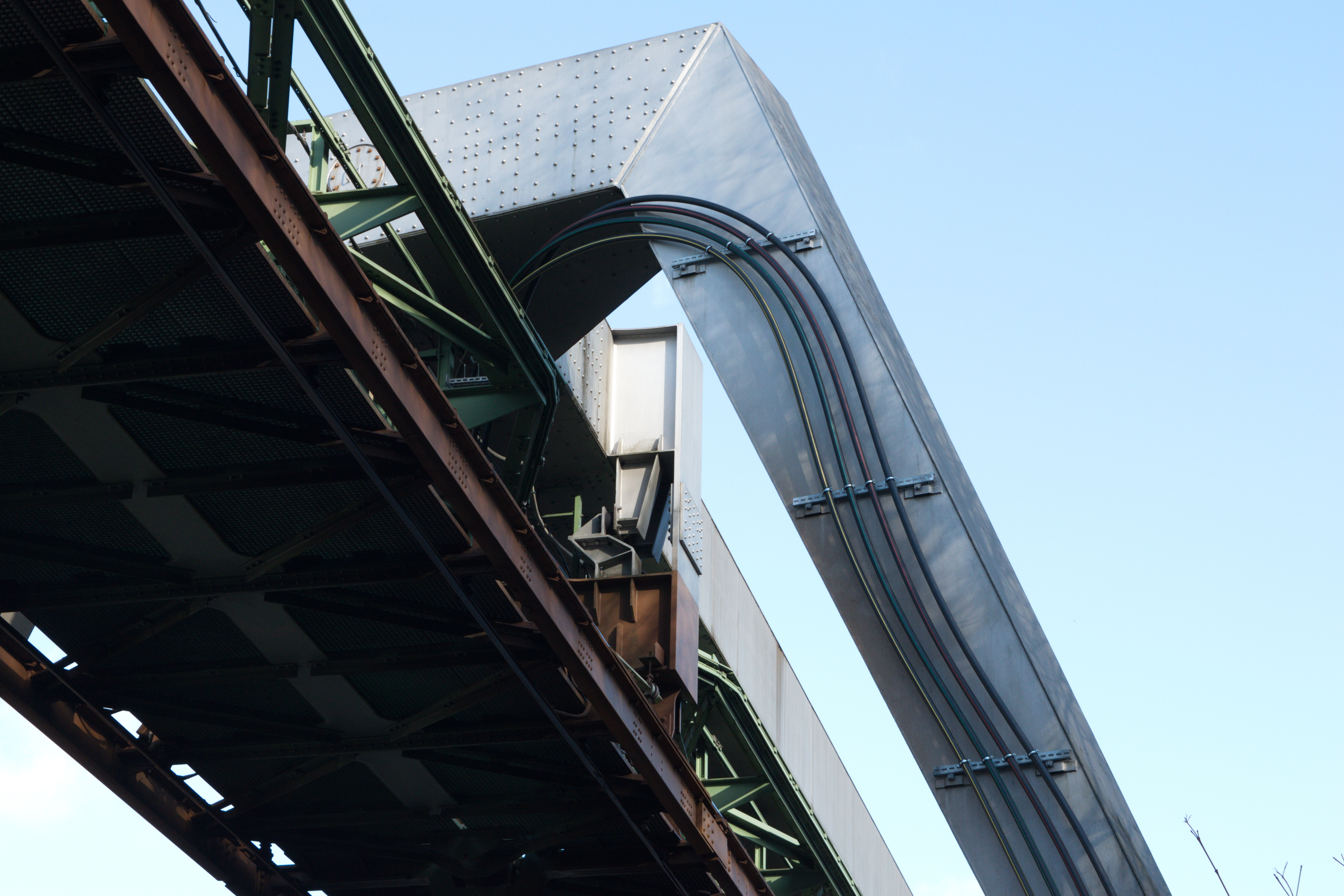
Einspeisestelle in der Eugen-Langen-Straße

Ab 1897 wurde das Elektrizitätswerk Elberfeld gebaut, das unter anderem der Versorgung der Schwebebahn mit Bahnstrom dienen sollte. In der Mitte des 20. Jahrhunderts lieferte das Kraftwerk Am Clef in Barmen den Strom für den östlichen Streckenabschnitt (Oberbarmen bis Völklinger Straße), das Elberfelder Werk für die westliche Strecke bis Vohwinkel. Dafür gab es vier Speisepunkte an den Stationen Alter Markt, Döppersberg, Westende und Zoo. Die Schaltstellen in Barmen und Elberfeld waren über ein Kabel verbunden, sodass im Störungsfall eines der Kraftwerke auch die ganze Strecke versorgen konnte. Im Kraftwerk befanden sich hierzu Schalter, mit denen die Mitarbeiter dort die einzelnen Abschnitte der Stromversorgung der Schwebebahn steuern konnten. Erst 1988 wurde die Kontrolle darüber in den Leitstand der Schwebebahn verlegt. Bis dahin musste diese beim Kraftwerk anrufen, anschließend wurde dort der entsprechende Schalter betätigt. 2023 verbrauchte die Schwebebahn insgesamt 3,93 Millionen Kilowattstunden Fahrstrom.
Die elektrische Spannung des Gleichstromsystems, bei dem der Rückstrom des Stromkreises über die Fahrschiene fließt, betrug ursprünglich nur 500 Volt, wurde aber für die ab 1903 eingesetzten Drei-Wagen-Züge auf 600 Volt erhöht. Die mögliche Abweichung von dieser Nennspannung beträgt ±25 Prozent. Das Centralblatt der Bauverwaltung gab 1900 hingegen abweichend davon eine Nennspannung von 550 Volt an, ebenso Victor von Röll 1913 in seiner Enzyklopädie des Eisenbahnwesens. Für das Jahr 1955 sind wiederum 600 Volt überliefert. Bereits 2018 sollte die Spannung mit der vollständigen Umstellung auf die Wagen der Generation 15 auf 750 Volt erhöht werden, jedoch war dies im Sommer 2020 immer noch nicht umgesetzt.

## Eigentümer und Betreiber

Wechselmarke aus dem Jahr 1923 zum Nennwert von „5 Goldpfennige“, gültig für die Schwebebahn sowie die anderen in die damalige Tarif- und Betriebsgemeinschaft integrierten Unternehmen, namentlich die Elektrische Straßenbahn Barmen-Elberfeld AG und die Bergische Kleinbahnen AG

Ursprünglicher Eigentümer und Betreiber der Schwebebahn war die Continentale Gesellschaft für elektrische Unternehmungen AG. Ab dem 7. Juni 1913 änderten sich die Eigentumsverhältnisse, nachdem die Städte Elberfeld und Barmen, nach langen Diskussionen, die Bildung der Tarif- und Betriebsgemeinschaft der Elberfelder Bahnengruppe erzwungen hatten. Vorausgegangen war ein Streit, der als Wuppertaler Straßenbahnkrieg deutschlandweit Beachtung fand. In den neuen Verkehrsverbund integriert waren, außer der Schwebebahn, die beiden Straßenbahngesellschaften Bergische Kleinbahnen AG und Elektrische Straßenbahn Barmen – Elberfeld AG, wobei der Gemeinschaftstarif erst am 1. Januar 1914 in Kraft trat. Um dies zu ermöglichen übernahm die Bergische Kleinbahnen AG von der Stadt Elberfeld, die sich im Gegenzug durch Übernahme eines Aktienpaketes an der neuen Tarif- und Betriebsgemeinschaft beteiligte, die Elektrische Straßenbahn Barmen – Elberfeld AG. Nach damaligem Stand sollte die Continentale AG die Schwebebahn bis zum 1957 geplanten Übergang an die drei Städte betreiben.
Später strebte die Stadt Elberfeld eine Beteiligung an den Aktivitäten der Continentale im Bergischen Land an, also auch bei der Schwebebahn. 1920 führte man das Schwebebahn-Unternehmen daher als eigenständige Aktiengesellschaft, die sogenannte Schwebebahn AG. Diese, ein Kraftwerk in Kupferdreh sowie das städtische Elektrizitätswerk Elberfeld wurden in der neu gegründeten Bergischen Elektrizitäts-Versorgungs-GmbH als Zwischenholding gebündelt. Ihre Anteile gehörten zu 51 Prozent der Continentale und zu 49 Prozent der Stadt Elberfeld.
Bereits 1922 veräußerte die Continentale AG ihren gesamten Aktienbesitz an die neu gegründete Schwebebahn Vohwinkel-Elberfeld-Barmen AG und gab damit den maßgeblichen Einfluss bei der von ihr initiierten technischen Pionierleistung auf. Das neue Unternehmen betrieb ab 1925 auch seine erste Omnibuslinie und ab 1928 seine erste Straßenbahnlinie, 1926 verlegte die Schwebebahn ferner ihre Verwaltung von der Königstraße 168b in das Gebäude der Industrie- und Handelskammer an der Alexander-, beziehungsweise Immermannstraße.
Der Zweite Weltkrieg brachte eine weitere Umstrukturierung mit sich. Nachdem die Siemens AG 1939 ausschied, konnte die endgültige Kommunalisierung der Schwebebahn erfolgen. Infolgedessen wurden alle Wuppertaler Verkehrsmittel, rückwirkend zum 1. Januar 1940, zur Wuppertaler Bahnen AG zusammengeschlossen, darunter die Schwebebahn Vohwinkel-Elberfeld-Barmen AG, die Talbahn AG und die Bergische Kleinbahnen AG. Die 1929 geschaffene Stadt Barmen-Elberfeld, ab 1930 Wuppertal genannt, hatte bereits vorher die Aktienanteile der Continentale erworben. Aus der Wuppertaler Bahnen AG ging schließlich am 1. März 1948 die Verkehrsabteilung der am selben Tag gegründeten Wuppertaler Stadtwerke AG hervor.
Durch Abspaltung des Betriebsteils Verkehr in die WSW mobil GmbH zum 1. Januar 2007 ging auch die Schwebebahn an die neue Tochtergesellschaft über.
Per Ratsbeschluss vom 30. September 2013 erwarb die Stadt Wuppertal die gesamte Infrastruktur der Schwebebahn für 130 Millionen Euro, lediglich die Fahrzeuge selbst blieben im Besitz der WSW mobil GmbH. Letztere muss seitdem, gemäß Pachtvertrag vom 13. Juni 2014, für das Streckennutzungsrecht Gebühren an die Stadt bezahlen. Hintergrund dieser Transaktion ist eine Kostenersparnis von zweieinhalb Millionen Euro jährlich. Ursächlich hierfür sind günstigere Kredite sowie Abschreibungsraten der Kommune. Eine wichtige Rolle in diesem Zusammenhang spielt außerdem die Tatsache, dass die Schwebebahn ein jährliches Defizit von etwa 20 Millionen Euro erzeugt. 2016 folgte auch die Eingliederung des Fahrpersonals in die WSW mobil GmbH.

## Betriebsstellen

### Stationen

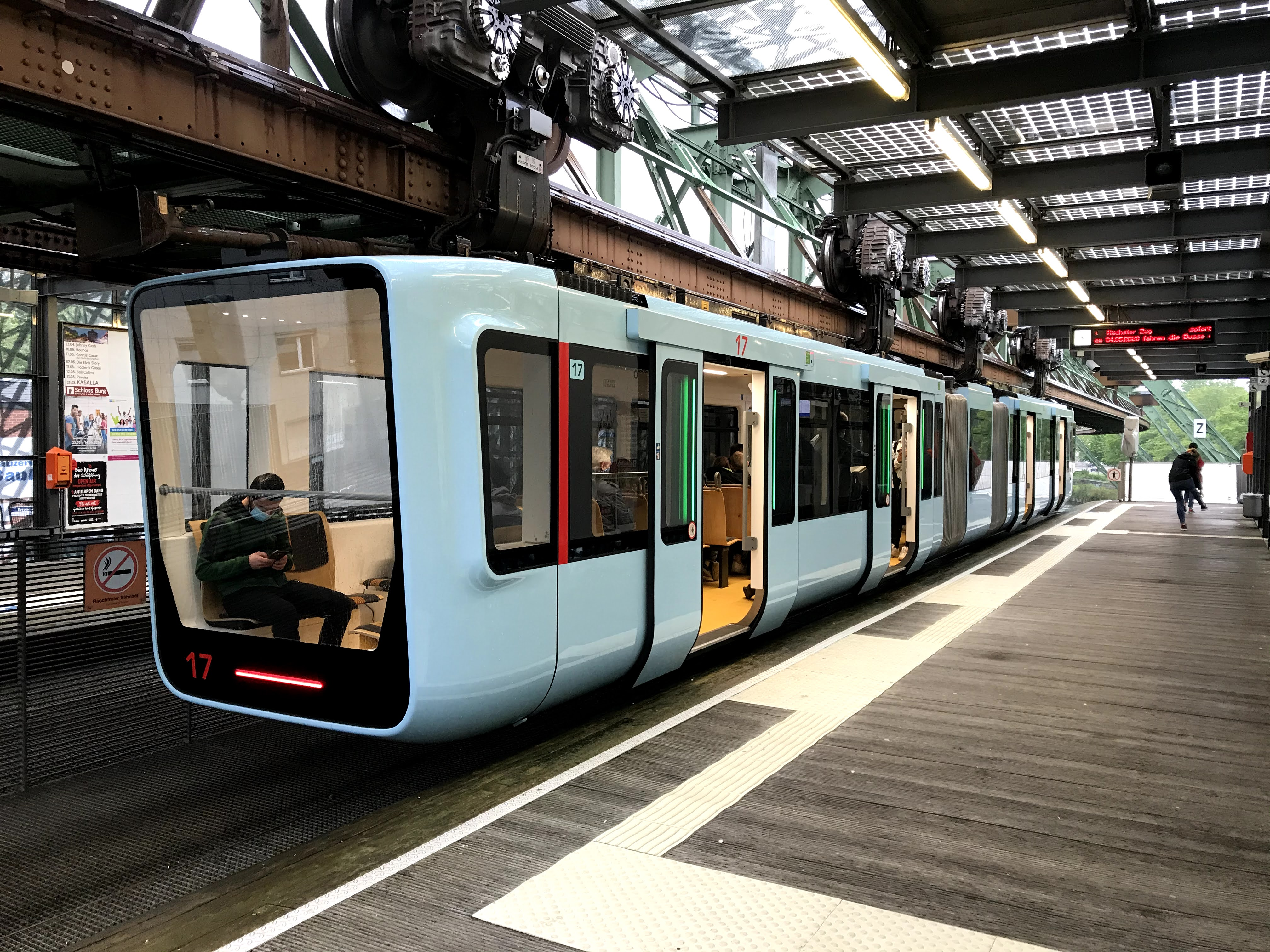
Bahnsteigszene an der Haltestelle Adlerbrücke, die Einstiegszonen sind weiß markiert, ein taktiles Bodenleitsystem unterstützt auch Sehbehinderte beim Auffinden dieser

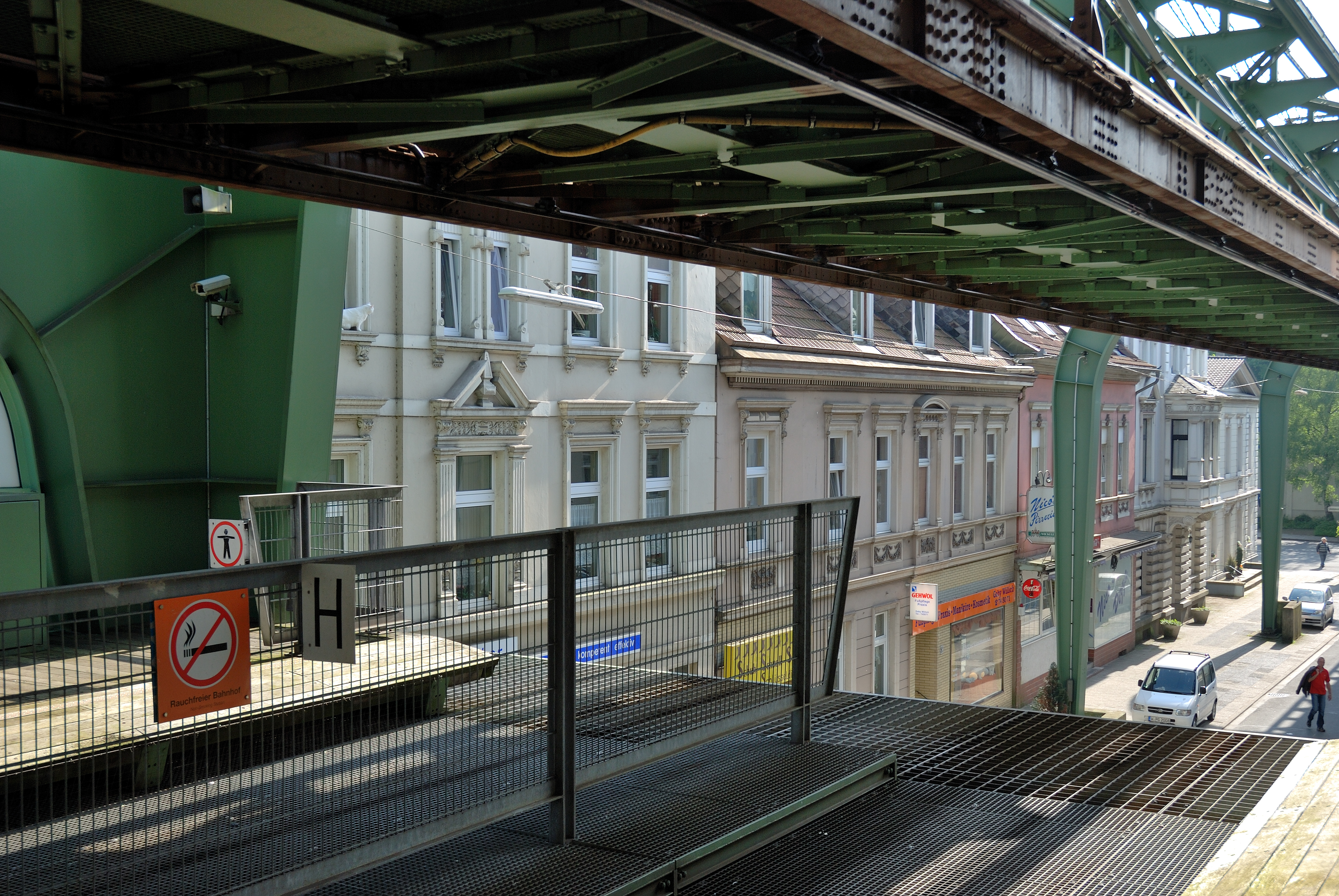
Die links des Fahrprofils aufgestellte H-Tafel signalisiert dem Fahrer das Ende der nutzbaren Bahnsteiglänge

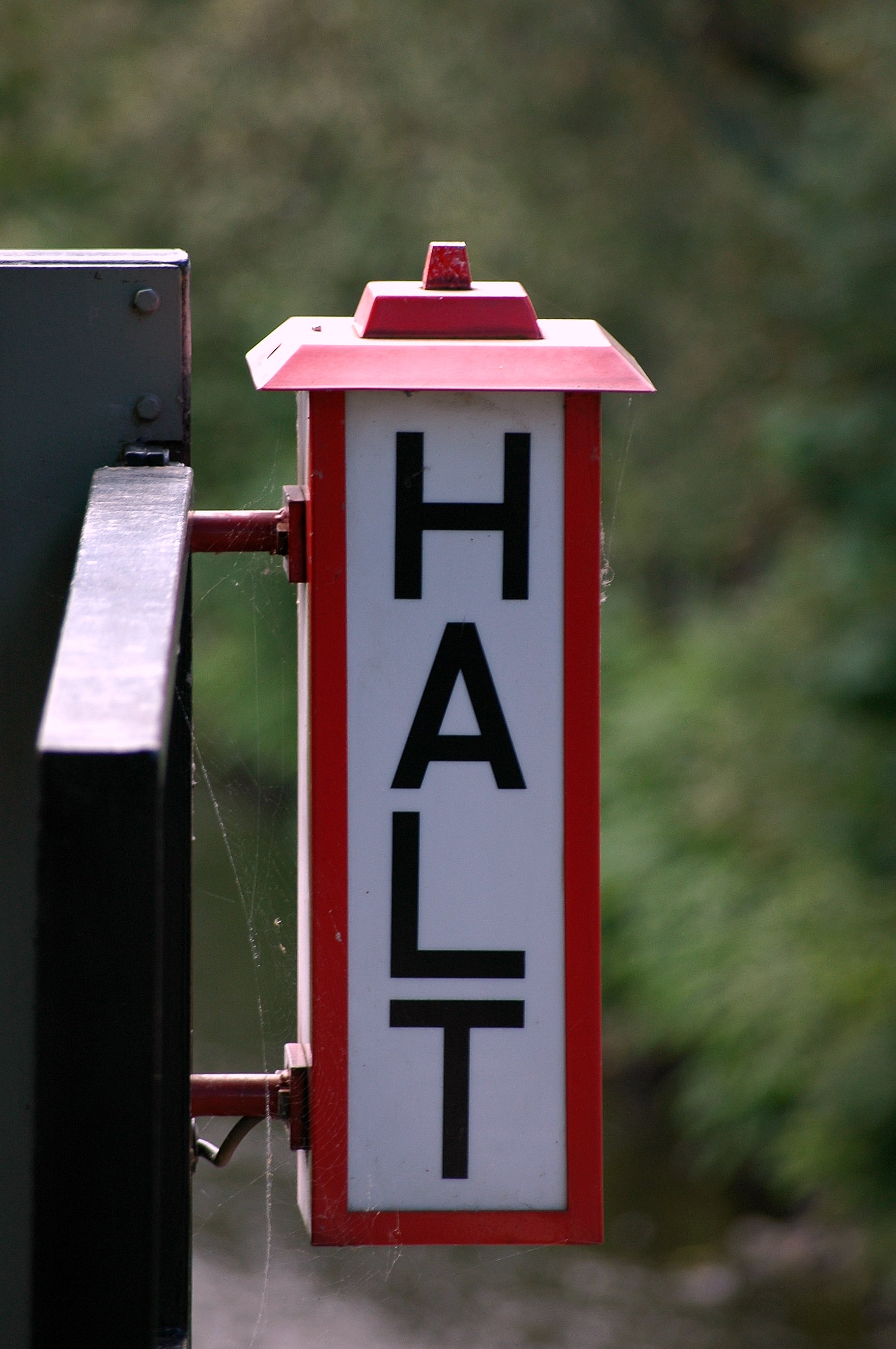
Warnung für Fahrgäste vor der Absturzgefahr am Ende des Bahnsteigs

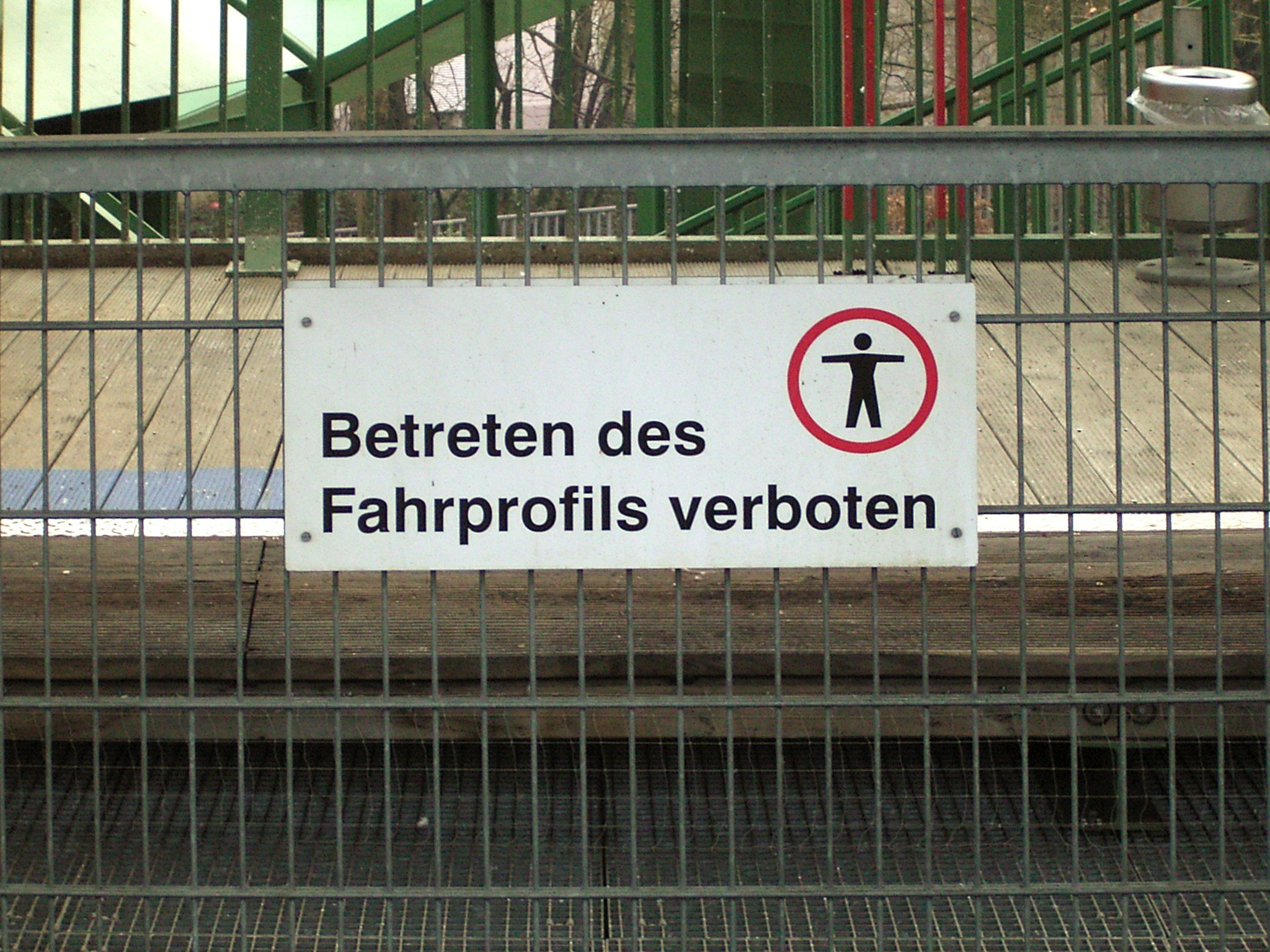
Sicherheitshinweis bezüglich des Fahrprofils

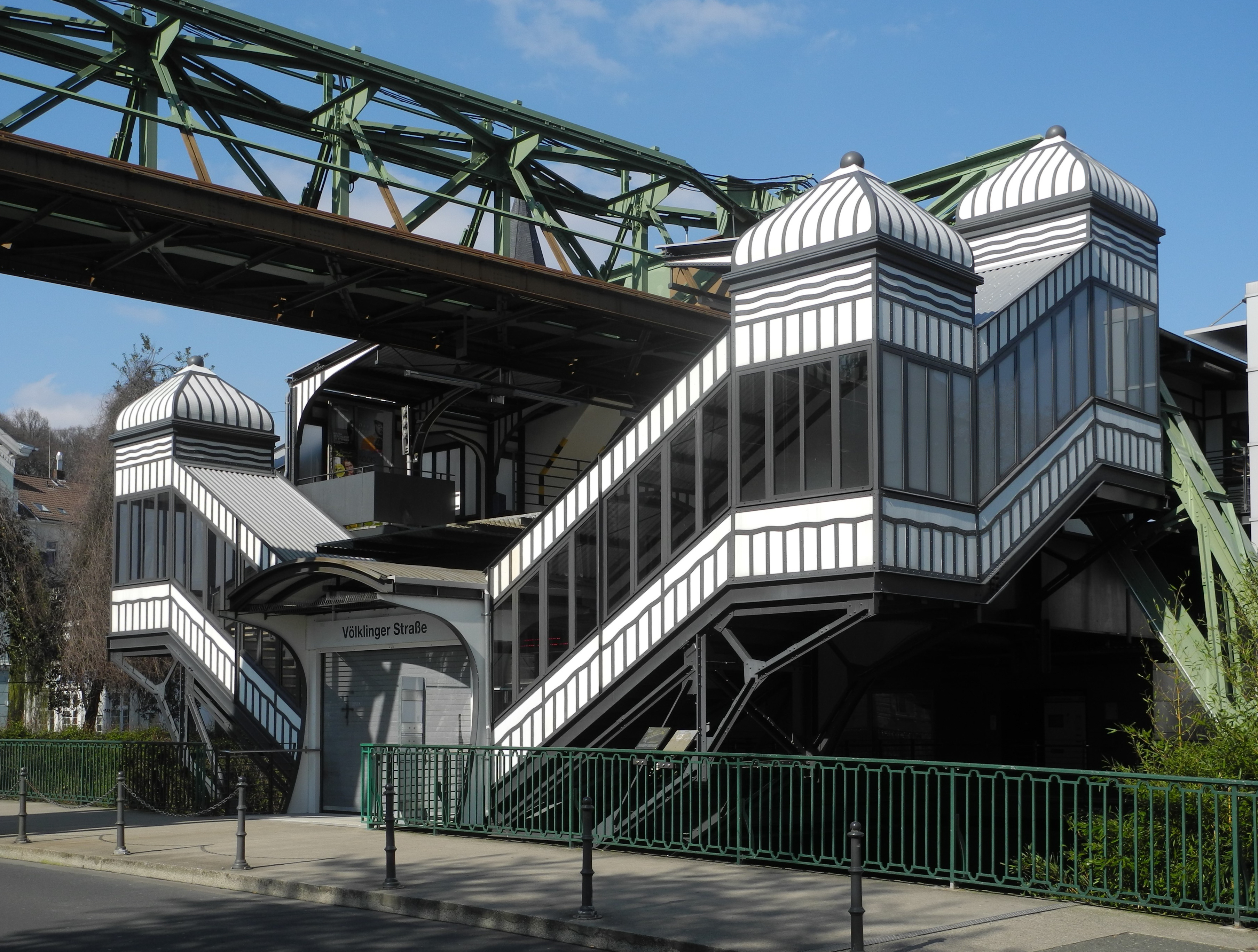
Klassischer Haltestellenzugang im Bereich der Wasserstrecke, über die Wupperbrücke betreten die Fahrgäste zunächst die Schalterhalle, danach wählen sie einen der beiden Treppenaufgänge in die gewünschte Fahrtrichtung

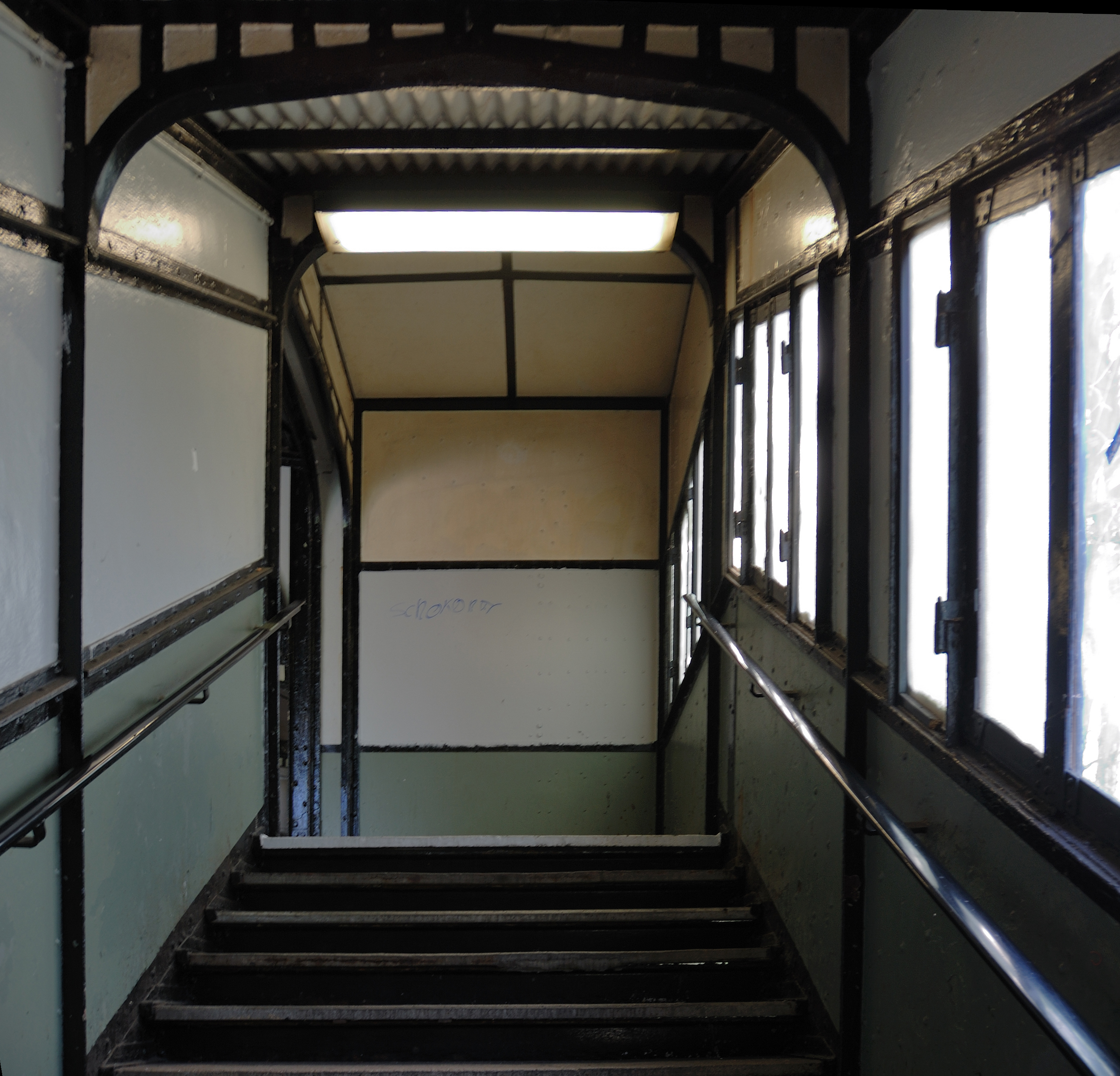
Ursprünglicher Bahnsteigzugang von 1903 an der Werther Brücke, aufgenommen 2010

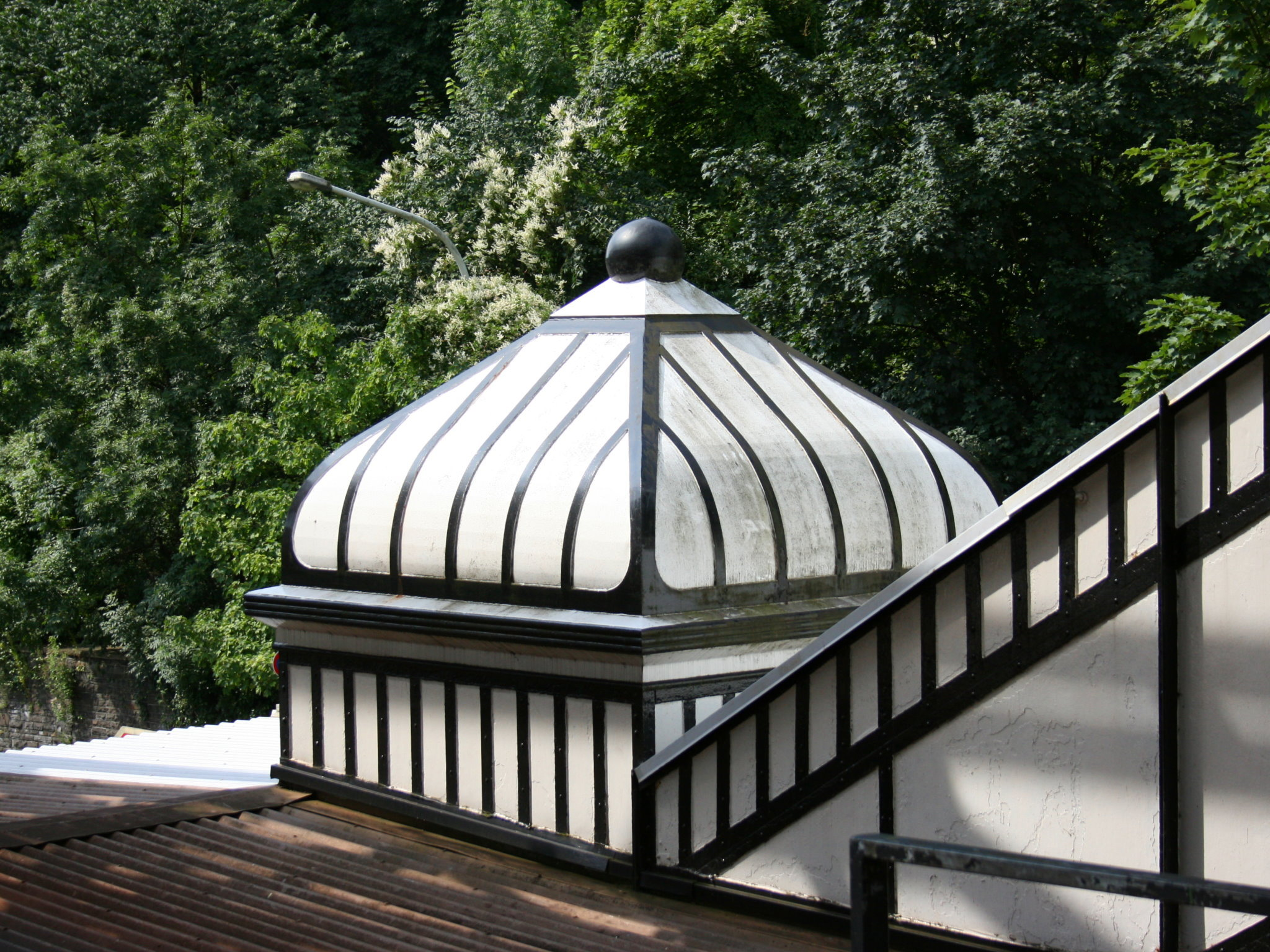
Detailaufnahme eines Ziertürmchens im Jugendstil

Insgesamt hat die Schwebebahn 20 Zugangsstellen, formal handelt es sich um U-Bahnhöfe, davon vier auf der Landstrecke. Die Betriebsstellen werden Schwebebahnstationen, Schwebebahnhaltestellen, Schwebebahnbahnhöfe oder Schwebebahnhöfe genannt. Ein Großteil von ihnen wechselte im Laufe der Jahre ihren Namen, einige sogar mehrmals. Über ihre offiziellen Bezeichnungen hinaus werden sie betriebsintern mit, aus drei Großbuchstaben bestehenden, Betriebsstellenkürzeln unterschieden.
Die Stationen weisen eine durchschnittliche Distanz von 698 Metern zueinander auf. Den größten Abstand haben dabei Landgericht und Völklinger Straße, zwischen denen 1000 Meter zurückzulegen sind, der kürzeste Abstand befindet sich zwischen Ohligsmühle/Stadthalle und Hauptbahnhof, sie sind 428 Meter voneinander entfernt. Bei Eröffnung betrug dieser Abstand sogar nur 320 beziehungsweise 350 Meter, weil sich der Vorgänger der heutigen Station Ohligsmühle/Stadthalle östlich der Alexanderbrücke befand. Unabhängig davon betrug nach dem Zweiten Weltkrieg jahrzehntelang der kürzeste Abstand 524 Meter und der längste 1254 Meter, weil zwei Stationen nach schweren Beschädigungen erst 1982 beziehungsweise 1999 wieder in Betrieb gingen, beide in leicht veränderter Lage.
Die Haltestellen hatten ursprünglich alle eine möglichst einfache und gleichartige Form. Ausgenommen hiervon waren lediglich die Endbahnhöfe in Vohwinkel und Oberbarmen, wo die Gleise aufgrund der anschließenden Betriebsbahnhöfe jeweils auseinandergezogen werden mussten. Der Verzicht auf Mittelbahnsteige ermöglichte vor allem die glatte Durchführung der Gleise in den Stationen, das heißt ohne komplizierte Aufweitung des Gerüsts. Die stattdessen verwendeten Außenbahnsteige entsprachen zum Bauzeitpunkt aber – abgesehen von den Berliner Stadt-, Ring- und Vorortbahnen – auch dem allgemeinen Standard von ausschließlich dem städtischen Verkehr dienenden Hoch- und Untergrundbahnen, darunter die London Underground, die Budapester Földalatti, die Métro Paris, die New York City Subway sowie die U-Bahn Berlin.
Fast alle Haltestellen der Wasserstrecke befinden sich möglichst unmittelbar neben einer Wupperbrücke, um jeweils beide Ufer erschließen zu können. Lediglich für Westende gilt dies nicht. Alle Stationen über der Wupper wurden jeweils zwischen einer Pendel- und einer Ankerstütze eingebaut. Ihr Unterbau besteht aus den beiden äußeren Hauptlängsträgern und den beiden Endquerträgern, von denen der eine fest mit dem Ankerjoch, der andere mit federnder Aufhängung mit dem Pendeljoch verbunden ist. Die Haltestellenwände sind aus leichten senkrechten Stützen gebildet, zwischen denen die Wandflächen nur im untersten Teil sowie dicht unter dem Dach mit Blechen, im Übrigen durch Verglasung geschlossen sind. Beim vorgenannten Konstruktionsprinzip sind die meisten Stationen somit statisch in das Gerüstsystem integriert und nur durch die Treppenabgänge mit der Straßenebene verbunden. Bestimmte, wie etwa Hauptbahnhof oder Alter Markt, sind hingegen statisch unabhängig vom Gerüst.
Die Stationen weisen in der Regel eine Breite von zwölf bis dreizehn Metern auf, nur die im Bogen liegenden Haltestellen sind etwas breiter. Die Bahnsteige sind im Regelfall etwa drei Meter breit, an besonders frequentierten Stationen sind es dreieinhalb Meter. In den Stationsbereichen sind 50 Meter lange waagerechte Abschnitte eingerichtet, nur im Bereich der Landstrecke weisen die Stationen eine Neigung von 2,5 Prozent auf. Abgesehen davon ist die Höhenlage der Stationen so gewählt, dass diese so niedrig wie möglich über der Straßenfläche liegen. Die damit verbundenen zahlreichen Gefällewechsel sind jedoch so konzipiert, dass die Fahrzeuge sie in unveränderter Geschwindigkeit passieren können.
Die Bahnsteige liegen maximal 4,5 Meter über der Straßenoberfläche. Sie liegen damit 20 Zentimeter unterhalb des Wagenfußbodens und sind mit Bohlenbelag auf kleinen Zwischenlängsträgern abgedeckt. Anders als bei zweischienigen Bahnen haben die Bahnsteige der Schwebebahn keine rechtwinklige Bahnsteigkante, sondern sind zum Fahrprofil hin abgeschrägt, um die Pendelbewegung der Wagen nicht zu behindern beziehungsweise beim Ein- und Aussteigen, also bei stärkerer einseitiger Belastung der Wagen, eine kippende Bewegung derselben zu verhindern. Wegen ihrer hölzernen Beläge sind alle Bahnsteige auf ganzer Länge überdacht. Bei den meisten Stationen sind zusätzlich auch noch die beiden Fahrprofile überdeckt, das heißt sie besitzen ein sogenanntes Volldach analog einer Bahnhofshalle.
Die anfangs geplanten Mittelbahnsteige wurden nie gebaut, um die Möglichkeit zur statischen Trennung zwischen Fahrweg und Haltestelle sowie zur Elementierung der Brücken zu erhalten. Diese Anordnung hat speziell für die Schwebebahn den großen Vorteil, dass mit den Schienen auch der gesamte tragende Oberbau unverändert durchgeführt werden kann.
Die Stationen waren früher einheitlich 25 Meter lang, heute messen sie jeweils 30 Meter. Um ein Abstürzen der Fahrgäste an den Stationsenden zu verhindern, ist die Nutzlänge der Bahnsteige aus Sicherheitsgründen auf circa 20 Meter begrenzt. Die Bahnsteige sind im Bereich der Wasserstrecke aufgrund der Orientierung am Flusslauf typischerweise stark gekrümmt. Bei den meisten Stationen der Wasserstrecke erfolgt der Zugang über eine Empfangshalle, die unter den Bahnsteigen liegt.
Alle Bahnsteige können nur über die untere Ebene betreten werden, der Zugang erfolgt von öffentlichen Straßen oder Wupperbrücken aus. In der Schalterhalle erfolgt die Verteilung in die beiden Fahrtrichtungen, über Treppen wird die Fahrebene erreicht. Hierbei sind 25 bis 30 Stufen zu bewältigen. Die Stationen auf der Landstrecke haben keine Schalterhallen, die Bahnsteige sind über die Treppen, für jede Fahrtrichtung eine, direkt mit dem Straßenniveau verbunden. Die Haltestelle Hammerstein verfügt darüber hinaus, auf der Seite Vohwinkel, über einen Steg, der zur oberhalb liegenden Schillerstraße führt. Eine weitere Besonderheit stellt der Bahnhof Kluse mit den unteren Zugängen und den oberen von der Wolkenburg mit Steg über die Konstruktion dar. Die früheren Schalterhallen dienten indessen nicht nur dem Fahrkartenverkauf, sondern auch der Unterbringung der Signalräume. Auf der Landstrecke waren Verkaufsschalter und Signalräume ursprünglich direkt auf den Bahnsteigen angesiedelt.
Bei Eröffnung der Schwebebahn wurde hingegen noch auf die, sonst in Bahnhöfen üblichen, Nebenräume wie Fahrkartenschalter und Toiletten auf fast allen Stationen verzichtet, nur im Endbahnhof Vohwinkel waren im Untergeschoss von Beginn an Verwaltungsräume angeordnet. Die Fahrkarten wurden schon bei Betriebsaufnahme im Jahr 1901 aus Automaten auf den Bahnsteigen entnommen, die an den Treppen-Eingängen aufgestellt waren. Sie bewährten sich jedoch nicht und wurden alsbald durch die Fahrkartenschalter ersetzt, die sich auf der Wasserstrecke in der Empfangshalle und auf der Landstrecke direkt auf den Bahnsteigen befanden. In späteren Jahren wurde der Schalterverkauf wiederum schrittweise durch modernere Fahrkartenautomaten ersetzt. 1986 verfügten nur noch die Bahnhöfe Oberbarmen, Alter Markt, Döppersberg, Zoo und Vohwinkel über Verkaufsschalter.
Die Balkon-artig angeordneten Bahnsteige verfügen über, teilweise in Nischen angeordnete, Sitzbänke und werden durch Treppen erschlossen. In jüngerer Zeit wurden sie mit Aufzugsanlagen nachgerüstet. Wegen der starken Verkehrsströme besitzen die Stationen Zoo/Stadion, Hauptbahnhof, Kluse und Alter Markt jeweils zwei Treppen pro Bahnsteig. Anfangs waren zwischen Bahnsteig und Fahrprofil hüfthohe Geländer montiert, die von 1,4 Meter breiten Öffnungen auf Höhe der Einstiegstüren unterbrochen waren. Diese sogenannten Bahnsteigschranken sollten, ähnlich heutigen Bahnsteigtüren, die Reisendenströme kanalisieren. Sie wurden aber schon 1921 wieder entfernt, da sie die Fahrgastwechselzeiten stark verlängerten. Heute verweist ein durchgehender weißer Warnstreifen auf den Beginn des Gefahrenbereichs. Die Einstiegszonen sind mit weißen Farbbalken auf dem Boden markiert, damit sich die Fahrgäste bereits vor Eintreffen des Zuges entsprechend positionieren können. Ursprünglich waren diese Balken blau.
Zwischen den beiden Bahnsteigen unterspannte zunächst ein Maschendrahtnetz als Absturzsicherung für Personen die beiden Fahrprofile, ansonsten war der Blick nach unten nicht versperrt. Später wurden diese Fangnetze im Zuge von Renovierungsarbeiten durch Gitterroste ersetzt. Zudem erschweren hüfthohe Geländer beziehungsweise Gitter zwischen den beiden Fahrprofilen das unbefugte Wechseln von einem Bahnsteig zum anderen, legal ist dies nur über die Straßenebene möglich.
Sehr verschieden ausgebildet, und jeweils den örtlichen Verhältnissen angepasst, sind die Stationszugänge. Sie zweigen wo immer möglich unmittelbar von den vorhandenen Brücken ab, ansonsten von zusätzlichen, über die Wupper gespannten leichten Fußgängerstegen. Die Treppenläufe sind, wo sie gemeinsam für beide Bahnsteige benutzt werden, zweieinhalb Meter breit, ansonsten sind es zwei Meter. Die Treppenlänge ist vergleichsweise gering, da zwischen Straßenoberfläche und Bahnsteig nur das für den übrigen Verkehr freizuhaltende Lichtraumprofil von höchstens viereinhalb Metern zu überwinden ist. Gegenüber gewöhnlichen Hochbahnen ergibt sich damit ein Höhenvorteil von eineinhalb bis drei Metern.
Alle heutigen Stationen besitzen einen Vorgängerbau aus der Erbauungszeit der Bahn. Die Entwürfe wurden jeweils nach städtebaulichen Erfordernissen, Fahrgastaufkommen und Repräsentationsbedürfnis abgewandelt, wobei drei Haupttypen entstanden. Diese unterscheiden sich vor allem durch ihre Dachform, wobei jeder Typ in Grund- und Detailformen klar und schlicht ist:
- Die etwas älteren Stationen in Elberfeld und Vohwinkel erhielten ein aus Wellblech hergestelltes Satteldach und wiesen viele Glaselemente auf, analog zur damaligen Glashausarchitektur. Auf der Landstrecke besteht ihre Tragkonstruktion dabei aus Bogenstützen, auf der Wasserstrecke wird ihre Last von schrägstehenden Gitterstützen abgefangen.
- Die etwas jüngeren Barmer Stationen erhielten hingegen, um Gewicht und Kosten zu sparen, statt Volldächern nur zwei einseitige Kragdächer über den Bahnsteigen. Wie der vorgenannte Typ verfügen auch sie über Zierelemente im sogenannten „geometrischen Jugendstil“, zum Beispiel in Form der Türmchen an den Aufgängen und der elektrischen Beleuchtung.
- Die dritte Bauausführung ist die der Bahnhöfe mit Bogendach respektive Tonnendach. Hierbei handelte es sich ursprünglich um die drei, wegen ihrer zentralen Lage außergewöhnlich repräsentativ gestalteten, Stationen Döppersberg, Rathausbrücke und Werther Brücke, die zudem besonders viele Jugendstilattribute aufwiesen.[86]

Für alle Haltestellen wählten die Architekten einen ganz besonderen Stil, der seine Erscheinung durch die dunkle Hervorhebung aller konstruktiven Teile und die helle Behandlung aller flächigen Bauteile bezog. Es wurde dabei nicht ein einheitlicher Baukörper angestrebt, sondern eine ergänzende Formensprache angewandt, die die technische Funktion jedes Bauteils besser zur Geltung brachte.
Alle Stationen wurden mittlerweile durch Neubauten ersetzt. Dies geschah erstmals 1926 bei der Station Döppersberg, um dem gestiegenen Fahrgastaufkommen Rechnung zu tragen. Die im Zweiten Weltkrieg ausgebrannten Stationen Alexanderbrücke und Kluse-Bembergstraße wurden 1951 demontiert, um den Betrieb zu beschleunigen. Sie wurden erst 1982 beziehungsweise 1999 unter den neuen Namen Ohligsmühle/Stadthalle, zwei Brückenlängen westwärts verschoben gegenüber der Ursprungsstation, und Kluse durch Neubauten ersetzt, nachdem die parallel verlaufende Straßenbahn eingestellt worden war. Im Zuge des Umbaus am Alten Markt musste die Station Rathausbrücke 1967 einem, etwas östlicher gelegenem, Neubau weichen.
Der Großteil der Stationen ist allerdings erst im Zuge der Modernisierung ab 1996 ersetzt worden. Ihre exakte Rekonstruktion erschien den Wuppertaler Stadtwerken dabei nicht sinnvoll, da sie ohnehin zu klein, zu dunkel, frauenfeindlich und nicht behindertengerecht waren. Dabei sind die typischen Eigenschaften der Ursprungshaltestellen teilweise verloren gegangen. Beispielhaft wurden drei Stationen dennoch in identischer Form, das heißt historisierend, neu gebaut: Werther Brücke, Völklinger Straße und Landgericht. Die Station Hauptbahnhof ist daher die Einzige, die in der heutigen Form schon vor dem Zweiten Weltkrieg entstanden ist. Seit Anfang 2004 werden die Schwebebahnstationen mit mehreren Überwachungskameras videoüberwacht.

Bahnsteigszene in der Station Döppersberg im Jahr 1912, damals noch mit Bahnsteigschranken
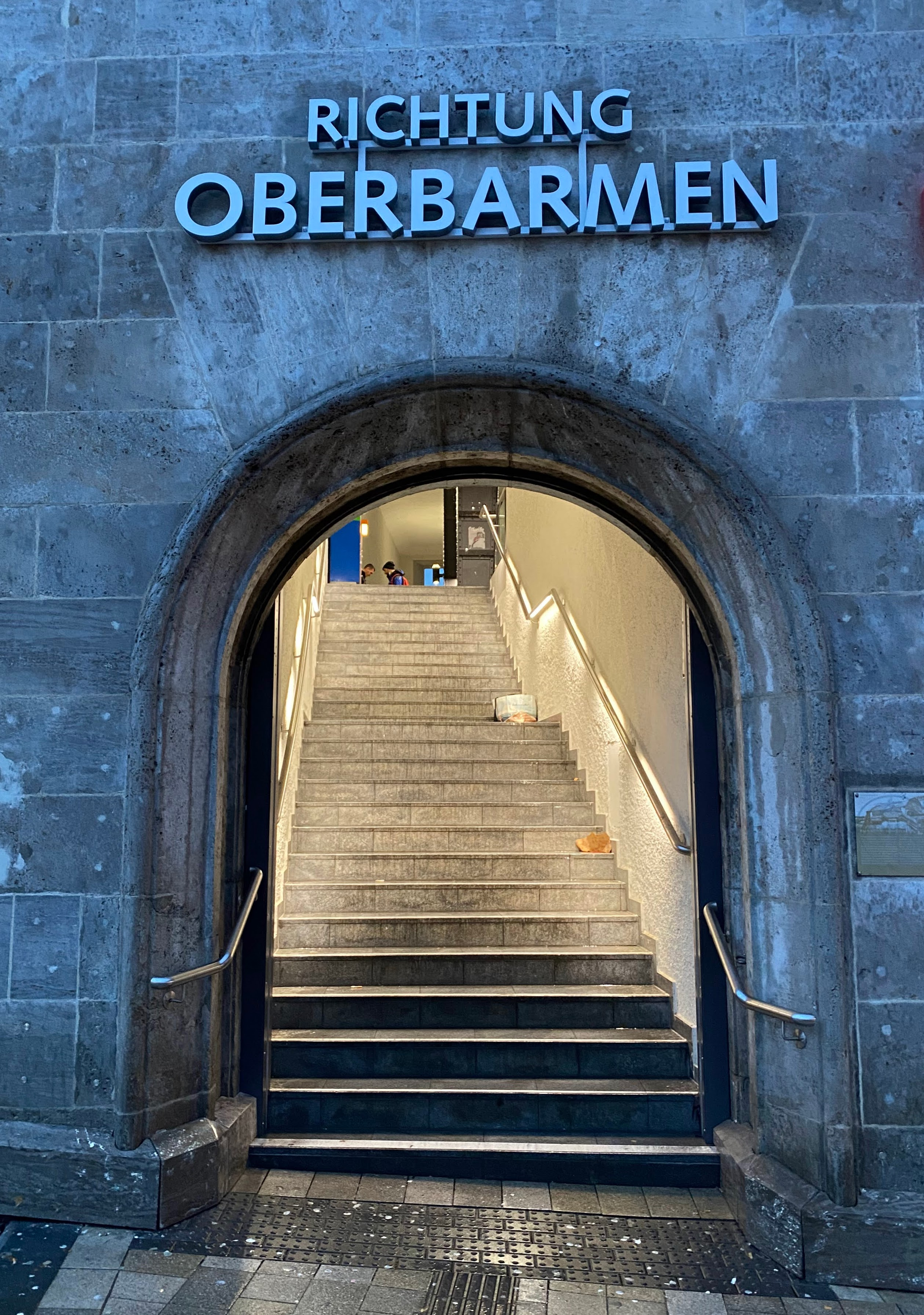
Reisendenlenkung nach Fahrtrichtung
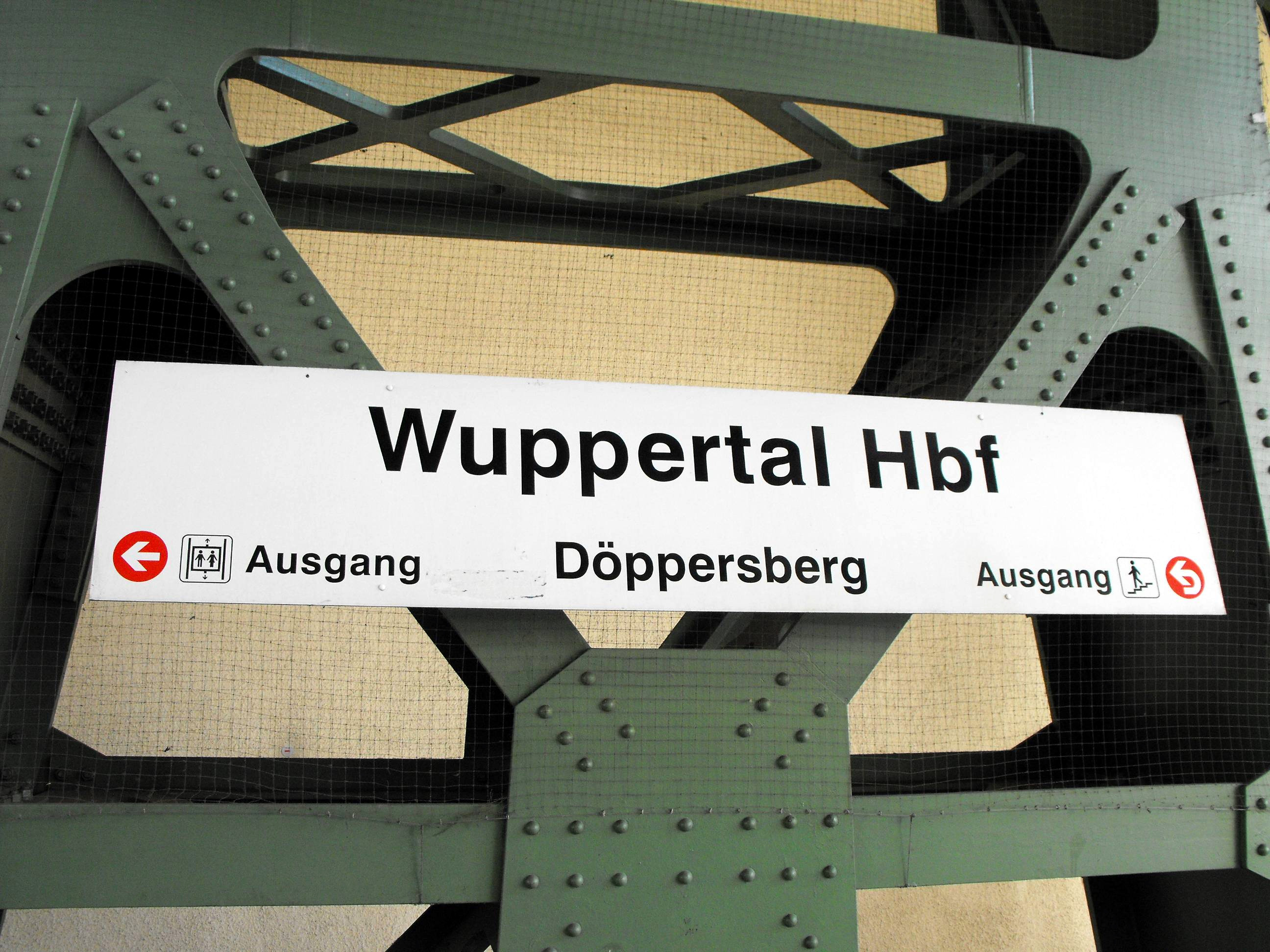
Stationsschild, 2012
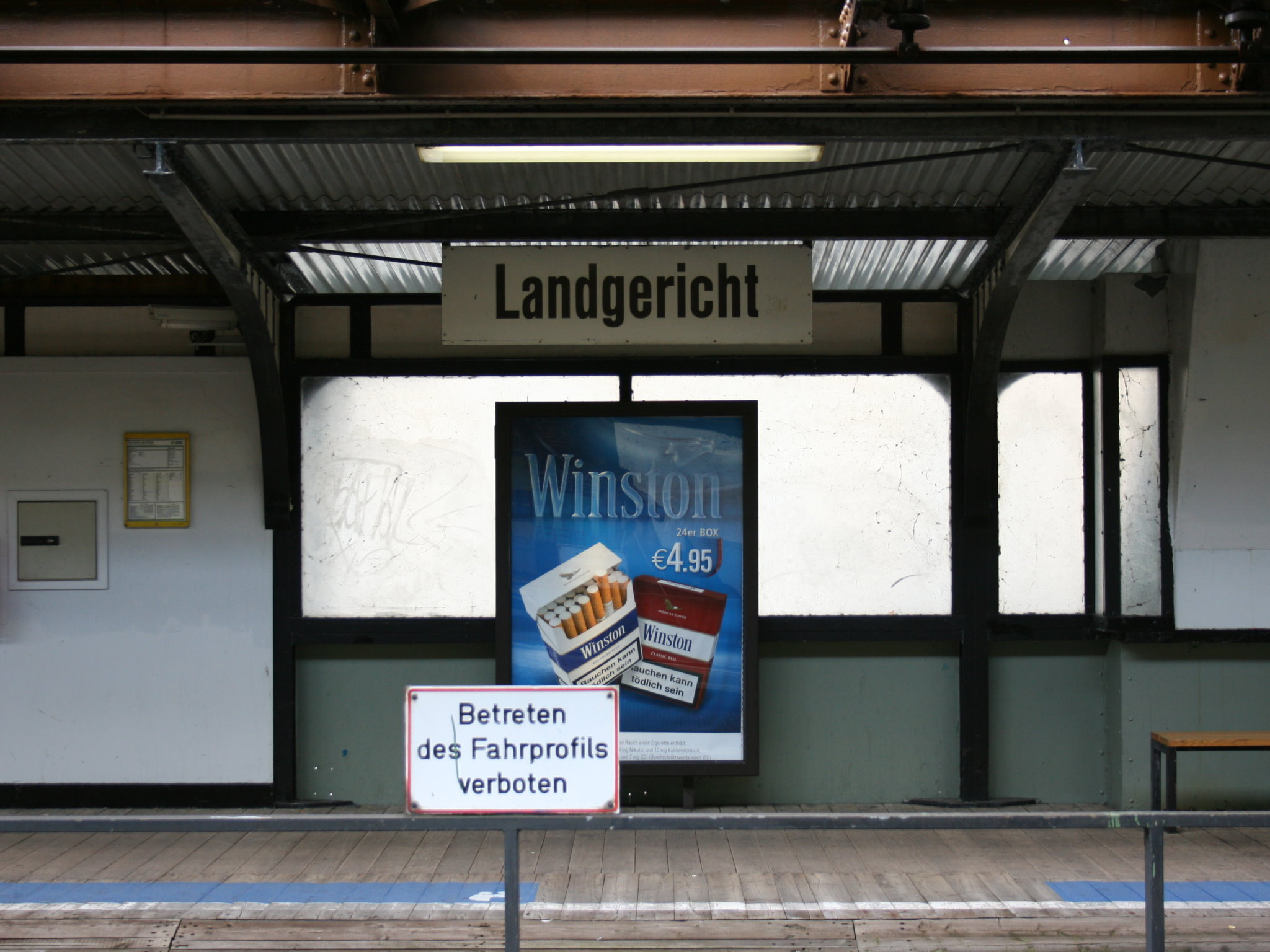
Klassisches Stationsschild vor Modernisierung, 2008
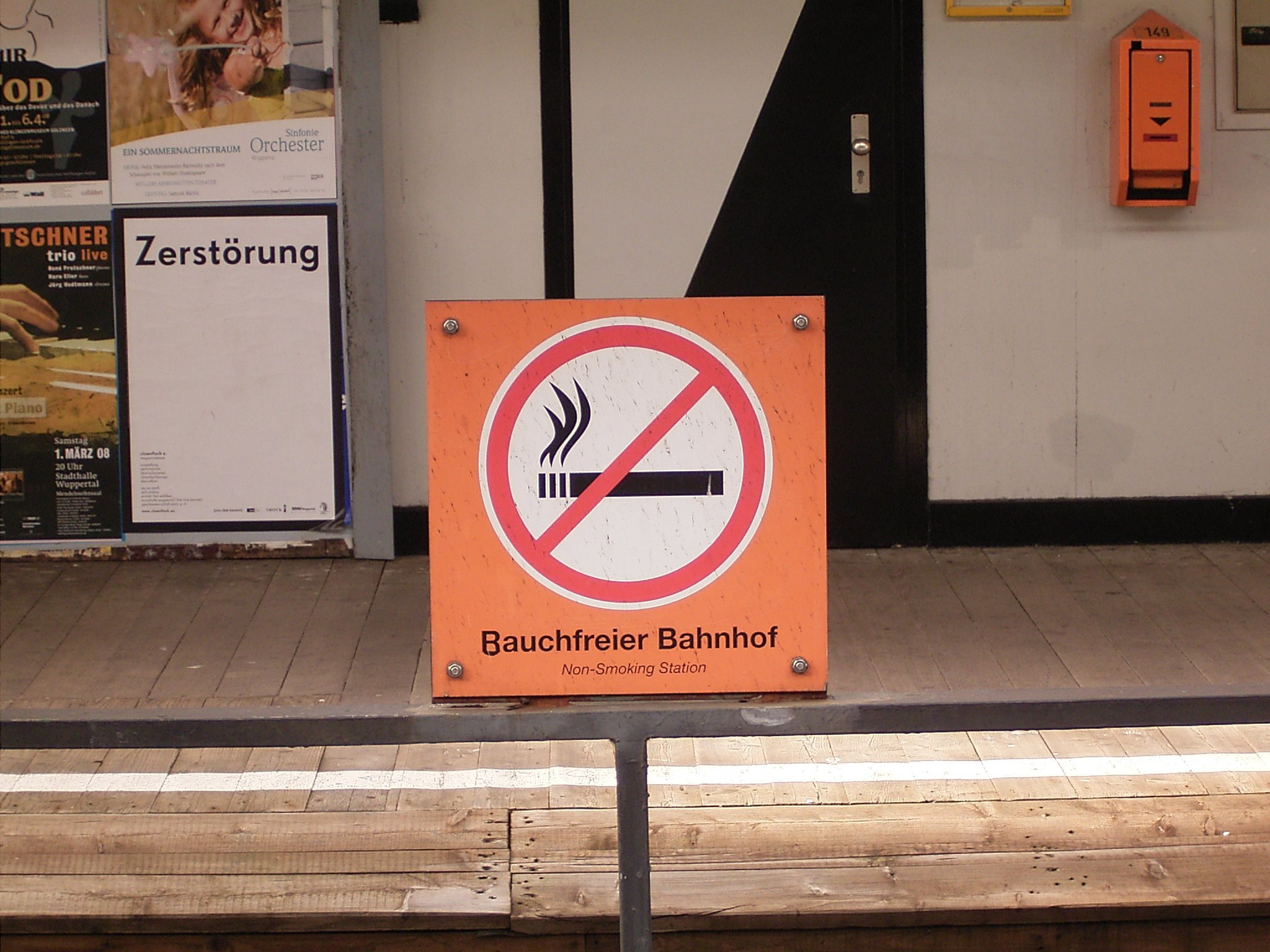
Hinweis auf das Rauchverbot in den Bahnhöfen
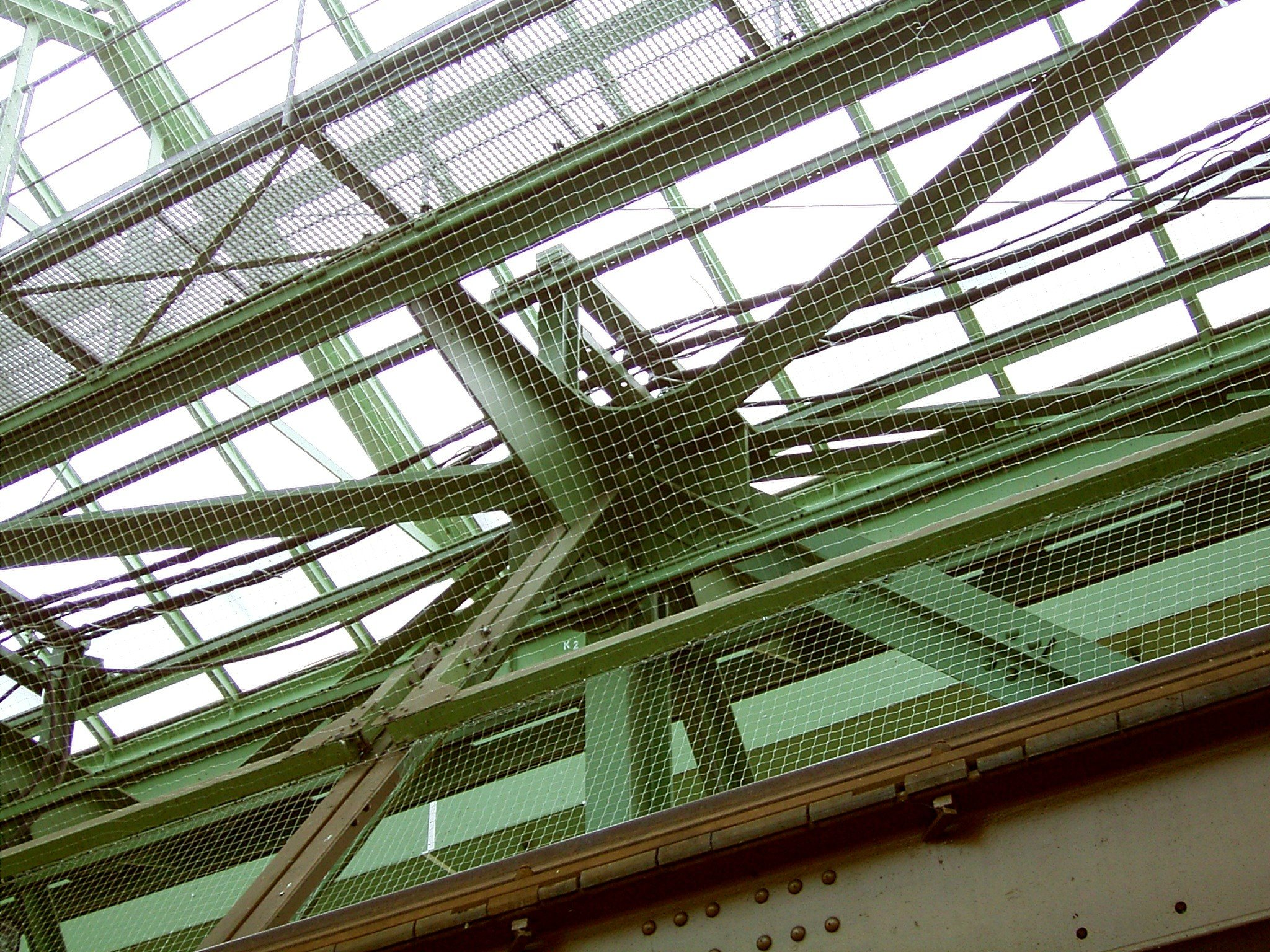
Taubennetz in der Station Kluse
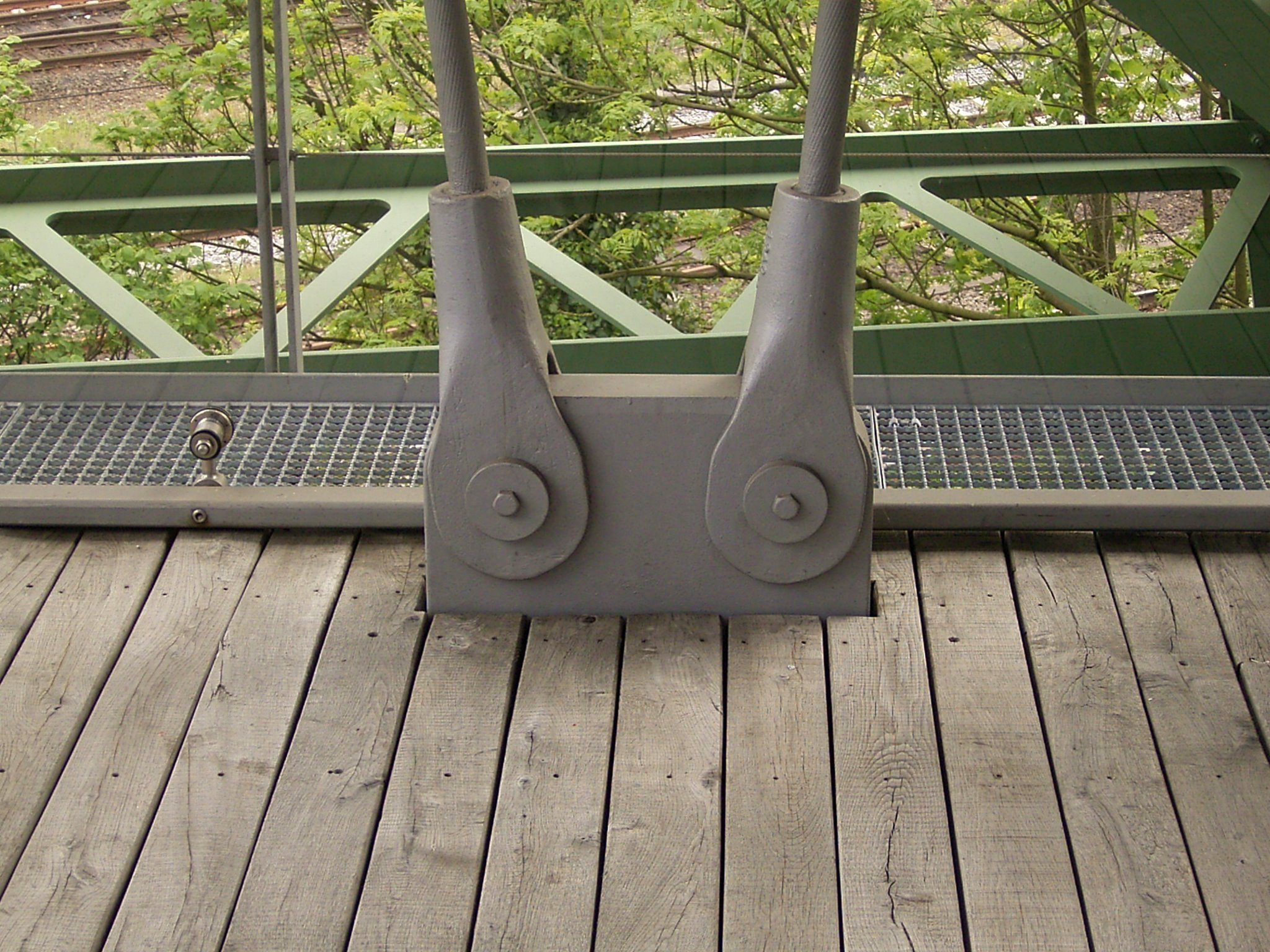
Aufhängung des Bahnsteigs am Gerüst
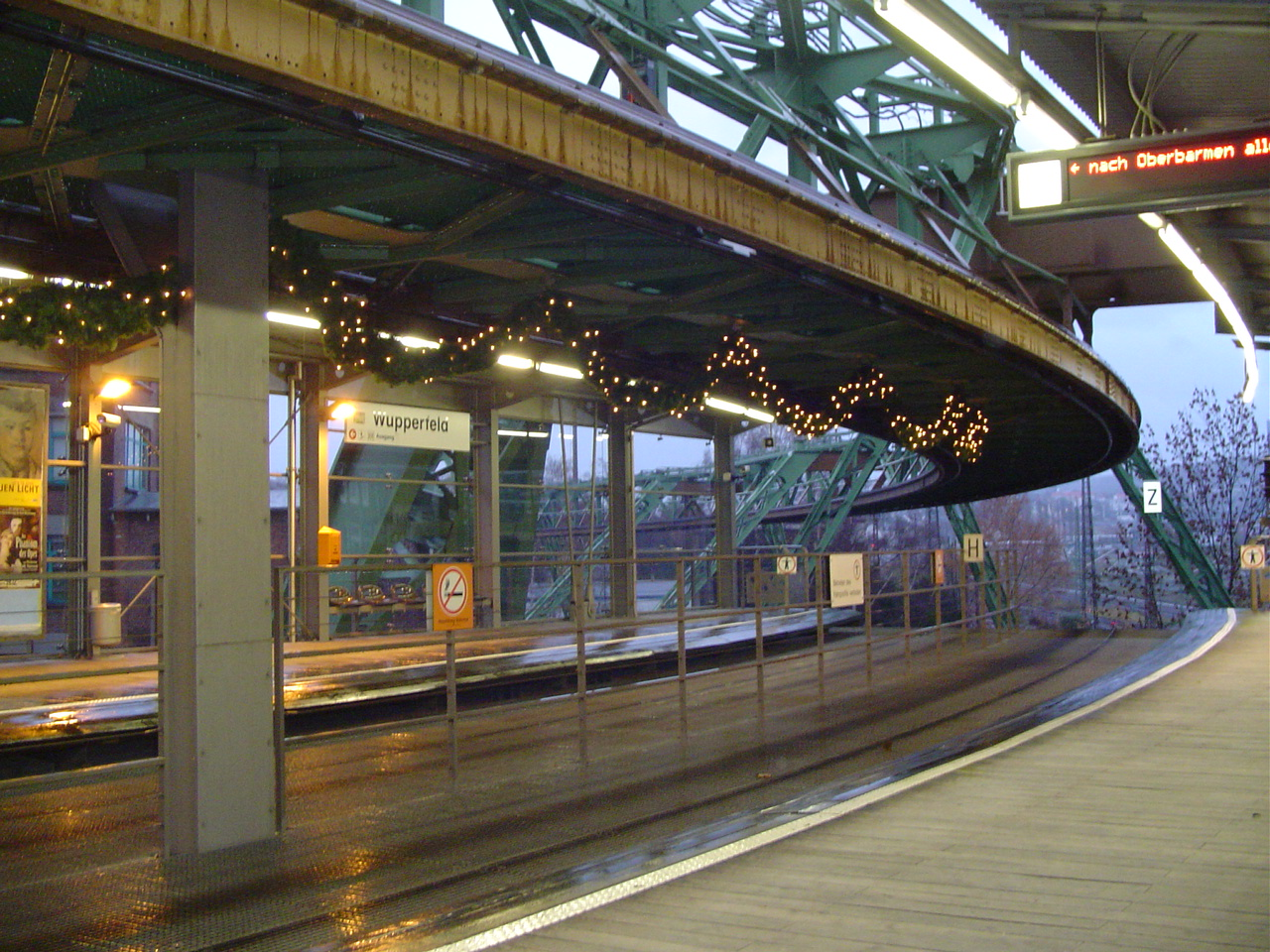
Die Stationen der Wasserstrecke sind wegen der Orientierung der Strecke am Flusslauf typischerweise gekrümmt
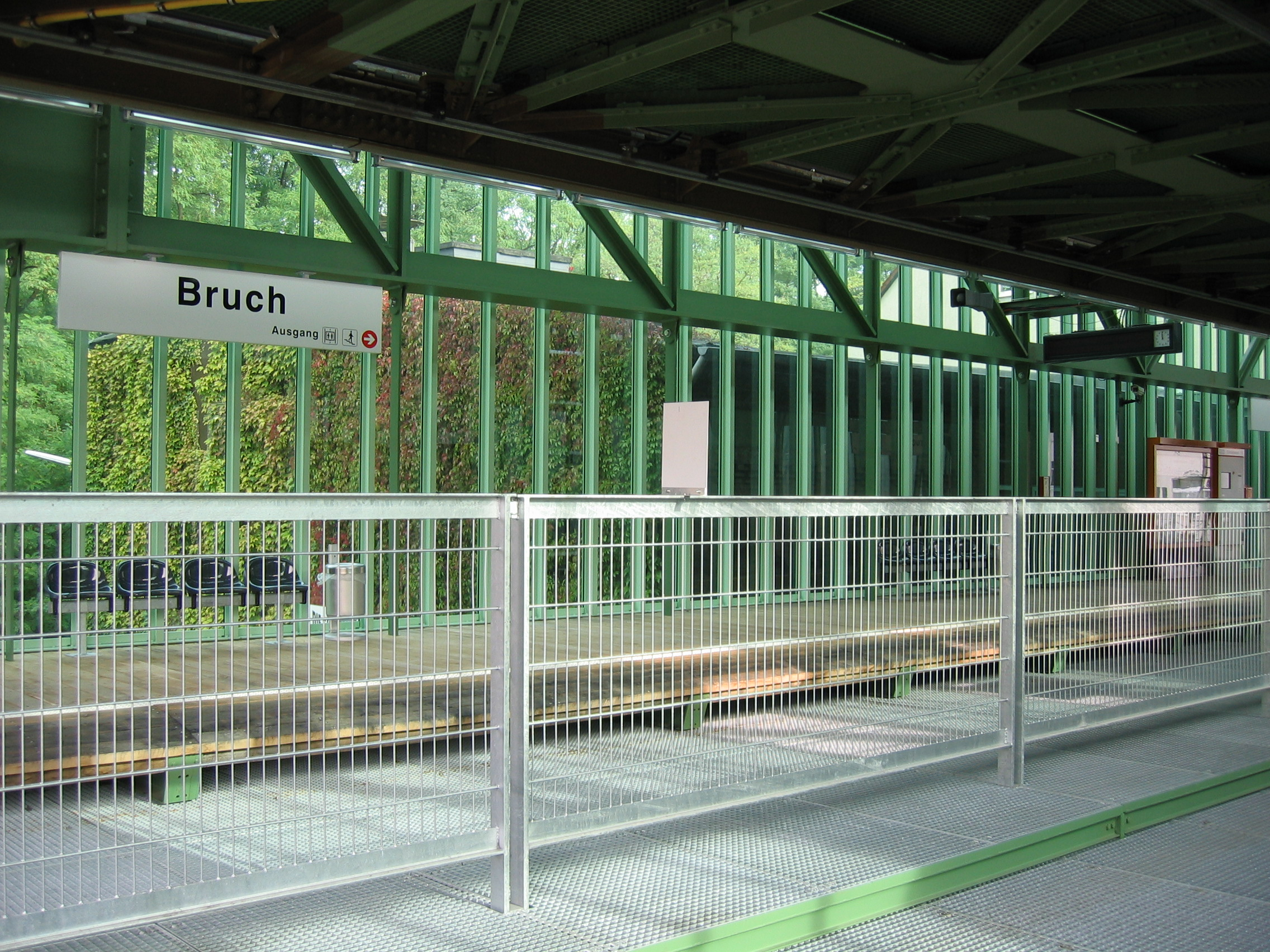
Durchgehende Gitter zwischen den beiden Fahrprofilen erschweren den unbefugten Wechsel von einem Bahnsteig zum anderen
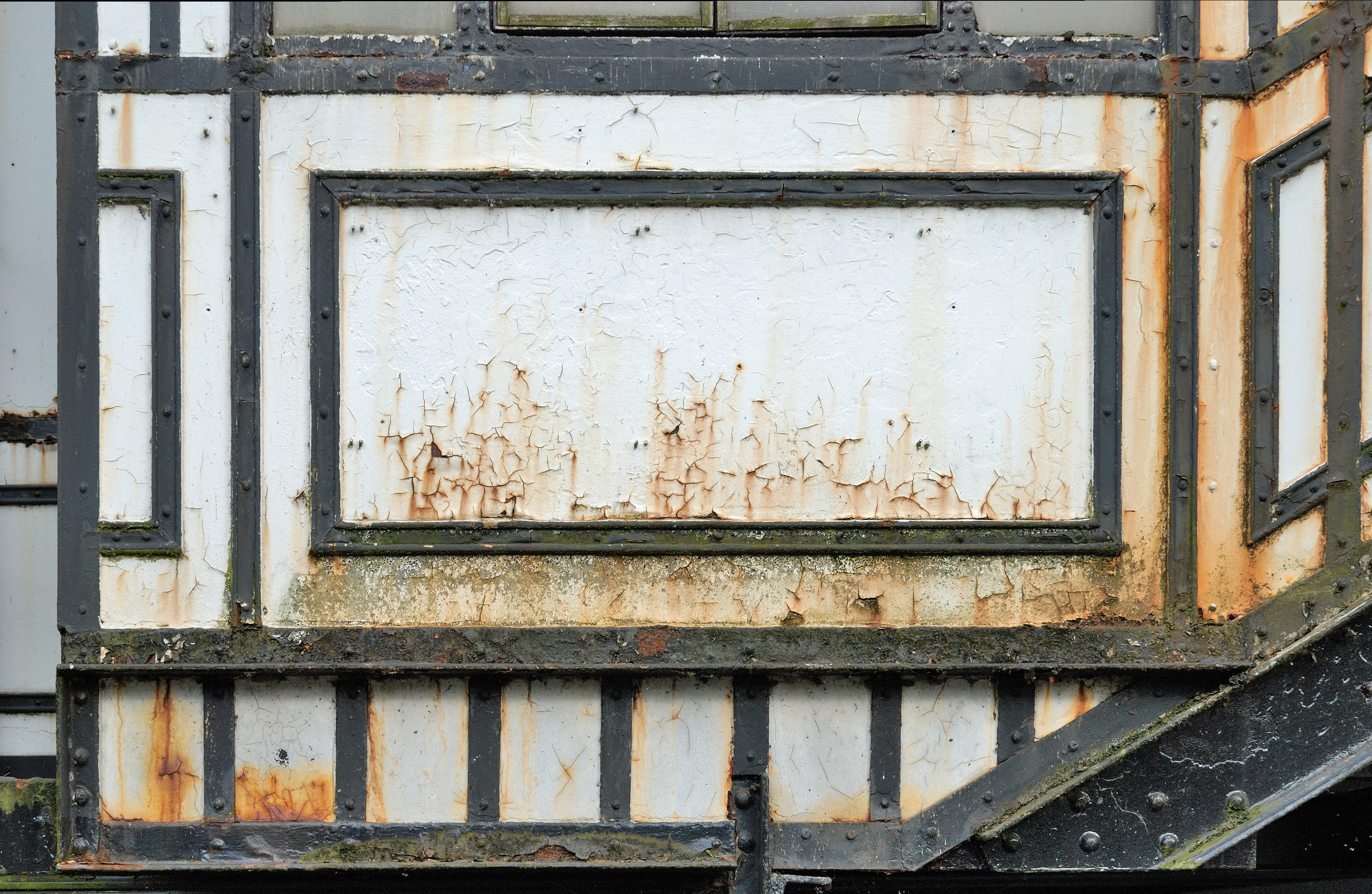
Architekturdetail an der alten Station Werther Brücke, 2010
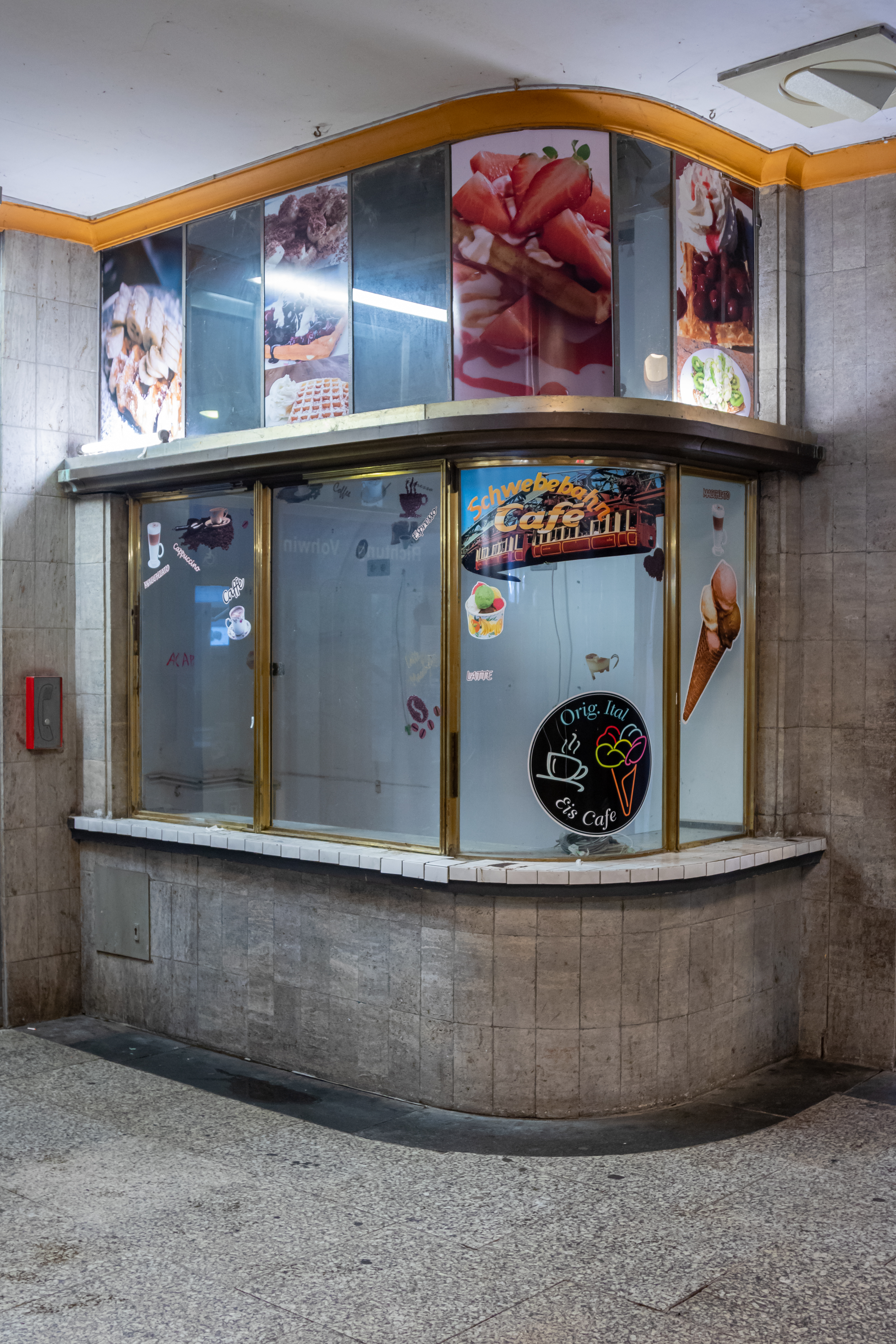
Ehemaliger Fahrkartenschalter der Station Döppersberg

### Liste der Stationen
Nachfolgend werden die Haltestellen der Schwebebahn von West nach Ost beschrieben:
| Name ehem. Namen (Stützen)                                         | Bezirk                   | Nr. | Kürzel | Beschreibung | Neubau                         | Gesamtansicht                         | Bahnsteigebene                        |
| ------------------------------------------------------------------ | ------------------------ | --- | ------ | --- | ------------------------------ | ------------------------------------- | ------------------------------------- |
| Vohwinkel Schwebebahn Vohwinkel Obervohwinkel (1–3)                | Vohwinkel                | 01  | VOH    | Die Station liegt am westlichen Ende der Strecke und ist mit einer Wendeschleife und Weichen ausgerüstet. Die Weichen erlauben die An- und Abfahrt der westlich der Station gelegenen Betriebsanlagen (Depot und Fahrzeugwerkstatt). Von der Station erreicht man den Bahnhof Wuppertal-Vohwinkel, die Stadtteilmitte und den Oberleitungsbus nach Solingen. | 6. Okt. 2007                   | Vohwinkel Schwebebahn                 | Vohwinkel Schwebebahn                 |
| Bruch Untervohwinkel (29–30)                                       | Vohwinkel                | 02  | BRU    | Die Haltestelle bildet mit den Stationen Hammerstein und Sonnborner Straße eine einheitliche Gruppe. Die Station liegt über der Kaiserstraße in der Vohwinkeler Ortslage Bruch. | 8. Sep. 2003                   | Bruch                                 | Bruch                                 |
| Hammerstein Hammersteiner Weg (61–62)                              | Elberfeld-West/Vohwinkel | 03  | HAM    | Die Haltestelle erschließt die Ortslage Grotenbeck, bildet mit den Stationen Bruch und Sonnborner Straße eine Gruppe und liegt über der Kaiserstraße am Ostrand Vohwinkels. | 21. Aug. 2001                  | Hammerstein                           | Hammerstein                           |
| Sonnborner Straße Sonnborn Rutenbeck (83–84)                       | Elberfeld-West           | 04  | SON    | Die Haltestelle bildet mit den Stationen Bruch und Hammerstein eine Gruppe und erschließt den Stadtteil Sonnborn. | 26. Aug. 2002                  | Sonnborner Straße                     | Sonnborner Straße                     |
| Zoo/Stadion Zoologischer Garten (106–107)                          | Elberfeld-West           | 05  | ZOO    | Die Stahl-Glas-Konstruktion wurde wegen des zu erwartenden Andrangs bei Sportveranstaltungen mit extrabreiten Bahnsteigen versehen. Sie erschließt den Wuppertaler Zoo, das Stadion am Zoo sowie das Wuppertaler Zooviertel. | 14. Dez. 2002                  | Zoo/Stadion                           | Zoo/Stadion                           |
| Varresbecker Straße Varresbeck Gasanstalt (131–132)                | Elberfeld-West           | 06  | VAR    | Die Station erschließt vor allem das Werk der Bayer AG von Westen und die Stadtteile Varresbeck und Kiesberg. | 13. Aug. 2001                  | Varresbecker Straße                   | Varresbecker Straße                   |
| Westende Westend (161–162)                                         | Elberfeld-West           | 07  | WES    | Die Station erschließt vor allem das Bayer-Werk von Osten und den Stadtteil Westende. | 17. Apr. 2001                  | Westende                              | Westende                              |
| Pestalozzistraße Schillerstraße (180–181)                          | Elberfeld-West           | 08  | PES    | Die Station erschließt den westlichen Teil von Elberfeld. | 7. Aug. 2000                   | Pestalozzistraße                      | Pestalozzistraße                      |
| Robert-Daum-Platz Breite Straße Tannenbergstraße (210–211)         | Elberfeld-West           | 09  | RDP    | In der Nähe der Station ereignete sich der Unfall von 1999. In direkter Nachbarschaft liegen das Luisenviertel und das Wohnquartier Arrenberg. | 23. Aug. 1999                  | Robert-Daum-Platz                     | Robert-Daum-Platz                     |
| Ohligsmühle/Stadthalle Alexanderbrücke (234–235)                   | Elberfeld                | 10  | OHL    | Nachdem die Station Alexanderbrücke beim Angriff auf Elberfeld im Juni 1943 ausgebrannt war, wurde sie wie die Station Kluse bis 1954 demontiert. Die Station sollte stattdessen mit der Straßenbahn bedient werden. Mit der Einstellung des Straßenbahnbetriebes im Jahr 1987 wurde vorab in den 1970er Jahren der Wiederaufbau beider Stationen beschlossen. Am 4. September 1982 konnte die bereits 1974 vom Architekturbüro Rathke entworfene Station unter dem neuen Namen Ohligsmühle/Stadthalle eröffnet werden. Beim Ausbau wurde die Station saniert, wobei die Rolltreppen durch zwei Aufzüge ersetzt wurden und das Farbschema geändert wurde. Sie erschließt die westliche Innenstadt Elberfelds und den Johannisberg. | 29. Nov. 2003 (Modernisierung) | Ohligsmühle                           | Ohligsmühle                           |
| Hauptbahnhof Wuppertal Hbf (Döppersberg) Döppersberg (249–250)     | Elberfeld                | 11  | HBF    | Diese Station ist die verkehrsreichste Haltestelle; die heutige Haltestelle ersetzte einen zu klein gewordenen Vorgängerbau des Architekten Bruno Möhring. Ihr Baubeginn war 1925 zusammen mit dem Köbo-Haus, das gleichzeitig Geschäftshaus und Haltestelle ist. Sie erschließt die Innenstadt Elberfelds sowie den Wuppertaler Hauptbahnhof und den zugehörigen Busbahnhof am Hbf. | 20. März 1926                  | Hauptbahnhof                          | Hauptbahnhof                          |
| Kluse Kluse/Schauspielhaus Kluse-Bembergstraße (266–267)           | Elberfeld                | 12  | KLU    | Nachdem die Station beim Angriff auf Elberfeld im Juni 1943 ausgebrannt war, wurde sie nach dem Zweiten Weltkrieg nicht wieder in Betrieb genommen. Mit der Einstellung des Straßenbahnbetriebs im Jahr 1987 wurde der Neubau der Station geplant. | 26. März 1999                  | Kluse                                 | Kluse                                 |
| Landgericht Landgerichtsbrücke (294–295)                           | Elberfeld                | 13  | LAN    | Die Station wurde ab dem 18. September 2010 demontiert und anschließend formidentisch wieder aufgebaut. Sie erschließt die Gerichtsinsel, das Berufskolleg am Haspel und den Campus am Haspel der Bergischen Universität Wuppertal. | 20. Juni 2011                  | Landgericht                           | Landgericht                           |
| Völklinger Straße Kaiserbrücke (328–329)                           | Barmen                   | 14  | VKL    | Die Station wurde ab dem 22. Oktober 2011 demontiert und anschließend formidentisch wieder aufgebaut. Sie erschließt einen Teil Unterbarmens. Auch die Arbeitsagentur und das Polizeipräsidium Wuppertal sind über diese Station zu erreichen. | 21. Mai 2012                   | Völklinger Straße                     | Völklinger Straße                     |
| Loher Brücke (Junior Uni) Loher Brücke (355–356)                   | Barmen                   | 15  | LOH    | Die Station erschließt einen Teil Unterbarmens mit der Unterbarmer Hauptkirche und die Stadtquartiere Loh und Kothen. Seit der 2013 erfolgten Eröffnung des Neubaus der Junior-Uni Wuppertal direkt neben der Station trägt sie den Namenszusatz Junior Uni. | 14. Nov. 2000                  | Loher Brücke                          | Loher Brücke                          |
| Adlerbrücke Adlerbrücke/Opernhaus Adlerbrücke (374–375)            | Barmen                   | 16  | ADL    | Die Station erschließt vor allem die Stadtquartiere Loh, Rott und Kothen. | 12. Juni 1999                  | Adlerbrücke                           | Adlerbrücke                           |
| Alter Markt Rathausbrücke (399–400)                                | Barmen                   | 17  | ALT    | Die Station Alter Markt ist die wichtigste Station Barmens. Nach zunächst provisorischem Wiederaufbau nach dem Zweiten Weltkrieg ging der heutige Bau im April 1967 in Betrieb. Die Station erschließt Barmens Fußgängerzone und das Rathaus Barmen. | 3. Nov. 2003 (Modernisierung)  | Alter Markt                           | Alter Markt                           |
| Werther Brücke (425–426)                                           | Barmen                   | 18  | WER    | Die Station erschließt die Barmer Innenstadt von Osten. Sie wurde als schönste der verbliebenen Alt-Stationen beschrieben und besaß als einzige noch deutliche Jugendstil-Elemente. Im Jahr 1984 wurde die mittlerweile stark verschlissene Station umfassend restauriert. In den Herbstferien 2012 wurde sie demontiert und anschließend formidentisch wiederaufgebaut, jedoch durch Aufzüge ergänzt. | 12. Aug. 2013                  | Der Neubau der Station Werther Brücke | Der Neubau der Station Werther Brücke |
| Wupperfeld Schillerbrücke (444–445)                                | Oberbarmen               | 19  | WUP    | Die Station erschließt den westlichen Teil Oberbarmens (Wupperfeld) mit der Alten Kirche Wupperfeld, der Immanuelskirche sowie das Stadtquartier Heidt. | 9. Juli 2002                   | Wupperfeld                            | Wupperfeld                            |
| Oberbarmen Bf Oberbarmen Bf/Berliner Platz Rittershausen (465–466) | Oberbarmen               | 20  | OBB    | Die östliche Endstation erschließt Oberbarmen. Sie wurde zusammen mit der östlich angrenzenden Wagenhalle demontiert und anschließend neu erbaut. Im vorderen Teil der Wagenhalle befindet sich nun eine direkte Wendeanlage. Nahe der Station befinden sich der Bahnhof Oberbarmen sowie ein wichtiger Busbahnhof. | 22. Okt. 2012                  | Oberbarmen Bf                         | Oberbarmen Bf                         |

### Depots und Werkstätten

#### Depot und Fahrzeugwerkstatt Vohwinkel

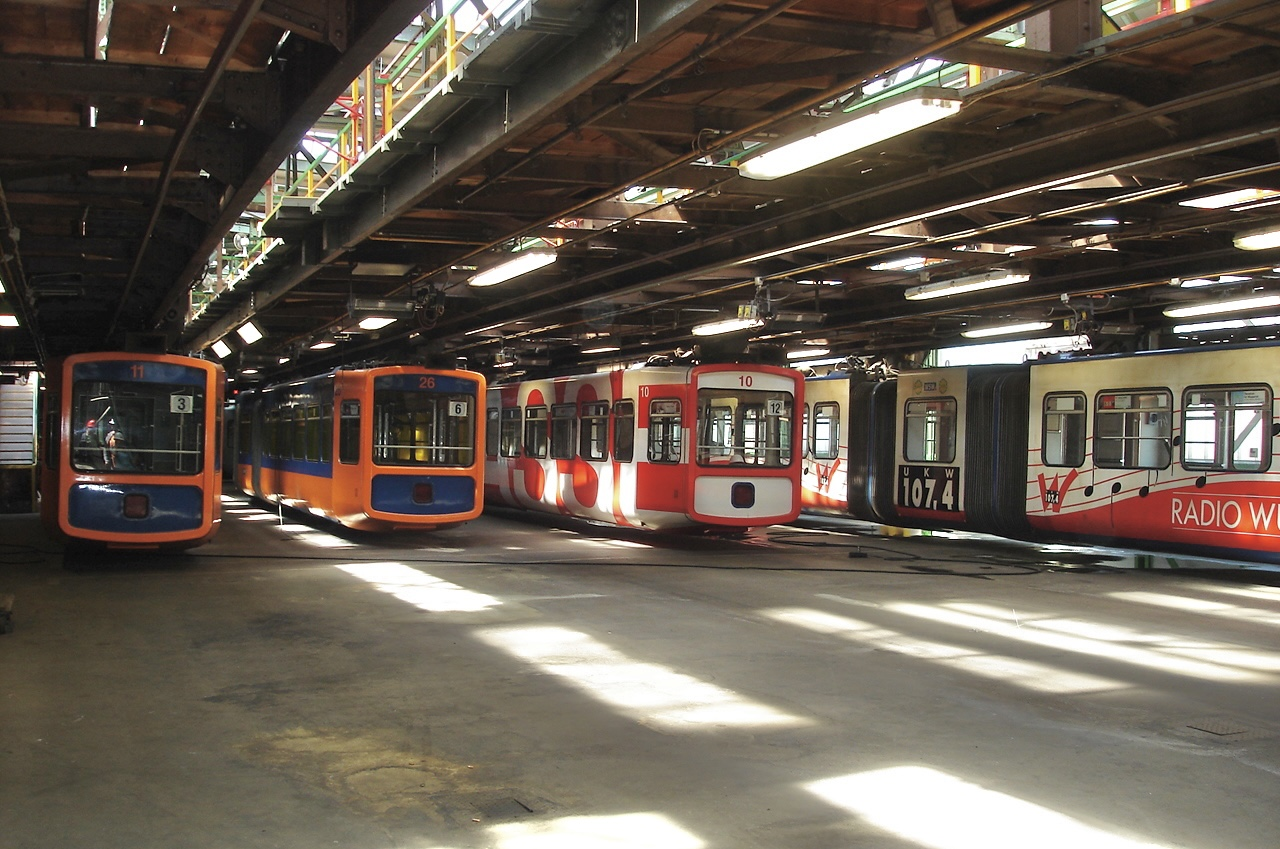
Vier der insgesamt acht Gleise im Depot Vohwinkel

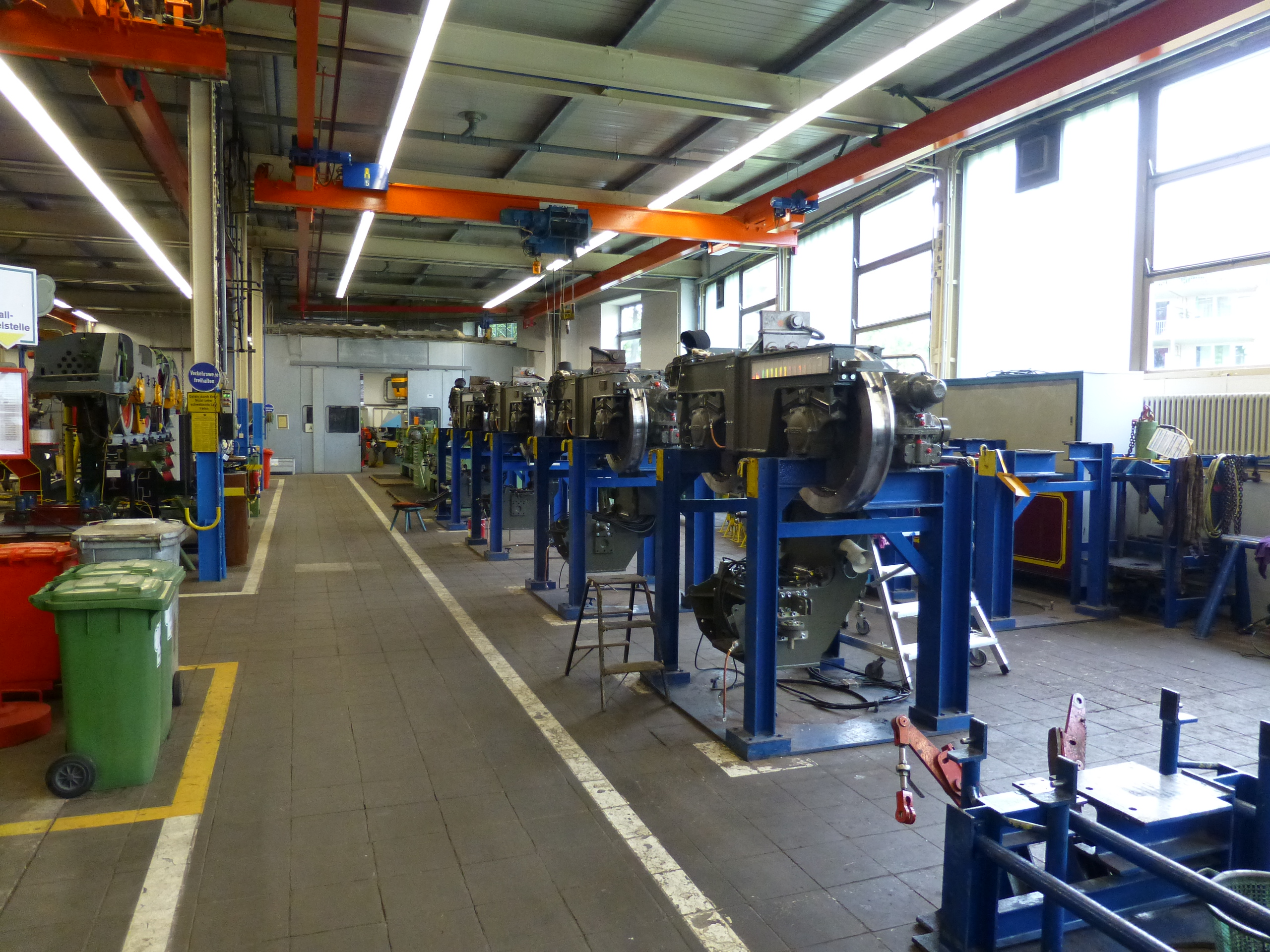
Fahrzeugwerkstatt

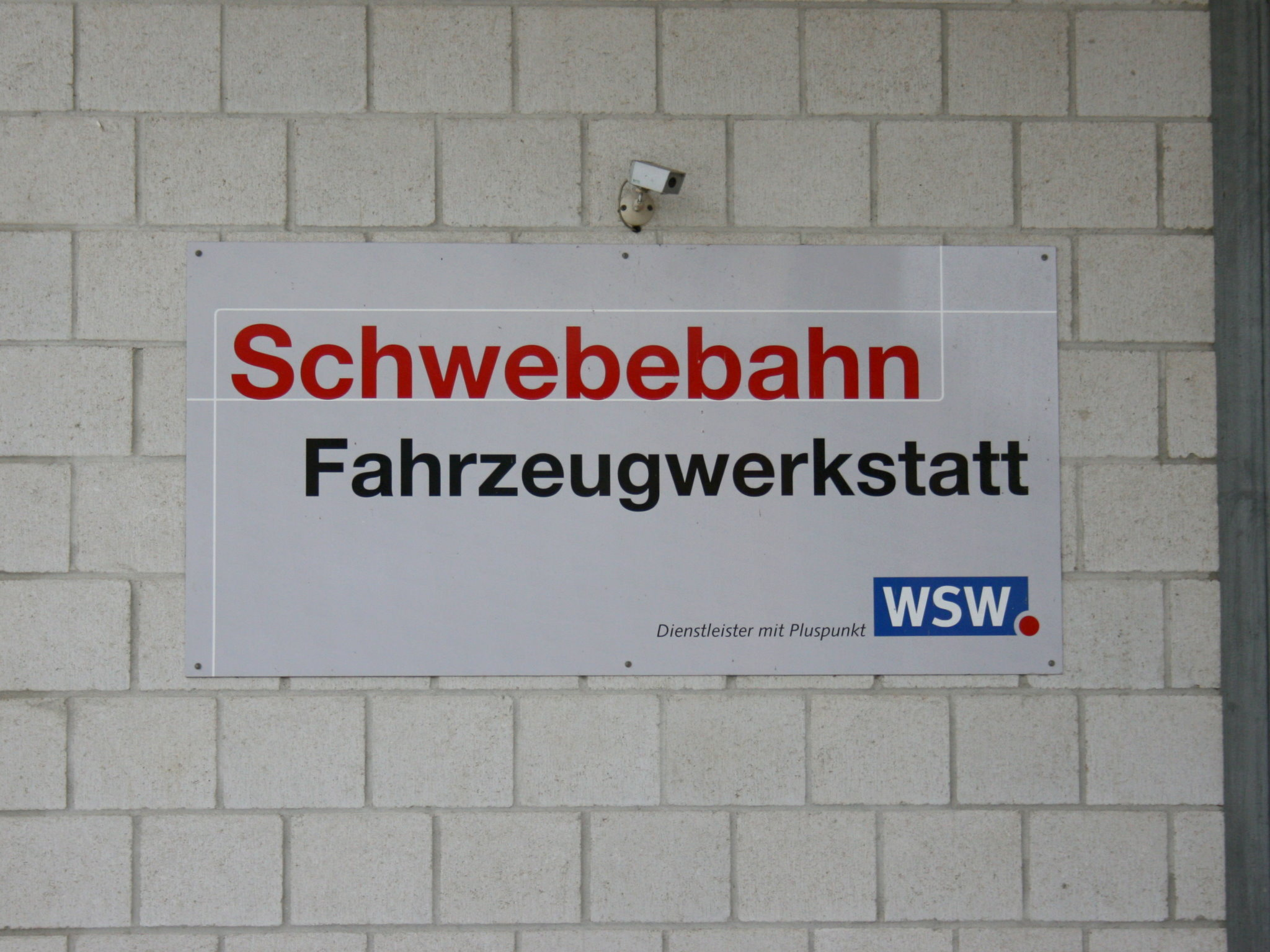
Zugang zur Fahrzeugwerkstatt

Betrieblicher Mittelpunkt der Schwebebahn ist das dreigeschossige Depot Vohwinkel an der Vohwinkeler Straße 22, im Anschluss an die dortige Endstation. Die achtgleisige, 74 Meter lange und 35 Meter breite Anlage gliedert sich wie folgt:
- Erdgeschoss: Fahrzeugwerkstatt, unter anderem für Hauptuntersuchungen, die alle acht Jahre oder nach 500.000 Kilometern erfolgen, sowie Möglichkeit zur Absenkung der Wagen vom inneren Depotgleis aus durch einen Aufzugschacht in der Zwischendecke. Darüber hinaus befinden sich eine Drehbank für die Räder sowie die Lackiererei auf der Straßenebene.
- Erstes Obergeschoss: Abstellflächen für bis zu 19 Gelenkwagen, beziehungsweise ursprünglich 26 Einzelwagen, auf zwei durchgehenden und vier Stumpfgleisen.
- Zweites Obergeschoss: Wartungen und kleinere Reparaturen an den Drehgestellen, hierfür stehen Arbeitsbühnen sowie Revisionsstege in Laufwerkshöhe zur Verfügung.

Komplette Gelenkwagen können dabei nicht auf unterschiedliche Ebenen bewegt werden, sondern müssen dafür vorher zerlegt werden. Bei der Generation 15 ist dies durch die viele Elektrik in den Gelenken sehr aufwendig. Das Untergeschoss diente früher auch als Straßenbahndepot. In der Wagenhalle sind die Fahrschienenträger direkt an der Deckenkonstruktion aufgehängt. Bei einer Hauptuntersuchung dieses Tragwerks wurden 2019 Verformungen festgestellt. Dabei waren die Flacheisen zur Aufnahme der Lasten zwischen den Streben aufgrund der dynamischen Belastungen beim Rangieren teilweise verbogen. 2022 wurde das Tragwerk durch Verstärkungsmaßnahmen für einen Weiterbetrieb der Wagenhalle aus der Gründungszeit von 12 bis 15 Jahren ertüchtigt. Dabei wurden die Tragfähigkeit der Flachstähle mit zusätzlichen Bauteilen wiederhergestellt und der Fahrweg im hinteren Bereich der Halle durch neue T-Träger verstärkt. Außerdem wurde gegen Tauben vorgegangen, indem alle Mauerabsätze und andere Nistmöglichkeiten mit Aluminiumprofilen verkleidet wurden.
Im Mai 2024 stellten die WSW Pläne für einen deutlich größeren Neubau des Bauwerks für rund 120 Millionen Euro vor, in dem die Bewegung kompletter Gelenkwagen auf unterschiedliche Ebenen ermöglicht wird. Demnach sollen in einer ersten Bauphase ab 2026 ohne Beeinträchtigung des Schwebebahnbetriebs im Bereich der Langen Brücke ein neues Umspannwerk und Sozialräume gebaut werden. In einer zweiten Bauphase mit vorgesehenem Beginn 2029 und einer zwischen zwölf und 15 Monaten dauernden Betriebseinstellung der Schwebebahn soll die Wagenhalle abgerissen und der Neubau mit neun Gleisen und drei Wendeschleifen errichtet werden. In ihm sollen 21 Gelenkwagen abgestellt werden können, vier weitere sollen gleichzeitig gewartet werden können. Für den Fall einer Verzögerung im ersten Bauabschnitt würde der zweite Bauabschnitt verschoben werden, um einen Schwebebahnverkehr während der Bundesgartenschau 2031 nicht zu gefährden. Aufgrund des Denkmalschutzes der Schwebebahn, der auch die Wagenhalle einschließt, wurde bei der Unteren Denkmalbehörde ein Abrissantrag gestellt.

#### Depot Oberbarmen

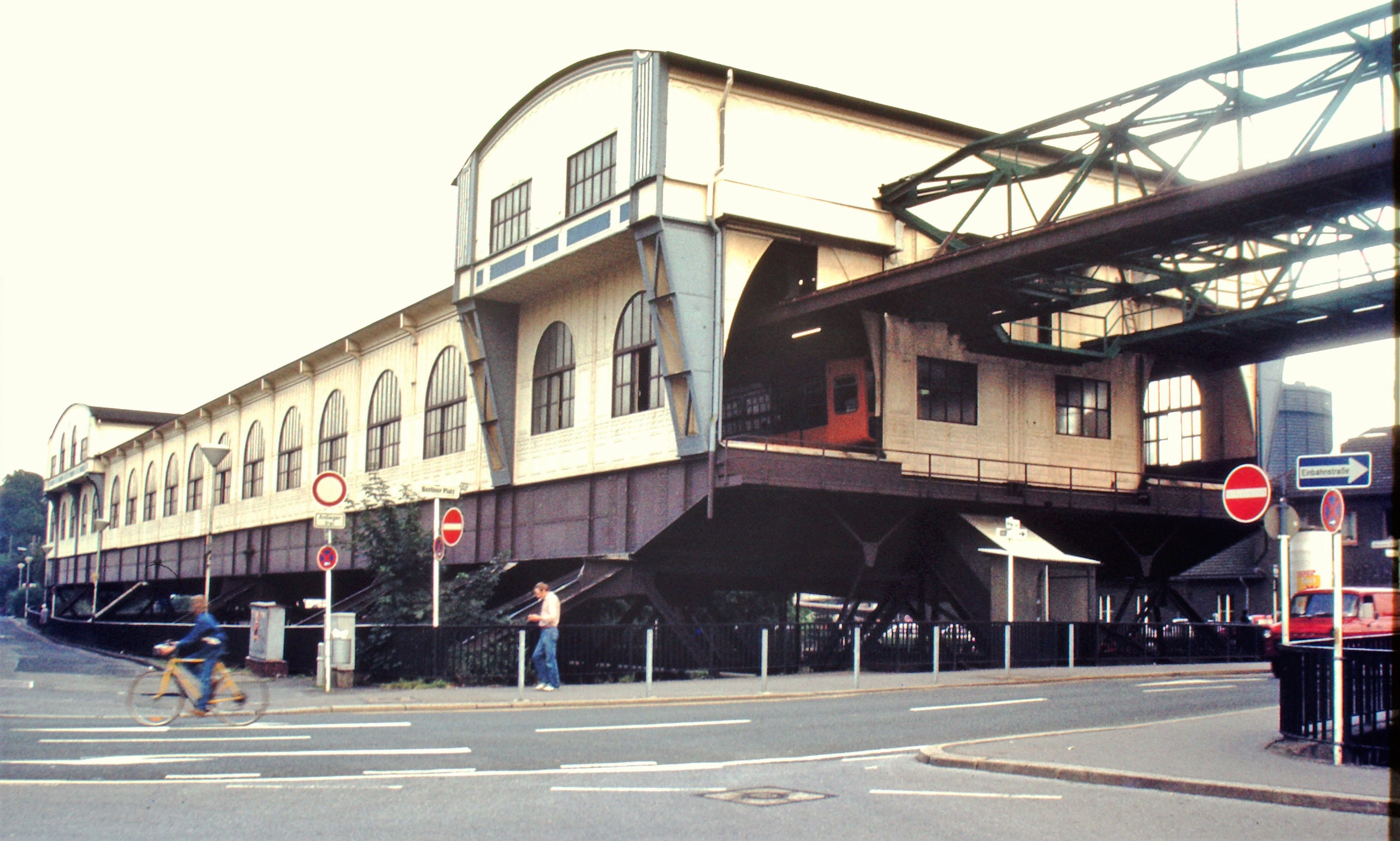
Gesamtansicht des Depots Oberbarmen im Jahr 1984, dort wendende Züge mussten damals die gesamte Wagenhalle durchfahren

Grundriss der 2012 neu erbauten Wagenhalle Oberbarmen

Hinter der anderen Endstation liegt über der Wupper im Bereich der Stützen 468 bis 472 das Depot Oberbarmen mit der Anschrift Rittershauser Brücke 1. Dort können auf einem durchgehenden und drei Stumpfgleisen bis zu 15 Gelenkwagen abgestellt werden. Die Anlage verfügt über ein Tonnendach und wurde bei ihrem Neubau um 30 Meter verlängert. Bis zum Umbau fanden dort nur acht Schwebebahnzüge Platz.

#### Werkstatt Elberfeld
Die Werkstatt für die Bahnkonstruktion und sonstige Technik, hierunter fällt die Schienenpflege und Haltestellenwartung sowie die stromversorgenden Anlagen, befindet sich in Elberfeld. Diese sogenannte Abteilung Bauliche Anlagen residiert in der Gutenbergstraße 50 im Ortsteil Arrenberg.

### Wendeanlagen
Über die Jahre verfügte die Schwebebahn über folgende Wendeanlagen, wobei alle Wendeschleifen gegen den Uhrzeigersinn und ohne Fahrgäste durchfahren werden beziehungsweise wurden:

#### Kluse
Die provisorische Wendeschleife östlich der Station Kluse, die einen Radius von neun Metern hatte, ging zusammen mit dem ersten Abschnitt der Schwebebahn am 1. März 1901 in Betrieb, vorübergehend endeten dort alle ostwärts fahrenden Züge. In Folge der Erweiterung nach Oberbarmen konnte die Kehre nicht mehr benutzt werden und wurde daher in der nächtlichen Betriebspause vom 26. auf den 27. Juni 1903 durchtrennt. 1951 folgte schließlich die endgültige Demontage der noch verbliebenen Reste.

Die Wendeschleife Kluse kurz vor der Fertigstellung, 1899
Die Wendeschleife Kluse im Jahr 1902, die weiterführende Strecke ist bereits fertiggestellt, aber noch nicht angeschlossen
Die Ehemalige Wendeschleife Kluse nach ihrer Durchtrennung durch die beiden weiterführenden Streckengleise

#### Zoologischer Garten

Wagen 10 unterquert im Zuge der Wendeschleife Zoologischer Garten gerade die beiden Streckengleise

Skizze der ehemaligen Wendeschleife Zoologischer Garten, die beiden an das Schleifengleis angeschlossenen Abstellgleise wurden jedoch nie realisiert

Die ehemalige Zwischenwendeschleife südlich der Station Zoologischer Garten, zeitgenössisch auch als Umkehr-Weiche bezeichnet, ging ebenfalls zusammen mit dem ersten Abschnitt der Schwebebahn am 1. März 1901 in Betrieb. Dort kehrten anfangs alle regulären Kurse, nur die Aus- und Einrücker von und zum Depot befuhren nicht das Schleifengleis. Die am Zoologischen Garten endenden Züge fädelten dabei nach rechts aus dem Streckengleis Richtung Vohwinkel aus, verloren anschließend stark an Höhe, um schließlich beide Streckengleise unterqueren zu können. Anschließend fädelten sie auf der anderen Seite der Strecke wieder in das Regelgleis Richtung Oberbarmen ein.
Eine der schwierigsten und wichtigsten Aufgaben beim Bau der Schwebebahn war die Konstruktion der Weichen, von deren Zweckmäßigkeit und Sicherheit der gesamte Betrieb abhängt. Maßgeblicher Gesichtspunkt ist dabei, dass die Nebengleise mit ihren Weichen samt Aufhängekonstruktion und Bewegungseinrichtung nicht in das Fahrprofil eines Wagens hineinragen, der auf dem durchgehenden Hauptgleis unterwegs ist. Während es sich bei Standbahnen, gemäß der beim Bau gültigen preußischen Normalien, beispielsweise nur um einen Spielraum von 65 Millimetern handelt, der einzig und allein für den Spurkranz des auf den Schienen des Muttergleises laufenden Rades erforderlich ist, so beträgt bei der Schwebebahn das Mindestmaß, auf welches das Nebengleis bis an das Hauptgleis herangeführt werden darf, rund 1200 Millimeter. Um die Weichenzunge nicht undurchführbar lang werden zu lassen, musste der Krümmungshalbmesser mit acht Metern möglichst klein gewählt werden.
Die aufklappenden Weichenzungen waren ebenfalls acht Meter lang. An diese schloss sich das Nebengleis an, das, nachdem ein Abstand von 6,75 Metern bis zur Hauptgleisachse erreicht war, parallel zu dieser geführt wurde. Die Kehre selbst hatte einen Halbmesser von nur acht Metern. Um im Kreuzungsbereich über dem Schleifengleis den erforderlichen Lichtraum von mindestens dreieinhalb Metern Höhe für das Fahrprofil der beiden Hauptgleise zu gewährleisten, war zur Erzielung des Höhenunterschieds zwischen Weichenspitze und Kreuzung ein starkes Gefälle von 1:22 auf einer Länge von 75 bis 80 Metern erforderlich. Der gerade Teil der Nebengleise wurde dabei von einem ähnlichen Träger getragen, wie er auch bei den Hauptgleisen Verwendung fand. Das Übergangsstück bis zur Weiche war hingegen unmittelbar an einem Joch aufgehängt, ebenso war der die Weichenzunge tragende und bewegende Mechanismus dort gelagert.
Alle Joche von der Abzweigungsstelle bis hinter die Kehre mussten wesentlich breiter sein als ein gewöhnliches Joch, da zwischen ihren Schenkeln die vier Gleise Platz anzuordnen waren. Die Weichenzunge bestand aus einem genieteten Träger, der im geöffneten Zustand, außer an seinem Drehpunkt, noch in zwei Metern Entfernung von diesem durch einen an ihm angreifenden Gelenkarm gestützt wurde. Dieser Arm war mit einem gezahnten Kreissektor fest verbunden, der sich um dieselbe lotrechte Achse drehte, wie die Weichenzunge und durch ein kleines Zahnrad in Bewegung gesetzt werden konnte. Im geschlossenen Zustand legte sich die Weichenzunge flach gegen die Schiene und den Fahrschienenträger des Hauptgleises, die zu diesem Zwecke entsprechend geformt waren. Die Weichenzunge umfasste dann mit den beiden Backen ihres gussstählernen Kopfes den Fahrschienenträger des Hauptgleises und wurde mit diesem verriegelt. Außerdem schob sich der Zungenträger mit der Vertiefung zwischen Weichenspitze und Drehpunkt über den aus dem Fahrschienenträger am Hauptgleis heraustretenden hinteren Zapfen, sodass hier nun noch ein vierter Stützpunkt vorhanden war. Aufgrund der doppelten Spurkränze war es nötig, die Spitze der Weichenzunge, wie bei einer Kletterweiche, um 75 Millimeter ansteigen zu lassen und auf den Kopf der, ununterbrochen durchgehenden, Hauptschiene aufzulegen. Dadurch konnte der innere, dem Nebengleis gegenüber liegende, Spurkranz über diese hinweggehoben werden.
Die Schleife am Zoologischen Garten war das Ergebnis wirtschaftlicher Überlegungen, nicht jeden Zug über die Landstrecke nach Vohwinkel fahren zu lassen. Sie erwies sich jedoch als Fehlkalkulation. Zum einen sorgte die Aufnahme des Regelbetriebs nach Vohwinkel von Beginn für hohe Fahrgastzahlen, die es nicht opportun erscheinen ließen, den Verkehr wie ursprünglich geplant zu brechen. Zum anderen konnte die, ohnehin schwer zu befahrende, Kehre nur von Einzelwagen benutzt werden, die in der Steigung nicht zum Halten kommen durften. Darüber hinaus hatte die Passage der Kletterweichen mit größter Vorsicht und Aufmerksamkeit zu erfolgen. Schlussendlich stimmte das Lichtraumprofil der Durchfahrt von und nach Vohwinkel nicht, wenn ein defekter Wagen, entgegen den Vorschriften, im Bogen der Kehre stehen blieb. Der gesamte Kehrbereich war ohne Halt zu durchfahren.
Des Weiteren hatte sich die Continentale nachträglich darauf festgelegt, die Prinzipien der 1900 eröffneten Pariser Métro zu verfolgen, einen Zug stets von einem zum anderen Endpunkt der Strecke verkehren zu lassen. Somit verlor die Zwischenwendeschleife mit vollständiger Inbetriebnahme des Abschnitts Vohwinkel–Zoologischer Garten am 24. Mai 1901 wieder an Bedeutung. Im weiteren Verlauf des Jahres 1901 sowie im Jahr 1902 wurde sie nur noch sporadisch benutzt, um schließlich 1903 endgültig aufgelassen zu werden. 1951 wurde sie zwecks Ersatzteilgewinnung demontiert.

#### Vohwinkel
Die am 24. Mai 1901 eröffnete Wendeschleife Vohwinkel befindet sich zwischen der Haltestelle einerseits und dem Depot andererseits und dient den fahrplanmäßigen Kursen zum Wenden. Die ebenfalls seit dem 24. Mai 1901 existierenden Hallenkehrgleise, das Gleis IV außen und das Gleis III innen, werden hingegen ausschließlich für Rangierfahrten benutzt. Das, noch weiter innen liegende, ehemals dritte Kehrgleis, das Gleis II, ist jedoch seit den 1970er Jahren gesperrt, weil es mit seinem Radius von acht Metern von den seither eingesetzten Gelenkwagen nicht befahren werden kann. Eine Kehrmöglichkeit über diese hatten darüber hinaus nur Einzelwagen. Die anfangs vorhandene sogenannte Hofkehre für Rangierfahrten von Wagenhalle zu Wagenhalle wurde hingegen 1948 entfernt, da sie nicht mehr benötigte wurde. Letztere diente zudem dazu, auch dann Wagen aus der Wagenhalle holen oder dorthin bringen zu können, wenn eine der beiden regulär benutzten Weichen defekt war.

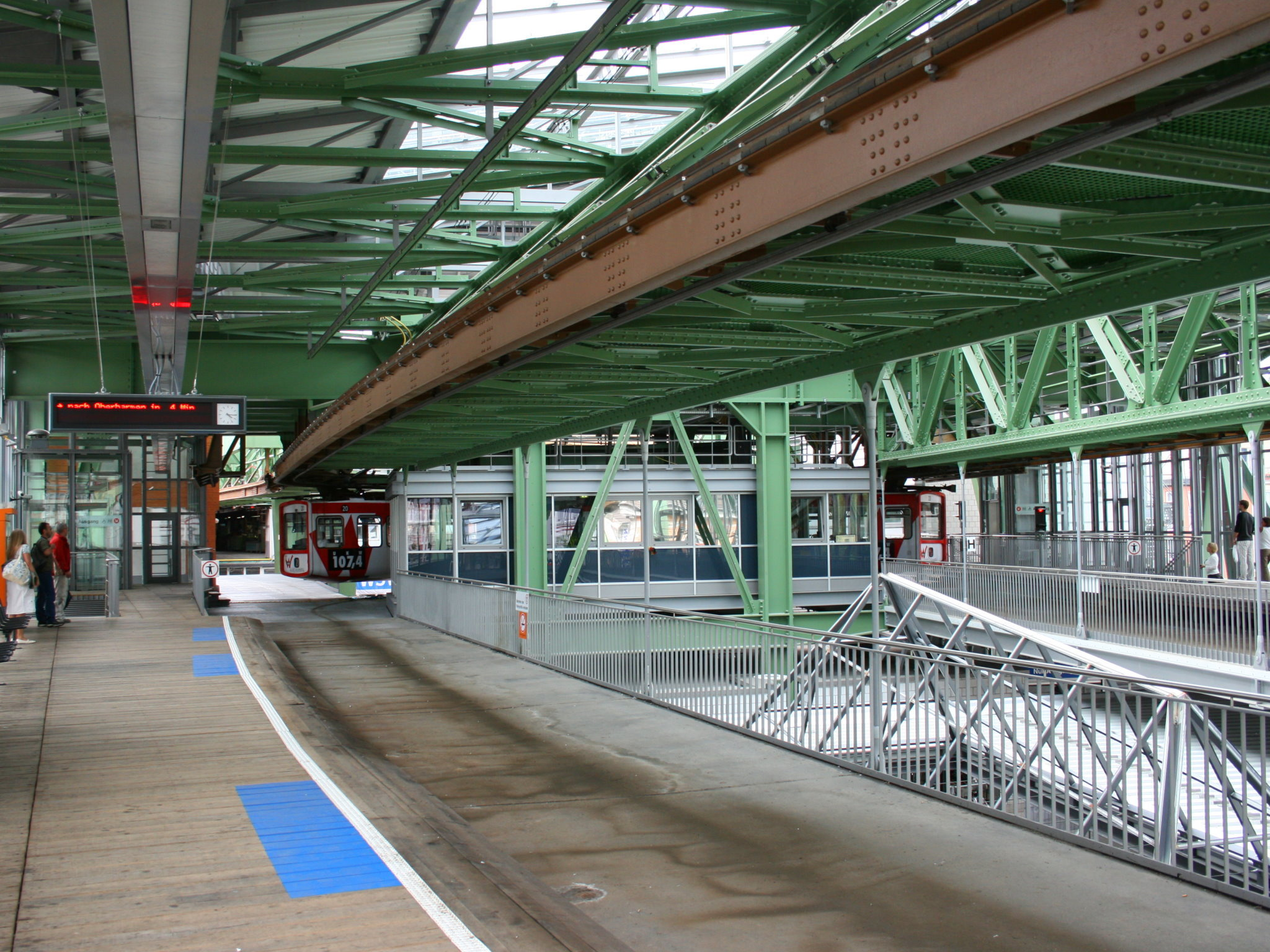
Ein Zug beim Wenden in Vohwinkel
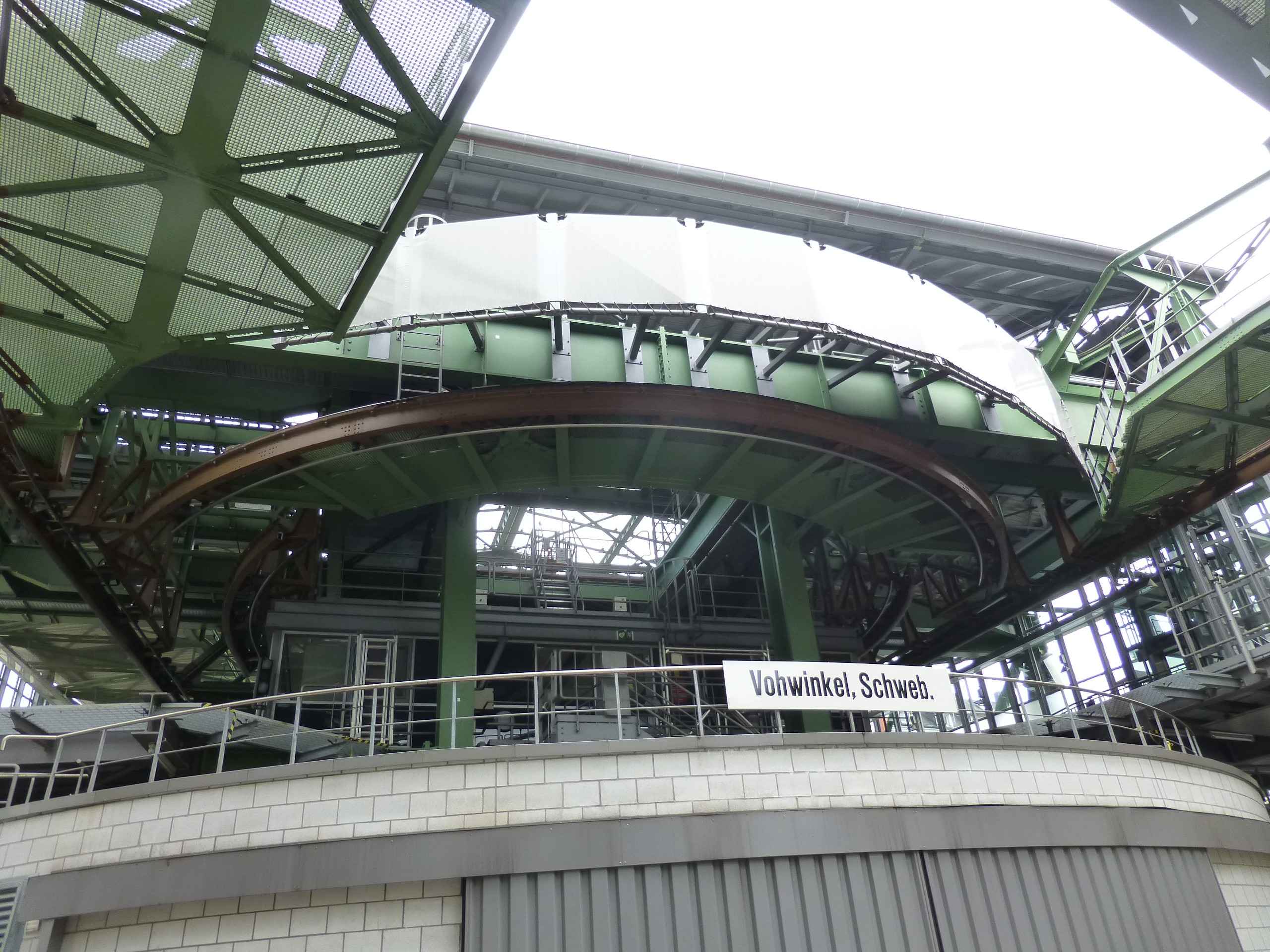
Die Wendeschleife Vohwinkel vom Depot aus betrachtet

#### Oberbarmen
Das am 27. Juni 1903 in Betrieb genommene Depot Oberbarmen hatte ursprünglich drei Schleifengleise im hinteren Bereich, eines von ihnen war dabei das reguläre Schleifengleis für alle Regelkurse. Ursprünglich sollte auch die Endstation Rittershausen, analog zu Vohwinkel, von Beginn an eine zusätzliche Kehrmöglichkeit zwischen Bahnsteigbereich und Wagenhalle erhalten. Doch wurde diese noch während des Baus verworfen, nachdem Analysen der ersten beiden Betriebsjahre ergeben hatten, dass der geschlossene Kreislauf verspätungsanfällig war, weil sich Verzögerungen stets auch auf die Gegenrichtung übertrugen. Um dem entgegenzuwirken, mussten alle Regelkurse die lange Depotdurchfahrt mit 5 km/h passieren, das heißt sie wurden künstlich verzögert. Dadurch ergab sich im Fahrplan eine überschlagene Wende, die eine pünktliche Rückfahrt Richtung Vohwinkel erleichterte.
Im Zuge des Neubaus der Wagenhalle wurde schließlich doch noch eine vordere Kehrschleife errichtet, die drei hinteren Schleifengleise dienen nur noch dem Rangierbetrieb. Seither müssen ferner die Fahrgäste der historischen Sonderfahrten mit dem Kaiserwagen den Zug in Oberbarmen nicht mehr verlassen, sondern dürfen ausnahmsweise während der Schleifenfahrt im Fahrzeug bleiben.

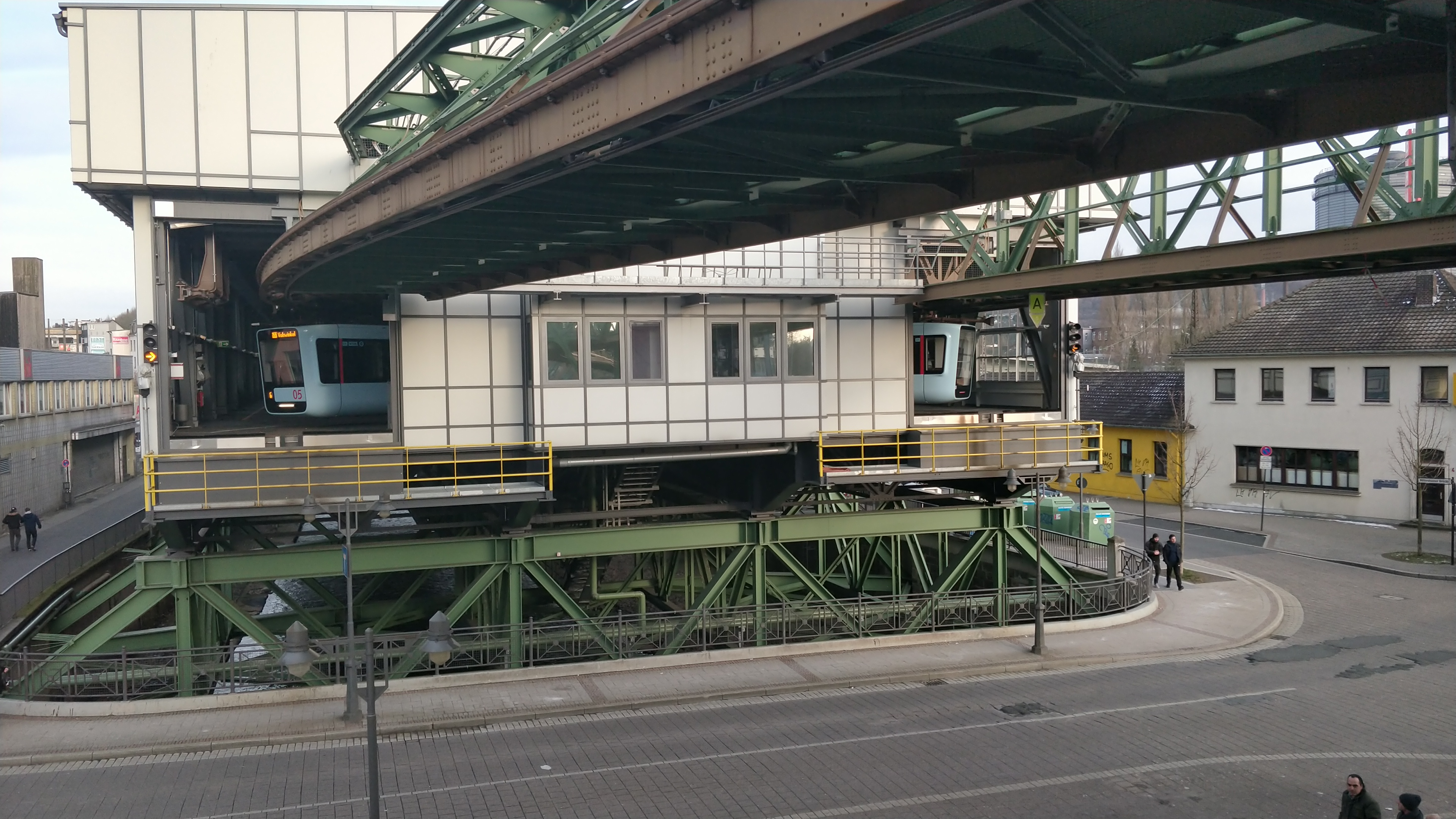
Ein Zug beim Wenden in Oberbarmen; die Möglichkeit, ohne Depotdurchfahrt umzukehren, besteht seit 2012.
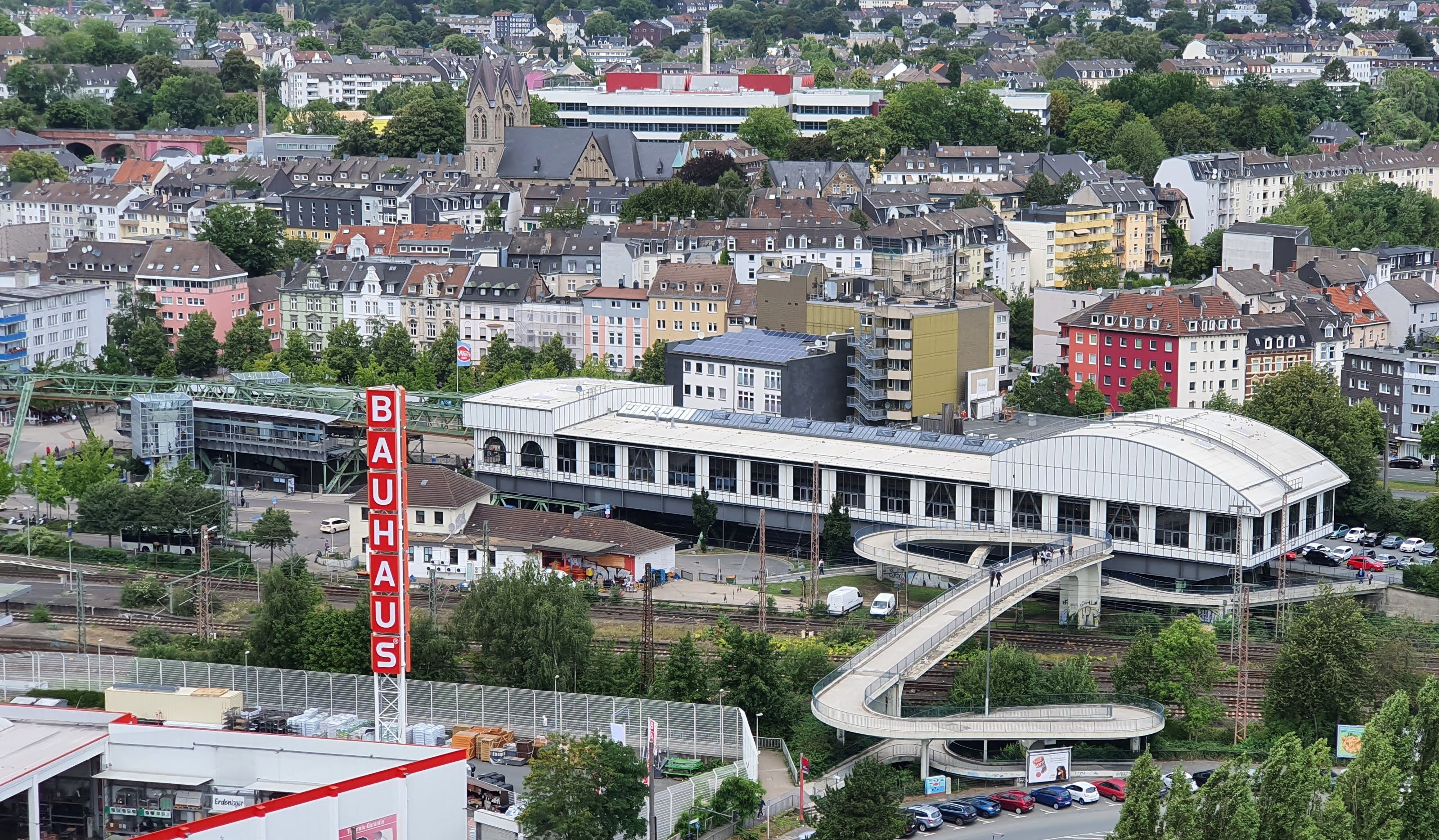
Endstation Oberbarmen mit Wagenhalle
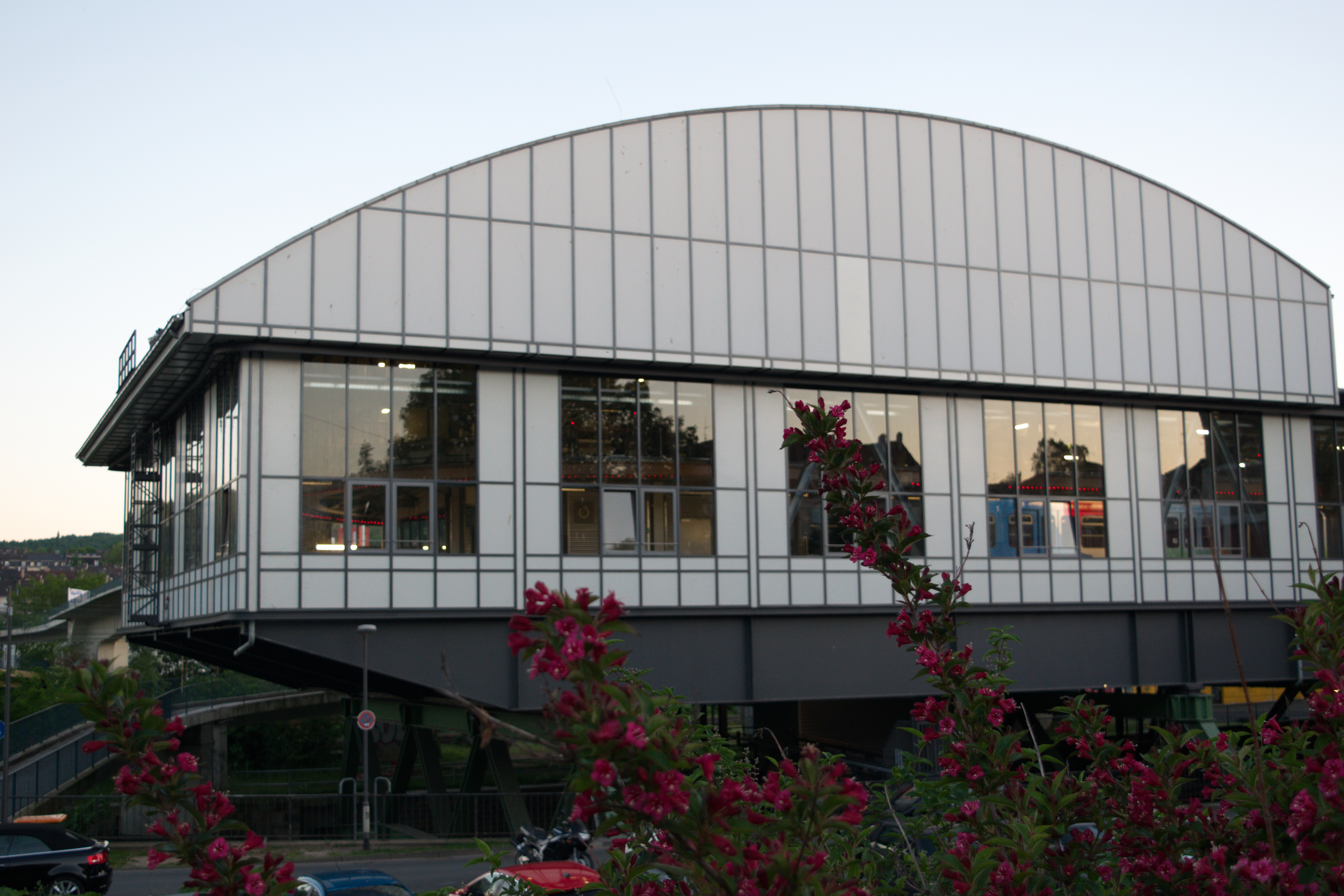
Detailansicht des Streckenendes in Oberbarmen

#### Drehscheibe Zoo/Stadion
Nach Inbetriebnahme der Ost-West-S-Bahn erwarteten die Wuppertaler Stadtwerke, vornehmlich im Spätverkehr sowie außerhalb der Hauptverkehrszeiten, perspektivisch eine weitere Abschwächung der Verkehrslast auf der Landstrecke. Um auch in den betriebsärmeren Zeiten einen effizienteren Wagenumlauf zwischen Oberbarmen und Zoo/Stadion zu gewährleisten, und die Attraktivität des Gesamtbetriebs zu steigern, beschloss deren Aufsichtsrat deshalb 1970 den erneuten Bau einer Zwischenwendemöglichkeit beim Zoo – diesmal in Form einer hängenden, platzsparenden Drehscheibe. Auch eine starke Frequentierung der Haltestelle Zoo/Stadion wurde hierbei einkalkuliert, ebenso die damals untersuchte Verlängerung nach Nächstebreck, die eine stärkere Frequenz der Schwebebahn zwischen Oberbarmen und Elberfeld nach sich gezogen hätten. Ein weiterer großer Vorteil der Drehscheibe war, dass bei Bauarbeiten auf der Landstrecke fortan nicht mehr der Gesamtbetrieb eingestellt werden musste.
Der Einbau der Drehscheibe erfolgte zwischen den Stützen 104 und 105, wo auch schon die Ein- und Ausfahrweichen der alten Kehre von 1901 lagen, bei gleichzeitiger Berücksichtigung der Steigung für den Übergang auf die Landstrecke. Demnach musste die neue Wendeanlage als Gesamtes in das Gefälle gebaut werden, dieses wurde zwangsläufig beibehalten. Die Baumaßnahme erforderte die Einstellung des gesamten Schwebebahnverkehrs vom 28. August 1974 bis zum 5. September 1974, die Baukosten beliefen sich auf 668.000 D-Mark. Am Bau beteiligt waren: für den Stahlanteil das MAN-Werk Gustavsburg, für die Hydraulik Rexroth und für die Signaltechnik das Siemens-Werk Braunschweig. Da die Drehscheibe von vornherein auf das Lichtraumprofil der Gelenkwagen der Baureihe 72 abgestimmt worden war, mussten zum 5. September 1974 die Gelenkwagen-Prototypen 101 und 102 sowie der letzte im Originalzustand verbliebene Zug der Baureihe 50, das Gespann mit den Nummern 67 und 68, außer Betrieb genommen werden.
Die als Drehbrücke konstruierte Anlage bestand aus einem um 180° drehbaren Streckensegment, auf dem jeweils ein Zug – samt beider Streckengleise – in die Gegenrichtung gedreht werden konnte. Der ringförmige Hohlkastenträger ruhte auf vier Armstützen und trug die Drehbrücke mit den Fahrschienen sowie die Maschinenkabinen für Hydraulik und Elektrik. Unproblematisch konnte zudem ein Abstellgleis für die Hinterstellung von maximal zwei Zügen installiert werden, da der Platz hierfür durch die ehemalige Schleife vorgegeben und die Ankerstütze 103a/b in unmittelbarer Nähe vorhanden war. Das Abstellgleis war mit einem Notbahnsteig für ausschließlich betriebliche Zwecke versehen. Die Zufahrt erfolgte von der Drehbrücke aus. Die Wendeanlage trennte die Fahrstraße sowie die Signal- und Sicherheitsanlagen auf.
Nach entsprechend langen Prüfungen und notwendigen Vorbereitungen des Standortes Zoo/Stadion musste eine herkömmliche Kehrschleife aus städtebaulichen Gründen außen vor bleiben. Diese hätte gemäß Sicherheitsbestimmungen das Kehren eines Zuges in einer Zeitlücke, zwischen zwei Zügen aus der Gegenrichtung, zugelassen. Die Neuanlage erforderte hingegen ein Höchstmaß an Sicherheitseinrichtungen und stellte damit ein Novum dar, Vergleichbares war nicht vorhanden. So musste beispielsweise die Annäherungsstrecke in neue Blockabstände, mit gleichzeitiger Geschwindigkeitsüberwachung bei 40–30–20–10 km/h, unterteilt werden. Das Nichteinhalten dieser Werte führte automatisch zur Zwangsbremsung eines Zuges.
Noch vor Inbetriebnahme der S-Bahn spielte die Drehscheibe bei Heimspielen des Wuppertaler SV eine große Rolle. Dieser war 1972 in die 1. Fußball-Bundesliga aufgestiegen und sorgte für ein entsprechendes Fahrgastaufkommen, das Stadion war damals mit bis zu 40.000 Zuschauern stets ausverkauft. Die neue Wendeanlage half den Besucheransturm zu bewältigen, nur jeder zweite Wagen fuhr bis nach Vohwinkel durch, die andere Hälfte konnte – anstatt leer weiter zu fahren – vorzeitig umkehren um erneut Zuschauer im schnelleren Takt zum Stadion zu bringen. Mit dem Abstieg des Vereins im Jahr 1975 ließ jedoch auch der Stadionverkehr schon früh wieder nach. Abgesehen davon wurde die Anlage vor allem im Rahmen des sogenannten „gebrochenen Verkehrs zu Schwachverkehrszeiten“ bis 1992 planmäßig genutzt. Das Fahrgastaufkommen auf diesem Abschnitt war damals, vor allem im Spätverkehr und außerhalb der Hauptverkehrszeiten, deutlich geringer als auf der restlichen Strecke. Bis Zoo/Stadion kurzgeführte Züge wurden üblicherweise mit einem zusätzlichen Steckschild „Oberbarmen Stadion-Zoo und zurück“ hinter der Frontscheibe gekennzeichnet.
Die Drehscheibe wurde jedoch nicht so häufig benötigt wie ursprünglich angenommen, da sich das Fahrgastaufkommen zwischen dem West- und Ostteil der Stadt später nicht mehr so stark unterschied wie noch beim Bauentscheid. Zudem bewährte sich die Anlage auch betrieblich nicht. So hatte sie den großen Nachteil, dass die Strecke während des Drehens in beiden Richtungen unpassierbar war. Zudem waren ihre Unterhaltungskosten zu hoch, um korrosionsbedingte Standschäden zu verhindern musste sie außerdem häufiger leer gedreht werden. Des Weiteren galt die Drehscheibe als störanfällig und blieb mitunter hängen oder es blieben Fahrzeuge stecken. Abgesehen davon gestaltete sich der Wendevorgang umständlich. Während des Drehvorgangs musste ein Mitarbeiter den Container auf der Drehbrücke aufsuchen. Die Gelenkwagen mussten zentimetergenau an die zum Halten vorgesehenen Punkte fahren, anschließend wurden die Schienen verriegelt. An den Innenseiten der Drehgestelle waren hierzu reflektierende Streifen angebracht, damit ihre genaue Position überprüft werden konnte.
Darüber hinaus zeigte sich ein ständiger Auslauf von Hydrauliköl, das zum Antrieb der Drehscheibe notwendig war. Da das ausgelaufene Öl in die Wupper gelangte, war dieser Zustand in den 1990er Jahren nicht mehr tragbar, weswegen die Wendeanlage stillgelegt wurde. Fortan diente sie, bis zu ihrem Abbau anlässlich des Gerüstneubaus im Jahr 2002, als normaler Teil des Fahrgerüstes.

## Wagen

### Allgemeine Beschreibung
Die Wagen der Schwebebahn zeichneten sich von Beginn an durch Wagenkästen in damals moderner Ganzstahlbauweise aus, während sich diese Konstruktionsart bei gewöhnlichen Schienenverkehrsmitteln erst rund um den Zweiten Weltkrieg durchsetzte. Die zum Bauzeitpunkt der Schwebebahn üblichen Holzwagenkästen schieden hingegen wegen der hängenden Last aus Gewichtsgründen aus. Als ungefederte Masse verblieben die Laufwerke über dem Wagendach, während der eigentliche Wagenkasten abgefedert ist. Die Aufhängung oder Verbindung des Hakens am Wagenkasten erfolgt über den sogenannten Querbaum oder einen festen Aufhängebügel, dem sogenannten Horn. Zudem hatten alle Schwebebahnwagen von Anfang an geschlossene Einstiegsplattformen.
Mit einer Breite von nur 2,1 Metern zu Beginn und 2,2 Metern bei allen ab 1950 in Dienst gestellten Generationen sind die Schwebebahnwagen zudem ungewöhnlich schmal für Schienenfahrzeuge, insbesondere für unabhängig trassierte Bahnen. So sind beispielsweise selbst die Fahrzeuge im gleich alten Kleinprofil-Netz der Berliner U-Bahn 2,3 Meter breit, gleiches gilt für die ersten Budapester U-Bahn-Wagen des Jahres 1896. Zudem sind die Wuppertaler Schwebebahnwagen im unteren Viertel des Wagenkastens noch etwas verjüngt beziehungsweise abgeschrägt, um beim Pendeln in den Stationen Kollisionen mit dem Bahnsteig zu verhindern. Wie bei vielen Straßenbahnwagen üblich sind außerdem auch bei allen Schwebebahnwagen Front- und Heckbereich verjüngt, um in den engen Wendeschleifen das Lichtraumprofil einhalten zu können.
Das eingeschränkte Lichtraumprofil der Schwebebahn erlaubt darüber hinaus keine Einbauten unter dem Wagenboden, wie sie bei Hochflurfahrzeugen allgemein üblich sind. Auf dem Dach wiederum ist deren Instandhaltung kompliziert, weil das direkt darüber liegende Gerüst den Zugang erschwert. Deshalb müssen elektrische Komponenten weitgehend im Wagen Platz finden. Alternativ behalf man sich schon ab der zweiten Fahrzeuggeneration mit sogenannten Widerstandsvorbauten, das heißt extern angebrachten Schaltkästen unterhalb des Führerstandsfensters. Erst bei der Generation 15, der ersten mit Klimaanlage, musste aufgrund der Zusatzgeräte für die Temperatursteuerung erneut auf Dachaufbauten zurückgegriffen werden.
Eine konstruktive Besonderheit eines Schwebebahnwagens ist die Tatsache, dass sein Schwerpunkt über dem Wagenkasten liegt, das heißt im Bereich der Drehgestelle respektive Laufwerke. Bei Wagen die abseits vom Gerüst auf dem Boden abgestellt werden sollen, müssen daher zunächst die Drehgestelle entfernt werden, um die Druckbelastung zu vermeiden. Andernfalls würden diese durch das Wagendach brechen.
Als weiteres charakteristisches Merkmal haben Schwebebahnwagen keinen Frontscheinwerfer. Als Spitzensignal diente jahrzehntelang nur die beleuchtbare Zugnummernanzeige, seit Einführung der Generation 15 ist es ein waagerechter Streifen aus weißen Leuchtdioden. Ein ebensolcher aus roten Dioden bildet bei dieser Baureihe das Zugschlusssignal.
Bei den dreiteiligen Gelenkwagen wird der vordere Teil mit dem Führerstand als A-Teil bezeichnet, der hintere Teil mit dem Heck als B-Teil und der türlose mittlere Teile als C-Teil. Das kurze C-Teil gleicht den Abstand der beiden anderen Wagenteile aus, es ist Voraussetzung für Kehrfahrten sowie die Passage enger Gleisbögen, sorgt aber gleichzeitig auch für die gewünschte zusätzliche Fahrgastkapazität bei gleichbleibender Gesamtlänge eines Zuges.

### Absturzsicherung

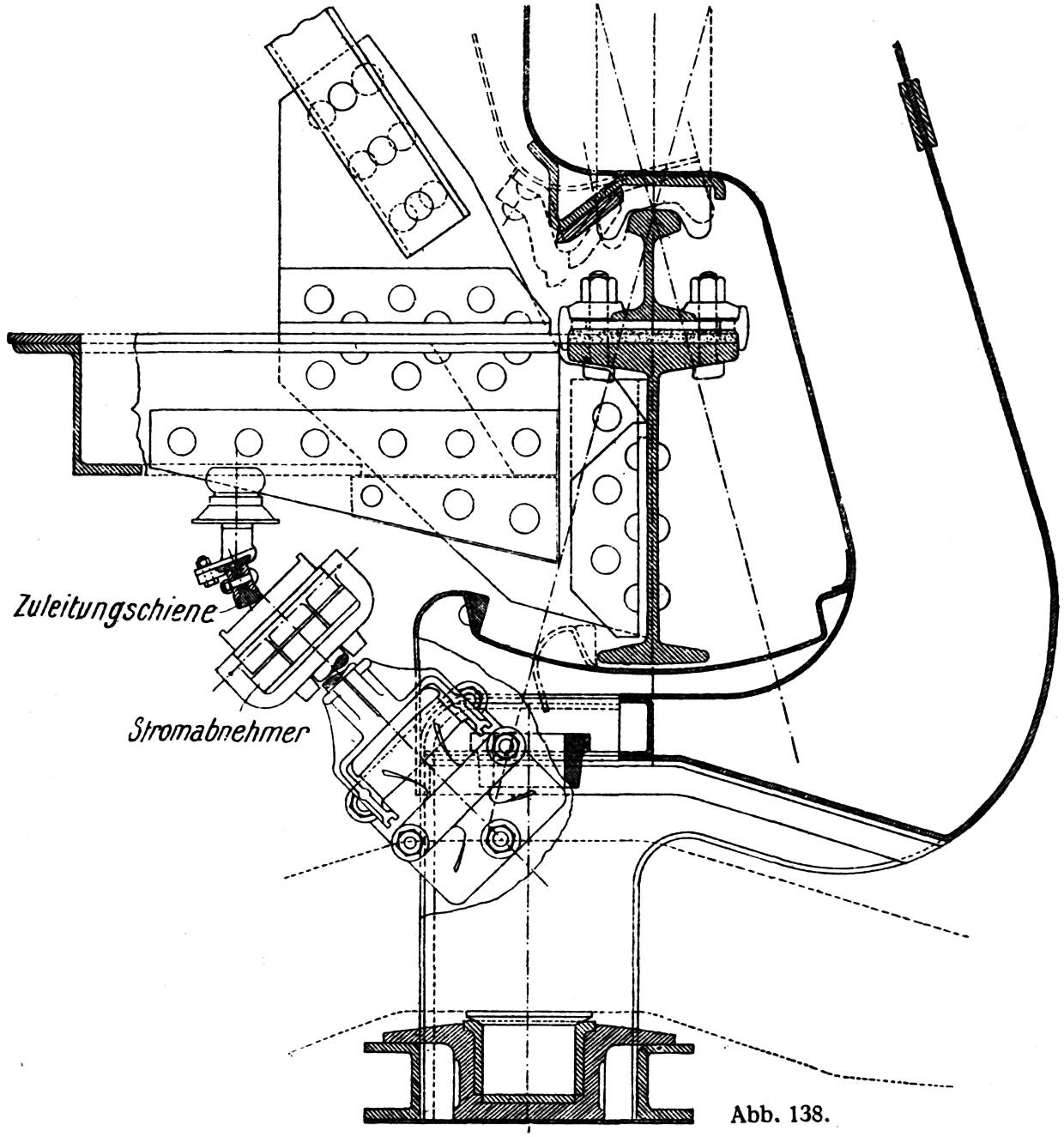
Der Drehgestell-Auffangbügel verhindert den Absturz des Wagens im Falle einer Entgleisung

Die Aufhängung der Wagen an den Drehgestellen, die gleichzeitig als Antriebssatz und Lastübertragungsteil dienen, muss zwei Anforderungen genügen. Einerseits muss sie so stark ausgeführt sein, dass infolge einer Entgleisung oder Aufkletterns das Herabstürzen eines Wagens selbst beim Bruch wichtiger Teile, also insbesondere Achsbruch oder Radbruch, ausgeschlossen ist. Die Sicherung wirkt dabei sowohl lot- als auch waagerecht. Andererseits muss sie den Fahrzeugen den erforderlichen Spielraum gewähren, um seitlich bis zu 15° frei ausschwingen zu können. Diese, auch Aushebesicherung, Auffangbügel, Aufhängebügel, Tragbügel oder Greifer genannte, Konstruktion besteht daher aus einem, besonders stark ausgeführten, gekrümmten Stahlrahmen mit haken- respektive bogenförmigem Querschnitt. Dieser schließt seitlich an die Antriebseinheit an und umfasst permanent den Fahrschienenträger, während in seinem Kopf das Drehgestell integriert ist. Er umfasst den, mit entsprechendem Radius geformten, unteren Flansch des Fahrschienenträgers mit einem Spielraum von nur sieben bis zehn Millimetern, das heißt deutlich weniger als die Höhe der Spurkränze. Dadurch werden Abstürze zuverlässig verhindert. Dies gilt ausdrücklich auch für einen gerade ausschwingenden Wagen. Die genannten Werte gelten für neues Material, jedoch berücksichtigten die Konstrukteure bereits von Beginn an eine Abnutzung des Radreifens um 15 Millimeter und der Schiene um zehn Millimeter, zugleich rechneten sie für eine fehlerhafte Schienenverschiebung einen Spielraum von zehn Millimetern hinzu.
Am Haken sind, unter dem Fahrschienenträger und parallel zu diesem, zwei sogenannte Sicherheitsnasen angebracht, welche den seitlichen Ausschlag der Wagen bei 15° begrenzen. Der Kopf des Hakens greift mit sehr geringem Spielraum nach innen über die Schiene weg und hat hier ebenfalls eine, unter den Schienenkopf herabreichende, Nase. Im Falle eines Achs- oder Radbruchs setzt sich der Kopf des Aufhängehakens demnach mit geringer Fallhöhe auf die Schienen auf, während der oben beschriebene Ansatz ein seitliches Abgleiten verhindert. Durch den unteren Teil des im Querschnitt kastenförmigen Hakens ist ein Bügel hindurchgesteckt, an welchem der Wagenkasten mit seiner Deckenkonstruktion federnd aufgehängt ist. Dieser Bügel greift mit seinen Enden durch die beiden Hauptlängsträger der Wagendecke hindurch, sodass der Wagen im Falle eines Federbruches direkt auf den Bügelenden abgestützt wird. Der Bügel muss dabei, um in Bögen eine Drehung des Wagens gegen das Drehgestell zu ermöglichen, mit einem senkrechten Drehbolzen im Fuß des Hakens aufgehängt werden. Auch diesbezüglich ist eine doppelte Sicherheit vorhanden, da sich bei einem Bruch des Bolzens der Bügel auf das stark ausgeführte Fußende des Hakens auflegt.

### Drehgestelle und Motoren

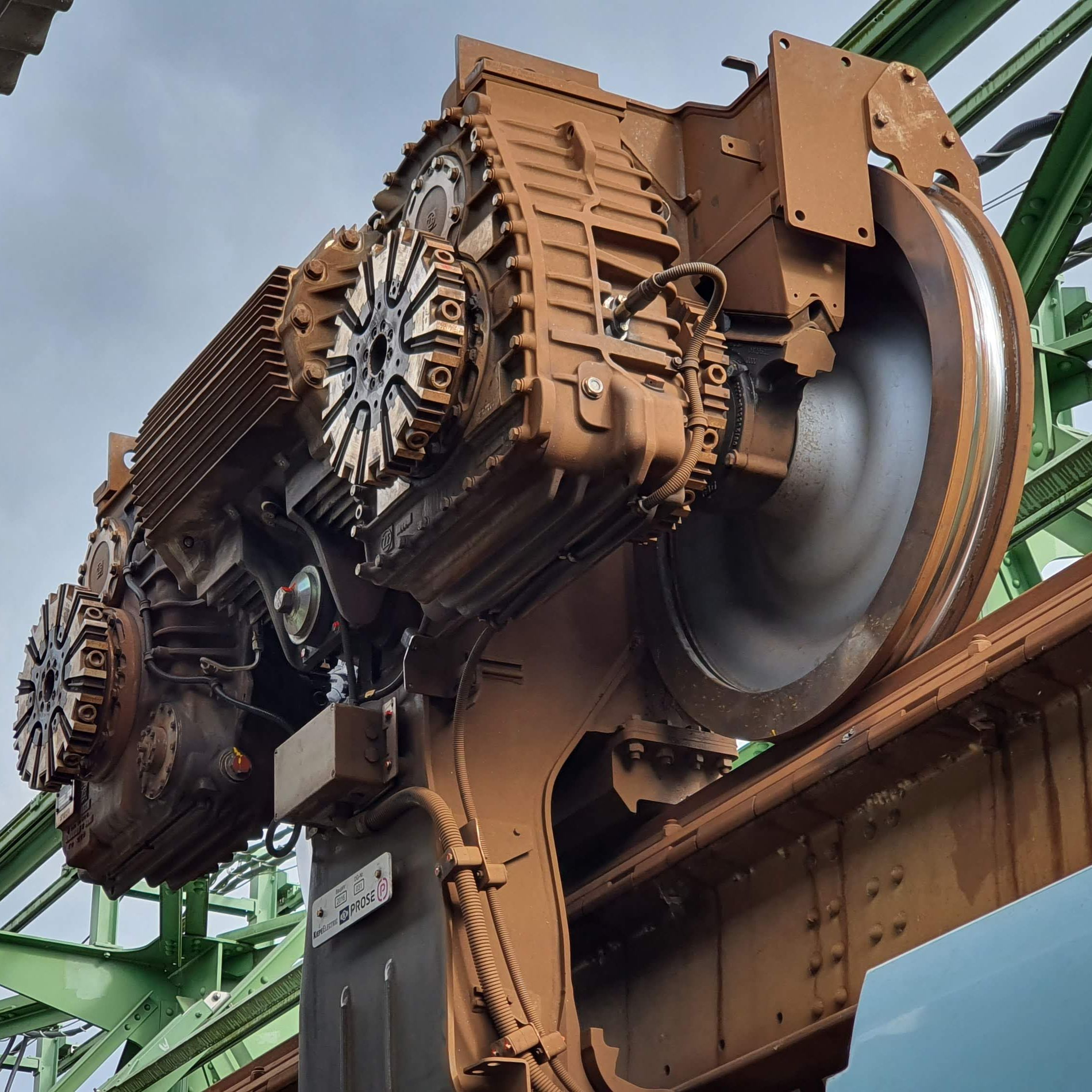
Drehgestell der Generation 15

Jeder Gelenkwagen besitzt jeweils vier Drehgestelle, bei den früheren Einzelwagen waren es entsprechend zwei pro Fahrzeug. Jedes Drehgestell besteht aus einem seitlich angeflanschten Elektromotor nebst Motorwelle, zwei Laufrädern mit dem Treibrad und der Wagenaufhängung. Angetrieben vom Motor bewegt die Welle das Stirnrad, welches seine Kraft auf das Treibrad übermittelt. Um Staub und Wasser abzuhalten ist das gesamte Getriebe gekapselt.
Die erste Wagengeneration wurde von zwei Reihenschlussmotoren mit je 25 Kilowatt angetrieben, die durch einen Walzenfahrschalter mit Kurbeltrieb gesteuert wurden. Die Fahrmotoren erreichten eine Drehzahl von 900 Umdrehungen pro Minute. Die Baureihe 72 wurde von vier 50-Kilowatt-Motoren angetrieben, beim Wechsel auf die Generation 15 wurde die Leistung erneut auf 75 Kilowatt je Motor erhöht. Zudem wurden in dieser Generation erstmals Drehstrom-Asynchronmotoren verbaut, mit denen beim Bremsvorgang Energie zurückgewonnen werden kann.

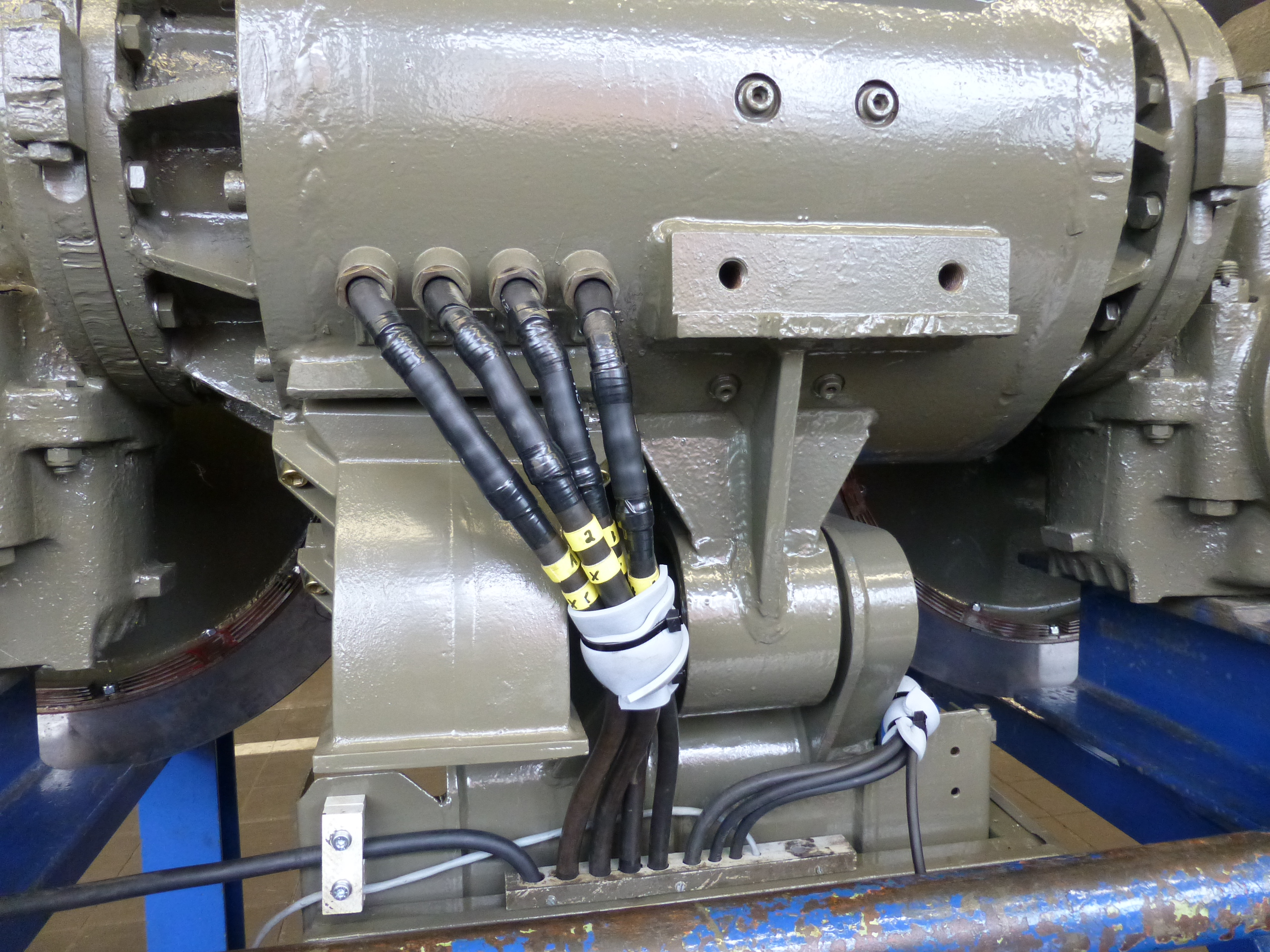
Detailaufnahme eines Fahrmotors
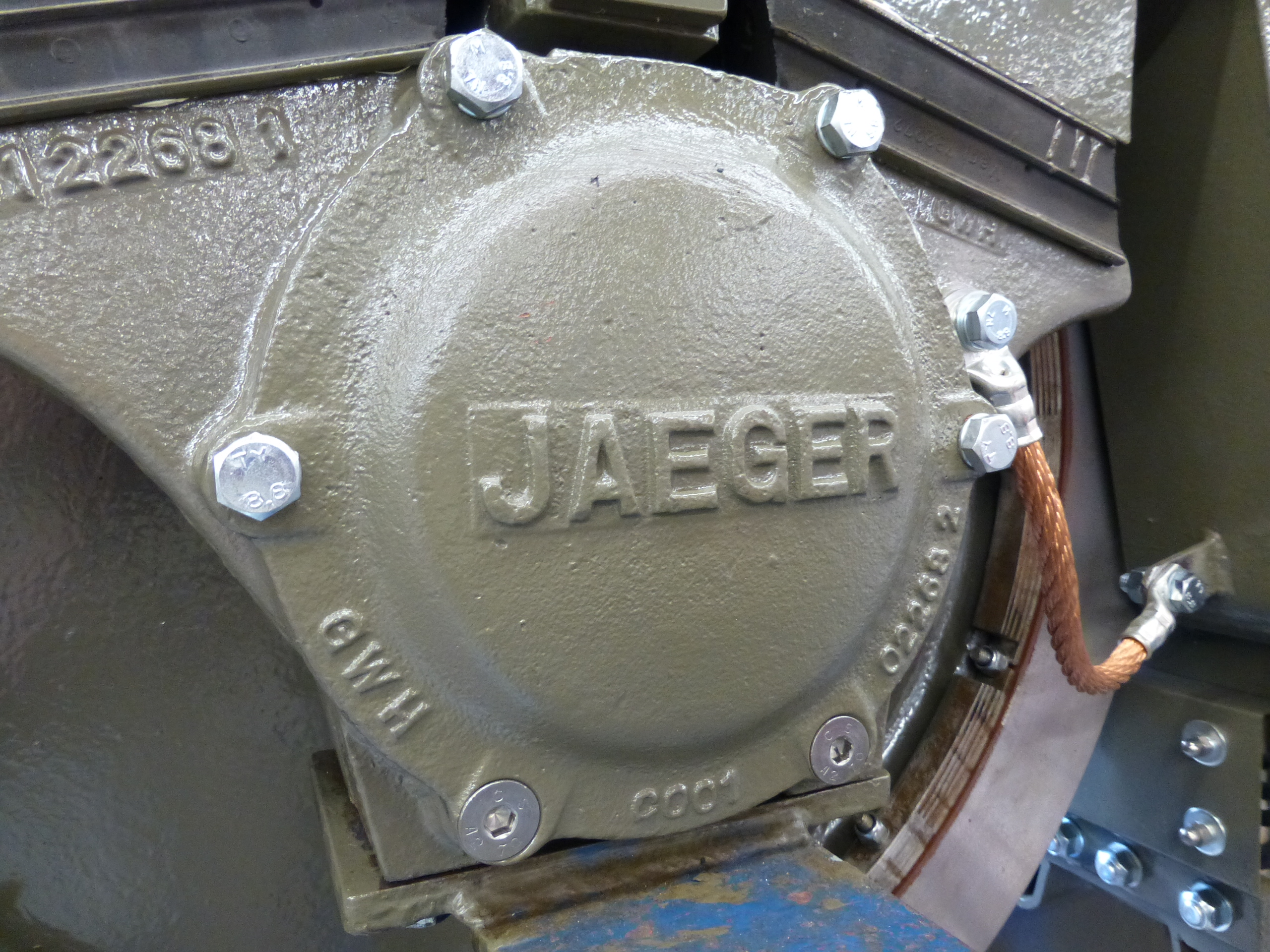
Detailaufnahme eines Rollenlagers

### Bremssystem
Das Bremssystem der ursprünglichen Schwebebahnfahrzeuge bestand aus einer elektrischen Bremse sowie einer Einkammer-Druckluftbremse, die mit bis zu 4,5 Bar an die Räder gepresst werde. Die mechanisch auf die Bremsklötze wirkende Handbremse hatte in diesem Zusammenhang keine Bedeutung. Aus Platzgründen konnten die Wagen jedoch keinen eigenen Kompressor mitführen, weshalb sowohl in Vohwinkel als auch in Oberbarmen stationäre Luftverdichter mit zusätzlichen Speicherbehältern installiert sind. Vor jeder neuen Fahrt musste deshalb an den Endstationen Druckluft, ausreichend für den zu befahrenden Streckenteil, in die Speicherrohre unterhalb der Wagenböden eingefüllt werden. Die elektrische Bremse wurde in den ersten Betriebsjahren nur sporadisch eingesetzt, zu Beginn der 1920er Jahre verschwand sie ganz. Die Druckluftbremse als Betriebsbremse wurde damals für voll ausreichend erklärt und erst 1972 mit Einführung der neuen Gelenkzüge aufgegeben. Der historische Kaiserwagen muss hingegen bis heute vor jeder neuen Fahrt Druckluft auftanken.

### Türsteuerung
Ein besonderes Augenmerk bei den Sicherheitseinrichtungen der Schwebebahn liegt auf der Türsteuerung. Schon von Beginn an waren die Außentüren während der Fahrt verschlossen und verriegelt und konnten nur vom Zugpersonal geöffnet werden. Die Öffnung erfolgte dabei bereits elektrisch vom Führerstand aus, sobald der Zug stillstand – die Schließung hingegen manuell. Heute muss der Fahrer zum Öffnen drei Handgriffe tätigen, darunter auch das Einlegen der Feststellbremse. Damit wird der Steuerstrom für die Weiterfahrt unterbrochen, angezeigt durch Kontrollleuchten. Eine Weiterfahrt kann erst durch Schließen aller Türen sowie deren automatischer Verriegelung erfolgen, auch dieses zeigt eine Kontrolllampe an. Mit dem Lösen der Feststellbremse kommt die Steuerspannung erneut durch und ermöglicht die Abfahrt. Eine weitere Kontrollleuchte zeigt auch dies an. Somit ist eine Abfahrt mit geöffneten Türen technisch ausgeschlossen. Gerät ein Fahrgast oder ein Gegenstand in den Schließvorgang einer Tür, wird der sogenannte Einklemmschutz wirksam, der die Schiebetür sofort aufhält und somit gleichfalls die Weiterfahrt verhindert. Auch hierbei wird die Steuerspannung unterbrochen. Zur Weiterfahrt des Zuges muss anschließend der Türöffnungs- und Schließprozess wiederholt werden. Generell werden bei der Schwebebahn immer alle vier Türen des Wagens zentral geöffnet – das heißt auch wenn niemand aussteigen will – und geschlossen, ein vorheriges akustisches Signal erfolgt nicht.

### Baureihe 98

Der 1898 in Betrieb genommene Wagen I

Die beiden 1898 in Betrieb genommenen Prototypen der Baureihe 98, auch Serie AB genannt, befuhren das Gerüst als erste. Sie wurden per Eisenbahn über den Gleisanschluss des Elberfelder Gaswerks angeliefert und am 13./14. September 1898 zwischen den Stützen 113 und 114 aufgegleist. Die Wagen trugen die Betriebsnummern I und II und verfügten über einen Stirnradantrieb, wobei Nummer I einen Allradantrieb hatte, während Nummer II einen Vorderradantrieb am ersten und einen Hinterradantrieb am zweiten Drehgestell aufwies, das heißt zwei von vier Achsen fungierten als Laufachsen. Die Fahrzeuge besaßen auf jeder Seite zwei Türen, weil zum einen zeitweise auch die Zugabfertigung über Mittelbahnsteige geplant war, zum anderen um im Notfall bei Betriebsstörungen den Übergang vom havarierten Zug auf einen Zug auf dem Gegengleis zu ermöglichen, das heißt über spezielle Evakuierungsbrücken. Zusätzlich standen, wie bei der Pariser Métro, schmale und mittig angeordnete Stirnübergangstüren zur Verfügung, auch als Kopftüren bezeichnet. Diese waren aufschraubbar und konnten nur vom Betriebspersonal geöffnet werden. Die beiden Wagen waren auch für den Export bestimmt.
Die ersten beiden Schwebebahnwagen wiesen 30 Sitzplätze und 20 Stehplätze auf, wobei rechts des Mittelgangs Einzelsitze und links des Mittelgangs Doppelsitzbänke situiert waren, jeweils in Vis-à-vis-Anordnung. Als Hersteller fungierten Van der Zypen & Charlier sowie die Elektrizitäts-Aktiengesellschaft vormals Schuckert & Co. Die beiden Fahrzeuge wurden nie im Liniendienst eingesetzt, sondern dienten ausschließlich für Probefahrten und Fahrgestell-Versuchsausführungen, wobei sie sowohl einzeln als auch in Doppeltraktion getestet wurden. 1902 erhielt Wagen I neue Versuchs-Drehgestelle analog zur späteren Baureihe 03, 1920 wurden beide Prototypen verschrottet.

Skizze der Probewagen von 1898
Die beiden Probewagen in Doppeltraktion, rechts Wagen I mit Allradantrieb, links Wagen II
1902: Probewagen I mit neuen Versuchs-Drehgestellen analog zur späteren Baureihe 03

### Baureihe 00/12

Wagen 9 der Baureihe 00, anfangs noch mit I. und II. Klasse beschriftet

Die auch Elberfelder Wagen genannten Fahrzeuge der Baureihe 00/12 bestanden aus führenden Hauptwagen, auch Vorderwagen oder Führerwagen genannt, und geführten Nebenwagen, auch Hinterwagen, Zweitwagen oder Anhängewagen genannt. Ihr Bau begann im Jahr 1899, damals war die Eröffnung der ersten Teilstrecke noch für Herbst jenes Jahres geplant. Bis zur tatsächlichen Betriebseröffnung am 1. März 1901 wurden insgesamt 26 Fahrzeuge gebaut, davon 21 Haupt- und fünf Nebenwagen. 1912 wurden fünf weitere Nebenwagen dieses Typs neu gebaut, wodurch die neue Baureihe 12 entstand, und parallel dazu die fünf vorhandenen Hauptwagen 17–21 zu Nebenwagen umgebaut. Durch den Verlust von zwei Nebenwagen in den Jahren 1917, durch Totalschaden nach Unfall bei Wupperfeld, und 1942, durch Totalschaden durch Bombenabwurf auf die Wagenhalle Oberbarmen, konnte man zwölf Zwei-Wagen-Züge bilden. Längere Züge waren nicht möglich, weil die Bahnsteige hierfür zu kurz waren. Auch die Züge der Baureihe 00 besaßen ursprünglich Stirnübergangstüren analog zu den Prototypen. Im Gegensatz zu den beiden Prototypen hatten die ersten Serienwagen aber keine linksseitigen Türen mehr. Aus der Baureihe 00/12 entstanden in den Jahren 1941 und 1970 auch die Umbaureihen U41 und U70, letzterer auch Das letzte Experiment genannt.
Die Wagen der Baureihe 00/12 wurden zwischen 1973 und 1975 ausgemustert und verkauft, lediglich zwei Exemplare der Baureihe 00 blieben erhalten. Sie werden als sogenannter „Kaiserwagen“ für Sonderfahrten verwendet und können darüber hinaus auch privat gechartert werden. Das Gespann bekam seinen Namen, weil Kaiser Wilhelm II. am 24. Oktober 1900 mit einem der beiden erhaltenen Wagen von Döppersberg bis Vohwinkel gefahren war.

### Baureihe 03

Wagen 31 der Baureihe 03, ein sogenannter Barmer Wagen

Die Beschaffung dieser 1903 abgelieferten sogenannten Barmer Wagen wurde 1902 beschlossen, weil sie für die Erweiterung der Strecke nach Rittershausen notwendig wurden. Aufgrund von Kapazitätsproblemen bei Van der Zypen & Charlier mussten die ersten sechs Wagen bei MAN in Nürnberg in Auftrag gegeben werden. Alle 24 Wagen verfügten über eine Hauptwagenausrüstung und neuartige Fahrgestelle. Ursächlich für diese grundlegende Konstruktionsänderung war die starke Pendelbewegung der Baureihe 00, vor allem als Einzelwagen. Zudem verzichteten die Konstrukteure bei der Baureihe 03 auf den Allradantrieb, der sich bei der Baureihe 00 als Fehler erwiesen hatte. Stattdessen war nur noch das jeweils hintere Rad eines Drehgestells angetrieben. Ein weiterer markanter Unterschied der Baureihe 03 waren ihre etwas nach innen versetzten Einstiegstüren. Die Fahrgäste saßen bei der Baureihe 03 auf Längssitzbänken, auf Stirnübergangstüren wurde verzichtet.

### Baureihe 30
Aufgrund der Weltwirtschaftskrise konnten die beiden Fahrzeuge der Baureihe 30, bei denen die Ingenieure die Erfahrungen aus allen vorhergehenden Serien berücksichtigten, erst im Spätherbst 1931 ausgeliefert werden. Es existierten insgesamt nur zwei Fahrzeuge, die stets gemeinsam einen Zwei-Wagen-Zug bildeten. Auf die zunächst geplante dritte Tür verzichtete man allerdings aus wirtschaftlichen Gründen. Die problemlose Frischluftzufuhr im Innenraum gewährleistete das Tonnendach mit klappbaren Oberlichtern, die – erstmals bei der Schwebebahn verwendeten – Rollenlager lieferte der ortsansässige Hersteller G. & J. Jaeger GmbH zu. Ein weiteres Merkmal waren die neu entwickelten Fahrgestelle mit selbstbelüfteten, kompakten Fahrmotoren. Darüber hinaus verfügte die Baureihe 30 über eine Schützensteuerung sowie einen Stirnradantrieb. Ein weiteres Merkmal waren die elektro-pneumatisch angetriebenen Doppel-Schiebetüren aus Aluminium, deren Verriegelung dem Fahrer mittels Kontrollleuchten angezeigt wurde. Somit kam dieser Zug mit nur einem Zugbegleiter aus, während bei den Zügen, deren Türen per Hand geschlossen wurden, noch in jedem Wagen ein Zugbegleiter mitfahren musste. Trotz ihrer großen Laufruhe wurde der Weiterbau dieser Reihe nicht verfolgt. Die beiden Fahrzeuge wurden am 15. August 1973 verkauft, während Wagen 57 in den 1980er Jahren verschrottet wurde, existiert Wagen 58 noch als Gartenlaube in Emmerich.

### Baureihe 50

Skizze der Baureihe 50

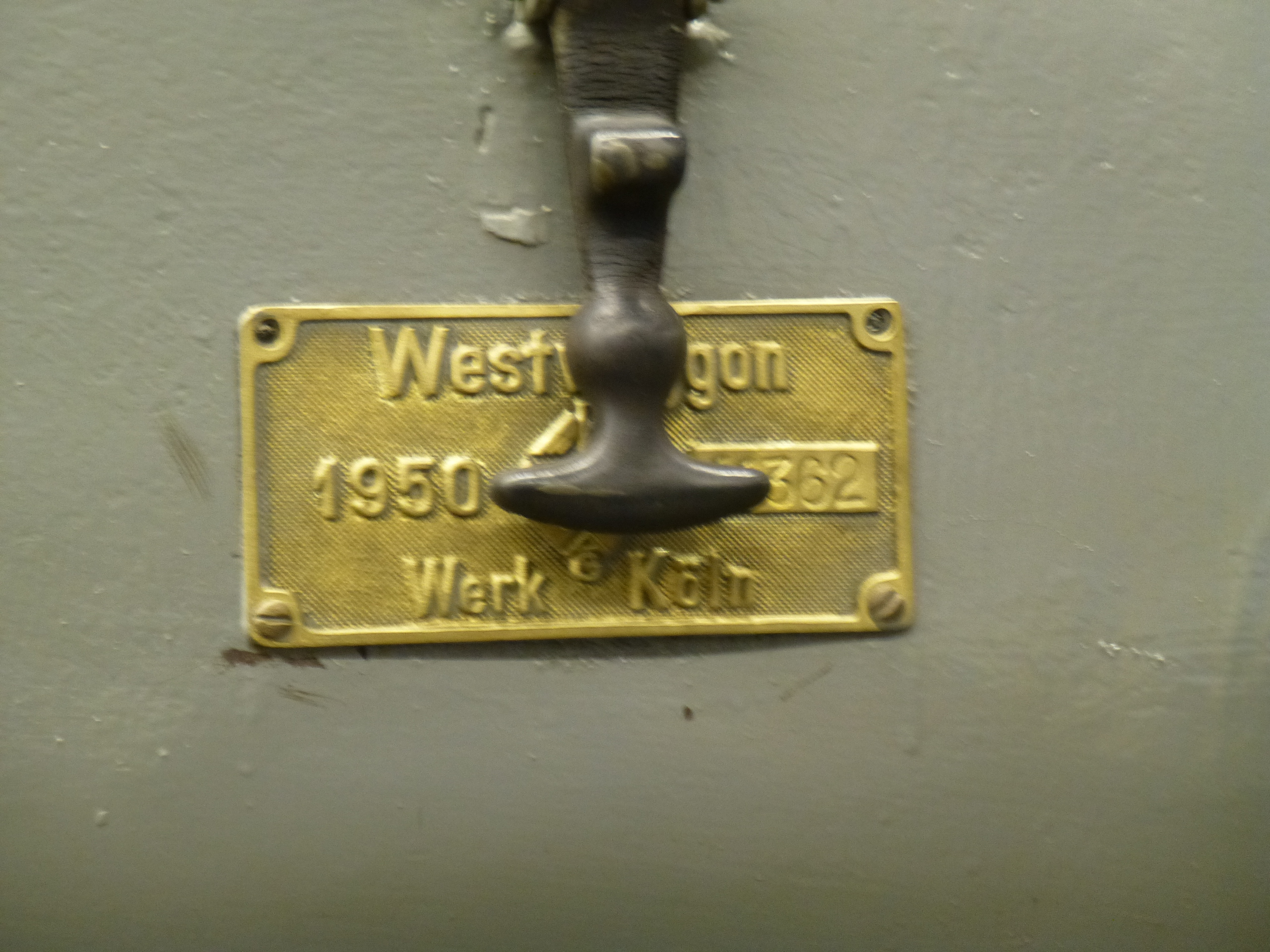
Erhaltenes Fabrikschild eines Wagens der Baureihe 50

Übersicht der ersten fünf Fahrgestell-Bauarten

Ständig zunehmende Fahrgastzahlen, einen Rekord stellte das Jahr 1942 dar, führten in diesem Jahr zur Neubestellung einer 60 Wagen umfassenden Serie, die alle Bestandsfahrzeuge aus der Eröffnungszeit ablösen sollten. Die Stahlverknappung der damaligen Zeit führte zur Erkenntnis des Stahlleichtbaus, das heißt leichtere Wagen mit größerem Fassungsvermögen. Fahrgestelle und Schaltwerke sollten der Umbaureihe U41 entsprechen, mit welcher der Betreiber zuvor positive Erfahrungen machte. Der Auftrag wurde eigentlich an Westwaggon in Köln – dem Nachfolgeunternehmen von Van der Zypen & Charlier – vergeben, musste aber aufgrund höherer Bestimmungen noch während des Krieges an die Maschinenfabrik Esslingen weitergeleitet werden, prädestiniert für Sonderbauarten und damals führend im Leichtbau. Trotz Baubeginn im Jahr 1943 verzögerte sich die Inbetriebnahme des ersten Wagens kriegsbedingt bis zum 27. November 1950. Außerdem musste Esslingen den bereits laufenden Auftrag wiederum an Westwaggon zurückgeben und es konnten nur 20 Fahrzeuge produziert werden. Eine Ausmusterung der bisherigen Wagen war also (noch) nicht möglich. Die neuen Fahrzeuge mit den Betriebsnummern 59 bis 78 verfügten über einen geschweißten statt genieteten Wagenkasten, womit sie deutlich leichter waren, drei automatische Doppel-Schiebetüren, geräuscharme Schneckengetriebe, verkleidete Drehgestelle und waren gefedert. Pendeldämpfer und Blattfedern vermieden das Pendeln der Wagen bei Stillstand in den Stationen. Neu waren außerdem die Dreiersitzbänke, somit hatte die Baureihe 50 keinen Mittel- sondern einen Seitengang. Wie schon bei der Baureihe 30 waren auch bei der Baureihe 50 beide Wagenklassen von Beginn an gepolstert. Von den insgesamt 31 Sitzplätzen gehörten dabei zehn zur teureren Klasse im hinteren Drittel des Wagens, abgetrennt durch eine verglaste Zwischenwand mit Schiebetür und mit eigener Zugangstür vom Bahnsteig aus. Die technische Ausrüstung lieferten die Siemens-Schuckertwerke aus West-Berlin mittels Luftbrücke zu. Bei der Baureihe 50 gab es keine Haupt- und Nebenwagen, sondern nur Einzelwagen, aus denen somit zehn Züge gebildet werden konnten. Untereinander waren die beiden Wagen eines solchen Zuges durch eine mechanische Kupplung sowie eine direkt darunter angeordnete Druckluftkupplung miteinander verbunden. Die führenden Wagen hatten dabei ungerade Nummern, die geführten Wagen gerade Nummern. Aufgrund des um bis zu zweieinhalb Tonnen gesenkten Leergewichts konnte ein Fahrzeug nun 80 Personen aufnehmen.
Bei der Baureihe 50 konnte der Fahrer seine Tätigkeit erstmals sitzend ausüben, weshalb die Serie beim Personal auch die „Bequemen“ hieß. Die Wagen besaßen im Gegensatz zu ihren Vorgängern abgerundete Wagenenden, was ihnen wiederum den Spitznamen „Badewanne“ einbrachte. Die hohe Anzahl der Türen pro Wagen wirkte sich anfangs negativ auf die Innenraumtemperatur aus und in der kalten Jahreszeit erwies sich die ursprüngliche Heizung als unterdimensioniert. Erst nachträglich eingebaute Heizgebläse sorgten diesbezüglich für Abhilfe. Weil aus wirtschaftlichen Gründen keine besonders hochwertigen Materialien beim Bau verwendet wurden, schieden diese Fahrzeuge bereits in den Jahren 1973 und 1974 vollständig aus dem Bestand. Da der Fahrer nicht beide Wagen beaufsichtigen konnte, war bei ihnen außerdem noch bis zuletzt ein Zugbegleiter im geführten Wagen notwendig.
Nach Ausmusterung der Serie wurde ein Wagen von der Brauerei Carl Bremme aufgekauft. Diese versah ihn mit einem Straßenfahrgestell sowie einer Zapfanlage und setzte ihn anschließend einige Jahre lang als fahrbare Kneipe auf Volksfesten, Märkten, Messen, Verkaufsaktionen, Jubiläen und anderen Festen im Bergischen Land, aber auch im Ruhrgebiet, im Rheinland, im Sauerland und im Siegerland ein.

### Umbaureihe U62
Seit 1956 verkehrten auf den Wuppertaler Straßenbahnlinien Gelenkwagen. Da der teilweise über 50 Jahre alte Wagenpark der Schwebebahn stark veraltet und infolgedessen störungsanfällig wurde, plante man auch für die Schwebebahn die Beschaffung von Gelenkzügen. 1962 wurden die Wagen 65 und 66 der Baureihe 50 in der Werkstatt Vohwinkel zum ersten Gelenkwagen der Schwebebahn umgebaut, der fortan als Umbaureihe U62 firmierte. Aufgrund der geringen Krümmungshalbmesser der Endkehren in Vohwinkel und Oberbarmen musste das Fahrzeug mit zwei Gelenken und einem Mittelteil ausgestattet werden, sodass es sich de facto um einen Doppelgelenkwagen handelte. Im Vorfeld wurde hierzu das Heck des Wagens 65 sowie die Stirnfront des Wagens 66 entfernt und durch die beiden Faltenbalg-Gelenke samt dem neu gebauten Mittelteil ersetzt. Im Dezember 1962 fuhr somit erstmals ein Gelenkwagen auf der Wuppertaler Schwebebahn, er erhielt die Wagennummer 101. Im Volksmund wurde er aufgrund seiner Lackierung Blauer Enzian oder kurz Enzian genannt. Der Prototyp hatte einen Vielstufenschalter, je sechs Türen und klassenlose Aufteilung. Eine weitere Neuerung war, dass bei diesem Zug erstmals alle Sitze in Fahrtrichtung ausgerichtet waren. Ebenso neuartig war die verbesserte Geräuschminderung des Antriebs, bestehend aus Gummi-gefederten Radsätzen, ebenso waren zwischen Drehgestell und Wagenkasten Gummifedern verbaut. Die Ausmusterung des ersten Großraumzugs erfolgte am 23. September 1974, anschließend wurde er, zusammen mit Wagen 102, an das Motor Technica Museum Bad Oeynhausen verkauft. Sein weiterer Verbleib ist nicht bekannt.

### Umbaureihe U65
Bereits drei Jahre später entstand, ebenfalls in der betriebseigenen Werkstatt, mit der Umbaureihe U65 der zweite Gelenkwagen am Gerüst der Schwebebahn, auch Roter Blitz genannt. U65 hatte einen neuen Fahrschalter, einen Feinstufer mit 20 Fahrstufen und war zudem mit neuen Fahrgestellen versehen. Erstmals seit Jahrzehnten kehrten die Ingenieure mit ihm außerdem zum Allradantrieb zurück. Weiterhin war er mit einer Flüssigkeitsbremse mit Pedalbedienung ausgerüstet. Er war aus den früheren Einzelwagen 77 und 78 des Baujahres 1950 zusammengesetzt worden und erhielt die Wagennummer 102. Wie der Typ U62 hatte auch der Typ U65 je sechs Türen, Reihenbestuhlung und klassenlose Aufteilung. Die Ausmusterung erfolgte am 25. September 1974, anschließend wurde er, zusammen mit Wagen 101, an das Motor Technica Museum Bad Oeynhausen verkauft, auch sein weiterer Verbleib ist nicht bekannt.

### Baureihe 72

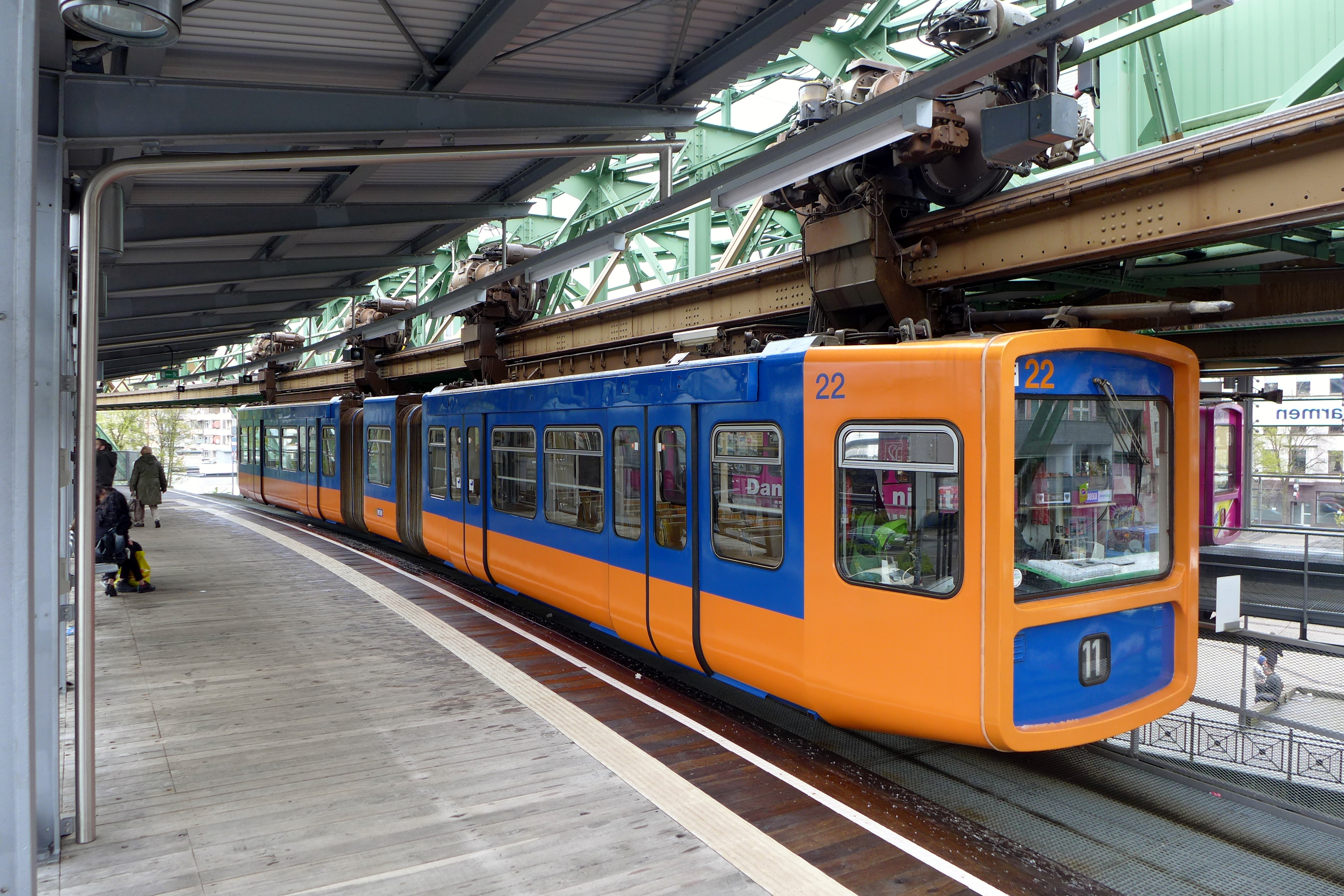
Die Baureihe 72 war von 1972 bis 2018 im Einsatz

Die ursprünglich 28 dreiteiligen Triebwagen der Baureihe 72 aus den Jahren 1972 bis 1975 sind mittlerweile komplett ausgemustert. Als erstes wurde Wagen 4 nach dem Schwebebahnunfall des Jahres 1999 verschrottet, Wagen 19 und 21 wurden im Juni und Juli 2012 vorzeitig stillgelegt, da ihr schlechter Allgemeinzustand eine Hauptuntersuchung nicht mehr rechtfertige.
Die übrigen Wagen wurden durch die Generation 15 abgelöst, wobei 21 verkauft und drei kostenlos an Interessierte abgegeben wurden, mit der Auflage, dass sie auf dem Gebiet der Stadt Wuppertal verbleiben sollten. Hierzu wurde ein Wettbewerb ausgeschrieben.
Die Wuppertaler Stadtwerke haben einen Wagen behalten, der nach Klärung der Finanzierung als Sonderwagen analog zum Kaiserwagen eingesetzt werden soll. Ausgewählt wurde der Wagen Nummer 15, der inklusive aller notwendigen Ersatzteile zur Umrüstung mit seiner letzten Ganzreklame für den Wuppertaler Zoo eingelagert wurde.

### Baureihe 15

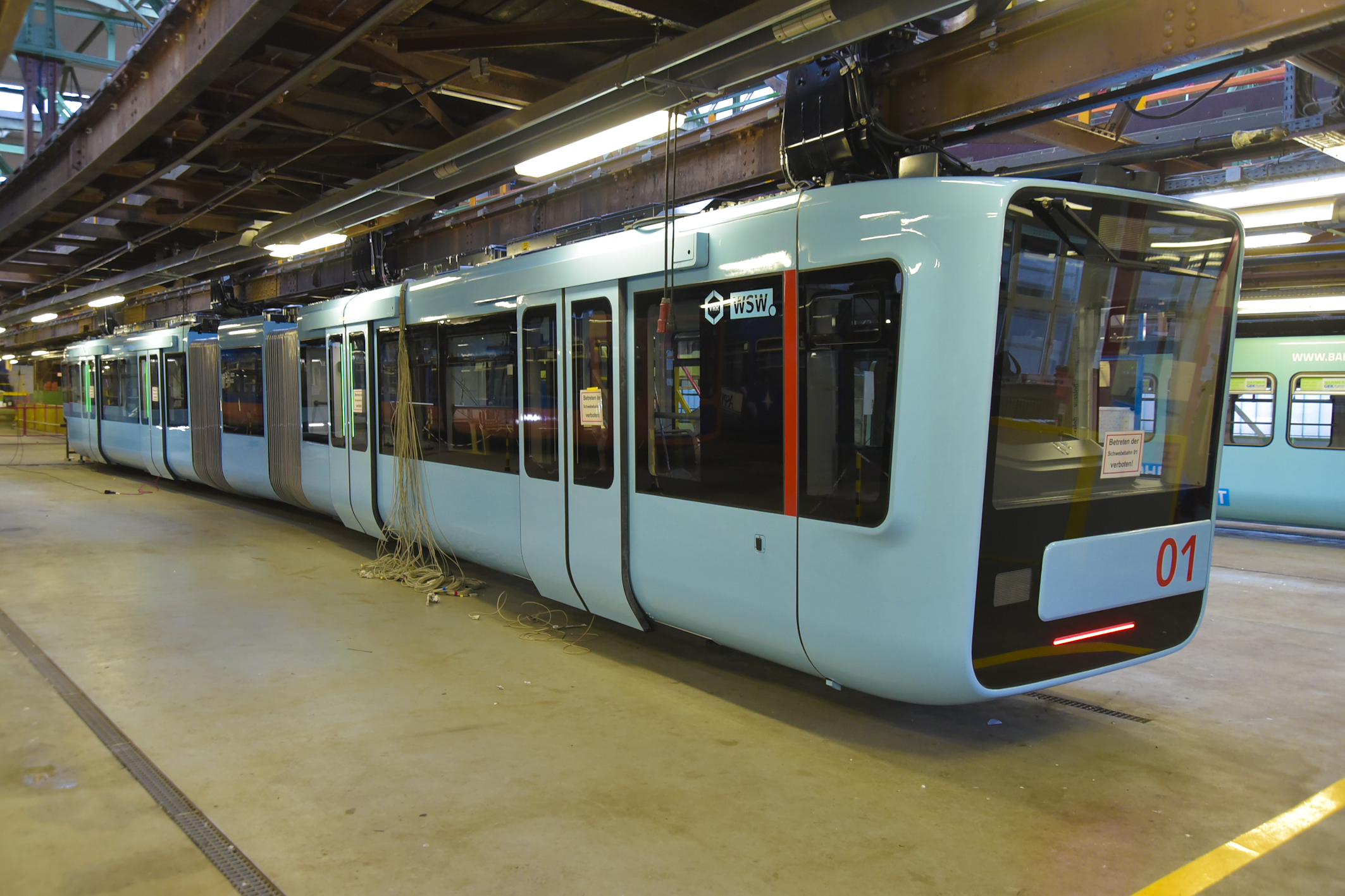
Generation 15 in der Vohwinkeler Wagenhalle, 2016

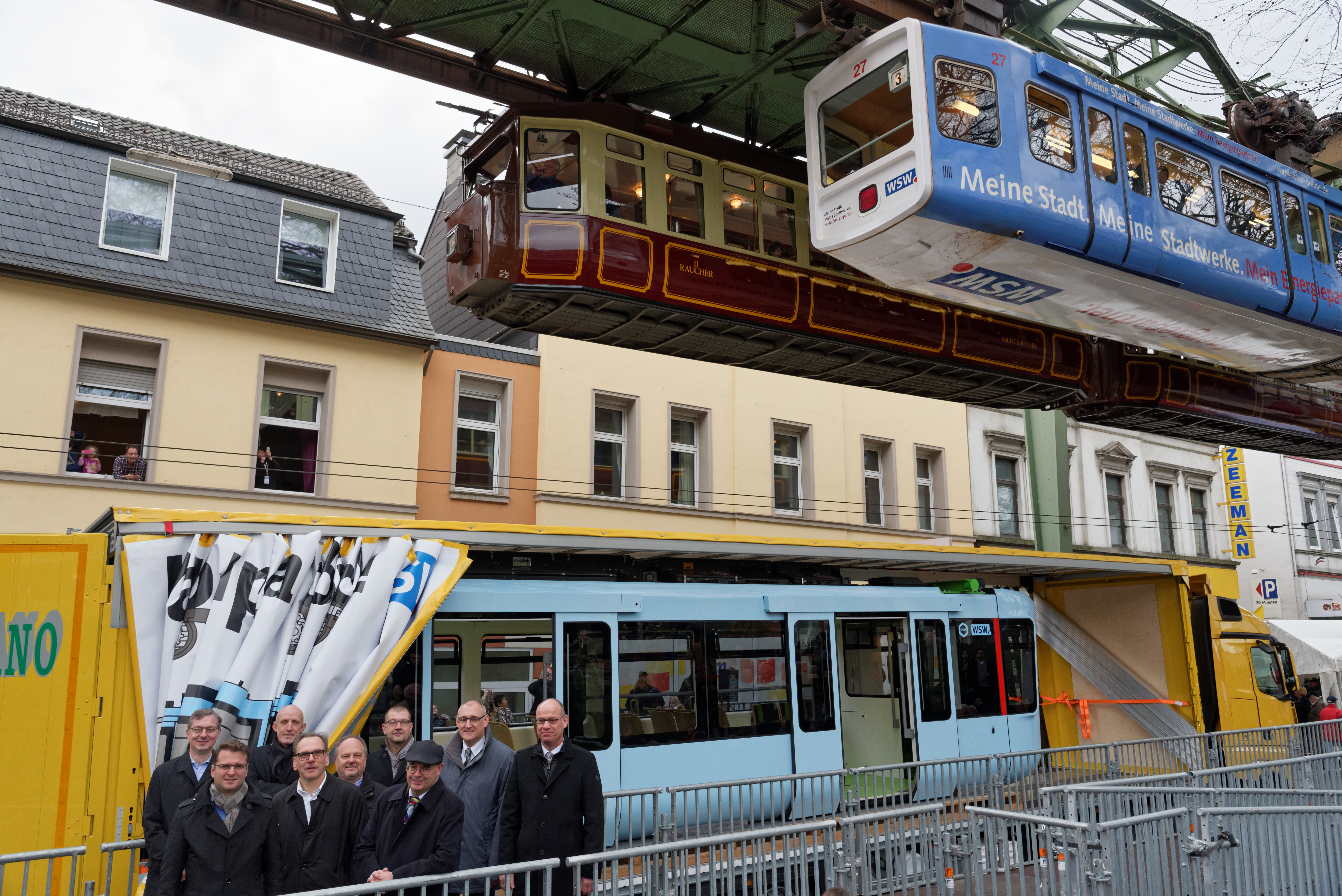
Der Kaiserwagen, ein Wagen der Baureihe 72 und ein Teil eines neu angelieferten Wagens der Generation 15 in Vohwinkel, 2015

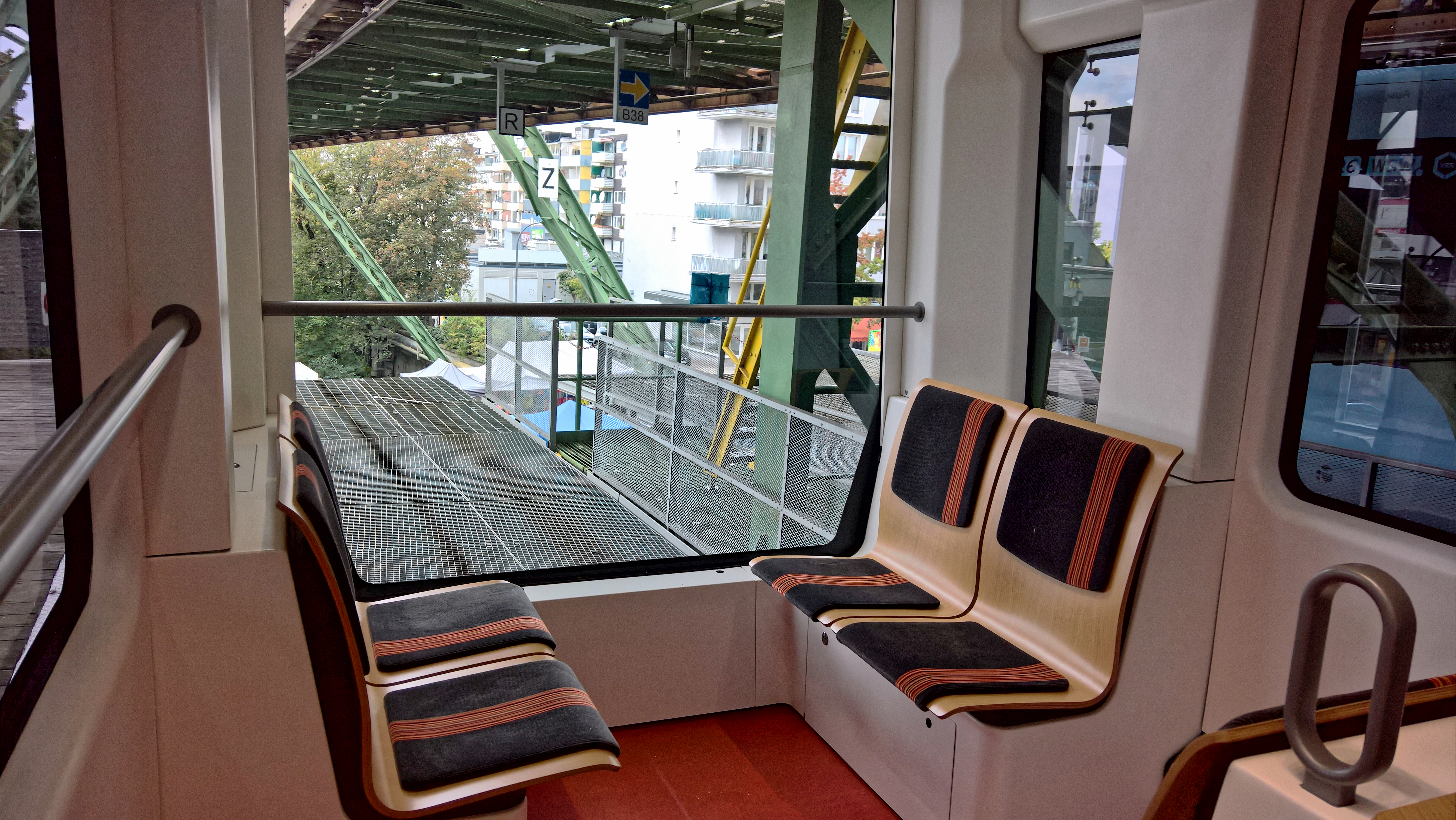
Heckbereich mit der markanten, bodentiefen Panoramascheibe

Im Mai 2010 vergab die WSW mobil GmbH einen Auftrag zur Erstellung eines Designkonzepts für eine neue Fahrzeug-Baureihe an das Berliner Designerbüro büro+staubach. Zeitgleich mit der Veröffentlichung des Designs im September 2010 wurde das Lastenheft veröffentlicht, anhand dessen Fahrzeughersteller sich um die Durchführung des 122 Millionen Euro teuren Auftrags bewerben konnten. Am 10. November 2011 wurde ein Vertrag mit Vossloh Kiepe über 31 neue Fahrzeuge unterzeichnet. Der erste Wagenkasten wurde im Dezember 2013 fertiggestellt, am 14. November 2015 erfolgte die Präsentation des ersten Zuges nahe dem Betriebshof Vohwinkel.
Technisch stellt die Generation 15 eine Neuentwicklung dar, ein Fortschritt ist besonders der Einsatz von Drehstrom-Asynchronmotoren mit der Möglichkeit zur Energierückgewinnung beim Bremsvorgang. Die elektronische Ausstattung der Fahrzeuge wurde grundlegend geändert, außerdem wird das Zugsicherungssystem European Train Control System (ETCS) installiert. Das Außendesign ist an die Baureihe 72 angelehnt, das Innendesign wurde dagegen überarbeitet. Die Höchstgeschwindigkeit der Fahrzeuge beträgt 65 km/h, wobei die Infrastruktur selbst nur für maximal 60 km/h zugelassen ist.
Bei der Generation 15 ist die Sitzaufteilung des Fahrgastraums im Vergleich zur Baureihe 72 ähnlich geblieben; auf der linken Seite des Fahrzeugs sind zwei Sitze nebeneinander in Fahrtrichtung angeordnet, auf der rechten Seite befinden sich die Türen und ein Durchgang. Für die Farbgebung wurden drei unterschiedliche Varianten entwickelt, die jeweils auf ein Drittel der Fahrzeuge angewandt werden. Die Seitenwände sind stets weiß und die Haltestangen grau, der rutschfeste Boden und die Sitzpolster hingegen grün, rot oder gelb.
Die Wagen 01–05 gingen am 18. Dezember 2016 in den Fahrgastbetrieb. In Folge des Unfalls am 19. Mai 2017 durfte die Generation 15 bis zum 17. April 2023 nur mit einer Höchstgeschwindigkeit von 40 km/h eingesetzt werden.

### Tabelle
Über die Jahre lieferte die Industrie der Schwebebahn, ohne die beiden Prototypen des Jahres 1898, insgesamt 136 fabrikneue Triebwagen, Beiwagen wurden nie beschafft. Von den Triebwagen waren zehn jedoch von Beginn an Nebenwagen ohne Führerstandseinrichtung, fünf weitere verloren ihre Hauptwagenausrüstung nachträglich. Acht Wagen wurden im Laufe der Jahre so stark umgebaut, dass sie anschließend eine neue Baureihenzeichnung mit vorangestelltem „U“ für „Umbau“ erhielten:
| Baureihe | Anzahl                     | Nummern                            | Gelenkwagen | Fahrgasteinsatz | Fahrgasteinsatz | Hersteller                      | Elektrik          | Länge   | Breite | Höhe    | Sitzplätze | Stehplätze | Türen | Radstand Fahrgestell | Drehzapfenabstand | Raddurchmesser | Achslagerung | Antriebsart    | Übersetzung | Motoren je Wagen | Stundenleistung je Motor | Drehzahl | Fahrschalter                     | Türbetätigung                                  | Betriebsbremse | Feststellbremse        | Leergewicht                           |
| Baureihe | Anzahl                     | Nummern                            | Gelenkwagen | Beginn          | Ende            | Hersteller                      | Elektrik          | Länge   | Breite | Höhe    | Sitzplätze | Stehplätze | Türen | Radstand Fahrgestell | Drehzapfenabstand | Raddurchmesser | Achslagerung | Antriebsart    | Übersetzung | Motoren je Wagen | Stundenleistung je Motor | Drehzahl | Fahrschalter                     | Türbetätigung                                  | Betriebsbremse | Feststellbremse        | Leergewicht                           |
| -------- | -------------------------- | ---------------------------------- | ----------- | --------------- | --------------- | ------------------------------- | ----------------- | ------- | ------ | ------- | ---------- | ---------- | ----- | -------------------- | ----------------- | -------------- | ------------ | -------------- | ----------- | ---------------- | ------------------------ | -------- | -------------------------------- | ---------------------------------------------- | -------------- | ---------------------- | ------------------------------------- |
| 00       | 21 Hauptwagen 5 Nebenwagen | Hauptwagen: 1–21 Nebenwagen: 22–26 | nein        | 1901            | 1974            | van der Zypen                   | Schuckert         | 11,9 m  | 2,1 m  | 2,6 m   | 25         | 40         | 2     | 1,1 m                | 8 m               | 900 mm         | Gleitlager   | Stirnrad       | 1:4,03      | 2                | 25 kW                    | 930/min  | bis 1962: Walzen ab 1962: Nocken | manuell                                        | Druckluft      | Hand/Klotz             | Hauptwagen: 13,9 t Nebenwagen: 13,0 t |
| 03       | 24                         | 27–50                              | nein        | 1903            | 1966            | 27–32: van der Zypen 33–50: MAN | Schuckert         | 12 m    | 2,1 m  | 2,4 m   | 27         | 33         | 2     | 1,3 m                | 8 m               | 750 mm         | Gleitlager   | Kegelrad       | 1:3,17      | 2                | 25 kW                    | 900/min  | bis 1911: Walzen ab 1911: Schütz | bis 1934: manuell ab 1934: elektro-pneumatisch | Druckluft      | Hand/Klotz             | 13,5 t                                |
| 12       | 5 Nebenwagen               | 51–56                              | nein        | 1912            | 1974            | van der Zypen                   | Siemens-Schuckert | 11,9 m  | 2,1 m  | 2,6 m   | 25         | 40         | 2     | 1,1 m                | 8 m               | 900 mm         | Gleitlager   | Stirnrad       | 1:4,03      | 2                | 25 kW                    | 930/min  | –                                | manuell                                        | Druckluft      | Hand/Klotz             | 13,0 t                                |
| 30       | 2                          | 57–58                              | nein        | 1931            | 1973            | Westwaggon                      | Siemens-Schuckert | 12 m    | 2,1 m  | 2,6 m   | 27         | 40         | 2     | 1,75 m               | 8 m               | 750 mm         | Wälzlager    | Stirnrad       | 1:3,95      | 2                | 35 kW                    | 1260/min | Schütz                           | elektro-pneumatisch                            | Druckluft      | Hand/Klotz             | 12,3 t                                |
| U41      | 2                          | Hauptwagen: 14 Nebenwagen: 53      | nein        | 1942            | 1974            | van der Zypen                   | Schuckert         | 11,9 m  | 2,1 m  | 2,6 m   | 25         | 40         | 2     | 1,1 m                | 8 m               | 900 mm         | Wälzlager    | Schnecke       | 1:9,75      | 2                | 65 kW                    | 1700/min | Nocken                           | manuell                                        | Druckluft      | Hand/Klotz mit Öldruck | 13 t                                  |
| 50       | 20                         | 59–78                              | nein        | 1950            | 1974            | Westwaggon                      | Siemens-Schuckert | 11,83 m | 2,2 m  | 2,57 m  | 31         | 49         | 3     | 1,5 m                | 8 m               | 900 mm         | Wälzlager    | Schnecke       | 1:9,75      | 2                | 45 kW                    | 1700/min | Nocken                           | elektro-pneumatisch                            | Druckluft      | Hand/Klotz mit Öldruck | 11 t                                  |
| U62      | 1                          | 101 ex 65, 66                      | ja          | 1962            | 1974            | Westwaggon                      | Siemens-Schuckert | 24,8 m  | 2,2 m  | 2,57 m  | 48         | 147        | 6     | 1,5 m                | 8 m               | 900 mm         | Wälzlager    | Schnecke       | 1:9,75      | 4                | 45 kW                    | 1700/min | Vielstufen                       | elektro-pneumatisch                            | Druckluft      | Hand/Klotz mit Öldruck | 23,4 t                                |
| U65      | 1                          | 102 ex 77, 78                      | ja          | 1965            | 1974            | Westwaggon                      | Siemens-Schuckert | 24,8 m  | 2,2 m  | 2,57 m  | 48         | 147        | 6     | 1,65 m               | 8 m               | 800 mm         | Wälzlager    | Schnecke       | 1:9,66      | 4                | 50 kW                    | 2400/min | Vielstufen                       | elektrisch                                     | Öldruck        | Federspeicher          | 23,4 t                                |
| U70      | 2                          | Hauptwagen: 4 Nebenwagen: 54       | nein        | 1970            | 1974            | van der Zypen                   | Schuckert         | 11,9 m  | 2,1 m  | 2,6 m   | 25         | 40         | 2     | 1,5 m                | 8 m               | 900 mm         | Wälzlager    | Schnecke       | 1:9,75      | 2                | 45 kW                    | 1700/min | Nocken                           | manuell                                        | Druckluft      | Hand/Klotz mit Öldruck | 11 t                                  |
| 72       | 28                         | 1–28                               | ja          | 1972            | 2018            | MAN                             | Siemens/Kiepe     | 24,06 m | 2,2 m  | 2,729 m | 48         | 156        | 4     | 1,280 m              | 7,645 m           | 800 mm         | Wälzlager    | Schnecke       | 1:9,66      | 4                | 50 kW                    | 1700/min | Stufenlose Gleichstromsteller    | elektrisch                                     | Widerstand     | Federspeicher          | 22,175 t                              |
| 15       | 31                         | 01–31                              | ja          | 2016            | heute           | Vossloh Kiepe                   | Kiepe Electric    | 24,06 m | 2,2 m  | 2,75 m  | 45         | 85         | 4     | 1,280 m              | 7,645 m           | 800 mm         | Wälzlager    | Kegel-Stirnrad | 1:12,4127   | 4                | 75 kW                    | 2736/min | Direktpulsumrichter              | elektrisch                                     | Widerstand     | Hydro                  | 23,408 t                              |

### Zugbildung und Zuglängen

Das, analog zum Pendeljoch 398 am Beginn der Station Werther Brücke, ebenfalls verstärkt ausgeführte Joch 400 im Vordergrund war eine Bauvorleistung für eine nie realisierte Verdoppelung der Stationslänge. Um die von der Landstrecke bekannten senkrechten Portalstützen auch über dem Fluss verwenden zu können, musste eine Sonderkonstruktion zur Aufnahme der Stützen errichtet werden.

Bei Eröffnung der Schwebebahn bestanden die Züge in der Regel aus einem oder zwei Wagen, wobei mit einer Doppeltraktion, auch Vollzug genannt, bereits die maximale Bahnsteiglänge ausgefüllt war. Um diese begrenzte Kapazität zu erhöhen, experimentierte der Betreiber ab dem 10. März 1902 mit Vier-Wagen-Zügen im Liniendienst. Hierbei hielt der Zug so an, dass zunächst der Fahrgastwechsel an den beiden vorderen Wagen stattfinden konnte. Anschließend rückte das Gespann vor, sodass die Fahrgäste auch in den dritten und vierten Wagen ein- und aussteigen konnten. Da die Widerstände und Walzenfahrschalter für diesen Betrieb nicht ausgelegt waren, wurde eine Telefonleitung zwischen den Fahrzeugen eingebaut, damit die Wagenführer in den Hauptwagen 1 und 3 das Zuschalten der Motoren verabreden konnten. Das Bremsen erfolgte ausschließlich vom ersten Wagen aus. Das Konzept wurde jedoch recht bald wieder verworfen, da der Stationsaufenthalt in Summe länger dauerte, als bei zwei einzelnen Zwei-Wagen-Zügen, die einander folgen.
Nach dem Misserfolg mit den Viererzügen war die Baureihe 03 wiederum so konstruiert, dass mit ihr ab 1903 Drei-Wagen-Züge gebildet werden konnten. Ermöglicht wurde dies durch die asymmetrische Türanordnung zwischen den beiden Wagenklassen, wobei diese Züge deutlich über das Ende der Bahnsteige hinausreichten. Um dennoch einen gefahrlosen Fahrgastwechsel zu gewährleisten, zeigte eine spezielle Anhaltemarkierung in Form einer Signalscheibe dem Wagenführer die festgelegte Halteposition auf Höhe der Zugspitze an. Trotz ausgezeichneter Bremsanlage der Fahrzeuge wurden hierbei von den Fahrern Höchstleistungen und Konzentration gefordert. Bei acht Wagen der Baureihe 03 wurden die beiden Türen dabei in der zweiten Wagenhälfte eingebaut, bei 16 wiederum in der vorderen Wagenhälfte. So konnten acht Drei-Wagen-Züge gebildet werden, wobei die Wagen mit den weiter hinten eingebauten Türen stets führten. Zwar konnten jetzt in den Hauptverkehrszeiten bis zu 225 Personen in einem einzigen Zugverband transportiert werden, allerdings mehrten sich Gerüstschäden. Daher legte sich die Continentale im Prinzip schon ab 1921 auf den Zwei-Wagen-Zug fest.
Nach dem Umbau der Türen der Baureihe 03 auf elektro-pneumatischen Betrieb in den Jahren 1929 bis 1934, bei gleichzeitiger Versetzung Richtung Wagenende, war eigentlich gar keine Bildung von Drei-Wagen-Zügen mehr möglich. Trotzdem setzte sich die Stadtverwaltung ab 1936 beim Betreiber erfolgreich für den erneuten Einsatz von Drei-Wagen-Zügen ein. Ab Herbst 1939 fuhr man im Frühverkehr und in der Mittagszeit erneut mit „Dreiern“, wobei die hintere Tür des dritten Wagens gesperrt werden musste, da sie außerhalb der Haltestellenbereiche lag. Doch endete dieser Betrieb schon im Laufe des Jahres 1939 wieder. Nach 1945 wurde er schließlich endgültig verboten, unter anderem weil die provisorische Verriegelung der letzten Tür als zu riskant galt.
Der Einsatz von Einzelwagen endete hingegen bereits 1912, als man sich entschied, auch in verkehrsschwachen Zeiten ausschließlich Zwei-Wagen-Züge fahren zu lassen. Ursächlich hierfür war die Erkenntnis, dass sich deren Pendelbewegungen – im Unterschied zum Einzelwagen – in Grenzen hielten und die Fahrgäste diese nicht mehr als unangenehm empfanden.
Zu Repräsentationszwecken anlässlich einer Werbeveranstaltung für den damals beabsichtigten Bau einer Schwebebahn in Berlin verkehrte 1908 ferner auch ein Sechs-Wagen-Zug auf der Schwebebahn. Hierbei wurden trotz hoher Geschwindigkeiten keine Vibrationen festgestellt, auch die Fahrt durch Bögen und die Endkehren verlief beanstandungslos.
Unabhängig davon waren die ursprünglichen Haltestellen der Schwebebahn als Bauvorleistung bereits so ausgelegt, dass die Bahnsteiglänge – ohne weiteren Umbau des Gerüsts – verdoppelt hätte werden können. Hierzu waren stets beide an das jeweilige Bahnhofsjoch angrenzenden Pendeljoche verstärkt ausgeführt, das heißt als „gewichttragende“ schwere Ausführung für die angedachte Bahnsteigverlängerung.

Bis 1912 verkehrten auch Einzelwagen, hier Wagen Nummer 3 an der Station Breite Straße, heute Robert-Daum-Platz
Experimenteller Vier-Wagen-Zug im Jahr 1902
Drei-Wagen-Zug, ermöglicht durch die asymmetrische Türanordnung dieser Baureihe
Sechs-Wagen-Zug im Jahr 1908, anlässlich einer Werbeveranstaltung für Berlin

### Lackierungsschemata

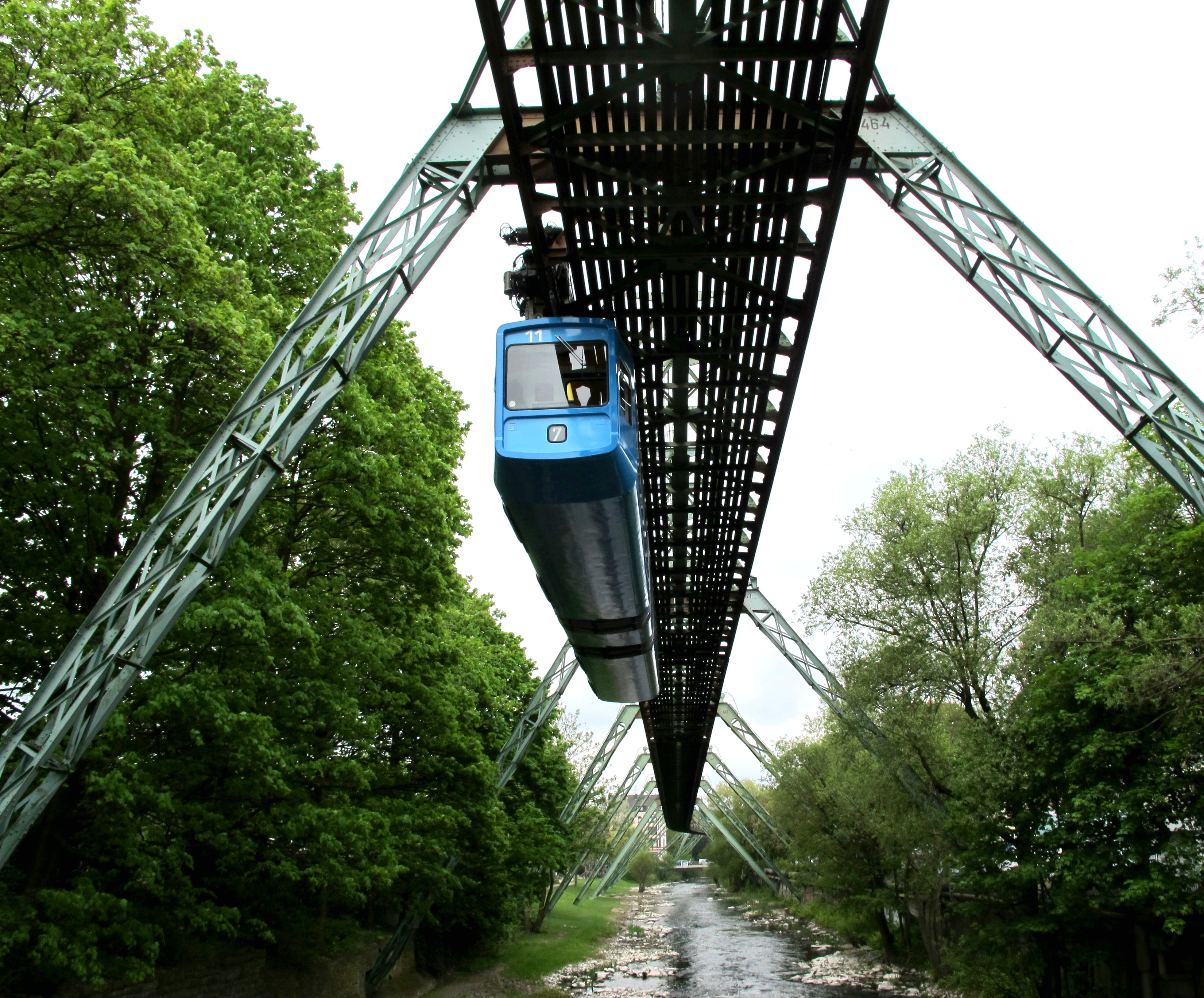
Wagen 11 mit seiner hellblauen Versuchslackierung des Jahres 2010

Die beiden Prototypen des Jahres 1898 waren preußischgrün (RAL-Farbe 6008) lackiert und hatten goldene Zierstreifen. Mit dieser Farbwahl orientierte sich der Betreiber an den damaligen Gepflogenheiten der Eisenbahn.
Die ersten Serienwagen waren hingegen im Fensterbereich Beige und unterhalb davon Weinrot gestrichen, zuzüglich goldener Zierstreifen analog zu den Prototypen. Aufgrund der Schmutzanfälligkeit der Fahrzeuge, die sich schon nach wenigen Jahren Regelbetrieb abzeichnete, wurden Front, Heck und Dachkanten schließlich Braun lackiert. Dieses Design prägte die Schwebebahn über mehrere Jahrzehnte. Erst mit der Baureihe 50 wurde das traditionelle Weinrot durch Hellrot ersetzt, zudem benötigte diese Serie keine braunen Flächen mehr.
Einen völlig neuen Weg beschritt der Betreiber mit dem 1962 vorgestellten ersten Gelenkwagen, um diesen Effekt herauszustellen war er Enzianblau (RAL-Farbe 5010) und Beige lackiert. Ein weiteres neues Merkmal war der Zierspitz an der Front. Schon der zweite, 1965 vorgestellte, Gelenkwagen war aber wieder im klassischen Schema Rot-Beige lackiert, hatte aber wiederum einen Zierspitz.
Mit der Beschaffung der serienmäßigen Gelenkwagen ab 1972 erwiesen die Designer mit der wiederholten Wahl der Farbe Enzianblau dem ersten Gelenkwagen eine Hommage, kombinierten dies aber, dem Zeitgeist entsprechend, mit etwa gleich großen Flächen in Pastellorange (RAL-Farbe 2003). Das Konzept stammt von Studenten der Technischen Universität Darmstadt, gemäß ursprünglichem Entwurf ihres Designers Klaus Flesche hätte die Serie hingegen einheitlich Silbergrau sein sollen.
Ein weiterer Einzelgänger blieb der 1972 gebaute Gelenkwagen Nummer 11. Er erhielt, im Hinblick auf die bereits absehbare Nachfolgegeneration, nach seiner Hauptuntersuchung im April 2010 eine versuchsweise Lackierung in zwei verschiedenen Hellblau-Tönen. Das Design entsprach den damaligen Stadtbussen der Wuppertaler Stadtwerke, konnte sich aber nicht durchsetzen. Für die jüngste Fahrzeugserie entschied sich der Betreiber letztlich für das etwas hellere Himmelblau (RAL 5015), kombiniert mit einem schwarzen Fensterband sowie vier senkrechten roten Akzentstreifen im Bereich der Führerstände sowie der Gelenke.

### Verkehrsmittelwerbung

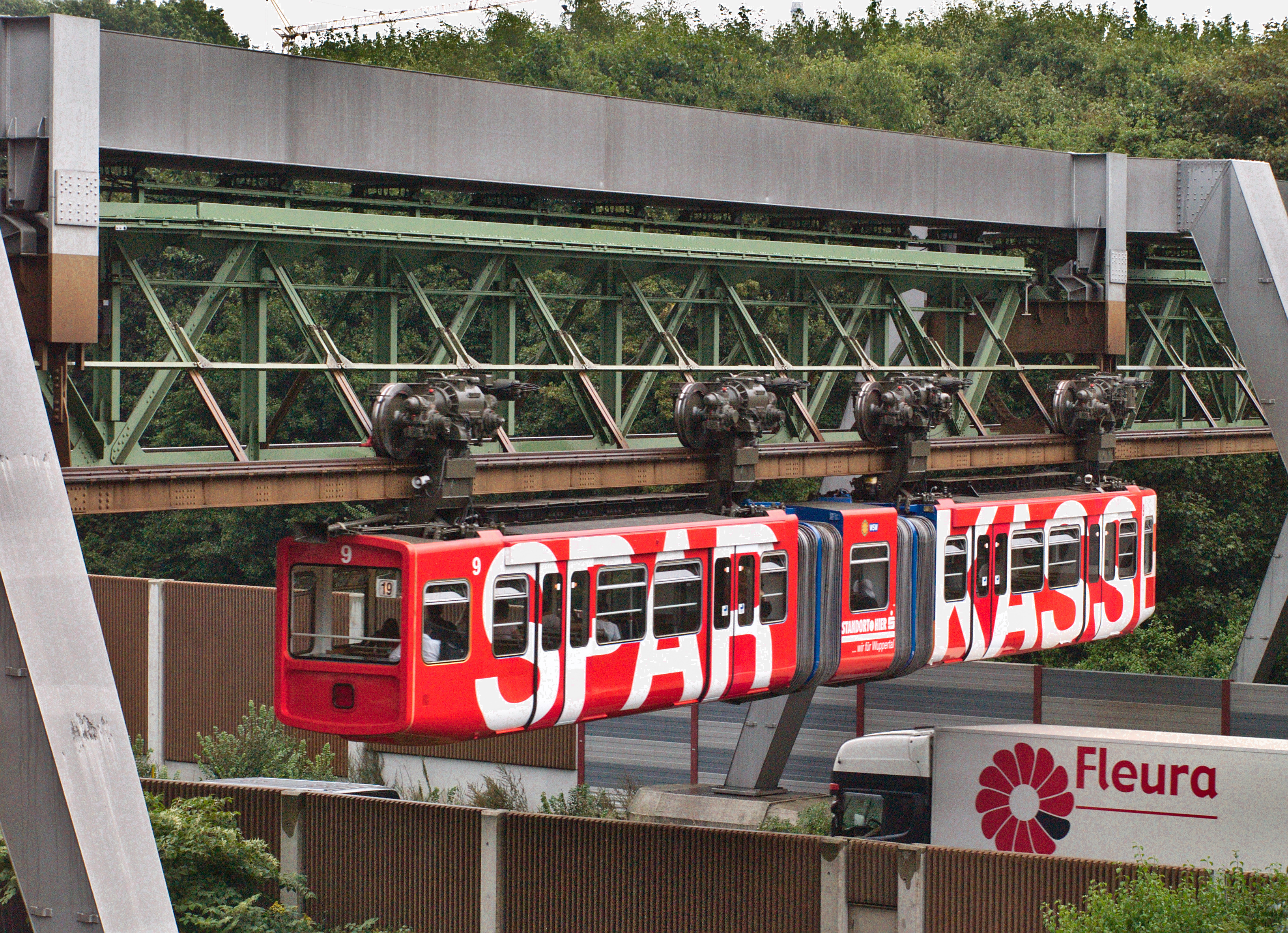
Zug mit Ganzreklame für die Stadtsparkasse Wuppertal im Jahr 2009

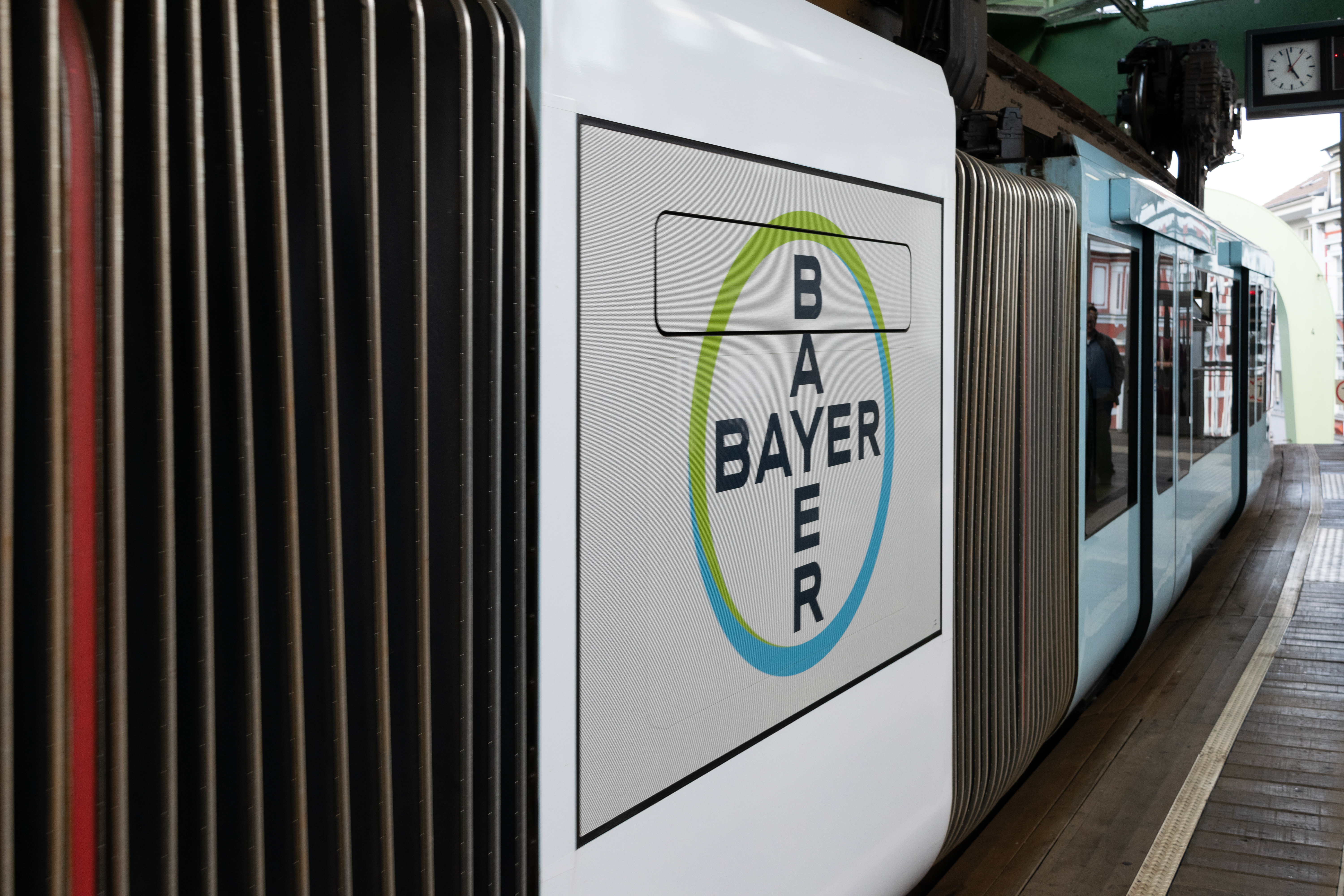
Mit eingeschränkt durchsichtiger Lochfolie beklebtes Fenster im Mittelteil

Ab 1925 verkehrten die Schwebebahnzüge, aufgrund der damals schlechten wirtschaftlichen Lage des Betreibers infolge Hyperinflation und Besatzung, erstmals mit großflächiger Verkehrsmittelwerbung an den Außenwänden, darunter auch Ganzreklamen. Als Werbepartner fanden sich, neben lokalen Firmen wie der Lackfabrik Hermann Wülfing aus Vohwinkel oder der Gondrom-Tabak-AG aus Elberfeld, auch reichsweit agierende Unternehmen wie Henkel, das auf der Schwebebahn für Persil warb, oder Stollwerck. Diese Praxis wurde jedoch bereits in den 1930er Jahren wieder beendet.
Zwischen den 1950er und den 1970er Jahren wiederum wurde nur mit runden „Tellern“ an den Fahrzeugecken für Coca-Cola beziehungsweise die örtliche Wicküler-Brauerei geworben, mit der Umstellung auf Gelenkwagen verschwand dieses Charakteristikum wieder.
1989 befragten die Wuppertaler Stadtwerke schließlich die Leser ihres Kundenmagazins WSW Information nach ihrer Meinung zum Thema „Werbung an der Schwebebahn. Ja oder nein?“ Nachdem fast 3000 Leser antworteten und sich mit überwältigender Mehrheit gegen die Wiedereinführung der Außenwerbung aussprachen, verkündete der damalige Vorstandsvorsitzende auf einer Pressekonferenz, dass es infolge keine Reklame an den Schwebebahnzügen geben werde. Dennoch gratulierten die Wuppertaler Stadtwerke dem Von der Heydt-Museum zu dessen Wiedereröffnung im Jahr 1990 mit einem beklebten Wagen. Schließlich beschloss der Aufsichtsrat, vier Wagen für Werbung freizugeben, unter anderem erhielt einer eine Ticket2000-Beklebung. So verkehrten die Schwebebahnzüge ab dem 27. Februar 1992 wieder mit Reklame, die in späteren Jahren auf fast alle Gelenkwagen der Baureihe 72 ausgedehnt wurde. Hierbei überwiegten Ganzreklamen, die dem Betreiber pro Wagen zuletzt 30.000 Euro im Jahr einbrachten. Teilweise wurde hierbei auch die, von der Straße aus gut sichtbare, Unterseite der Fahrzeuge in die Reklamegestaltung eingebunden. Eine Besonderheit stellte dabei eine Werbung der Deutschen Bahn dar, bei der ein Schwebebahnzug das Lackierungsschema des Intercity-Express mit weißer Grundfarbe und roter Bauchbinde erhielt.
Die Züge der Generation 15 tragen wiederum keine Ganzreklame mehr. Bei ihnen sind nur noch das Mittelteil zwischen den Gelenken sowie die Unterseite als Werbeflächen vorgesehen. Neu im Gegensatz zur Baureihe 72 ist dabei die Einbeziehung der beiden Fenster im Mittelteil, wobei die dabei verwendete Lochfolie den Fahrgästen nur noch einen eingeschränkten Blick nach draußen erlaubt.

## Betrieb

### Allgemein
Alle Züge der Schwebebahn bedienen stets die Gesamtstrecke, es werden verschiedene Takte gefahren. Der Betrieb beginnt an Werktagen kurz vor 5:30 Uhr, an Sonn- und Feiertagen kurz vor 7:00 Uhr. Abends endet der Betrieb heute generell gegen 23:30 Uhr, während bis nach dem Zweiten Weltkrieg noch bis nach Mitternacht gefahren wurde. Ein Nachtverkehr wird – auch am Wochenende – nicht angeboten, ersatzweise verkehren jedoch am Wochenende Nachtbusse. Lediglich in der Neujahrsnacht besteht ein durchgehender Schwebebahnbetrieb. Die Fahrradmitnahme ist in der Schwebebahn ganztägig erlaubt.

### Kursnummer

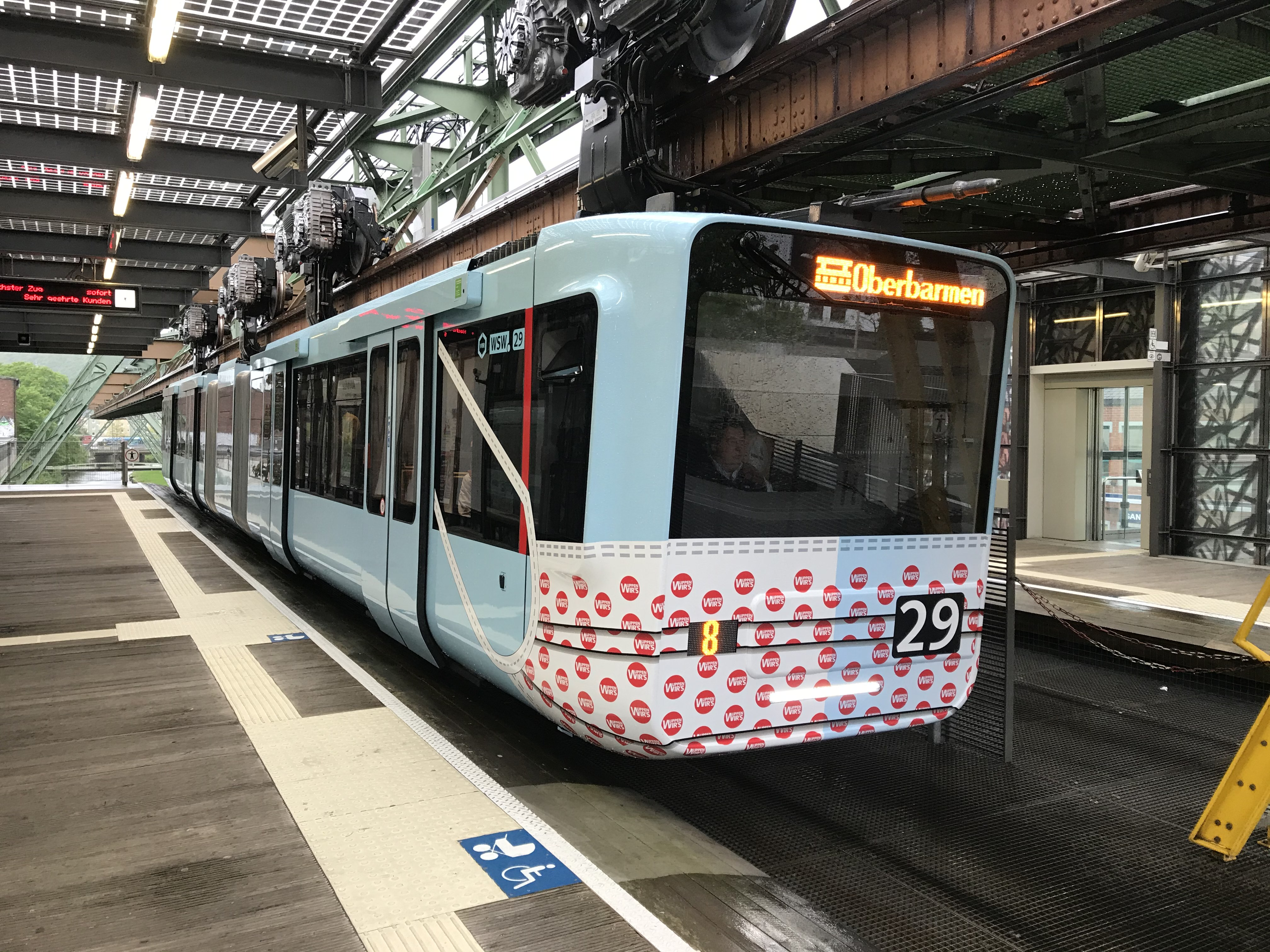
Am 30. April 2020 war Wagen 29 als Kurs 8 eingeteilt, das heißt er rückte morgens aus dem Depot Oberbarmen aus. Die Sonderbeklebung anlässlich der COVID-19-Pandemie warb für das Tragen eines Mund-Nasen-Schutz im öffentlichen Personennahverkehr.

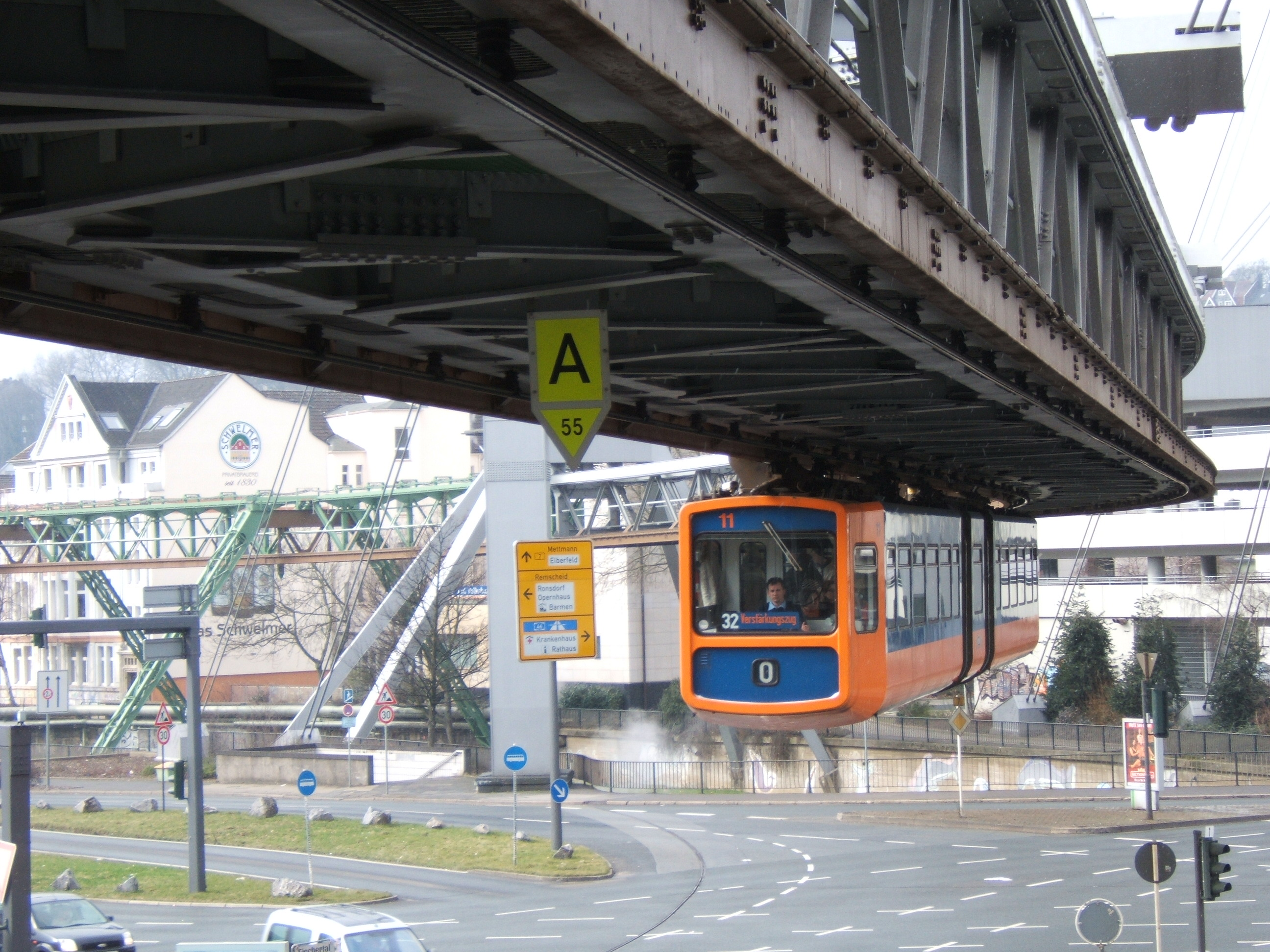
2006: Wagen 11 als Verstärkungszug 32 mit der Kursnummer 0

Als Besonderheit wird die jeweilige Kursnummer bei der Schwebebahn mittels einer Digitalanzeige vorne links unterhalb der Frontscheibe angezeigt. Die Kursnummern werden jeweils abwechselnd in der Reihenfolge der ersten Ausfahrt aus den beiden Depots vergeben. So erhalten Kurse, die aus dem Depot Vohwinkel ausrücken, wo morgens der erste Wagen startet, eine ungerade Nummer. Kurse, die vom Depot Oberbarmen gestellt werden, bekommen entsprechend eine gerade Nummer zugeteilt. Abweichend davon trägt der historische Kaiserwagen seit 2001 jeweils die letzten beiden Ziffern des laufenden Kalenderjahres als Kursnummer, obwohl seine Fahrten stets in Vohwinkel beginnen. So wurde er 2017 beispielsweise als Kurs 17 eingesetzt. Sonderzüge, Dienstwagen sind abweichend davon mit einer 0 beschildert. Für Fahrschulfahrten galt dies früher ebenfalls, mittlerweile tragen diese eine 60er-Kursnummer. E-Wagen wiederum werden mit einem Zusatzschild „Verstärkungszug“ gekennzeichnet und verfügen über hohe Kursnummern im Anschluss an die Regelkurse. Hierbei wird in der Kursanzeige ebenfalls eine 0 angezeigt, weil die früheren Rollbandanzeigen keine hohen Kursnummern aufwiesen.
Ursprünglich waren die Kursnummern in Form von Blechtafeln außen angesteckt, bevor der Betreiber hierfür 1929 beleuchtete Rollbandanzeigen an Front und Heck einführte. Dabei wurde die Kursnummer zunächst vorne schwarz auf weiß und hinten weiß auf schwarz angezeigt. Später dienten hinten weiße Ziffern auf rotem Grund als Zugschlusssignal und ersetzten somit die Petroleumlaternen. Die Baureihe 72 hatte am Heck wiederum ein gewöhnliches rotes Zugschlusssignal und schwarze Kursnummern auf weißem Hintergrund, seit der Umstellung auf die Generation 15 wird hinten gar keine Kursnummer mehr angezeigt.

### Beförderungsleistung
Jährlich verzeichnet der Betreiber 24,8 Millionen Fahrgäste, an Werktagen wurden dabei Stand 2008 durchschnittlich 82.000 Menschen befördert. 2016 waren es bereits 85.000 täglich. Im Mittel legte 2023 jeder Fahrgast 4,7 Kilometer mit der Schwebebahn zurück, dabei betrug die durchschnittliche Auslastung 47,9 Prozent. Bis 1925 hatte sie insgesamt schon fast 20 Millionen Fahrgäste befördert, zum 50-jährigen Jubiläum im Jahr 1951 waren es bereits 733 Millionen Personen, dies entsprach einem Fünftel aller Beförderungsfälle in der Stadt Wuppertal, bis Ende 1954 über 800 Millionen bei einer Leistung von 150 Millionen Wagenkilometern. 1985 verkehrten täglich 193 Zugpaare.

### Zugfolge und Fahrzeugbedarf

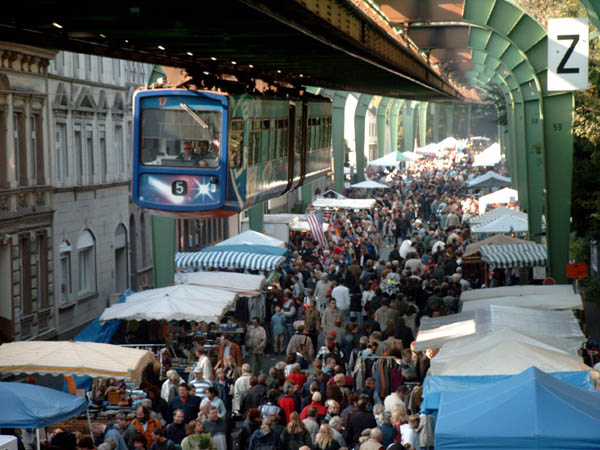
Einmal jährlich erbringt die Schwebebahn anlässlich des Vohwinkeler Flohmarkts auch sonntags eine ausgesprochen hohe Beförderungsleistung

In den ersten Betriebsjahren fuhr die Schwebebahn in den Hauptverkehrszeiten je nach Quelle alle zwei Minuten, alle zwei bis zweieinhalb Minuten beziehungsweise alle zweieinhalb Minuten. Mit den damaligen Drei-Wagen-Zügen lag die Verkehrsleistung bei 4500 Fahrgästen je Stunde und Fahrtrichtung. Erstmalig wurde die Kapazitätsgrenze bereits vor dem Zweiten Weltkrieg erreicht, die dichteste Taktfolge betrug damals zweieinhalb Minuten. 1955 bestand im Berufsverkehr eine Zugfolge von drei Minuten, aufgrund der entfallenen Blockstellen in den beiden kriegszerstörten Stationen war dies damals die kürzeste mögliche Zugfolge. Erst mit der Inbetriebnahme der Signalanlage von 1962 wurde, durch zusätzliche Blockstellen auch außerhalb von Stationen, wieder eine kürzeste mögliche Zugfolge von zwei Minuten erreicht.
Mit der Umstellung auf kapazitätsstarke Gelenkwagen streckte der Betreiber in den 1970er Jahren den minimalen Takt wieder auf drei Minuten. Dieser wurde – außer in den werktäglichen Hauptverkehrszeiten – auch einmal jährlich sonntags anlässlich des Vohwinkeler Flohmarkts angeboten. Auch nach der 2019 erfolgten Umstellung auf ETCS liegt die minimale fahrplanmäßige Taktzeit weiterhin bei drei Minuten.
Tatsächlich wird der Drei-Minuten-Takt seit der Geschwindigkeitsreduzierung in Folge des Vorfalls vom 19. Mai 2017 nicht mehr angeboten. So galt zeitweise eine minimale Zugfolge von 3:45 Minuten, die aufgrund Personalmangels ab dem 21. November 2022 vorübergehend auf vier Minuten ausgedehnt wurde. Seit dem 17. April 2023 beträgt die kürzeste fahrplanmäßige Zugfolge 3:40 Minuten, wobei in den Fahrplanmedien auf volle Minutenangaben gerundet wird. In den Nebenverkehrszeiten wird hingegen nur alle 15 Minuten gefahren, dies gilt auch für die Neujahrsnacht. In den Nordrhein-Westfälischen Schulferien fährt die Schwebebahn darüber hinaus Montags bis Freitags morgens und vormittags nach einem etwas ausgedünnten Fahrplan.
Künftig soll wieder ein Zwei-Minuten-Takt eingeführt werden, der durch die bei den Fahrzeugen der Generation 15 stärkere Motorisierung und die geplante Erhöhung der Streckenhöchstgeschwindigkeit auf 65 km/h ermöglicht werden soll. Systemtechnisch wären dabei noch kürzere Zugfolgen möglich. Pläne einer Taktverkürzung auf 90 Sekunden wurden allerdings wieder verworfen, da hierzu fahrerlose, computergesteuerte Fahrzeuge notwendig wären.
Beim früheren Drei-Minuten-Takt waren 22 Züge gleichzeitig im Einsatz, während es beim 3:40-Minuten-Takt nur 18 Züge sind. Die Umlaufzeit beträgt in beiden Fällen 66 Minuten. Beim 15-Minuten-Takt werden hingegen nur sechs Umläufe benötigt, die Umlaufzeit erhöht sich hierbei jedoch auf 90 Minuten.

### Reisezeit und Reisegeschwindigkeit
Die Reisezeit auf der Gesamtstrecke betrug bei Vollendung der Strecke am 27. Juni 1903 38 Minuten, sie wurde zum 1. Oktober 1903 auf 36 Minuten und schließlich zum 1. April 1906 auf 34 Minuten gesenkt. Ursächlich hierfür war die dreimalige Anhebung der zulässigen Höchstgeschwindigkeit von anfangs 40 km/h auf zwischenzeitlich 50 km/h, später 55 km/h und schließlich 60 km/h. 1955 waren es dann nur noch 32 Minuten, ermöglicht durch den Entfall der beiden kriegsbeschädigten Stationen. Unabhängig davon wurden schon in den ersten Betriebsjahren, im Rahmen von Testfahrten für die damals geplante Schwebebahn in Berlin, auf freier Strecke und ohne Fahrgäste sogar 90 km/h erreicht.
Eine weitere Reduktion der Reisezeit vermied die Schwebebahnverwaltung viele Jahre lang, um die Infrastruktur nicht übermäßig zu strapazieren. Eine Fahrzeit von einer halben Stunde wäre laut damaligen Experten-Aussagen „Mord für das Gerüst“ gewesen. Erst in den 1970er Jahren verringerte diese sich schließlich doch dauerhaft auf 30 Minuten, ermöglicht durch die seinerzeit neu beschafften Gelenkwagen. An diesem Wert änderte später auch die Wiederinbetriebnahme der beiden, damals noch fehlenden, Stationen nichts mehr. Unabhängig davon variiert die Fahrzeit zu bestimmten Zeiten leicht, so beträgt sie morgens bei Betriebsbeginn nur 29 Minuten, abends und am Wochenende hingegen 31 Minuten. Zeitweise wurde die Strecke schon in 28 Minuten zurückgelegt, künftig soll die Reisezeit auf 25 Minuten gesenkt werden.
Die mittlere Reisegeschwindigkeit wiederum betrug 1929 etwa 23,5 km/h, vor dem Zweiten Weltkrieg sowie im Jahr 1951 waren es jeweils 27 km/h, Stand 2023 hingegen nur noch 25,6 km/h. Die mittlere Anfahrbeschleunigung betrug 1929 etwa 0,6 Meter in der Sekunde, die Bremsverzögerung 1,0 Meter in der Sekunde.

### Sicherheit

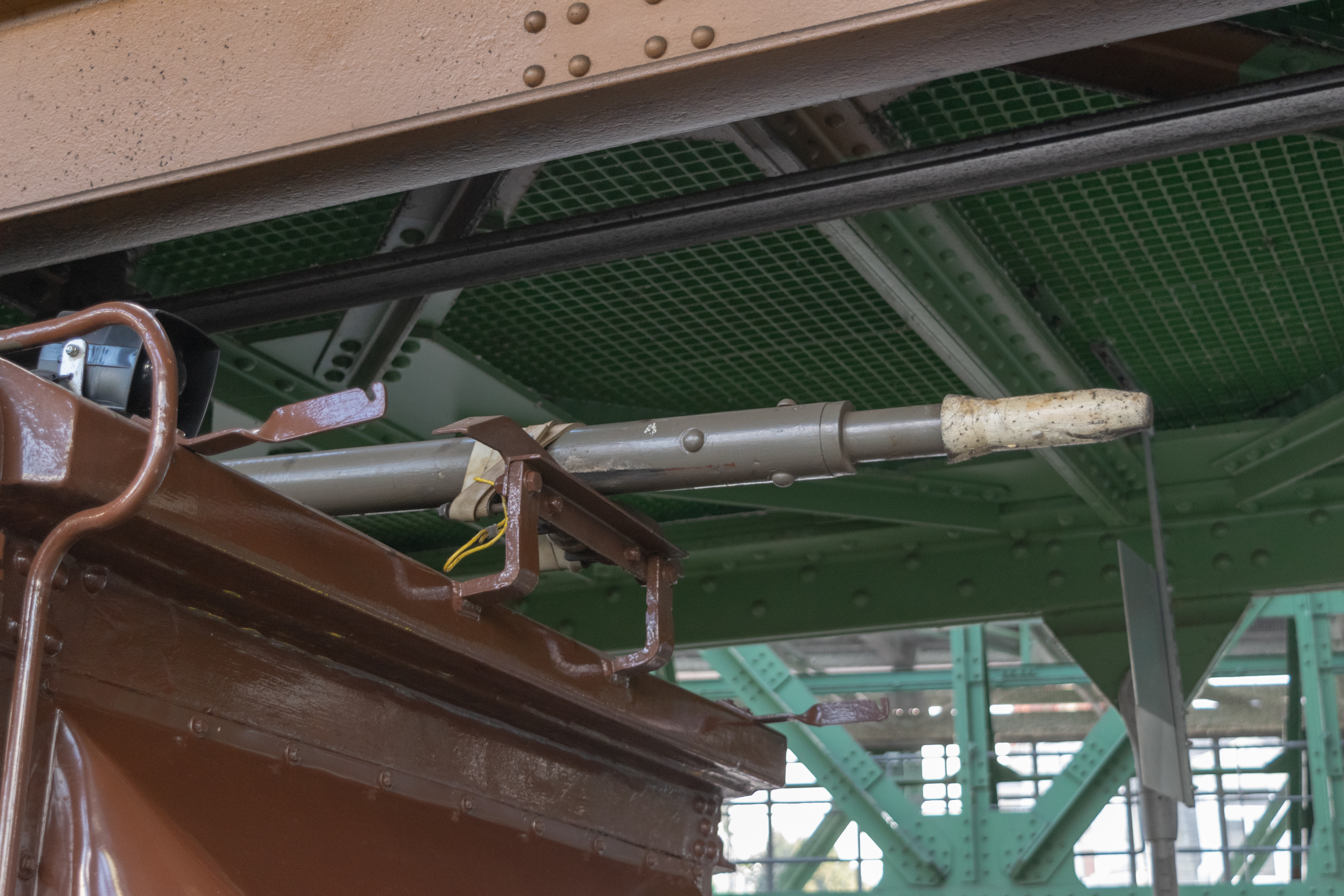
Kupplungsstange vorne am historischen Wagen 5, der sogenannte Dorn

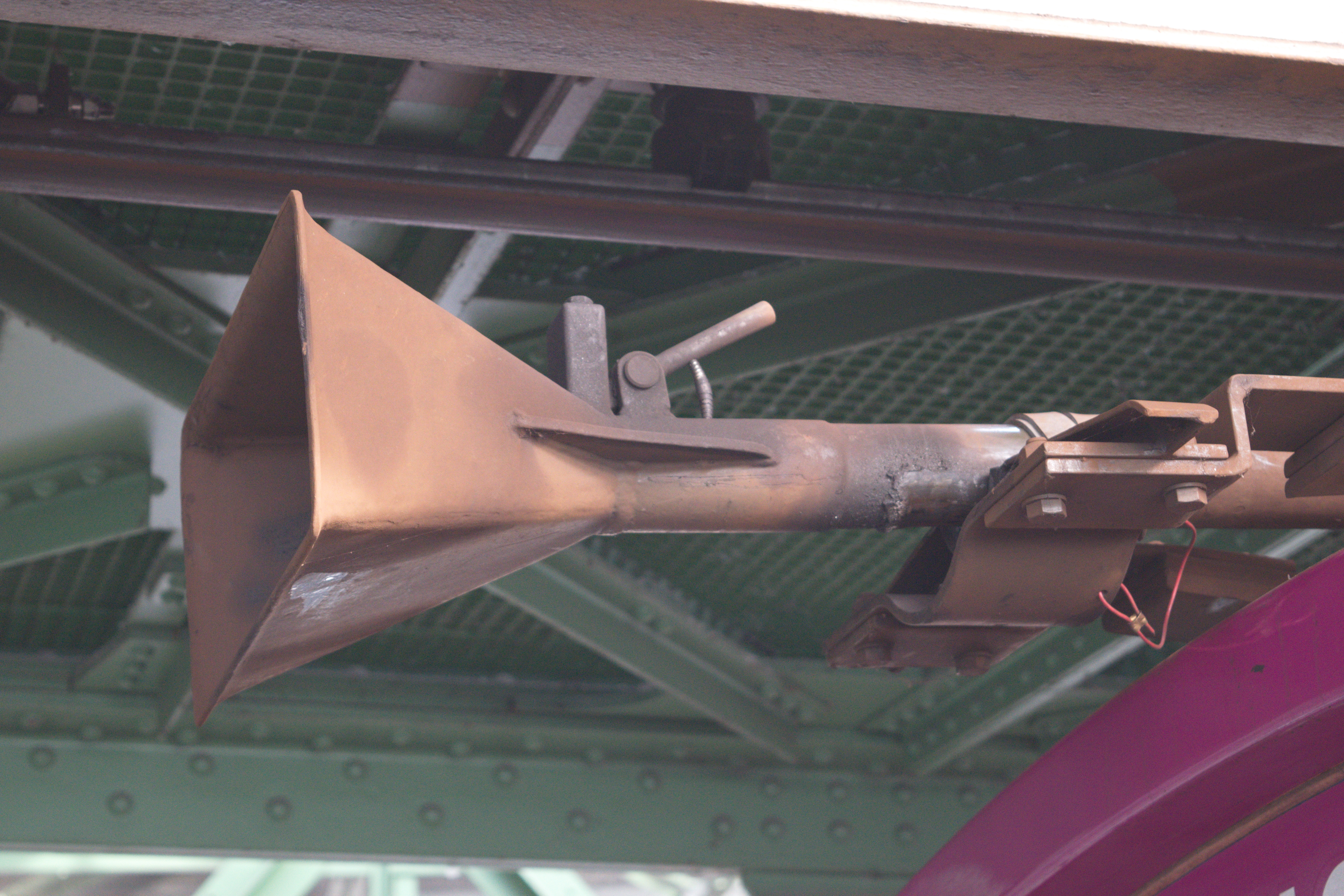
Kupplung hinten an einem Zug der Baureihe 72, der sogenannte Trichter

Die Wuppertaler Schwebebahn gilt als das sicherste Nahverkehrsmittel der Welt. Lediglich beim Schwebebahnunfall am 12. April 1999 kam es bisher zu Todesfällen.
Bei einem technischen Defekt an einem Schwebebahnwagen kann dieser vom nachfolgenden Zug abgeschoben werden, dessen Fahrgäste diesen aber zuvor verlassen müssen. Es handelt sich dann um einen Drückzug oder Schiebezug. Hierbei wird von hinten langsam an den defekten Zug herangefahren und der Dorn des schiebenden Wagens rastet automatisch in den sogenannten Trichter des havarierten Zuges ein. Diese spezielle, auf dem Wagendach befestigte, Kupplung kann anschließend erst im Depot wieder getrennt werden. Zum Ziehen eines Zuges ist sie hingegen nicht ausreichend dimensioniert.
Es gibt die Möglichkeit, Fahrgäste über eine speziell hierfür entwickelte Bergungsbrücke respektive Rettungsbrücke in Sicherheit zu bringen. Ein in Gegenrichtung fahrender Zug hält hierfür genau auf der Höhe des zu evakuierenden Zuges, die Fahrer entfernen die Scheibe im Mittelteil der Züge und die Fahrgäste können gefahrlos in den gegenüberliegenden Zug wechseln. Diese Bergungsbrücke kam bisher erst einmal, im Jahr 1989, zum Einsatz.

### Zugabfertigung

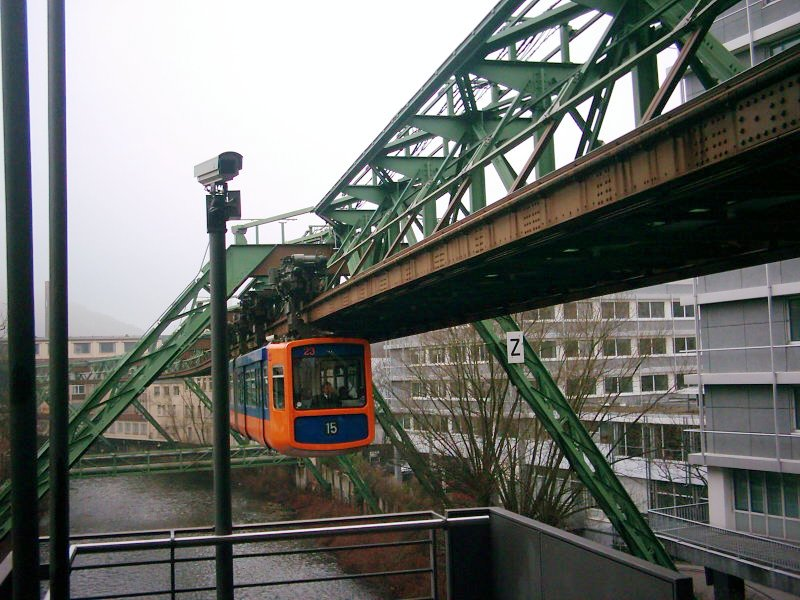
Kamera an der Haltestelle Robert-Daum-Platz

Ursprünglich fuhr in jedem Fahrzeug ein Zugbegleiter mit, um es an den Stationen abzufertigen. Samt Fahrer war somit jeder Zwei-Wagen-Zug mit drei Mitarbeitern besetzt. Diese Teams blieben in der Regel über viele Jahre zusammen in gleicher Besetzung im Einsatz. Da die ersten Wagen nicht über eine automatische Türschließvorrichtung verfügten, musste der Schaffner nach jedem Fahrgastwechsel die Türen von Hand schließen und durch ein Riegelsystem für die Fahrt sichern. Ab 1964 verkehrte der hintere Wagen erstmals schaffnerlos, nach der vollständigen Umstellung auf Gelenkwagen zum 5. September 1974 konnte schließlich am 17. Dezember 1974 zum Einmannbetrieb übergegangen werden. Auf den Bahnsteigen befindet sich seither je Richtung eine Kamera, die den Zug auf einen Monitor in der Fahrerkabine überträgt. Dadurch kann der Fahrer selbst sehen, ob noch Fahrgäste ein- oder aussteigen. Dieses System wird auch als Ein-Mann-Zugabfertigung bezeichnet. Die, noch 1964 geplante, Einführung von Bahnsteigsperren in den Stationen wurde hingegen nie realisiert.

### Zugsicherung
Alle Wagen verfügen über eine Sicherheitsfahrschaltung. Der Fahrer muss ständig ein Pedal gedrückt halten, um dem Fahrschalter seine Dienstfähigkeit anzuzeigen. Sollte die Sicherheitsfahrschaltung nicht betätigt werden, wird Dienstunfähigkeit des Fahrers angenommen, und das Fahrzeug bremst automatisch. Dadurch kann auf einen Beimann, der als zweite Person im Fahrerraum bei Dienstunfähigkeit des Fahrers eingreifen würde, verzichtet werden. Nur der Kaiserwagen muss mit einem Triebfahrzeugbegleiter besetzt sein.

#### Erste Signalanlage von 1901
Bereits bei der Planung war bekannt, dass angesichts der krümmungsreichen und unübersichtlichen Strecke sowie der beabsichtigten dichten Zugfolge ein Fahren auf Sicht nicht in allen Fällen sicher ist, zumal die Schwebebahn als Schnellverkehrsmittel konzipiert und realisiert wurde. Daher war die Einrichtung besonderer Deckungssignale wie bei der Eisenbahn erforderlich. Zudem verlangte die Zweigleisigkeit der Schwebebahn die Einrichtung von Signalen als Garantie für kurze Zugfolgen und zur Vermeidung von Auffahrunfällen. Begegnungen, Kreuzungen oder Ausweichanlagen mit möglichen Gefahren eines Zusammenstoßes oder einer Flankenfahrt entfielen hingegen durch den Gleisrichtungsbetrieb.
Friedrich Natalis, der damalige Oberingenieur der Elektrizitäts-Aktiengesellschaft vormals Schuckert & Co. schuf zu diesem Zweck eine selbsttätige Signalanlage, sie war die erste Selbstblockanlage in Deutschland und verwendete zudem von Beginn an auch tagsüber Lichtsignale. Die Blockteilung verlief von Station zu Station, ein Blockabschnitt umfasste die Strecke zwischen zwei Stationen sowie die daran anschließende Station. Die Belegzeit setzte sich aus der Fahrzeit für diesen Abschnitt sowie der Standzeit des Zuges in der Station zusammen, ein Zug durfte nur in einen Blockabschnitt einfahren, wenn ihn der vorausfahrende Zug bereits verlassen hatte.
Die Signalstellung erfolgte ursprünglich durch den Stromabnehmer des Zuges, das heißt mittels einer isolierten Kontaktkufe an der Stromschiene, die per Leitung mit dem Blockwerk verbunden war. Diese isolierten Schaltstücke befanden sich vor der jeweils anzufahrenden Station und leiteten den Impuls nach Bestreichen durch den Stromabnehmer dem entgegenstehenden Signal zu. Nach Weiterfahrt, das heißt dem Verlassen der Haltestelle, berührten die Stromabnehmer erneut ein Schaltstück der Stromschiene, belegten den voraus gelegenen Streckenblock und gaben rückwärtig zur übernächsten Haltestelle „freie Fahrt“. Die Signale wiederum nahmen automatisch die Haltstellung ein, sobald ein Zug an ihnen vorbeigefahren war. Die Blockapparate, die in einer besonderen Signalbude in jeder Station untergebracht waren, wurden ursprünglich, ebenso wie die Lampen der Lichtsignale, aus der Fahrspannung gespeist. Da die Schwebebahn nur eine Schiene hat, musste ein sogenanntes Punktblocksystem gewählt werden, bei welchem die punktförmige Übertragung des Zuglaufs fahrspannungsabhängig war. Dieses System bedingte allerdings die ständige Besetzung der Blockstellen durch Signalwärter, die im Störungsfall manuell eingreifen mussten, das heißt wenn ein Zug unerlaubt ein Haltsignal überfuhr oder wenn während der Ausfahrt eines Zuges aus der Station die Fahrspannung wegblieb. Sie mussten bei solchen unvorhergesehenen Störungen aus ihren Signalräumen heraus telefonisch Streckenfreigaben zum zurückliegenden Bahnhof verfügen und gleichzeitig Wagenführer mit schriftlichen Fahrbefehlen versorgen.
Die Signalapparate waren als Ausfahrsignale den entsprechenden Stationen zugeordnet. Jeder Signalapparat bestand aus zwei quadratischen Kästen, in denen je vier Hefnerkerzen die Signalbegriffe „grün, für Weiterfahrt“ oder „rot, für Halt“ aufleuchten lassen konnten. Ein erloschenes Signal hatte „Haltfunktion“. Um Strom und auch Lampen zu sparen, waren die Signale nicht als Dauerbrenner vorgesehen, sondern leuchteten erst nach Erreichen des Bahnhofs auf, beziehungsweise schalteten sich nach Verlassen wieder selbsttätig aus.
Nicht in diese selbsttätige Anlage einbezogen war allerdings die Rückkehrschleife Zoo. Dort regelte ein Signalwärter im eigens dafür auf dem Gerüst eingerichteten Stellwerk den Betrieb und die seitlich der Konstruktion angebrachten Flügelsignale.

#### Zweite Signalanlage von 1931
1931 erfolgte die grundlegende Erneuerung der Signalanlage von 1901, wenngleich ihr Arbeitsprinzip beibehalten wurde. Die eckigen Signalapparate wurden durch solche mit Rund- und Prismengläsern ersetzt. Vorangestellte Schuten von 130 Millimetern Länge beugten Blendungen vor, ließen vor allem aber das Licht kräftiger erscheinen. Ein sogenanntes Sperrlicht in gelb, für Fahrt auf Sicht, bei der größte Vorsicht gegeben war und maximal 20 km/h erlaubt waren, wurde zusätzlich eingefügt. Mit diesem Ersatzsignal entfiel der schriftliche Fahrbefehl bei eventuellen Störungen oder Unregelmäßigkeiten, die zahlreiche Ursachen haben konnten. Ein erloschenes Signal bedeutete weiterhin „Halt, keine Weiterfahrt“.
Durch Einschaltung zusätzlicher Streckensignale wurde in den Jahren 1948 und 1949 die bestehende Signalanlage in den Bereichen Zoo, Tannenbergstraße, Döppersberg und Landgericht erweitert. Die räumlich verkleinerten Blockabstände schufen günstigere Bedingungen. Zwei neue Stellwerke wurden in Vohwinkel und Oberbarmen realisiert.

#### Dritte Signalanlage von 1962

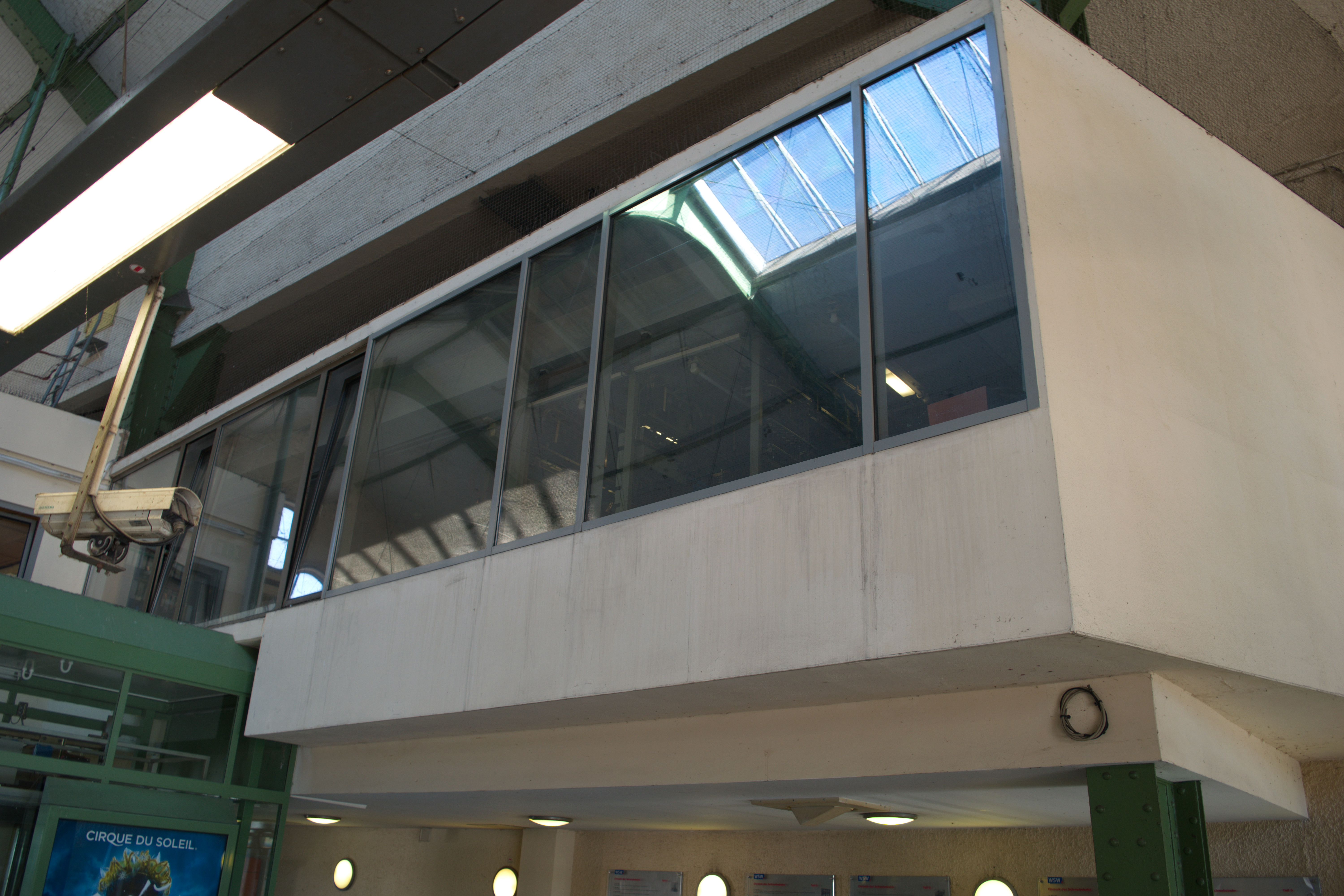
Das ehemalige Relaisstellwerk in der Station Hauptbahnhof, eingerichtet 1962

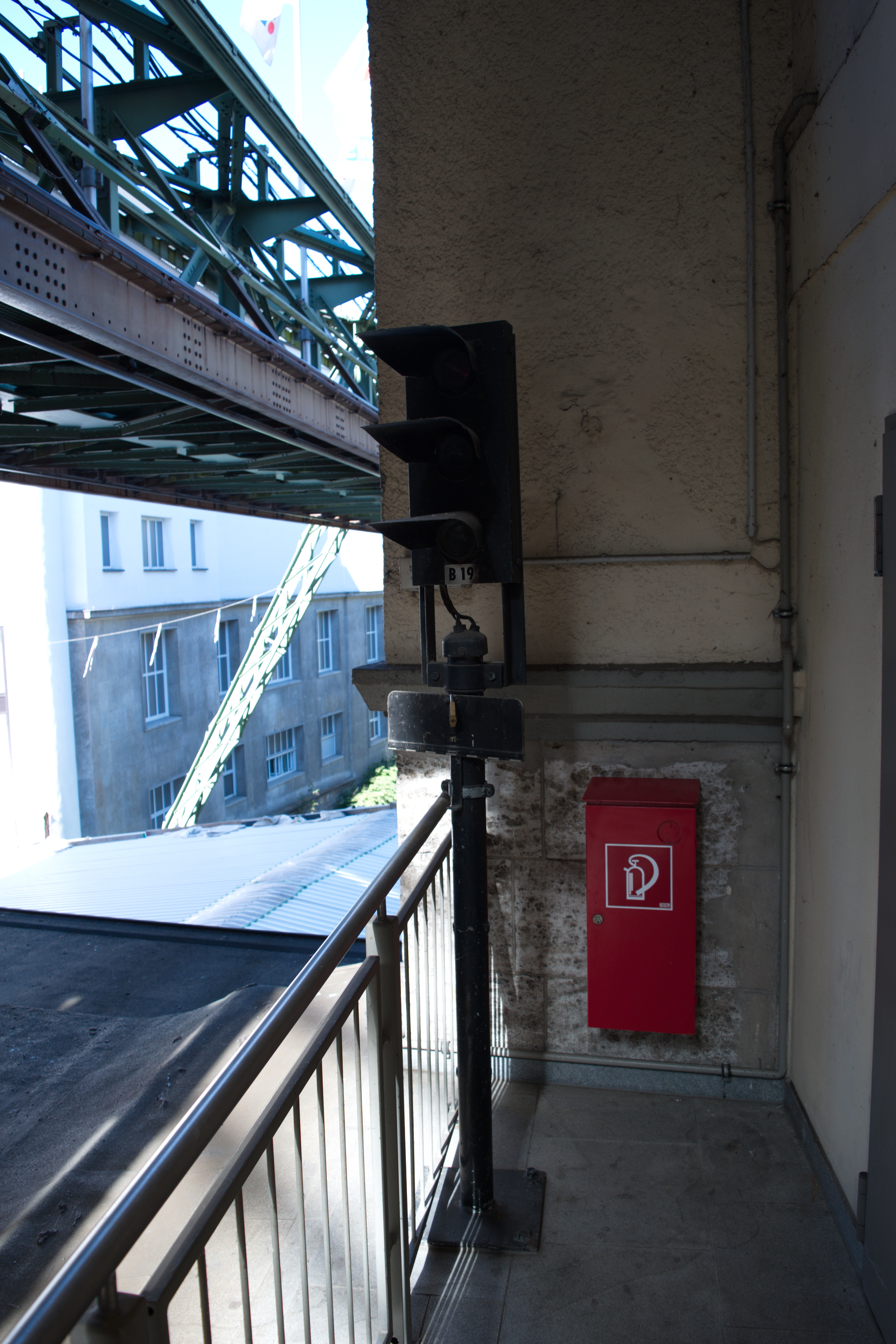
Ortsfestes Bahnhofssignal Nummer B 19 von 1962 in der Station Döppersberg, aufgenommen 2016, kurz nach seiner Außerbetriebnahme

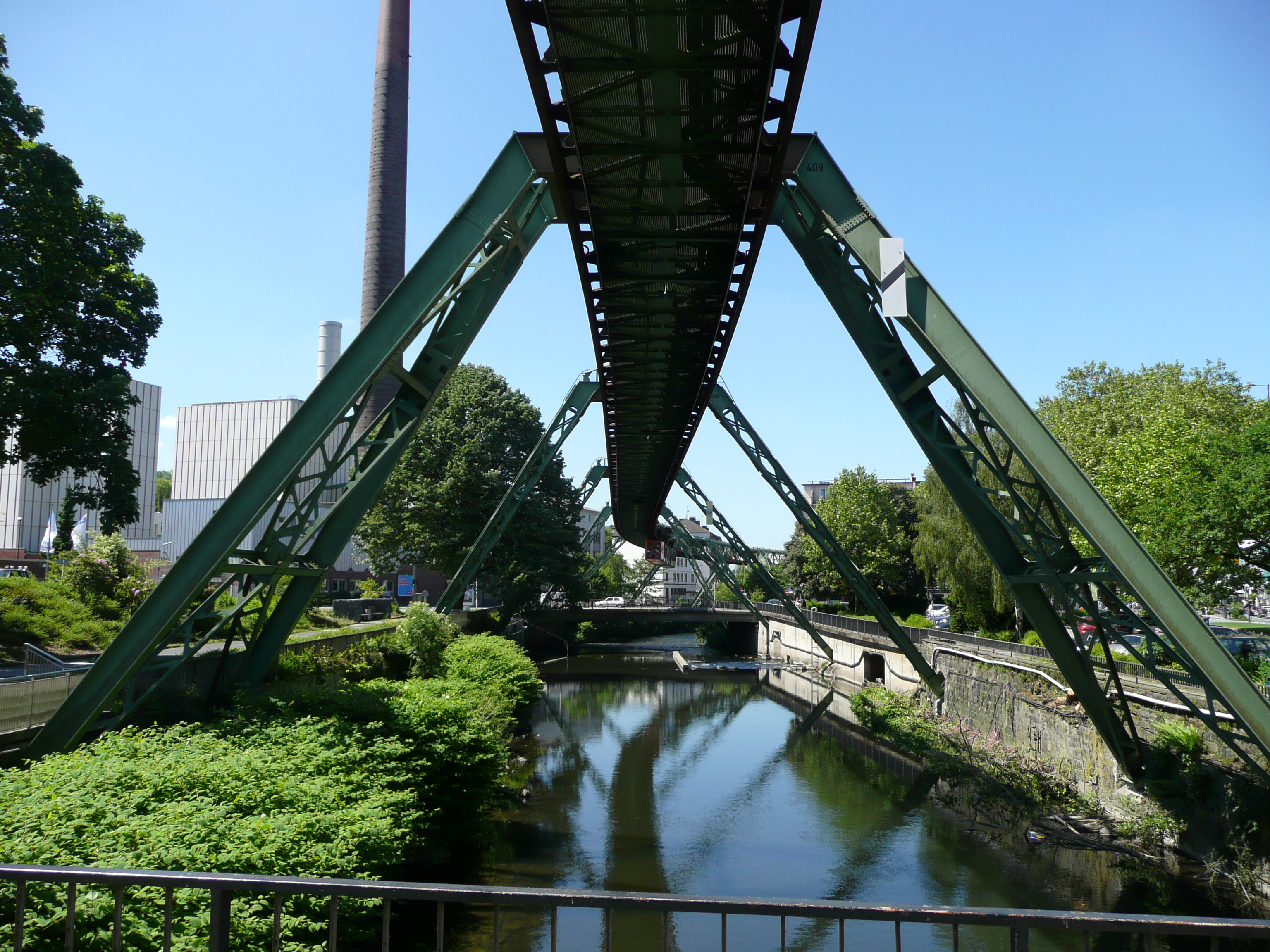
Vorsignalbake am Ankerjoch 409

Aufgrund der zunehmenden Überalterung der Signalanlage von 1931, sowie um aus Rationalisierungsgründen auf die permanente Besetzung der Stationen durch Signalwärter verzichten zu können, ging am 18. Juli 1962 eine gänzlich neue Selbstblockanlage des Unternehmens Siemens in Betrieb. Signale und Zugverkehr wurden fortan vom zentralen Leitstand Döppersberg mittels eines Relaisstellwerks überwacht und geregelt. Die bis dahin notwendige Besetzung der Signalräume der einzelnen Haltestellen entfiel somit. Lediglich die beiden kleinen Stellwerke an den Endstellen blieben betriebsbereit. Insgesamt waren 51 Blocksignale und – in Vohwinkel – drei Kehrensignale (K) vorhanden. Die Wendeanlage Zoo/Stadion wurde in das System einbezogen und war ebenfalls auf dem Gleisbildstellpult im Stellwerk dargestellt.
Die Signalbilder konnten manuell an die einzelnen Bahnhofs- oder Streckensignalen übermittelt werden, so beispielsweise der Kuppelbefehl für den Drückzug bei liegengebliebenen, defekten Fahrzeugen. Ansonsten arbeitete die Anlage selbsttätig. Der am letzten Laufwerk eines jeden Zuges angebrachte stabförmige Permanentmagnet beeinflusste als Sender den am Gerüst angebrachten Empfangsmagneten. Die Bahnhofsignale standen dem Fahrzeug als Ausfahrt entgegen und leuchteten erst kurz vor Erreichen des Bahnsteigs auf. Um das Bahnhofssignal hellzuschalten waren auch circa 30 Meter vor Bahnsteiganfang Empfangsmagnete montiert. Die Streckensignale waren hingegen als Dauerbrenner geschaltet. Die Wagenhallen mit den entsprechenden Kehren waren hingegen nicht in das Relaisstellwerk einbezogen. Die 1962 installierte Anlage wurde außerdem nicht mehr mit Bahnstrom versorgt, sondern war vom städtischen Stromnetz abhängig. Bei Stromausfällen konnten Batterien für mehrere Stunden Energiezufuhr leisten. Die Signale der Anlage des Jahres 1962 waren in zwei Varianten anzutreffen. Beide waren aber, trotz ihrer Bezeichnungen, reine Selbstblocksignale:
- Bahnhofssignale (B): Vertikal aufgestellt in den Bahnhöfen; von oben nach unten: rot, grün und gelb
- Streckensignale (S): Horizontal angebracht am Gerüst auf freier Strecke; von links nach rechts: rot, grün und gelb

Folgende Signalbegriffe konnten dabei angezeigt werden:
| Bild                  | Bedeutung                   | Beschreibung                                                                                   |
| --------------------- | --------------------------- | ---------------------------------------------------------------------------------------------- |
| rot                   | Halt                        | Keine Weiterfahrt erlaubt                                                                      |
| grün                  | Fahrt                       | Weiterfahrt erlaubt                                                                            |
| gelb                  | Fahrt auf Sicht             | Ersatzsignal bei Signal- oder Blockstörung                                                     |
| rot blinkend und gelb | Vorrücken                   | Vorsichtiges Vorrücken beziehungsweise Kuppeln und Drücken                                     |
| erloschen             | Halt                        | a) nicht eingeschaltetes Bahnhofssignal b) gestörtes Signal                                    |
| rot blinkend          | Halt                        | a) Betriebsstörung b) Leitstandwärter anrufen, wenn Blinklicht nur etwa drei Sekunden leuchtet |
| gelb blinkend         | Kuppeln und Drücken         | Kuppeln und Drücken des Vorzuges                                                               |
| rot und gelb blinkend | Kuppeln bei Betriebsstörung | Kuppeln bei Betriebsstörung bis zur nächsten Haltestelle                                       |

Begegnungsverbote, seit 2012 nicht mehr angeordnet, wurden wie folgt signalisiert:

So 5, Begegnungsverbot Anfang, bei weiß blinkendem Licht: Halt, Zug in Gegenrichtung abwarten
So 6, Begegnungsverbot Ende

#### Einführung von Fahrsperre und Bahnfunk im Jahr 1975
Zur weiteren Verbesserung der Sicherheit, aber auch als Voraussetzung für die Einführung des Einmannbetriebs, wurde 1975 ein Zugbeeinflussungssystem eingeführt. Es war, wie bei damaligen U-Bahnen üblich, als magnetische Fahrsperre ausgebildet. Das System löste eine Zwangsbremsung des Zuges aus, wenn ein „Halt“ zeigendes Signal überfahren wurde beziehungsweise bei geschwindigkeitsüberwachter Strecke, die festgelegten Werte nach oben überschritten wurden. Die Einrichtung für die Überwachung befand sich am ersten Drehgestell des Fahrzeugs, wobei der Streckenmagnet seinen Standort in unmittelbarer Nähe des Signals hatte.
Ebenfalls 1975 wurde das Zugtelefon zugunsten des Bahnfunks aufgegeben. Die unterhalb der Horizontalträger verlegten Telefondrähte konnten eingezogen werden, die in den Wagen mitgeführten Fernsprechapparate wurden samt Verbindungsstangen entfernt. Bis 1962 bestand eine Sprechverbindung zur voraus gelegenen Haltestelle, während danach die fernmündliche Unterredung direkt am Leitstand vermittelt wurde, respektive die nächstgelegene Endstelle mit angesprochen wurde. Eine Telefonleitung mit Sprecheinrichtung auf den Bahnsteigen zu allen Dienststellen und betrieblichen Einrichtungen war gleichfalls vorhanden. Versuchsweise wurden beide Bahnsteige der Haltestelle Ohligsmühle mit Rufsäulen als Gegensprechanlage direkt mit dem Leitstand verbunden, ausgerüstet für Notruf und Information. Eine Überwachung aller Bahnsteige durch den Leitstand der Schwebebahn war ebenfalls gegeben. Auch die auf den Bahnsteigen postierten Kameras, die für die Überwachung des Fahrgastwechsels mittels drahtloser Bildübertragung auf den Monitor eines jeden Wagens eingerichtet werden mussten, konnten jederzeit durch den Leitstand abgerufen werden und waren dann auf den dortigen Kontrollschirmen sichtbar. Eine Lautsprecherverbindung zur Fahrgastinformation bestand ebenfalls zu jedem Bahnhof.

#### Langsamfahrstellen

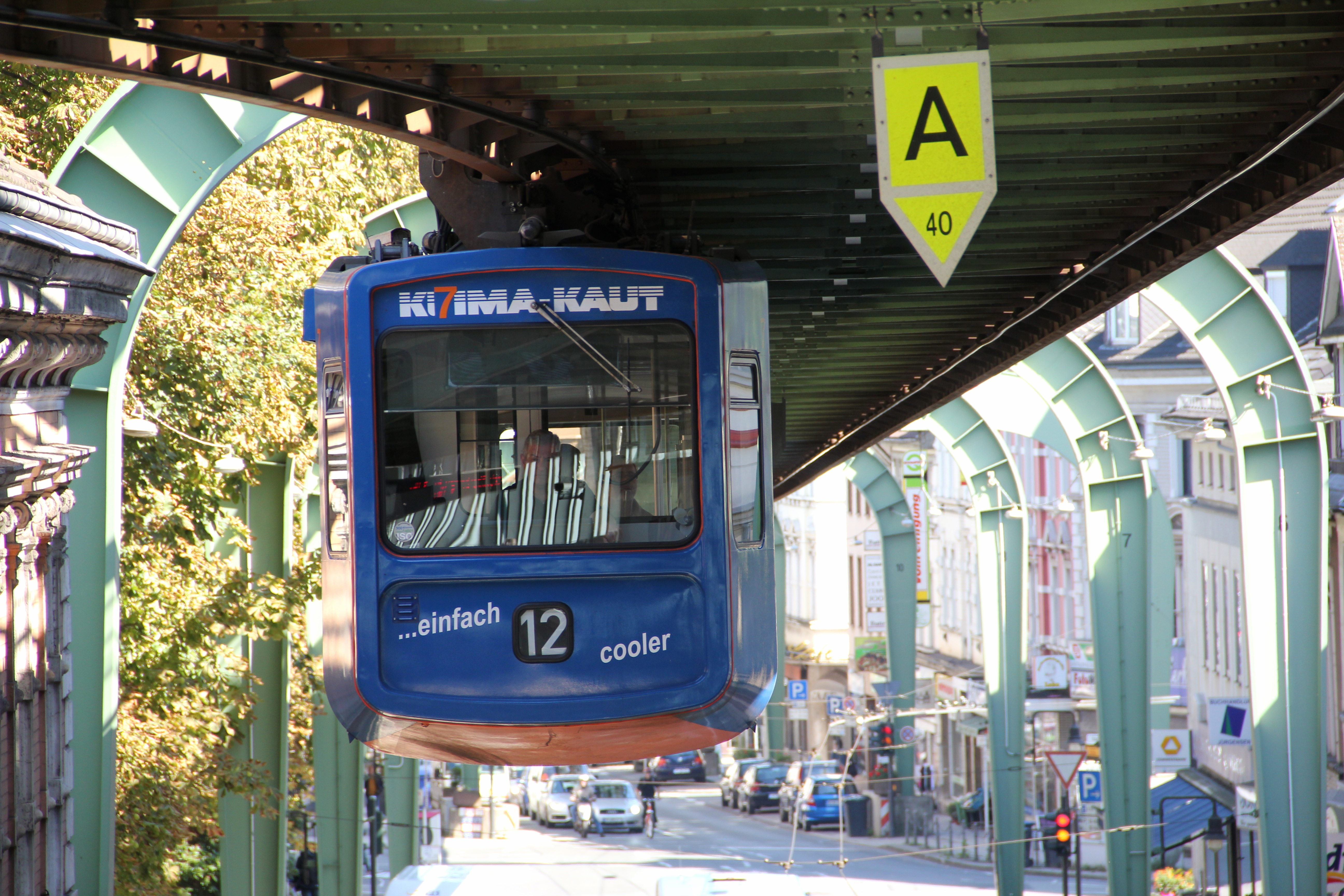
Anfang einer Langsamfahrstelle von 40 km/h

Langsamfahrstellen wurden durch Schilder gekennzeichnet. Der entsprechende Streckenabschnitt zwischen dem ersten Signal, einem runden Schild mit einem schwarzen „A“ für „Anfang“ auf gelbem Grund, sowie dem zweiten Signal, einem runden Schild mit einem weißen „E“ für „Ende“ auf grünem Grund, durfte nur mit der auf dem Dreieck unter der Tafel angegebenen Geschwindigkeit befahren werden. Die höchste Geschwindigkeitsbegrenzung betrug dabei 55 km/h, das heißt 5 km/h weniger als die höchste bei der Schwebebahn zulässige Geschwindigkeit überhaupt, die geringste 5 km/h, anzutreffen in den Kehren. Für Baustellen galt eine Beschränkung auf 10 km/h, die Einfahrt in einen solchen Bereich war akustisch mittels Zugpfeife anzukündigen.
Nach erfolgter Passage dieser nicht ortsfesten Signalisierung und Erreichen des E-Schildes, durfte der Zug wieder auf die regulär dort erlaubte Geschwindigkeit beschleunigen. Bei Dunkelheit waren diese, unterhalb des Längsträgers postierten, Geschwindigkeitschilder beleuchtet. Innerhalb einer Langsamfahrstrecke musste zudem ein Schutzhalt erfolgen, wenn dies durch eine rot-weiße Fahne kenntlich gemacht wurde. In der Dunkelheit eine rote Laterne an deren Stelle und der Halt sollte möglichst nicht länger als 60 Sekunden dauern. Eine Vorabinformation wurde zumeist im Hinblick auf eine zu erwartende Langsamfahrstelle bei der Ausfahrt des Zuges am Bahnsteig des vorliegenden Bahnhofes erteilt.

#### Umstellung auf ETCS ab 2015

Funktionsprinzip von ETCS Level 2, auf dem das Zugsicherungssystem der Wuppertaler Schwebebahn basiert. Statt GSM-R wird TETRA verwendet

Um die Zugfolgezeiten zu verkürzen und um bei den Wagen der Generation 15 nicht auf die alte, mittlerweile fehleranfällige, Technik von 1962 beziehungsweise 1975 zurückgreifen zu müssen, schrieb WSW mobil die Modernisierung des Zugsicherungssystems aus. Verschiedene Bewerber reichten Vorschläge ein, die auf der punktförmigen Zugbeeinflussung (PZB) oder auf dem European Train Control System (ETCS) basierten. Für die Ausstattung von Fahrzeugen und Strecke wurde schließlich Alstom Transport Deutschland ausgewählt. Alstom bewarb sich mit einem System auf ETCS Level 2+. Bei diesem System wird die streckenseitige Signalisierungsausstattung reduziert, anstelle von Gleisfreimeldeanlagen erfolgt die Positionsbestimmung durch die Fahrzeuge: Die Züge erfassen ihre Position über 256 an der Strecke angebrachte Eurobalisen in Kombination mit Odometrie (Radimpulsgeber, Beschleunigungssensoren und Doppler-Radar). Eine frühere Quelle nennt auch GPS-Ortung. Die an die ETCS-Streckenzentrale per Funk übermittelten Position Reports werden auch für eine laufende Optimierung sowie zur Kundeninformation genutzt. Im Übrigen wird auf eine Zugvollständigkeitsprüfung verzichtet, da ein Teilen oder Verbinden von Zügen nur im Störfall (Bergung von liegengebliebenen Fahrzeugen) vorgesehen ist.
Als Funksystem wird nicht das bei ETCS im Vollbahnbereich übliche GSM-R, sondern Terrestrial Trunked Radio (TETRA) verwendet, da dieses System bereits vorhanden war und für die WSW-interne Sprachkommunikation benutzt wurde. Das bereits vorhandene System wurde im Zuge des ETCS-Projekts erweitert und, ebenso wie die Fahrzeugfunkgeräte, redundant aufgebaut. Achszähler kommen nur in Weichenbereichen zum Einsatz.
Die Strecke ist in 39 Zugfolgeabschnitte je Fahrtrichtung unterteilt, mit rund 100 Meter langen Schutzstrecken. Zwischenzeitlich war geplant, Zugsicherung nach dem Moving-Blocks-Prinzip zu installieren: Statt festen Blockabschnitten sollte jede Schwebebahn eine Fahrerlaubnis bis zur letzten gesicherten Position des vorausfahrenden Fahrzeugs abzüglich eines definierten Sicherheitsabstands erhalten. Schließlich wurde jedoch entschieden, die bisherigen Blockabschnitte beizubehalten.
Im Zuge der Installation des ETCS-Systems wurde der Schwebebahn-Leitstand in der Station Hauptbahnhof, mit dem bestehenden Leitstand für den Busverkehr in der Wartburgstraße nahe der Haltestelle Loher Brücke verlegt. Leitstand und Schwebebahnstrecke sind mit einem Glasfaserkabel verbunden. Verwendet wird das Dispositionssystem ITCS, das von INIT Innovation in Traffic Systems aus Karlsruhe entwickelt worden ist und bereits für den Busverkehr der WSW mobil eingesetzt wird. Über ITCS können Mitarbeiter im Leitstand die Positionen der einzelnen Schwebebahnwagen einsehen und Fahrstraßen einstellen. Die Verlegung des Leitstands ermöglicht die gemeinsame Koordination von Schwebebahn- und Busverkehr und soll das Erreichen von Anschlüssen verbessern. Für die Verlegung und Modernisierung der Betriebszentrale werden bis 2017 zwei Millionen Euro investiert.
Der Baubeginn wurde im März 2015 angezeigt. Labortests wurden Ende 2015 begonnen, der Aufbau der Streckenkomponenten Mitte 2016. Ab Frühjahr 2017 liefen Funktionstests und die Schulung des Fahrpersonals. Die Betriebsgenehmigung für das Gesamtsystem wurde am 26. August 2019 erteilt, die Umstellung erfolgte während einer Betriebspause am Wochenende 31. August/1. September 2019, der Betrieb ab dem 2. September 2019 mit dem neuen Betriebssystem und ausschließlich Wagen der Generation 15 wiederaufgenommen. Die Kosten betrugen rund 20 Millionen Euro. Nach der Inbetriebnahme kam es zu insgesamt acht Stunden Betriebsausfällen aufgrund fehlenden Funkkontakts.
Eine ETCS-Ausrüstung erhält außer den Wagen der Generation 15 auch der Kaiserwagen, der somit künftig wieder für Sonderfahrten eingesetzt werden kann.

#### Signal Z

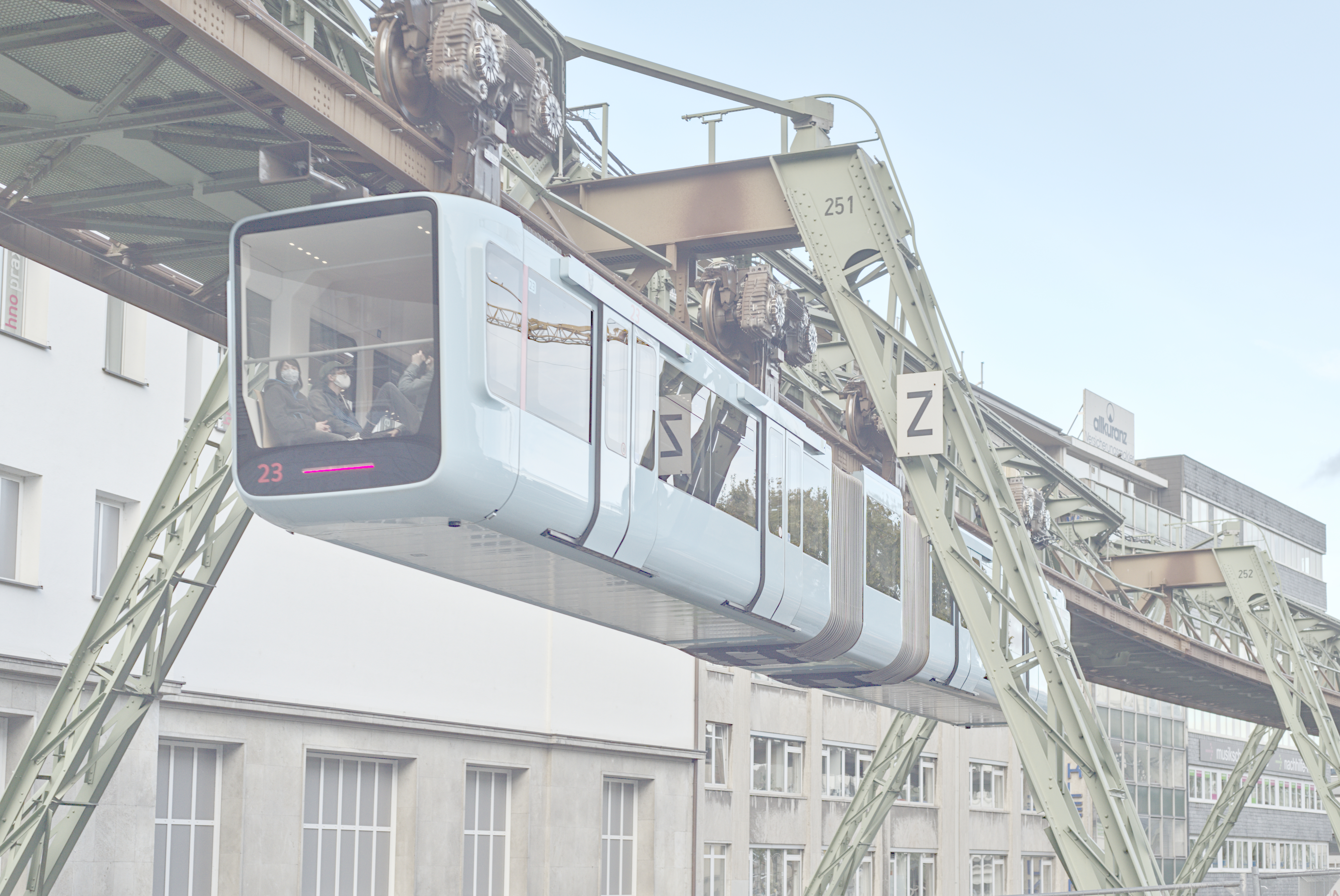
Z-Signal

Eine Besonderheit in der Signalisierung der Schwebebahn stellt das schwarze Z auf weißem Grund dar. Es markiert das Ende des Durchrutschwegs und ist an der ersten Stütze nach einem Bahnhofssignal angebracht. Fährt ein Zug, zum Beispiel auf Grund eines Schmierfilms auf der Schiene, versehentlich über die Haltetafel hinaus, so darf das Fahrzeug in diesem Fall ausnahmsweise rückwärts zum Bahnsteig zurück fahren, sofern die Spitze des Zuges nicht über das Z-Signal hinausragt. Ist hingegen im Zuge des Durchrutschens das Kennzeichen überfahren, kann aufgrund der signaltechnischen Einrichtung beziehungsweise des Standortes derselben nur eine Weiterfahrt zur nächsten Haltestelle erfolgen, weil der Blockabschnitt durch den Magneten am Drehgestell bereits automatisch für den nächsten Zug freigegeben wurde.

### Unfälle und sonstige Zwischenfälle

Unfall vom 1. Mai 1917

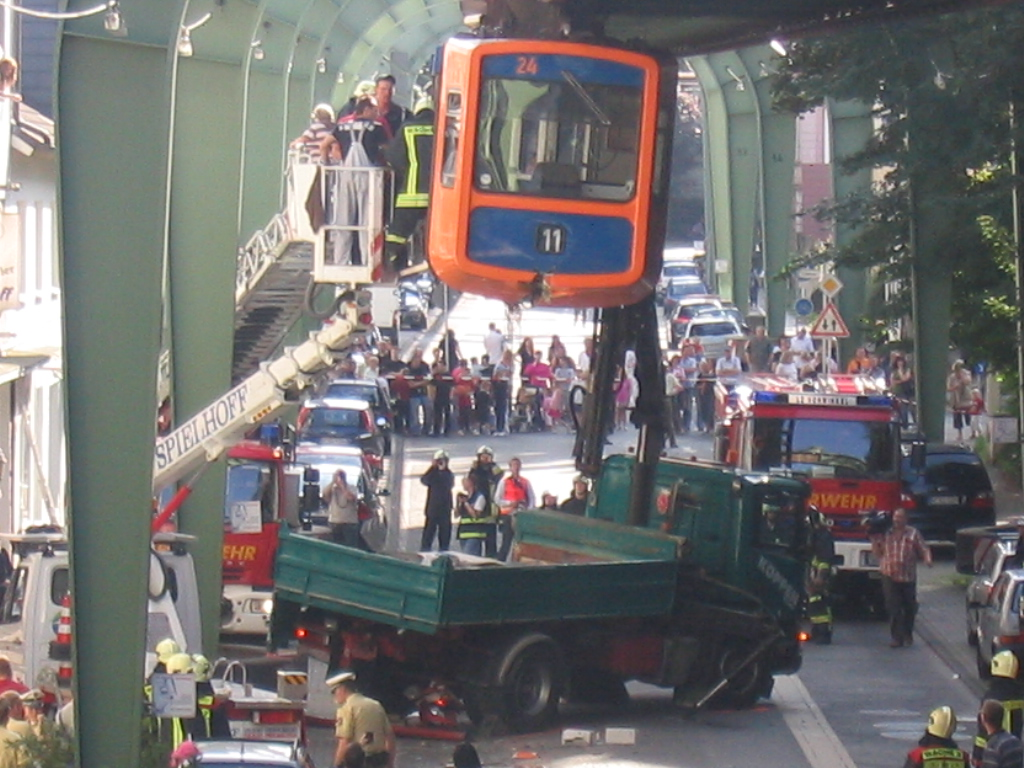
Unfall vom 5. August 2008, kurz vor der Haltestelle Hammerstein

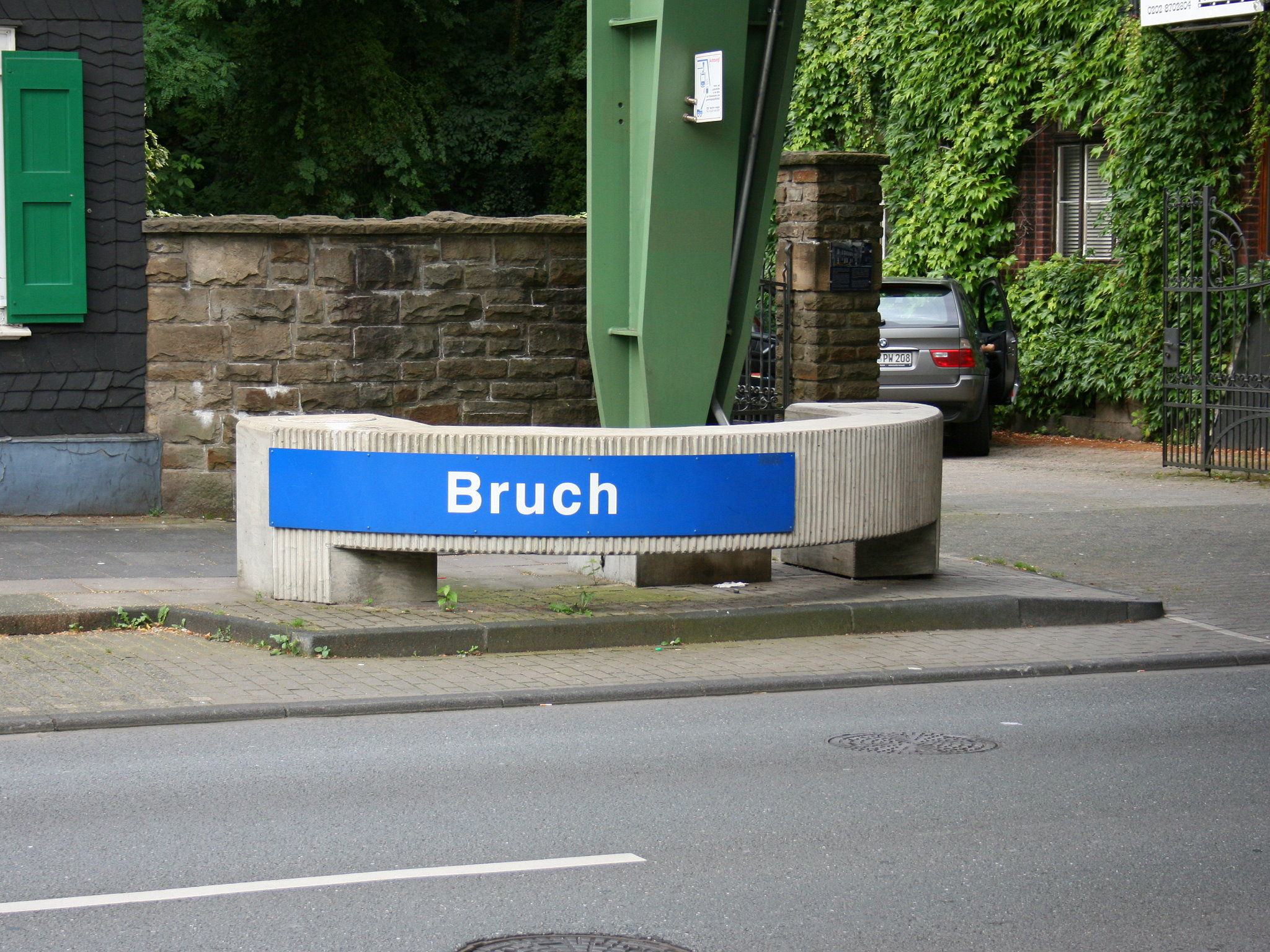
Halbkreisförmige Betonschürze zur Stützensicherung an der Haltestelle Bruch, installiert nach dem Unglück des Jahres 1968, als ein schleudernder Lastkraftwagen-Anhänger das Gerüst zum Einsturz brachte

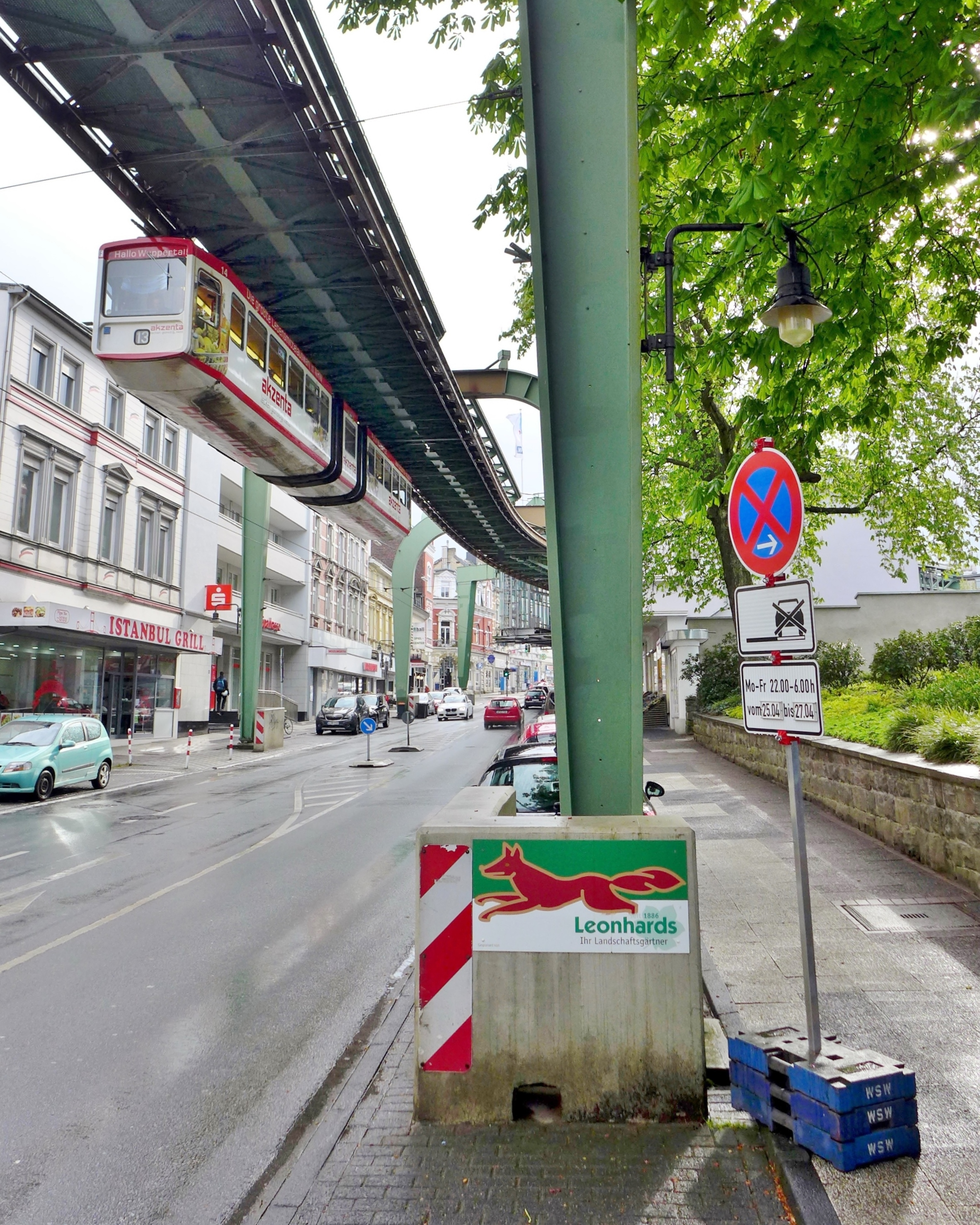
L-förmiger Pfeilerschutz

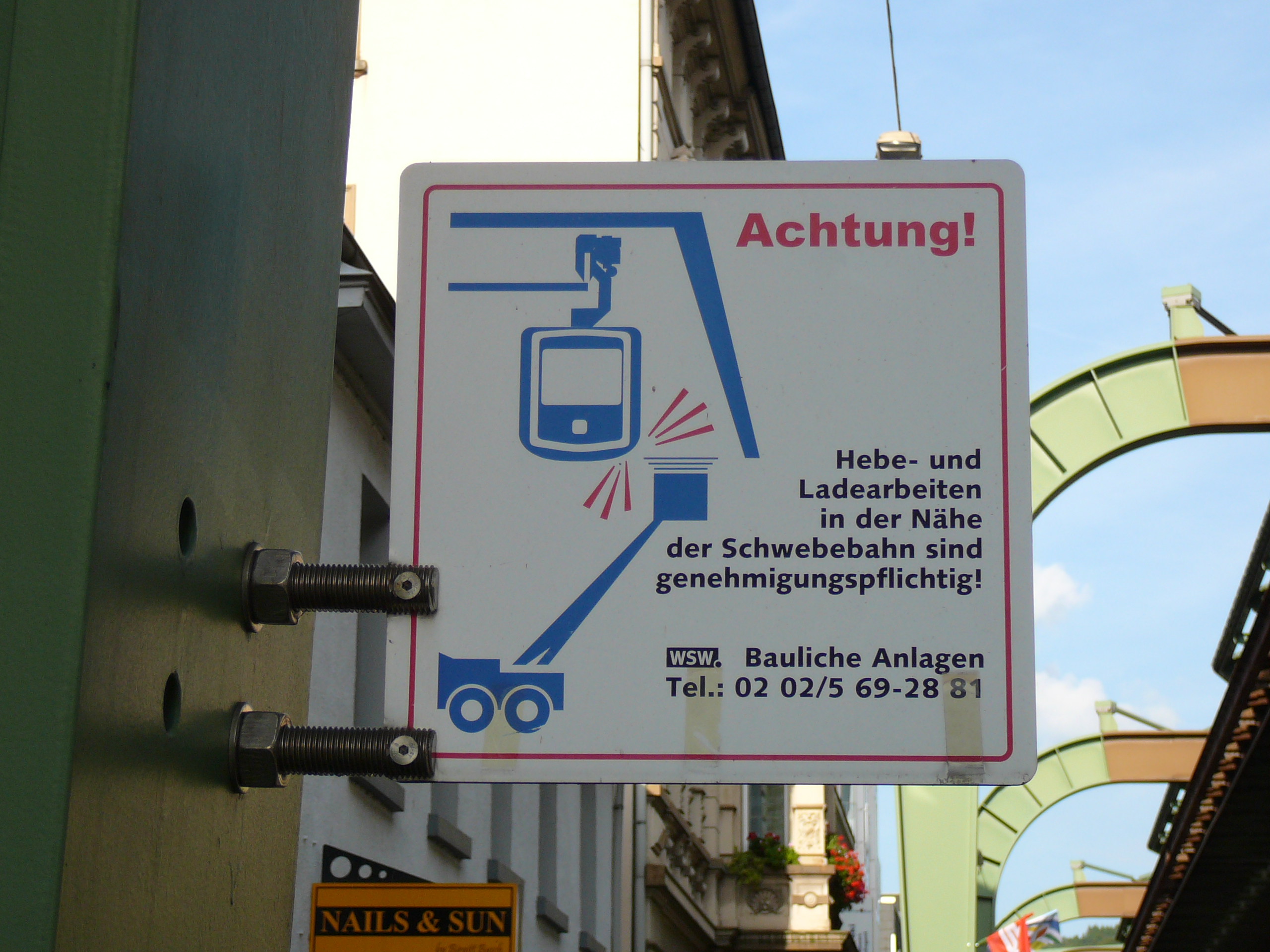
Hinweisschild zur Unfallverhütung

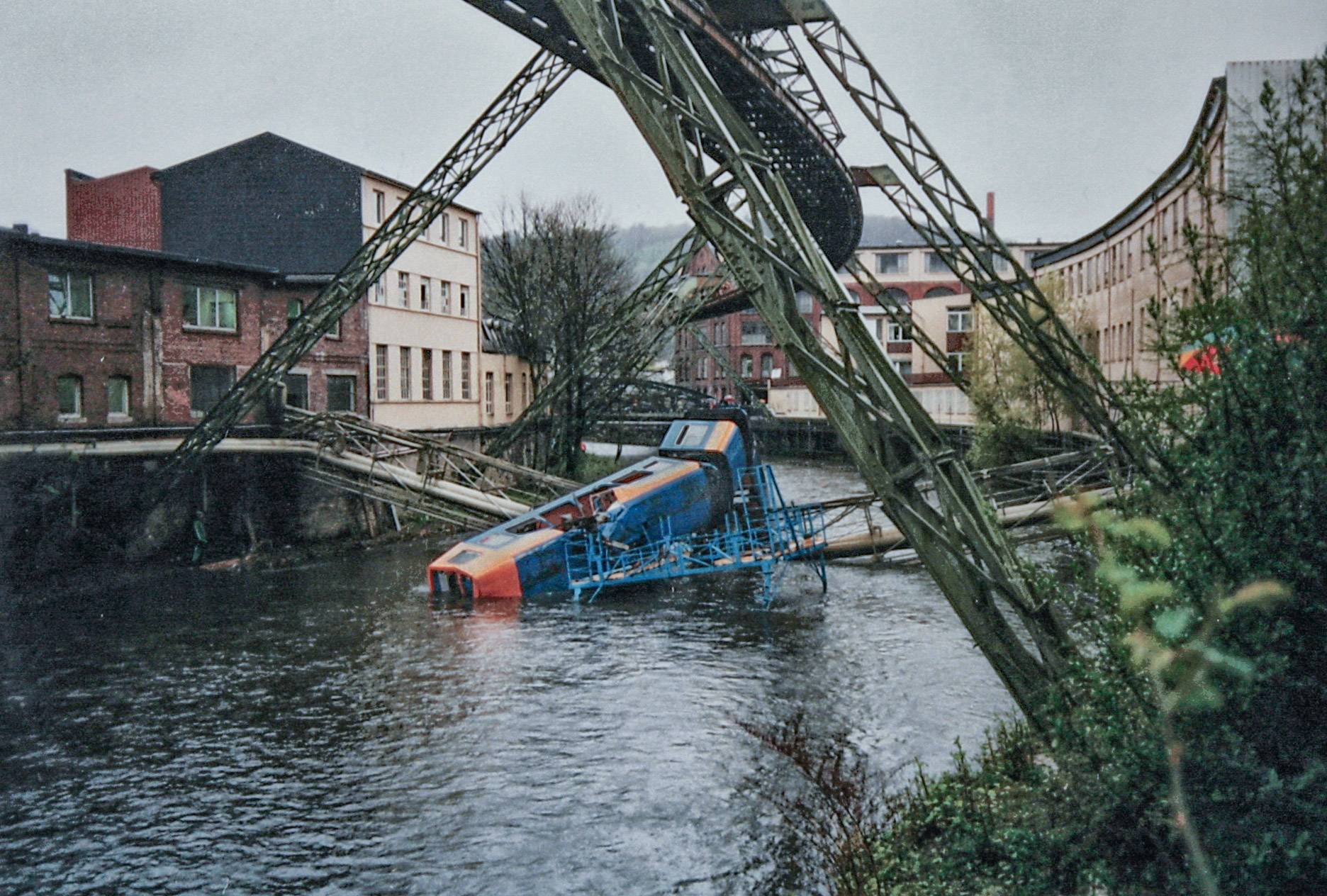
Die Unfallstelle am 12. April 1999

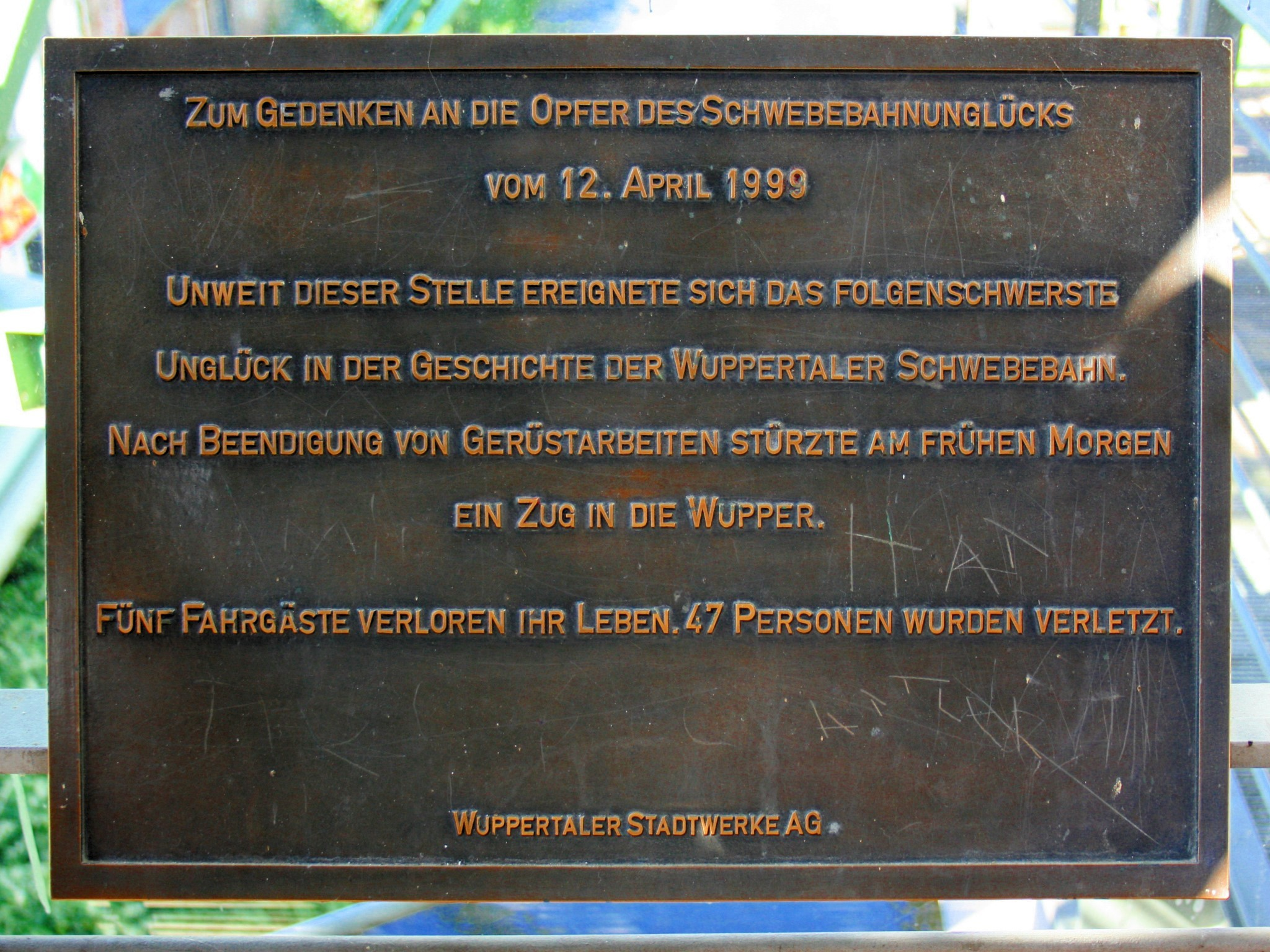
Gedenktafel für fünf Opfer des Schwebebahnunfalls von 1999

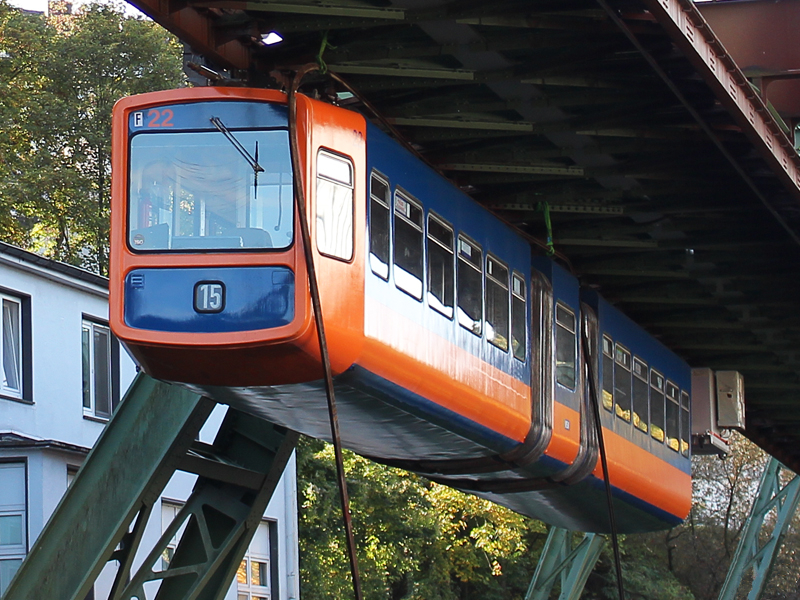
Unfall vom 17. Oktober 2013 zwischen den Haltestellen Kluse und Landgericht

- Am 23. Januar 1903 erfasste ein Schwebebahnzug in Sonnborn auf der Landstrecke einen Fuhrmann, der auf seinen hochbeladenen Wagen geklettert war, um seine Ladung zu sichern. Er wurde zu Boden geworfen und verletzt.
- Am 11. April 1908 fuhr eine Betriebsfahrt in der Haltestelle Rathausbrücke auf einen regulären Kurs auf. Fünf Personen wurden leicht verletzt. Die beiden Fahrzeuge wurden beschädigt und der auffahrende Zug mit dem vorderen Drehgestell aus dem Gleis gehoben, ohne jedoch abzustürzen.
- Am 22. September 1912 berichtete eine Tageszeitung, dass in der Station Adlerbrücke ein 63-jähriger Mann von einem Bahnsteig zum anderen wechseln wollte und dabei von einem Zug erfasst und getötet wurde.[15]
- Am 1. Mai 1917 kam es zu einem Auffahrunfall vor der Station Wupperfeld. Der Zug Nummer 8, der Oberbarmen zuvor planmäßig verlassen hatte und aus den Fahrzeugen 13 und 26 bestand, blieb infolge technischen Defektes vor der Haltestelle liegen. Anschließend verließ der planmäßig folgende Zug Nummer 9, bestehend aus den Fahrzeugen 44 und 41, ebenfalls die Endstelle Oberbarmen, wo ihm die Fahrdienstleiterin zuvor die Ausfahrgenehmigung gegen ein „Halt“ zeigendes Signal erteilt hatte. Er fuhr daraufhin, nach einem engen, die Sicht verdeckenden Bogen, auf den stehenden Zug auf. Die Wucht des Aufpralls und der bogenläufige Stand des Nebenwagens 26 ließen diesen sich aus der Fahrschiene heben und, nach Trennung der Laufwerke vom Wagenkasten, in die Wupper stürzen. Da das Fahrzeug zum Zeitpunkt des Unglücks um 15:15 Uhr kaum besetzt war und der eigentliche Absturz langsam vonstattenging, erlitten die wenigen Fahrgäste und die Schaffnerin nur leichte Verletzungen.[15] Nach einer anderen Quelle wurde von den vier Insassen nur einer verletzt.[152] Der Unfall konnte nie eindeutig aufgeklärt werden, ist aber mit größter Wahrscheinlichkeit auf menschliches Versagen zurückzuführen – damals wurde die Abfahrt von den Endstellen durch Klingelzeichen geregelt und übermittelt.[15] Anschließend stand der Gesamtbetrieb fünf Tage still. Der Fahrer wurde zu sechs Wochen Gefängnis verurteilt,[153] einer anderen Quelle zufolge musste er eine Geldstrafe in Höhe von 100 Mark (kaufkraftbereinigt in heutiger Währung: 292 Euro) bezahlen.[105]
- Am 21. Juli 1950 ließ der Zirkus Althoff seinen halbwüchsigen Elefanten Tuffi zu Werbezwecken zwischen den Haltestellen Rathausbrücke und Adlerbrücke mit der Schwebebahn fahren. Hierbei brach das durch die ungewohnten Geräusche und Schwingungen nervös gewordene Tier bereits nach wenigen Metern durch eine Seitenwand des Zuges und landete kaum verletzt in der Wupper. Dagegen gab es bei den mitfahrenden Reportern, verursacht durch die ausgebrochene Panik, einige Verletzte. Der Vorfall wurde so bekannt, dass es später Dutzende Fahrer gab, die den Wagen in diesem Moment gefahren haben wollten. Heute schmückt wupperseitig das gemalte Bild eines kleinen Elefanten eine Hauswand am Unfallort. Die Wuppertaler Milchverarbeitung – jetzt als Tuffi-Campina in niederländisch-deutschem Besitz – ließ sich den Namen des Elefanten als Markenzeichen schützen. Die in Wuppertal erhältlichen Ansichtskarten und Fotos des Unfalls sind alle nachbearbeitete Bilder beziehungsweise Fotomontagen der damaligen Zeit, da sich beim Unfall sämtliche Reporter in dem Wagen befanden und keiner am Ufer der Wupper stand, um diesen Zwischenfall zu fotografieren.
- Am 30. Dezember 1955 gegen 13:00 Uhr streifte ein Hebelarm eines Baggers einen vorbeifahrenden Schwebebahnzug kurz unterhalb der Station Bruch. Die Fahrgäste mussten den Zug an der Station Hammerstein vorsichtshalber verlassen. Schäden waren auf den ersten Blick nicht erkennbar.[154]
- Am 11. September 1968 um 20:44 Uhr rammte ein schleudernder Lastkraftwagen-Anhänger die Stütze Nummer 87 in Sonnborn, wobei zwei Brücken einstürzten und die Sonnborner Straße sofort unpassierbar machten. Zwei Züge hatten die Unglücksstelle erst unmittelbar zuvor passiert, kamen jedoch nicht zu Schaden. Jedoch kam der in Richtung Vohwinkel fahrende Zug Nummer 2, bestehend aus den Fahrzeugen 73 und 74, durch die durch den Einsturz verursachte Stromunterbrechung noch vor Erreichen der Station Hammerstein zum Halten. Er konnte erst nach zwei Stunden unter Zuhilfenahme technischer Hilfsmittel in den Bahnhof gezogen werden. Am nächsten Tag begannen die Aufräumarbeiten und die Entfernung der Brücken zwischen den Stützen 86 und 88. Am 23. November 1968 konnte die Schwebebahn den Rundverkehr wieder aufnehmen, begleitet von einer Plakataktion unter dem Motto „Hurra die Schwebebahn fährt wieder!“ In der Zwischenzeit wurden die beschädigten Brücken sowie die Stütze Nummer 87 neu gefertigt und eingefügt. Das Aufziehen der Richtkrone erfolgte am 13. November 1968. Zwischen dem 23. September 1968 und dem 14. November 1968 wurde ein Schwebebahnpendelverkehr von Oberbarmen bis Zoo mit den Umsteigestellen Alter Markt und Döppersberg eingerichtet. Im Zuge der Nachbarschaftshilfe stellten die Stadtwerke Remscheid, die Stadtwerke Solingen sowie die Rheinische Bahngesellschaft je einen Omnibus zur Verfügung. Als Folgemaßnahme beschloss der Stadtrat am 30. September 1968 im Zuge von Sofortmaßnahmen, den Bau von Betonschürzen entlang der gesamten Landstrecke. Diese erhöhten die Sicherheit der Schwebebahn weiter,[15] es gibt sie sowohl halbkreisförmig zur Absicherung beider Fahrtrichtungen als auch L-förmig als Schutz nur in Fahrtrichtung rechts.
- Am 8. Dezember 1970 um 13:39 Uhr entgleiste an der Stütze 220 in Elberfeld, auf Höhe Alsenstraße, der Zug Nummer 16, bestehend aus den Fahrzeugen 12 und 19, innerhalb eines Langsamfahrabschnitts aufgrund einer kenntlich gemachten Baustelle. Die Ursache war ein Temperaturausgleichsstoss an der Schiene, der das erste Fahrgestell des Zuges passieren ließ, die weiteren drei folgenden jedoch ablenkte und zur Entgleisung brachte. Die 67 Fahrgäste wurden von der Berufsfeuerwehr über Drehleitern von der Bundesallee her unverletzt geborgen. Nach Wiedereingleisung der Fahrzeuge mittels eines Schwerlastkrans konnte der Hauptwagen 12 seine Fahrt nach Vohwinkel fortsetzen, während der Nebenwagen 19 zur Haltestelle Robert-Daum-Platz geschoben wurde und von dort aus vom Gelenkwagen 101 nach Vohwinkel gedrückt wurde. Am 9. Dezember 1970 konnte der Fahrbetrieb in vollem Umfange wieder aufgenommen werden.[15]
- Am 3. März 1984 wurde ein dreizehnjähriger Schüler von Klassenkameraden vor einen einfahrenden Schwebebahnzug gestoßen und von diesem erfasst. Er konnte sich jedoch aus eigener Kraft unter dem Wagen hervorziehen und brach anschließend auf dem Bahnsteig zusammen. Er wurde ins Krankenhaus eingeliefert.
- Am 24. Januar 1989 kollidierte der Triebwagen 22 über der Bundesstraße 7 mit einem Kipper, der seine Ladung abkippen wollte. Die Fahrgäste wurden mit einer Bergungsleiter gerettet, alle waren unverletzt, allerdings musste eine Frau mit einem Schock ins Krankenhaus gebracht werden. Bereits nach wenigen Stunden konnte die Schwebebahn wieder den Betrieb aufnehmen, auch die Straße wurde schnell wieder freigegeben.
- Am 28. Juli 1992 sprang Triebwagen 24 an der Wendeanlage Zoo/Stadion aus dem Gleis. Da sich der verarbeitete Stahl im Sommer ausdehnt, musste die Wendeanlage neu justiert werden. Nach der Justierung wurde vergessen, den Bolzen, der während eines Wendemanövers als Stopper dient, zu entfernen. Der Zug musste mit schwerem Gerät wieder aufgegleist werden, bevor er von einem anderen Zug zurück in die Station Zoo/Stadion gedrückt wurde, wo man ihn gründlich untersuchte, bevor er in die Fahrzeugwerkstatt Vohwinkel gebracht wurde.
- Am 25. März 1997 fuhr Triebwagen 7 wegen eines technischen Defektes auf den vollbesetzten Kaiserwagen auf, der in der Station Oberbarmen Bf stand. 14 Fahrgäste des Kaiserwagens wurden verletzt, an beiden Fahrzeugen entstand ein erheblicher Sachschaden. Zeitweise war unklar, ob der Kaiserwagen überhaupt wieder fahren würde.
- Am 14. November 1998 fuhr Triebwagen 23 in der Station Alter Markt auf Triebwagen 13 auf. In beiden Fahrzeugen befanden sich insgesamt 120 Fahrgäste, der Fahrer und 13 Fahrgäste des auffahrenden Zuges wurden verletzt. Hintergrund war, dass die Signalanlage an dieser Stelle umbaubedingt außer Betrieb war, sodass auf Sicht gefahren wurde. Der Fahrer des auffahrenden Wagens fuhr zu schnell und konnte vor einem sich in der Station befindenden Wagen nicht mehr rechtzeitig zum Halten kommen.
- Am 12. April 1999 ereignete sich der einzige Unfall in der Geschichte der Schwebebahn, bei dem Todesopfer zu beklagen waren: Als der Triebwagen 4 in die Wupper stürzte, starben fünf Fahrgäste, 47 wurden verletzt. Bei der Erneuerung des Traggerüstes wurde ein vorübergehend für Montagehilfszwecke auf der Fahrschiene montiertes Bauteil, eine sogenannte Kralle, nach Ende der nächtlichen Arbeiten versehentlich nicht demontiert. Der erste Zug des folgenden Tages fuhr auf dieses Hindernis auf, wobei durch die Wucht des Aufpralls das vordere Drehgestell vom Wagendach abgerissen wurde und der Wagen in die Wupper stürzte. Eine den Unfall verhindernde vorsichtige Probefahrt vor dem ersten Fahrgastzug hatte nicht stattgefunden und war auch nicht gesetzlich vorgeschrieben. Erst seit diesem Unglück werden Probefahrten nach solchen Arbeiten durchgeführt, auch wenn diese weiterhin nicht gesetzlich vorgeschrieben sind. Im nachfolgenden Prozess wurde deutlich, dass dieser schwere Unfall allein aufgrund nachlässiger Arbeiten und Kontrolle bei der Beendigung der Bauarbeiten jener Nacht eingetreten war. Anschließend ruhte der Betrieb bis zum 8. Juni 1999 komplett.

- Am 5. August 2008 um 17:11 Uhr wurde der Boden des vorderen Teils des Triebwagens 24 durch den Ladekran eines Lastkraftwagens aufgeschlitzt. Unfallursache waren nicht genehmigte Arbeiten im Fahrprofil der Schwebebahn. Der Zug konnte ohne schwere Verletzungen der Fahrgäste evakuiert werden, der Fahrer des Lastkraftwagens erlitt mehrere Knochenbrüche.[155] Um derartige Unfälle zu vermeiden sind Hebe- und Ladearbeiten in der Nähe der Schwebebahn genehmigungspflichtig und müssen vorab bei der Abteilung Bauliche Anlagen angemeldet werden.
- Am 7. Februar 2012 gegen 10:30 Uhr fuhr ein aus Richtung der Station Völklinger Straße kommender Triebwagen auf einen in der Station Loher Brücke haltenden Triebwagen auf. Dabei verletzte sich eine Frau in dem haltenden Triebwagen durch Rippenprellungen, und es entstand ein leichter Sachschaden – eine Zugstange wurde verbogen. Auf der Strecke war bei Bauarbeiten (Neubau der Station Völklinger Straße) die Signalisierung abgeschaltet, weshalb die Fahrer die Anweisung erhalten hatten, auf Sicht zu fahren.[156]
- Am 17. Oktober 2013 gegen 18:25 Uhr musste die Bundesstraße 7 abgesperrt werden, da zwischen den Haltestellen Landgericht und Kluse eine etwa 260 Meter lange Stromschiene auf die Fahrbahn, zwei geparkte Autos, einen fahrenden Pkw und zu großen Teilen auch in die Wupper gefallen war. Der Triebwagen 22 wurde dabei beschädigt und war nicht mehr fahrbereit, weswegen 76 Fahrgäste fest saßen und erst gegen 19:45 Uhr von der Feuerwehr Wuppertal mit Hilfe von Drehleitern gerettet werden konnten. Vor Ort waren zeitweise bis zu 70 Einsatzkräfte. Sechs Personen erlitten einen Schock, auch an anderen Streckenabschnitten mussten Personen aus Schwebebahnwagen geholt werden.[157] Den Ermittlungen zufolge war ein Stromabnehmer falsch justiert und rutschte daher unter die Stromschiene, wobei er einige Kunststoff-Halterungen der Stromschiene abriss.[158] Aufgrund dessen löste sich diese vom Gerüst. Um weitere Unfälle dieser Art zu verhindern, bauten die WSW damals alle 52 Stromabnehmer der 26 Triebwagen aus und fügten eine Sollbruchstelle ein.[159] Erst am 30. November 2013 durfte der Schwebebahnbetrieb nach Freigabe der Technischen Aufsichtsbehörde der Bezirksregierung wieder aufgenommen werden.[160]
- Am 19. Mai 2017 streifte ein Wagen der Generation 15 unter Einhaltung der für den betroffenen Streckenabschnitt zulässigen Geschwindigkeit von 60 km/h zwischen den Stationen Pestalozzistraße und Westende an zwei Stellen in einem Abstand von 21 Metern das Gerüst. Am Gerüst entstanden Kratzer, ein rund zehn Kilogramm schwerer Bremszylinder riss von einem der Antriebsdrehgestelle ab und fiel auf das Dach des Wagens. Der Wagen wurde daraufhin aus dem Verkehr gezogen und demontiert, um die Ursache für den Zwischenfall zu finden. Die Auslieferung weiterer Wagen wurde vorübergehend gestoppt und zwei bereits ausgelieferte Wagen zunächst nicht in Betrieb genommen. Wegen dieses Ereignisses ordnete die zuständige Technische Aufsichtsbehörde mit Verfügung vom 22. Mai 2017 eine Reduktion der Höchstgeschwindigkeit auf 40 km/h sowie eine Untersuchung der Unfallursache durch den Betreiber an.[161][162] Nach dem Umbau und der Genehmigung wurde ab dem 17. April 2023 im Fahrgastbetrieb abschnittsweise wieder mit 60 km/h gefahren.[122]
- Am 8. Februar 2018 war zu Betriebsbeginn das Rolltor oberhalb der Schiene der Wagenhalle Oberbarmen trotz „grün“ zeigender Signalanlage nicht geöffnet. In der Folge fuhr Wagen 26 der Baureihe 72 dagegen und verformte das Tor. Dieses musste komplett zerschnitten werden, da es sich weder manuell noch elektrisch bewegen ließ. Triebwagen 26 wurde zur weiteren Begutachtung in die Werkstatt Vohwinkel gefahren, der Linienverkehr nach mehr als drei Stunden gegen 8:30 Uhr wieder aufgenommen.[163]
- Am 18. November 2018 ereignete sich ein ähnlicher Unfall wie im Oktober 2013. Ein Schwebebahnfahrer meldete gegen 12:30 Uhr eine durchhängende Stromschiene, worauf um 12:38 Uhr der Schwebebahnverkehr eingestellt wurde. Kurz nach dem Eintreffen des Bereitschaftsdienstes fiel ein 350 Meter langes Stück Stromschiene vom Gerüst und beschädigte einen Pkw erheblich.[164] Verletzte gab es jedoch nicht.[165] Alle Befestigungen der Stromschiene wurden daraufhin ausgetauscht, der Betrieb ruhte bis zum 1. August 2019.[166][167][168]
- Am 7. Februar 2021 kam es zu einer ungewollten Notbremsung über der Wasserstrecke, da durch stundenlangen Eisregen die Stromschiene zugefroren war. Nach einer Stunde konnten die sechs Insassen von der Feuerwehr befreit werden.[169]
- Am 18. Februar 2022 behinderten Auswirkungen des Orkans Zeynep den Schwebebahnbetrieb. Zunächst wurde gegen 15:30 Uhr an der Völklinger Straße eine Baumspitze in den Gerüstbereich geweht und beschädigte den Stromabnehmer des nächsten dort vorbeikommenden Zuges. Noch während der Entstörung dieses Ereignisses stürzte an der Eugen-Langen-Straße in Sonnborn ein weiterer Baum in das Fahrprofil und führte aus Sicherheitsgründen zur Kompletteinstellung des Betriebs. Dieser konnte erst am Vormittag des Folgetags wieder aufgenommen werden, nachdem das Gerüst bei Tageslicht auf Fremdkörper überprüft werden konnte.[170]

### Ersatzverkehr

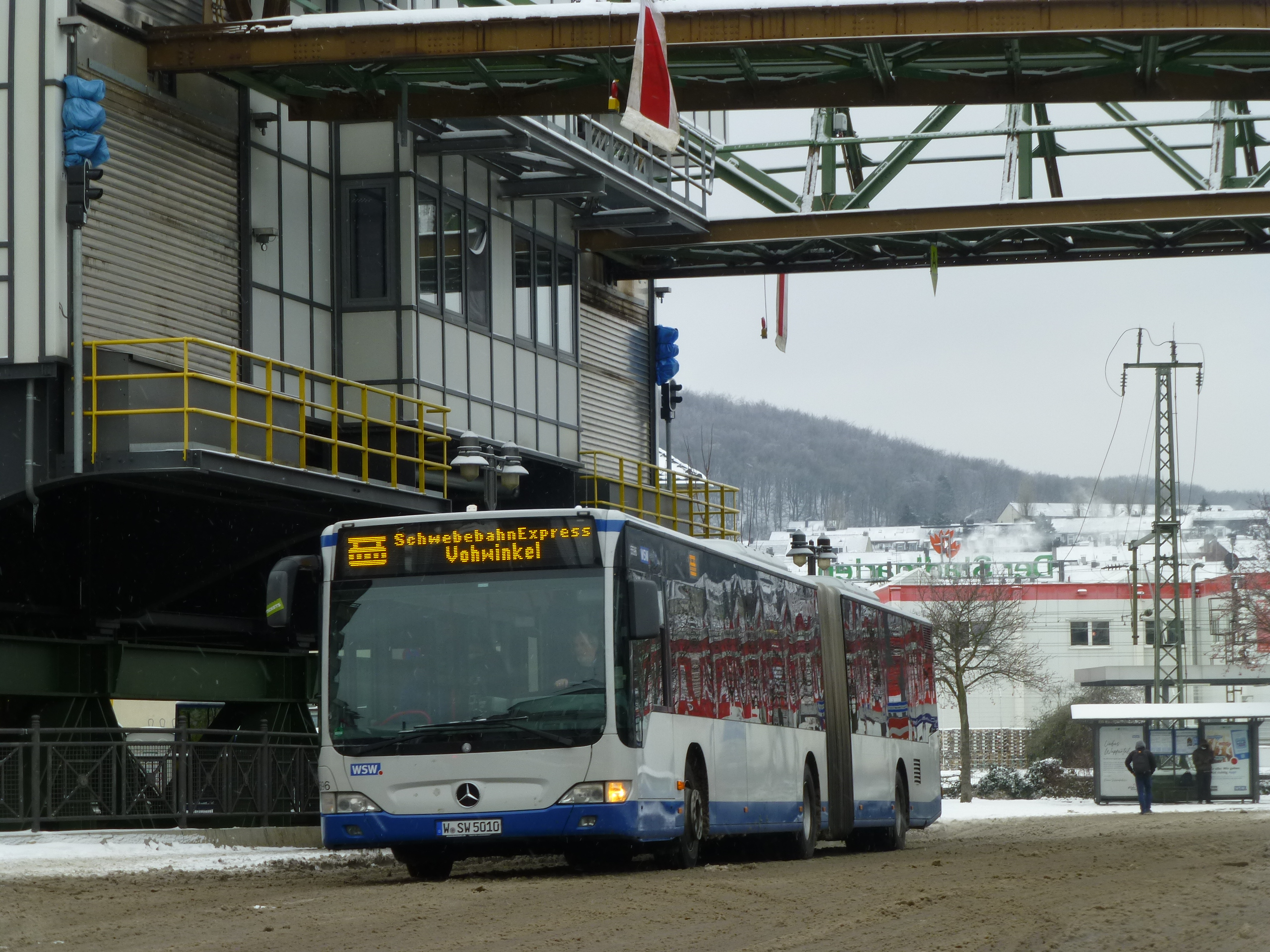
SchwebebahnExpress vor der Wagenhalle Oberbarmen

Bei Bauarbeiten oder größeren Betriebsstörungen verkehrt statt der Schwebebahn der sogenannte SchwebebahnExpress, offiziell mit Binnenmajuskel geschrieben, mit den Liniennummern 59 (betriebsinterne Bezeichnung) beziehungsweise E60 (in den Fahrplanmedien angegeben). Hierbei handelt es sich heute um einen Schienenersatzverkehr mit Omnibussen, in der Zielanzeige wird dabei statt einer der beiden genannten Liniennummern das Piktogramm der Schwebebahn angezeigt. Mitunter spricht man auch vom Schwebebahnersatzverkehr. Als örtliche Beschilderung des Ersatzverkehrs dient, in Reminiszenz an das Zirkustier Tuffi, ein stilisierter Elefantenkopf mit Bauhelm.
Die Ersatzbusse verkehren nach dem gleichen Fahrplan wie die Bahn, mit 41 Minuten ist die Fahrzeit über die Gesamtstrecke jedoch deutlich länger, obwohl Bushaltestellen, die nicht auch als Schwebebahnstation fungieren, nicht bedient werden. Drei Schwebebahnstationen können nicht angefahren werden, es gilt folgende Ersatzbedienung:
- Sonnborner Straße > Sonnborner Ufer
- Ohligsmühle/Stadthalle > Volkshochschule
- Loher Brücke > Loher Straße

Dabei kommen ausschließlich Gelenkbusse zum Einsatz, häufig muss WSW mobil für den SchwebebahnExpress Fahrzeuge von anderen Verkehrsunternehmen anmieten. Bis 1987 wurde der Ersatzverkehr zu einem großen Teil mit der Straßenbahn abgewickelt, zuletzt unter der Liniennummer 60. Weil diese aber nicht die Gesamtstrecke abdeckte, fuhren zwischen Elberfeld und Vohwinkel auch schon vor 1987 Omnibusse, für durchgehende Fahrten bestand also Umsteigezwang.
Einen Sonderfall stellte die Weihnachtszeit des Jahres 2020 dar, als die Wuppertaler Stadtwerke den SchwebebahnExpress ausnahmsweise zusätzlich zum regulären Schwebebahnverkehr fahren ließ. An den vier Adventssamstagen fuhr dieser von 11:00 bis 19:00 Uhr als AdventsExpress im Zehn-Minuten-Takt, um Überfüllungen der Schwebebahnzüge zu vermeiden.

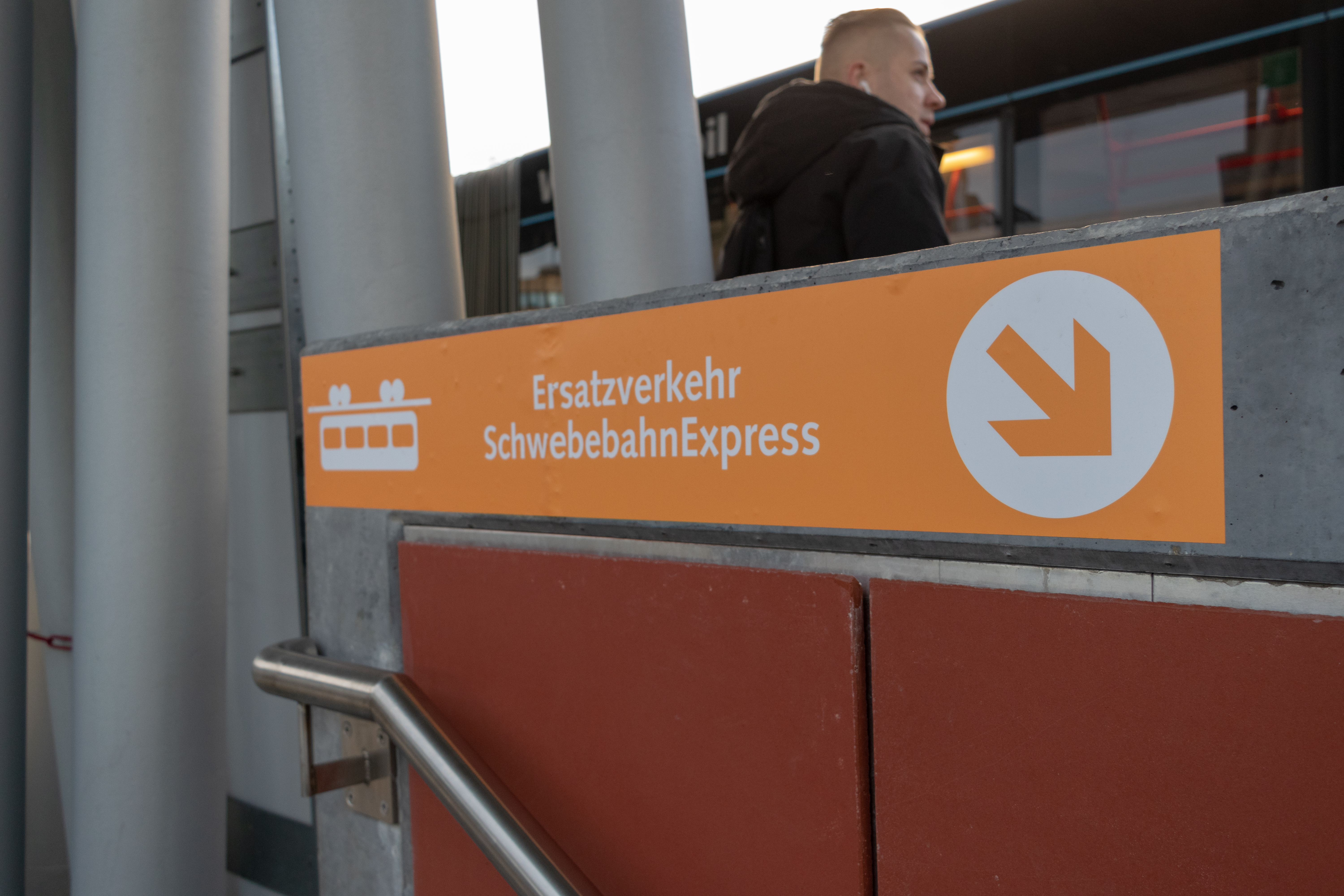
Wegeführung zur Haltestelle des Ersatzverkehrs
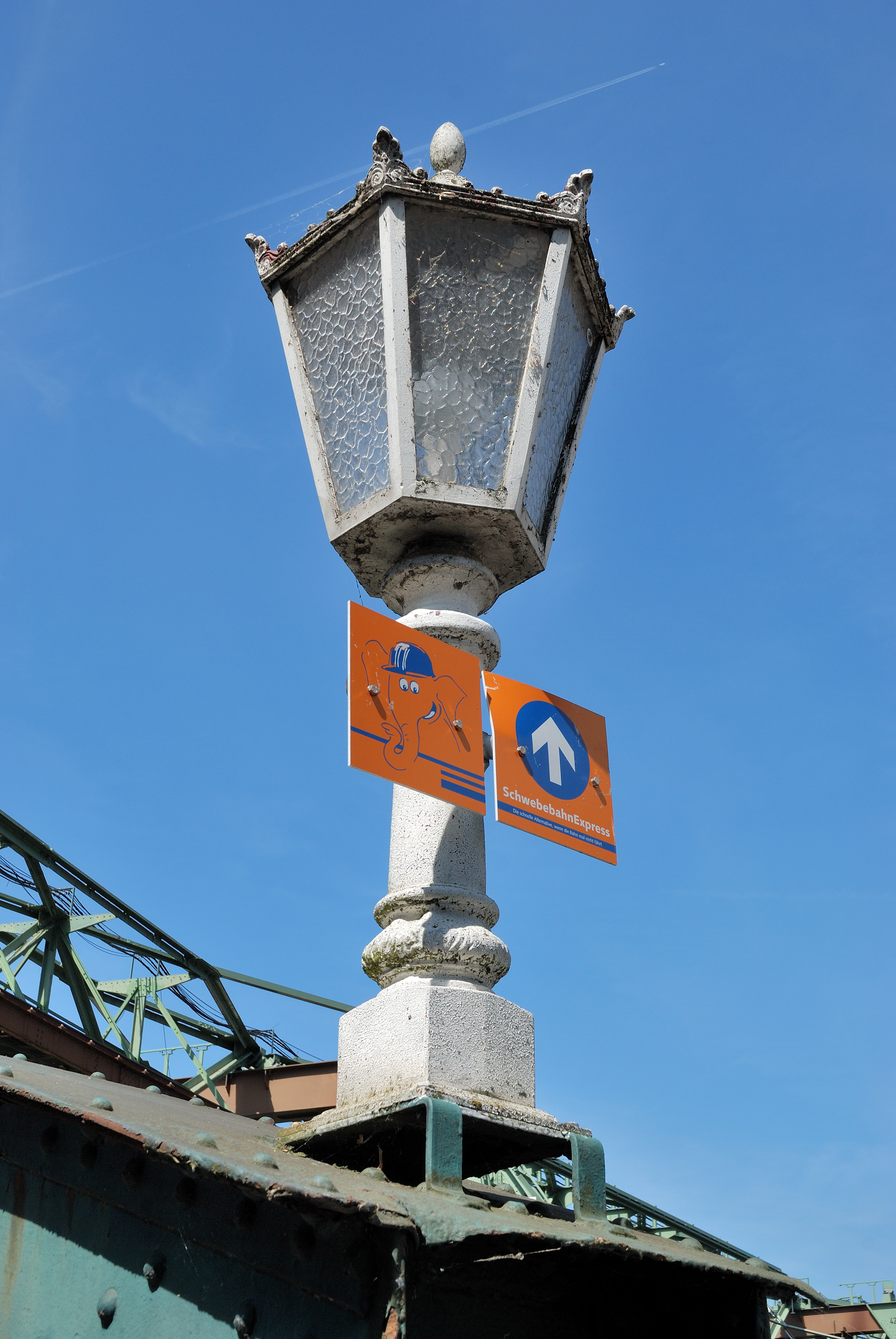
Wegeführung zur Haltestelle des Ersatzverkehrs
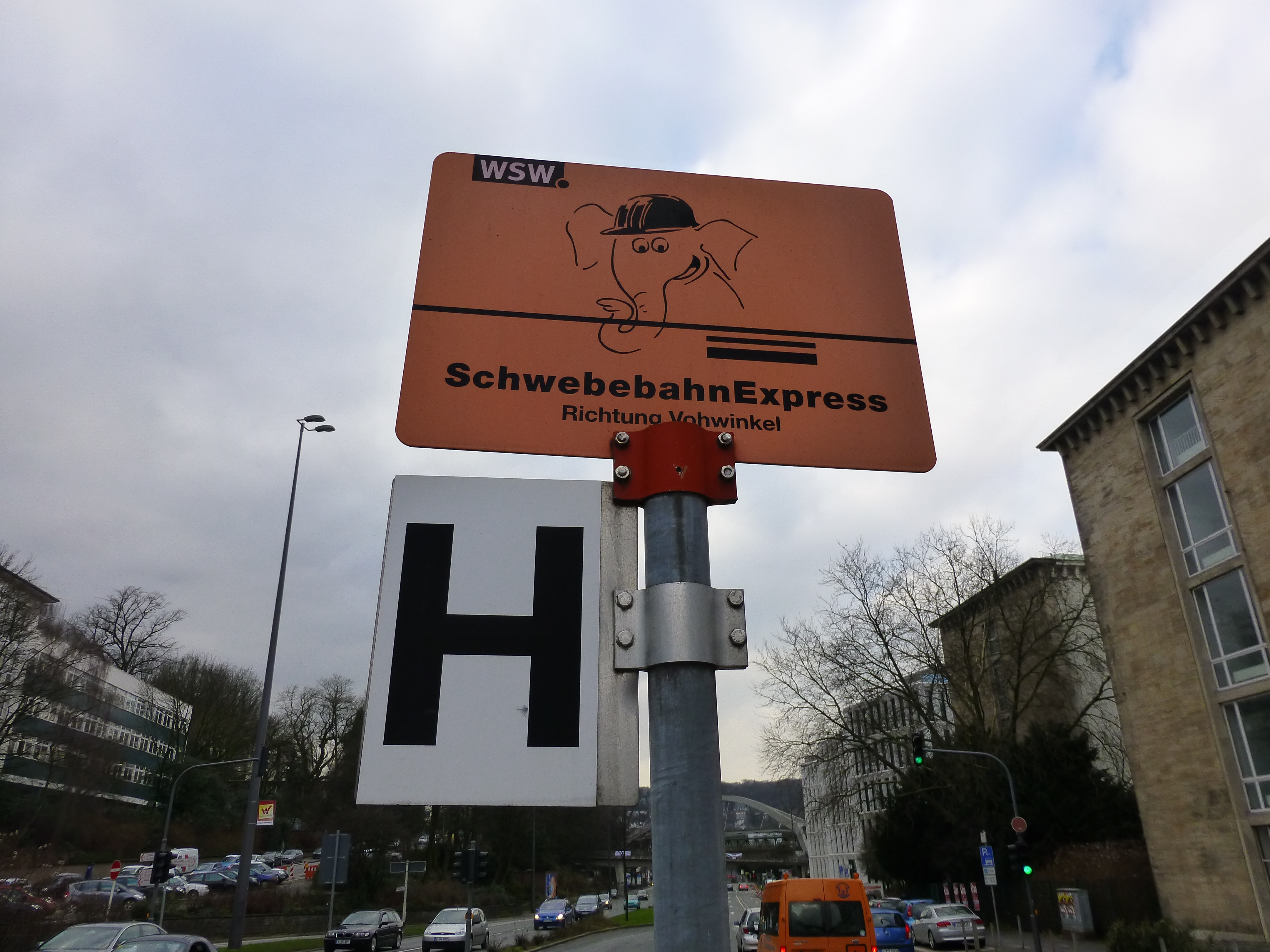
Haltestellenschild des SchwebebahnExpress

### Personal
Seit 1972 sind auch Frauen als Fahrerinnen im Einsatz. 2023 arbeiteten im Betriebszweig Schwebebahn insgesamt 259 Personen, davon 85 im Fahr- und Betriebsdienst, 125 in der Fahrzeugwerkstatt sowie 49 in der Verwaltung. Dabei besitzen alle Schwebebahnfahrer auch eine Fahrerlaubnis für Omnibusse, jedoch nicht alle Busfahrer eine Zusatzausbildung für den Bahnbetrieb. Neu angestellte Mitarbeiter müssen zunächst drei Jahre als Busfahrer arbeiten, ehe sie sich für die Schwebebahn bewerben dürfen. Die Zusatzausbildung dafür umfasst 20 Fahrstunden zuzüglich Theorie. Für die Fahrschule existiert ein Fahrzeug mit zusätzlicher Technik, in dem der Fahrlehrer von einem Pult aus Notfälle simulieren kann.

### Schienenverkehrslärm
Von Beginn an spielte das Thema Schienenverkehrslärm bei der Schwebebahn – und ihrer Akzeptanz bei der Bevölkerung – eine große Rolle, zumal das Gerüst selbst als zusätzlicher Resonanzkörper wirkt. Auf der Wasserstrecke mit ihrer akustisch schwierigen Tallage sowie der permanenten Abfolge von Bogen und Gegenbogen, die noch dazu mit vergleichsweise hoher Geschwindigkeit durchfahren werden, erwies sich dabei insbesondere das – für die Schwebebahn lange Jahre charakteristische – Kurvenquietschen als problematisch. Letzteres gilt darüber hinaus auch für die Wendeschleifen mit ihren besonders engen Radien. Auf der Landstrecke wiederum ist der geringe Abstand zur Wohnbebauung das größte Problem bei der durch die Schwebebahn verursachten Schallemission. Die Wuppertaler selbst bezeichnen die Geräusche der Schwebebahn mitunter scherzhaft als „Bergische Sinfonie“.
Von Beginn an waren daher zwecks Reduzierung der Geräuschemissionen unter den Schienen-Unterlagsplatten 15 Millimeter dicke Filz-Platten eingelegt. Fahrzeugseitig sind die Räder außerdem mit speziellen Radschallabsorbern ausgestattet. In späteren Jahren schmierte zusätzlich ein eigens hierfür adaptierter Wagen die Bögen der Strecke. Mit Einführung der Baureihe 72 stellte der Betreiber schließlich auf eine, bei allen Wagen vorhandene, Spurkranzschmierung um. Dieses System arbeitete noch pneumatisch, das heißt mit Druckluft und einem Kompressor, und wurde per Quecksilberschalter angesteuert. Bei der Generation 15 wiederum wird von einer am ersten Drehgestell angebrachten Behälterpumpe aus das Schmiermittel der elektromagnetischen Dosierpumpe über eine Ringleitung zugeführt. Die Pumpe bringt das Schmiermittel in einer vorbestimmten Menge ohne Verwendung von Druckluft auf die Spurkränze. Diese Pumpen-Düsen-Einheit ist mit einem Heizsystem ausgestattet, das die Abgabe auch bei großer Kälte zuverlässig ermöglicht. Das neue Schmiersystem ist somit genauer dosierbar und reagiert zudem auf Geschwindigkeit und Bogenfahrten.
Eine wichtige Verbesserung beim Neubau des Gerüsts stellte schließlich der Einbau von sogenannten Flüsterschienen mit Gummi-Einbettung dar. Dadurch reduzierte sich der Schienenverkehrslärm deutlich, dass Kurvenquietschen verschwand fast ganz. In der Wendeschleife Oberbarmen wird die Schiene seither nicht nur mit Fett geschmiert, sondern zusätzlich auch per Schienenschmieranlage mit einem dünnen Wasserfilm versehen.

## Geschichte

### Ausgangssituation
Die Gründe für den Bau der Wuppertaler Schwebebahn liegen im Zusammentreffen verschiedener lokaler Faktoren:
- Ende des 19. Jahrhunderts waren die Städte im engen Tal der Wupper zu einer Agglomeration von annähernd 400.000 Einwohnern zusammengewachsen. Entstanden war eine Gewerberegion aus mehreren Städten und Dörfern, deren Industrialisierung im Gegensatz zu den Städten des Ruhrgebiets schon in der ersten Hälfte des 19. Jahrhunderts rasant eingesetzt hatte. Schon vor der Mitte des Jahrhunderts war die Talsohle der Wupper vollständig bebaut, die Verkehrswege waren dabei für Kutschen und Fußgänger gebaut worden. Die Talstraße und der Urweg über Loh-Ostersbaum waren die einzige Verkehrsverbindung zwischen Elberfeld und Barmen. Selbst für die ab 1873 in der Hauptachse verkehrende Pferdestraßenbahn boten die Straßen der Wupperstädte wenig Platz, was später zu Sonderlösungen führte, beispielsweise in Elberfeld die richtungsweise getrennte Führung der Straßenbahn in der Innenstadt. Die einzige Talstraße und die auf ihr verkehrende Pferdebahn konnten den Verkehr, der schnellere Beförderungsmittel verlangte, nicht mehr bewältigen. Auch nach Ablösung der Pferdebahn durch die elektrische Straßenbahn war es infolge geeigneter Straßen nicht möglich, das Straßenbahnnetz zu erweitern. Schnellere Verbindungen in Form von Eisenbahnen ließen sich nur in der Hanglage bauen. Deshalb stellte sich mit steigendem Verkehr und höheren Geschwindigkeitsansprüchen die Frage nach einem geeigneten Massenverkehrsmittel, das vor allem die Platzfrage lösen musste.[62]
- Weder Barmen noch Elberfeld waren jemals Residenzstädte: Eine übergeordnete Stadtplanung, zum Beispiel aus Repräsentationsgründen, gab es daher nie. Stattdessen begann mit dem Beginn des 19. Jahrhunderts eine immer stärkere Überbauung der Freiflächen in der Talachse, zu einer ordnenden Stadtplanung kam es aus eigener Kraft nicht. Diese Entwicklung führte vor allem längs der Talachse zu einem für die damalige Zeit ungewöhnlich hohen Verkehrsaufkommen, was die beiden Städte Barmen und Elberfeld bereits zu einem – für deutsche Verhältnisse – frühen Zeitpunkt, nämlich bereits in den 1880er Jahren, eine Verlagerung des (Massen-)Verkehrs in eine dritte Ebene untersuchen ließ. Die beiden Städte hatten im Jahr 1880 insgesamt 189.489 Einwohner, zusammen genommen wären sie damals die sechstgrößte Stadt im Deutschen Reich gewesen.[75]
- Die Topographie des Wuppertals ließ eine mehr als 15 Kilometer lange Bandstadt mit Höhendifferenzen von bis zu 200 Metern entstehen. Da sich alle wichtigen Zentren, Unternehmen und dichter bebauten Wohnviertel in unmittelbarer Nähe zur Wupper befanden, konnte ein aufwendig zu bauendes und kostenintensiv zu betreibendes Verkehrssystem entlang des Flusses wirtschaftlich betrieben werden. Komplizierte Kreuzungen brauchten nicht geplant zu werden, es genügte die später verwirklichte Stammstrecke.
- Aufgrund der ungünstigen topografischen und geologischen Verhältnisse, das Tal der Wupper besteht aus Grauwacke, eines der härtesten Gesteine überhaupt,[55] war ein U-Bahn-Bau nicht möglich. Einerseits ist der Untergrund sehr felsig und enthält viel Grundwasser, andererseits war die Sicherung des notwendigen Geländes auf Grund der dichten und inzwischen erfolgten Überbauung nurmehr im beziehungsweise unter dem Flusslauf der Wupper als einziger unbebauter Raum des teilweise nur 500 Meter breiten Tales denkbar. Während andere Städte um diese Zeit U-Bahnen planten beziehungsweise bauten, schied diese Variante im Tal der Wupper aus.[175]

### Vorläufer

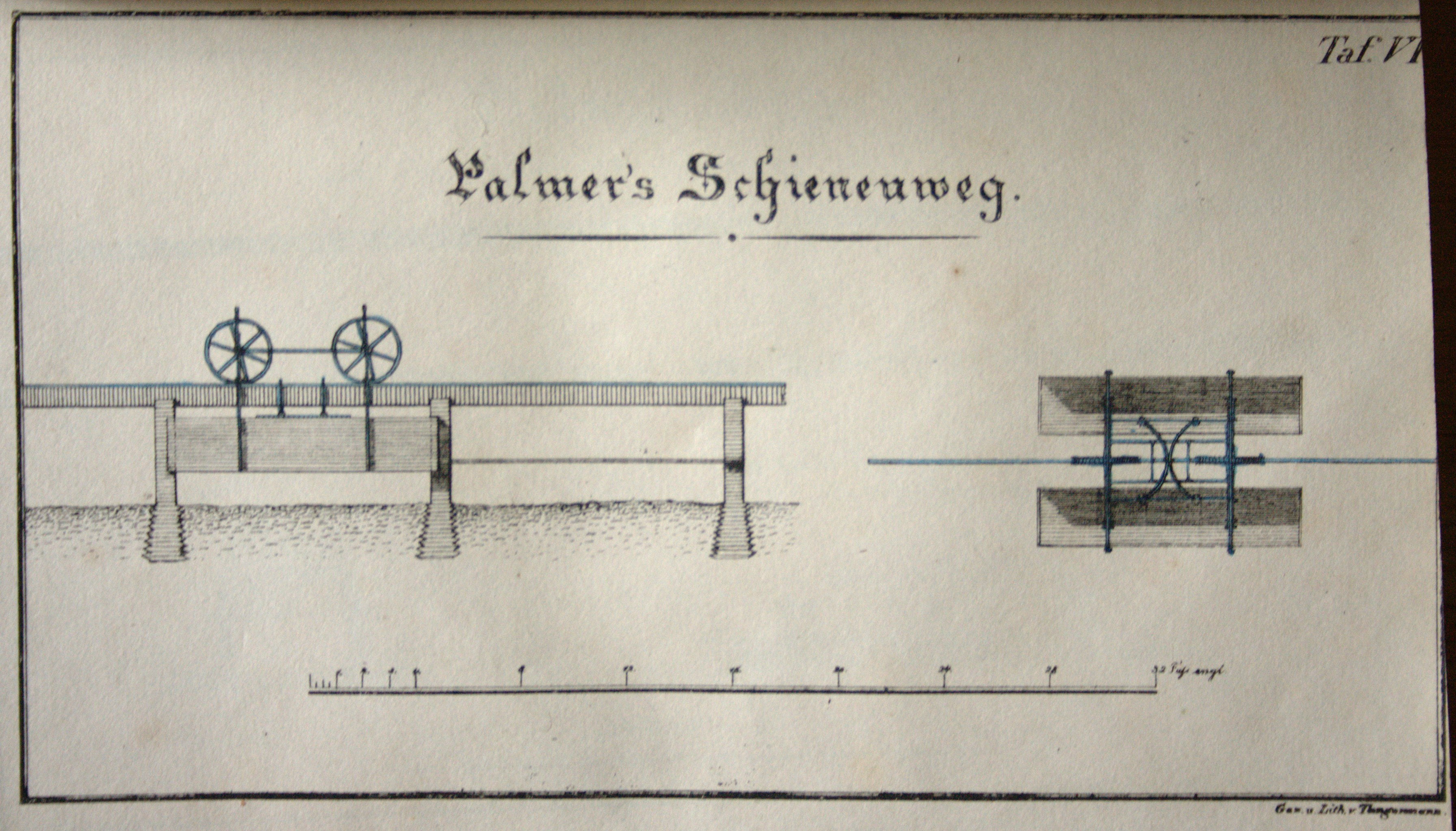
Einschienige Hängebahn nach dem Prinzip von Henry Robinson Palmer

Für die Wuppertaler Schwebebahn gab es einen Vorläufer: Im Jahr 1824 stellte der Engländer Henry Robinson Palmer ein Bahnsystem vor, das erheblich von den bis dahin bekannten Konstruktionen abwich. Hierbei wurden hängende Transportbehälter von Pferden gezogen. Der Industrielle und Politiker Friedrich Harkort begeisterte sich für diese Bahn. Er ließ durch seine Fabrik 1826 probehalber in Elberfeld auf dem Gelände des heutigen Finanzamtes an der Kasinostraße eine solche Bahn aufstellen. Gemeinsam mit dem Bergrat Heintzmann versuchte er, die Öffentlichkeit dafür zu interessieren.
Am 9. September 1826 wurde im Rathaus zu Elberfeld von zehn Bürgern unter Vorsitz des Landrates Graf von Seyssel d’Aix über eine solche Palmersche Bahn von der Ruhr zur Wupper beraten. Harkort, Bergrat Heintzmann und der Markscheider Bohnert inspizierten danach die vorgesehene Strecke. Sie sollte von Elberfeld über Uellendahl-Horath-Herzkamp nach Hinsbeck oder von Elberfeld über Horath bis Langenberg und weiter durch das Deilbachtal führen. Die Pläne wurden jedoch nicht verwirklicht, da verschiedene Grubenbesitzer Einspruch einlegten. Sie fühlten sich benachteiligt, da sie nicht einbezogen wurden. Das Oberbergamt verfügte daraufhin die vorläufige Einstellung der Planungen.

### Erste Planungen einer Hochbahn im Wuppertal
Die allseitige Unzufriedenheit mit der bestehenden Pferdebahn auf der Tallängsachse zwischen Barmen und Elberfeld, die aufgrund der mitunter chaotischen Verhältnisse auf der stets verstopften Straße für ihre Strecke manchmal mehr als drei Stunden benötigte, führte in beiden Städten zu Überlegungen einer günstigeren Gestaltung des Nahverkehrs. So wählte die Elberfelder Stadtverordneten-Versammlung am 8. Februar 1887, nach einer anderen Quelle schon am 5. Februar 1887, eine Kommission zur „Prüfung des Projektes einer künftigen Hochbahn“, das Barmer Stadtverordneten-Kollegium richtete am 15. März 1887 eine solche zu „Bau und Finanzen des Hochbahnprojektes“ ein. Die frühe Einsetzung dieser Gremien gilt als Indiz für die Größe der schon damals vorhandenen Verkehrsprobleme. Zu den, damals noch wenigen, Befürwortern des Projekts gehörten vor allem der Elberfelder Oberbürgermeister Adolf Hermann Jaeger sowie Freiherr Georg von Rheinbaben, später Regierungspräsident in Düsseldorf.
Noch im Jahr 1887 schlossen sich die beiden Kommissionen zusammen. Ein daraufhin eingeholtes Gutachten über die Hochbahn, über deren beabsichtigten Bau die Société Générale des Tramways aus Brüssel – seit 1876 Besitzerin und Betreiberin der Pferdebahn – erstmals am 4. April 1888 unterrichtet wurde, führte zu Konsequenzen. Das belgische Unternehmen war verärgert und legte am 14. Mai 1888 Einspruch gegen die Hochbahn ein, weil es um sein Monopol für die Personenbeförderung fürchtete. Dieser wurde, nach Gerichtsverfahren über mehrere Instanzen, im September 1889 durch das zuständige Reichsgericht in Leipzig per Beschluss endgültig abgelehnt.
Nachdem Siemens & Halske konkrete Baupläne vorlegte, fand am 17. Dezember 1889 in der Elberfelder Stadtverordneten-Versammlung die Beratung über den Vertragsentwurf zum Betrieb einer „elektrischen Hochbahn für Personen- und Güterbeförderung“ in den beiden Wupperstädten statt. Nachdem der Vorschlag in Elberfeld schließlich am 31. Dezember 1889 in zweiter Lesung angenommen wurde, beschloss die Hochbahnkommission am 4. August 1890, den – in einigen Punkten geänderten – Vertragsentwurf beiden Städten zur Genehmigung vorzulegen.
Die zur Lösung der Verkehrsprobleme im engen, dicht bebauten Tal zunächst geplante konventionelle Standhochbahn sollte auf Kosten des Unternehmens gebaut werden und von Rittershausen zur Sonnborner Eisenbahnbrücke führen, dabei stets dem Flusslauf folgend. Konzeptionell entsprach sie den, viel später verwirklichten, Hamburger oder Berliner Projekten. Die damaligen Pläne sahen dabei senkrechte, im Hochwasserprofil des Wupperbetts gegründete und engstehende Rahmenstützen vor, welche die schwierige Hochwasser-Abführung zusätzlich beeinträchtigt hätten. Diese Befürchtung bestätigte schließlich auch das außergewöhnliche Wupperhochwasser im Spätherbst 1890, so dass den Stadtvätern die Realisierung des Hochbahnprojektes nur im Zusammenhang mit der schon über Jahrzehnte diskutierten Wupperregulierung möglich schien. Kritiker befürchteten zudem durch die massive Konstruktion im Flussbett starke städtebauliche Beeinträchtigungen hinsichtlich der Ausnutzung der Grundstücke. Außerdem wären durch die Windungen der noch unregulierten Wupper sehr enge Bogenradien zu erwarten gewesen, die traditionelle Straßenbahnwagen nur mit geringer Geschwindigkeit durchfahren hätten können. Somit trat eine Pause ein. Zudem waren Hochbahnen damals noch äußerst selten, frühe Beispiele sind eine zwischen 1868 und 1871 errichtete Vorläuferstrecke der New York City Subway sowie die 1882 fertiggestellte Berliner Stadtbahn.

### Eugen Langens Erfindung einer Hängebahn für den Personenverkehr

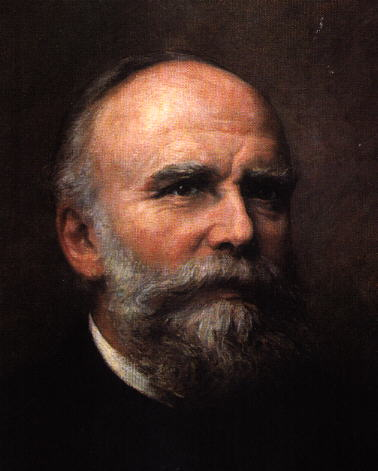
Schwebebahn-Erfinder Eugen Langen

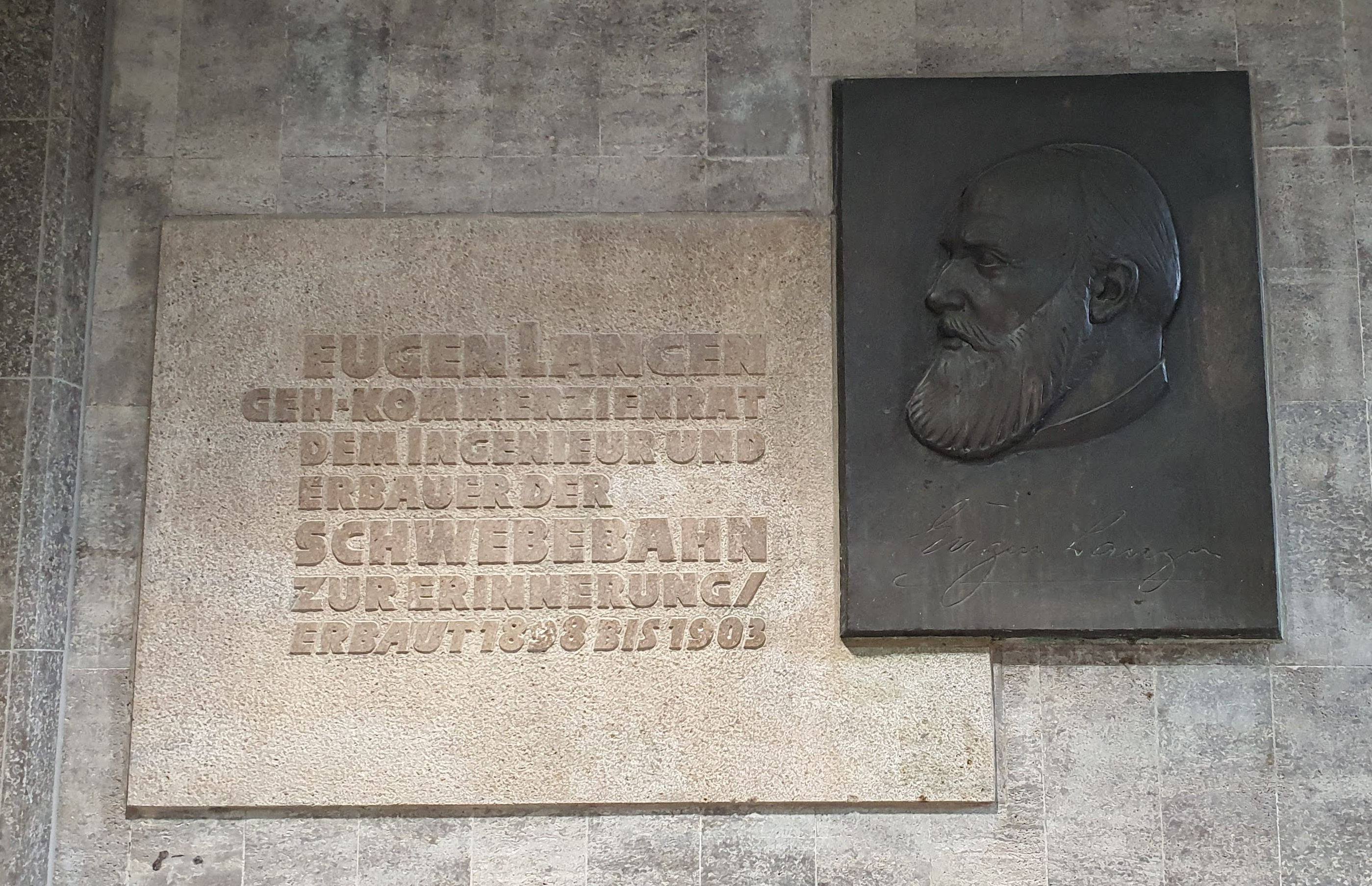
Steinerne Gedenktafel zu Ehren von Eugen Langen im Treppenaufgang der Schwebebahnstation Hauptbahnhof, gestaltet 1956 vom Bildhauer Harald Schmahl

Unabhängig von den Verkehrsproblemen im Wuppertal beschäftigte sich in jenen Jahren der 1833 geborene Kölner Maschinenbauingenieur und Erfinder Eugen Langen mit Hängebahnen, wobei seine ersten Überlegungen ausschließlich den Gütertransport betrafen. Ab dem Alter von 24 Jahren unterstützte er das Familienunternehmen, eine Zuckerfabrik in Köln – später aufgegangen im Unternehmen Pfeifer & Langen. Dort experimentierte er mit der Vereinfachung der Produktionsmethoden. Er versuchte die Produktionsleistung zu optimieren, dabei merkte er, dass einige Arbeitsvorgänge mangels Fläche Änderungen unterworfen waren. In diesem Fall musste er in der Zuckerfabrik so günstig wie möglich Material transportieren, ohne zusätzliche Mannstunden-Kosten zu verursachen und ohne vorhandene Flächen zu reduzieren. Unter diesen Voraussetzungen kam er auf die Idee eine „Hängende Seilbahn“ zu bauen, die zudem wenig Energie verbrauchte und auf zwei Ebenen funktionierte.
Bereits um 1865 transportierten in den Langen’schen Zuckerfabriken in Köln „Hängebahnen für Material-Transporte“, kurz „Materialhängebahn“ genannt, Roh- und Hilfsstoffe über den Boden hinweg. Als Vorbild dienten Materialseilbahnen. Jedoch liefen die Räder von Langens Förderwagen nicht auf gespannten Drähten, sondern auf starren, hochgelegenen Gleitschienen respektive Hohlschienen, ähnlich Vorhangschienen. Die recht eigenwillige aber funktionierende Einrichtung erlaubte, wie vom Erfinder beabsichtigt, die Nutzung einer gegebenen Raumfläche auf zwei Ebenen. Insbesondere beobachtete Langen dabei, dass die Hängewagen selbst die engsten Krümmungen ruhig, sicher und schnell durchfuhren.
Langen hatte sich bis dahin, außer in der Zuckerindustrie, auch im Eisenhüttenwesen bereits einen Namen gemacht, besonders aber durch seine Mitwirkung an der Entwicklung des Gasmotors von Nicolaus Otto im Jahr 1862 und durch die 1864 gemeinsam mit diesem gegründete Gasmotorenfabrik Deutz.
Nach dem Erfolg der Hängebahn in der Zuckerproduktion erkannte Langen 1892 die Möglichkeiten des Einsatzes seiner Erfindung für Lasten- und Personentransporte in unwegsamen Gegenden, da der Aufbau eines Fahrgerüstes flexibler an ein vorgefundenes Gelände angepasst werden konnte als ein kostspieliges Gleisbett mit Unterbau. So arbeitete er ab jenem Jahr auch an einer Hängebahn zur Personenbeförderung. Bei der statischen Berechnung stieß er aber auf neuartige technische Hindernisse, denn durch die Geschwindigkeit und Beschleunigung einschieniger Bahnen entsteht ein Pendeleffekt, der die Träger rechts und links einzigartig belastet. Eine weitere statische Schwierigkeit war in diesem Fall die Schiene an sich, denn bei dem einschienigen System ist sie nicht nur Richtungsfahrbahn, sondern auch Träger, also das Element, auf dem die Last optimal verteilt sein sollte, und, das auf Fahrdynamik und Schwingfrequenz der Wagen überprüft wird. Unterstützt wurde der Ingenieur bei seinem Vorhaben vom Regierungsbaumeister Wilhelm Feldmann von der königlichen Eisenbahndirektion Köln.

### Detaillierte Ausarbeitung und Patentgesuch im Jahr 1893

Das von Eugen Langen 1893 eingereichte Patentgesuch beinhaltete sowohl die zweischienige Version (oben) als auch die einschienige (unten)

Am 27. Januar 1893 reichte Eugen Langen seine Patentbeschreibungen und -zeichnungen für beide Systemanordnungen, das heißt zwei- und einschienig, beim Kaiserlichen Patentamt in Berlin ein. Die im Langen’schen Patent benannten Vorzüge sind dabei im Kontrast zu den gleichzeitig entwickelten klassischen Hochbahnen zu verstehen. Diese wurden im weiteren Diskurs als Standhochbahn oder kurz Standbahn bezeichnet, um sie besser von der Hängehochbahn respektive Hängebahn abgrenzen zu können. Beiden Systemen gleich ist die Entlastung verkehrsreicher Straßen in Großstädten, womit die Bedeutung der Schwebebahn für die Entwicklung des innerstädtischen Nahverkehrs angesprochen war. Der systembezogene Vorteil der Hängebahn sollte vor allem die leicht und filigran auszubildende Tragkonstruktion sein, die in den Straßen nur wenig Licht und Luft nimmt. Weiterer Vorteil waren die mit der Tragkonstruktion zu erzielenden engen Bogenradien, sodass „..auch beengte städtische Verhältnisse mit der Schwebebahn zu bedienen“ seien und die auch bei hohen Geschwindigkeiten sanfte, also auch leise und sichere, Art der Beförderung. Mit den „hohen Geschwindigkeiten“ verwies Langen auf den beabsichtigten Einsatz der Schwebebahn auch für Fernverbindungen. Langen präsentierte 1893 zwei Varianten:
- Bei der zweischienigen Grundform gemäß den Figuren 1a, 1b und 1c der Langen’schen Patentzeichnungen lief jeder Zug auf paarweise nebeneinander angeordneten Rädern, wie später die H-Bahn. Als Fahrweg diente ein, unten offener, kastenförmiger Längsträger in Stahlfachwerkbauweise, der durch, in entsprechenden Abständen angeordnete, Säulen oder Stützen getragen wurde. Die beiden Schienen waren auf den unteren inneren Gurtungen der Seitenwände des Kastenträgers befestigt.[58] Hierbei handelte es sich jedoch, anders als bei der H-Bahn mit ihren gummibandagierten Rädern, um klassische Eisenbahnräder. An den Achsen der auf diesen Schienen laufenden Räder waren Drehgestelle mittels gelenkiger Organe aufgehängt, unter diesen Drehgestellen hing in Federn der Wagenkasten. Dank der Gelenke konnte dieser, in gewissen engen Grenzen, seitlich frei ausschwingen.[10] Damit wurde das Pendeln der Wagen durch Wind, beim Ein- und Aussteigen sowie in Bögen vermieden, dieses System wurde besonders für den innerstädtischen Nahverkehr empfohlen. Die Übertragung der Drehbewegung des Elektromotors auf die Laufachsen sollte mittels Schneckenschrauben und Zahnrädern erfolgen,[58] eine weitere Quelle nennt Ketten, Seile oder Zahnräder. Das Drehgestell endete unten in einem hohlen Drehzylinder, ein schlittenförmiger Haken sollte Entgleisungen verhindern. Gegenrollen wiederum sollten ein Abspringen der Laufräder von der Schiene verhindern, ein Rollenkranz lief um den unteren Drehzylinder des Drehgestells.[62]

- Bei der alternativen einschienigen Grundform gemäß den Figuren 2a und 2b der Langen’schen Patentzeichnungen, die besonders für lange Strecken und hohe Geschwindigkeiten geeignet erschien, war die Schiene selbst trägerartig ausgebildet und wurde seitlich von einer Stütze gefasst. Die Hängeorgane wurden zu Bügeln erweitert, welche die Laufräder von oben umfassten und beiderseits die Lagerstellen der Achsen trugen. Die Elektromotoren wurden unmittelbar auf den Achsen der Laufräder montiert. Als Sicherheit gegen Entgleisungen waren nur für den Notfall unter den Schienen Gegenrollen vorgesehen. Um die Pendelbewegung der einschienigen Wagen zu ermöglichen war der untere Flansch des Fahrschienenträgers schon damals kreisförmig gebogen und mit Anschlagwinkeln zur Begrenzung der Pendelbewegung versehen.[58] Ein zusätzliches Ausschwingen der einschienigen Hängebahnwagen bei seitlichem Windangriff wollte Langen, in seinen ersten Überlegungen, durch Anbringung eines senkrechten großflächigen Windschirmes über der Fahrschiene zwischen den Fahrgestellen in der Achse des Wagenkastens vermeiden.[62]

Für den Antrieb der Personenwagen war in beiden Fällen eine „elektrische Dynamomaschine“, das heißt ein Elektromotor, vorgesehen.

### Erste Kölner Versuchsstrecke in zweischieniger Ausführung ab 1893

Zweischieniges „Prinzip-Fahrzeug“ Eugen Langens in Köln, 1893

Um sein Konzept einer Hängebahn für den Personenverkehr unter Realbedingungen erproben zu können, ließ Eugen Langen in Köln eine erste Versuchsstrecke in zweischieniger Ausführung errichten. Nach Einreichung des Patentgesuches beauftragte er Wilhelm Feldmann im Februar 1893 mit deren Ausarbeitung. Die Teststrecke entstand folglich im Sommer 1893 an der Deutz-Mülheimer Straße 131, auf dem Gelände der Waggonbaufabrik Van der Zypen & Charlier, mit deren Mitinhaber Julius van der Zypen Eugen Langen befreundet war. Die Union, AG für Bergbau, Eisen- und Stahl-Industrie aus Dortmund produzierte hierzu die Eisenkonstruktion zum Preis von 21.811,69 Mark, das sogenannte „Prinzip-Fahrzeug“ konstruierte Van der Zypen & Charlier selbst. Die Elektrizitäts-AG aus Nürnberg wiederum lieferte die elektrischen Teile zu und fertigte die Motoren an. Anfang Dezember 1893 war die, etwa 120 Meter lange, Probestrecke betriebsbereit eingerichtet. Langen wies sein Personal an, mit dem Versuchswagen nicht schneller als „drei Meter in der Sekunde“ zu fahren und schrieb deshalb gleichzeitig am 3. Dezember 1893 an Van der Zypen & Charlier:

„…bei zu schnellem Fahren durch die Curven der Schwebebahn-Probestrecke Momente zwischen dem Spurkranz der Räder und dem Zapfen eintreten können, welche ein Unglück herbeizuführen geeignet sind. Dieses Gefühl beunruhigt mich, denn ein einziges Unglück würde unser ganzes Unternehmen zum Scheitern bringen…“

Der an der Fahrbahnunterseite offene kastenförmige Gitterträger der Probestrecke wurde durch seitlich stehende Hohlkastenstützen getragen. Der Versuchsring hatte die Form einer Null, wobei die beiden Halbkreise einen Radius von zehn Metern aufwiesen und durch zwei, jeweils 20 Meter lange, gerade Verbindungsstrecken miteinander verbunden waren. Der 24 Personen fassende Versuchswagen hing an vierrädrigen Dreh- beziehungsweise Fahrgestellen und konnte über eine Einstiegsplattform betreten und verlassen werden. Er lief auf zwei, beidseitig im unteren offenen Gitterträger angeordneten, Schienen mit einer Spurweite von 45 Zentimetern und durchfuhr die Versuchsstrecke mit einer Geschwindigkeit von zwölf Kilometern in der Stunde. Das Fahrzeug konnte dabei leicht ausschwingen.
Bei den Fahrversuchen auf der zweischienigen Probestrecke zeigten sich unvorhergesehene technische Schwierigkeiten, wobei vor allem die Bögen Probleme bereiteten, so daß Langen seine ersten Bedenken dazu äußerte. Besonders die konstruktive Ausbildung des tunnelartigen Längsträgerquerschnitts in Abhängigkeit von den kompakten Fahrgestellen der Wagen schien ihm bereits im Oktober 1893 sehr bedenklich, weshalb er gleichzeitig auch die einschienige Anordnung ausarbeiten ließ.

### Vorschlag Eugen Langens für eine zweischienige Hängebahn im Wuppertal

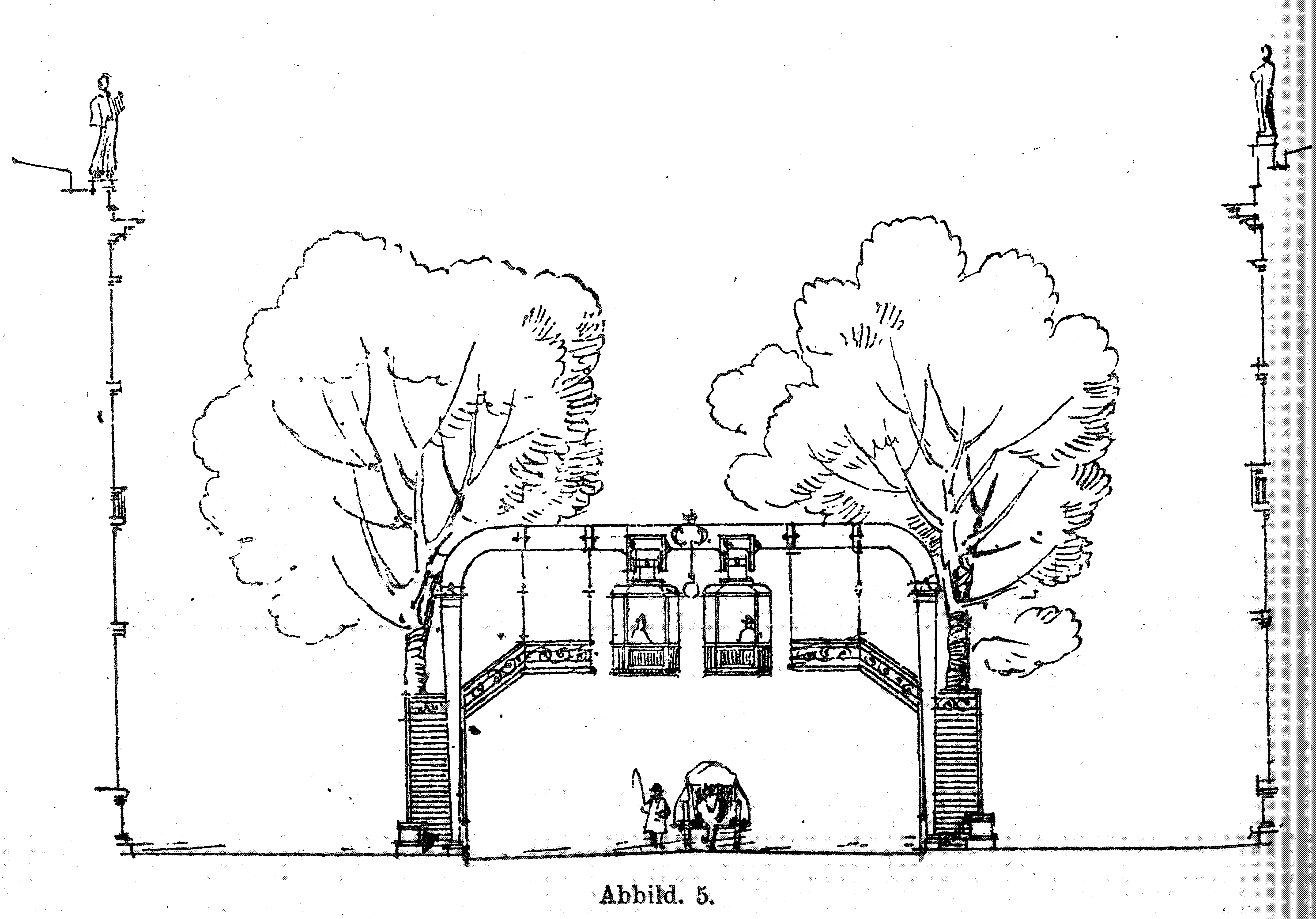
Ursprünglich geplante zweischienige Hängebahn im Bereich der Landstrecke

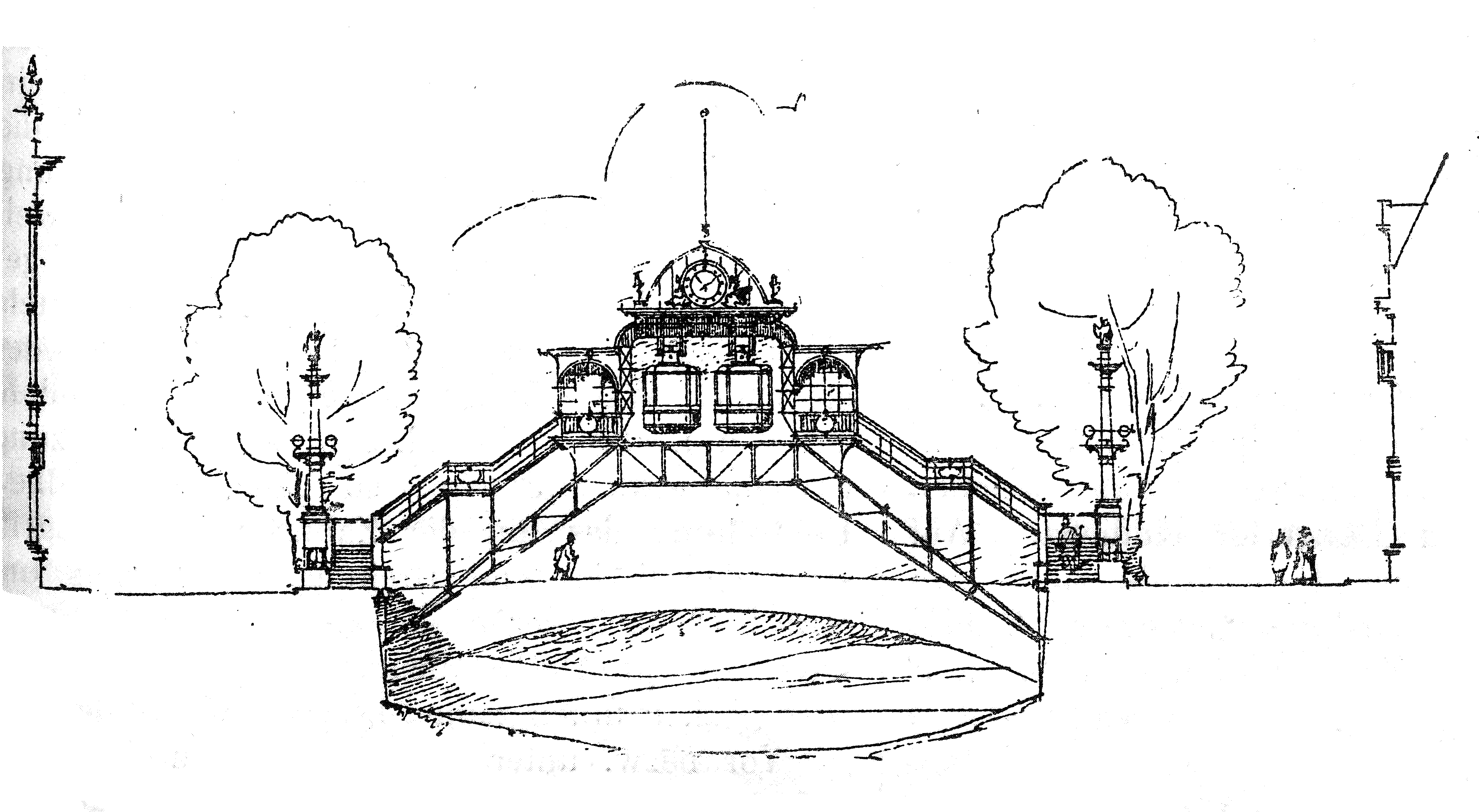
Ursprünglich geplante zweischienige Hängebahn im Bereich der Wasserstrecke

Auch Eugen Langen selbst kannte die Verkehrsprobleme im Wuppertal. Zugleich verfolgte er damals die Hochbahn-Aktivitäten der Firma Siemens & Halske. Parallel zum Bau seiner ersten Versuchsstrecke in Köln schaltete er sich deshalb im Sommer 1893 in die Hochbahn-Verhandlungen der beiden Wupperstädte ein. Gleichzeitig beauftragte er, ebenfalls im Sommer 1893, Wilhelm Feldmann mit der Ausarbeitung eines konkreten Projekts einer Hängebahn für das Wuppertal, das heißt alternativ zu den Standbahn-Planungen aus den 1880er Jahren. Langen schrieb diesbezüglich am 16. Juni 1893 in einem Brief an Baurat Hermann Bissinger in Nürnberg:

„… möchte ich Sie bitten, Herrn Wacker die Frage vorzulegen, ob nicht die Firma Schuckert & Co. an die Städte Elberfeld und Barmen schreiben soll, um denselben die Absicht auszusprechen, daß sie ein Projekt für eine elektrische Hochbahn ausarbeiten will, von welchem sie glaube annehmen zu können, daß es nicht unwesentlich billiger sein werde ausführen lassen als die bisher bekannten Systeme und unter dieser Motivierung von den Städten die erforderlichen Stadtpläne zu erbitten. Ich verfolge dabei den doppelten Zweck, erstlich offiziell die Pläne zu erhalten und zweitens – und das halte ich für das wichtigere und nötigere – die Städte zu bestimmen, mit der Prüfung des in den nächsten Tagen in Elberfeld erwarteten Siemens & Halske’schen Projektes im Hinblick auf das zu erwartende neue Projekt sich nicht zu sehr zu übereilen, sondern auch noch unser Projekt abzuwarten, welches nach meiner Ansicht frühestens eingereicht werden kann, wenn die ersten Versuche mit unserer hiesigen Probestrecke die Zweckmäßigkeit des Systems genügend bewiesen haben …“

Um sein „Schwebebahnsystem“ als positive Lösung zur Bewältigung damaliger Nahverkehrsprobleme in deutschen, europäischen und sogar überseeischen Großstädten, wie beispielsweise Berlin, Hamburg, Wien, Budapest und New York, zu realisieren, strebte Langen die Bildung eines Konsortiums für die „Verwertung und Ausbeutung der Schwebebahn-Patente“ an. Dem Konsortium, das im Herbst 1893 zustande kam, gehörten die beiden Firmen Elektrizitäts-Aktiengesellschaft vormals Schuckert & Co. (E.-AG) in Nürnberg und Van der Zypen & Charlier sowie der Initiator Eugen Langen selbst an. Die von Eugen Langen gemeinsam mit Franz Carl Guilleaume und Friedrich Albert Spiecker gegründete Elektrizitätsfirma Spiecker & Co. war dabei erst 1889 an die Elektrizitäts-Aktiengesellschaft vormals Schuckert & Co.verkauft worden.
Langen benötigte damals dringend eine Referenzstrecke, um sein Konzept erstmals in größerem Stil realisieren zu können. Dies galt insbesondere, da er damit nicht nur in den fünf oben genannten Städten, sondern darüber hinaus auch noch in Breslau und München auf Ablehnung stieß. Auch die geplante Verbindungsbahn zwischen Halle und Leipzig kam nicht zu Stande, ebenso die Schwebebahn Dresden–Deuben. Vor allem hatte das System Langen deutliche Nachteile bei mehreren Linien mit vielen Abzweigungen und Kreuzungspunkten. Auch der Vorzug hoher Geschwindigkeiten, das heißt auch in Krümmungshalbmessern unter 85 Metern mit 40 km/h, konnte damals nicht überzeugen. Im Zusammenhang mit der von ihm erhofften Referenzstrecke schrieb Langen am 23. November 1893 an Van der Zypen & Charlier:

„… Über die Art des weiteren Vorgehens in sachlicher wie in formaler Beziehung wird baldigst Beschluß zu fassen sein, insbesondere mit Rücksicht auf Elberfeld–Barmen, wo die Einreichung des Projektes nunmehr keine Verzögerung mehr erleiden darf, und wo wir darüber schlüssig werden müssen, wer das Projekt einreichen soll …“

Für einen ersten Kostenvoranschlag zur „Schwebebahn-Anlage“ hatte Baumeister Feldmann schon im August 1893 die erforderliche Entwurfsarbeit geleistet. Langen riet dem Unternehmen Schuckert & Co.: „Sobald die Probestrecke in Betrieb ist, müssen die Konzessionsgesuche für Barmen und Elberfeld eingereicht werden.“ Die Fertigstellung des Hochbahnentwurfes kündigte Langen in einer Mitteilung vom 15. Dezember 1893 an den Elberfelder Oberbürgermeister Adolf Hermann Jaeger an. Ende des Jahres 1893 lud er schließlich diesen und sein Barmer Pendant Friedrich Wilhelm Wegner zu einer Probefahrt auf der Vorführanlage in Köln ein. Beide Stadtoberhäupter versicherten anschließend „ihre Weiber und Kinder, selbst wenn sie hoch über dem Wupperstrom schweben sollten, dem Instrumente anvertrauen zu wollen.“ Im Januar 1894 besuchte schließlich auch der bekannte Verein für Technik und Industrie (VTI) aus Barmen die Kölner Versuchsanlage. Am 11. April 1894 hielt Feldmann in der Sitzung des Bergischen Bezirksvereins des Vereins Deutscher Ingenieure einen Vortrag über die „Schwebebahn“ und gab einen ersten Überblick über die Entwurfsarbeiten. Hierbei erläuterte er im zweiten Teil seines Vortrages die drei den Städten Barmen und Elberfeld vorgelegten Entwürfe zur zweischienigen Schwebebahnanlage nach dem System Eugen Langens:
- Der erste Entwurf sah eine Strecke vom damaligen Bahnhof Barmen-Rittershausen, dem heutigen Bahnhof Wuppertal-Oberbarmen, bis zur Schillerbrücke in Elberfeld vor, der heutigen Wupperbrücke Pestalozzistraße. Die Anlage sollte, mit einem für einen Zwei-Minuten-Takt ausreichenden Wagenpark, etwa drei bis dreieinhalb Millionen Mark kosten.
- Der zweite Entwurf sah eine etwas längere Strecke bis Westende vor, wo Anschluss an eine ebenerdige Bahn über Sonnborn nach Vohwinkel bestehen sollte. Diese Variante fand aber bei den beiden Stadtverwaltungen keine Akzeptanz.
- Der dritte Entwurf nahm bereits die heutigen Endpunkte der Schwebebahn vorweg. Die Kosten hierfür, einschließlich Grunderwerb und Nebenkosten, hätten fünf bis fünfeinhalb Millionen Mark betragen.

Bei letzterem Vorschlag sollte die Bahn zwischen Vohwinkel und Sonnborn der Provinzialstraße folgen. Für den weiteren Verlauf bis Westende brachten die Planer wiederum drei Trassenvarianten ein:
- Führung über die Königstraße, die heutige Friedrich-Ebert-Straße, seinerzeit ebenfalls Provinzialstraße
- Führung bereits ab Sonnborn über der Wupper, wie später realisiert
- Führung durch die Villenkolonie Zooviertel und durch die Tiergartenstraße bis zum Pferdebahndepot am Westende

Die angedachte zweischienige Schwebebahn sollte eine Spurweite von 60 oder 75 Zentimetern aufweisen, das heißt 15 oder 30 Zentimeter mehr als auf der Kölner Versuchsanlage, und mit 500 Volt Nennspannung betrieben werden. Ihre Gitterbalken sollten auf eingleisiger Strecke einseitig, auf doppelgleisiger Strecke beiderseits der tragenden Pfosten auf Konsolen ruhen. Diese Stützen sollten in 20 bis 25 Metern Entfernung zueinander stehen und einen kastenförmigen Querschnitt von 50 bis 75 Zentimetern Seitenlänge haben. Die als Laufkatzen ausgebildeten und zweiachsigen Wagen-Drehgestelle mit integrierten Elektromotoren hätten einen Abstand von acht Metern zueinander aufgewiesen. An ihnen sollte an federnden Zapfen und Querstücken der, gegen Pendeln durch seitliche Gleitrollen geführte, Wagenkasten hängen. Dieser hätte in einer lichten Höhe von fünf Metern über dem Erdboden schweben müssen, so dass die Stützen etwa acht Meter hoch gewesen wären. Die Fahrgeschwindigkeit sollte 30 bis 40 Kilometer in der Stunde betragen, als Minimalradius waren – wie bei der Versuchsanlage – zehn Meter vorgesehen, was ein rechtwinkliges Einbiegen in Straßen ermöglicht hätte. Die Kosten wurden damals, bei zweigleisiger Anlage, auf 250.000 bis 300.000 Mark je Kilometer veranschlagt. Die Zuführung des Fahrstroms war durch Stromschienen innerhalb der Gitterträger und federnde Kontaktrollen an den Fahrzeugen vorgesehen. Für Untersuchungs- und Unterhaltungsarbeiten war ein spezieller Revisionswagen vorgesehen. Dieser sollte ebenfalls an zwei Drehgestellen hängen, wobei ein Motor elektrisch und einer mit Gas angetrieben werden sollte.

### Vergleichendes Gutachten Standbahn vs. Hängebahn

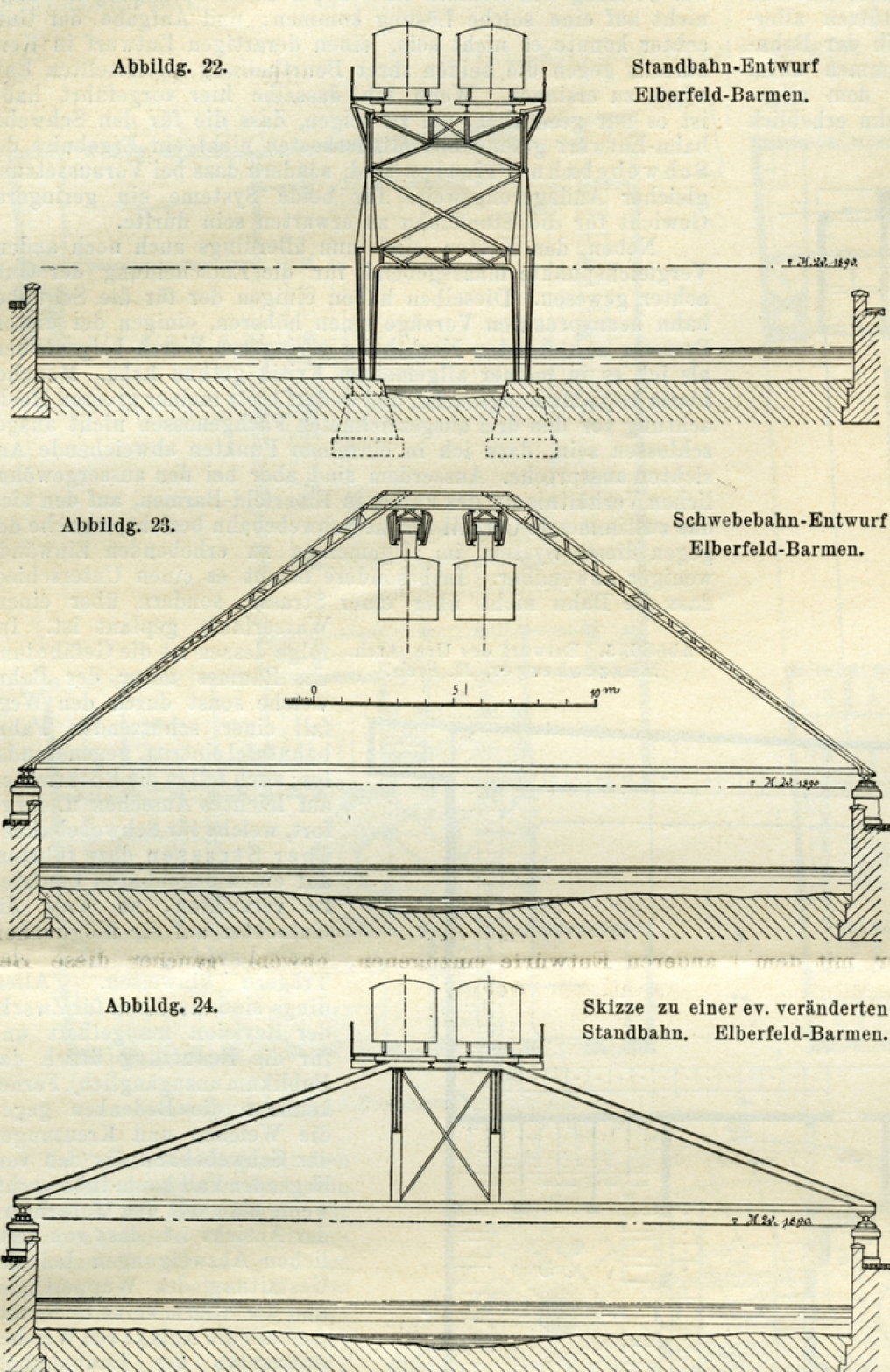
Im Vorfeld untersuchte Varianten der Hochbahn: oben die Standhochbahn mit Stützen im Flussbett (1887), in der Mitte die Standhochbahn mit Stützen am Ufer (1893) und unten die zweischienige Hängebahn (ebenfalls 1893). Letztlich erhielt keine der drei Varianten den Vorzug

Die Entscheidung zwischen Standbahn und Hängebahn fiel den damaligen Stadtvätern nicht leicht, daher entschlossen sie sich schon zu Beginn des Jahres 1894 ein Gutachten über die beiden vorliegenden Hochbahnsysteme einzuholen. Das damit beauftragte Gremium bestand aus:
- Claus Koepcke, Geheimer Rat im königlich Sächsischen Finanzministerium in Dresden
- August von Borries, Regierungs- und Baurat an der Königlichen Eisenbahn-Direction Hannover
- Adolf Goering, Professor an der Königlich Technischen Hochschule zu Berlin

Die drei Experten hoben letztlich die Vorteile der Schwebebahn hervor und gaben dieser am 22. September 1894, in der Zusammenfassung ihrer Ergebnisse, eindeutig den Vorzug gegenüber der Standbahn. Die Hängebahn erwies sich, trotz ihrer Nachteile, als ideal für ein langgezogenes Tal mit Rundverkehr samt naheliegender Möglichkeit zur Nutzung des Freiraumes über der Wupper. Die Gutachter betonten dabei vor allem die größere Betriebssicherheit, die höhere Geschwindigkeit und die geringeren Baukosten. Ein weiterer großer Vorteil war die Leichtigkeit ihrer Konstruktion. Vor allem beeinträchtigten die schrägstehenden Stützen der Hängebahn nicht den Wasserlauf, so wie dies bei der Standbahn der Fall gewesen wäre. Dieser Aspekt hätte sich vor allem bei Hochwasser negativ ausgewirkt. In Anbetracht der Enge des Tals befürchteten die Gutachter zudem eine Verunstaltung des Stadt- und Landschaftsraums durch die Standbahn, darunter nicht zuletzt die Verschattung der Straßen. Daran änderte auch die nochmalige Überarbeitung des Standbahn-Projekts, die 1893 erfolgte, nichts – wobei die verbesserte Version Stützen am Ufer statt im Flussbett vorsah. 

### Finale Entscheidung für die Hängebahn im Jahr 1894
Eugen Langen, der mit Van der Zypen & Charlier sowie der Elektrizitäts-Aktiengesellschaft vormals Schuckert & Co. mittlerweile potente Partner für sein Vorhaben gefunden hatte, nutzte und förderte in der Entscheidungsphase geschickt die Konkurrenz zwischen der Elektrizitäts-Aktiengesellschaft vormals Schuckert & Co. sowie Siemens & Halske, wobei letzteres Unternehmen sich auf den Bau von Standbahnen festgelegt hatte und damit 1896 in Berlin begann. So gelang es dem Erfinder, die Städte Elberfeld und Barmen für seine Idee zu gewinnen. Die Hochbahnkommission folgte ebenfalls dem Gutachten der drei Verkehrswissenschaftler und entschied am 22. September 1894 letztlich endgültig zugunsten der Hängebahn. Das im Vorjahr gegründete Schwebebahn-Konsortium wiederum gab im Oktober 1894 die bindende Offerte an die beiden Wupperstädte ab. Darüber hinaus erklärte sich am 7. November 1894 die Elektrizitäts-Aktiengesellschaft vormals Schuckert & Co. zum Bau der Bahn bereit. Am 28. Dezember 1894 stimmten auch die Stadtverordneten-Versammlungen von Elberfeld und Barmen den Verträgen für den Bau und Betrieb einer Hängebahn auf eigene Rechnung zu, die schließlich am 31. Dezember 1894 durch die beiden Oberbürgermeister Jaeger und Wegner sowie dem Generaldirektor der Elektrizitäts-Aktiengesellschaft vormals Schuckert & Co., Kommerzienrat Alexander Wacker unterzeichnet wurden. Als Vertragsdauer wurden 75 Jahre ausgehandelt, anschließend sollten die Städte automatisch Eigentümer werden. Ergänzend gestand der Bauherr ihnen das Recht zu, optional schon nach einer 25-jährigen Betriebsdauer sämtliche Anlagen zu erwerben.

### Umplanung zur Einschienenbahn ab 1895
Nach der finalen Entscheidung für die Hängebahn ergaben sich erneut Zweifel an der zweischienigen Ausführung. Die bei den Fahrversuchen auf der zweischienigen Versuchsanlage in Köln aufgetretenen Bedenken, veranlassten Eugen Langen, der die Einschienenbahn ohnehin stets favorisierte, 1895 über die Vorteile der einschienigen gegenüber der zweischienigen Anordnung nachzudenken. Zwar hätten bei der zweischienigen Bahn viele kleine Wagen auf der Strecke verkehren können, doch hatten die deutlich höheren Bogengeschwindigkeiten der auspendelnden Einschienenbahnwagen sowie deren angenehmerer Fahrkomfort auf der äußerst bogenreichen Wupperstrecke eine höhere Relevanz. Zudem erhoffte sich Langen von der einschienigen Variante einen geringeren Materialverschleiß. Außerdem erlaubte sie eine wesentliche Vereinfachung des gesamten Tragwerks.
Aus den genannten Gründen sowie infolge weiterer, von verschiedenen Seiten gegen die zweischienige Variante erhobenen, Bedenken erkannten die Verantwortlichen die technische Überlegenheit der einschienigen gegenüber der zweischienigen Hängebahn, insbesondere für das Projekt im Wuppertal. Daraufhin konzentrierte sich die Elektrizitäts-Aktiengesellschaft vormals Schuckert & Co., auf Veranlassung Eugen Langens, ab 1895 nur noch auf die Weiterentwicklung der einschienigen Version. Auch die Stadtverwaltungen und Behörden selbst drangen in jenem Jahr darauf, zur einschienigen Bauart überzugehen. Dies geschah, obwohl zum einen die Pläne für die Zweischienenbahn in Wuppertal damals bereits fertig ausgearbeitet waren und zum anderen die Einschienenbahn ursprünglich nur für interurbane „Fernschnellbahnen“ vorgesehen war, für den städtischen Verkehr aber als nicht geeignet betrachtet wurde. Zur Überraschung selbst für Van der Zypen & Charlier ließen sich auch die Verantwortlichen der Hochbahnkommission aus dem Wuppertal nach einer zweiten Probefahrt in Köln auf den Alternativvorschlag ein, woraufhin die Pläne für das Wuppertal im Laufe des Jahres 1896 endgültig abgeändert wurden. Einen wesentlichen Anteil an dieser Entscheidung, und damit einen außergewöhnlichen Beitrag zum technischen Gelingen der heutigen Schwebebahn, hatte auch der damalige MAN-Direktor Anton Rieppel. Er konnte damals die konstruktive Entwicklung seines „Tragwerkes für einschienige Schwebebahnen“ anbieten, das heißt die „Längsträger-Brückenkonstruktion für doppelgleisige einschienige Hängebahnen“. Eugen Langen selbst verstarb hingegen schon am 2. Oktober 1895 und erlebte den Erfolg seiner Erfindung somit nicht mehr.
Nachdem sich für das technisch völlig neuartige und deshalb als riskant eingestufte Projekt auch zehn Wochen nach Abschluss des Vertrags mit den beiden Wupperstädten keine außenstehenden Investoren fanden, gründete die Elektrizitäts-Aktiengesellschaft vormals Schuckert & Co. selbst am 6. März 1895 ihre Tochtergesellschaft Continentale Gesellschaft für elektrische Unternehmungen AG, kurz Continentale. Auf diese wurden auch die Verträge bezüglich Bauausführung und späterem Betrieb der Schwebebahn übertragen. Direktor der neuen Gesellschaft wurde Regierungsbaumeister Oskar von Petri. Nach seinem Tod wurden auch die Langen’schen Patente der Continentale Gesellschaft für elektrische Unternehmungen AG übertragen und die Pläne für die Wuppertaler Anlage im, von Wilhelm Feldmann geleiteten, Büro des Unternehmens weiter konkretisiert.

### Zweite Kölner Versuchsstrecke in einschieniger Ausführung ab 1895

Einschieniges „Prinzip-Fahrzeug“ Eugen Langens in Köln, 1895

Trotz der von Beginn an auftretenden technischen Probleme mit der zweischienigen Versuchsanordnung des Jahres 1893, kam es bei Eugen Langen erst im Frühjahr 1895 zum gedanklichen Umbruch hin zur einschienigen Ausführung. Er schrieb hierzu am 5. April 1895 an Feldmann:

„Die einschienige Bahn ist und bleibt das Ideal. Unter der Voraussetzung freier Ausschwingung bin ich ganz entschieden für einschienige Bahnen.“

Zur Lösung der technischen Schwierigkeiten schlug er Feldmann am 9. April 1895 vor:

„Die schleunige Herstellung einer neuen Probestrecke und nochmalige Fahrversuche könnten da alleine helfen. Soll dazu die Deutzer Anlage benutzt werden, dann würde ich doch sehr dafür stimmen, die Ständer herumzudrehen, so daß die Zukunftsstraße außen an den Ständern läuft; dann kann auch flotter gefahren werden, trotz der kleinen Curven…“

In diesem Zeitraum kam Langen der Gedanke seine gesamten „Schwebebahn-Interessen“ einer finanzstarken Gesellschaft zwecks Realisierung der beabsichtigten Projekte zu übertragen. Die Continentale Gesellschaft für elektrische Unternehmungen nahm schließlich den entsprechenden Vertrag Langens am 18. März 1895 an und gründete eine Schwebebahnabteilung in Nürnberg. Der Generalbevollmächtigte war Feldmann, Langen wiederum hatte einen Sitz im Aufsichtsrat der Gesellschaft.
Nachdem fortan die Continentale mit einem Stammkapital von 16 Millionen Mark die Unternehmerin für die Schwebebahnaktivitäten war, ließ diese im Sommer 1895, auf Eugen Langens Veranlassung hin, die erste Kölner Versuchsstrecke in eine einschienige Anlage umbauen. Sie bestand ebenfalls aus zwei Halbkreisen mit 9,5 Metern Halbmesser und zwischenliegenden Geraden mit 20 Metern Länge. Der völlig neu konstruierte Wagen hing dabei mit Bügeln pendelnd an zwei zweirädrigen Drehgestellen auf einer Laufschiene und konnte daher frei nach beiden Seiten ausschwingen. Das zweite „Prinzip-Fahrzeug“ erreichte bei den Versuchsfahrten eine Geschwindigkeit von 24 km/h und stellte sich hierbei bis zu einem Winkel von 25° gegen die Senkrechte schief. Die Fahrdynamik war ungewöhnlich sanft, ruhig und stoßfrei. Sie gab den beförderten Fahrgästen, auch im Stehen, kein Gefühl der Unsicherheit.
Der Versuchswagen war acht Meter lang, wog aber nur 2,4 Tonnen und war damit vergleichsweise leicht. Anfänglich waren sich die Ingenieure nicht ausreichend klar darüber, ob bei Seitenwind, Querverschiebungen der „lebendigen Last“ oder durch die Zentrifugalkraft des Wagens unzulässige Schwankungen verursacht würden. Deshalb begrenzten sie zum Ende der Tests die freie Pendelbewegung künstlich auf ungefähr 15°. Diese Ausschwingung tritt rechnerisch bei einem andauernden Seitendruck von 80 Kilogramm je Quadratmeter Fläche ein. Die Annahme eines solchen Drucks, bei dem ein zwölf Meter langer, meterspuriger Straßenbahnwagen bereits umgeworfen würde, reichte für die Verhältnisse im Wuppertal völlig aus. Die bei heftigem Sturm unternommenen Versuche zeigten zudem, dass der Wind vor allem nicht andauernd gleich weht. Wenn auch einige sehr scharfe Windstöße vorkamen, so dauerten diese doch nicht so lange an, dass der Wagen eine nennenswerte seitliche Beschleunigung erfahren hätte. Der Wagen geriet zwar etwas in Schwingungen, jedoch nur um eine wenig von der Senkrechten abweichende Lage, deren Neigung erheblich kleiner war, als beim als dauernd angenommenen größten Winddruck. Für Bahnen die nur an Straßenkreuzungen dem vollen Wind ausgesetzt sind, erwies sich die Wirkung des Winds somit als ziemlich bedeutungslos. Auch die Positionsveränderungen der Fahrgäste im Wagen hatten, wie die Versuche klar ergaben, nicht die mindeste Bewegung des Wagens zur Folge. Bezüglich der Zentrifugalkraft stellten die Ingenieure damals fest, dass die Schrägstellung eines Hängebahnwagens im Allgemeinen sogar etwa 30° bis 40° betragen könnte, ohne Unbequemlichkeiten für die Reisenden befürchten zu müssen. Bei den Versuchen mit 25° Ausschwingung konnten die Mitfahrenden jedenfalls noch mit geschlossenen Füßen im Wagen frei stehen, ohne dass Bedürfnis zu verspüren, sich festzuhalten. Aufgrund der beim Versuch verhängten Fenster konnten sie überhaupt nicht unterscheiden, ob sich der Wagen gerade in einem Bogen oder auf einer Geraden befand. Zudem erwies sich die Schwebebahn als frei von den bei gewöhnlichen Standbahnen in Krümmungen fühlbaren Seitenstößen. Einer der größten Vorteile der Einschienenbahn war jedoch ihre, durch die Schrägstellung bedingte, höhere Fahrgeschwindigkeit in Bögen. Sie konnte bestimmte Krümmungen mit der dreifachen Geschwindigkeit einer Standbahn befahren. Umgekehrt hätte man bei der Standbahn, für die gleiche gewünschte Geschwindigkeit, den neunfachen Krümmungshalbmesser einplanen müssen.

### Patenterteilung und Konkurrenzprojekte
Am 5. August 1895 erteilte das Kaiserliche Patentamt Eugen Langen, nach mehr als zweieinhalb Jahren Verhandlungen, am 5. August 1895 das „Deutsche Reichspatent“ (DRP) Nummer 83047 für eine „Hochbahn für Personenbeförderung mit starren Trägern und freischwebend an Drehgestellen hängenden Personenwagen“. Rückwirkend zum 1. Januar 1895 erwirkte der Erfinder mit der Patentschrift Nummer 96239, dem zweiten Zusatz zum Patent 83047, schließlich ein weiteres Schutzrecht bezüglich der „Aufhängung der Trägerschiene für einschienige Bahnen mit freischwebend hängenden Personenwagen“.
Die damals zahlreich erfundenen Hängebahnen mit abgestützten Wagen verhalten sich, im Gegensatz zu Schwebebahnen, bei Einwirkung von Seitenkräften wie Standbahnen. Sie werden wegen der Stützungsart der Fahrzeuge zum Bahnträger, in drei Gruppen unterteilt:
- Wagenschwerpunkt über den Schienen: System Lartigue und Beyer
- Wagenschwerpunkt seitwärts der Schienen: System Cook und System Dietrich
- Wagenschwerpunkt unterhalb der Schienen: System Enos und System Perlay-Hale

Die genannten Systeme unterscheiden sich vom System Langen vor allem durch die zusätzlich zur Tragschiene angeordneten Stützschienen. Tatsächlich ist das „Schwebebahn-System Eugen Langen“ mit seinen freischwebenden und ausschwingenden Wagen letztlich als das einzige Hängebahn-System anerkannt worden. Eine vereinfachte Version von Langens Schwebebahn war ferner ab 1895 für die Deutschen Kolonien in Afrika vorgesehen. Hierbei handelte es sich um die sogenannte Tropenbahn, auch sie wiederum einschienig.

### Einbeziehung Vohwinkels im Oktober 1895
Mit der Konkretisierung des Schwebebahn-Vorhabens wollte auch die Landgemeinde Vohwinkel in das Projekt einbezogen werden. Sie schloss hierzu am 15. Oktober 1895, vertreten durch ihren Bürgermeister Heinrich Bammel, mit der Continentale einen zusätzlichen Vertrag zur Verlängerung der geplanten Trasse ab. Diese sollte jetzt, über den Elberfelder Zoo hinaus, bis hinter den Kaiserplatz in Vohwinkel führen und dort am Rande des Stationsgartens enden. Hiervon profitierte auch Elberfeld selbst, da auf diese Weise auch dessen Stadtteil Sonnborn von der Schwebebahn erschlossen wurde. Weil die Wupper aber kurz vor Vohwinkel scharf nach Süden abknickt, musste für den neu hinzugekommenen Straßenabschnitt ein spezielles Fahrgerüst konzipiert werden.

### Detailplanung des Fahrträgers
Die Entwicklung des einschienigen Fahrträgers begann ebenfalls erst 1895, Eugen Langen machte in seiner Patentschrift von 1893 hingegen nur sehr schematische Angaben hierzu. Seine zeichnerischen Darstellungen sahen eine Fachwerkkonstruktion vor, die aber auch als Blechträger hätte ausgebildet werden können. Das gewünschte Fachwerksystem konnte damals allerdings noch nicht simuliert werden und war dementsprechend statisch nicht erfassbar. Jedoch führte Langen die Simulationen auf seiner Versuchsanlage durch und war damit erfolgreich. Ein zusätzlich auftauchendes Problem war der Lichtmangel während der Fahrt. Dadurch dass sich über dem Fahrprofil ein Dachgerüst befindet, bleibt das Sichtfeld des Fahrers relativ dunkel. Dieses Hindernis wurde aber nicht prioritär bewältigt, denn die Entwicklung und ordnungsmäßige Vorstellung seiner Erfindung waren für Langen wichtiger.
Die folgenden Detailvorschläge für den Fahrträger entwickelte schließlich Wilhelm Feldmann in den Jahren 1893 und 1894 für die anstehenden Projekte, nachdem er bereits zu Beginn des Jahres 1893 von Eugen Langen explizit damit beauftragt wurde. Der von Feldmann konstruierte Träger für die zweischienige Hängebahn war als Gerberträger gedacht und hatte einen kastenförmigen Querschnitt mit einem simplen Fachwerk, bestehend aus Ständern und aussteifenden Andreaskreuzen. Letztlich setzte sich aber der Rieppel-Träger durch, den sich die Maschinenbau-Actien-Gesellschaft Nürnberg am 8. Mai 1896 unter der Patentnummer 91642 als Tragewerk für Schwebebahnen patentieren ließ. Später folgte hierzu ein weiteres Patent unter der Nummer 96200. Die Rieppel-Träger gelten, nach den Portalstützen, als zweite wichtige Innovation im Zusammenhang mit der Schwebebahn. Zudem erwies sich der Rieppel-Träger auch bezüglich der Verteilung der Stützen als äußerst ökonomische Erfindung, da sich dadurch die Anzahl der Ankerstützen beziehungsweise Ankerjoche minimieren ließ. Dies war nicht nur in finanzieller, sondern auch in ästhetischer Hinsicht von Vorteil, da die Wirkung der Stahlkonstruktion im Stadtbild damit auf das gewünschte Minimum reduziert werden konnte. Auf Rieppel gehen zudem auch die Entwürfe für die Wendeschleifen und die Weichen zurück.

### Kritik an der Realisierung

In Vohwinkel und Sonnborn reicht das Schwebebahngerüst besonders nah an die Bebauung heran, was vor dem Bau für starke Kritik sorgte

Karikatur „Fidele Schwebebahn“ aus der Anfangszeit

Nachdem schon das gescheiterte Projekt der Standbahn den Unwillen ganzer Bevölkerungskreise provozierte, hatte auch die Schwebebahn von Anfang an mit Widerständen und Vorbehalten zu kämpfen. Ihr Bau löste im Vorfeld Kritik, Skepsis und starken Protest aus, das Für und Wider wurde heftig in der Öffentlichkeit diskutiert. Einer glühenden Begeisterung der Befürworter einerseits, die Anhänger der Bahn führten deren Modernität und zukunftsweisende Technik an, insbesondere im Stahlbausektor herrschte damals eine große Aufbruchstimmung, stand die leidenschaftliche, jedoch kaum sachliche Ablehnung auf Seiten der Gegner gegenüber. Dies galt insbesondere da das neue Verkehrsmittel, zusätzlich zur bereits seit 1841 im Tal verkehrenden Eisenbahn und der – zudem ab 1896 elektrifizierten – Straßenbahn, nicht zwingend benötigt wurde. Ein Bürger aus Barmen betonte diesen Aspekt am 18. August 1896 in einem Leserbrief an die ebendort erscheinende Westdeutsche Zeitung wie folgt:

„Man hört nur, dass Barmen, nachdem es alle bisherigen Projekte verworfen hatte, schließlich doch wohl nachgeben muss. Und aus welchem Grunde müssen wir Barmer uns dem Willen der Elberfelder beugen? Es besteht absolut nicht die Notwendigkeit einer schnelleren Verbindung mit Elberfeld. Und für den Lokalverkehr ist die Hochbahn ganz unpraktisch, weil niemand abgelegene, nämlich hochgelegene, Stationen aufsuchen und Treppen auf und ab klettern wird, wenn er jeden Moment zu ebener Erde in einen elektrischen Wagen steigen kann.“

Neben den Zweifeln an der Nützlichkeit sowie lokalpatriotischen Einwänden, die aus der Rivalität zwischen Elberfeld und Barmen herrührten, wurden Zweifel an der Ästhetik vorgebracht. So war beispielsweise von einer „massiven, plumpen, wüsten Eisenmasse“ und von „Verunstaltung, Monstrosität und Entstellung unseres Tales“ die Rede, konkret hieß es „das Monstrum des Gerüsts sei keineswegs attraktiv für Wuppertals Straßen!“ Viele Barmer Bürger befürchteten, durch die Bahn würde ihre Stadt „in einer Weise verunziert, die haarsträubend ist“, wie es in einem zeitgenössischen Flugblatt propagiert wurde. Zudem hatten sie damals Angst um ihre Haustiere, angesichts der „großen unheimlichen Kästen, die hoch in der Luft umhersausen, an den Fenstern wie Riesengespenster vorüberhuschend und die Pferde erschreckend.“ Auch die Barmer Stadtverordneten kämpften deshalb heftig gegen das Projekt an, das sie in erster Linie als Elberfelder Vorhaben betrachteten. Sie erwirkten deshalb beim Betreiber Continentale eine Absichtserklärung, dass die Bahn, falls sie nicht gefallen solle, nach drei Jahren wieder abgebrochen werden könne.
Darüber hinaus überzogen auch Leitartikel und Karikaturen die geplante Schwebebahn mit Polemik, Spott und Häme, eine damalige Zeitung bezeichnete die Schwebebahn als „Bürde, die niemand haben will“. Konservative Kritiker wiederum diffamierten das Verkehrsmittel lange Jahre und verurteilten es scharf als „donnerndes Ungetüm“, „Unheil“, „wahnsinniges Unterfangen“, „Satansgefährt“, „Satans Werk“ „schwebendes Satanswerk“, „sündige Eitelkeit und Versuchung Gottes“ oder „gotteslästerliches Teufelswerk“. Frömmelnde Sekten, die es im sogenannten Muckertal seinerzeit zuhauf gab, fürchteten gar das Jüngste Gericht mit der Verwirklichung des Projekts auf die Städte herniedergehen.
Besonders stark umstritten war die Führung in den Ortslagen von Vohwinkel und Sonnborn, da die Bahn hier direkt im Straßenraum durch die engen Häuserschluchten geführt wurde. Die dortigen Grundstückseigentümer befürchteten Nachteile für ihre Immobilien, die Kritiker kämpften hartnäckig für eine südliche Umgehung Sonnborns, das heißt sie forderten eine längere Wasserstrecke. Im Gegenzug wollte der Betreiber die Bahn aus Kostengründen ursprünglich sogar bis Westende über der Straße fahren lassen, was die Stadt Elberfeld jedoch verhinderte.
Sittenstrenge Anwohner der Straßenstrecke wiederum wollten – vor allem in den Abendstunden – verhindern, dass Frauen bei der Abendtoilette im Boudoir durch „Herren von zweifelhaftem Ruf“ begafft werden. Die Moralisten sorgten sich dabei im Vorfeld insbesondere um die minderjährige Bevölkerung, der ansonsten bei zukünftigen Fahrten mit der Schwebebahn womöglich freier Einblick in die Schlafzimmer der Schwebebahn-Anrainer gestattet gewesen wäre. Man empfahl den Beschwerdeführern, gegebenenfalls einfach die Vorhänge zuzuziehen. Daraufhin forderten die Anlieger ohne solche prompt von der Betreibergesellschaft Geld für Gardinen, welche diese schließlich tatsächlich finanzierte. Auf diese Weise kam der Abschnitt zu seinem Spitznamen Gardinenstangenstrecke.

### Baugenehmigung
Trotz wohlwollender Stellungnahme der staatlichen Behörden verzögerte sich das Projekt durch den Widerstand, den es in Barmen fand. Erst am 31. Oktober 1896 erteilte die königliche Regierung in Düsseldorf der Continentale die staatliche Baugenehmigung, dementsprechend erhielt sie auch die Konzession zum Bau und Betrieb für 75 Jahre. Gemäß einer anderen Quelle erfolgte die Erteilung der staatlichen Konzession allerdings erst am 31. Dezember 1896. Das Enteignungsrecht wurde schließlich am 17. Dezember 1897 verliehen. Ab Ende 1898 gehörte dem Entwicklungsbüro auch Oberingenieur Schmidt an, der schon Ende 1893 bei Van der Zypen & Charlier die ersten Schwebebahn-Probewagen entworfen hatte. Mit dem Bau der Serienwagen wurde wiederum Van der Zypen & Charlier beauftragt, den elektrischen Teil der Unternehmung führte die Elektrizitäts-Aktiengesellschaft vormals Schuckert & Co. hingegen selbst aus.

### Bauvorbereitung

Stellenausschreibung aus dem Jahr 1895, für die Baubeaufsichtigung werden Ingenieure, Eisenkonstrukteure, Statiker, Landmesser und Zeichner gesucht

Letztlich verhallten die Proteste im Wuppertal und die Befürworter gewannen die Oberhand. Auch der Einsatz juristischer Mittel der Anwohner gegen die Führung der Schwebebahn durch die Sonnborner Hauptstraße blieb ohne Erfolg, wenngleich er das Projekt weiter verzögerte. Anfängliche Skepsis und Unbehagen der Zeitgenossen verwandelten sich schnell in Neugier und Begeisterung. Zudem war man stolz darauf, dass eine derartige Bahn gerade hier zum ersten Mal ausgeführt wurde. Die Schwebebahn war zu diesem Zeitpunkt eine technische Sensation, ehrfurchtsvoll bewunderte Pionierleistung und maschinelle Attraktion ohne Gleichen. Sie galt als extrem fortschrittlich und modern, zumal damals Stahl als Baustoff gerade erst entdeckt worden war. Auch die Fachwelt schenkte dem Projekt größte Aufmerksamkeit.
Da für den gesamten Streckenbau und somit der Fertigstellung der Schwebebahn ein relativ kurzer Zeitraum bis August 1900 vorgegeben war, sah sich die die damalige Maschinenbau-Actien-Gesellschaft Nürnberg – ab 1898 MAN – außerstande den Auftrag allein auszuführen, weshalb sie ihn aufsplittete. Als Patentinhaberin für die Tragwerke oblag dem Nürnberger Unternehmen allerdings die technische Konstruktion der gesamten Anlage. Es entwarf somit selbst den gesamten Bahnkörper, das heißt das Tragwerk, den Oberbau, die Weichen, die Kehren, die Haltestellen, die Bahnhöfe und die gemauerten Unterbauten.
Letztlich beteiligten sich vier Unternehmen in gleichen Teilen an den Arbeiten, das heißt mit vier Baulosen von jeweils exakt 3,3 Kilometern Länge. Sie bildeten hierzu eine Arbeitsgemeinschaft. Neben dem MAN-Werk Gustavsburg selbst waren dies die, von der Maschinenbau-Actien-Gesellschaft Nürnberg als Subunternehmen beauftragten, großen Stahlbaufirmen Brückenbau-Anstalt Johann Caspar Harkort aus Duisburg, die Union, AG für Bergbau, Eisen- und Stahl-Industrie aus Dortmund und die Brückenbauanstalt der Gutehoffnungshütte (GHH) aus Sterkrade. Die Gutehoffnungshütte, deren Baulos neben einem kurzen Abschnitt der Wasserstrecke die komplette Landstrecke enthielt, musste deshalb sogar zwei verschiedene Bauverfahren anwenden.
Die generelle Planung der gesamten Schwebebahn-Infrastruktur lag in den Händen Max Carstanjens, der von Anton Friedrich Zschetzsche unterstützt wurde. Die Absteckung der Strecke, die Ausführung des Grundmauerwerks sowie die Aufstellung der Eisenbauten leitete wiederum Ingenieur Möbus. Für das gesamte Projekt waren 6000 Entwurfsblätter erforderlich, während die nahe gelegene und nur wenig ältere Müngstener Brücke mit nur 700 auskam. Dazu ist zu bedenken, dass sich dieses System zum Zeitpunkt des Vertragsschlusses (1894), wie dem seiner vertraglichen Genehmigung (1896) weitgehend in einer Art Erprobungszustand befand, außer den wenigen Metern auf der Kölner Versuchsanlage gab es keine Erfahrungen mit einem solchen System, erst recht nicht auf die Länge von reichlich 13 Kilometern. Taugliche Alltagskonstruktionen für die Beförderung (z. B. die Wagen, sie wurden erst ab 1897 in Köln getestet), wie etwa für den Bau (Überwindung von Höhenunterschieden der Wupper selbst und die ansteigende Strecke in Vohwinkel, Sonderkonstruktionen der Stahlträger ab 1898) und etwa dazu durchgeführte Testreihen gab es zu keinem Zeitpunkt: Die erste „Schwebebahn“ der Welt war ein Prestigeprojekt der beteiligten Firmen geworden, denen die Ausführung – für heutige Maßstäbe undenkbar – untergeordnet wurde. Dass sie letztlich erfolgreich wurde, hat der Verein Deutscher Ingenieure schon 1900 umfangreich dokumentieren können, aus seiner Publikation deuten sich hunderte Einzelentscheidungen vor Ort für die Ausführung an.

### Baubeginn

Bauarbeiten an der späteren Station Alexanderbrücke bei Niedrigwasser, ein Gerüstteil wird an die vorbereitete Stelle transportiert

Erste Arbeiten auf der Schwebebahn-Wasserstrecke fanden, elf Jahre nach den ersten parlamentarischen Beratungen für die neue Hochbahn, im April 1898 statt. Im Mai 1898 wurden Vorbereitungen zum Gerüstbau getroffen und ab Juni gleichen Jahres erfolgte die Aufstellung der ersten Stützen. Die, einfacher zu bewerkstelligenden, Arbeiten auf der Landstrecke begannen hingegen erst im Laufe des Jahres 1899. Die Bauleitung des Gesamtprojekts oblag dem ehemaligen Regierungsbaumeister Wilhelm Feldmann, ihm zur Seite standen:
- für den konstruktiven Teil Richard Petersen, technischer Leiter und Oberingenieur der Continentale
- für die Ausbildung der Wagen und der sonstigen maschinellen Einrichtungen Wilhelm Dietz, Professor für Statik an der Königlich Bayerischen Technischen Hochschule München
- von der Elektrizitäts-Aktiengesellschaft vormals Schuckert & Co. deren beide Leiter, Direktor und Baurat Hermann Bissinger sowie Eisenbahnbauinspektor außer Dienst, G. Soberski
- von der Maschinenbau-Gesellschaft Nürnberg Anton von Rieppel, Direktor und Baurat
- von der Brückenbau-Anstalt Gustavsburg Regierungsbaumeister Max Carstanjen, Direktor und Chefkonstrukteur

Als personalverantwortlicher Leiter arbeitete außerdem Bernhard Karl Bilfinger an der Projektierung der Wuppertaler Schwebebahn mit. Darüber hinaus war ein enormer Einsatz an Planern und Vermessern nötig, um jedes Detail und jeden Anschlusspunkt der Konstruktion durchzuplanen.
Letztlich wurde an bis zu vier Stellen gleichzeitig gebaut. Auf der Landstrecke wurden die Schienen des rollenden Lehrgerüstes direkt auf der Straße verlegt. Auf der Wasserstrecke hingegen gab es methodische Unterschiede zwischen den ausführenden Firmen, zudem verfeinerten diese ihre Montagemethoden im Laufe des Baufortschritts. Prinzipiell erfolgte der Bau der Eisenkonstruktion über der Wupper, soweit bei niedrigen Wasserständen ausführbar, von festen Gerüsten aus. Hierfür stellten Harkort, Gutehoffnungshütte und Union hölzerne Lehrgerüste in die Wupper. Dabei wurden zunächst Holzpfähle mit schweren Fallhämmern in das Flussbett gerammt, anschließend montierte man auf die, mit Bohlen und Kanthölzern ausgesteifte, Pfahlkonstruktion zwei Laufschienen für den Gerüst-Vorschubwagen, der sich dem Baufortschritt entsprechend vorwärts bewegte. Die Schienen trugen die feste Montageplattform, von der die Stützenschenkel aus Stahlfachwerk angehoben und mit den unterbauten Jochbalken zusammengefügt wurden, wodurch das endgültige Stahlgerüst entstand.
Mit dem Bau der Schwebebahn einher ging die Regulierung der Wupper mit Befestigung des Ufers und Senkung des Wasserspiegels zur Eindämmung von Überschwemmungen. Da wegen der Hochwassergefahr in den Monaten Dezember, Januar und Februar keine Gerüste im Fluss stehen durften – aber aus Zeitgründen auch bei Hochwasser gearbeitet werden musste, setzte die MAN abweichend von ihren drei Subunternehmern Freivorbau ein. Das Unternehmen bediente sich hierzu eines verschiebbaren, 70 Meter langen und über drei Joche hinweg greifenden eisernen Rüstträgers, auch Vorschubgerüst genannt. Dieses ruhte während der Montage auf den beiden letzten Jochen und war hinten verankert. Nach Aufstellung des nächsten Jochs am Kopfende des Rüstträgers nahmen, in diesem laufende und mit Handkurbeln betriebene Krankatzen den, inzwischen auf einer weiter zurückliegenden unteren Rüstung fertig montierten, Hauptträger und setzten ihn zwischen den letzten Jochen ein. So wurde jochweise vorgeschritten. Mit dieser Technik wurde später vor allem das letzte Teilstück Kluse–Rittershausen errichtet. Die MAN fertigte die Stahlteile dabei in ihrem Zweigwerk in Gustavsburg an, anschließend wurden sie ins Wuppertal transportiert, um dort vormontiert und aufgestellt zu werden.

Bau der Landstrecke
Fundamentarbeiten im Jahr 1898
Abschließende Arbeiten mit Hilfe von Montagewagen

### Aufnahme des Probebetriebs

1899: Probefahrt in einem der beiden Versuchswagen aus dem Jahr 1898, die nie im regulären Fahrgastbetrieb zum Einsatz kamen

Der Bau der Schwebebahn schritt zügig voran, so konnte schon früh mit den Probefahrten begonnen werden. Die erste Teststrecke begann, aus Richtung Vohwinkel betrachtet, hinter der Sonnborner Eisenbahnbrücke. Sie war 440 Meter lang und gestattete Versuchsfahrten mit einer Höchstgeschwindigkeit von 16 km/h, diese begannen am 5. Dezember 1898. Ein Depot existierte anfangs noch nicht, weshalb die beiden Probewagen des Jahres 1898 mit Hilfe einer Holzkonstruktion zuerst vom Ufer bis zur Flussmitte geschoben werden mussten, bevor man sie anschließend mittels Flaschenzügen auf die Schiene hob. Erst nachdem die ersten Testfahrten problemlos verliefen, wurde der Bau fortgesetzt. Bis zum 4. März 1899 wurde die Probestrecke auf eine Länge von 660 Metern verlängert, sie führte jetzt vom Zoo bis Varresbeck, sodass die Geschwindigkeit der Testfahrten auf 40 km/h erhöht werden konnte. Die erste große Testfahrt unter Anwesenheit von Politikern und Ingenieuren fand am 18. März 1899 statt.
Einer anderen Quelle zufolge waren Anfang Oktober 1898 bereits 800 Meter Gerüst fertiggestellt, auch die Deutsche Bauzeitung erwähnt eine 800 Meter lange Versuchsstrecke schon zu Beginn des Jahres 1899.
Der Streckenteil Kluse–Zoo–Vohwinkel wurde samt Wendeschleifen, Wagenhalle und Werkstatt sowie dem Gerüstanstrich im Sommer 1900 fertiggestellt, abgesehen von der Inneneinrichtung einiger Zwischenstationen. Der Weiterbau von Kluse in östliche Richtung zur Bahnhofsbrücke in Rittershausen verzögerte sich indessen. Aufgrund des schleppenden Baufortschritts dort entschieden sich die Verantwortlichen schließlich für eine etappenweise Inbetriebnahme der Schwebebahn, die allerdings den zusätzlichen Bau der temporären Wendeschleife an der Kluse erforderte.

Aufgleisen des Probewagens Nummer II am 13. September 1898 in Elberfeld, das Gerüst noch ohne die Revisionsstege aus Holzbohlen
Erinnerungsaufnahme der an der ersten Aufgleisung beteiligten Ingenieure, auf Wagen I stehend
Beginn der ersten Teststrecke an der Sonnborner Eisenbahnbrücke, 1898
Nach der ersten Verlängerung führte die Teststrecke bereits unter der Sonnborner Eisenbahnbrücke hindurch

### Präsentation auf der Pariser Weltausstellung des Jahres 1900

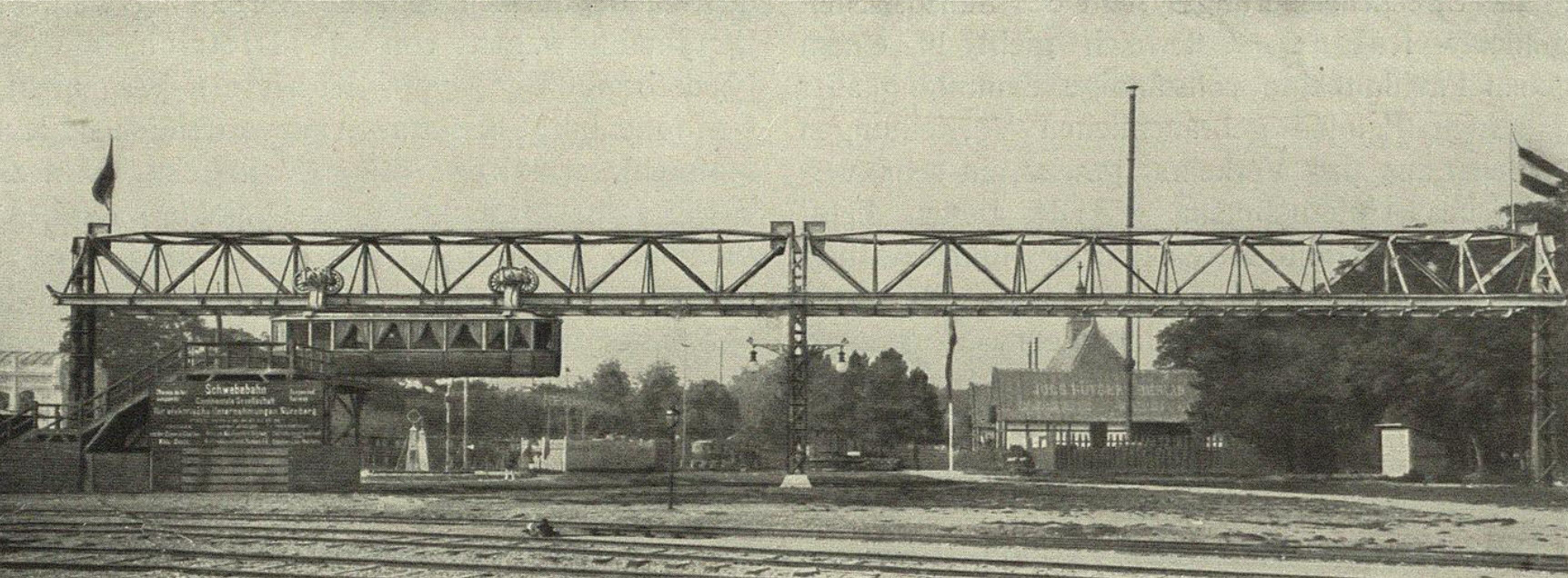
Vorführanlage auf der Pariser Weltausstellung des Jahres 1900

Die noch im Aufbau befindliche Schwebebahn wurde seinerzeit auch auf der Pariser Weltausstellung, die vom 15. April 1900 bis zum 12. November 1900 stattfand, einem internationalen Publikum präsentiert. Auf einer eigens dort aufgebauten, 60 Meter langen, Vorführstrecke pendelte der Wagen 1 der Baureihe 00 hin und her. Die Fahrgäste konnten das Fahrzeug über eine Bühne mit Treppenaufgang betreten und verlassen.
Im Gegensatz zum Wuppertal ruhten die Träger in Frankreich auf Einzelstützen, die nach damaligen Überlegungen am besten zum Überschreiten von Plätzen sowie für Mittelstreifen breiter Straßen geeignet erschienen. Das ausgestellte Viadukt wies zwei Öffnungen zu je 30 Metern Stützweite auf. Die vom Pariser Ingenieur- und Architekturbüro Daydé & Pillé hergestellten Stützen standen auf 1,25 Meter unter der Erde gemauerten Fundamenten. Die offen sichtbaren Teile der drei Stützen waren dabei identisch. Auch in der Querrichtung erhielten die Stützen wegen ihrer Seitenkräfte alle dieselbe Verbreiterung auf 2,40 Meter. In der Längsrichtung war hingegen nur die mittlere, und zwar auf 1,85 Meter, verbreitert, um als Standpfeiler sicher zu wirken.
Die Schwebebahn gehörte, neben den ersten elektrischen Eisenbahnen und den großen, 20.000 PS starken Dampfdynamomaschinen, zu den beeindruckendsten Neuerungen auf der Weltausstellung. Jedoch wurden auf der zentralen Ausstellungsfläche beim Eiffelturm, dem Champ de Mars, nur französische Schienenverkehrsmittel präsentiert. Die Schwebebahn-Probestrecke wurde hingegen, zusammen mit den übrigen ausländischen Exponaten, in das Außengelände im Bois de Vincennes ausgelagert, das bereits im namensgebenden östlichen Pariser Vorort lag. Dieser Umstand bewirkte, dass nur wenige Besucher die Hängebahn zu Gesicht bekamen. Die in Paris verwendeten Brücken waren originale Rieppel-Träger und wurden später am Hardtufer in Unterbarmen als Brücken 311 und 313 zwischen die Stützen 310 und 313 eingebaut. Als Brücken Elberfelder Bauart stellten sie dabei auf dem Barmer Streckenabschnitt ein Kuriosum dar, wobei die dazwischen liegende Brücke 312 wiederum der Barmer Regelbauart entsprach.

### Besichtigung durch den Kaiser

24. Oktober 1900: Der Kaiser und sein Gefolge betreten die festlich geschmückte Station Döppersberg zur Fahrt Richtung Vohwinkel

Der Kaiser, die Kaiserin, Continentale-Direktor Oskar von Petri, der Elberfelder Oberbürgermeister Wilhelm Funck und Generalmajor Friedrich von Scholl auf dem Bahnsteig

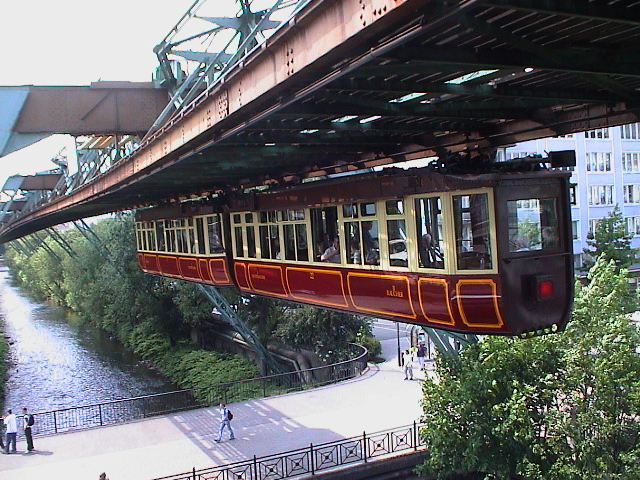
Die beiden historischen Wagen 5 und 22 werden heute als „Kaiserwagen“ bezeichnet, weil Wagen 5 an der damaligen Sonderfahrt für den Kaiser beteiligt war

Noch während der Bauphase unternahmen Kaiser Wilhelm II. und seine Gemahlin Auguste Viktoria von Schleswig-Holstein-Sonderburg-Augustenburg bei ihrem Besuch in den Wupperstädten, bei der sie sich in ein eher proletarisches Umfeld begaben, eine Jungfernfahrt mit der Schwebebahn von Döppersberg bis Vohwinkel. Die Besichtigung des neuartigen Verkehrsmittels war ursprünglich für Samstag, den 13. Oktober 1900 geplant, aufgrund der Erkrankung seiner Mutter Victoria wurde der Termin aber verschoben. Die für die zehntausenden Besucher bestellten Lebensmittel wurden weggeworfen, Blumen und Girlanden verwelkten.
Schließlich fand das Ereignis, unter großer Anteilnahme der Bevölkerung sowie mit „preußischem Pomp und Spektakel“, am Mittwoch, den 24. Oktober 1900 statt. Schon in den frühen Morgenstunden hatten sich die Menschen rund um den Schwebebahnhof günstige Plätze gesichert, um das Kaiserpaar und seinen Hofstaat gut sehen zu können. Nachdem der Monarch zuvor noch die Barmer Ruhmeshalle und das Rathaus Elberfeld einweihte, begann die Bahnfahrt mit etwas Verspätung. Vor der Abfahrt präsentierte der Betreiber dem Monarchenpaar in der Station Döppersberg außerdem noch die Pläne und Entwürfe der Schwebebahn, ferner überreichte eine Enkelin Eugen Langens – in Vertretung ihres sechs Jahre zuvor verstorbenen Großvaters – der Kaiserin anlässlich der Vollendung seines Werks einen Rosenstrauß. Nach einer kurzen Begrüßung durch Kommerzienrat Freiherrn von der Heydt konnten Wilhelm II. und Auguste schließlich in ihrem Wagen Platz nehmen. Die Presse berichtete später wie folgt über das Ereignis:

„Kaiser Wilhelm hat durch sein Erscheinen zur Einweihung der Schwebebahn in Elberfeld, dieses völlig neuen Verkehrsmittels, sein reges Interesse am modernen Verkehrswesen gezeigt. Er, der einst das Wort sprach: ‚Wir stehen unter dem Zeichen des Verkehrs‘, wird gewiß mit Befriedigung die Treppe zu der eigenartigen Bahn erstiegen haben, die einzig in ihrer Art in der ganzen Welt dasteht. Die hohen Herrschaften nahmen in dem großen, rothen Schwebewagen Platz. Ein Glockenzeichen und sofort saust der erste Wagen an der hängenden Schiene entlang über die Wupper dahin, so ruhig und sicher wie ein kaiserlicher Wagen auf glattem Pflaster. Wer die elegant und ruhig dahingleitenden kolossalen Wagen nicht durch die Luft eilen sah, kann sich nicht leicht einen Begriff von der Vorzüglichkeit dieses neuen Verkehrsmittels machen. Der Schwebewagen verließ den Bahnhof um 1 Uhr 11 Min. und traf um 1.50 im Vohwinkel ein.“

Die Kaisergattin zeigte sich anfangs etwas ängstlich, war später aber von der Fahrt entzückt und habe ihrer Freude über den schwebenden Flug wiederholt Ausdruck gegeben. Der Monarch selbst winkte während der Fahrt mehrmals huldvoll aus den Fenstern zu seinen Untertanen herab und bezeichnete die Schwebebahn hinterher als „ebenso angenehmes wie nützliches Verkehrsmittel“. An der Station Zoologischer Garten fand ferner ein Zwischenhalt zwecks Besichtigung der dortigen Wendeschleife statt. Da ein Anschlag auf den Kaiser befürchtet wurde, musste aus Sicherheitsgründen jede Stütze einzeln bewacht werden. Außerdem wurden für die Sonderfahrt drei in kurzem Abstand aufeinander folgende Einzelwagen eingesetzt, wobei streng geheim gehalten wurde, in welchem der Monarch sitzt. Fotoaufnahmen in den Wagen waren ebenfalls nicht zugelassen, weil eine große Kamera mit Stativ im Wagen möglichen Attentätern einen Hinweis hätte geben können, zumal die Wagen sehr langsam unterwegs waren. Letztlich saßen im ersten Wagen Kreisbehörden und Oberstallmeister, im zweiten das Kaiserpaar und im dritten das Gefolge.
Die Einladung des Kaisers zur Probefahrt war auch als Werbeveranstaltung der Continentale, die ihrerseits im Oktober 1900 die „Festschrift zur Eröffnung der Schwebebahn Barmen-Elberfeld-Vohwinkel“ herausgab, für die damals geplante Schwesteranlage in Berlin gedacht. Letztlich war es aber der Kaiser selbst, der – über die Entscheidung des Berliner Magistrats hinweg – mit seiner Anordnung „Drunter durch, nicht drüber (hin)weg!“ 1908 den Bau einer Schwebebahn in der Hauptstadt endgültig verhinderte und der U-Bahn den Vorzug gab.

Ansichtskarte mit dem ursprünglich geplanten Termin des Kaiserbesuchs, dem 13. Oktober 1900
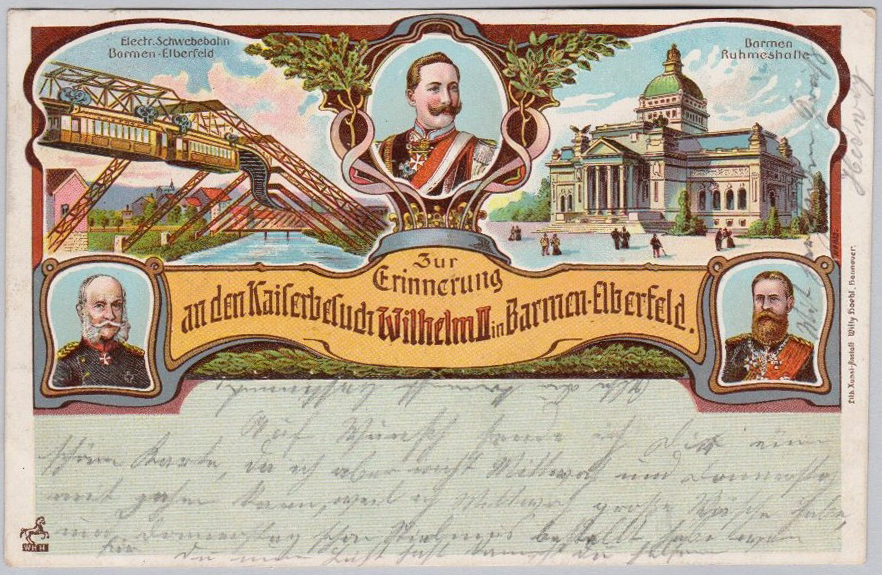
Weitere Ansichtskarte zur Erinnerung an den Kaiserbesuch
Als Ganzsache herausgegebene Jubiläums-Karte
Das Kaiserpaar beim Zwischenhalt am Zoologischen Garten

### Weitere Verzögerungen nach dem Kaiserbesuch und Personalsuche
Stand 13. Oktober 1900, dem ursprünglich geplanten Kaisertag im Wuppertal, befand sich das erste Teilstück Zoologischer Garten–Kluse „unmittelbar vor der Betriebseröffnung“, während das Teilstück Vohwinkel–Zoologischer Garten nach damaliger Planung im „Winter 1900/1901“ und die Barmer Strecke 1902 in Betrieb gehen sollten. Doch konnte letztlich auch keiner dieser drei Termine eingehalten werden. Zum einen waren hierfür Barmer Einsprüche verantwortlich, zum anderen mussten zunächst für 241 Stützenfundamente Enteignungsverfahren eingeleitet und durchgeführt werden. Im Gegensatz zu Elberfeld hatte Barmen dabei nicht von sich aus die Enteignungen vollzogen. Als großer Nachteil erwies sich ferner die abweichende Bebauungsstruktur Barmens. Die vielen alten, kleinen und teilweise baufälligen Häuser dort waren dafür verantwortlich, daß etliche Firmen nicht die Verantwortung für den Bau übernehmen wollten. Zudem musste die Intervention des Preußischen Ministeriums für Landwirtschaften, Domänen und Forsten bezüglich der Eintauchtiefen der Stützen zurückgewiesen werden. Aufgrund des schwierigen Geländes und damit verbundener Risikoscheu, weigerte sich beispielsweise ein Unternehmer, die Arbeiten für Stützenfundamente am Clef, unterhalb der Löwenbrücke, zu übernehmen. Infolge Hochwassergefahr mussten darüber hinaus die Arbeiten zwischen November 1902 und März 1903 ruhen. Erst danach wurde der Weiterbau energisch und auf der gesamten Strecke zwischen Haspel und Rittershausen vorangetrieben. Die verschiedenen Einsprüche verzögerten den Bau nicht nur wesentlich, bedingt durch die „inzwischen eingetretenen Geld- und Arbeitsverhältnisse“ verteuerte dieser sich auch entsprechend.
Nach dem Kaiserbesuch konzentrierte sich die Betreibergesellschaft vor allem auf die Anwerbung und Schulung des Personals. Die Bewerber durften, sowohl im Stations- als auch im Fahrdienst, nur männlich, „kräftig und gesund“ sowie zwischen 25 und 45 Jahre alt sein. Sie mussten außerdem vor Dienstantritt ein Haftgeld in Höhe von 100 Mark als Kaution hinterlegen und eine „richtig gehende Uhr“ vorweisen. Sie erhielten eine Uniform samt Dienstmütze. Auf letzterer war eine Personalnummer aufgeführt, die keinesfalls verändert werden durfte.

### Eröffnung des ersten Abschnitts Zoologischer Garten – Kluse

Ansichtskarte anlässlich der Eröffnung

Das erste Döppersberger Stationsgebäude war, aufgrund seiner zentralen Lage am Brausenwerther Platz, nah am Kaiser-Wilhelm-Denkmal, die repräsentativste Haltestelle der Schwebebahn, aufgenommen kurz nach Fertigstellung

Nachdem zuvor noch eine Brückenbelastungsprobe stattfand, gab die landespolizeiliche Abnahmekommission den, je nach Quelle 4,50 oder 4,59 Kilometer langen, ersten Teilabschnitt Zoologischer Garten – Kluse schließlich am 15. Februar 1901 für den regulären Fahrgastbetrieb frei. Die offizielle Eröffnung erfolgte am Freitag, dem 1. März 1901, ein Festakt fand nicht statt. Die Betriebsaufnahnme war ein voller Erfolg, gemäß dem Centralblatt der Bauverwaltung konnte damit die „Lebensfähigkeit einer neuen Form städtischer Schnellverkehrsmittel erwiesen werden“. Letztlich erhielt das Wuppertal seine Stadtschnellbahn damit vor Berlin (18. Februar 1902) und vor allem deutlich vor Hamburg (15. Februar 1912).
In den Morgenstunden des Eröffnungstags fuhr die Bahn im Zehn-Minuten-Takt, doch aufgrund des großen Andrangs der Testfreudigen gab es für kurze Zeit Engpässe bei den Beförderungskapazitäten. Nachdem bereits am Nachmittag auf einen Fünf-Minuten-Takt umgestellt wurde, normalisierte sich der Betrieb relativ rasch. Gegen 18:00 Uhr ließ dann aber ein, mit durchgebranntem Widerstand, liegengebliebener Zug das gesamte System vorübergehend zusammenbrechen. Unabhängig davon endete der Betrieb in den ersten Wochen nach Eröffnung aber auch so schon um 18:00 Uhr, denn für zwei Schichten stand noch nicht genug Personal zur Verfügung. Ursächlich hierfür waren nicht zuletzt die hohen Anforderungen an die Bewerber.
Das erste Teilstück befand sich vollständig auf Elberfelder Gemarkung und umfasste insgesamt acht Stationen. Der Abschnitt Vohwinkel – Zoologischer Garten diente hingegen anfangs nur als Betriebsstrecke für ein- und ausrückende Fahrten. Zur Stromversorgung der Schwebebahn errichtete man zuvor, in einem Gemeinschaftsunternehmen mit der Bergische Kleinbahnen AG, direkt an die Zeche Adler in Kupferdreh anschließend, ein eigenes Elektrizitätswerk. Nicht zuletzt aufgrund des „außerordentlich geringen Stromverbrauchs“ konnte die Schwebebahn schon im ersten Betriebsmonat einen Gewinn erzielen.

### Aufnahme des regulären Fahrgastbetriebs von und nach Vohwinkel
Am 23. Mai 1901 fand schließlich auch die landespolizeiliche Abnahme für den 2,97 Kilometer langen Abschnitt Vohwinkel – Zoologischer Garten statt, der reguläre Fahrplanbetrieb begann am Freitag, dem 24. Mai 1901. Diesmal veranstaltete die Continentale auch ein großes Eröffnungsfest, die Fahrgäste wiederum lobten die neue Streckenfühng angesichts „grüner Auen und angenehmer Fahrt entlang den Baumwipfeln, höhengleich mit diesen im Bereich von Hammerstein“. Damit war der Linienweg jetzt 7,56 Kilometer lang und wurde in 22 Minuten befahren, durchschnittlich verkehrte damals alle fünf Minuten ein Zug. Mit den vier neuen Stationen, davon eine auf Elberfelder, zwei auf Vohwinkeler Gemarkung und eine direkt auf der Gemarkungsgrenze, erhöhte sich deren Gesamtzahl auf zwölf. An der feierlichen Einweihung nahmen unter anderen, als Vertreter des Regierungspräsidenten, Oberregierungsrat Grüttner, die Spitzen der städtischen und staatlichen Verwaltung, Vertreter der Königlich Sächsischen Staatseisenbahnverwaltung, Vertreter der Hochschulen Aachen, Berlin, Braunschweig, Dresden und Hannover sowie die Abgeordneten Beumer, Böttinger, von Knapp, Reinhart Schmidt und Emil Weyerbusch Teil. Die Festgäste versammelten sich zunächst im Kuppelsaal des damals neuen Elberfelder Rathauses, wo sie vom Oberbürgermeister Wilhelm Funck begrüßt wurden. Später fuhren sie zur Besichtigung der dortigen Betriebsanlagen nach Vohwinkel, den Schluss der Feier bildete ein Festmahl im Zoologischen Garten.

Zugbegegnung auf der Landstrecke im Jahr 1904, die Wagen der ersten Generation von 1900 hatten ursprünglich Stirnübergangstüren, um im Notfall Evakuierungen mittels, hierzu herangeführter, anderer Wagen durchführen zu können
Vor dem Bau des Sonnborner Kreuzes reichte die Wupper bis unmittelbar an die Landstrecke heran, Kritiker der Sonnborner Ortsdurchfahrt konnten sich jedoch mit ihrer Forderung die Wasserstrecke schon hier beginnen zu lassen nicht durchsetzen

### Vollendung durch Verlängerung nach Oberbarmen und erste Betriebsjahre

Die Wagenhalle Oberbarmen kurz vor ihrer Fertigstellung

1903: Anlieferung des für die Verlängerung nach Oberbarmen beschafften Wagens 36 per Eisenbahn-Tiefladewagen am Bahnhof Vohwinkel

Betriebsergebnisse aus den Jahren 1909 bis 1912

Im Mai 1903 fanden erste Probefahrten bis Rittershausen statt, am 23. Juni 1903 konnte auch auf dem 5,74 Kilometer langen Schlussabschnitt Kluse – Rittershausen die landespolizeiliche Abnahme erfolgen. Mit Aufnahme des regulären Fahrgastbetriebs nach Rittershausen am Samstag, dem 27. Juni 1903 um 9:30 Uhr konnte das Projekt, nach einer Bauzeit von über fünf Jahren, vollendet werden. Die entsprechenden Feierlichkeiten fanden anschließend im bekannten Hotel Vogeler in Barmen statt. Am Folgetag, dem 28. Juni 1903, beförderte die Schwebebahn bereits 50.000 Fahrgäste.
Insgesamt wurden für Tragegerüst, Zwischenhaltestellen und Endbahnhöfe, je nach Quelle rund 19.200 oder 19.900 Tonnen Stahl verarbeitet, das heißt fast doppelt so viel wie beim Eiffelturm, der 10.100 Tonnen wiegt, und fast viermal so viel wie bei der 5000 Tonnen schweren Müngstener Brücke. Die Gesamtbaukosten der Schwebebahn betrugen 16 Millionen Mark, dies war deutlich teurer als geplant. Bei der Projektierung ging man hingegen noch von 450.000 bis 500.000 Mark je Kilometer aus, einschließlich elektrischer Ausrüstung und Fahrbetriebsmitteln waren 700.000 Mark je Kilometer vorgesehen – in Summe 9,31 Millionen Mark für das ganze Vorhaben. Nach einer anderen Quelle waren für das Hochbahnprojekt ursprünglich sogar nur 3,6 Millionen Mark veranschlagt. Dennoch kostete die Schwebebahn mit einer Million Reichsmark pro Kilometer nur ein Sechstel dessen, was damals andernorts für Hoch- oder Untergrundbahnen veranschlagt wurde. Damit geriet sie zum Beispiel deutlich günstiger als die parallel verwirklichte Hochbahn-Vorhaben in Berlin mit zwei Millionen Mark je Kilometer und London mit 3,8 Millionen Mark je Kilometer. Eine Untergrundbahn hätte damals sogar mit vier bis sechs Millionen Mark je Kilometer zu Buche geschlagen.
1903 kamen acht weitere Haltestellen dazu, darunter mit der Station Landgerichtsbrücke auch eine weitere auf Elberfelder Gemarkung. Ab der Haspeler Brücke verlief dabei auch die Schwebebahntrasse selbst für circa 200 Meter exakt auf der Stadtgrenze. Von den damals wie heute insgesamt 20 Haltestellen entfielen letztlich sieben auf das Stadtgebiet von Barmen, zehneinhalb auf Elberfeld inklusive Sonnborn und zweieinhalb auf Vohwinkel. Hierbei waren die Stationen auf der Wasserstrecke in Barmen überwiegend nach den benachbarten Brücken benannt, in Elberfeld hingegen – abgesehen von der Haltestelle Alexanderbrücke – nach angrenzenden Straßen oder Ortslagen. Damit vermied man ferner eine zweite Station mit dem Namen Schillerbrücke, da es eine solche bis 1935 auch in Elberfeld gab. Die Schwebebahn legte ihre Gesamtstrecke damals, trotz der 18 Zwischenstationen, ebenso rasch zurück, wie die Schnellzüge der Preußischen Staatseisenbahnen für die gleiche Relation benötigten, obwohl deren Strecke einen Kilometer kürzer war und sie nur zwei Zwischenstationen bedienten. Insgesamt hatte die, kaum 300 Meter vom Fluss entfernt, der Tallehne folgende Bahnstrecke Düsseldorf–Elberfeld zwischen Vohwinkel und Rittershausen damals wie heute sechs Zwischenstationen, namentlich Sonnborn, Zoologischer Garten, Steinbeck, Elberfeld-Döppersberg, Unterbarmen und Barmen. Ein weiterer Parallelverkehr zur Schwebebahn ergab sich auf der anderen Talseite durch die Wuppertaler Nordbahn, eine zweite Eisenbahnstrecke in kaum einem Kilometer Entfernung.
Die Schwebebahn war von Beginn an erfolgreich, die Inanspruchnahme übertraf die Erwartungen. Das neue Verkehrsmittel zog dabei zahlreiche Fahrgäste von der Straßenbahn ab, deren weiterer Ausbau infolgedessen ins Stocken geriet. Die anfänglichen Kinderkrankheiten, wie beispielsweise auf offener Strecke havarierte Züge sowie Kurzschlüsse, konnten schnell beseitigt werden. Auch die, zumindest anfangs unüberhörbaren, Fahrgeräusche konnten die Bedeutung und spätere Beliebtheit des Verkehrsmittels nicht schmälern. Wie andere Betriebe auch hatte man sich aber, neben den kleineren Betriebsstörungen, mit Streiks auseinanderzusetzen. Bis in die 1930er Jahre blieb die Schwebebahn profitabel, seither erwirtschaftete sie aber nur noch Defizite.

### Erster Weltkrieg und Weimarer Republik

Elberfelder Notgeldschein mit der zentralen Haltestelle Döppersberg als Motiv, ausgegeben am 1. Oktober 1920

Notgeldschein der Stadt Vohwinkel aus dem Jahr 1923 mit Schwebebahn-Motiv und der Aufschrift „Hoch über allem Erdenwahn erhebt sich unsre Schwebebahn“

Im Ersten Weltkrieg sanken die Fahrgastzahlen deutlich, die zum Kriegseinsatz einberufenen Zugbegleiter wurden durch weibliches Personal ersetzt. Die Nachkriegszeit brachte die Inflation mit sich, was auch für die Schwebebahn erhebliche wirtschaftliche Probleme bedeutete. Außerdem lagen die Vohwinkeler Stationen im französisch besetzten Gebiet, was aufgrund der Ein- und Ausreisekontrollen den Betrieb stark beeinträchtigte. Die Station Hammerstein fungierte damals als Zoll- und Grenzstation, Ausweiskontrollen sowie das Verbot Lebensmittel und Tabak aus- und einzuführen verlangsamten die Abfertigung. Der reguläre Betrieb war erst wieder ab 1924 möglich. Unabhängig davon legte die Besatzungsmacht nach dem Anschlag auf einen belgischen Militärzug am 23. Juni 1923, als dieser gerade die Duisburg-Hochfelder Eisenbahnbrücke passierte, auch die Schwebebahn für zwei Wochen still.
Allmählich stiegen in den 1920er Jahren die Fahrgastzahlen wieder soweit an, dass die verkehrsreichste Station Döppersberg 1926 neu und leistungsfähiger errichtet werden musste. Hier stiegen im Jahr 1925 40 Prozent aller Fahrgäste ein oder aus.

### Zweiter Weltkrieg
1940 erhielten die Wagen zur Erhöhung der Sicherheit Druckluft-Zugpfeifen eingebaut. Mitten im Zweiten Weltkrieg verzeichnete die Schwebebahn einen Rekordzuwachs an Fahrgästen und beförderte allein im Jahr 1942 fast 25 Millionen Fahrgäste. Da immer mehr Männer zum Wehrdienst eingezogen wurden, nahmen erneut Frauen als Schaffnerinnen den Dienst bei der Schwebebahn auf. Um Luftangriffe zu erschweren blieben die Bahnhöfe unbeleuchtet, die Fahrzeuge wurden durch Rollos verdunkelt, die Einstiegsplattformen blieben ebenfalls unbeleuchtet. Lediglich die Petroleumlampe als Zugschlusssignal wurde bei Dunkelheit mitgeführt.
Dennoch wurde die Schwebebahn bei den Luftangriffen auf Wuppertal schwer getroffen. Erstmals war dies beim Nachtangriff auf Oberbarmen am 17. September 1942 der Fall, als die dortige Wagenhalle Feuer fing und ein Wagen ausbrannte. Bei zwei folgenden Großangriffen der Royal Air Force wurde schließlich auch die Schwebebahntrasse stark beschädigt:
- Angriff auf Barmen am 29./30. Mai 1943: Im Zentrum Barmens werden drei Stützen, drei Brücken und der Bahnhof Rathausbrücke schwer beschädigt, kleinere Schäden weisen Adlerbrücke und Werther Brücke auf.
- Angriff auf Elberfeld am 24./25. Juni 1943: Es werden acht Stützen, 13 Brücken und zwei Bahnhöfe bombardiert, die Haltestellen Alexanderbrücke und Kluse glühen aus, die Strecke ist auf der gesamten Länge zwischen Tannenbergstraße und Landgericht beschädigt.

Weitere Schäden verzeichnet die Schwebebahn, speziell am Tragwerk, bei den Luftangriffen am 31. Dezember 1944 und am 1. Januar 1945 auf Vohwinkel sowie bei einem Tieffliegerbeschuss Anfang März 1945 und einem weiteren Luftangriff am 21. März 1945, ebenfalls auf Vohwinkel. Am 13. März 1945 erfolgte durch die United States Army ein schwerer Tagesluftangriff auf Oberbarmen und Langerfeld, wobei die Schwebebahn im Bereich Wupperfeld – aufgrund ihrer Nähe zur benachbarten Eisenbahnstrecke, dem eigentlichen Angriffsziel – stark betroffen war. Infolge der Bombardements musste der Fahrbetrieb, bis zum Einbau von Behelfsbrücken, zeitweise ganz eingestellt werden musste. Das Personal musste in der Kriegszeit unter erschwerten Bedingungen arbeiten. Dies galt auch für die Verwaltung, die beide Dienstgebäude in Barmen verlor und notdürftig – ebenfalls in Barmen – an der Wikingerstraße untergebracht wurde.
Am 1. Januar 1945 erlitt die Endstation Vohwinkel an zwei Brücken und Stützen, ihrer Werkstatt und den Weichenanlagen starke Beschädigungen. Im März 1945 wurden die Endstation Oberbarmen und neun weitere Brücken schwer beschädigt. In Wupperfeld wurden drei Brücken samt Stützen völlig zerstört. Daraufhin musste der Schwebebahnverkehr am 21. März 1945 schließlich erneut komplett eingestellt werden, bevor durch den Einmarsch der United States Army am 15./16. April 1945 auch der übrige Betrieb der Wuppertaler Bahnen AG gänzlich zum Erliegen kam.

### Notbetrieb mit Pendelverkehr
Auf den noch, oder wieder, befahrbaren Streckenteilen der Schwebebahn richtete die Wuppertaler Stadtwerke AG Pendelverkehre ein, teilweise mit Umsteigezwang verbunden. Dieser Notbetrieb diente vor allem dazu, die Anlagen zu schützen und zu verhindern, dass der NS-Staat die Gerüstteile zu Rüstungszwecken beschlagnahmt.
Bei Rückwärtsfahrt im Rahmen des Pendelverkehrs hatte der Wagenführer keine Streckeneinsicht, musste aber die gleiche Geschwindigkeit einhalten wie bei der Vorwärtsfahrt. Ursächlich hierfür war das im Fahrplan berücksichtigte Umsteigen der Fahrgäste an der vorgesehenen Umsteigehaltestelle. Zumeist liefen die Züge dort synchron ein. Nach dem Fahrgastwechsel verließen sie die Station gleichzeitig in die verschiedenen Richtungen. Als einzige Orientierungshilfe stand dem Fahrer eine dunkelblaue Laterne zur Verfügung, die zwei Brückenlängen vor Erreichen der Haltestelle unterhalb des Gerüstes angebracht war. Zur Information der Fahrgäste existierten die Hinweise „N“ für „Nördlicher Bahnsteig“ und „S“ für „Südlicher Bahnsteig“.
Für die nicht vom Pendelverkehr abgedeckten Abschnitte stellten, im Zuge des Reichsleistungsgesetzes in der Fassung von 1939, verschiedene deutsche Nahverkehrsunternehmen Omnibusse zur Verfügung. So wurden die Schienen-Pendelverkehre Vohwinkel–Tannenbergstraße einerseits und Landgericht–Oberbarmen andererseits beispielsweise durch einen, im Richtungsverkehr betriebenen, Omnibuspendel zwischen Tannenbergstraße und Landgericht verknüpft. Er hielt unterwegs nur an der Zwischenhaltestelle Rathaus beziehungsweise Döppersberg (Ecke Brausenwerth) zum Ausstieg, nahm dort jedoch keine Fahrgäste auf. Eine Übersicht über die kriegsbedingten Pendelverkehre gibt folgende Tabelle:
| 26. Juli 1943 bis 5. September 1943:      | Vohwinkel – Sonnborn                                                                                      |
| 6. September 1943 bis 22. Juli 1944:      | Vohwinkel – Zoo, Zoo – Tannenbergstraße                                                                   |
| 23. Juli 1944 bis 16. September 1944:     | Vohwinkel – Zoo, Zoo – Tannenbergstraße, Landgericht – Rathausbrücke, Rathausbrücke – Oberbarmen          |
| 17. September 1944 bis 18. Dezember 1944: | Vohwinkel – Varresbeck, Varresbeck – Döppersberg, Landgericht – Rathausbrücke, Rathausbrücke – Oberbarmen |
| 19. Dezember 1944 bis 31. Dezember 1944:  | Rundverkehr                                                                                               |
| 1. Januar 1945 bis 4. Januar 1945:        | Kompletteinstellung                                                                                       |
| 5. Januar 1945 bis 17. Februar 1945:      | Sonnborn – Döppersberg, Döppersberg – Oberbarmen                                                          |
| 18. Februar 1945 bis 13. März 1945:       | Rundverkehr                                                                                               |
| März 1945 bis 20. März 1945:              | Vohwinkel – Zoo, Zoo – Döppersberg                                                                        |

### Wiederaufbau und Nachkriegszeit
Durch die Kriegseinwirkungen wurden Instandsetzungsarbeiten in größtem Umfang nötig, die Schwebebahn war zu einem Drittel zerstört. Bei den Stationen ergab sich folgende Schadensbilanz:
- Oberbarmen samt Wagenhalle: ausgebrannt und leichte Schäden
- Wupperfeld: leichte Schäden durch Treffer von Stütze und zwei Brücken in unmittelbarer Nähe
- Alter Markt: Totalschaden
- Kluse: Totalschaden
- Döppersberg: Brandschäden
- Alexanderbrücke: Totalschaden
- Vohwinkel: Leichte Schäden an der Station und schwere Schäden im Bereich Vorhof und Weichenwagen

Die Betriebsmittel und Einrichtungen wurden von dem verbleibenden Personal während dieser Zeit betreut. Die Wiederaufnahme des Verkehrs in früherem Umfang, der von der Betriebsleitung angestrebt wurde, erwies sich jedoch als schwierig. Der Schutzanstrich des Schwebebahngerüstes war streckenweise über zehn Jahre alt, sämtliche Betriebsmittel waren durch mangelhafte Pflege während der Kriegsjahre stark heruntergewirtschaftet.
Vom Stammpersonal stand nur noch eine kleine Gruppe zur Verfügung, so wurden in der Folge größere Neueinstellungen zum Wiederaufbau des Betriebes nötig. Die Uniformbestände waren in den Kriegswirren verlorengegangen, und damit konnte den Neueingestellten keine Berufskleidung zur Verfügung gestellt werden. Die Situation wurde durch mangelhafte Ernährung, Dienst in überfüllten und zum Teil unverglasten Fahrzeugen oder in beschädigten und ungeheizten Werkstätten und Wagenhallen weiter erschwert. Trotzdem begann ein zügiger, teilweise aber improvisierter Wiederaufbau der Schwebebahn. Diese ging mit Genehmigung der Militärregierung sukzessive wieder in Betrieb, wobei erneut auf den Pendelverkehr zurückgegriffen werden musste, diesmal zeitweise sogar mit zweimaligem Umsteigezwang:
| 31. Mai 1945 bis 14. September 1945:     | Bruch – Zoo, Zoo – Tannenbergstraße                              |
| 15. September 1945 bis 11. Oktober 1945: | Bruch – Zoo, Zoo – Döppersberg                                   |
| 12. Oktober 1945 bis 8. Dezember 1945:   | Bruch – Zoo, Zoo – Döppersberg, Döppersberg – Adlerbrücke        |
| 9. Dezember 1945 bis 13. Dezember 1945:  | Bruch – Zoo, Zoo – Döppersberg, Döppersberg – Rathausbrücke      |
| 14. Dezember 1945 bis 22. Februar 1946:  | Vohwinkel – Zoo, Zoo – Döppersberg, Döppersberg – Rathausbrücke  |
| 23. Februar 1946 bis 16. April 1946:     | Vohwinkel – Zoo, Zoo – Döppersberg, Döppersberg – Werther Brücke |
| 17. April 1946 bis 20. April 1946:       | kein Betrieb                                                     |
| ab 21. April 1946:                       | Rundverkehr                                                      |

Ab dem Ostersonntag des Jahres 1946 war die Gesamtstrecke somit wieder befahrbar. Die Stationen Alexanderbrücke und Kluse wurden allerdings nicht wieder aufgebaut. Der Grund für diese Entscheidung war nicht Materialmangel, sondern ökonomischer Natur. Man entschied, die sehr nahe bei der Station Döppersberg liegenden Haltestellen aufzugeben und stattdessen mit der Straßenbahn zu erschließen, um so die Fahrzeiten der Schwebebahn zu verkürzen. Erst mit Aufgabe der Straßenbahn wurden die Stationen Ohligsmühle/Stadthalle (1982, für Alexanderbrücke) und Kluse (1999) jeweils etwas westlich versetzt wiederaufgebaut.
Vom 1. bis zum 11. März 1951 fand, anlässlich des 50-jährigen Schwebebahn-Jubiläums, auf einem Gelände an der Ohligsmühle die Ausstellung Nahverkehr Rhein-Ruhr-Wupper statt. Auf ihr wurden, neben drei Schwebebahnwagen verschiedener Baureihen, auch eine Elektrolokomotive, Straßenbahnwagen, Oberleitungsbusse und Omnibusse vorgestellt. Parallel dazu verkehrte der Zug 57+58 der Baureihe 30 als „Tuffi der fliegende Samba-Expreß“ durch die Stadt – eine Hommage an den damals in Folge des Films Sambafieber aus dem Jahr 1946 sehr populären Tanz sowie den Tuffi-Sprung im Jahr zuvor. Die beiden Wagen waren hierzu innen mit Bar, Musikanlage und roter Beleuchtung ausgestattet sowie außen mit einer weiß-blauen, in Längsrichtung gestreiften Sonderlackierung versehen. Diese umfasste im Wesentlichen auch die Fensterbereiche, die Fahrgäste konnten nur durch kleine, runde Gucklöcher nach draußen schauen.
Am 7. Oktober 1966 wurde der einmilliardste Fahrgast der Schwebebahn geehrt und beschenkt.
Der Bau des Sonnborner Kreuzes zwischen 1968 und 1974 erforderte das Heben des Schwebebahngerüstes auf einer Länge von 485 Metern um bis zu 2,20 Meter, um die lichte Durchfahrtshöhe von mindestens 4,50 Metern auf der Autobahn zu erhalten. Abgesehen von den elf hierfür benötigten Wochenendstillegungen gestatteten die Wuppertaler Stadtwerke für die Hauptarbeiten nur einen Zeitraum von 16 Tagen. Dieser wurde auch eingehalten, die effektive Kompletteinstellung des Betriebs dauerte vom 14. bis zum 29. Juli 1973.
Weil die Wuppertaler Stadtwerke am Hochtemperatur-Reaktor Hamm-Uentrop beteiligt waren, verübten militante Kernkraftgegner in der Nacht zum 16. Juni 1986, im Zusammenhang mit der Nuklearkatastrophe von Tschernobyl wenige Wochen zuvor, einen Anschlag auf die Schwebebahn.

### Bedeutungszunahme durch Stilllegung der Straßenbahn

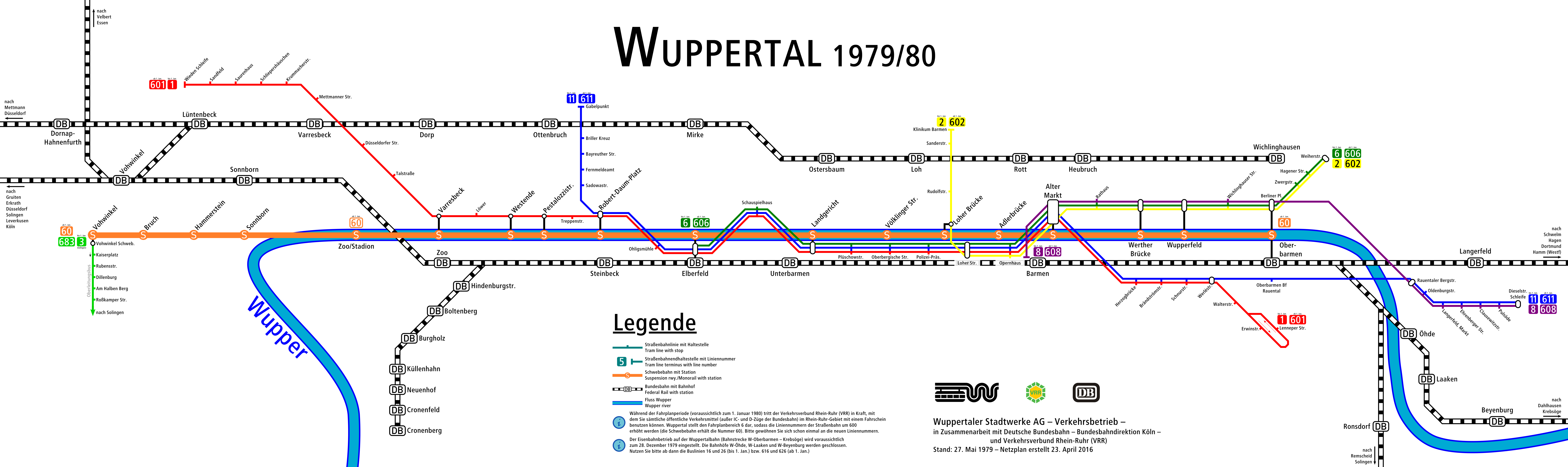
Die Schwebebahn als Teil des städtischen Schienennetzes im Jahr 1979, damals noch mit zahlreichen parallel geführten Straßenbahnlinien

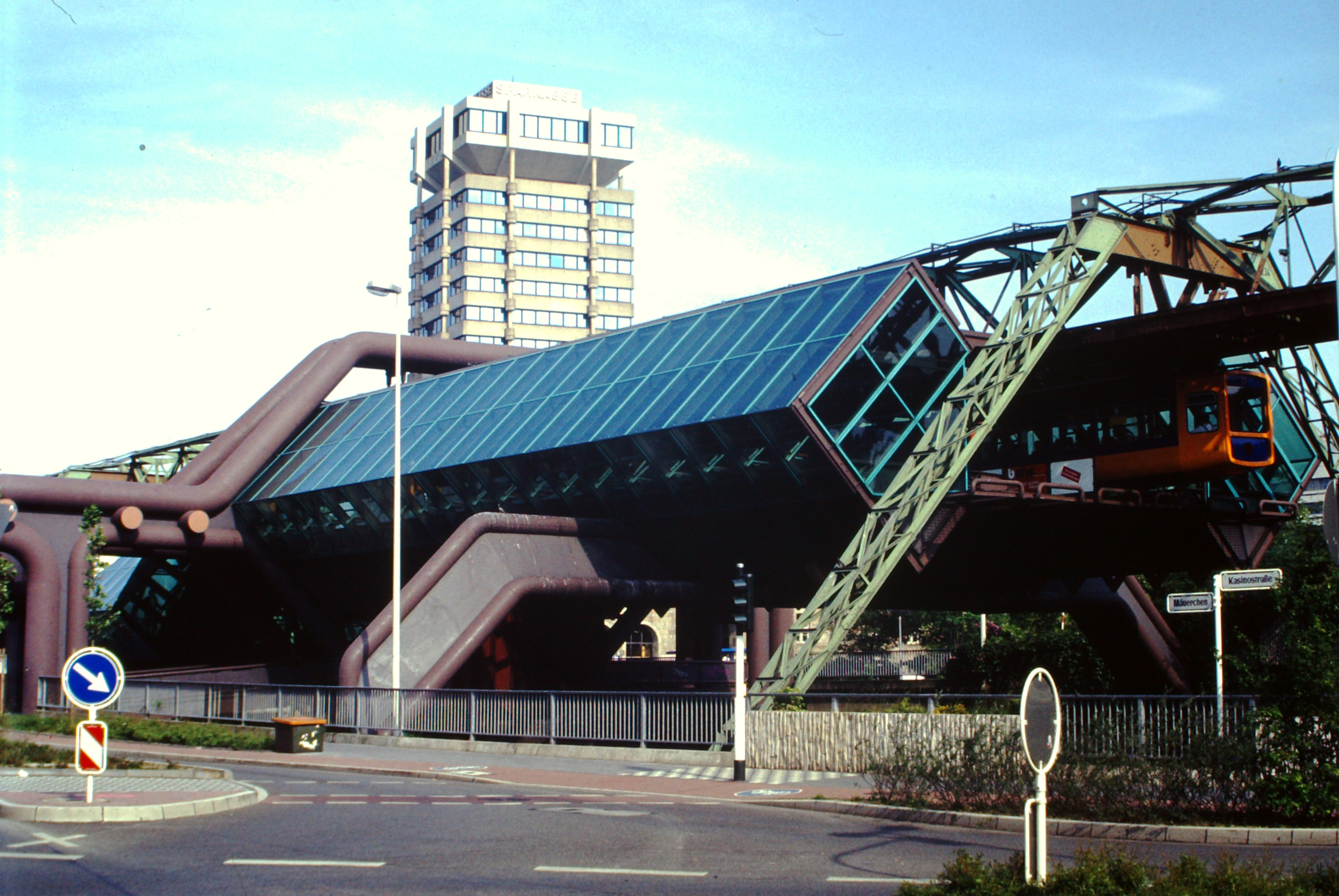
Die Eröffnung der Station Ohligsmühle/Stadthalle im Jahr 1982 war eine direkte Folge der Stilllegung des Wuppertaler Straßenbahnnetzes

Mit der zunehmenden Motorisierung und den Veränderungen der Verkehrsströme spätestens in den 1960er Jahren erkannten die Wuppertaler Stadtwerke, dass sie ihr Nahverkehrsangebot anpassen mussten, um nicht allzu hohe Schulden für die damals wirtschaftlich schwächelnde Stadt zu produzieren. Deshalb begann die stufenweise Stilllegung zunächst der meterspurigen und Anfang der 1980er Jahre auch der normalspurigen Straßenbahn Wuppertal bis 1987. Auf ihren Strecken in der Talsohle wurde nach Ansicht der städtischen Verkehrspolitik ein nicht mehr zu finanzierender Parallelverkehr zur Schwebebahn betrieben. Mit fortschreitender Stilllegung des Straßenbahnnetzes wurde auch das Busnetz umgestaltet. Ziel war, die Schwebebahn zu einer leistungsfähigen Talverbindung auszubauen. Die Buslinien sollten nur eine Zubringerfunktion übernehmen.
Um 1980 traten daher Überlegungen zur Optimierung der Beförderungsleistung der Schwebebahn in den Vordergrund, begünstigt durch die damals katastrophalen Verkehrsverhältnisse auf den Straßen. Durch die damit und den Entfall der Straßenbahn verbundene Attraktivitätssteigerung des Verkehrsmittels Schwebebahn rechneten die Planer mit steigenden Fahrgastzahlen zwischen zehn und 20 Prozent jährlich. 1994 beispielsweise ging man aufgrund der neuen Priorität des öffentlichen Personennahverkehrs im politischen Denken gar von einer Verdoppelung der täglichen Fahrgäste von damals 70.000 auf zukünftig 140.000 aus.
Da die Straßenbahn nun nicht mehr die Innenstadt Elberfelds erschloss, wurden ferner auch die beiden nach dem Zweiten Weltkrieg zunächst nicht wieder aufgebauten Stationen wieder benötigt. Am 4. September 1982 wurde daher die Station Ohligsmühle/Stadthalle neu eröffnet, am 26. März 1999 folgte die Station Kluse. Damit existieren wieder, wie ursprünglich, 20 Stationen.

### Erhaltung versus Ersatz des Gerüsts
Aufgrund des Verkehrszuwachses durch den sukzessiven Rückbau der Straßenbahn sowie der massiven Probleme mit dem Korrosionsschutz wurde schon in den 1970er Jahren erstmals eine komplette Erneuerung des Schwebebahngerüsts erwogen. Dies erschien insbesondere deshalb notwendig, da die gewünschte Kapazitätssteigerung durch Taktverdichtung, Geschwindigkeitserhöhung und größere Wagen die Tragkonstruktion noch stärker belastet hätte, als ohnehin schon der Fall. Die Entwicklung neuer Beschichtungssysteme, die auch auf unzulänglich gereinigten Untergründen gute Standzeiten erzielten, ließ diese Erneuerungsargumente aber zunächst in den Hintergrund treten. Auch die Firma Bayer warb seinerzeit in Hochglanzprospekten mit ihren bei der Wuppertaler Schwebebahn erzielten Erfolgen.
Zur Erhöhung der Sicherheit ließen die Wuppertaler Stadtwerke daher, als erste größere Modernisierungsmaßnahme, von 1979 bis 1984 insgesamt 873 Auflager des historischen Gerüsts gegen eine stärkere Ausführung tauschen. Dabei wurden, wie sich das Verkehrsministerium des Landes Nordrhein-Westfalen ausdrückte, „Teile der Gerüstkonstruktion nicht wegen altersbedingter Abnutzungserscheinungen, sondern aus Gründen der Attraktivitätsteigerung ausgewechselt“. Hierfür flossen Landesmittel in Höhe von 28 Millionen Euro.
Bei den Untersuchungen, ob die alte Konstruktion nicht vielleicht doch ausreichend tragfähig ist, wurden die doch nur beschränkten Untersuchungsmöglichkeiten der Materialprüfung und die für die Denkmalpflege nicht akzeptablen Axiome der Berechnungen zur Restlebensdauer von Stahlkonstruktionen deutlich. Nach dem damaligen Stand der Erkenntnisse hätten die am stärksten belasteten Rieppel-Träger nur durch massive Ergänzungen ertüchtigt werden können, die mit ihren Veränderungen am Erscheinungsbild auch aus denkmalpflegerischer Sicht problematisch gewesen wären. Nur an der Wertherbrücke wurde damals die Erhaltung des Fahrträgers als Voraussetzung für die Erhaltung der Station erwogen. Die Stützen wiederum waren damals zwar noch ausreichend tragfähig, doch rechtfertigte die gewünschte leichte Optimierung der Trassenführung, das heißt die Erweiterung der Bogenradien zwecks Erzielung höherer Fahrgeschwindigkeiten, letztlich auch deren Auswechslung. Eine solche Begradigung erfolgte beispielsweise am Übergang von der Landstrecke auf die Wasserstrecke.

### Neubau des Gerüsts zwischen 1995 und 2014

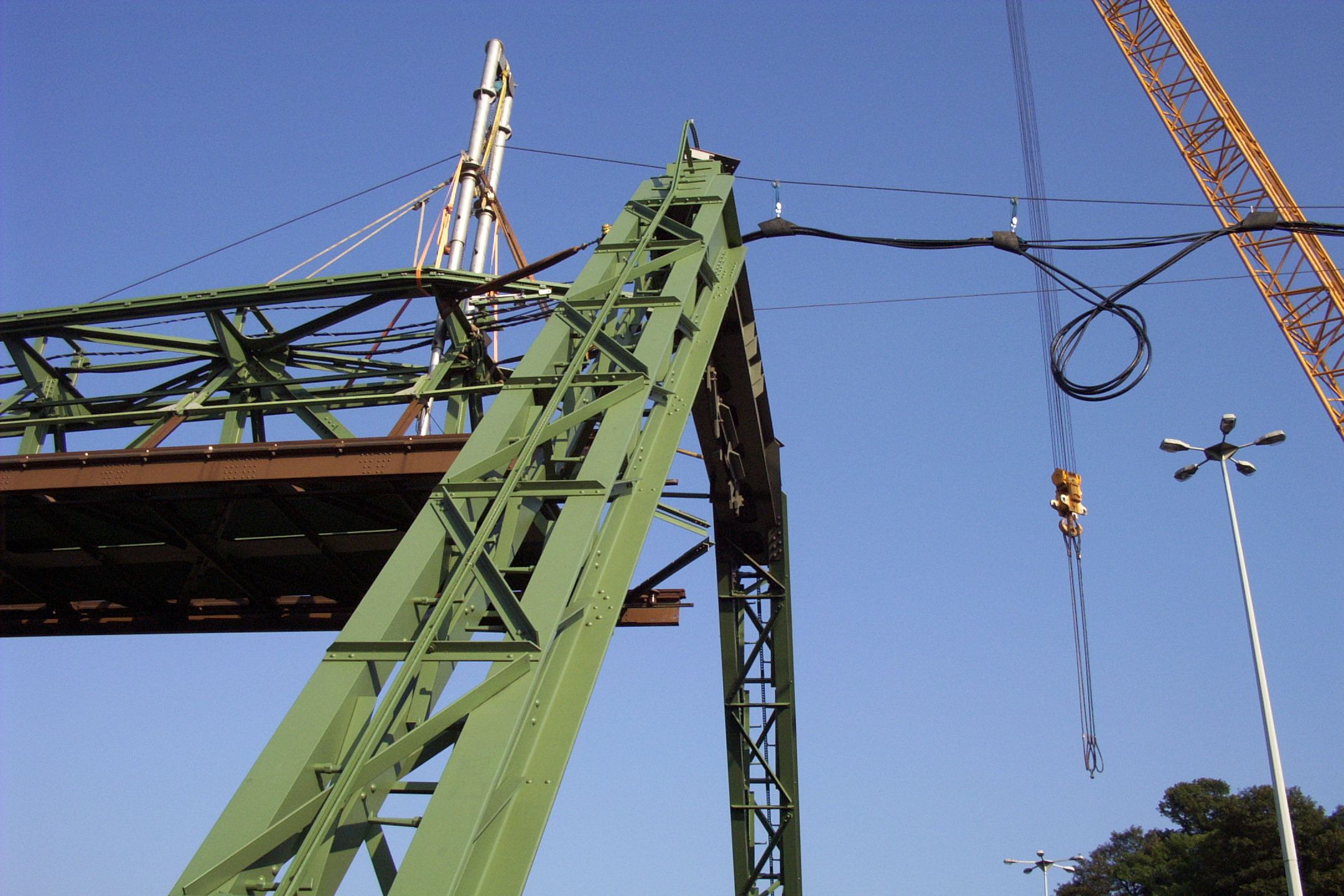
Gerüst-Austausch an der Kasinostraße, 27. Juli 2002

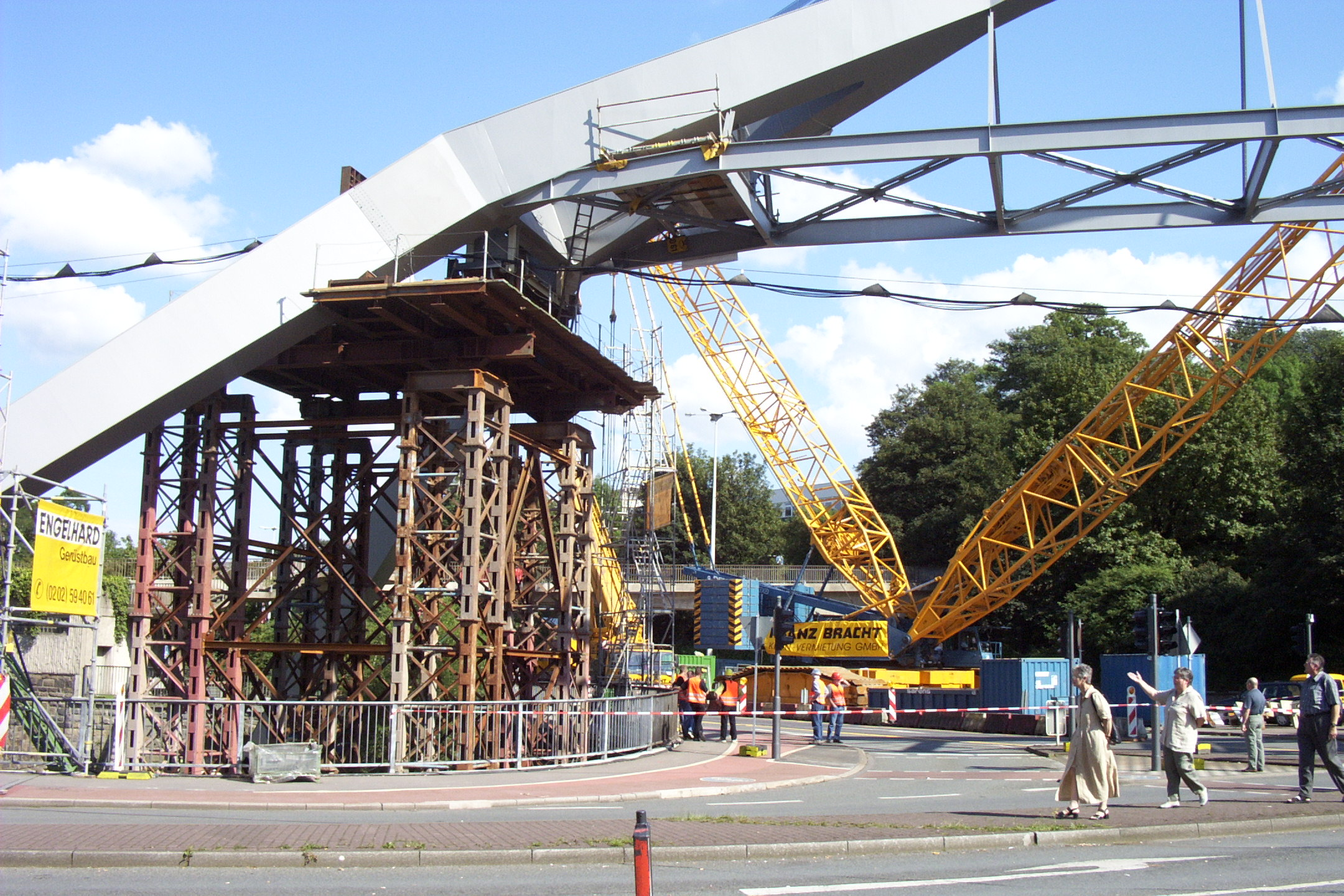
Austausch der Rieppel-Träger im Bereich des Überbaus Ohligsmühle, 2002

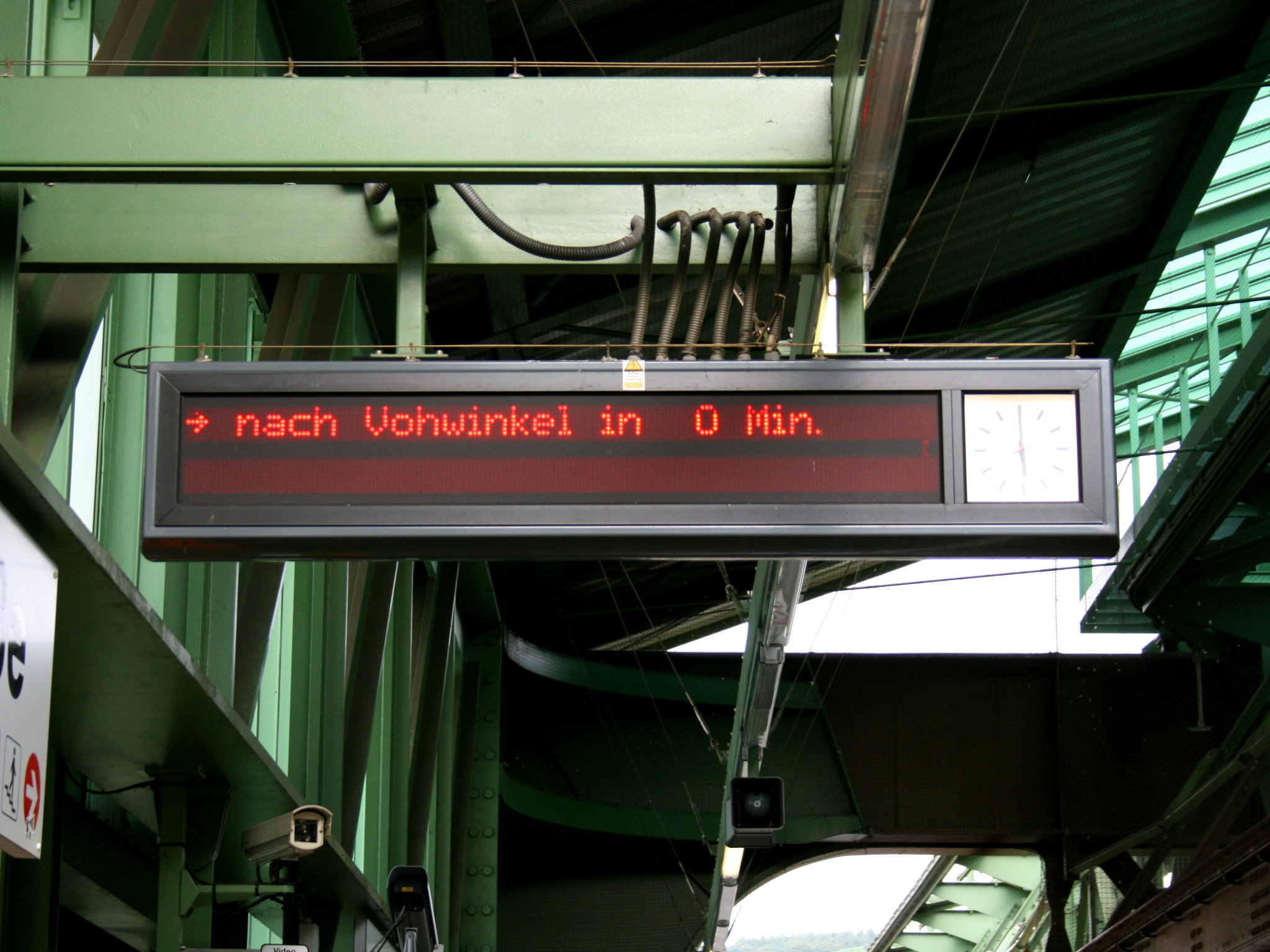
Nachgerüstete Dynamische Fahrgastinformation in der Station Sonnborner Straße

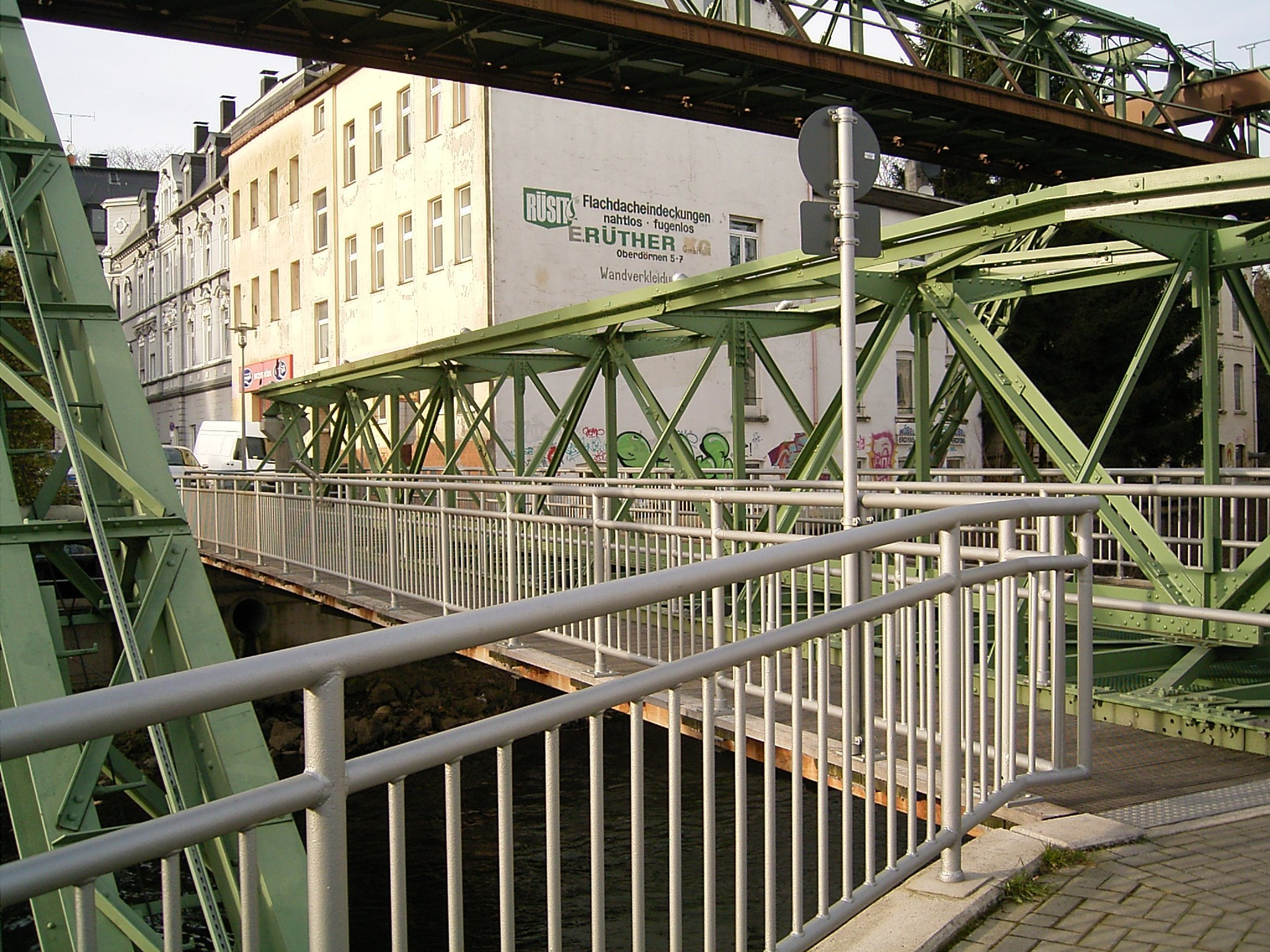
Die ehemalige Schwebebahnbrücke Nummer 320 wurde 2002 abgebaut und dient seit 2006 mit zusätzlich beidseitig angebauten Fahrbahnen als Mühlenbrücke dem Fuß- und Radverkehr zwischen Hünefeld- und Warndtstraße

Nachdem sich das Gerüst nach 90 Jahren Gebrauch durch fortschreitende Korrosion und Materialermüdung, die Wechselbelastung durch die Schwebebahnwagen sowie der Einflüsse durch Hitze und Kälte endgültig in einem schlechten Zustand befand, stellenweise mussten sogar Begegnungsverbote erlassen werden, begann am 4. April 1995 dessen umfassende Erneuerung. An jenem Tag fand ein feierlicher Festakt mit dem damaligen Ministerpräsidenten Johannes Rau und ein großes Volksfest an der Station Zoo/Stadion statt. Der erste Spatenstich erfolgte am 5. April 1995.
Im Vorfeld fand aber schon vom 23. bis zum 26. Oktober 1992 ein probeweiser Austausch der Pendelstütze 304 samt angrenzender Brücke statt. Hierbei galt es festzustellen, ob das geplante schrittweise Umbauverfahren, das heißt Wochenende für Wochenende je eine Stütze und eine Brücke, prinzipiell praktikabel ist, ohne im Werktagsverkehr auf den Schienenersatzverkehr zurückgreifen zu müssen. Außerdem unterschieden sich die damals eingebauten Elemente zum Teil deutlich von denjenigen, die schließlich ab 1995 regulär verbaut wurden. So war der 1992 eingesetzte Fahrschienenträger, damaligen DIN-Normen folgend, geschweißt, im Gegensatz zu seinen Nachfolgern, an er wieder, wie beim Original, gewalzt ist. Ferner wiesen die Verstrebungen kleinere Winkel auf, teilweise wurden auch ganz andere Elemente verwendet. Letztlich musste die Prototyp-Stütze schon 2013, nach gerade einmal 21 Betriebsjahren, erneut ersetzt werden, unter anderem weil ein Austausch der Knotenbleche bei ihr nur im lastfreien Zustand möglich war.
Beim seriellen Umbau des Gerüsts ab 1995 wurden zunächst die Gerüstfundamente zwischen Vohwinkel und Oberbarmen verstärkt, am 29. Juli 1997 folgte der erste reguläre Austausch einer Stütze und einer Brücke. Im weiteren Verlauf wurde – mit Ausnahme der Wagenhalle in Vohwinkel und der Überbauten – der gesamte Fahrweg, das heißt sämtliche Brücken und Stützen, ersetzt sowie eine große Zahl der Haltestellen umgebaut und technisch modernisiert, wobei sie sich an der alten Form orientierten. Nur drei der ursprünglichen Stationen, dies waren Hauptbahnhof von 1926, Alter Markt von 1967 sowie Ohligsmühle/Stadthalle von 1982, wurden nicht demontiert, sondern modernisiert. Weitere drei Stationen, Landgericht, Völklinger Straße und Werther Brücke, wurden als formidentische Nachbildungen den historischen Jugendstil-Vorbildern nachempfunden. Die 1974 in Betrieb genommene und aufgrund des gestiegenen Verkehrsaufkommens nicht mehr benötigte Zwischenwendeanlage an der Station Zoo/Stadion wurde hingegen im Zuge der Modernisierung abgebaut. Für das neue Gerüst und die Bahnhöfe wurden im Laufe der Jahre rund 40.000 Tonnen Stahl verbaut. Da das ursprüngliche Erscheinungsbild der Konstruktion erhalten werden sollte, nutzten die Wuppertaler Stadtwerke die alte Niettechnik aus der Eröffnungszeit um die Bauteile am Gerüst zu verbinden.
Das ursprüngliche Ziel, die Modernisierung im Jahr 2001 abzuschließen, konnte trotz sorgfältiger Planung nicht eingehalten werden. Ursächlich hierfür waren erhebliche Probleme mit Zulieferfirmen und bei der Finanzierung, die Kosten erhöhten sich von geplanten 225 Millionen auf 394 Millionen Euro. Bereits bei der Neuplanung des Traggerüstes traten Abstimmungsprobleme zwischen den verkehrstechnischen Anforderungen des Betreibers und den aus dem Kraftwerksbau stammenden Stahlbauern auf. Wegen Unklarheiten über die Förderfähigkeit der Schwebebahn-Modernisierung ruhten die Bauarbeiten zudem von Ende 2003 bis Anfang 2006 ganz. Vom 15. Dezember 2009 bis zum 18. April 2010 stellte die Schwebebahn schließlich aus Sicherheitsgründen den Betrieb vorsorglich ganz ein. Laut einem Gutachten waren die teilweise über 100 Jahre alten Gerüstteile in einem bedenklichen Zustand. Infolgedessen wurden kritische Elemente, wegen möglicher Rissbildungen bei Temperaturen unter 0° Celsius, ausgetauscht. Auch der schwere Unfall vom 12. April 1999 wurde durch die Bauarbeiten (mit-)verursacht. Erst 2014 wurde die Modernisierung abgeschlossen. Wegen des Neubaus der Endstation Oberbarmen konnten die Fahrgäste die Schwebebahn vom 7. Juli bis zum 22. Oktober 2012 ferner nur bis und ab Wupperfeld benutzen, die restliche Strecke legten die Wagen als Leerfahrt zurück.
Die Schwebebahnmodernisierung, deren mehrwöchige Sperrpausen überwiegend in die Schulferien gelegt wurden, dauerte letztlich exakt 19 Jahre. Vom 3. bis 6. April 2014 feierten die Wuppertaler Stadtwerke schließlich den offiziellen Abschluss des Großprojekts mit mehreren Veranstaltungen für geladene Gäste sowie für die Wuppertaler Bevölkerung in der neuen Wagenhalle Oberbarmen. Bei einem Festakt am 4. April 2014 schlug Michael Groschek, damals NRW-Verkehrsminister, einen goldenen Niet in das Schwebebahngerüst.
Als Konzession an die Denkmalpflege und die interessierte Öffentlichkeit entstand die neue Tragkonstruktion letztlich in alter Form und Fügungsweise, das heißt wiederum mit Nietverbindungen, aber verstärkten Einzelgliedern, das heißt mit den alten Profilstärken zuzüglich zehn Prozent. Allerdings ging das Denkmal Schwebebahn damit in seiner Originalsubstanz weitgehend verloren. Die denkmalpflegerisch problematische Nähe des Neubaus zum Original, die es dem Laien nicht mehr ermöglicht die Kopie zu erkennen, hätte sich wohl nur durch einen Wettbewerb mit, möglichst international renommierten Tragwerksgestaltern, befriedigend anders lösen lassen.
Die komplette Modernisierung der Infrastruktur rief somit auch Architekturkritiker auf den Plan. Diese bemängelten die Renovierung als dekonstruvistische Scheinarchitektur, die mit der Schwebebahn der Jahrhundertwende nichts mehr gemein hat und in Wirklichkeit nichts anderes war, als Abriss und Verschrottung eines international bedeutsamen Denkmals der Ingenieurbaukunst. Sie verglichen dies mit einem fiktiven Neubau des Eiffelturms aus Edelstahl, „nur etwas höher und mit modernen Aufzügen“. Die Schwebebahn sahen die Kritiker dadurch ihres Zeugniswerts beraubt und prophezeiten ihr eine Zukunft als „Disney-Bahn“. Letztlich konnte jedoch auch das Bürgerbegehren der, 1996 vom Historiker Klaus Goebel gegründeten, Bürgerinitiative „Rettet die Schwebebahn e. V.“ den weiteren Umbau, dem CDU, SPD und Grüne im Februar 1997 im Stadtrat zustimmten, nicht verhindern. Eine Mitwirkung der Denkmalpflege an den folgenden Verhandlungen zur Erneuerung der Schwebebahn war zwar gegeben aber nicht in dem Maße, wie das für eingetragene Denkmäler üblich ist. In der Abwägung der Belange des Denkmalschutzes und des öffentlichen Personennahverkehrs musste der Erhaltungsgedanke letztlich zurück stehen. Mit dem Gerüstneubau entfiel zudem auch die sachliche Grundlage für die zeitweise angedachte Kandidatur für die Eintragung als UNESCO-Weltkulturerbe. Einen Vorschlag aus der Bürgerschaft, sie alternativ als Immaterielles Kulturerbe eintragen zu lassen, lehnte die Stadt wiederum 2019 aus Kostengründen ab.

### Weitere Entwicklung ab 2014

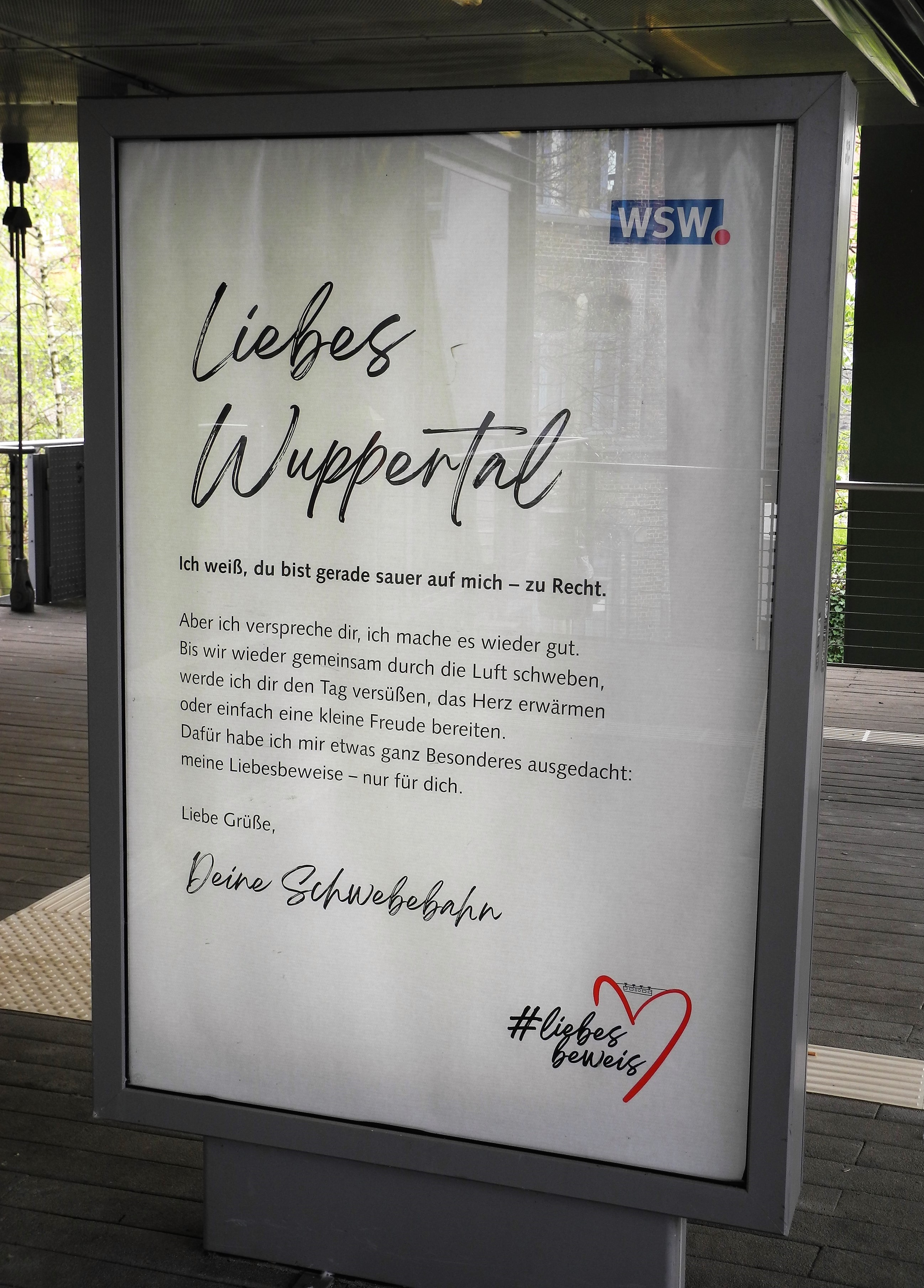
Entschuldigungs-Plakat der Wuppertaler Stadtwerke, April 2021

Am 3. Juli 2020 vermeldeten die Wuppertaler Stadtwerke, dass die Schwebebahn für etwa ein Jahr nur am Wochenende fährt. Grund dafür waren Schäden an den Rädern, die das Gerüst in Mitleidenschaft gezogen hätten, weil die anfangs verwendeten Radreifen eine wesentlich geringere Lebensdauer als erwartet hatten. Sie hielten lediglich 20.000 Kilometer statt wie erwartet 80.000 Kilometer durch. Auch die Fahrschiene wurde damals durch den atypischen Verschleiß der Schwebebahn-Räder an zahlreichen Stellen beschädigt. Die meisten davon betroffenen Schienenabschnitte konnten durch Schleifen wieder instandgesetzt werden, bei gravierenden Schäden mussten jedoch einzelne Schienenstücke von mehreren Metern Länge komplett ersetzt werden. Zwischen dem 12. August 2020 und dem 1. August 2021 ersetzte daher der SchwebebahnExpress montags bis freitags ganztägig den Bahnbetrieb.
Das Höheninterventionsteam der 2. Technischen Einsatzeinheit der Wuppertaler Polizei wiederum nutzte die wochentägliche Betriebspause zu einer speziellen Übung. Am 7. Juni 2021 probten Beamte in der Nähe der Station Pestalozzistraße, wie Menschen, die sich auf dem Gerüst der Schwebebahn befinden, wieder sicher zu Boden gebracht werden können. Immer wieder kommt es vor, dass Personen illegal in den Gefahrenbereich klettern und sich dabei gefährden beziehungsweise verletzen sowie den Schwebebahnbetrieb unterbrechen. So etwa im August 2019 ein Betrunkener an der Haltestelle Bruch, im Oktober 2019 ein „psychisch labiler“ Mann und im Juli 2020 eine weitere männliche Person, die dabei einen Stromschlag erlitt. Für die Evakuierung havarierter Schwebebahnwagen ist hingegen die Höhenrettung der Feuerwehr zuständig. Auch sie profitierte von der damaligen Betriebspause und konnte am 3. März 2021 in Elberfeld bei Tageslicht das Ablassen von Fahrgästen üben.
Ab dem 1. August 2021 fuhr die Schwebebahn schließlich wieder regulär an allen Tagen und somit, nach gut einem Jahr, auch wieder werktags.

## Verworfene Planungen

Verlängerungpläne des Jahres 1975

Gelegentlich wurde über einen Ausbau der Strecke nachgedacht, diese Vorhaben kamen jedoch nie über das Planungsstadium hinaus. So prüften die Wuppertaler Stadtwerke ab 1969 konkret eine nordöstliche Verlängerung von Oberbarmen bis Nächstebreck, wo eine für 28.000 Menschen geplante neue Vorstadt angebunden werden sollte. Hierzu war eine 6,5 Kilometer lange Neubaustrecke vorgesehen. Die Planung sah das Tragwerk mit Mittelstützen und in Betonbauweise vor, ein Streckenteil sollte im Tunnel verlaufen. Doch wehrten sich die Anlieger der betroffenen Wohngebiete gegen das Projekt. Zudem wurde das Wohnbauprojekt selbst, nach heftigen Diskussionen, mangels Mehrheiten in Stadtverwaltung und Stadtrat im Mai 1972 ausgesetzt.
Da im Oberbarmer Gebiet aber mit der vorgesehenen Stilllegung einer Straßenbahnlinie Bedarf für die Verkehrserschließung bestand, hielt man auch nach Absage des Projekts Nächstebreck zunächst an einer Verlängerung der Schwebebahn fest, nun verkürzt bis zu einer Endstation bei der Straße Vor der Beule im Nächstebrecker Ortsteil Mählersbeck. Dort war auch eine neue Wagenhalle vorgesehen, welche die Anlage in Oberbarmen ersetzen sollte. Hierzu wurden zwei Varianten vertieft ausgearbeitet: zum einen 2,7 Kilometer lang via Olgastraße, Dahler Straße, Hildburgstraße und Wittener Straße, zum anderen – etwas weiter ausholend und daher 3,5 Kilometer lang – via Klippe, Parksiedlung, Spitzenstraße, Dahler Straße, Hildburgstraße und Wittener Straße. In beiden Fällen wären wiederum unterirdische Abschnitte notwendig gewesen. In Anbetracht fehlender Bundeszuschüsse bei gleichzeitig auf über 100 Millionen D-Mark gestiegenen Baukosten – bei zudem unzureichender Fahrgastprognose – wurde auch dieses Projekt im Dezember 1975 im Stadtrat abgelehnt.
Im Zuge der Vorplanungen zum Neubau des Fahrgerüstes wurde als Folgeprojekt über eine Verlängerung bis Heckinghausen nachgedacht. Da die in einer Untersuchung von 1983 prognostizierten Fahrgastzahlen zu niedrig waren, wurde auch diese Idee 1996 verworfen.

## Museale Präsentation

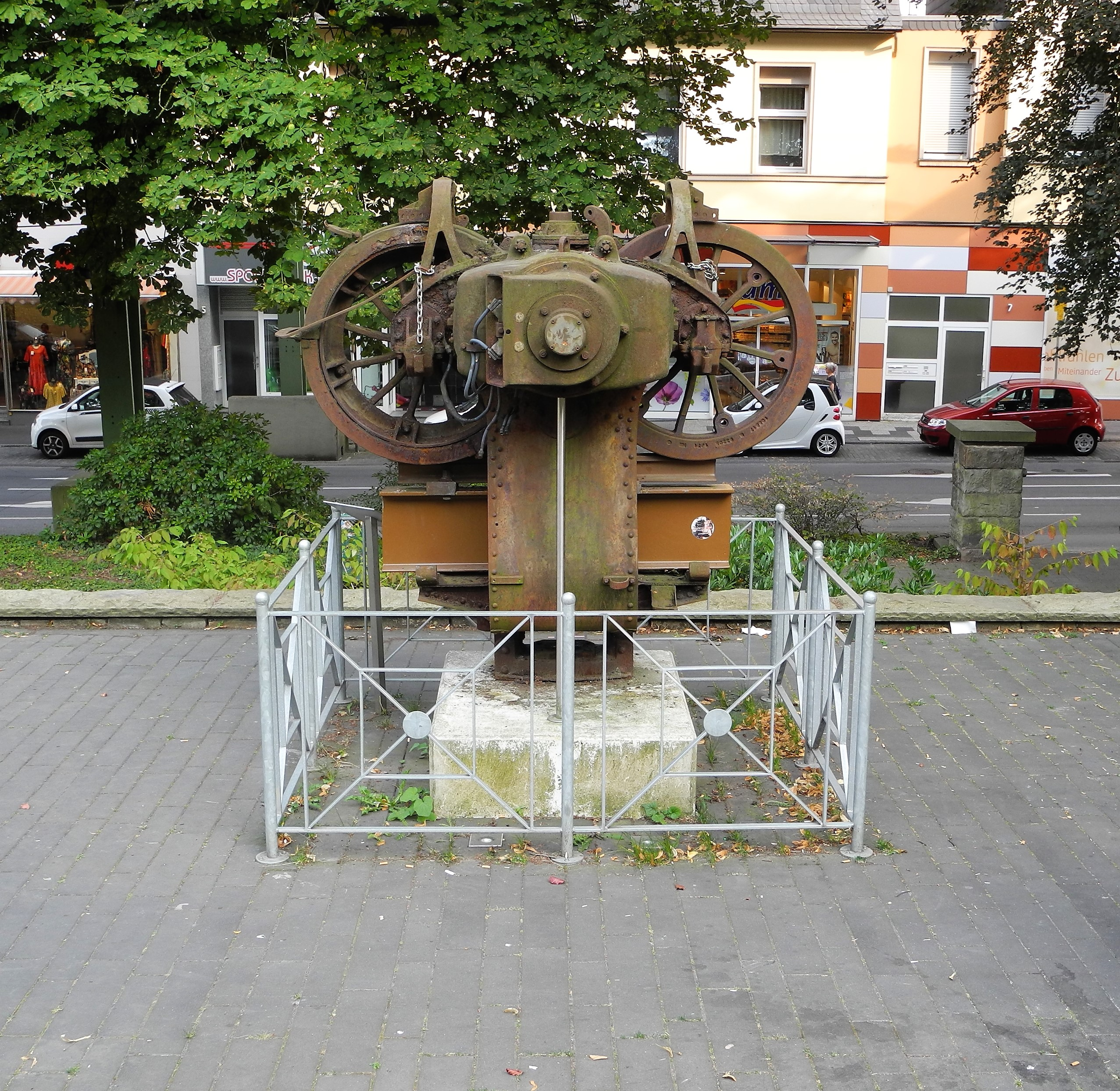
Im Schwebebahnpark ausgestelltes Drehgestell

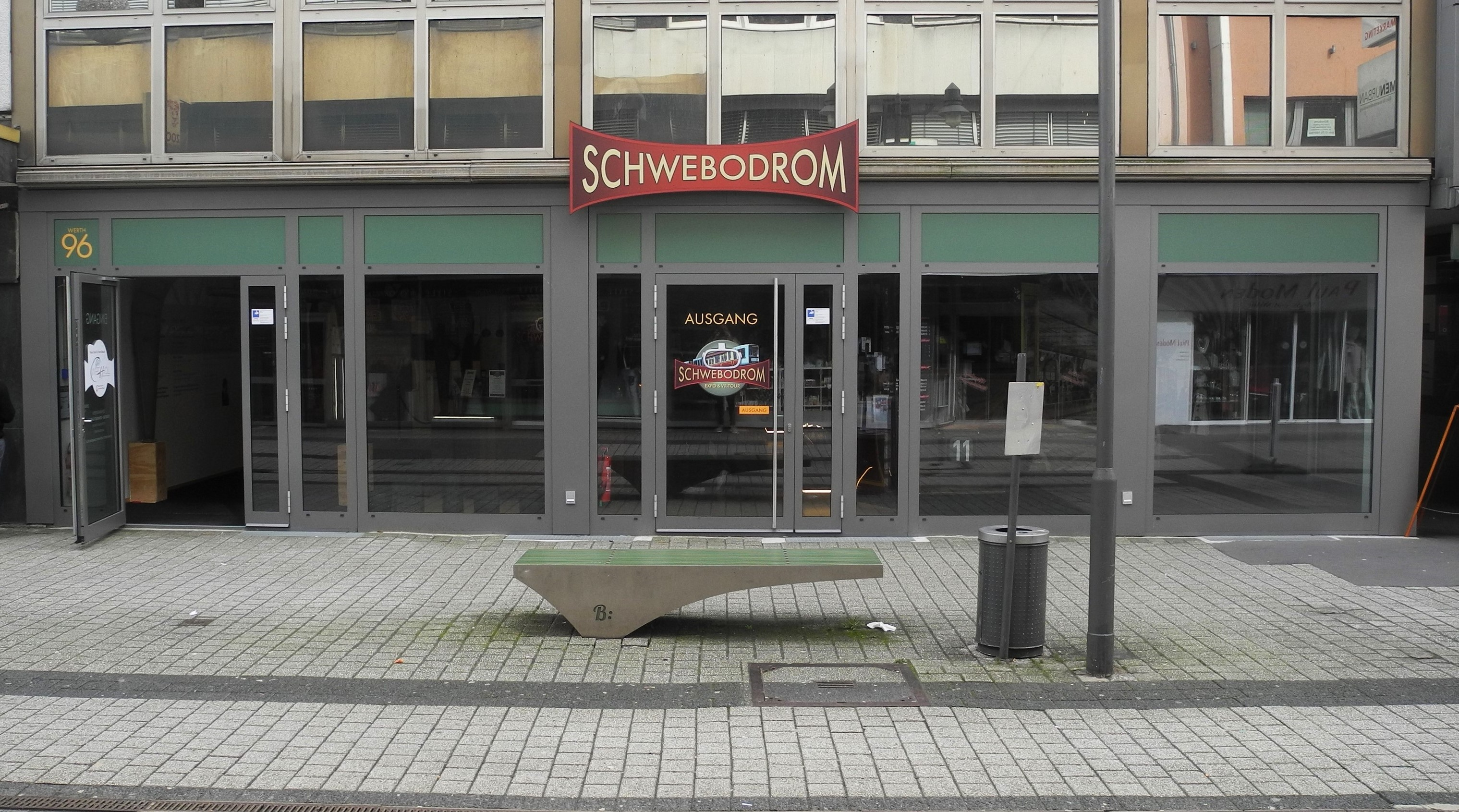
Eingang zum Schwebodrom

Um die technische und kulturhistorische Entwicklung der Schwebebahn angemessen präsentieren zu können, stand viele Jahre die Idee eines entsprechenden Museums im Raum. Ab 2007 gab es in einer privaten Halle in der Vohwinkeler Straße eine kleine Ausstellung des im April 2001 gegründeten Förderverein Historische Schwebebahn e. V. (FVHS) mit Ausstellungsstücken und zwei Originalfahrzeugen der Baureihe 00/12, jedoch beide ohne Drehgestelle. Im Sommer 2019 wurde die Halle jedoch wieder geschlossen. Einige Ausstellungsstücke, darunter der Wagen 11 der Baureihe 00, wurden ins Schwebodrom, ins Historische Zentrum oder an andere Orte überführt. Der Verein löste sich Ende 2024 auf.
In Vohwinkel wiederum wurde am 14. November 2015 der sogenannte Schwebebahnpark eröffnet, ein Freilichtmuseum in der dortigen Grünanlage Stationsgarten. Ein Drehgestell mit Schiene, zwei Knoten des Gerüstfachwerks aus der oberen und unteren Horizontalen sowie ein Fuß einer Pendelstütze der Landstrecke bilden zusammen mit erklärenden Tafeln zum Bau, Betrieb und der Erneuerung der Schwebebahn ein technisches Denkmal. Die restaurierten Ausstellungsstücke in Originalfarbe stammen aus der Anfangszeit der Schwebebahn und sind somit teilweise über 100 Jahre alt. Ein weiteres Denkmal in Form eines erhaltenen Obergurtknotens aus der oberen Horizontalen existiert im Nordpark. Im Eingangsbereich Hansastraße der ehemaligen Zinkfabrik Altenberg, heute Teil des LVR-Industriemuseums Oberhausen, erinnert seit 1998 die, beim Neubau des Gerüsts ausgebaute, ehemalige Ankerstütze 52a/b daran, dass ein Viertel des Schwebebahngerüsts dort entstand.
Am 21. Oktober 2023 wurde nach dreijähriger Planung das Museum Schwebodrom nahe der Schwebebahnstation Werther Brücke eröffnet; die Anschrift lautet Werth 96. Hierbei handelt es sich um eine Mischung aus ausgestellten Exponaten, Multimedia-Show und Virtual-Reality-Tour über die historische Entwicklung der Schwebebahn.
Die Schwebebahn ist außerdem Teil des Modellbau-Projekts Wuppertal-Achse.

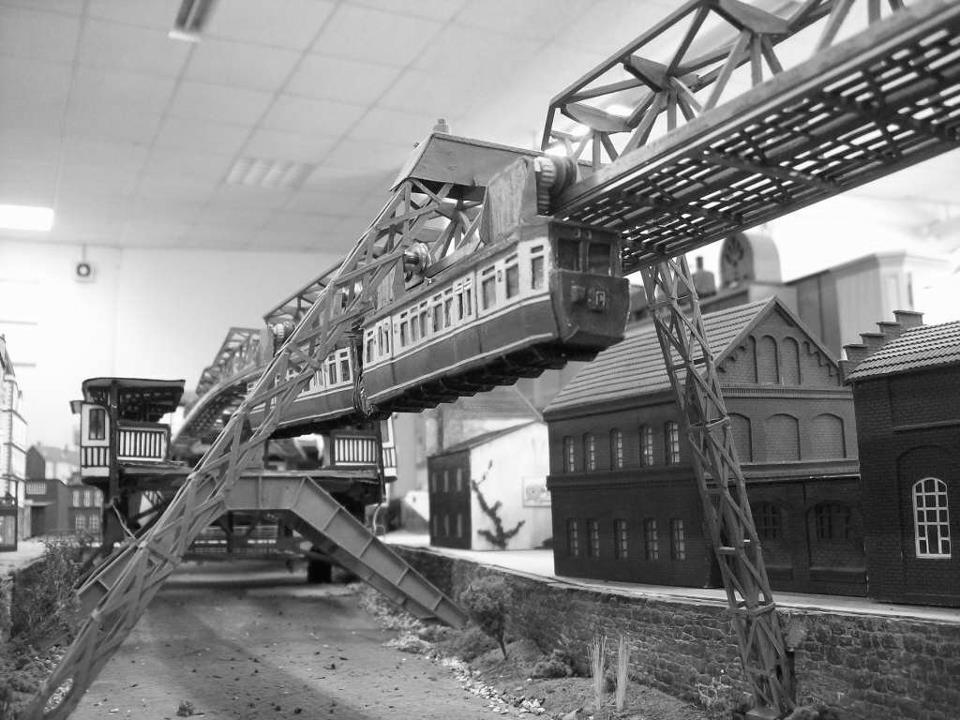
Modellbau-Projekt Wuppertal-Achse mit einer Nachbildung eines Zuges der Baureihe 03
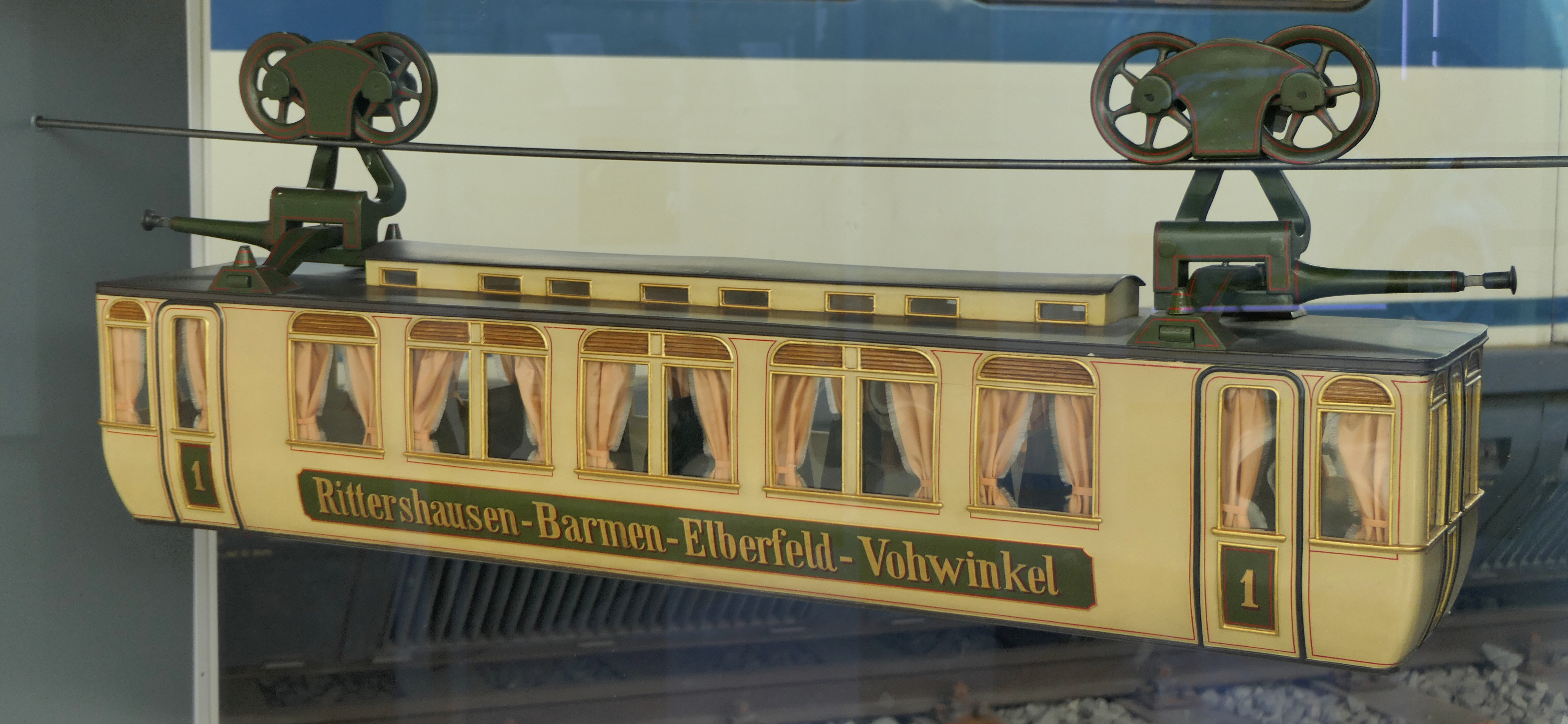
Nicht vorbildgetreues Modell im Verkehrszentrum des Deutschen Museums in München
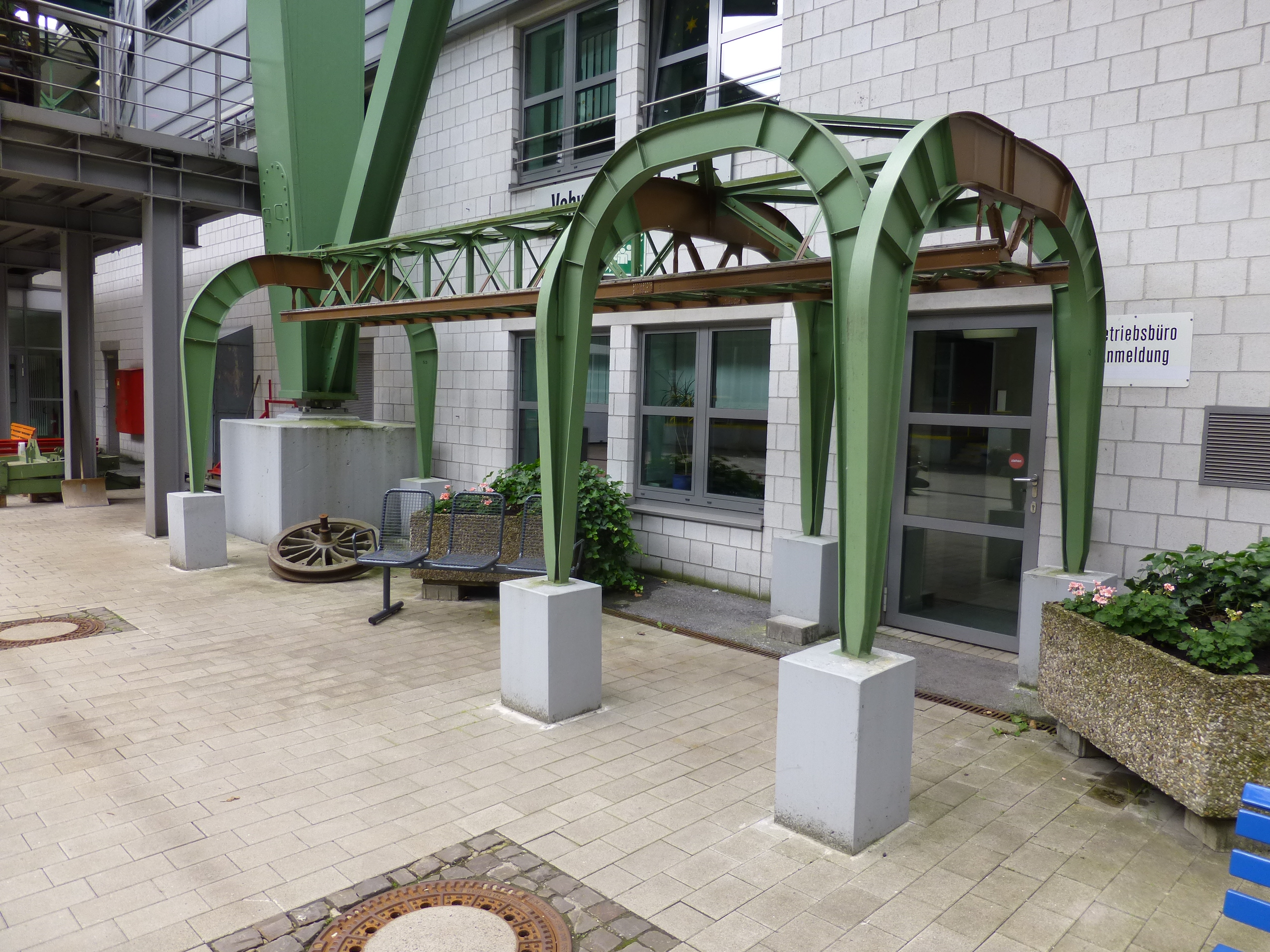
Gerüst-Modell vor dem Betriebsbüro in Vohwinkel
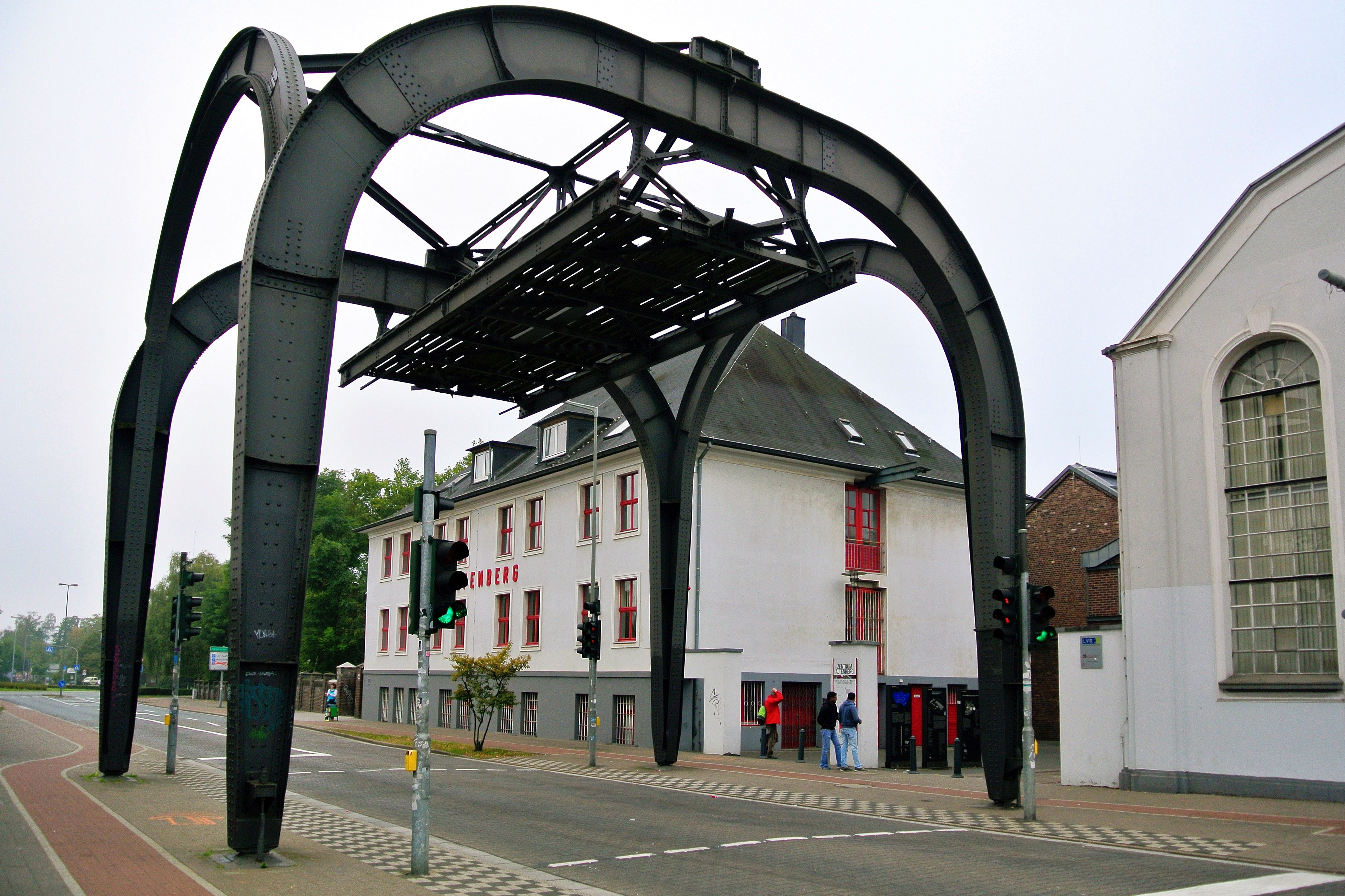
Museal erhaltene Ankerstütze 52a/b im LVR-Industriemuseum Oberhausen

## Denkmalschutz
Die Wuppertaler Schwebebahn entstand in der Hochzeit des Stahlbaus. Sowohl das Gerüst in seiner rein funktionalen Form wie auch die Bahnhöfe aus Glas und Eisen, statt wie üblich aus Stein, machen sie zu einem einzigartigen Beispiel der Eisenarchitektur, das in seiner Bedeutung allenfalls mit dem Eiffelturm verglichen werden kann. In ihrer Verschmelzung von Ornament und funktionaler Ingenieurskonstruktion gilt sie als paradigmatisch für den Historismus der Jahrhundertwende, wobei das ganze Ensemble aus Bahnhöfen und Brücken mit ihrer nackten Tragekonstruktion die ungewohnt rationale Seite des Historismus betonen. Die Schwebebahn-Architektur gilt als Mischung aus Bauhaus und Industriestil, wobei Form, Material, Struktur, Symmetrie, Details und Technologie ein harmonisches Gesamtbild ergeben.
Aus den genannten Gründen stand die Gesamtanlage samt Kaiserwagen deshalb schon 1976 erstmals in den Denkmallisten. Nach Verabschiedung des neuen nordrhein-westfälischen Denkmalschutzgesetzes vom 11. März 1980 wurde der Eintrag jedoch nicht erneuert. Zwischenzeitlich war allerdings 1982 die Station Werther Brücke formal in die Denkmalliste eingetragen worden, 1990 folgte die Haltestelle Döppersberg. 1989/1990 begründete das Rheinische Amt für Denkmalpflege in zwei Gutachten den Denkmalwert der Wuppertaler Schwebebahn einerseits und der Schwebebahn mit den angrenzenden Straßenräumen als Denkmalbereich andererseits. Eine formale Eintragung der Gesamtanlage erfolgte jedoch wegen der von den Wuppertaler Stadtwerken erhobenen Vorbehalte zunächst nicht, die Initiative führte schließlich erst mit der endgültigen Eintragung vom 26. Mai 1997 zum Erfolg. Der Schutzumfang des Gesamtdenkmals Schwebebahn umfasst neben der eigentlichen Bahninfrastruktur sowie dem Kaiserwagen auch alle im Zuge des Schwebebahnbaus umgestalteten Uferbereiche der Wupper, das heißt Fundamentierungen, Stützmauern und Ufermauern.

## Die Schwebebahn als Wuppertaler Identifikationsmerkmal

Logo der Stadt Wuppertal, der Wupperwurm aus den 1960er Jahren

Logo der Wuppertaler CDU-Ratsfraktion mit Schwebebahn-Bezug

Logo des Wuppertaler Christopher Street Day in Abwandlung des Wupperwurms

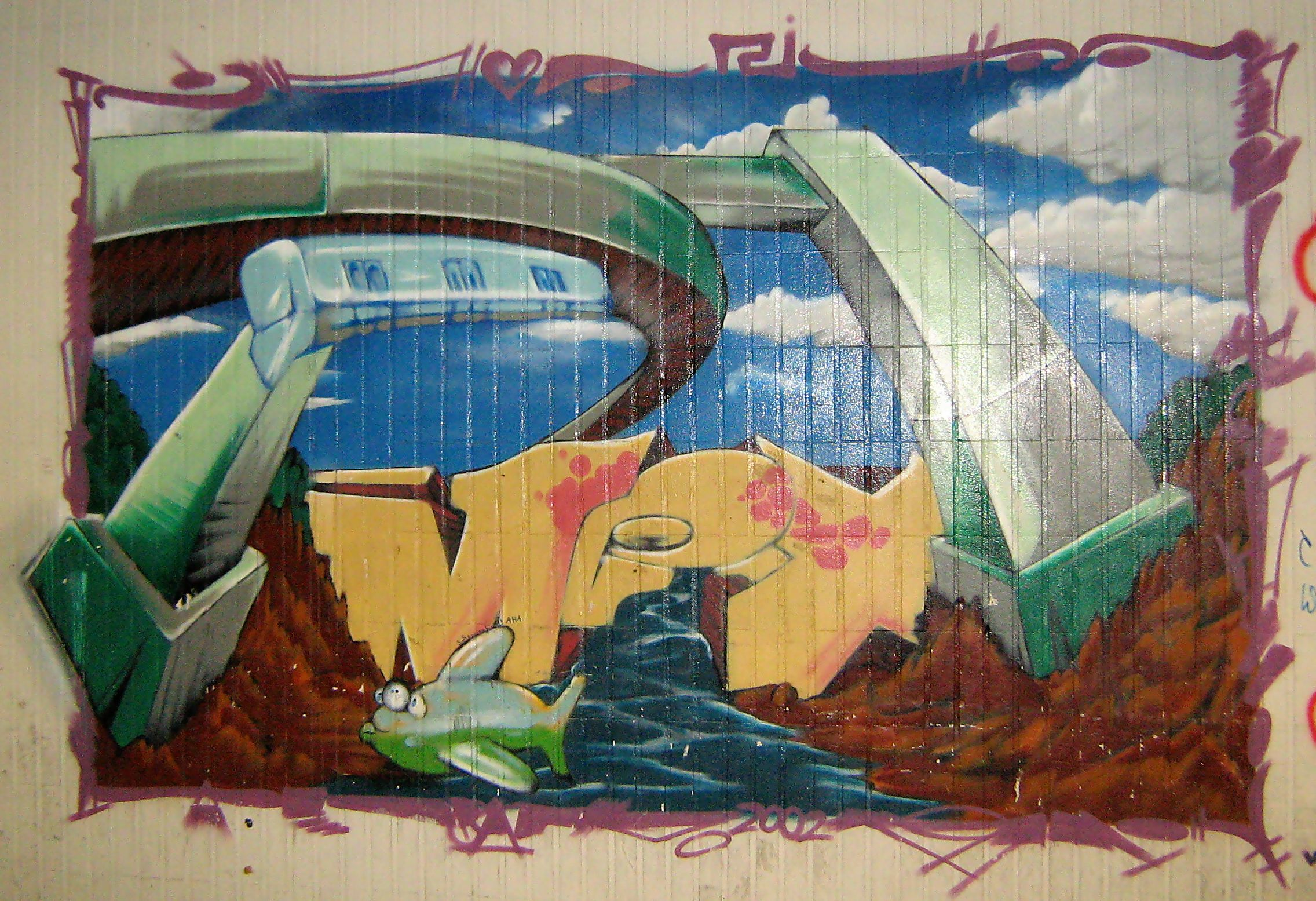
Wandmalerei mit Schwebebahn-Motiv

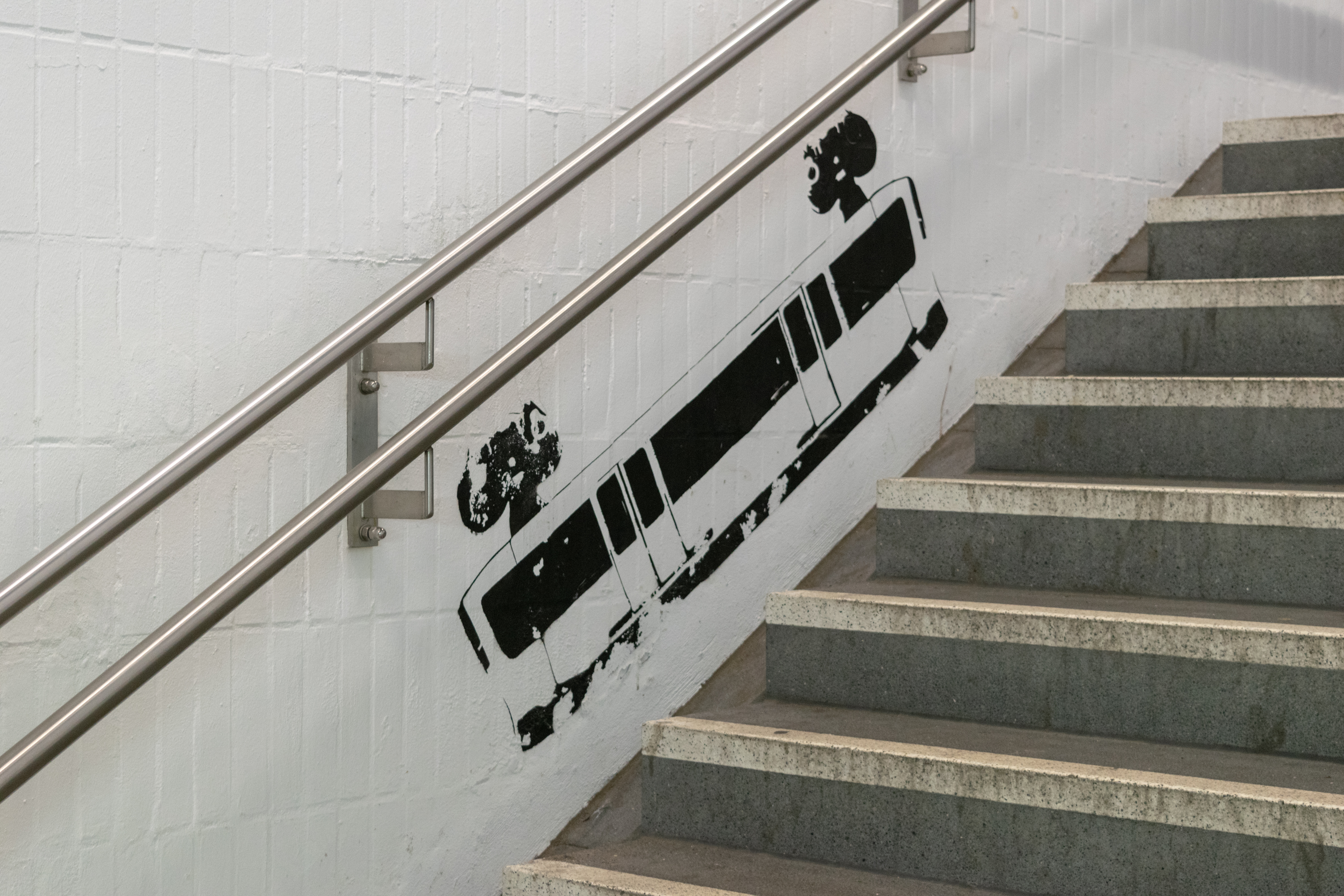
Schablonenkunst mit Schwebebahn-Bezug, 2018

Im Laufe der Jahrzehnte erreichte die Schwebebahn eine, bis heute in ihrer Eigenart und Skurrilität nicht übertroffene, weltweite Berühmtheit. Sie war von Anfang an eine Ikone. Vor Ort trug sie damit erheblich zur Bildung einer gemeinsamen Identifikation zwischen den Bewohnern sowie Integration der ehemals konkurrierenden Teilstädte Wuppertals bei und begünstigte so auch deren Zusammenlegung in den Jahren 1929 und 1930. Nicht zuletzt besteht das von der Stadtverwaltung seit den 1960er Jahren verwendete Logo aus einer stilisierten Schwebebahn und dem Buchstaben W für Wuppertal, dem sogenannten Wupperwurm. Dieser löste 1971 auch auf den Schwebebahnfahrzeugen selbst das zuvor auf ihnen aufgemalte Stadtwappen ab. Als Wuppertaler Original gilt ferner der sogenannte Schwebebahn-General, ein bekannter Schaffner aus der Anfangszeit des Betriebs.
Das Verkehrsmittel gilt als Bindeglied zwischen den Städten sowie Zeugnis und Symbol ihres Zusammenwachsens. Der Journalist Walter Foitzick (* 1886; † 1955) fasste dies wie folgt zusammen: „Den Wuppertalern ist ihre Schwebebahn sicherlich ganz selbstverständlich, und wer im Schatten der Hängewagen geboren ist, kann sich womöglich gar nicht vorstellen, daß es Städte und Länder gibt, wo man nicht schwebt.“ Ein weiteres stadtbekanntes Bonmot ist „Das Quietschen der Bahn gehört zu Wuppertal wie das Amen in der Kirche“, zudem verwenden die Bewohner mitunter die Grußformel „aus der Stadt, in der die Busse fliegen“. Ein weiteres Synonym ist Schwebebahnstadt. Einen ähnlichen Bekanntheitsgrad genießen die Slogans „man schwebt in Wuppertal“, verwendet beispielsweise 1967 als Werbestempel der Deutschen Bundespost, und „Einmal im Leben durch Wuppertal schweben“, seit 2024 auch der Titel eines Kinderbuchs. Zwei weitere Kinderbücher mit der Schwebebahn als zentralem Erzählmotiv sind Finn unterwegs mit der Schwebebahn aus dem Jahr 2013 und Schwuppi – Die Schwebebahn aus dem Jahr 2019, beide geschrieben von Lucia D'Armento Sahin.
Viele Wuppertaler Unternehmen, Vereine, Organisationen und Parteien integrieren die Schwebebahn grafisch in ihre Öffentlichkeitsarbeit und Logos, diverse Firmen bieten spezielle Produkte mit Bezug zum Verkehrsmittel an. Dadurch ist es im Stadtbild allgegenwärtig. Darüber hinaus ist die Schwebebahn Motiv zahlreicher Wandmalereien und Graffiti. Von 1997 bis 2017 verlieh ferner der Stadtverband der Bürger- und Bezirksvereine Wuppertal die Auszeichnung Die Goldene Schwebebahn an verdiente Persönlichkeiten. Seit 2013 findet zudem einmal jährlich im Juni der sogenannte Schwebebahn-Lauf statt, ein Volkslauf über verschiedene Streckenlängen bis hin zum Halbmarathon.
Die Schwebebahn ist außerdem wichtiger Bestandteil des Merchandisings, des Souvenirverkaufs und des Stadtmarketings. So erhielt sie beispielsweise 2017 den Wuppertaler Wirtschaftspreis in der Kategorie „Stadtmarketingpreis“. Der Werbeunternehmer und Markenexperte Frank Dopheide attestiert ihr dabei eine Überlegenheit gegenüber anderen berühmten Verkehrsmitteln in den Metropolen der Welt. Sie „verleiht uns ein Hochgefühl“, mit der Fahrt in der Luft „erhebe sie die Fahrgäste über den Alltag, lasse sie auf die Kleinigkeiten des Lebens herabblicken und öffne die Perspektive“. Anders als die San Francisco Cable Cars, die eher Touristenattraktion als Fortbewegungsmittel sind, verspreche sie dabei auch 120 Jahre nach der Jungfernfahrt noch Alltagstauglichkeit. Auch den typischen Londoner Taxis, die „mehr im Stau stehen als zu fahren“, sei die Schwebebahn damit überlegen. Ebenso der „weltmännischen, unterirdischen Schwester“ in Form der New Yorker U-Bahn, gegenüber der das Wuppertaler Verkehrsmittel sicherer erscheint. Auch der Begriff Schwebebahn selbst verleiht dem Ganzen ein Gefühl von Leichtigkeit und sei weltweit ebenso einzigartig wie das Gefährt selbst. Damit ist das, was die Schwebebahn als Markenzeichen für die Stadt über 120 Jahre eingefahren hat, gemäß Dopheide „vermutlich ebenso wertvoll wie die technische Leistung.“

## Touristische Bedeutung
Auf Grund der einzigartigen Schwebebahn empfahl der US-amerikanische Fernsehsender CNN Anfang Januar 2020 Wuppertal als einen von 20 Orten weltweit, und einzige Stadt in Deutschland, als touristisch empfehlenswertes Reiseziel für das Jahr 2020. Der Autor Barry Neild bezeichnet die Schwebebahn dabei als „Steampunk-Version“ eines Massentransportmittels, das ihn an eine Fantasie von Jules Verne erinnere und eines der „coolsten Schienensysteme der Welt“ sei, womit Wuppertal „ein außergewöhnliches Ass im Ärmel“ habe. Ihre „eisernen Beine“ überspannen die Straßen und Wasserwege der Stadt und transportieren die Passagiere hoch über Verkehrsstaus zu Bahnhöfen, die „ebenso Science-Fiction-haft“ sind wie der Zug, der sie verbindet. Zudem koste eine Fahrt nur „wenige Dollar“. Dem schloss sich der britische The Guardian am 7. März gleichen Jahres an. Im Rahmen einer Übersicht, in der Schriftsteller aus allen 27 Ländern der Europäischen Union jeweils einen Lieblingsort vorstellten, der den Geist ihrer Nation widerspiegelt, beschrieb die britisch-deutsche Journalistin Kate Connolly die Wuppertaler Schwebebahn.
Die Deutsche Zentrale für Tourismus wiederum führte die Schwebebahn 2024 als eine der 100 bedeutendsten Sehenswürdigkeiten des Landes auf, sie erreichte dabei Platz 90. Für Fahrgäste die Schwebebahn zum Sightseeing nutzen möchten, stellen die Wuppertaler Stadtwerke zusammen mit Wuppertal Marketing schon seit 2021 einen Audioguide als Podcast für Mobilgeräte zur Verfügung. Dieser dauert ungefähr eine Stunde und deckt somit die gesamte Strecke in beiden Richtungen ab. An der Bundesautobahn 46 weisen ferner touristische Unterrichtungstafeln auf die Schwebebahn sowie den Zoo hin.

## Rezeption

Probewagen von 1898 als Reklamemotiv für Wills’s Cigarettes aus England, 1901

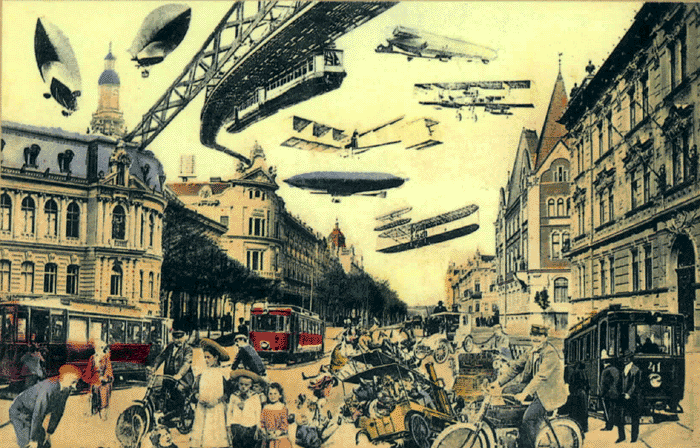
Die Schwebebahn als Synonym für ein modernes Verkehrsmittel zu Beginn des 20. Jahrhunderts, hier auf einer zeitgenössischen Ansichtskarte aus der damals zu Österreich-Ungarn gehörenden Stadt Temesvár

Die Schwebebahn als Sammelbild, 1910

Reklamemarke mit dem bekannten Motiv der drei Bahnen

Visualisierung einer Schwebebahn für die Dreistädteeinheit Gleiwitz-Hindenburg-Beuthen, Aprilscherz aus dem Jahr 1925

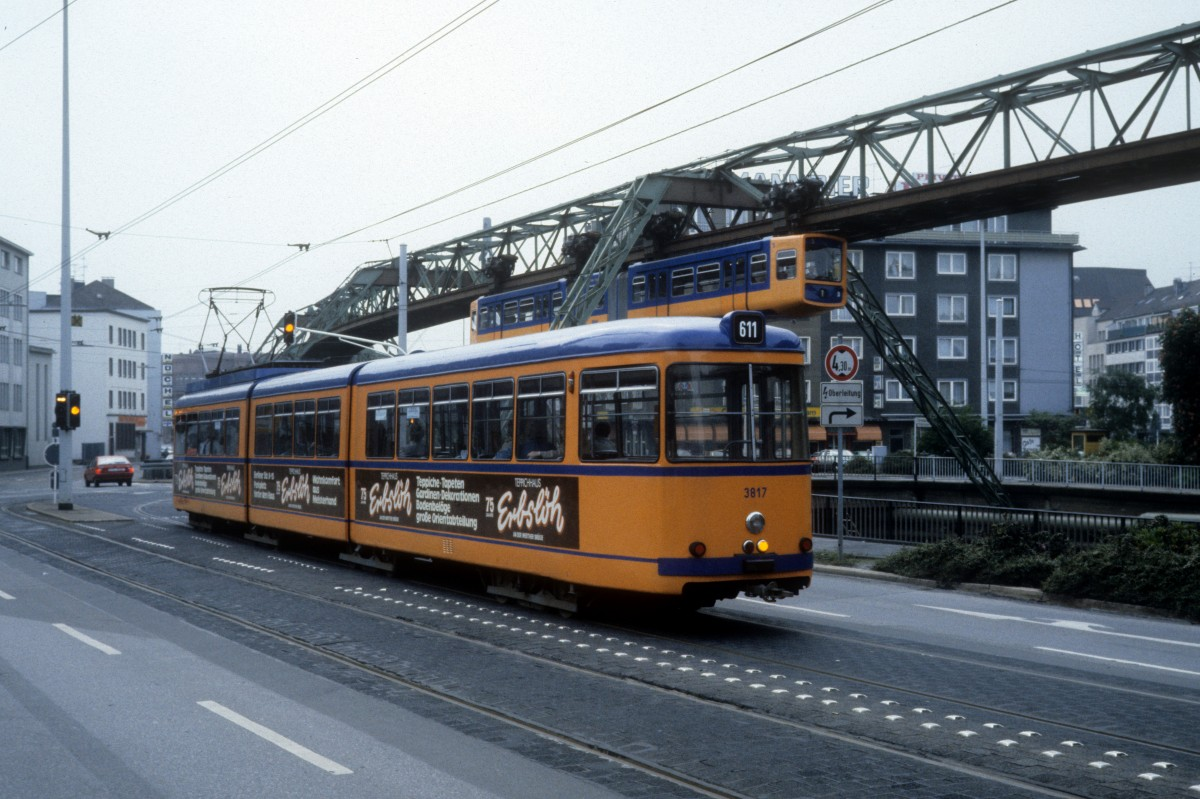
1987: Schwebebahnzug und Straßenbahnwagen in den damaligen Hausfarben orange und blau

Emoji auf Twitter

- Besonders auf Ansichtskarten lag das Motiv der Schwebebahn zu Beginn des 20. Jahrhunderts im Trend und wurde zu einem Synonym futuristischer Mobilität.[192] Sie wurden damals schon in alle Welt verschickt. Dies war sogar schon vor Eröffnung der Fall, wobei die Bahn in die Stadtansichten hineingezeichnet werden musste.[17] Bald nach Inbetriebnahme zeigte eine zeitgenössische Serie einen der ab 1903 verkehrenden Drei-Wagen-Züge als Teil einer Fotomontage respektive Collage, die für zahlreiche Orte weltweit kreiert wurde. Unter dem Motto „Stadt XY in der Zukunft“ sind vor der jeweiligen Ortskulisse zahlreiche weitere moderne Fortbewegungsmittel jener Ära abgebildet, darunter elektrische Straßenbahnen, Motorräder, Automobile, Luftschiffe und Flugzeuge. Die fiktiven Zusammenstellungen gelten als Beispiel für real existierenden Retro-Futurismus.
- Die in Elberfeld geborene Dichterin Else Lasker-Schüler setzte der Bahn 1910 in ihrem Werk Elberfeld im dreihundertjährigen Jubiläumsschmuck ein Denkmal. Darin heißt es: „Ich bin verliebt in meine Stadt und bin stolz auf ihre Schwebebahn, ein Eisengewinde, ein stahlharter Drachen, windet und legt sich mit vielen Bahnhofsköpfen und sprühenden Augen über den schwarzgefärbten Fluss. Immer fliegt mit Tausendgetöse das Bahnschiff durch die Lüfte über das Wasser auf schweren Ringfüßen durch Elberfeld, weiter über Barmen zurück nach Sonnborn-Rittershausen am Zoologischen Garten vorbei.“[241]
- Als Reklame für Liebigs Fleischextrakt erschien 1910 im Rahmen der Serie Verschiedene Bahnen auch ein sogenanntes Liebigbild mit Schwebebahn-Motiv.[242]
- Der von Harry Piel 1914 inszenierte Stummfilm Das Abenteuer eines Journalisten zeigt eine Verfolgungsjagd, bei dem die Diebe versuchen mit der Schwebebahn zu flüchten. Das Filmmuseum Düsseldorf beschreibt und erklärt warum die dargestellte Filmdynamik und die Perspektivenwahl als Vorbereiter deutscher Actionfilme gilt.[243][244]
- Der österreichische Schauspieler, Operettensänger und Komiker Fritz Imhoff veröffentlichte 1925 den Schlager Mädel, fahr mit mir Schwebebahn.
- Die Illustrierte Oberschlesien im Bild berichtete in ihrer Ausgabe vom 27. März 1925 samt Zeichnung von konkreten Plänen für einen interurbanen Schwebebahn-Ringverkehr in der Dreistädteeinheit Gleiwitz-Hindenburg-Beuthen nach Wuppertaler Vorbild,[245] hierbei handelte es sich um einen vorgezogenen Aprilscherz.
- Der Schriftsteller Joachim Ringelnatz widmete der Schwebebahn 1932 sein humoristisches Gedicht Wupper-Wippchen:[246]

„Als in Elberfeld wir in der Schwebebahn
Runter auf das Wupperwasser sahn
Und dann plötzlich unsre Blicke hoben
Gen einander ins Gesicht,
Hätten wir uns eigentlich verloben
Können. — Doch wir taten’s nicht.
Weil man manchmal in der Schwebe Schweigen
Vorzieht. Um bald wieder auszusteigen.“

- Der französische Dichter und Schriftsteller Jean Cocteau wiederum rief aus „Schaut an, ein Engel!“[3] respektive „Aber das ist ja ein Engel!“[55] als er die Hängebahn bei seinem Besuch Anfang der 1950er Jahre zum ersten Mal sah. Das französische Originalzitat hierzu lautet „Mais si c'est un ange“.[247]
- 1957 brachte die Spielwarenabteilung der Gevelsberger Firma Richard Stube eine elektrisch betriebene Modellnachbildung der Schwebebahn auf den Markt. Die Anlage konnte modular aufgebaut werden, als Startpackung angeboten wurde zum einen eine gerade Strecke mit je einer Wendeschleife an den Enden, zum anderen ein in beiden Richtungen befahrbares Oval. An Fahrbetriebsmitteln standen Motorwagen und Anhänger zur Verfügung, auch eine „Haltestation“ war erhältlich.[248]
- In der ARD-Quizsendung „Was bin ich? – Das heitere Beruferaten“ mit Moderator Robert Lembke und seinem Rateteam, gewann ein Wagenführer der Schwebebahn, weil sein Gegenüber auch nach zehn Fragen seinen „weltweit einmaligen Beruf“ nicht erriet.[15]
- Das 1972 mit den ersten Serien-Gelenkwagen eingeführte Farbschema Enzianblau-Pastellorange wurde bald darauf zu den Hausfarben der Wuppertaler Stadtwerke. So lackierten diese beispielsweise einige Jahre lang auch ihre Straßenbahnwagen, Omnibusse und Haltestellenhäuschen entsprechend. Mitte der 1970er Jahre übernahmen ferner auch die Stadtwerke Kaiserslautern – Verkehrsbetriebe dieselbe Farbkombination für ihre Omnibusse und Oberleitungsbusse.
- Zum 75. Geburtstag der Schwebebahn gab die Deutsche Bundespost am 6. April 1976 eine 50-Pfennig-Briefmarke mit einem Wagen der Baureihe 72 als Motiv aus. Designer war Albrecht Ade, der damals an der Bergischen Universität Wuppertal lehrte.[249] Zum 100-jährigen Jubiläum im Jahr 2001 folgte die Deutsche Post AG mit einer von Hans Günter Schmitz, der damals ebenfalls dort dozierte, entworfenen Wohlfahrtsmarke. Sie hat einen Nennwert von 110+50 Pfennig und zeigt eine Begegnung eines Zwei-Wagen-Zuges mit einem Einzelwagen in der Anfangszeit der Schwebebahn,[250] basierend auf einem Ansichtskartenmotiv des Jahres 1903. Weitere Briefmarken mit Schwebebahnmotiv erschienen 1984 in Guinea-Bissau, 1996 in Mali und 2000 in der Zentralafrikanischen Republik.[251]
- Der Kabarettist, Musiker und Komponist Willy Astor erwähnt das Verkehrsmittel in seinem 2001 erschienenen Album Aloneunderholder – Gehe hin und Meerrettich mit der Textzeile „In Wuppertal fährt die Schwebebahn auf Auberginen“, in phonetischer Anspielung auf Oberschiene.[252]
- Im Jahr 2003 fand das Rheinische Amt für Denkmalpflege in der leerstehenden ehemaligen Werkshalle von Van der Zypen & Charlier, heute im Stadtbezirk Köln-Mülheim gelegen, ein Originalstück der ersten Schwebebahn-Teststrecke des Jahres 1893. Es handelt sich um zwei dicht nebeneinander liegende genietete Vollwandträger in Kastenbauweise. Die Schienen führten durch eine, heute weitgehend zugemauerte, Rechtecköffnung in der äußersten rechten Achse des Hallengiebels aus der Halle heraus. Sie sind in der Öffnung durch eine Rahmenkonstruktion mit Konsolträger in genieteter Stahlkonstruktion aufgelegt und lagern in der Halle auf Stützen auf.[253]
- In der 2006 ausgestrahlten ZDF-Sendung Unsere Besten – Die Lieblingsorte der Deutschen erreichte die Wuppertaler Schwebebahn in einer nicht repräsentativen Zuschauerumfrage Platz 6.
- Ebenfalls im Jahr 2006 stellte die Stadt Wuppertal die Zeitreise Schwebebahn vor. Hierbei handelt es sich um fünf verschiedene Themenrundgänge zur industriellen Entwicklung des Tals, die jeweils verschiedene Stationen der Bahn miteinander verbinden.
- Eine Computer-Simulation namens Schwebebahn-Simulator 2013 wurde auf den Markt gebracht. Allerdings blieb sie hinter den allgemeinen Erwartungen zurück.[254]
- Das Emoji U+1F69F suspension railway von Twitter, Inc. ist von Form und Farbgebung der Baureihe 72 nachempfunden.
- Die regionale Supermarktkette akzenta mit Sitz in Wuppertal verkauft Fruchtgummi-Nachbildungen der Schwebebahn unter der Bezeichnung Wuppertaler Schwebis, die exklusiv hierfür vom Süßwarenhersteller Haribo hergestellt werden.[255]
- Im Vorfeld der Inbetriebnahme der neuesten Wagengeneration sprachen Kinder der Kindertagesstätte Abraxas aus Oberbarmen die automatischen Haltestellenansagen der Schwebebahn in einem professionellen Tonstudio ein. Diese waren dann vom 18. Dezember 2016 bis zum 8. Januar 2017 in den Wagen zu hören. Die Stationsnamen waren dabei als Ergebnis eines Wettbewerbs humoristisch verändert, etwa „Mücke, Mücke, Mücke Adlerbrücke“ oder „Robert-Pflaum-Platz“.[256]
- In den Jahren 2017 und 2018 erschienen drei 0-Euro-Scheine mit der Schwebebahn als zentralem Motiv, diese sogenannten Souvenirscheine zeigen den Kaiserwagen, einen Zug der Baureihe 72 sowie einen der Baureihe 15.[257]
- Der Wuppertaler Filmkomponist und Songwriter Richard Albert vermischte 2019 in seinem Stück Schwebebahn Apocalypse Streicher mit Geräuschen der Schwebebahn.[258]
- Die international bekannte Graffiti-Crew 1UP aus Berlin-Kreuzberg besprühte in den frühen Morgenstunden des 6. Oktober 2019, einem Sonntag, den Wagen 14 der Schwebebahn im laufenden Betrieb auf der Fensterseite mit ihrem Gruppennamen, sowie den Schriftzügen „WUP“ und „Rache für Tuffi“. Vier Männer hielten den betreffenden Zug hierzu an der Haltestelle Hammerstein auf und veröffentlichten die Aktion später auf YouTube. Zuvor hatten sie die Kameras in der Station abgedeckt. In das Video wurden Szenen von Elefanten, die Menschen angreifen oder sich gegen Menschen wehren eingebaut. Laut Polizei entstand bei der illegalen Aktion ein Sachschaden von mehreren Tausend Euro.[259][260]
- Im Museum of Modern Art besteht eine Sammlung zum Thema.[261] Unter dem Titel The Flying Train (1902) ist eine Filmaufnahme verfügbar, die den Verlauf der Schwebebahn von Vohwinkel bis Elberfeld im Jahr 1902 zeigt. Das Video wurde durch den Videokünstler Denis Shiryaev coloriert.[262] In einem Fernsehinterview im Jahr 2020 erläutert der Wuppertaler Stadtarchivar Thorsten Dette Teile des Streckenverlaufs.
- Die Wuppertaler Mundart-Musikgruppe Striekspöen beschrieb 2021 in ihrem Lied De Aule Kaiserwagen die Fahrt des Kaiserpaars samt Anhang im Jahr 1900. Hierbei bauten die Künstler auch die bekannte Anekdote ein, laut der Wilhelm II. von einem Diener auf die Gemarkungsgrenze am Haspel hingewiesen wurde und anschließend zu seiner Gemahlin sagte: „Auguste setz den Hut auf, wir kommen in die Stadt.“ Die entsprechende mundartliche Version lautet „Auguste, setz den Hut op, wir kommen in de Stadt.“ Tatsächlich ereignete sich der Ausspruch jedoch während der Kutschfahrt von Barmen nach Elberfeld,[263] der Barmer Abschnitt war damals noch gar nicht eröffnet.
- Der Hersteller des Gesellschaftsspiels Monopoly Wuppertal musste sein Produkt nach Protesten aus der Bevölkerung 2022 neu auflegen, nachdem in der ursprünglichen Version auf den Spielkarten des Brettspiels Luftseilbahn- statt Schwebebahn-Symbolen verwendet wurden.[264]
- 2023 wurden auf Initiative des Studenten Manuel Dwinger zwei verschiedene Klemmbaustein-Modelle der Schwebebahn, eines des Kaiserwagens und eines von einem Wagen der Baureihe 72, jeweils mit zwei Stützenpaaren und einer Gerüstbrücke, auf den Markt gebracht.[265][266][267]
- Der in Wuppertal geborene Dichter und Schriftsteller Matthias Buth erzählt in seiner 2025 publizierten „rhapsodie 335“ von der Schwebebahn, die gerne entführt werden würde in andere Lüfte und auf weitere Elefanten wie Tuffi wartet, die sich was trauen.[268] Darin heißt es weiter: „so aber hängt sie weiter an der Stadt, schreibt / Gedichte und fürchtet sich vor der nächsten / Kurve, Feuer speiend nimmt sie Schwung.“[269]

## Misserfolg außerhalb Wuppertals, vergleichbare Anlagen und Verband der Schwesterschwebebahnen

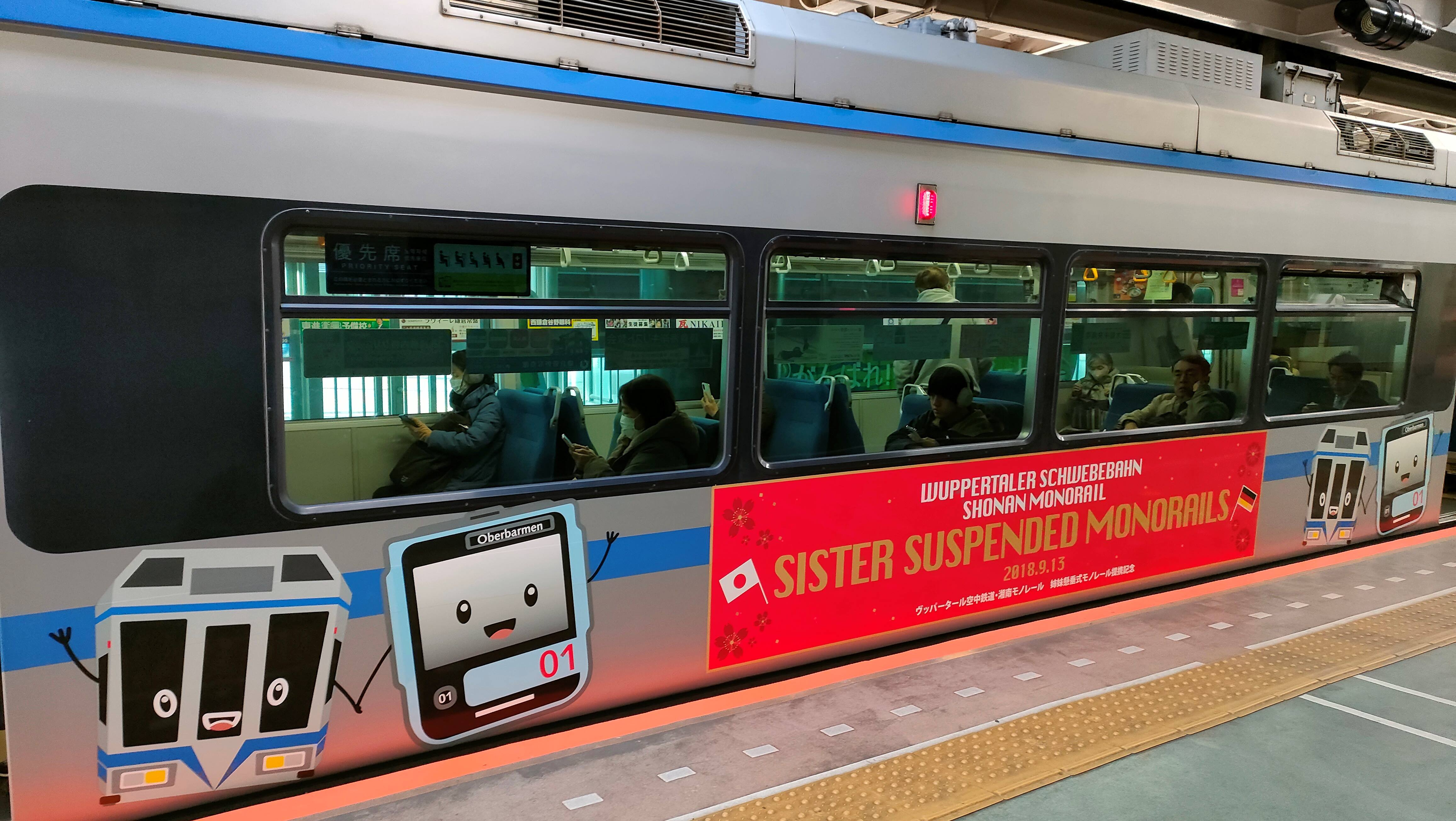
Zug der Shōnan Monorail mit Verweis auf das System in Wuppertal

Trotz erheblicher Anstrengungen konnte sich das Langen’sche Schwebebahn-System letztlich nicht gegen die Konkurrenz der Standhochbahnen etablieren. Es wurde, außer im Wuppertal und bei der Tropenbahn, nur noch bei der Schwebebahn Dresden realisiert. Letztere ist jedoch nur eine kurze Bergbahn und nutzt zudem die Antriebstechnologie einer Standseilbahn. Somit ist die Anlage in Wuppertal ein Unikat. Unabhängig davon zeugen jedoch zahlreiche Transportbahnen in der Industrie und im Bergbau bis heute von der Tragfähigkeit der Idee. Nur das Schwebebahnprojekt für Berlin sowie das für Hamburg erreichten um das Jahr 1900 herum eine gewisse Planungstiefe, wurden dann aber doch beide als herkömmliche U-Bahn errichtet, das heißt in der Hansestadt das Grundnetz der Hamburger Hochbahn und in der Hauptstadt die heutige Linie U8. 
Neben der Wuppertaler Schwebebahn und den beiden anderen genannten Anlagen nach dem System Langen, wurden letztlich nur vier weitere einschienige Hängebahnen realisiert:
- die experimentelle Einschienenbahn Gattschina in Russland, in Betrieb genommen 1900 und bald darauf wieder abgebaut
- die Einschienenbahn Ueno-Zoo in Japan, in Betrieb von 1957 bis 2019
- die Hängebahn Memphis in den Vereinigten Staaten, die von 1982 bis 2018 in Betrieb war, jedoch auf Gummilaufrädern fuhr
- die Einschienenbahn Wuhan in China, in Betrieb seit 2023

Darüber hinaus wurden noch ein paar zweischienige Hängebahnen gebaut, etwa der Aerobus, die beiden H-Bahnen auf dem Gelände der Technischen Universität Dortmund und am Flughafen Düsseldorf sowie, wiederum in Japan, die Chiba Monorail und die Shōnan Monorail. Erstere löste die Wuppertaler Anlage 1995 als längste Hängebahn der Welt ab, mit letzterer zusammen gründete die WSW mobil GmbH am 13. September 2018 den sogenannten „Verband der Schwesterschwebebahnen“. Hierbei wurde der Wuppertaler Wagen 01 im Mittelteil mit einer entsprechenden Werbung versehen, der Zug 5603/5604 in Kamakura wurde ebenso gestaltet.